# Katowice
Katowice (niem. Kattowitz) – miasto na prawach powiatu w południowej Polsce, położone we wschodniej części Górnego Śląska, na Wyżynie Śląskiej. Jest siedzibą władz województwa śląskiego i Górnośląsko-Zagłębiowskiej Metropolii, a jednocześnie stanowi największe pod względem liczby ludności miasto konurbacji katowickiej i jedenaste największe w Polsce.
Katowice są stosunkowo młodym miastem, posiadającym prawa miejskie od 11 września 1865 roku, a po raz pierwszy wzmiankowane były w 1598 roku. Jego szybki rozwój rozpoczął się wraz z doprowadzeniem do Mysłowic przez Katowice linii Kolei Górnośląskiej w 1846 roku, a sprzyjał temu także rozwój przemysłu w regionie. W latach międzywojennych miasto stało się stolicą autonomicznego województwa śląskiego – najbogatszego wówczas regionu Polski. Po 1945 roku miasto odzyskało znaczenie jako ośrodek przemysłowy i administracyjny, a w latach 1953–1956 nosiło nazwę Stalinogród. Po transformacji ustrojowej od lat 90. XX wieku Katowice przeobraziły się w nowoczesny ośrodek wielofunkcyjny, w którym dokonały się zmiany w każdej dziedzinie.
Architektonicznie Katowice są stosunkowo młodym miastem z zabudową pochodzącą z różnych okresów historycznych, od zabytkowej zabudowy mieszczańskiej z drugiej połowy XIX wieku przez osiedla patronackie (w tym przede wszystkim Giszowiec i Nikiszowiec), katowicką modernę (m.in. archikatedra Chrystusa Króla i gmach Sejmu Śląskiego) po zabudowę powojenną, zarówno z czasów Polski Ludowej (w tym osiedla Tysiąclecia i W. Roździeńskiego), jak i najnowszą (w tym wysokościowce, jak m.in. Altus czy .KTW).
Katowice są wielofunkcyjnym ośrodkiem miejsko-usługowym o randze krajowej i regionalnej, a także należą do grona największych w Polsce ośrodków tego typu. Działalność przemysłowa pomimo restrukturyzacji nadal odgrywają istotną rolę, szczególnie w dziedzinach związanych z energetyką, hutnictwem oraz przetwórstwem surowców mineralnych. Siedzibę ma tutaj m.in. Tauron Polska Energia i Polska Grupa Górnicza.
Miasto stanowi istotny węzeł transportowy z dogodnym położeniem blisko granicy z Czechami i bliskością autostrad oraz linii kolejowej. Miasto przecina autostrada A4, kilka dróg krajowych (DK79, DK81 i DK86) i Drogowa Trasa Średnicowa, a także kilka linii kolejowych o znaczeniu magistralnym krzyżujących się na stacji Katowice, będąc znaczącym węzłem kolejowym. W odległości niecałych 40 km od centrum miasta znajduje się Międzynarodowy Port Lotniczy Katowice im. W. Korfantego.
Katowice są ważnym ośrodkiem edukacji i nauki ze względu na liczne szkoły wyższe i instytuty badawcze. Siedzibę ma tutaj większość uczelni publicznych województwa śląskiego, w tym m.in. Śląski Uniwersytet Medyczny w Katowicach, Uniwersytet Śląski w Katowicach, Uniwersytet Ekonomiczny w Katowicach, Akademia Sztuk Pięknych w Katowicach czy Akademia Muzyczna im. K. Szymanowskiego w Katowicach. Ponadto miasto posiada kilka renomowanych liceów ogólnokształcących o zasięgu regionalnym.
Miasto odgrywa kluczową rolę w regionie jako ośrodek kulturalny, posiadając wiele teatrów, galerii sztuki, muzeów i centrów kongresowych. Jest ono siedzibą Teatru Śląskiego im. S. Wyspiańskiego w Katowicach – największej sceny dramatycznej w regionie. Strefa Kultury, która powstała na terenach dawnej kopalni „Katowice”, jest przestrzenią publiczną koncentrującą kilka placówek kultury: Muzeum Śląskie w Katowicach, siedzibę Narodowej Orkiestry Symfonicznej Polskiego Radia w Katowicach i Międzynarodowe Centrum Kongresowe w Katowicach. Miasto jest organizatorem różnorodnych wydarzeń kulturalnych, koncertów, festiwali muzycznych i sportowych. Spodek, jeden z najbardziej rozpoznawalnych punktów Katowic, jest miejscem organizacji różnego typu wydarzeń sportowych i artystycznych, w tym rangi światowej.
Miasto stanowi także siedzibę rzymskokatolickiej archidiecezji katowickiej i do lutego 2025 roku ewangelicko-augsburskiej diecezji katowickiej. Działają tutaj także inne wspólnoty wyznaniowe (Kościół Zielonoświątkowy, Kościół Chrześcijan Baptystów i inne), miasto ma bogatą tradycję religijną.

## Położenie

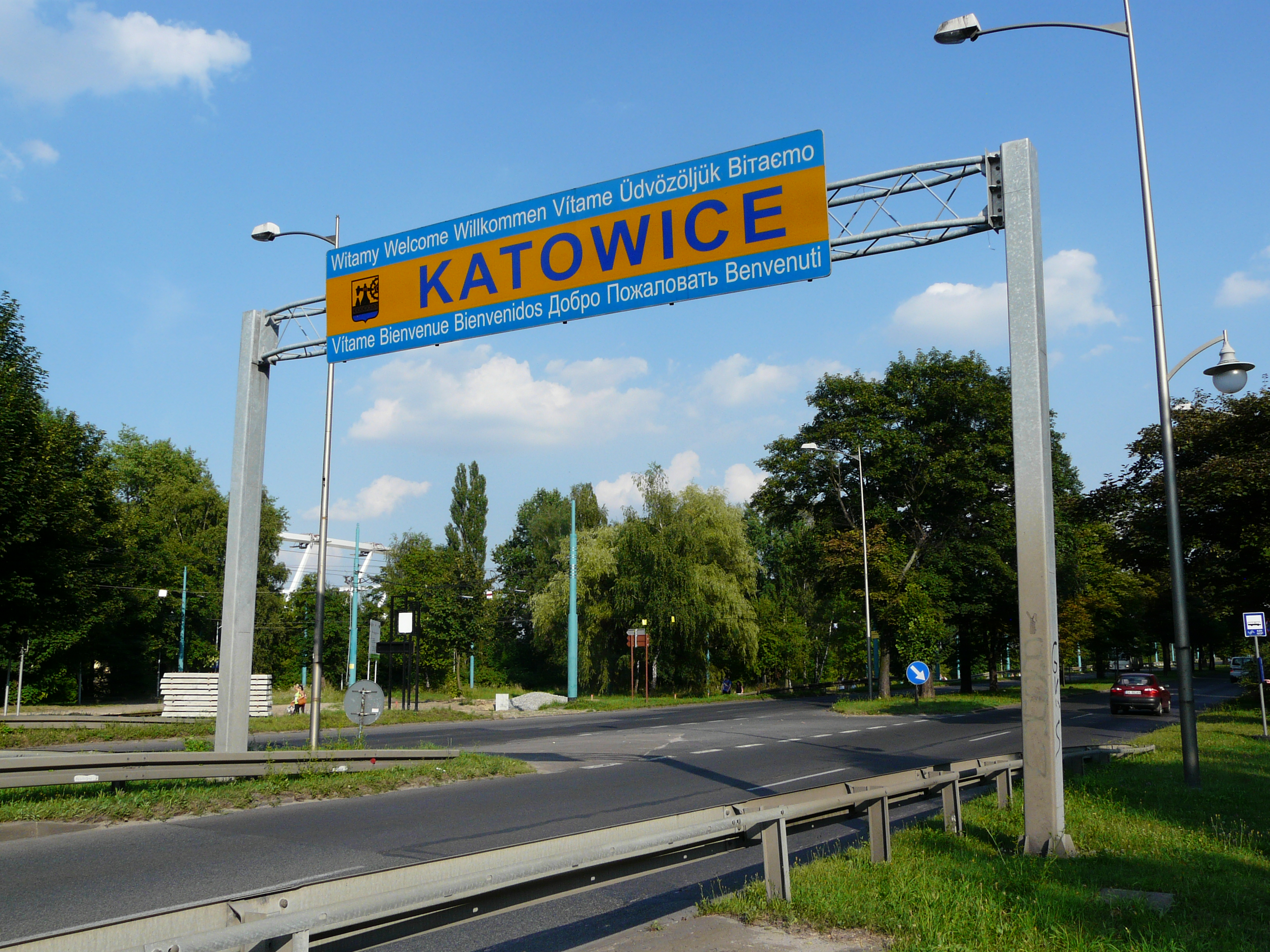
Witacz przy wjeździe do Katowic od strony Chorzowa (ulica Chorzowska)

Katowice położone są w południowej Polsce, w środkowej części województwa śląskiego. Są także fragmentem południowego pasa miast wojewódzkich w jej środkowej części, obok takich miast jak: Wrocław, Opole, Kraków i Rzeszów, a w promieniu 600 km od Katowic znajduje się sześć europejskich stolic: Berlin, Praga, Wiedeń, Bratysława, Budapeszt i Warszawa.
Katowice graniczą z sześcioma miastami na prawach powiatu (Chorzów, Mysłowice, Ruda Śląska, Siemianowice Śląskie, Sosnowiec i Tychy) oraz z Mikołowem (powiat mikołowski), Czeladzią (powiat będziński) i Lędzinami (powiat bieruńsko-lędziński). Łączna długość granic miasta wynosi około 100 km.
Katowice są częścią konurbacji katowickiej, będącej jednym z najbardziej zurbanizowanych i uprzemysłowionych obszarów Europy. Są największym ludnościowo miastem tej konurbacji. Miasto jest także częścią Górnośląsko-Zagłębiowskiej Metropolii, której jednocześnie jest siedzibą. Katowice według klasyfikacji NUTS wraz z Rudą Śląską, Świętochłowicami, Chorzowem, Siemianowicami Śląskimi i Mysłowicami tworzą na poziomie NUTS3 region katowicki (PL22A). Pod względem krain historycznych Katowice położone są we wschodniej części Górnego Śląska.
Katowice według podziału fizycznogeograficznego Jerzego Kondrackiego usytuowane są w znacznej części w mezoregionie Wyżyna Katowicka (341.13), z wyjątkiem południowej części dzielnicy Murcki, będąca częścią Pagórów Jaworznickich (341.14). Mezoregiony te stanowią południową część Wyżyny Śląskiej, wchodzącą w skład podprowincji Wyżyna Śląsko-Krakowska. Skrajne wysokości miasta sięgają od ok. 245 m n.p.m. (dolina Kłodnicy w Ligocie-Panewnikach i dolina Mlecznej w Murckach) do 357,6 m n.p.m. (Wzgórze Wandy). Geologicznie miasto położone jest w dewońsko-karbońskim zapadlisku górnośląskim, a hydrologicznie na granicy działów wodnych Wisły i Odry.
Powierzchnia miasta wynosi 164,73 km² (przed 2022 rokiem było to 164,64 km²), co stanowi 6,4% powierzchni Górnośląsko-Zagłębiowskiej Metropolii i 1,3% powierzchni województwa śląskiego. Rozciągłość południkowa miasta wynosi 18,6 km, a równoleżnikowa 16,7 km.

## Środowisko naturalne

### Geologia

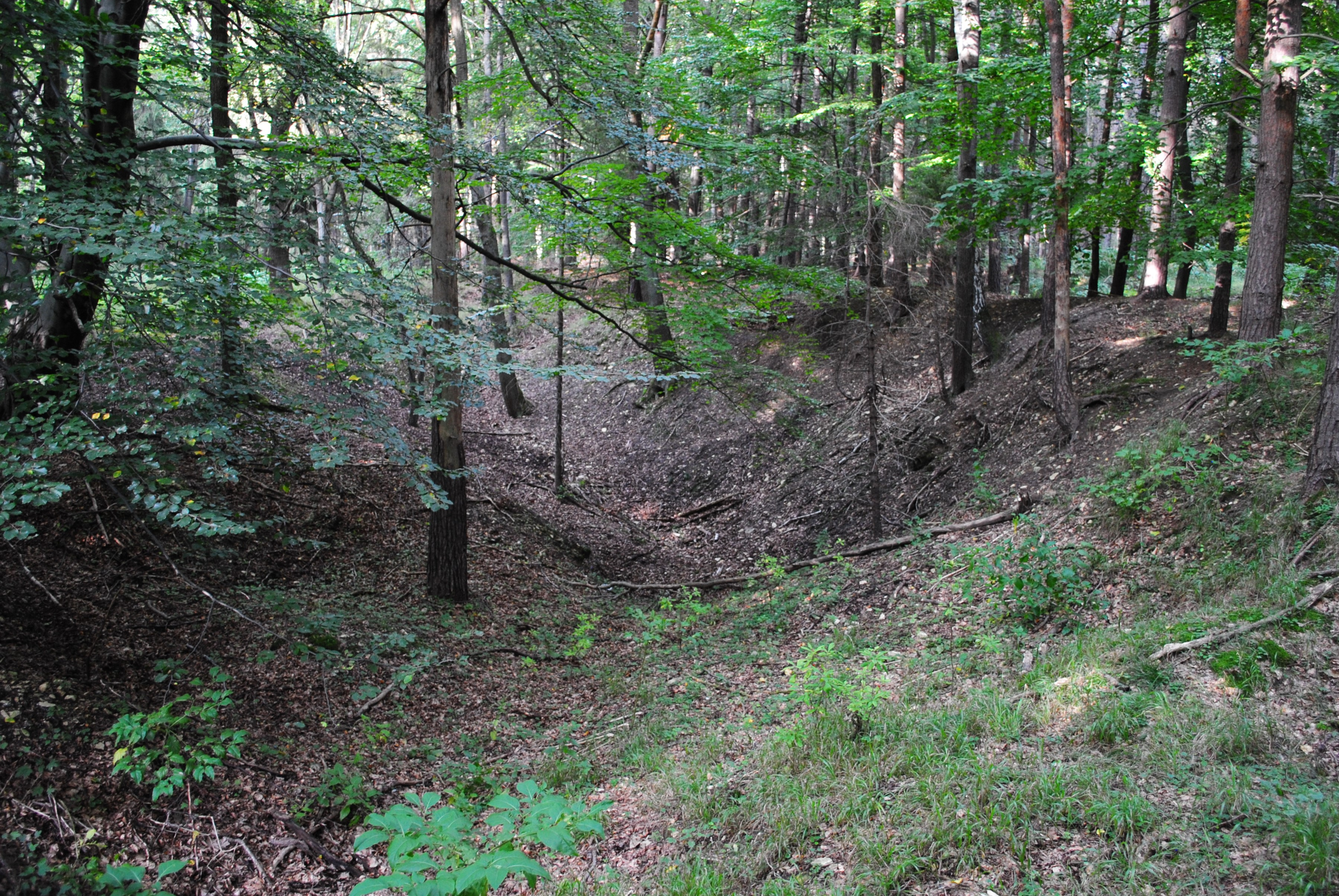
Fragment partii szczytowej Kamiennej Góry w Murckach z widocznymi wgłębieniami po eksploatacji dolomitu

Katowice są położone w niecce górnośląskiej, będącej północną częścią dużej struktury geologicznej śląsko-morawskiej. Wykształciło się ono na przełomie dewonu i karbonu, kiedy to zostało zaburzone paleozoiczne podłoże Wyżyny Śląskiej przez utworzenie zapadliska otoczonego górami, które zostało wypełnione przez łupki, piaskowce i zlepieńce z pokładami węgla kamiennego, budujące współcześnie podłoże miasta Katowice. Wychodnie tych skał występują na znacznej powierzchni miasta, głównie w środkowej części Murcek i Kostuchny oraz w obrębie katowickich wzgórz: Cisowej Góry, Wzgórza Beaty i Mrówczej Górki i są to głównie warstwy orzeskie. Ich cechą charakterystyczną są kilkudziesięciometrowe ławice iłołupków nadających się do produkcji ceramiki, z których korzystały cegielnie m.in. w Giszowcu, Muchowcu czy Załężu. Na serii osadów karbońskich leżą węglanowe osady triasu – wapienie, dolomity i margle. Ich wychodnie są jednak nieliczne, a jedną z nich jest Kamienna Góra w Murckach.

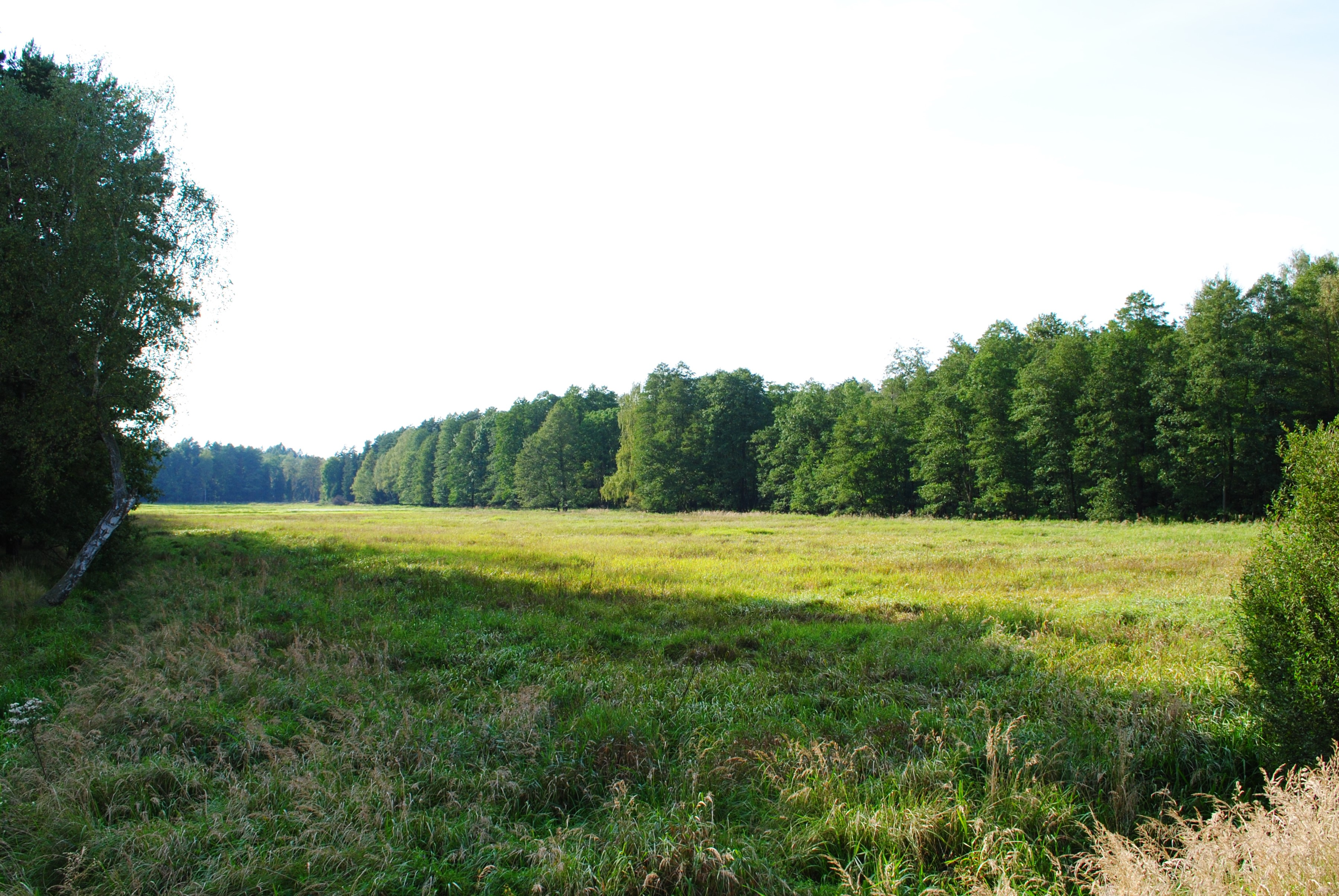
Fragment równiny sandrowej na wysokości Hamerli w Murckach

W trzeciorzędzie zostały utworzone główne rysy rzeźby Katowic. W okresie tym dochodziło do intensywnego wietrzenia chemicznego i denudacji. Zasadnicze znaczenie miały trwające w miocenie faza ruchów tektonicznych związanych z orogenezą alpejską. Sztywna płyta antyklinorium śląsko-krakowskiego uległa spękaniu, a poszczególne jej części wypiętrzyły się lub zapadły. Powstały wówczas głębokie rowy i zapadliska o przebiegu równoleżnikowym, w tym rów Kłodnicy ciągnący się z Ochojca w kierunku zachodnim.
W plejstocenie obszar Katowic został prawdopodobnie pokryty przez lądolód skandynawski dwukrotnie – podczas zlodowacenia południowopolskiego oraz w czasie zlodowacenia środkowopolskiego. Osady pozostałe po pierwszym z nich w większości zostały usunięte w okresie interglacjału. Lądolód zlodowacenia środkowopolskiego wkroczył na teren Katowic od zachodu wzdłuż obniżenia Kłodnicy. Wypływające z wycofującego się lądolodu środkowopolskiego wody spowodowały zasypanie obniżeń dolinnych materiałem piaszczystym i piaszczysto-żwirowym typu sandrowego. Naniesione w czasie zlodowacenia południowopolskiego i środkowopolskiego, szeroko rozpowszechnione gliny zwałowe oraz piaski i żwiry są najmłodszymi osadami na terenie miasta. Miąższość tych osadów wynosi od kilku metrów na wierzchowinach i stokach do kilkudziesięciu (maksymalnie 100) metrów w dolinach i kotlinach.
W holocenie panuje ogólna tendencja do niszczenia i wyprzątania pokryw osadów plejstoceńskich. W dolinach rzecznych utworzyła się niska terasa, uformowana w kilku stopniach w wyniku płytkiego rozcięcia pokryw akumulacyjnych. Na stokach rozwinęła się natomiast sieć młodych dolin erozyjnych jak wąwozy, parowy i wciosy.

### Gleby

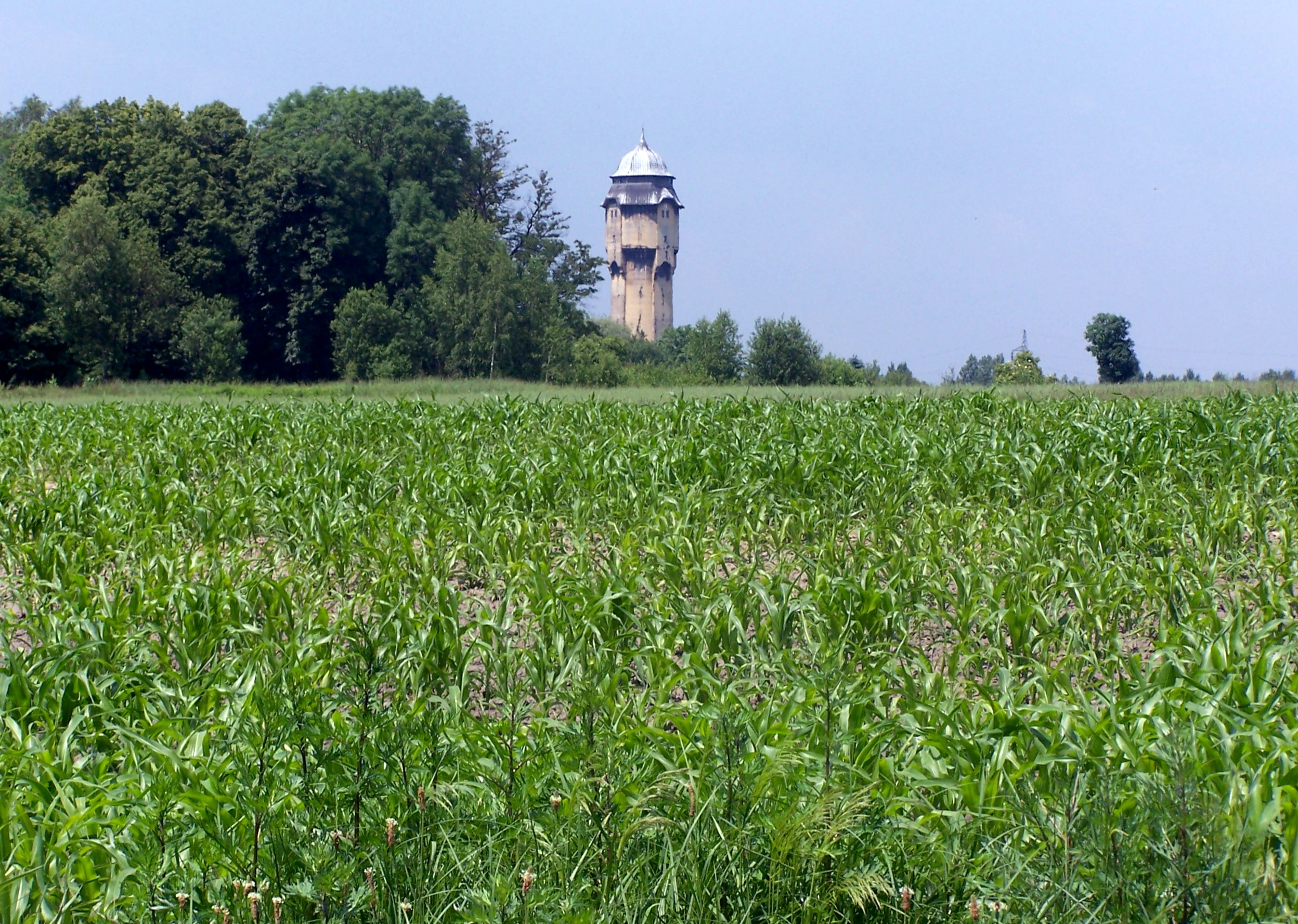
Pole uprawne w Szopienicach-Burowcu w rejonie ulicy J. Korczaka

W Katowicach dominują gleby brunatne, głównie w odmianie wyługowanej, charakterystyczne dla obszarów o cięższym podłożu. Znaczny jest także udział gleb bielicowych i pseudobielicowych, a mniejszy mają występujące na gruntach bardziej wilgotnych czarne ziemie – głównie w dolinach i gleby organiczne (torfowe i mułowo-torfowe) – głównie obrębie płaskich den dolinnych.
Gleby na obszarze Katowic uległy silnej antropopresji na skutek rozwoju osadnictwa, powierzchniowej eksploatacji surowców oraz składowania odpadów, a na znacznych obszarach doszło także do mechanicznego zniszczenia pokrywy glebowej, stąd duży jest tu udział gruntów urbanoziemnych i industrioziemnych. Gleby antropogeniczne dominują zwłaszcza w północnej, bardziej zurbanizowanej części miasta.
Pod względem klasyfikacji bonitacyjnej gleb, jedynie nieliczne fragmenty gruntów rolnych na terenie miasta zaliczane są do wysokich klas bonitacyjnych. Są to grunty III klasy występujące głównie w bardziej zurbanizowanej części Katowic w postaci niewielkich enklaw nieużytkowanych rolniczo (w dzielnicach Wełnowiec-Józefowiec, Bogucice i Janów-Nikiszowiec). Ponad połowa gruntów przypada na IV klasę bonitacyjną.

### Rzeźba terenu

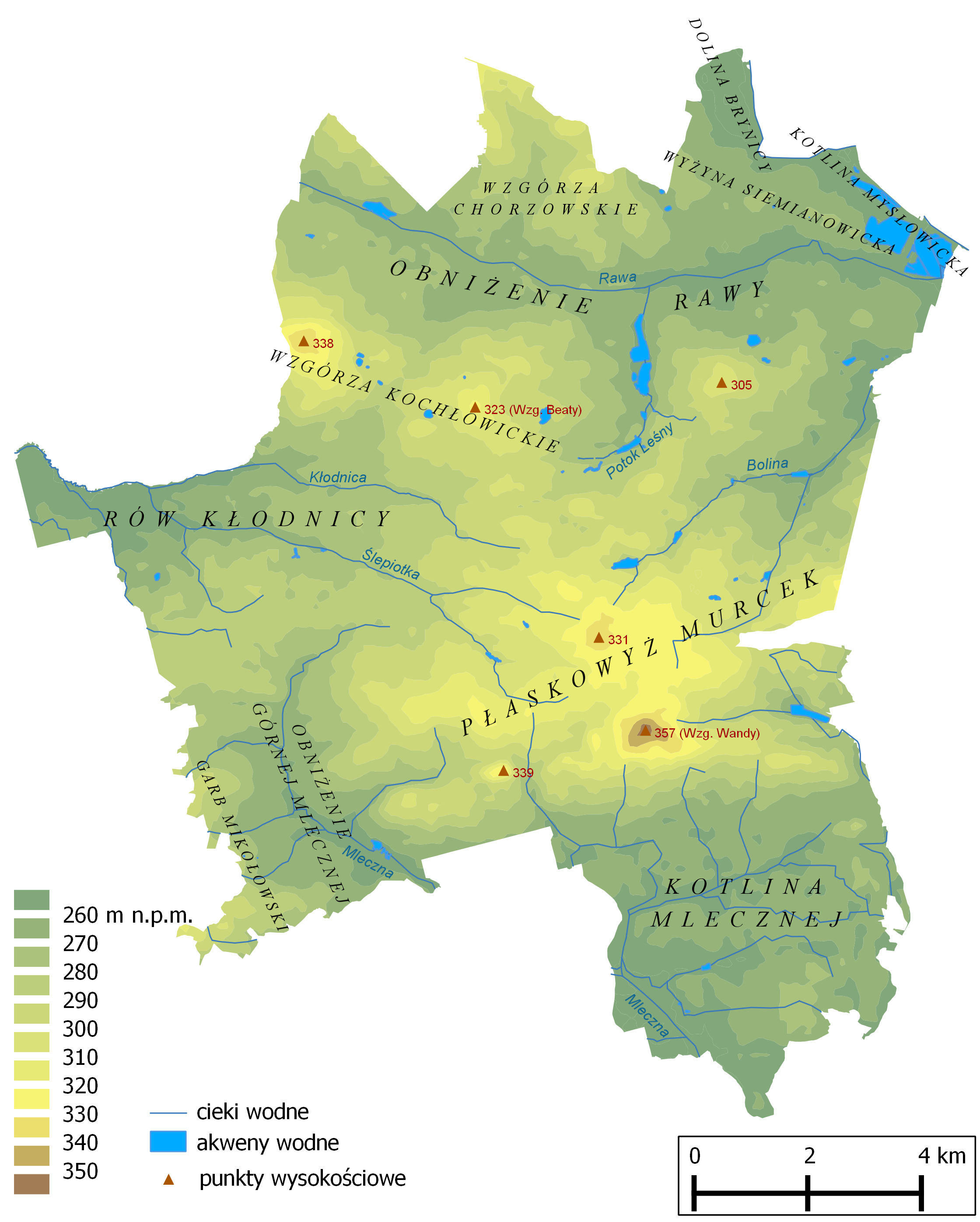
Mapa ogólnogeograficzna Katowic z opisem jednostek morfologicznych według C. Karaś-Brzozowskiej

Katowice według podziału na jednostki morfologiczne C. Karaś-Brzozowskiej są położone na będącym częścią Wyżyny Śląskiej Płaskowyżu Bytomsko-Katowickim, który charakteryzuje się zróżnicowaną rzeźbą terenu. Najwyższy punkt Katowic to Wzgórze Wandy sięgający wysokości 357,6 m n.p.m., natomiast najniższe części miasta to doliny rzek Kłodnicy w Ligocie-Panewnikach i Mlecznej w Murckach, gdzie wysokość wynosi 245 m n.p.m.

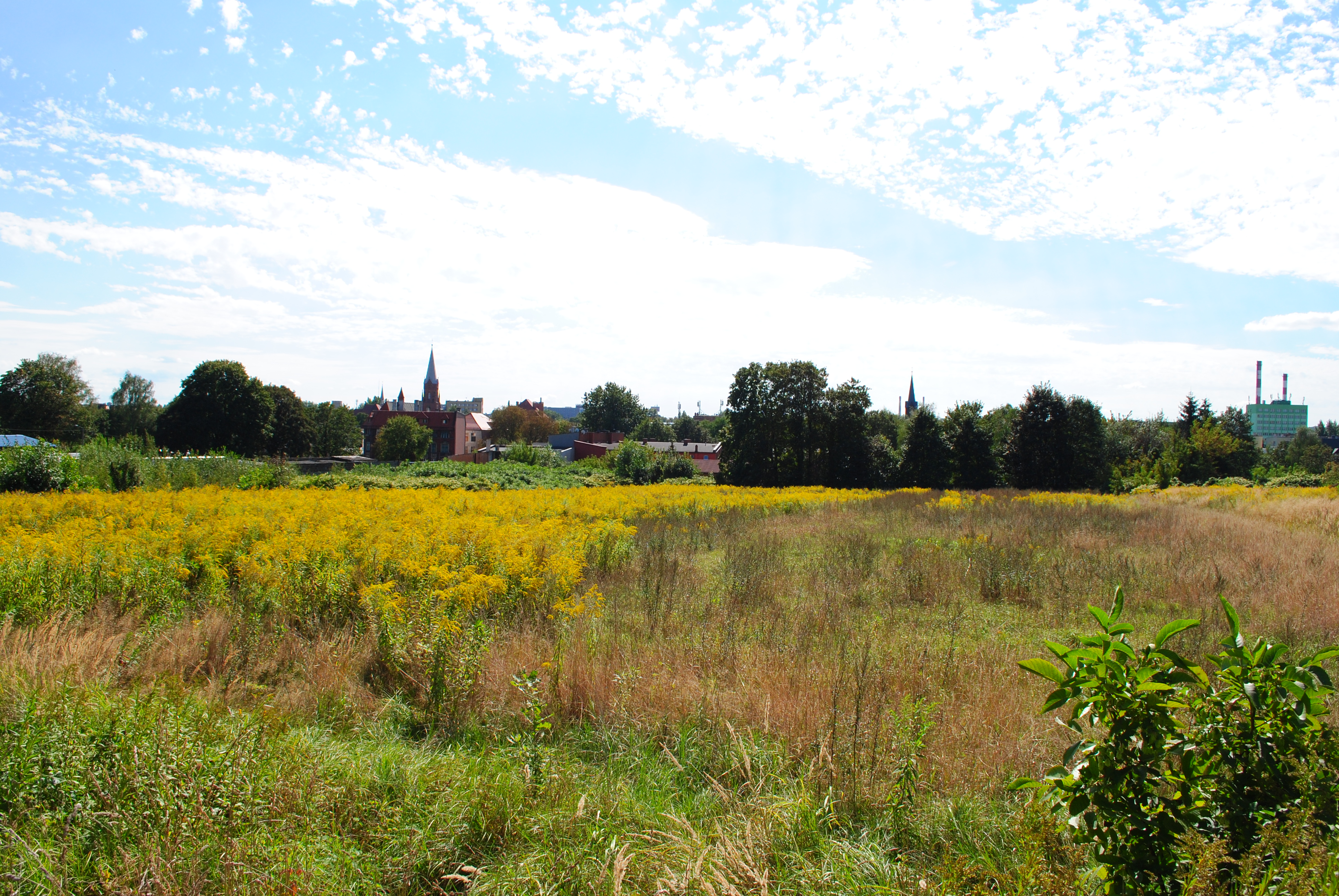
Widok z Wyżyny Siemianowickiej na Obniżenie Rawy na wysokości Szopienic-Burowca

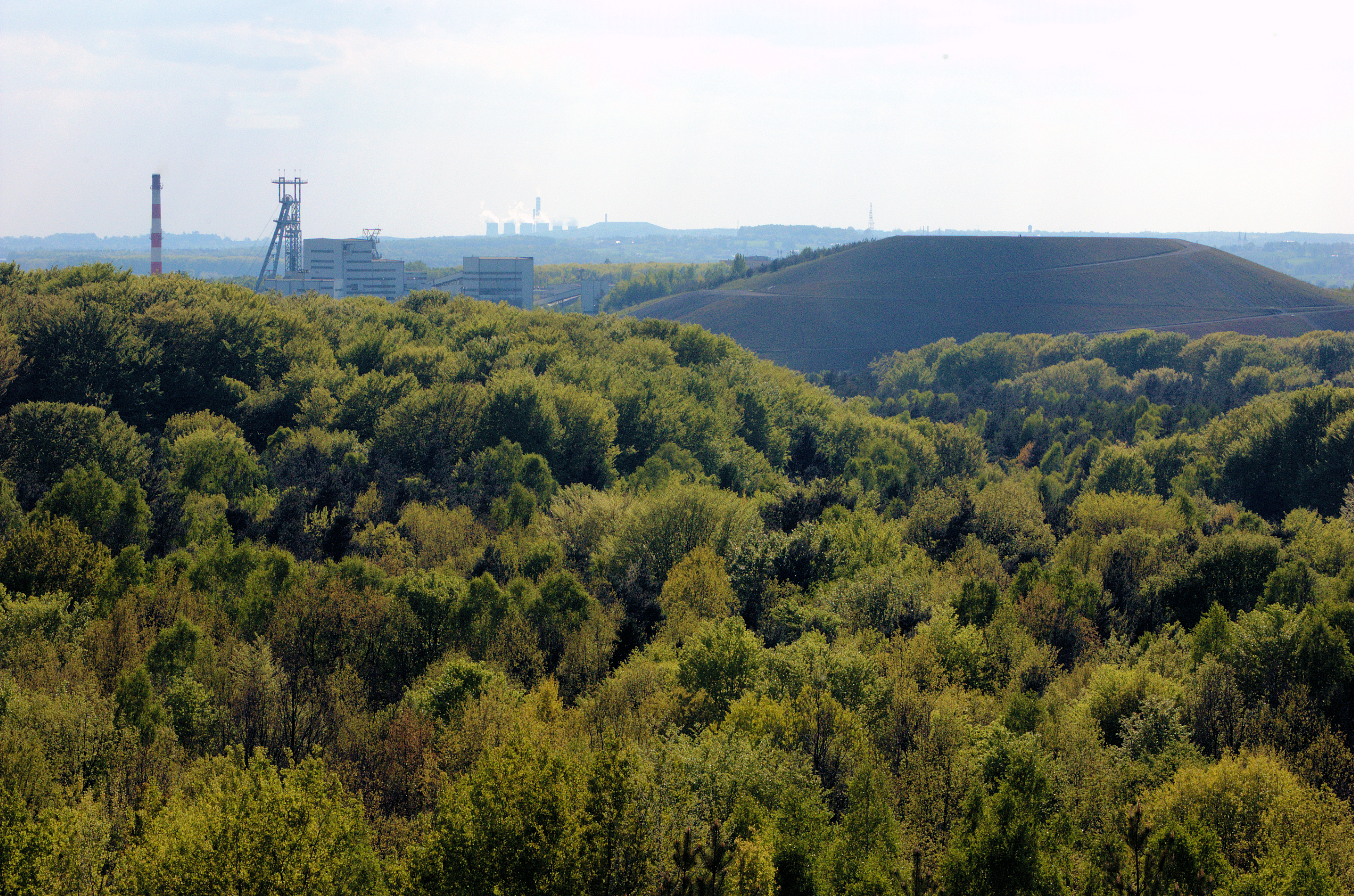
Hałda w Kostuchnie w 2011 roku

Północna część Katowic położona jest w obrębie Płaskowyżu Bytomskiego, na którego terenie w granicach miasta Katowice rozciągają się następujące jednostki geomorfologiczne: Wzgórza Chorzowskie, Wyżyna Siemianowicka, Dolina Brynicy oraz Obniżenie Rawy. Wzgórza Chorzowskie, położone na terenie dzielnic Osiedle Tysiąclecia, Wełnowiec-Józefowiec, Dąb i Bogucice mają charakter falistych, zaokrąglonych lub spłaszczonych wzniesień (tzw. bogucickie niwy), przekraczających w kilku miejscach 300 m n.p.m. Południowe stoki tych wzgórz są rozcięte nieckowatymi dolinami, a kończą się krótką, stromą krawędzią, poprzez którą przechodzą do Obniżenia Rawy. Wzgórza Chorzowskie są silnie przekształcone na skutek gospodarczej działalności człowieka, głównie w formie hałd (np. Alpy na pograniczu Wełnowca i Bogucic) oraz osiadań poeksploatacyjnych. Wyżyna Siemianowicka, na której terenie leży Dąbrówka Mała i Szopienice-Burowiec, osiąga wysokość 280 m n.p.m. Zaznacza się ona w formie długiego, płaskiego grzbietu oddzielającego dolinę Rawy i Brynicy. Na południe od omawianych wzgórz znajduje się Obniżenie Rawy. Jest ona głęboko wcięte (ponad 100 m) w utwory karbońskie i stanowi dno doliny wraz z terasą plejstoceńską. W Obniżeniu Rawy położone jest Załęże, północne Śródmieście i Zawodzie.
Obniżenie Rawy oddziela Płaskowyż Bytomski od Katowickiego. Sam zaś Płaskowyż Katowicki jest wyższy od Bytomskiego i obejmuje południową część miasta. Z racji licznych uskoków występują tu zręby, rowy i kotliny. W obrębie Wzgórz Katowickich wyróżnia się następujące jednostki geomorfologiczne: Wzgórza Kochłowickie, Płaskowyż Murcek, Kotlina Mlecznej, Garb Mikołowski i Kotlina Mysłowicka. Wzgórza Kochłowickie to równoleżnikowy wał, który cechuje się spłaszczonymi wzgórzami o wysokości do 320–340 m n.p.m. i rozciętymi lokalnie głębokimi dolinami. Na tych wzgórzach położona jest Załęska Hałda, Brynów oraz południowe Śródmieście. Najwyższym położonym punktem Wzgórz Kochłowickich jest Cisowa Góra (również pod nazwą Komarzy Szczyt), która jest jednocześnie drugim najwyższym naturalnym wzniesieniem w Katowicach. Jego wysokość wynosi 338,8 m n.p.m. Na południe od Wzgórz Kochłowickich występuje Rów Kłodnicy, na którym leży Ligota-Panewniki i częściowo Piotrowice-Ochojec. Jest to obniżenie tektoniczne o wysokości oscylującej w granicach 240–290 m n.p.m.
Duża część Katowic (Kostuchna, Murcki, Giszowiec, Janów-Nikiszowiec i Muchowiec) położona jest na Płaskowyżu Murcek. Północne stoki wzgórz opadają łagodnie do Obniżenia Rawy, a południową część stanowią dwa równoleżnikowe garby oddzielone doliną Rowu Murckowskiego oraz Przyrwy. W ich obrębie występują duże fragmenty trzeciorzędowych spłaszczeń denudacyjnych na wysokości do 330 m n.p.m. W północno-wschodniej części Katowic płaskowyż przechodzi w tektoniczne obniżenie Kotliny Mysłowickiej (rejon Borek), natomiast na południu w Kotlinę Mlecznej i Obniżenie Górnej Mlecznej, również pochodzenia tektonicznego. W południowo-zachodniej części Katowic rozciąga się natomiast jedna z karbońskich grzęd – Garb Mikołowski. Stoki garbu mają zróżnicowane nachylenie ze względu na budowę geologiczną o różnej odporności na erozję. W tych jednostkach położona jest część Piotrowic-Ochojca, a także Podlesie i Zarzecze.
Na skutek gospodarczej działalności człowieka, m.in. górnictwa węgla kamiennego, hutnictwa rud cynku, urbanizacji czy rozwoju sieci transportowej, na naturalną rzeźbę terenu miasta nakładają się także antropogeniczne formy terenu, w tym hałdy, nasypy, zwałowiska, rowy czy wyrobiska. Największą tego typu formą rzeźby terenu w Katowicach jest hałda w Kostuchnie o powierzchni 32,4 ha i wysokości względnej 49–64 m, a także hałda Murckowska.

Katowickie wzgórza
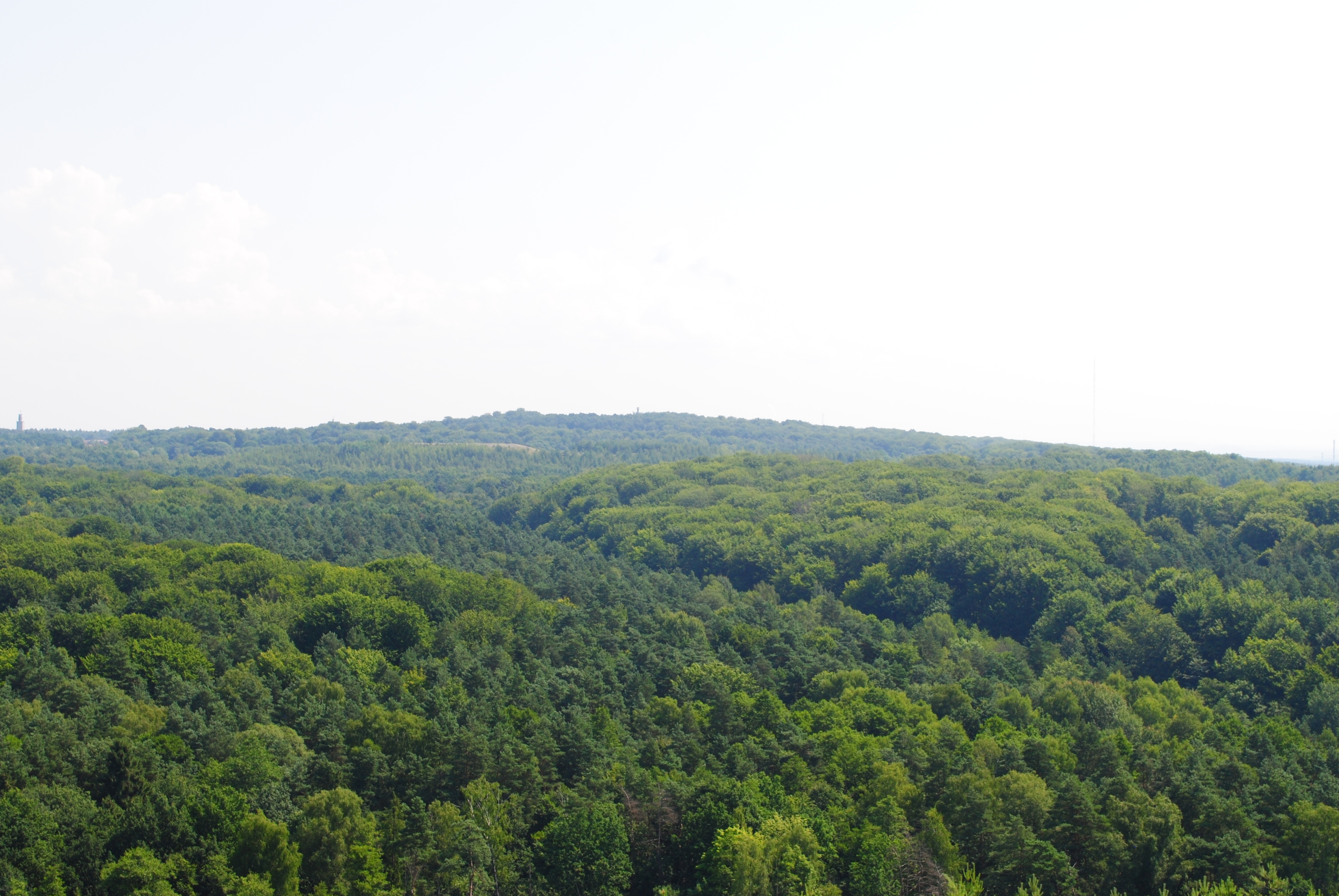
Wzgórze Wandy (357,6 m n.p.m.)
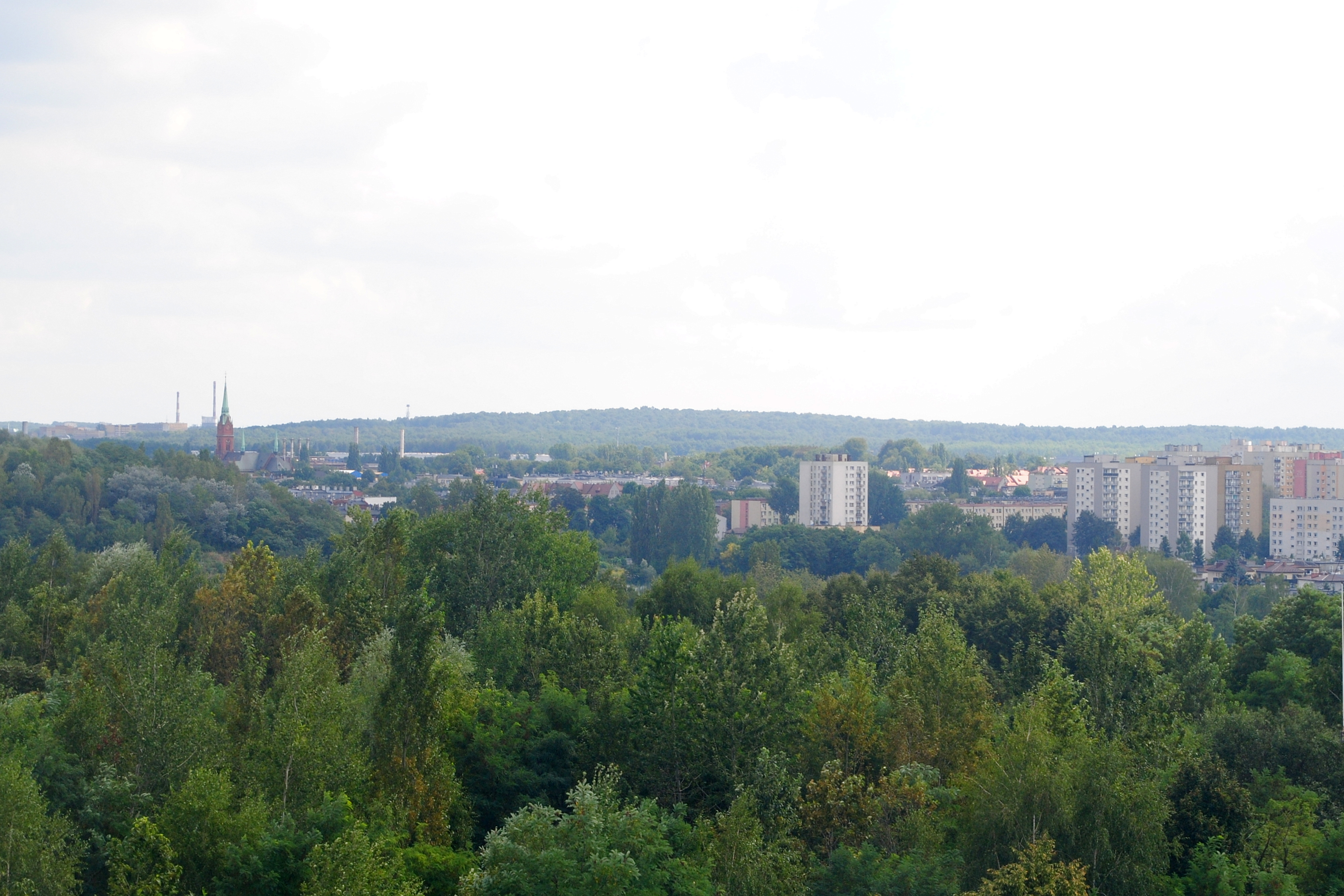
Cisowa Góra (338,8 m n.p.m.)
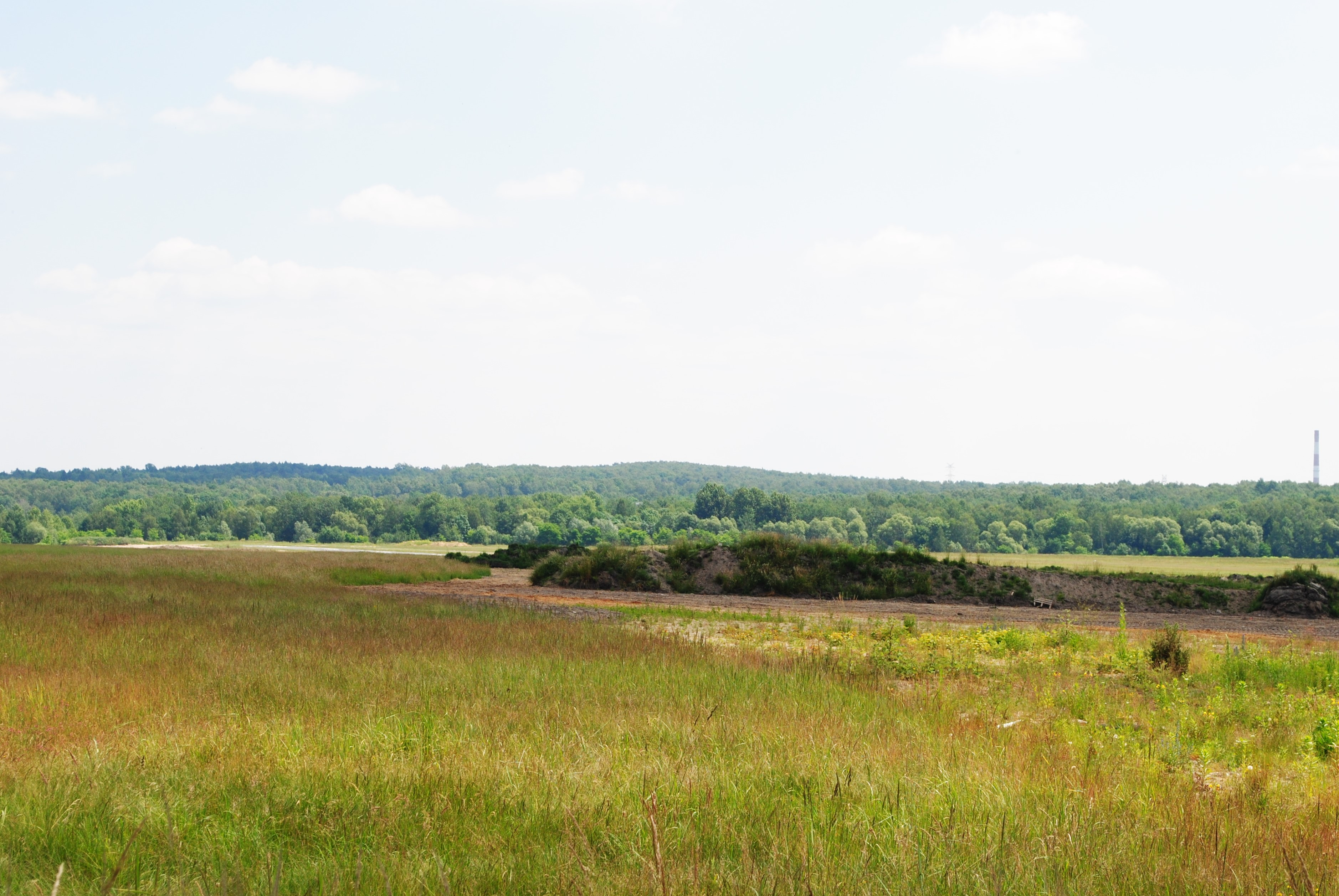
Mrówcza Górka (305,7 m n.p.m.)

### Klimat
Katowice znajdują się w strefie klimatu umiarkowanego ciepłego przejściowego. Według uaktualnionej klasyfikacji Köppena-Geigera miasto leży w strefie Dfb – klimatu kontynentalnego wilgotnego, a także według różnych klasyfikacji zalicza się do regionu wyżyn środkowych, krainy śląsko-krakowskiej i dzielnicy częstochowsko-kieleckiej. Na warunki klimatyczne Katowic wpływ mają naturalne czynniki geograficzne jak ukształtowanie terenu, wysokość nad poziomem morza, odległość od dużych akwenów (w tym przypadku Oceanu Atlantyckiego) czy sąsiedztwo kontynentu azjatyckiego. Dodatkowo równoleżnikowy układ wzniesień oraz Brama Morawska na południowy zachód od Katowic sprzyjają przenikaniu różnych mas powietrza. Klimat Katowic nie wyróżnia się zbytnio z warunków panujących w regionie, lecz w przypadku dużych skupisk ludności na warunki klimatyczne wpływ mają również czynniki antropogeniczne, jak efekt miejskiej wyspy ciepła. W tym przypadku temperatury powietrza oraz opady atmosferyczne są wyższe w stosunku do otaczających główne miasta konurbacji katowickiej terenów rolniczych i leśnych.

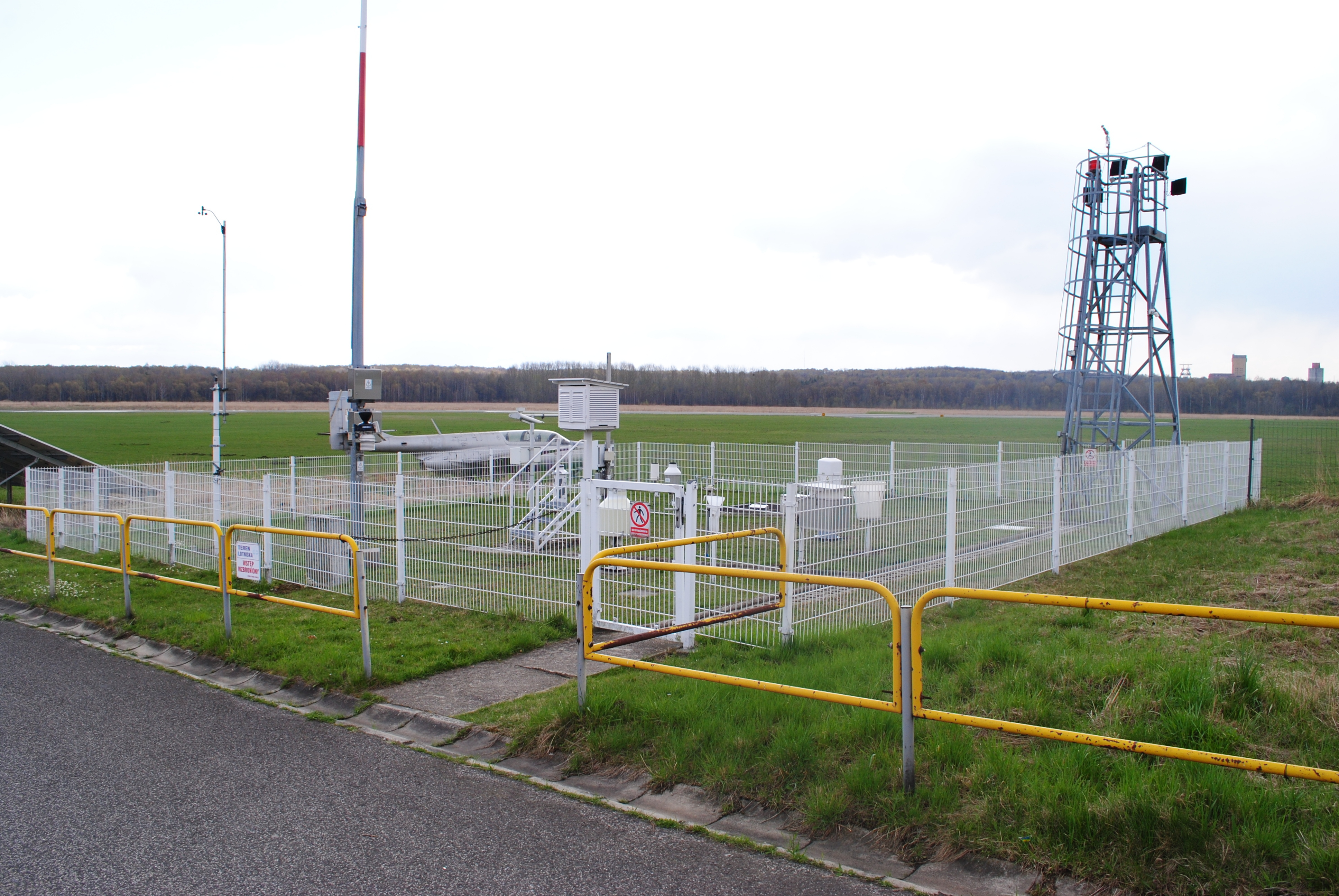
Stacja meteorologiczna na terenie lotniska Katowice-Muchowiec

W cyrkulacji powietrza przez ponad 60% dni w roku Katowice są w masie powietrza polarno-morskiego z zachodu, co powoduje złagodzenie klimatu zimą oraz ochłodzenie latem, a także opady. Przez 30% dni napływają masy polarno-kontynentalne ze wschodu, co powoduje mroźne i suche powietrze zimą oraz gorące i suche latem. Dodatkowo średnio przez 6% dni w roku napływa z północy powietrze arktyczne, przez 2% dni powietrze zwrotnikowe, a pozostałe masy przez 2% dni w roku.
Według danych ze stacji synoptycznej w Katowicach średnia roczna temperatura powietrza w wieloleciu 1991–2020 wynosiła 9,0 °C, z czego w lipcu 19,1 °C, a w styczniu 0,0 °C. Najniższą temperaturę powietrza w Katowicach w okresie pomiarów zanotowano 8 stycznia 1987 roku i w najzimniejszym momencie wynosiła ona −27,4 °C. Najcieplejszy był za to dzień 29 sierpnia 1992 roku, kiedy to temperatura sięgała 36 °C. Średnia suma opadów w skali roku w wieloleciu 1991–2020 wynosiła 723,2 mm, z czego najwięcej notuje się w lipcu (103,8 mm), a najmniej w lutym (39,4 mm). Najwyższy dobowy opad odnotowano 21 kwietnia 1972 roku – 81,6 mm. Pokrywa śnieżna występuje średnio przez 60 dni w roku. W wieloleciu 1951–2005 średnia liczba dni z mgłą w ciągu roku wynosiła 50 dni, z burzą 28 dni, a z gradem 2 dni. Według danych z wielolecia 1991–2020 średnie roczne zachmurzenie Katowic w skali 9–0 (od nieba całkowicie zachmurzonego do pogody bezchmurnej) wynosiło 5,4, natomiast okres wegetacyjny wynosił średnio 210–220 dni. Średnie prędkości wiatru w Katowicach-Muchowcu w wieloleciu 1961–2005 wynoszą 2,4 m/s i wieją głównie z kierunku zachodniego (20,7%) i południowego zachodu (20,4%). Cisza trwała średnio przez 9,8% okresu.
| Miesiąc                                     | Sty   | Lut   | Mar   | Kwi   | Maj   | Cze   | Lip   | Sie   | Wrz   | Paź   | Lis   | Gru   | Roczna |
| ------------------------------------------- | ----- | ----- | ----- | ----- | ----- | ----- | ----- | ----- | ----- | ----- | ----- | ----- | ------ |
| Średnie temperatury w dzień [°C]            | 1,8   | 3,7   | 8,2   | 14,9  | 19,6  | 22,9  | 24,9  | 24,6  | 19,2  | 13,7  | 7,8   | 2,7   | 13,7   |
| Średnie dobowe temperatury [°C]             | −1,2  | 0,1   | 3,6   | 9,3   | 13,8  | 17,3  | 19,1  | 18,6  | 13,7  | 8,9   | 4,2   | 0,0   | 9,0    |
| Średnie temperatury w nocy [°C]             | −4,3  | −3,4  | −0,7  | 3,5   | 8,0   | 11,7  | 13,4  | 12,9  | 8,9   | 4,6   | 0,9   | −2,9  | 4,4    |
| Opady [mm]                                  | 43,8  | 39,4  | 47,7  | 44,9  | 75,7  | 78,7  | 103,8 | 73,1  | 69,9  | 53,4  | 49,0  | 43,8  | 723,2  |
| Średnia liczba dni z opadami                | 17,50 | 15,97 | 14,77 | 12,00 | 14,73 | 14,30 | 14,83 | 12,23 | 12,37 | 14,07 | 14,23 | 16,43 | 173,44 |
| Średnie usłonecznienie [h]                  | 51    | 71    | 123   | 183   | 224   | 231   | 247   | 241   | 163   | 115   | 61    | 43    | 1750   |
| Źródło: temperatura; opady; usłonecznienie. |       |       |       |       |       |       |       |       |       |       |       |       |        |

### Wody

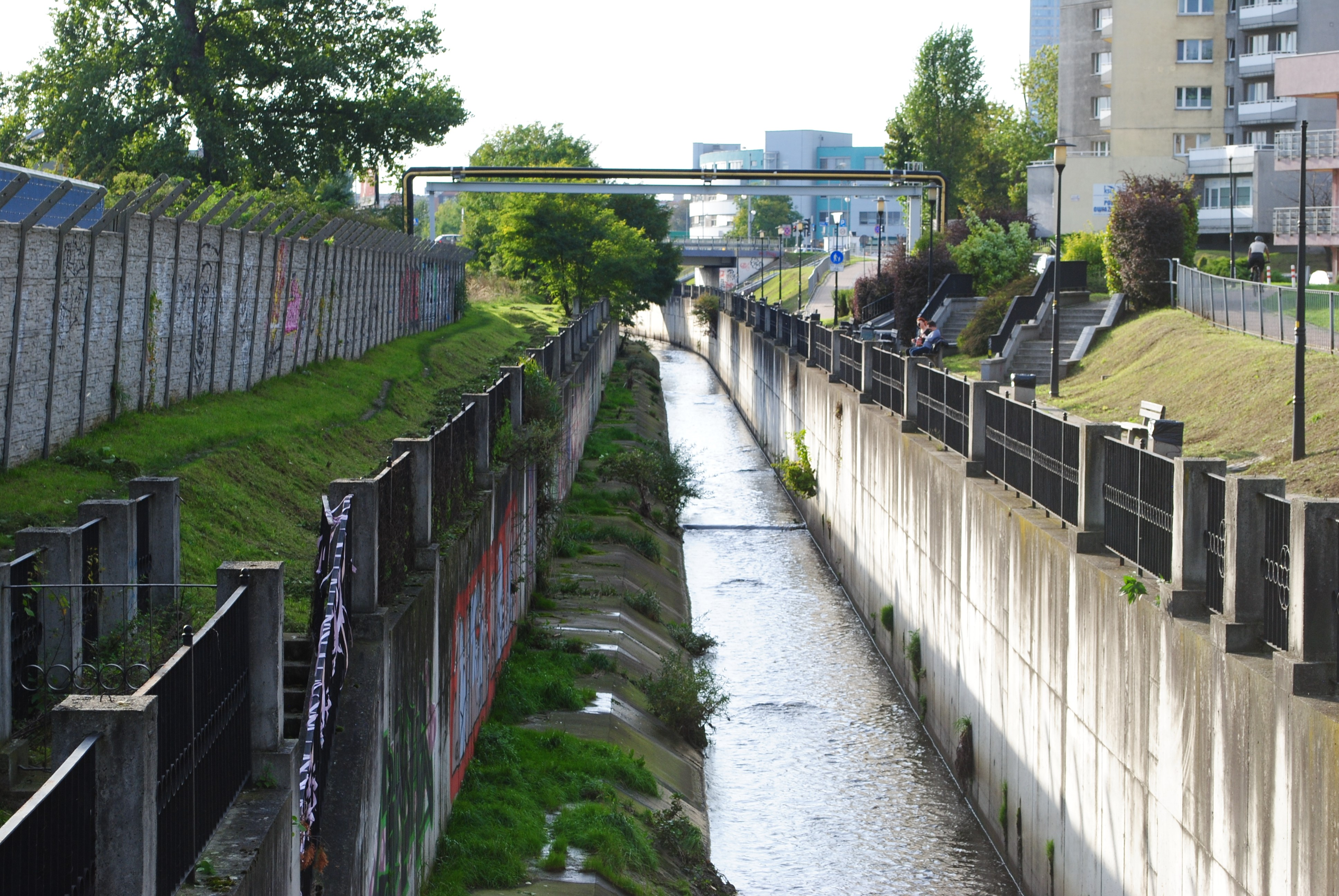
Rawa na wysokości osiedla W. Roździeńskiego w Zawodziu

Katowice pod względem hydrologicznym charakteryzują się położeniem w dorzeczu dwóch największych rzek Polski: Wisły (80,6% powierzchni miasta) i Odry (19,4% powierzchni miasta; głównie w rejonie Ligoty, Panewnik, Brynowa i Ochojca), a przez miasto przebiega dział wodny I rzędu. Miasto w dorzeczu Wisły jest odwadniane w zlewniach Rawy, Brynicy i Boliny, które są dopływami Czarnej Przemszy, a także przez zlewnię Mlecznej, która wraz z jej dopływem – Przyrwą, stanowi największą zlewnię w Katowicach (37,1% powierzchni miasta). Rzeka ta odwadnia południową część miasta i prowadzi swoje wody do Gostyni, będącej lewobrzeżnym dopływem Wisły. Kłodnica, biorąca swój początek w Katowicach, wraz ze Ślepiotką i mniejszymi dopływami odprowadza wody do Odry, będąc jej prawym dopływem.

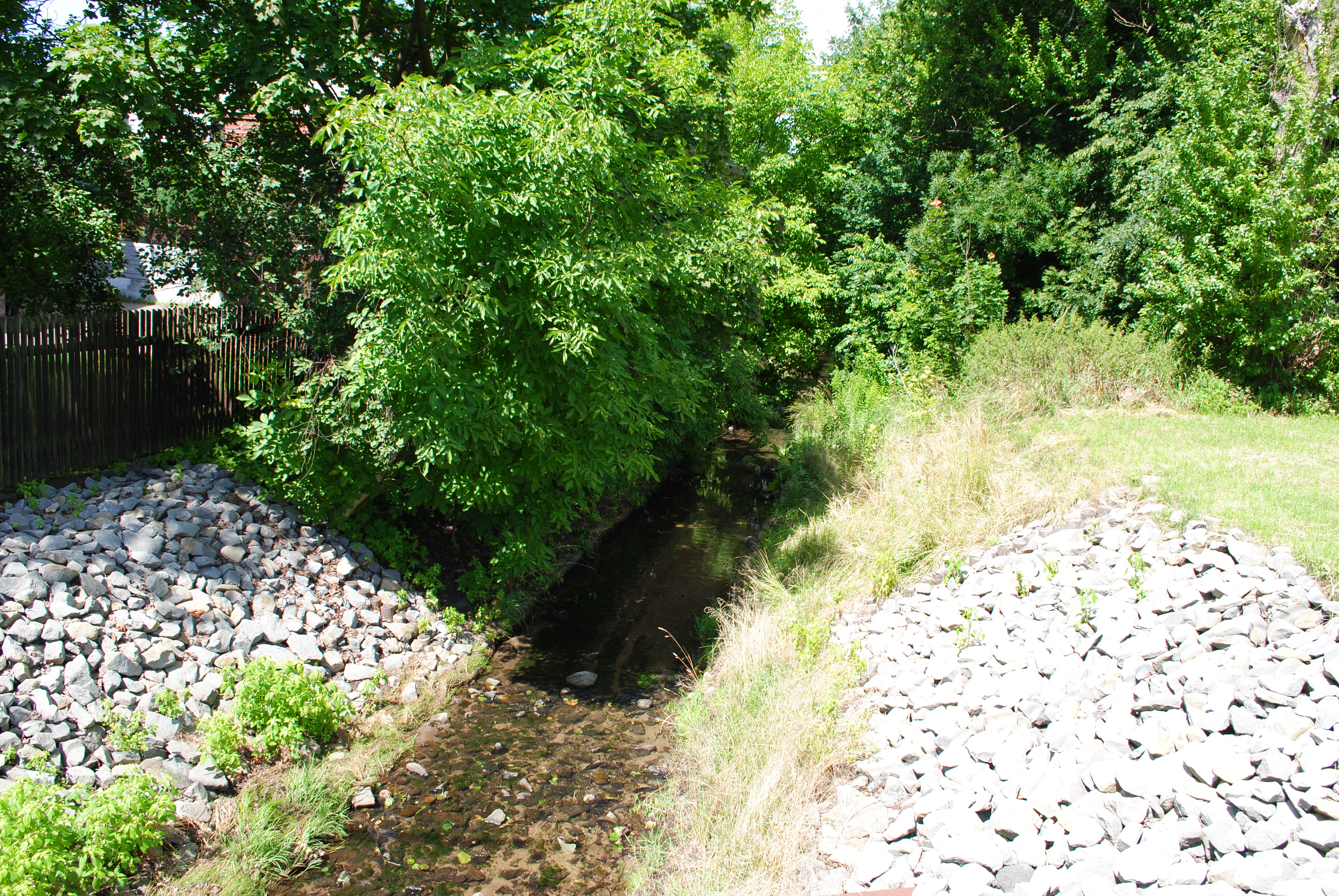
Kłodnica na wysokości ulicy Kijowskiej w Ligocie-Panewnikach

Łączna długość cieków na terenie Katowic wynosi 107 km, z czego najwięcej z nich jest w zlewni Mlecznej (45 km) i Kłodnicy (26 km). Obszary te są najbardziej wodonośne ze względu na występowanie w podłożu nieprzepuszczalnych, ilastych warstw mioceńskich. Najdłuższą rzeką na terenie Katowic jest Rawa, której długość w granicach miasta wynosi 12,1 km. Jest ona w całości uregulowana i niemal na całej długości ma betonowe koryto, przez co jest pozbawiona łączności hydraulicznej z wodami gruntowymi, przy czym w Śródmieściu jest dodatkowo przykryta. Formalnie od źródła do ujścia Potoku Leśnego stanowi ona otwarty kanał ściekowy. Drugą pod względem długości rzeką w Katowicach jest Kłodnica, której długość w granicach miasta wynosi 10,7 km, a trzecią Mleczna (9,7 km). Rzeki Katowic z wyjątkiem kanału ściekowego Rawy są pod administracją Regionalnego Zarządu Gospodarki Wodnej w Gliwicach.

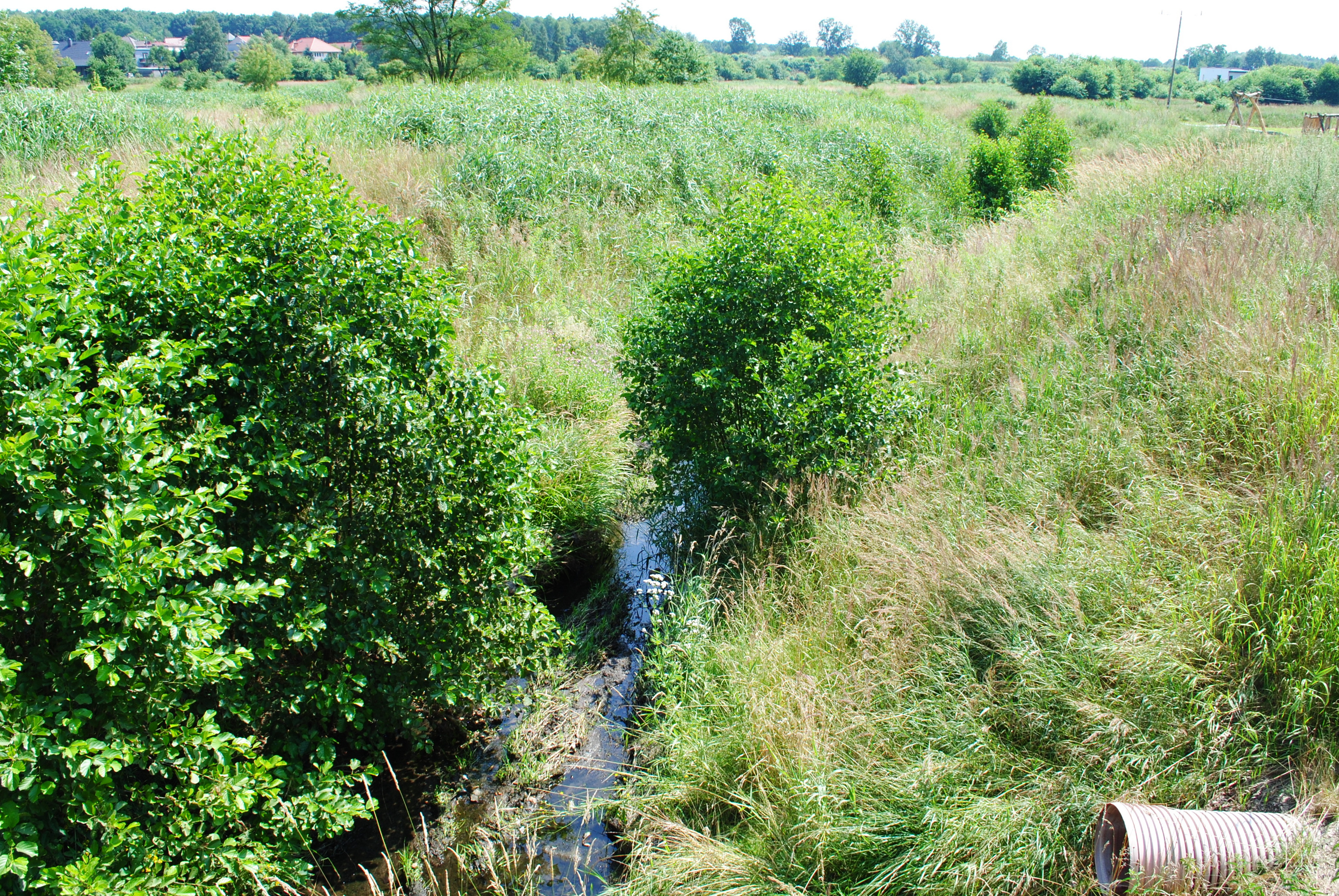
Mleczna na wysokości ulicy Zaopusta w Podlesiu

Reżim rzek przepływających przez Katowice jest silnie zaburzony ze względu m.in. na dużą retencję powierzchniową, drenaż technologiczny (odwadnianie kopalń węgla kamiennego) oraz silnie rozbudowany system kanalizacji deszczowej. Ponadto, ze względu na przekształcenie stosunków wodnych prawie wszystkie wody powierzchniowe i znaczna część wód podziemnych nie nadają się do gospodarczego wykorzystania.
W Katowicach według danych z 2000 roku występuje 95 antropogenicznych zbiorników wodnych łącznej powierzchni 237 ha. Jeziorność miasta wynosi 1,44%. Około 30 zbiorników ma powierzchnię przekraczającą 1 ha, z czego blisko połowa łącznej ich powierzchni przypada na kompleks stawów na pograniczu Katowic, Sosnowca i Mysłowic (89 ha w Katowicach), powstałych w dawnych wyrobiskach piasku. Są to stawy: Borki, Morawa oraz Hubertus II, III i IV. W Dolinie Trzech Stawów (Potoku Leśnego) zlokalizowanych jest 11 zbiorników wodnych o łącznej powierzchni 33 ha.
Poza nimi większe zbiorniki w Katowicach to: Wesoła Fala (9 ha), Bolina II (4,2 ha) i Maroko, a ponadto w granicach miasta znajdują się stawy: Grünfeld w Brynowie-Osiedlu Zgrzebnioka, Trzewiczek i Upadowy w Janowie-Nikiszowcu, stawy w Giszowcu i w dolinie Boliny (Barbara i Janina, Górnik i Małgorzata) czy staw Kozubek w dzielnicy Osiedle Witosa. Stawy te wraz z otoczeniem pełnią funkcje przyrodnicze i rekreacyjne.

Katowickie akweny
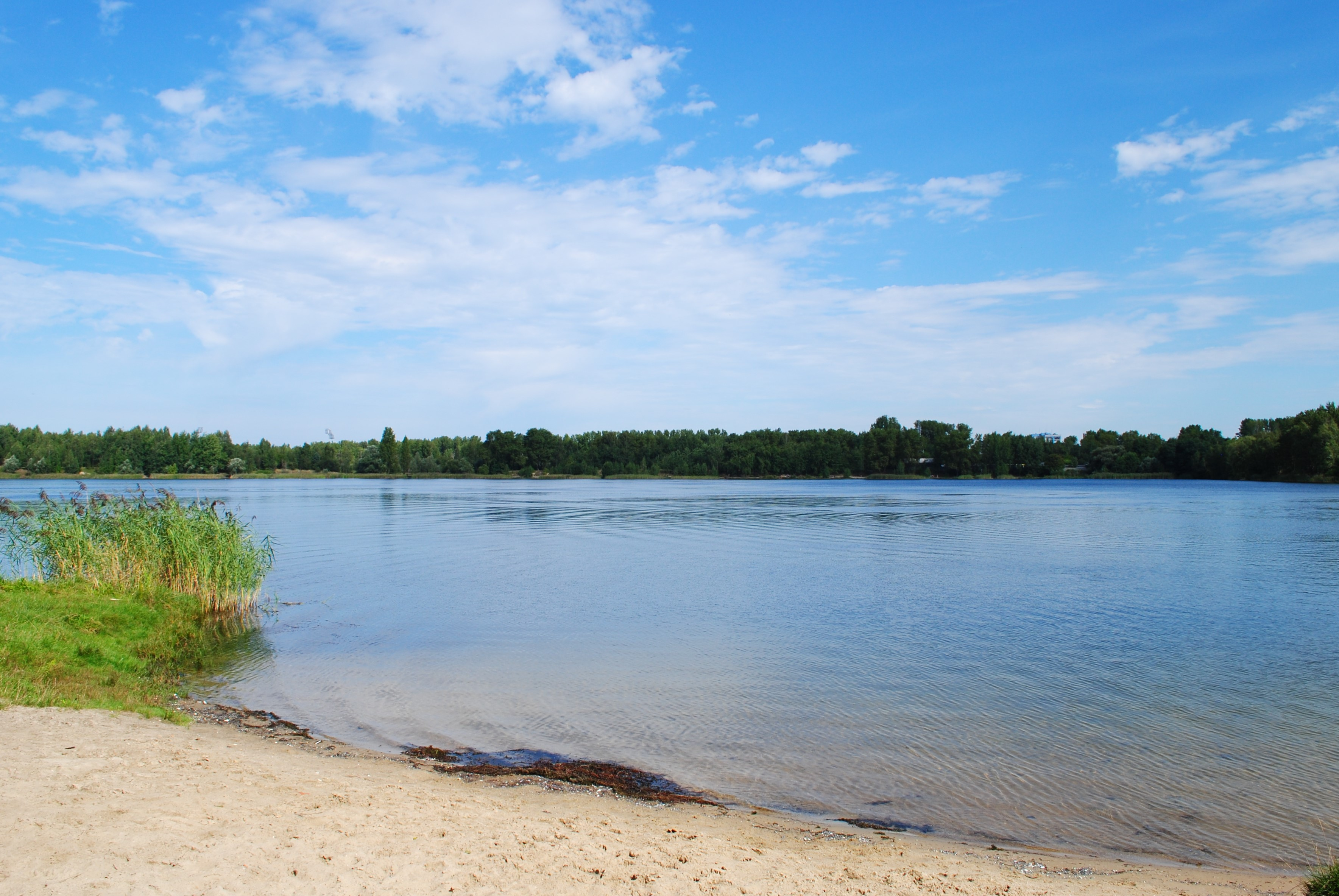
Staw Morawa, będący częścią kompleksu stawów Szopienice-Borki
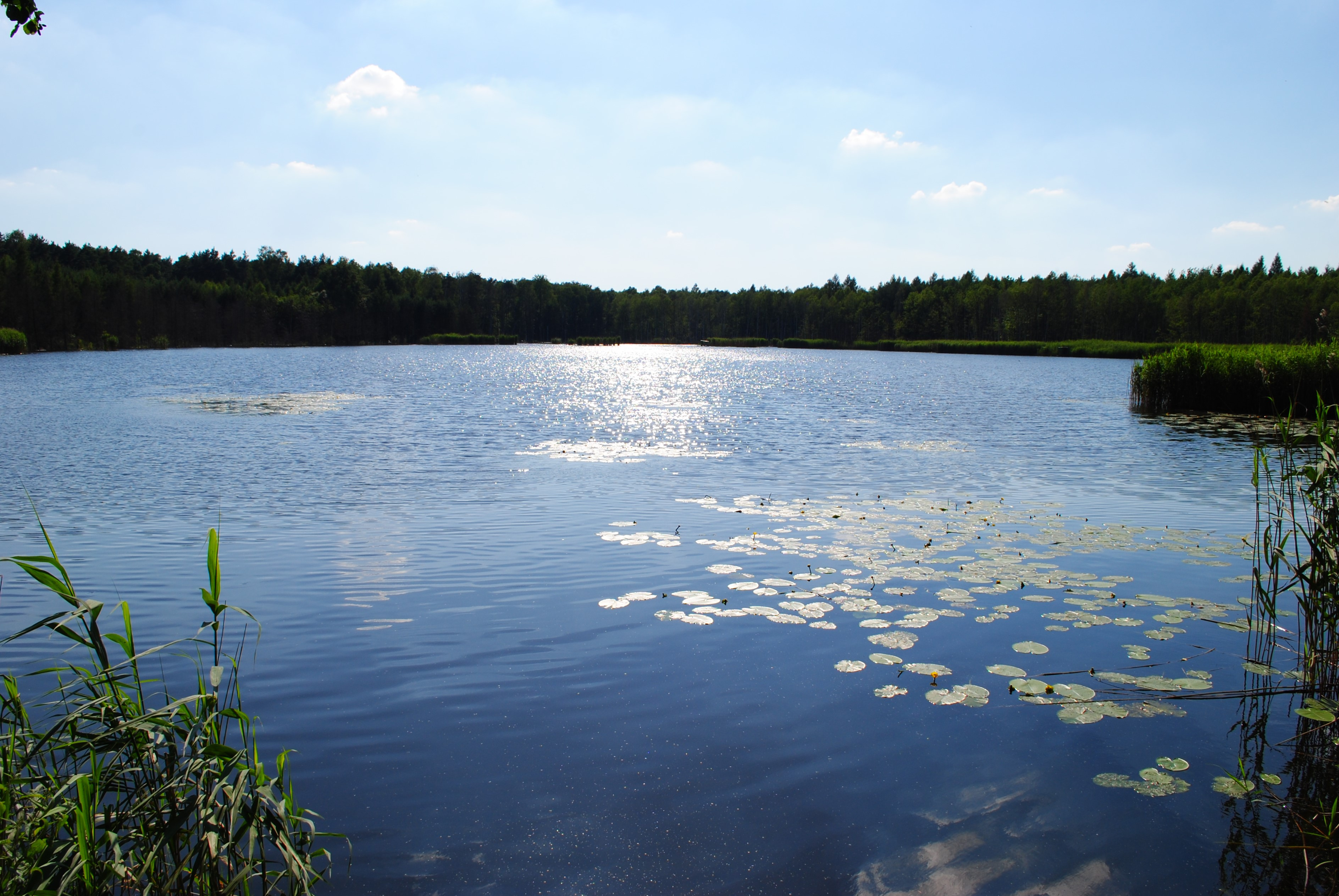
Staw Barbara w Giszowcu
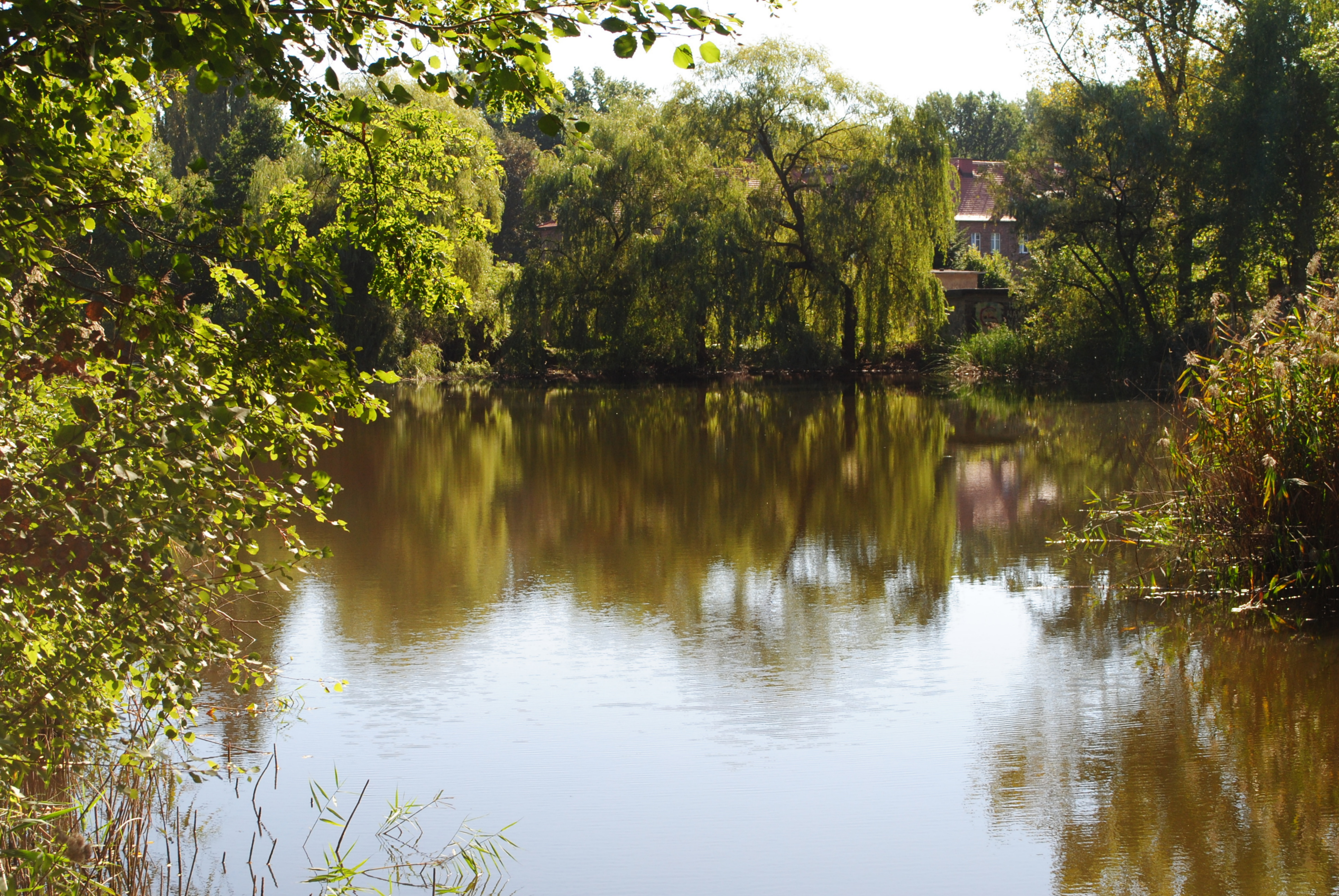
Staw Kozubek w Obrokach

Katowice położone są w obrębie śląsko-krakowskiego regionu hydrogeologicznego. Utwory wodonośne występują tu we wszystkich warstwach stratygraficznych, lecz ich znaczenie jest uzależnione od czynników geologicznych, hydrogeologicznych oraz wpływu człowieka. Wody podziemne występują tu na zróżnicowanej głębokości – od 10 do 100 metrów. Główny poziom wodonośny ma charakter porowo-szczelinowy i znajduje się w piaskowcach karbońskich. Wody te są pod ciśnieniem, lecz zaznacza się w nich odwadniający wpływ kopalń węgla kamiennego. Z pozostałych kompleksów wodonośnych ważne znaczenie ma piętro wodonośne czwartorzędu. Jest ono związane głównie z osadami rzecznolodowcowymi i rzecznymi. Wody w tych utworach występują najczęściej do głębokości 5 metrów. Największe kompleksy tych wód występują w dolinach Rawy i Kłodnicy.

### Przyroda i ochrona środowiska
Stan środowiska przyrodniczego na obszarze miasta Katowice jest zróżnicowany. Część północna to obszar silnie przekształcony przez człowieka, zaś w części południowej miasta zachowały się jeszcze krajobrazy o charakterze naturalnym i półnaturalnym. Pomimo znacznego przeobrażenia środowiska przyrodniczego Katowic jest ono bogate i na obszarze miasta istnieje wiele terenów o znacznej wartości przyrodniczej.
Tereny zieleni nieurządzonej występują głównie w dzielnicach południowych i wschodnich (Murcki, Szopienice-Burowiec, Podlesie i Zarzecze), a na większych powierzchniach także w Ligocie-Panewnikach. Łączna powierzchnia obszarów prawnie chronionych w 2018 roku w Katowicach wynosiła 232,0 ha, w tym 127,4 ha rezerwatów przyrody i 100,4 ha zespołów przyrodniczo-krajobrazowych. Na terenie Katowic na podstawie ustawy o ochronie przyrody ochroną prawną objętych jest 5 obszarów: 2 rezerwaty przyrody, 2 zespoły przyrodniczo-krajobrazowe oraz 1 użytek ekologiczny.
| Nazwa                                               | Pow. [ha] | Data ustanowienia | Dzielnica                     | Charakterystyka | Źródło        |
| --------------------------------------------------- | --------- | ----------------- | ----------------------------- | --- | ------------- |
| Rezerwat przyrody „Las Murckowski”                  | 141,56    | 1954-01-13        | Murcki                        | Rezerwat leśny ustanowiony celem zachowania fragmentu lasu mieszanego o cechach naturalnych, położonego w bezpośrednim sąsiedztwie obszarów zurbanizowanych. Chroni on lasy bukowe i mieszane porastające Wzgórze Wandy. Stwierdzono w nim występowanie 15 gatunków roślin chronionych i rzadkich, a także wiele gatunków ssaków i ptaków. | [ 66 ] [ 67 ] |
| Rezerwat przyrody „Ochojec”                         | 25,79     | 1982-04-15        | Piotrowice-Ochojec            | Rezerwat florystyczny utworzony celem ochrony stanowiska liczydła górskiego. Ponadto występują tutaj inne rośliny chronione i rzadkie, zwłaszcza charakterystyczne dla siedlisk zabagnionych i wodnych. | [ 66 ] [ 68 ] |
| Zespół przyrodniczo-krajobrazowy „Szopienice-Borki” | 157,00    | 1999-11-29        | Szopienice-Burowiec           | Kompleks powstały w miejscu piaskowni, będący obszarem zróżnicowanym pod względem siedliskowym i stwarzającym dogodne warunki bytowania i rozrodu wielu gatunków roślin i zwierząt. Schronienie tutaj znajduje wiele gatunków ptaków wodnych i wodnobłotnych, w tym: łabędź niemy, krzyżowka, głowienka, czernica i łyska.                 | [ 69 ] [ 70 ] |
| Zespół przyrodniczo-krajobrazowy „Źródła Kłodnicy”  | 100,40    | 2001-05-22        | Giszowiec, Piotrowice-Ochojec | Zespół obejmuje obszar źródliskowy Kłodnicy o powierzchni, w którym znajdują się fragmenty lasu łęgowego z wiekowymi okazami olszy oraz bogatym w rzadkie i chronione gatunki roślin runem. Koryto i rozlewiska Kłodnicy stanowią dogodne miejsce bytowania wielu gatunków płazów.                                                         | [ 71 ] [ 72 ] |
| Użytek ekologiczny „Płone Bagno”                    | 4,22      | 2002-06-21        | Murcki                        | Użytek ustanowiony celem ochrony torfowiska wysokiego z fragmentami boru wilgotnego i bagiennego. | [ 71 ] [ 73 ] |

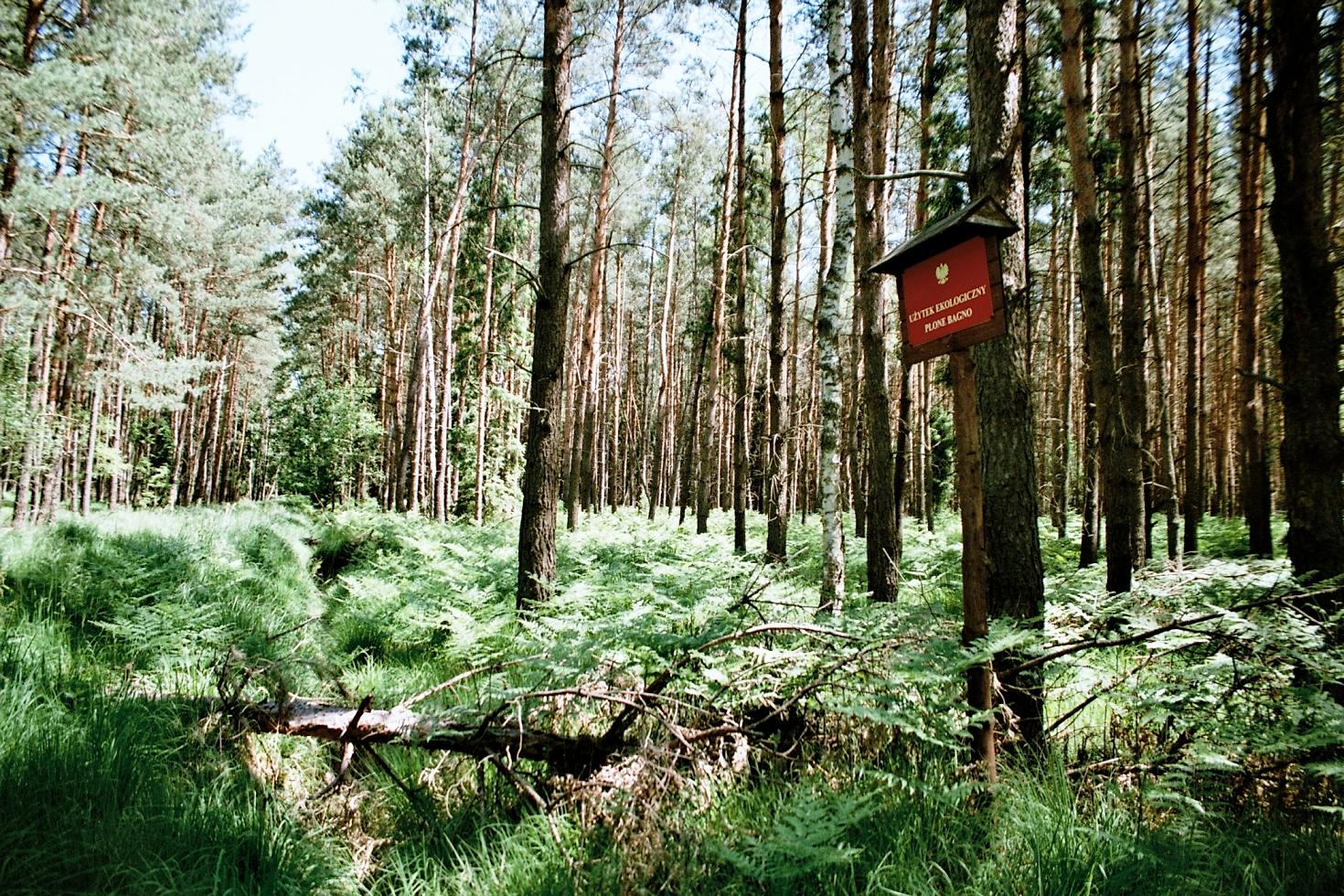
Fragment użytku ekologicznego „Płone Bagno”

Do elementów struktury przyrodniczej o randze regionalnej na obszarze Katowic należą przede wszystkim duże kompleksy leśne (w tym Lasy Murckowskie i Lasy Panewnickie). W południowo-zachodniej części miasta występują obszary łącznikowe pomiędzy tymi lasami. W ich skład wchodzi korytarz ekologiczny Mlecznej wraz z dolinami Kaskadnika i Bielawki, las Gniotek i kompleksy rolne w Zarzeczu. Ponadto ważnym pod tym względem elementem jest kompleks stawów „Szopienice-Borki”, gdyż jest to jedyny duży zespół akwenów w centralnej, silnie zurbanizowanej części Górnośląsko-Zagłębiowskiej Metropolii.

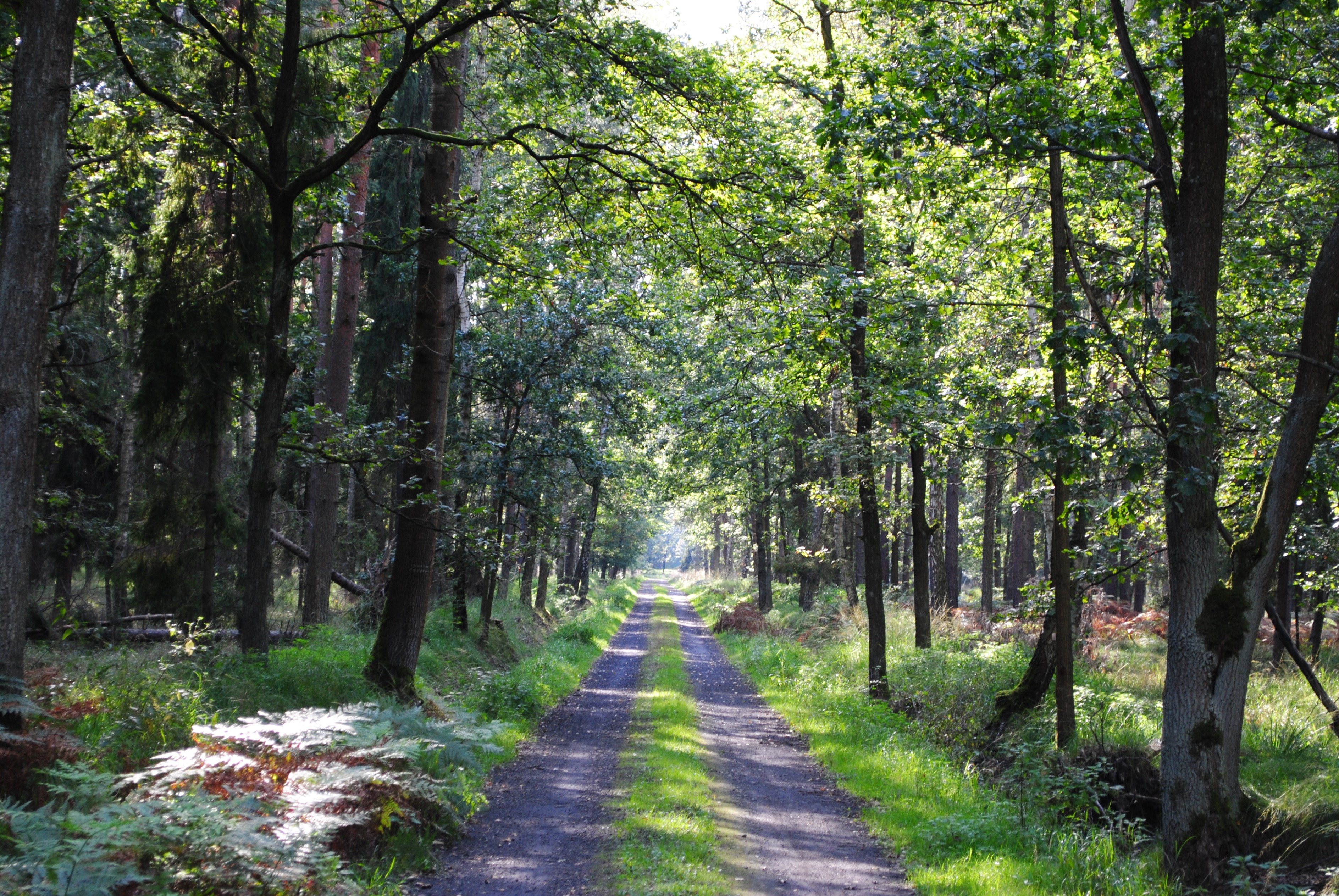
Fragment Lasów Murckowskich w rejonie Hamerli

Łączna powierzchnia gruntów leśnych Katowic w 2018 roku wynosiła 68,462 km², a lesistość miasta 39,7%. Lasy w Katowicach są rozmieszczone nierównomiernie. Koncentrują się one w południowej części miasta, obejmując w 2007 roku 86% obszaru Murcek i blisko 70% Giszowca. Większy odsetek powierzchni lasów mają też: Piotrowice-Ochojec (41%), Kostuchna (40%) i Janów-Nikiszowiec (blisko 37% powierzchni dzielnicy). W północnej i środkowej części Lasów Murckowskich zaznacza się przewaga lasów liściastych. Na Wzgórzu Wandy występują większe kompleksy lasów bukowych, a w dolinach rzecznych zbiorowiska wilgotnych lasów liściastych – łęgów. W południowej części Lasów Murckowskich dominują bory sosnowe, w Lasach Panewnickich przeważają bory sosnowe oraz bory mieszane, Las Załęski jest zaś głównie lasem liściastym, a Gniotek jest remizą leśną, głównie z siedliskami borowymi i wilgotnymi.

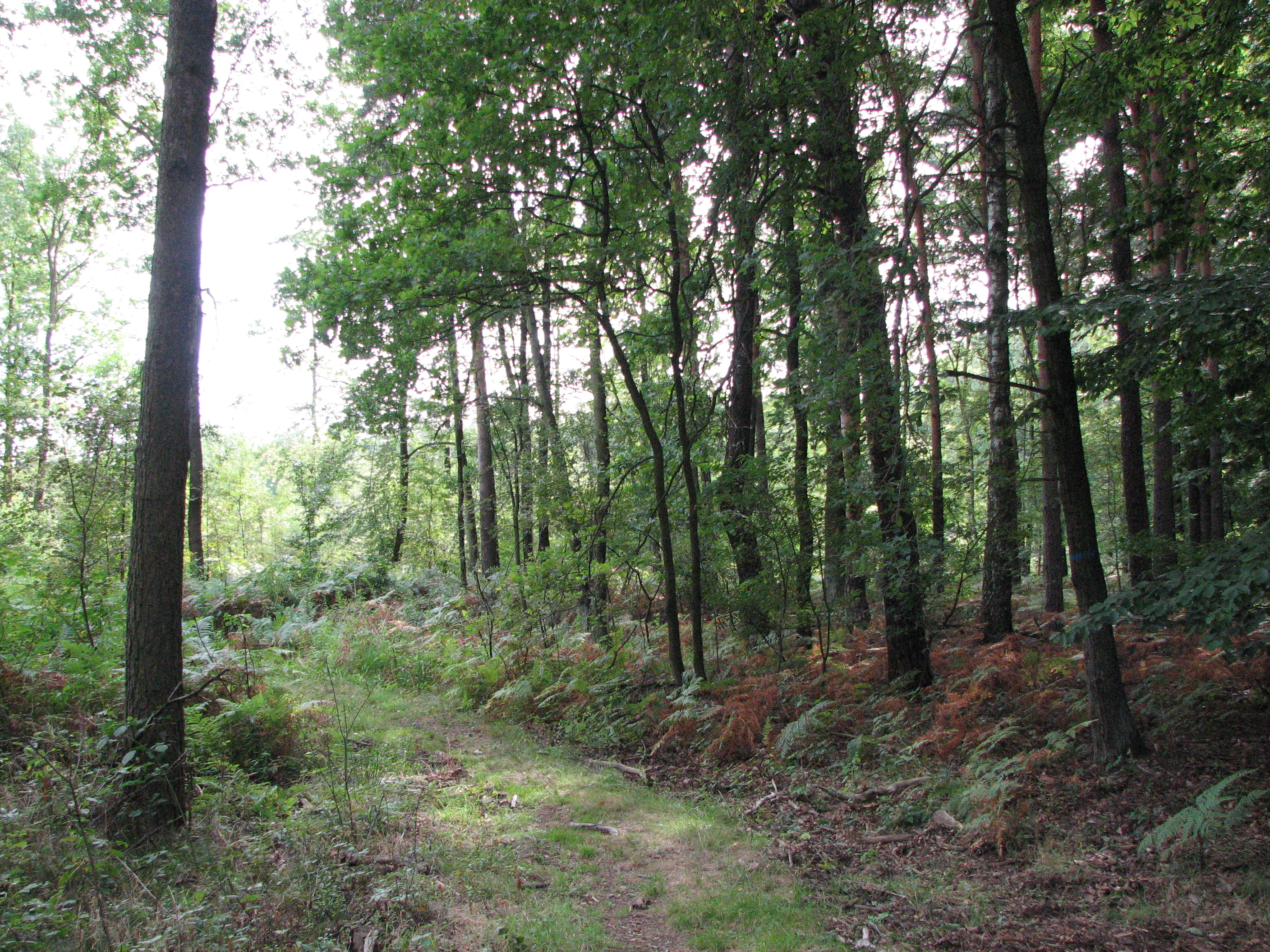
Lasy Panewnickie w rejonie Wymysłowa w Ligocie-Panewnikach

Zdecydowana większość katowickich lasów znajduje się w zarządzie Państwowego Gospodarstwa Leśnego Lasy Państwowe i wraz z większością pozostałych lasów należą one do kategorii lasów ochronnych. W Katowicach przy ulicy św. Huberta 43/45 siedzibę ma Regionalna Dyrekcja Lasów Państwowych w Katowicach, a przy ulicy Kijowskiej 37b Nadleśnictwo Katowice.
Do pozostałych obszarów o podwyższonej wartości przyrodniczej należą: stawy na osiedlu Tysiąclecia, dolina Brynicy, potok Kokociniec, dolina Kłodnicy, Stary Panewnik, staw Grünfeld, Dolina Trzech Stawów, Katowicki Park Leśny, staw Trzewiczek, dolina Boliny, stawy Barbara i Janina, staw Górnik, dolina i górny bieg Ślepiotki, dolina Mlecznej, Hamerla, Kamienna Góra i buczyna pomiędzy Murckami a Kostuchną.
Najwięcej pomników przyrody w Katowicach ustanowiono w Giszowcu. Na podstawie rozporządzenia wojewody katowickiego z 25 kwietnia 1995 roku ustanowiono ich 29. Rok później ochroną objęto znajdujący się na placu Pod Lipami buk Anton, a 1 czerwca 2017 roku znajdujący się w Murckach (Hamerli) dąb Tadeusz. Ponadto pojedyncze pomniki przyrody ustanowiono w Kostuchnie (klon zwyczajny i jesion wyniosły; ul. Sołtysia 129), Ligocie-Panewnikach (dąb szypułkowy na terenie kompleksu klasztornego oo. franciszkanów) i w Piotrowicach-Ochojcu (grusza pospolita przy ul. A. Grottgera 10c).

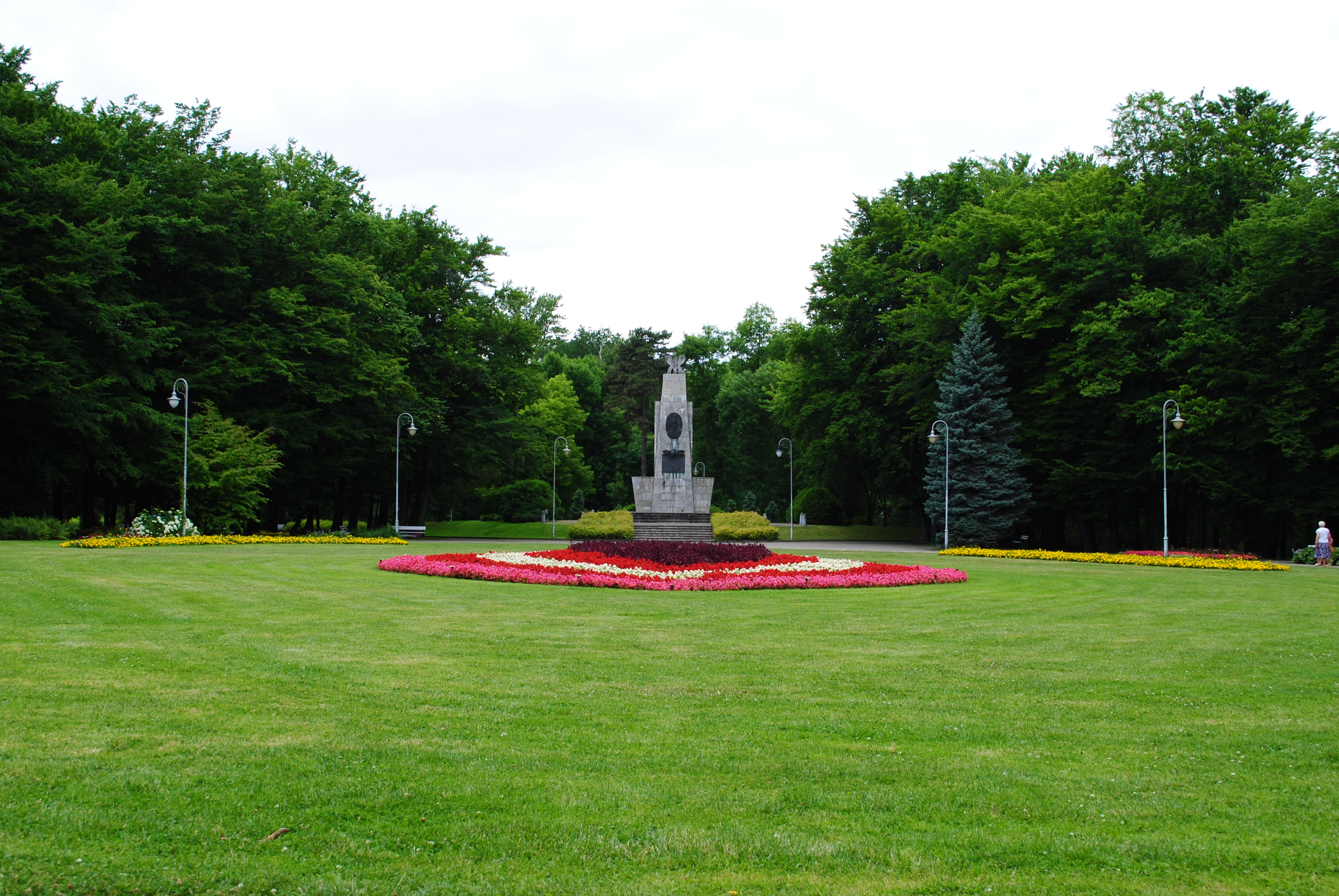
Fragment parku im. T. Kościuszki w Brynowie-Osiedlu Zgrzebnioka

Obszary zieleni urządzonej w Katowicach obejmują parki, zieleńce, skwery oraz rodzinne ogrody działkowe. Zasadnicze znaczenie dla mieszkańców miasta ma znajdujący się na terenie Chorzowa, położony tuż przy granicy z Katowicami, park Śląski. Park ten o powierzchni 620 ha oferuje możliwość realizacji różnorodnych form wypoczynku, rekreacji, rozrywki czy zaspokojenie potrzeb kulturalnych i poznawczych. W samych zaś Katowicach znajdowało się w 2007 roku 9 parków miejskich oraz 56 skwerów i zieleńców o łącznej powierzchni 49,7 ha.

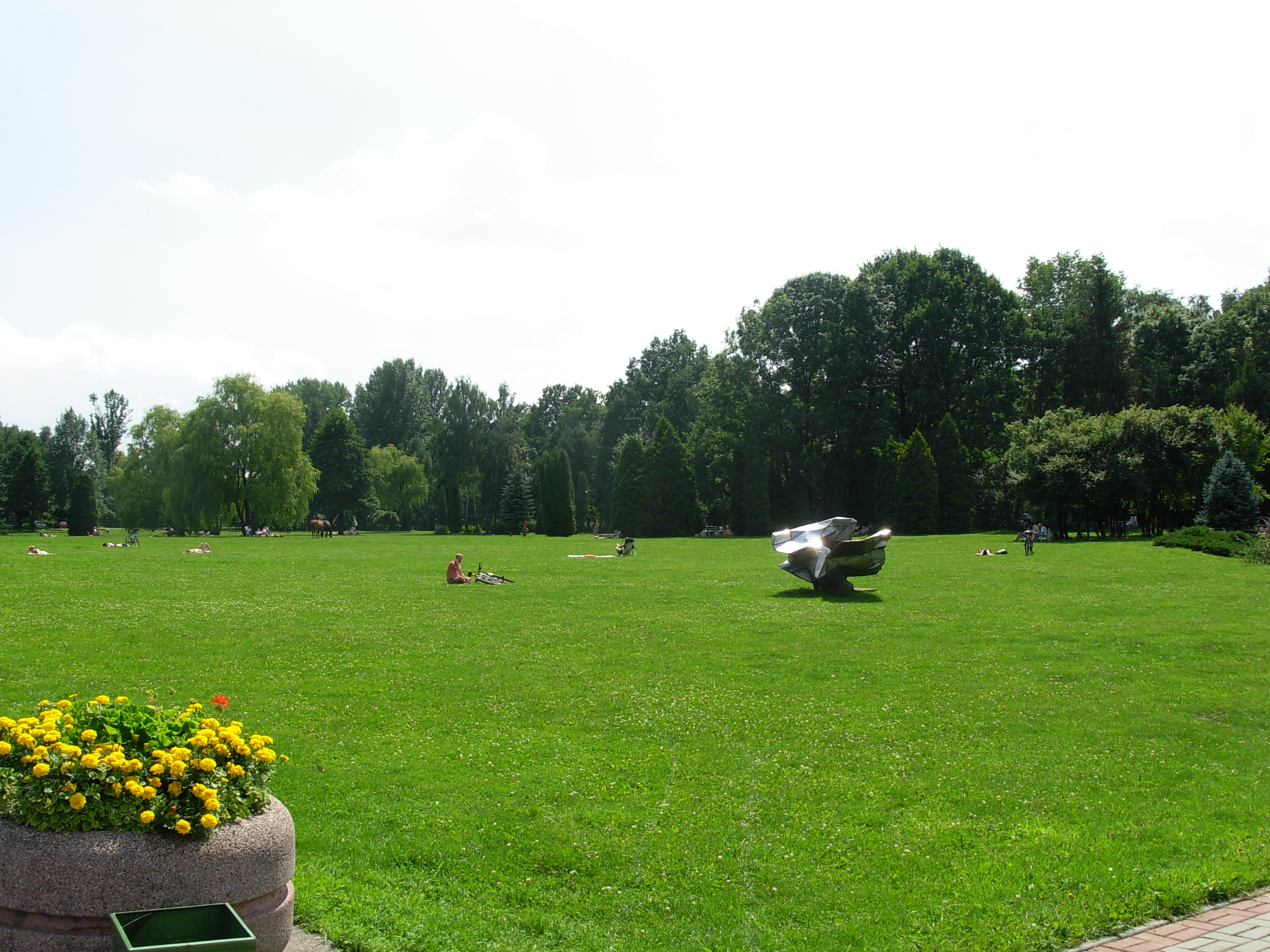
Fragment Doliny Trzech Stawów

Do znaczących parków o zasięgu ogólnomiejskim należą: Katowicki Park Leśny, park im. T. Kościuszki oraz park przy kompleksie franciszkanów w Ligocie-Panewnikach (Kalwaria Panewnicka). Pozostałe pełnią funkcję parków dzielnicowych i są to m.in. parki: Murckowski, Zadole, Bolina, Wełnowiecki, Bogucicki, Giszowiecki, Olimpijczyków i Załęski, park w Dąbrówce czy Lasek Alfreda.
Największe obszary terenów zieleni urządzonej znajdują się w dzielnicach: Osiedle Paderewskiego-Muchowiec, obejmując 28% powierzchni dzielnicy (część Katowickiego Parku Leśnego oraz Dolina Trzech Stawów) oraz Brynów część wschodnia-Osiedle Zgrzebnioka, obejmując 38% powierzchni (park im. T. Kościuszki i część Katowickiego Parku Leśnego). W pozostałych jednostkach ten odsetek wynosi maksymalnie kilkanaście procent.
Obszary zieleni urządzonej w Katowicach są pod opieką Zakładu Zieleni Miejskiej w Katowicach z siedzibą przy ulicy T. Kościuszki 138, a park przyklasztorny przy panewnickiej bazylice jest poza zarządem ZZM-u. Katowicki Zakład Zieleni Miejskiej zarządza także skwerami i zieleńcami, a do większych z nich należą m.in. skwery: W. Fojkisa, H. Krzysztofiaka, rtm. W. Pileckiego czy E. i G. Zillmannów.

## Nazwa

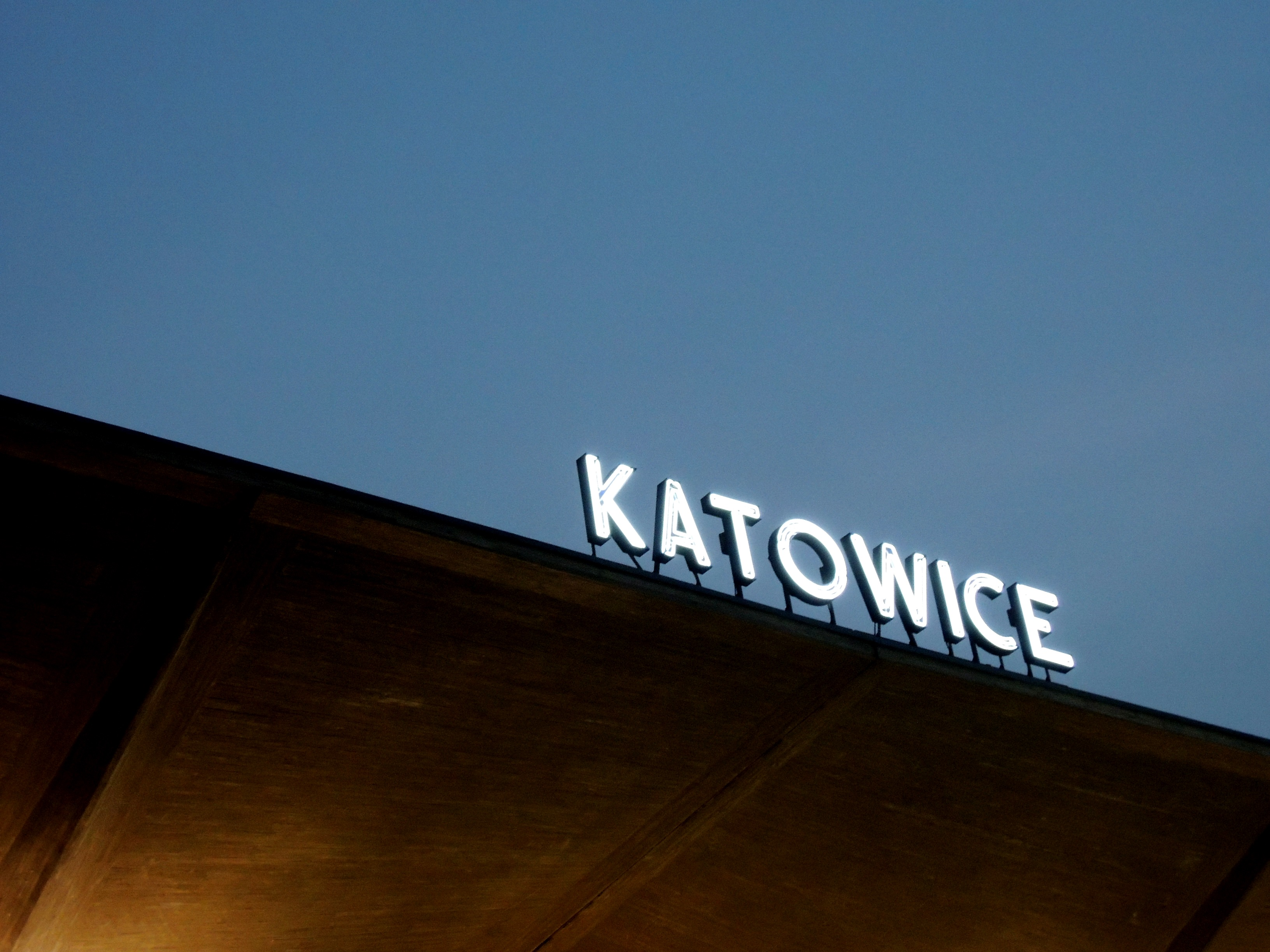
Neon z napisem „KATOWICE” na dworcu kolejowym stacji Katowice

Etymologia nazwy Katowice nie jest jednoznaczna. W specjalistycznej literaturze językoznawczej wskazywane są dwa główne poglądy naukowe dotyczące pochodzenia nazwy miasta:
- Od nazwy osobowej Kat, tj. od przydomka pierwszego osiadłego w Katowicach dzierżawcy gruntu bądź nazwiska właściciela lub dzierżawcy całego obszaru współczesnego miasta lub jego części (pochodzenie patronimiczne; hipoteza Witolda Taszyckiego z 1935 roku)[83][84],
- Od tzw. kątów, czyli ustronnych chałup, miejsca położonego w kącie, na uboczu, czyli wtórnej, zapewne niewielkiej, złożonej z kilku łanów osady na peryferiach Kuźnicy Boguckiej (hipoteza Stanisława Rosponda z 1966 roku)[83][84][85].

Spotykana była też wcześniejsza próba Stanisława Rosponda z około 1959 roku związania pochodzenia nazwy miasta od nazwy osobowej Kot, która została potem zarzucona. W literaturze wskazywane jest to, iż nazwa Katowice ma pochodzenie miejscowe. Dodatkowo zauważana jest analogia w nazwach sąsiednich miejscowości jak Bogucice, Mysłowice, Świętochłowice czy Siemianowice. Sama zaś nazwa Katowice pojawia się w licznych dokumentach od przełomu XVI i XVII wieku, a po raz pierwszy została udokumentowana na protokole wizytacji bogucickiej parafii w 1598 roku jako et nova villa Katowice.
Od 1742 roku, gdy Katowice weszły w skład Królestwa Prus, do 1922 roku, gdy część Górnego Śląska przyłączono do Polski jako autonomiczne województwo śląskie, a także w latach 1939–1945 podczas niemieckiej okupacji, miasto funkcjonowało pod niemiecką nazwą Kattowitz.
W okresie od 9 marca 1953 roku do 20 grudnia 1956 roku miasto nosiło urzędową nazwę Stalinogród.

## Historia

### Przed uzyskaniem praw miejskich

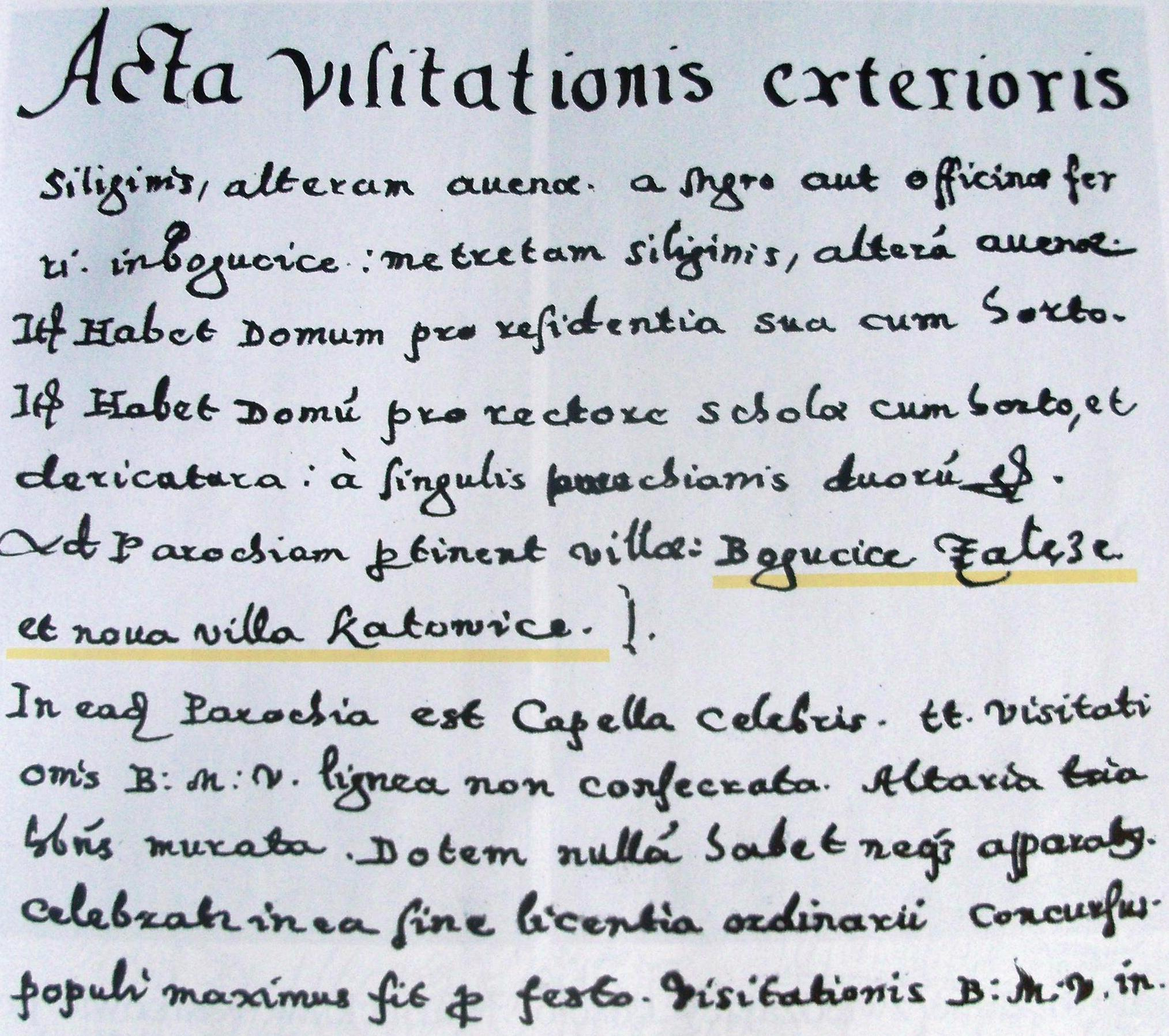
Akt wizytacji parafii bogucickiej z 1598 roku, w którym po raz pierwszy pojawia się wzmianka o Katowicach

Katowice powstały jako wieś zagrodnicza pod koniec XVI wieku w dobrach kuźników boguckich zwanych Kuźnicą Bogucką, a założył ją na swoim gruncie koło 1580 kuźnik bogucki Andrzej. Pierwsza wzmianka o Katowicach pojawiła się w zapisach ks. Krzysztofa Kazimirskiego, wizytatora parafii boguckiej w 1598 roku. Zanotowano w nim wsie należące do parafii: Ad parochiam pertinent villae: Bogucice, Załęze et nova villa Katowice.
Historię miasta wyznaczają jednak losy kilku znacznie wcześniejszych słowiańskich osad rolniczych z XIV i XVI wieku oraz kuźnic żelaza, będących współcześnie jego dzielnicami bądź częściami. Już w 1299 roku wzmiankowano o jednej z najstarszych części Katowic – Dębie, leżącym wówczas na obszarze księstwa bytomskiego. Należał on przez kilkaset lat do klasztoru bożogrobców w Miechowie. Następnie wspomniane są kolejne wsie, wymienione w dokumencie księcia opawsko-raciborskiego Mikołaja II z 15 grudnia 1360 roku, potwierdzającego Ottonowi z Pilczy własność wsi Jaźwce, Załęże, Bogucice, Roździeń i miasta Mysłowice. Usytuowana nad brzegiem rzeki Rawy Kuźnica Bogucka została wspomniana po raz pierwszy w 1397 roku i był to jeden z najstarszych zakładów tego typu w Polsce. Poza Kuźnicą Bogucką w okolicy istniały jeszcze trzy podobne zakłady: załęski, szopienicki i roździeński, a z tym ostatnim związana jest postać Walentego Roździeńskiego. W 1467 roku (bądź już w 1287 roku) po raz pierwszy została wzmiankowana wieś Uniczowy, z której w XVI wieku wyodrębniły się osobne osady: Piotrowice, Podlesie i Zarzecze.
Katowice w swojej historii miały ponad dwudziestu właścicieli. Pierwszymi z nich byli kuźnicy boguccy, a wśród późniejszych byli także przedstawiciele znanych rodów, m.in.: Salomonowie, Kamińscy, Mieroszewscy czy Promnitzowie. 22 lutego 1536 roku Jan Thurzon sprzedał Stanisławowi Salomonowi dobra mysłowickie, w skład którego wchodziły m.in. Roździeń, Bogucice wraz z kuźnicą, Załęże i puste wówczas Szopienice. W ten sposób ziemia mysłowicka wyodrębniła się już na stałe od wolnego państwa pszczyńskiego. W czasie wojen śląskich, w 1742 roku większość Śląska, a wraz z tym i obszar Katowic, zostały włączone do Królestwa Prus.

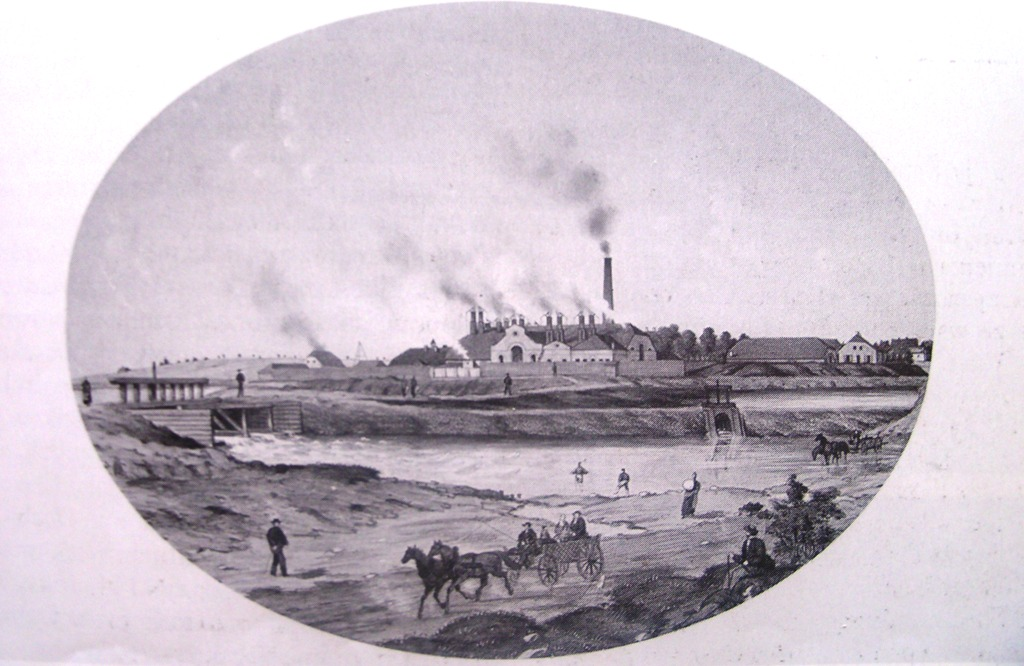
Pudlingarnia Johna Baildona na litografii z połowy XIX wieku

Na początku XVIII wieku w Katowicach istniały 33 gospodarstwa (w tym 10 nieobsadzonych), a pod koniec było ich 78. Do końca XVIII wieku następował szybki wzrost liczby ludności osady. W 1783 roku w Katowicach mieszkały 294 osoby, w 1845 roku – 1326, a w 1861 roku – 3780 osób.
Około 1740 roku na terenie współczesnych Katowic zaczęto na większą skalę eksploatować węgiel kamienny, a w 1769 roku w Murckach założono pierwszą na terenie obecnego miasta kopalnię węgla kamiennego – „Emanuelssegen” (późniejsza kopalnia „Murcki”). Koniec XVIII wieku był zaś czasem rozwoju technicznego i procesu uprzemysłowienia. W 1801 roku w Brynowie uruchomiono kopalnię „Beate”, w 1804 roku w Wełnowcu rozpoczęto budowę huty żelaza „Hohenlohe”, w 1818 i 1822 (bądź 1820) roku kolejno huty cynku „Franz” i „Fanny” w Bogucicach, a w 1823 roku kopalnię „Ferdinand” (późniejsza kopalnia „Katowice”) w Bogucicach oraz pudlingarnię i walcownię w Dębie, która była początkiem huty żelaza „Baildon”.

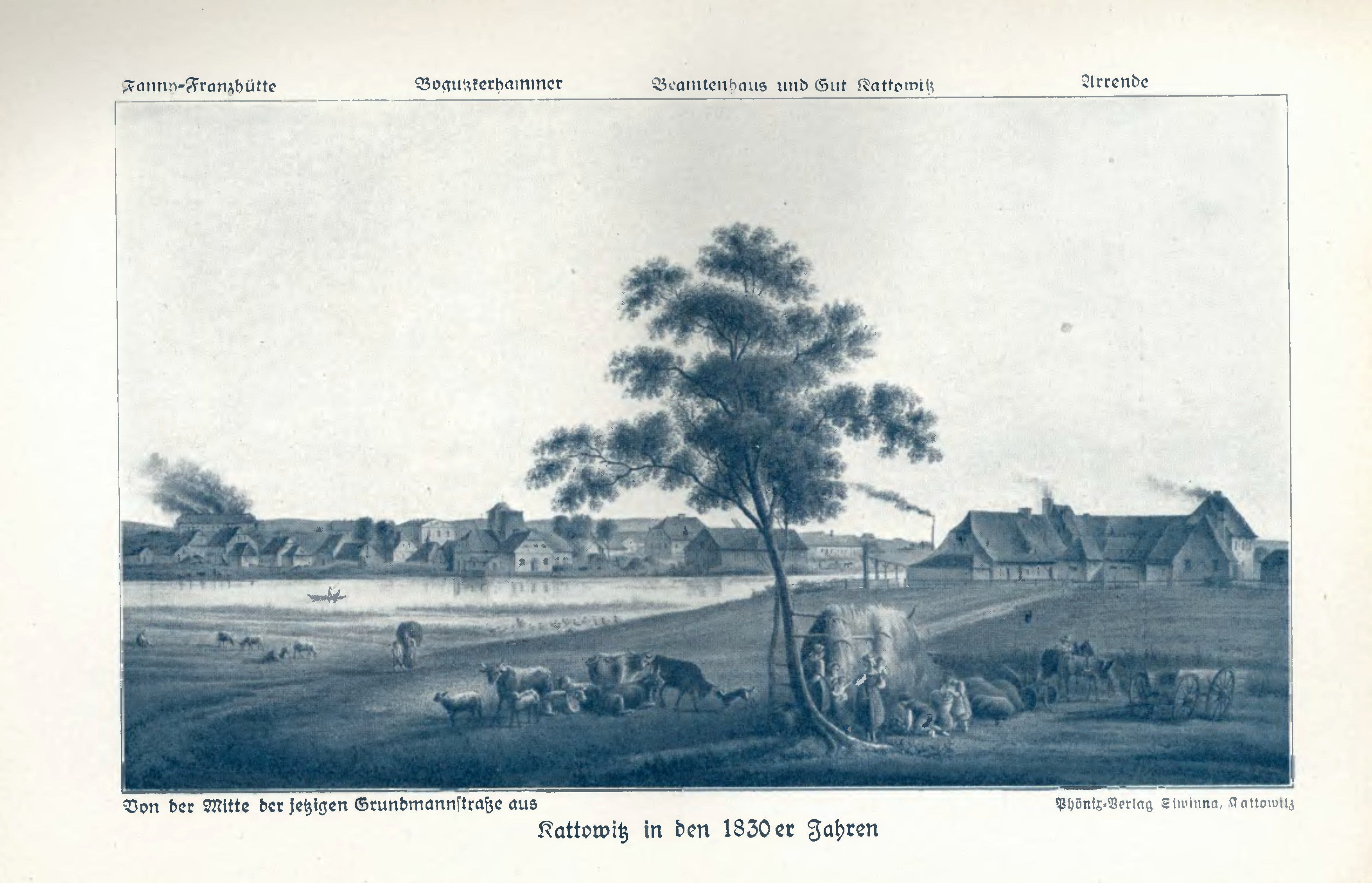
Katowice w latach 30. XIX wieku

W 1838 roku Franz von Winckler kupił od Lehmanna dobra rycerskie Katowice, a w 1841 roku przeniósł z Miechowic do Katowic zarząd swoich dób. Zarządzający wówczas dobrami Friedrich Wilhelm Grundmann stał się inicjatorem przemian, które doprowadziły do przekształcenia wsi Katowice w nowoczesne i dynamicznie rozwijające się miasto. Sojusznikiem Grundmanna w staraniach na rzecz przekształcenia Katowic w miasto stał się osiadły w 1851 roku Richard Holtze. Intensywny rozwój wsi Katowice rozpoczął się wraz z uruchomieniem 3 października 1846 przez Towarzystwo Kolei Górnośląskiej (OSE) połączenia kolejowego Wrocławia z Mysłowicami. O przeprowadzenie linii kolejowej przez Katowice zabiegał Franz von Winckler, gdyż linia ta miała pierwotnie omijać dolinę Rawy. Szybki rozwój przemysłu i rozbudowa sieci transportowej sprzyjały urbanizacji wsi Katowice. W 1848 roku w Katowicach powstał pierwszy hotel, utrwalony przez mieszkańców jako hotel Welta, a w 1856 roku powstał pierwszy plan zabudowy przestrzennej Katowic autorstwa Heinricha Moritza Augusta Nottebohma. Wprowadzał on ład urbanistyczny w miejsca, gdzie trwała już rozbudowa miejscowości, zwłaszcza w Rynku, który połączono reprezentacyjną ulicą, nazwaną później ulicą 3 Maja, kończącą się na obecnym placu Wolności.

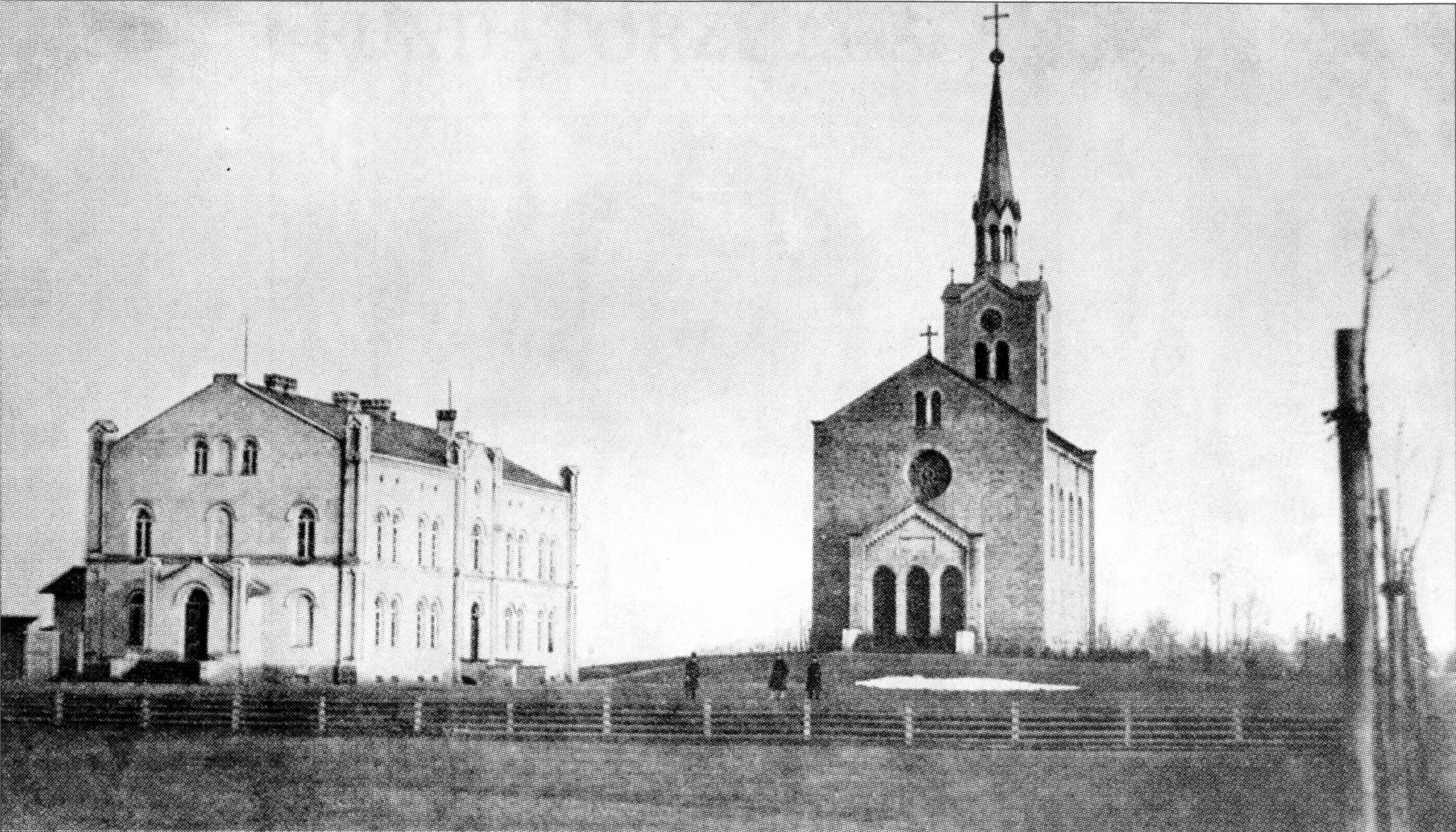
Kościół Zmartwychwstania Pańskiego i budynek szkoły ewangelickiej przy ulicy Szkolnej 5 w latach 60. XIX wieku

Katowice połowy XIX wieku były miejscowością wielonarodowościową i wielowyznaniową z wyraźną jednak przewagą katolików. Już 29 września 1858 roku, dzięki znacznemu wsparciu ówczesnego właściciela dóbr katowickich – Huberta von Tiele-Wincklera konsekrowano ewangelicki kościół Zmartwychwstania Pańskiego przy dzisiejszej ulicy Warszawskiej, a pierwszym proboszczem ewangelickiej parafii został ks. Gotthold Christian Clausnitzer. Katolicy z Katowic i przyległych wsi korzystali w tym czasie z niewielkiego kościoła w Bogucicach. Dopiero 11 listopada 1860 roku poświęcono, zbudowany z muru pruskiego, kościół Niepokalanego Poczęcia Najświętszej Maryi Panny, który był usytuowany przy dzisiejszym placu Wolności. Posługę duszpasterską objął w nim ks. Teodor Kremski. W 1862 roku poświęcono kamień węgielny pod budowę pierwszego murowanego kościoła katolickiego w Katowicach – kościoła Mariackiego. W 1862 roku ukończona też została pierwsza publiczna synagoga na rogu dzisiejszych ulic 3 Maja i J. Słowackiego, którą postawił budowniczy Ignatz Grünfeld.
Prawdopodobnie już w XVII wieku Katowice miały samorząd gminny na czele z sołtysem, a do 1865 roku w skład gminy wchodziły prócz Katowic także dwa przysiółki: Brynów i Katowicka Hałda. Około 1859 roku ostatni polskojęzyczny sołtys Katowic – Kazimierz Skiba, ustąpił ze swojego urzędu. Opierał się on wraz z innymi polskimi członkami rady gminy naciskom ze strony ludności niemieckiej, którzy docelowo planowali przekształcić Katowice w miasto. Ostatecznie, w dniu 11 września 1865 na zamku w Babelsbergu król Prus Wilhelm I Hohenzollern nadał Katowicom prawa miejskie, a 28 grudnia 1866 roku wprowadzono zarząd miejski. Wraz z powstaniem miasta wyodrębniono Brynów i Katowicką Hałdę, tworząc z nich nową gminę – Brynów.

### Lata 1865–1918

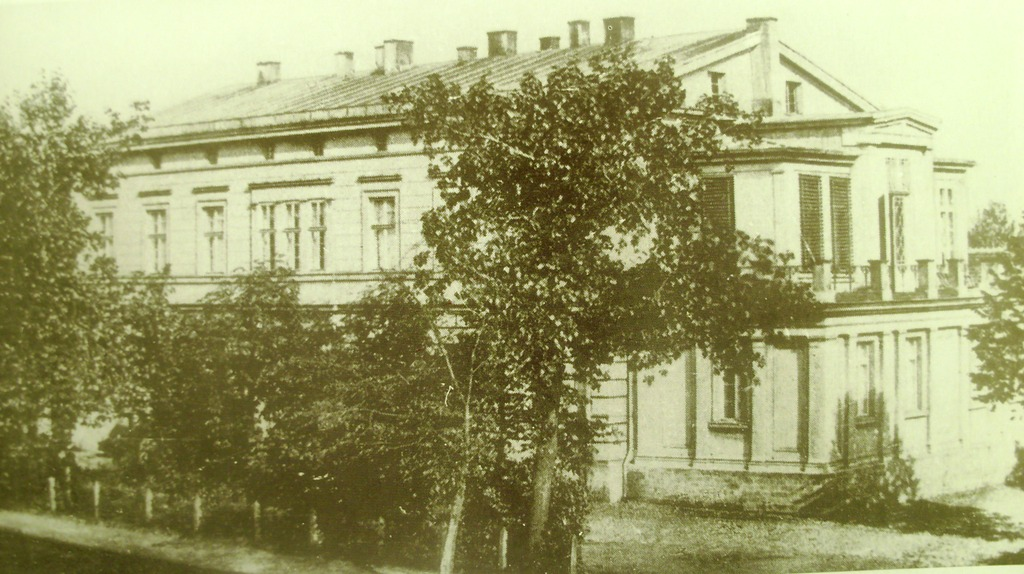
Dwór Tiele-Wincklerów w XIX wieku – siedziba katowickich dóbr ziemskich

Pierwszym burmistrzem Katowic został Louis Diebel, który po 5 latach urzędowania uciekł do Stanów Zjednoczonych, okradając miasto z większości funduszy. Jego następcą w 1871 roku został Oswald Kerner. Pierwsza rada miejska składała się z 18 członków, wśród których 50% stanowili Żydzi. W 1866 roku pierwszym przewodniczącym rady miejskiej został wybrany Richard Holtze. Na skutek nowego podziału terytorialnego Śląska w 1873 roku powiat bytomski został podzielony na 4 powiaty (tarnogórski, bytomski, zabrski i katowicki), a Katowice stały się miastem powiatowym (niem. Kreisstadt), licząc wówczas około 16 tys. mieszkańców. Miasto stało się siedzibą Wydziału Powiatowego (niem. Kreisausschuss) oraz Sejmiku Powiatowego (niem. Kreistag) z 34 członkami. Pierwszym landratem powiatu katowickiego został mianowany baron Hans Hermann von Berlepsch, późniejszy pruski minister handlu i rzemiosła.

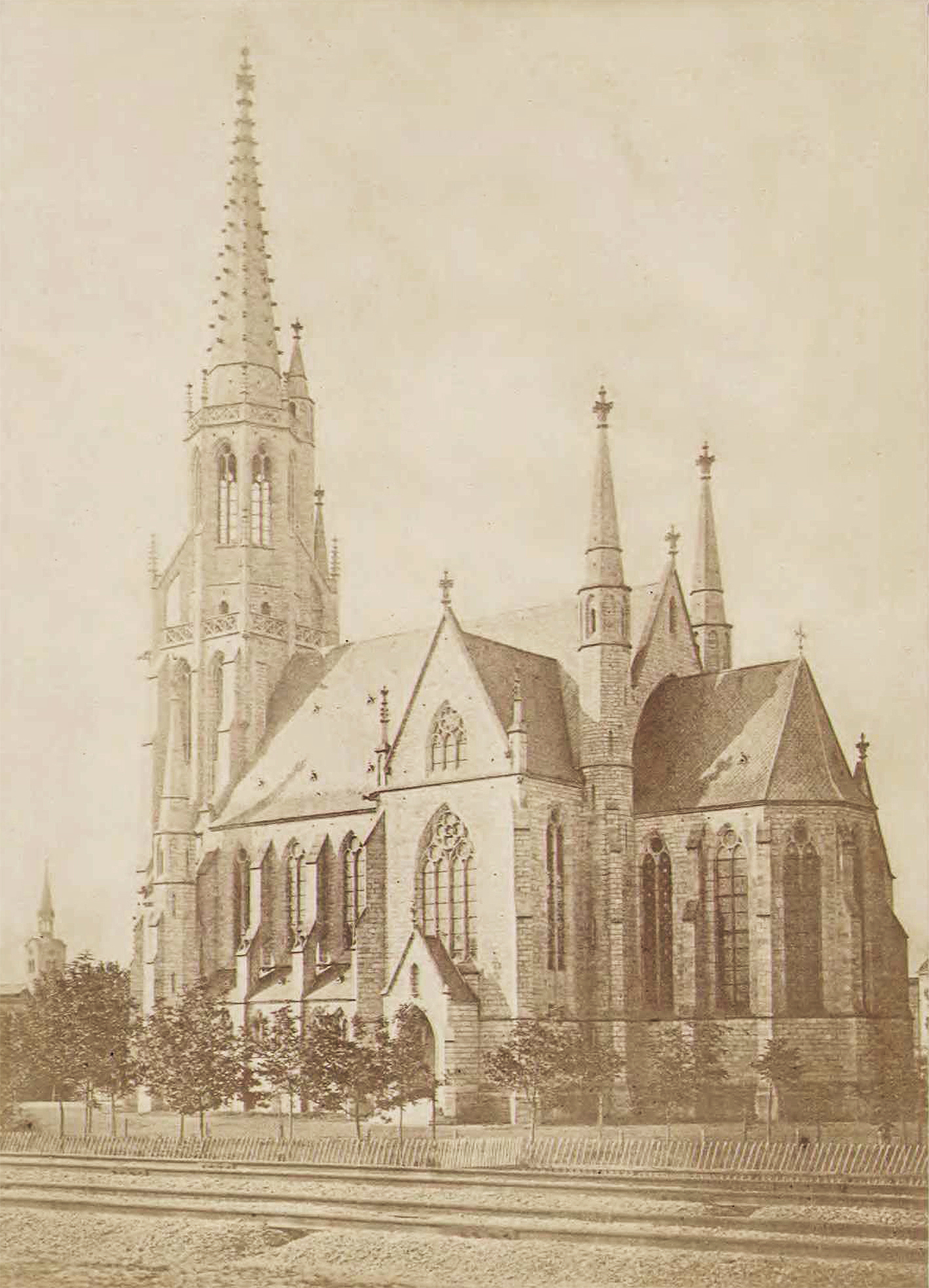
Ukończony w 1870 roku kościół Mariacki na zdjęciu z lat 70. XIX wieku

Z chwilą uzyskania przez Katowice praw miejskich rozpoczął się w mieście szybki ruch budowlany poprzedzony parcelacją. W latach 70. XIX wieku po długich pertraktacjach zarząd dóbr Tiele-Wincklerów przekazał miastu za bardzo korzystnym odszkodowaniem czynszowym obszar gruntów. W latach 1869–1872 zbudowano w mieście łącznie 182 domy mieszkalne. W drugiej połowie XIX wieku powstało w mieście kilka instytucji, które zadecydowały o rozwoju młodego ośrodka gospodarczego, w tym: Górnośląska Konwencja Węglowa, Górnośląski Związek Przemysłowców Górniczo-Hutniczych, gwarectwa węglowe, Państwowa Dyrekcja Poczt (1866 rok) czy Sąd Okręgowy (1872 rok). W 1876 roku został oddany do użytku budynek Urzędu Powiatowego, a w 1871 roku powołano pierwsze gimnazjum (późniejsze III Liceum Ogólnokształcące im. A. Mickiewicza).
Katowice liczyły w 1866 roku 4815 mieszkańców, z tego 3354 z nich to byli katolicy, 888 osób było ewangelikami, a 573 żydami. Wraz z rozbudową miasta i wzrostem liczby jego mieszkańców rosło również zapotrzebowanie na nowe świątynie. W 1870 roku została ukończona budowa murowanego, katolickiego kościoła Mariackiego, który 14 czerwca 1873 roku stał się kościołem parafialnym. W 1902 roku został ukończony i konsekrowany nowy kościół pw. śś. ap. Piotra i Pawła. Z inicjatywy ks. Ludwika Skowronka w 1902 do Panewnik zostali sprowadzeni franciszkanie. Wznieśli oni zespół klasztorny wraz z kościołem. 19 lipca 1908 roku świątynię poświęcił biskup wrocławski ks. kard. Georg von Kopp

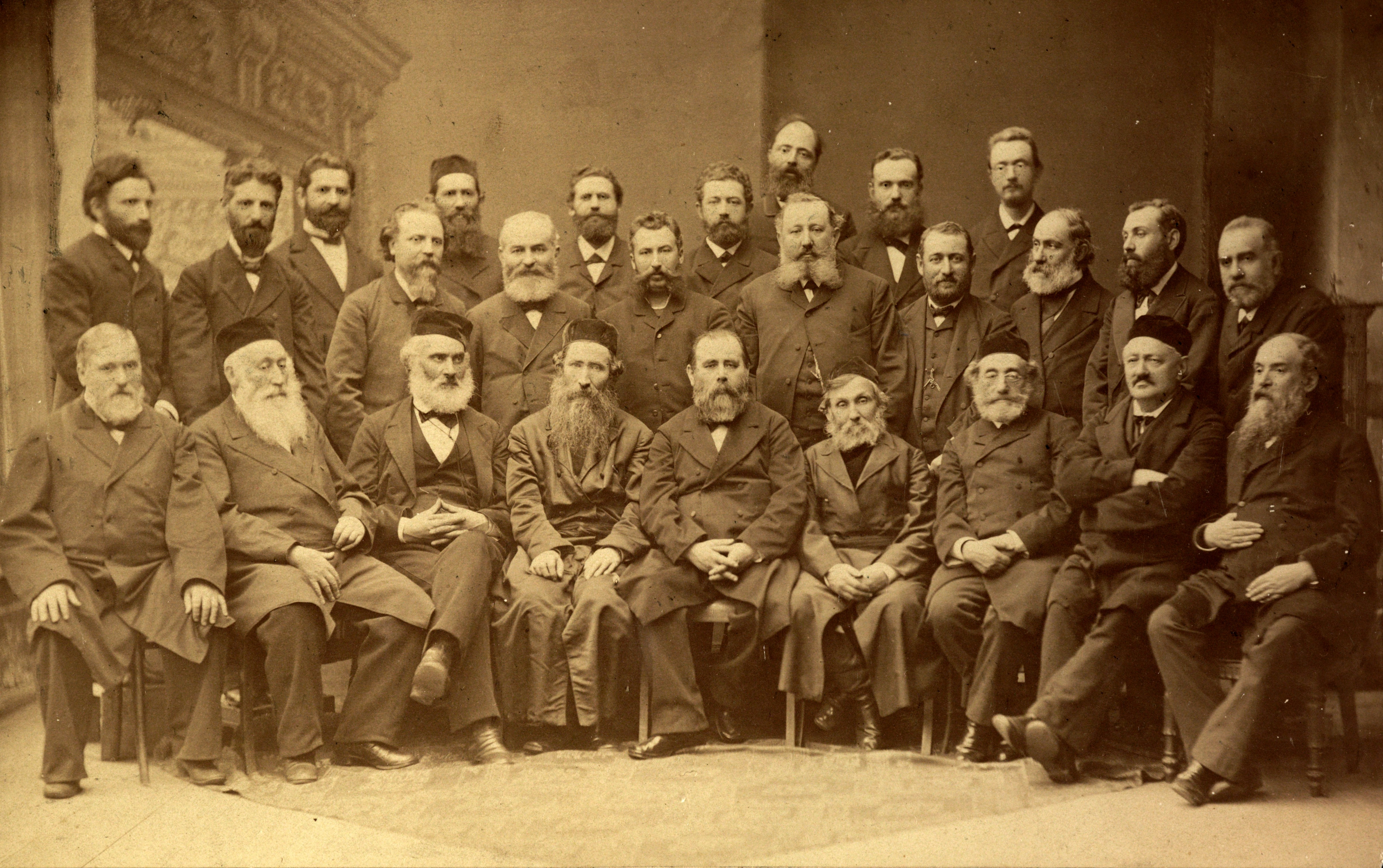
Delegaci na konferencji w Katowicach w 1884 roku

Również społeczność żydowska w Katowicach budowała nowe obiekty kultu. W 1869 roku na zakupionej rok wcześniej działce przy ulicy Kozielskiej został otwarty cmentarz żydowski. W 1872 roku został utworzony w gminie izraelickiej samodzielny rabinat, a pierwszym samodzielnym rabinem został Jacob Cohn. W Katowicach 6 listopada 1884 roku rozpoczęła się konferencja organizacji należących do Ruchu Miłośników Syjonu. Ruch ten dążył do założenia przez Żydów własnego państwa, a inicjatorem tego wydarzenia był Leon Pinsker.
W nocy z 3 na 4 marca 1896 roku w kopalni „Cleophas” („Kleofas”) w Załężu doszło do pożaru, w wyniku którego zginęło 104 górników. Dla ich upamiętnienia został ufundowany kościół, którego budowę ukończono w 1900 roku.

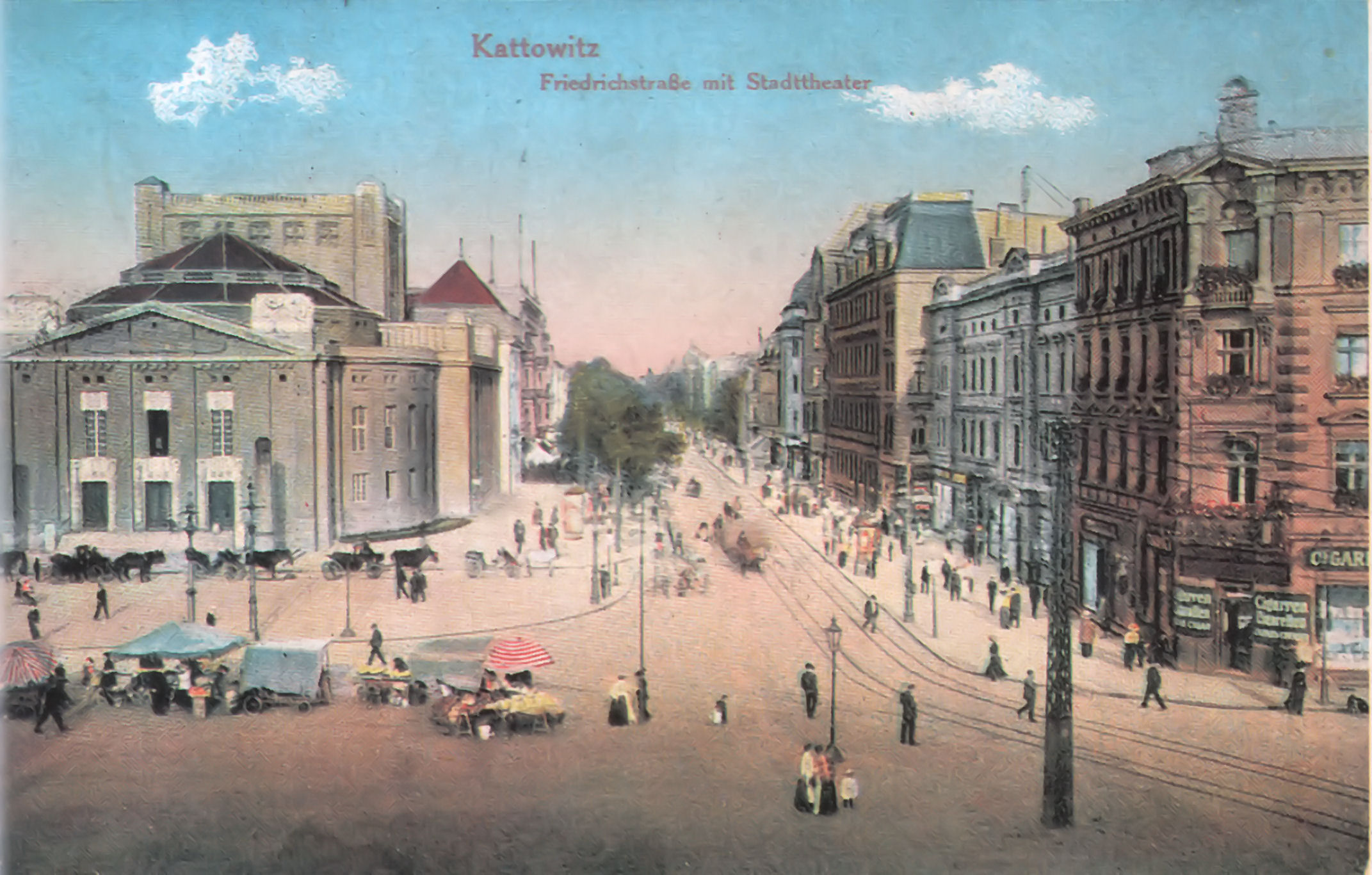
Katowice na początku XX wieku – rejon Rynku i ulica Warszawska

W 1897 roku Katowice zostały wyłączone z powiatu, uzyskując przez to większą samodzielność, co przyspieszyło rozwój gospodarczy miasta. Szczególnie szybko rozwijał się przemysł, a do miasta przyjeżdżali liczni robotnicy, urzędnicy i rzemieślnicy. Rozwijała się także infrastruktura Katowic i powstało szereg różnego typu obiektów użyteczności publicznej. Do końca XIX wieku w pełni był już rozbudowany obszar Rynku, ulicy 3 Maja i ulic od niej odchodzących, a także tereny wzdłuż ulic św. Jana, Francuskiej i północnej części placu Wolności. Do końca XIX wieku w Katowicach pojawiła się sieć wodociągowa, oświetlenie gazowe i linia tramwajowa. W 1895 roku powołano regionalną dyrekcję Prusko-Królewskich Kolei Państwowych, oddano do użytku Łaźnię Miejską, a także przy ulicy Francuskiej szpital Spółki Brackiej (z klinikami: okulistyczną i laryngologiczną) z 450 łóżkami. W 1897 roku działalność rozpoczął szpital im. św. Elżbiety z 200 łóżkami, w 1904 roku Szpital Miejski z 120 łóżkami, a w 1912 roku Szpital Dziecięcy na 60 łóżek. Do końca XIX wieku powstały jeszcze: budynek Szkoły Rzemiosł Budowlanych, Grand Hotel, a przy późniejszej ulicy A. Mickiewicza gmach gimnazjum męskiego i Synagoga Wielka. Z początkiem XX wieku Katowice wzbogaciły się o Teatr Miejski (późniejszy Teatr Śląski im. St. Wyspiańskiego), zbudowany przy Rynku w latach 1905–1907 według projektu Carla Moritza. Nowe stulecie przyniosło miastu także kolejny w jego dziejach dworzec kolejowy.
Wybuch I wojny światowej nie spowodował dla obszaru Katowic zniszczeń i strat, ale rozwój przemysłu i sprzyjającą koniunkturę, zwłaszcza dla zakładów hutniczych.

### Powstania śląskie i plebiscyt

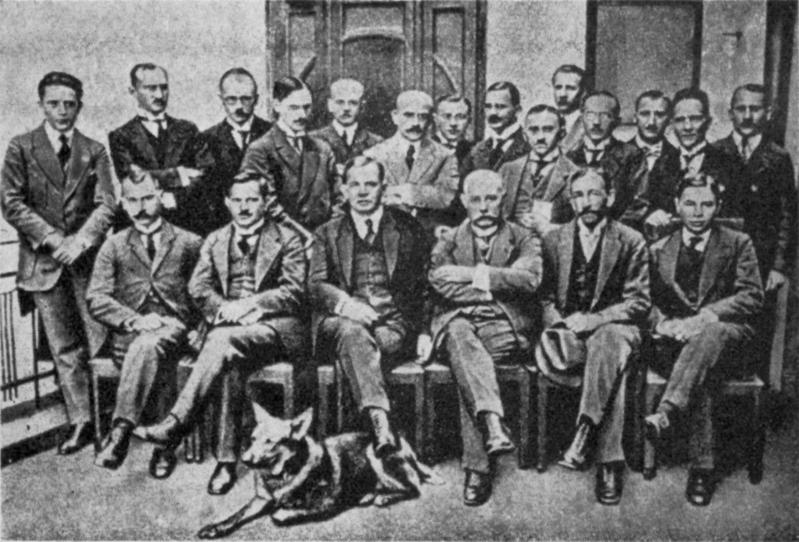
Czołowi działacze Polskiego Komisariatu Plebiscytowego na Górnym Śląsku na zdjęciu z około 1921 roku

Zbliżająca się w czasie I wojny światowej klęska Niemiec spowodowała wzrost nastrojów propolskich w regionie i już 1918 roku zaczęto organizować manifestacje, domagając się przyłączenia Górnego Śląska do Polski. Z jednej strony w listopadzie 1918 roku na Górny Śląsk zostały sprowadzone oddziały Grenzschutzu, a z drugiej strony 11 stycznia 1919 roku w Katowicach powołano Komitet Wykonawczy Polskiej Organizacji Wojskowej, którego przewodniczącym został Józef Grzegorzek, a komendantem katowickiego okręgu Adam Postrach. W atmosferze wzrastającego napięcia i terroru ze strony niemieckiej 17 sierpnia 1919 roku doszło do wybuchu I powstania śląskiego. Na terenie współczesnych Katowic najbardziej zacięte walki trwały 20 sierpnia o zdobycie Szopienic, a po zakończeniu powstania 24 sierpnia powstańcy i członkowie ich rodzin w obawie przed represjami uciekło na drugą stronę Brynicy.

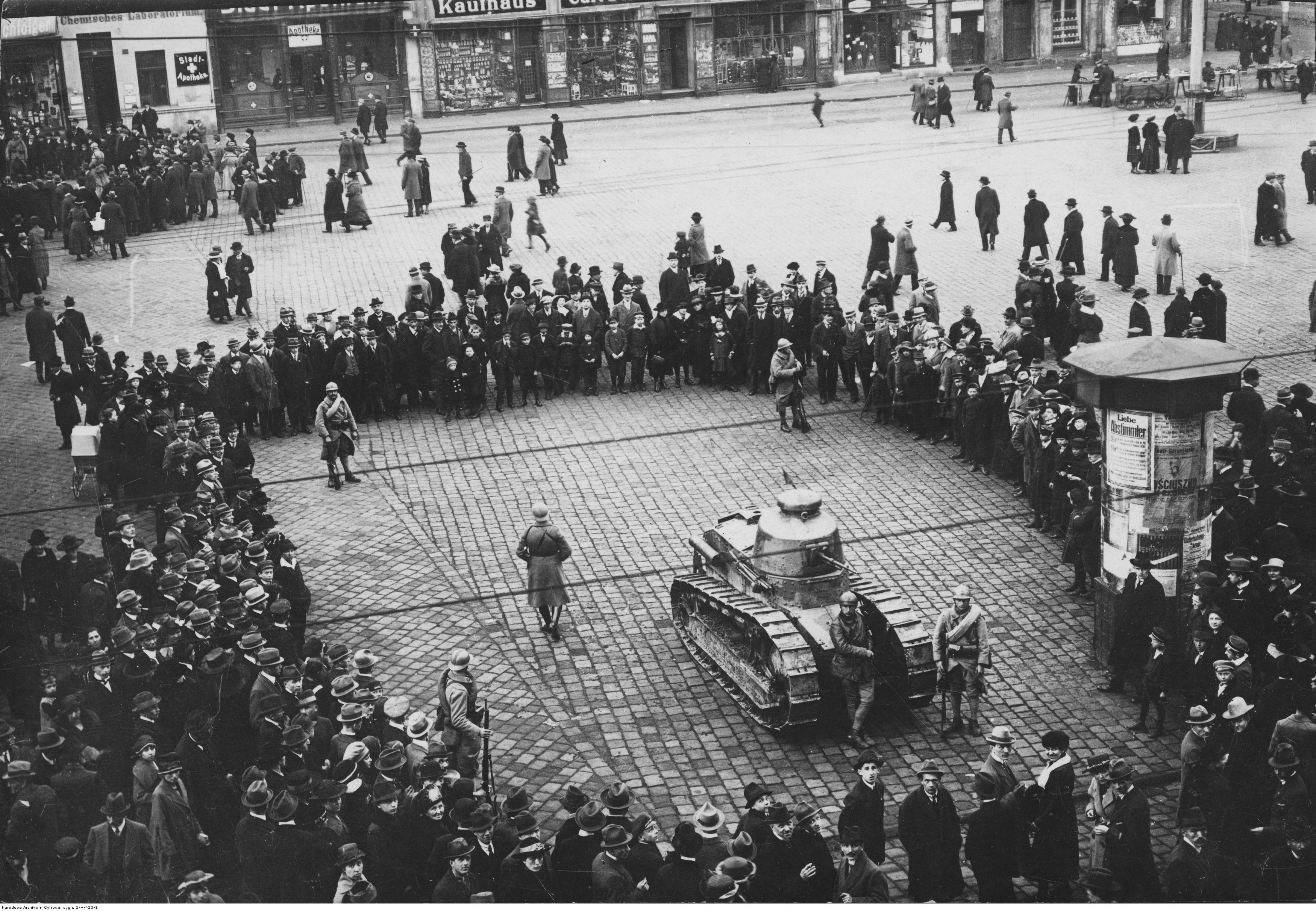
Posterunek francuski na Rynku w Katowicach w okresie trwania plebiscytu na Górnym Śląsku

W myśl postanowieniom traktatu wersalskiego o przynależności państwowej Górnego Śląska miał decydować plebiscyt, a do czasu ostatecznego rozstrzygnięcia przynależności państwowej regionu władzę miała sprawować komisja międzynarodowa, która przybyła 11 lutego 1920 roku. Międzysojusznicza Komisja Rządząca i Plebiscytowa składała się z przedstawicieli Francji, Wielkiej Brytanii i Włoch, a przewodniczył jej gen. Henri Le Rond. W dniach 17–18 sierpnia 1920 doszło w mieście do zamieszek, w trakcie których niemieckie bojówki zaatakowały oddziały francuskie i polskich mieszkańców miasta. Zniszczono lokal Polskiego Komisariatu Plebiscytowego, który mieścił się w hotelu „Deutsches Haus”, a członkowie komisariatu, w tym przewodniczący Henryk Jarczyk, zostali pobici. W trakcie zamieszek bojówkarze niemieccy zamordowali lekarza Andrzeja Mielęckiego. Wydarzenia te były jedną z przyczyn wybuchu z 18 na 19 sierpnia 1920 roku II powstania śląskiego, podczas którego oddziały rozjemcze ogłosiły w mieście stan oblężenia. 20 sierpnia powstańcy opanowali Dąbrówkę Małą, Roździeń, Szopienice, Bogucice, Zawodzie, Janów i Giszowiec, a zacięte walki trwały w Załężu, Dębie i Wełnowcu.
20 marca 1921 roku odbył się plebiscyt. W okręgu wyborczym Katowice, który objął powiat i miasto Katowice, 51,9% wyborców opowiedziało się za pozostaniem w Niemczech, z czego w samym mieście Katowice 85,4%. W powiecie katowickim 44,4% głosujących odpowiedziało się za Niemcami, a 55,6% za Polską. Po wiadomości o niekorzystnej dla Polski interpretacji wyników plebiscytu w nocy z 2 na 3 maja 1921 roku doszło do wybuchu III powstania śląskiego, na którego czele stanął Wojciech Korfanty. Początkowo powstańcy zajęli Katowice, ale na żądanie wojsk alianckich opuścili je, otaczając miasto szczelnym kordonem. W rękach powstańców znajdowały się natomiast okalające miasto gminy: Załęże, Dąb, Brynów, Bogucice i Szopienice. W konsekwencji podjęto korzystniejszą dla Polski decyzję wielkich mocarstw, a ostatecznego podziału spornych ziem dokonała Rada Ambasadorów 20 października 1921 roku. Cały współczesny obszar Katowic znalazł się w nowych granicach Polski.

### Lata międzywojenne

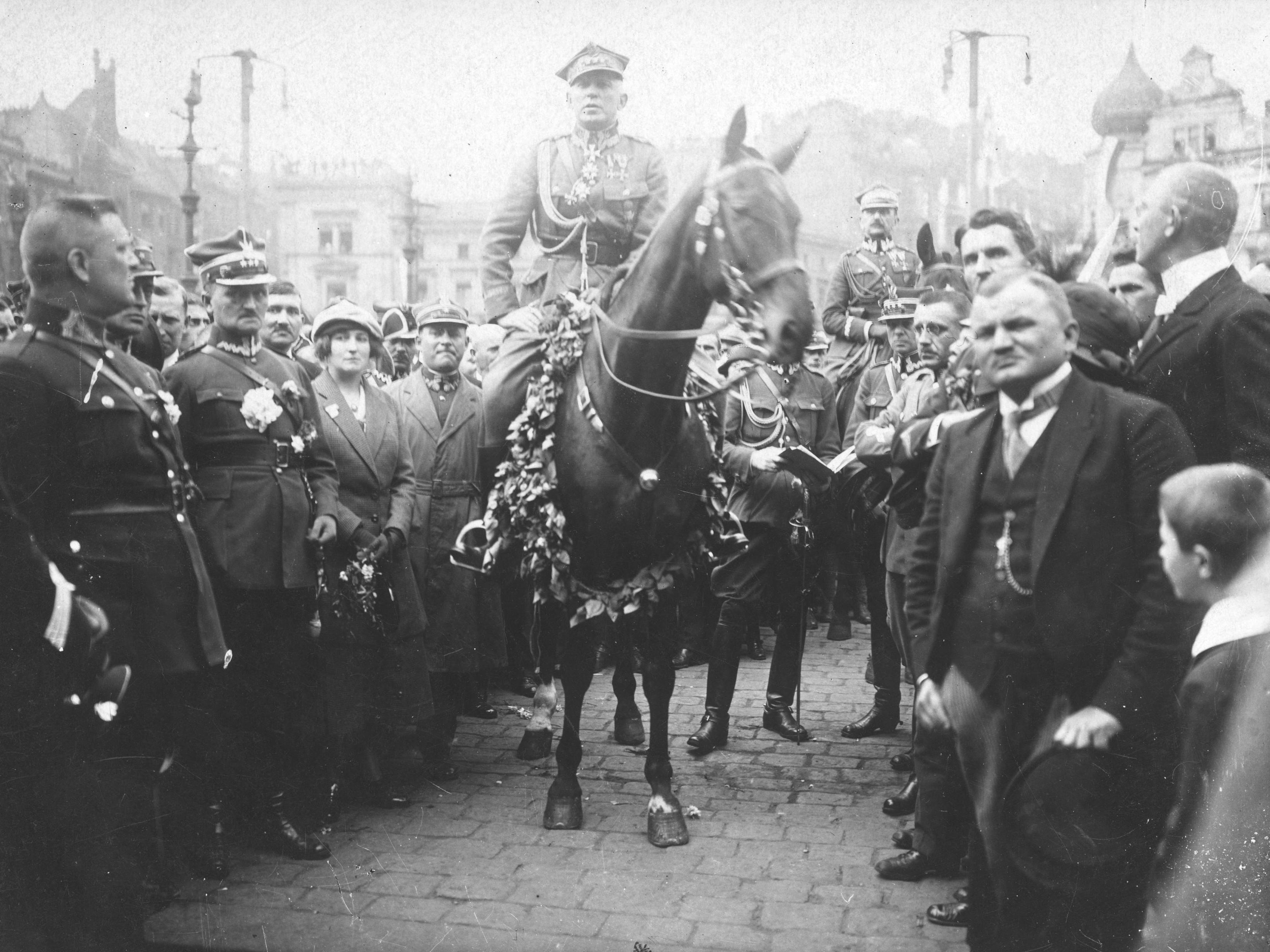
Uroczystość wkroczenia do Katowic Wojska Polskiego z gen. Stanisławem Szeptyckim 20 czerwca 1922 roku

20 czerwca 1922 roku do Katowic wkroczyły oddziały Wojska Polskiego prowadzone przez gen. Stanisława Szeptyckiego, a polskie władze zaczęły przejmować administrację nad przyznaną Polsce częścią Górnego Śląska. Symboliczny akt przejęcia tych ziem podpisali przedstawiciele najwyższych władz Rzeczypospolitej Polskiej 16 lipca 1922 roku podczas zorganizowanej na boisku przy parku T. Kościuszki uroczystości. Na mocy dekretu z 3 października 1922 roku Katowice stały się siedzibą władz autonomicznego województwa śląskiego z własnym parlamentem (Sejm Śląski) oraz skarbem (Skarb Śląski). Pierwszym polskim burmistrzem Katowic został w 1922 roku Alfons Górnik. Piastował tę funkcję do 1928 roku, kiedy zastąpił go na tym stanowisku Adam Kocur. Wieloletnim przewodniczący Rady Miejskiej Katowic w latach międzywojennych był Jan Piechulek.

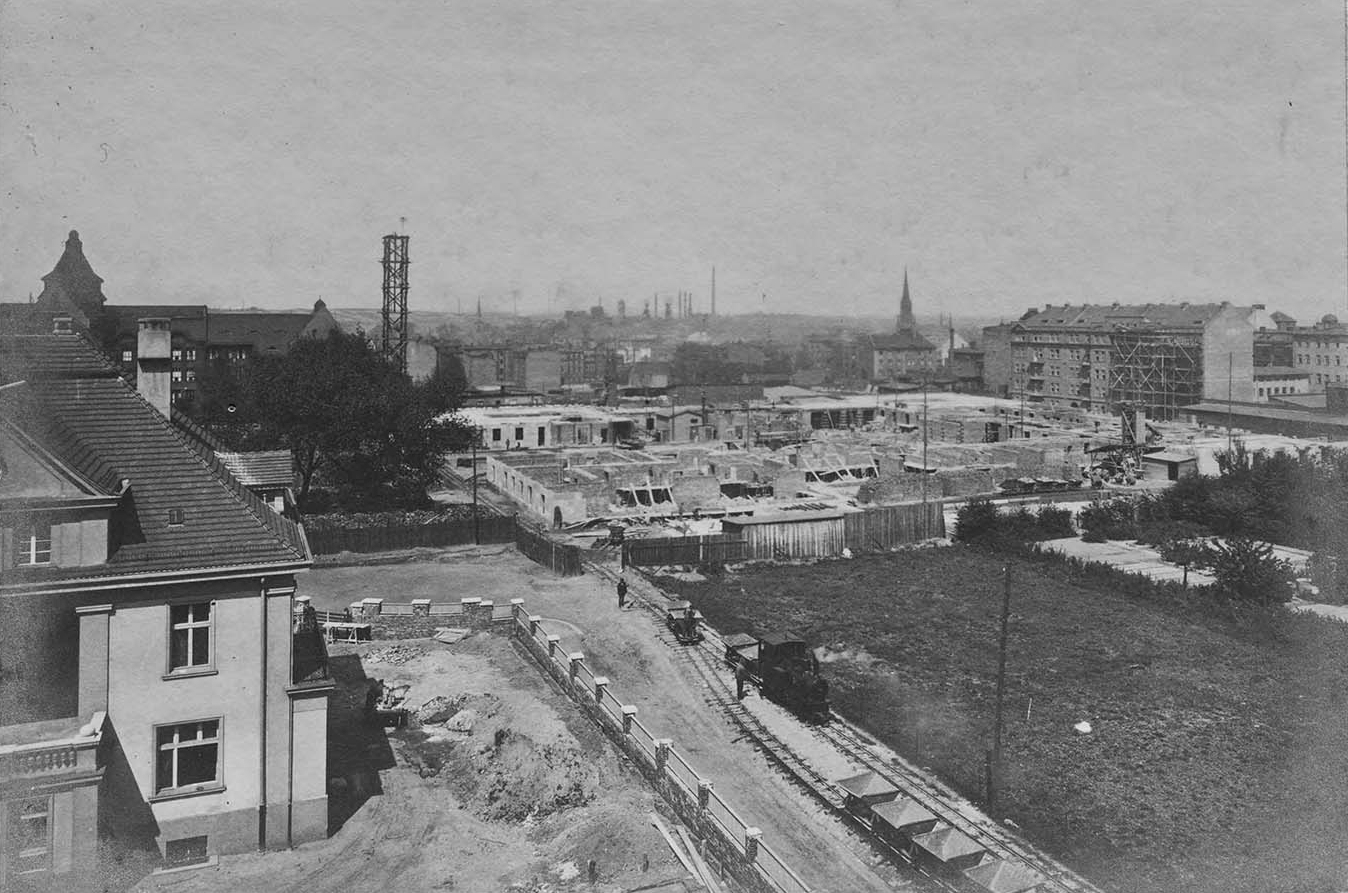
Budowa gmachu Sejmu Śląskiego w Katowicach w 1925 roku

Rozbudowa aparatu administracji państwowej i gospodarczych instytucji kierowniczych wiązała się z napływem do miasta nowych kadr urzędniczych, a ruch migracyjny wzbogacił Katowice o szczególnie wartościowe grupy zawodowe – w tym przede wszystkim inteligencję. Miasto w tym okresie rozwijało się w kierunku południowym, a nowa zabudowa koncentrowała się w rejonie ulic: T. Kościuszki, M. Skłodowskiej-Curie, J. Poniatowskiego, Jagiellońskiej, Powstańców i W. Stwosza. Powstały tu liczne budynki mieszkalne wraz z gmachami urzędów i instytucji, a także luksusowe osiedla willowe i monumentalne budowle sakralne. W 1929 roku oddano do użytku gmach Sejmu Śląskiego, będący wówczas największym budynkiem w Polsce. W 1931 roku poświęcono kościół garnizonowy, w 1934 roku oddano do użytku gmach Urzędu Skarbowego (tzw. „Drapacz Chmur”) i Dom Oświatowy, a w 1937 roku Dom Powstańca Śląskiego i budynek Urzędów Niezespolonych. Powstały też liczne obiekty użyteczności publicznej, w tym nowoczesne lotnisko na Muchowcu, w którym regularne loty pomiędzy Katowicami a Warszawą i Poznaniem zainaugurowano w 1929 roku.

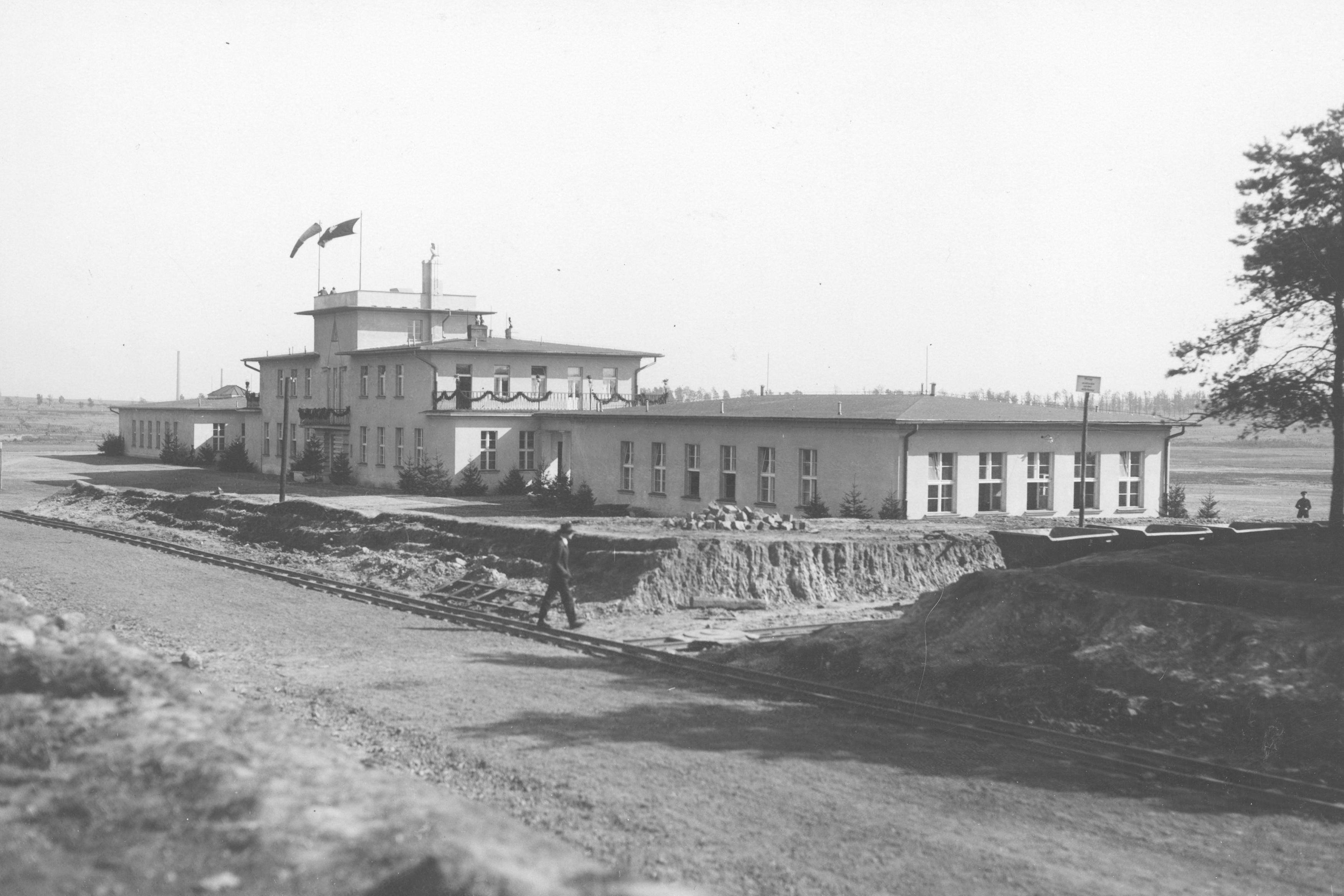
Dworzec lotniska Katowice-Muchowiec w 1929 roku

Podział Górnego Śląska spowodował konieczność reorganizacji administracji kościelnej Kościoła rzymskokatolickiego. Na mocy bulli papieskiej Vixdum Poloniae Unitas wydanej przez papieża Piusa XI 28 października 1925 roku powołano diecezję katowicką, której biskupem 14 grudnia tego samego roku mianowano Augusta Hlonda – późniejszego prymasa Polski. W 1927 roku w Katowicach rozpoczęto budowę katedry Chrystusa Króla, którą konsekrowano dopiero po okresie II wojny światowej, w 1955 roku.
Lata międzywojenne były okresem ogromnego rozwoju przestrzennego miasta wskutek pierwszych dużych inkorporacji podmiejskich gmin. 15 października 1924 roku do Katowic włączono gminy: Bogucice, Dąb, Załęże, Brynów i Ligota Pszczyńska. Powierzchnia miasta wzrosła z 8,88 km² do 40,23 km², a liczba ludności z 56 739 do 112 822 osób.

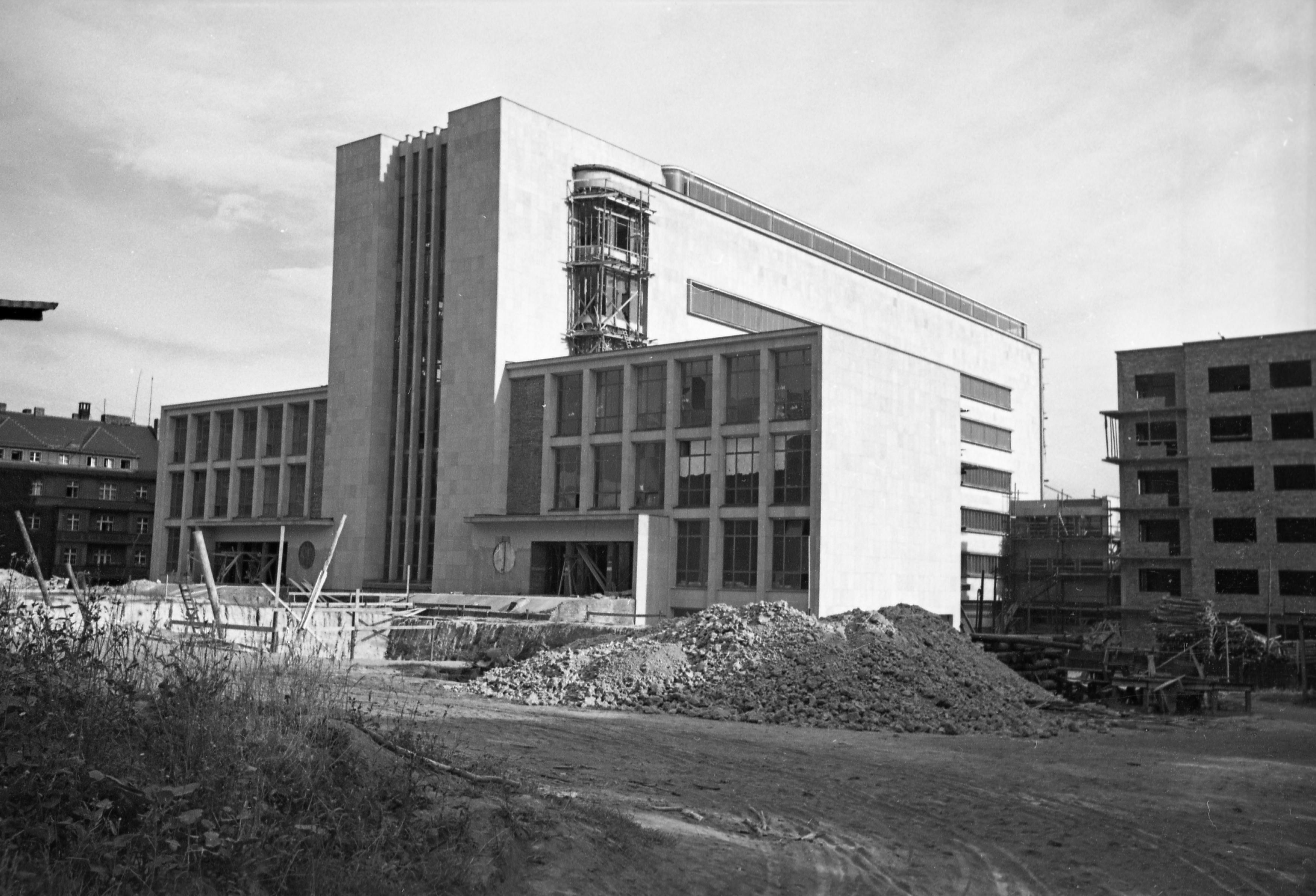
Budowa gmachu Muzeum Śląskiego w Katowicach w 1939 roku

W 1926 roku w mieście działały m.in.: 4 kopalnie węgla kamiennego, 5 hut żelaza, huta cynku, 4 odlewnie metali i zakłady konstrukcji stalowych, 2 fabryki maszyn, fabryka porcelany, fabryka nawozów sztucznych, zakład impregnacji drewna kopalnianego, fabryka silników elektrycznych, rafineria ropy naftowej, 2 tartaki i młyn parowy. Przed II wojną światową miasto było siedzibą 53 banków, 14 zagranicznych przedstawicielstw dyplomatycznych, 9 międzynarodowych koncernów, 4 spółek akcyjnych, 9 biur sprzedaży oraz 7 związków gospodarczych.
Stosunkowo dynamicznie rozwijała się kultura i media. W 1927 roku rozpoczęło działalność Polskie Radio Katowice, które w 1937 roku otrzymało nowy budynek przy ulicy J. Ligonia. Prasę, poza tytułami ogólnokrajowymi, w 1926 roku reprezentowało 11 wychodzących w Katowicach gazet codziennych (z tego 8 w języku polskim, 3 w niemieckim) oraz znaczna (i zmienna) liczba rzadziej ukazujących się periodyków. Działał subsydiowany z budżetu miasta Teatr Miejski, a na mocy ustawy Sejmu Śląskiego z 23 stycznia 1929 roku powołano Muzeum Śląskie w Katowicach, którego organizatorem był Tadeusz Dobrowolski. Latem 1939 roku powstała siedziba Muzeum Śląskiego w Katowicach, która miała być oddana do użytku wiosną następnego roku.

### II wojna światowa

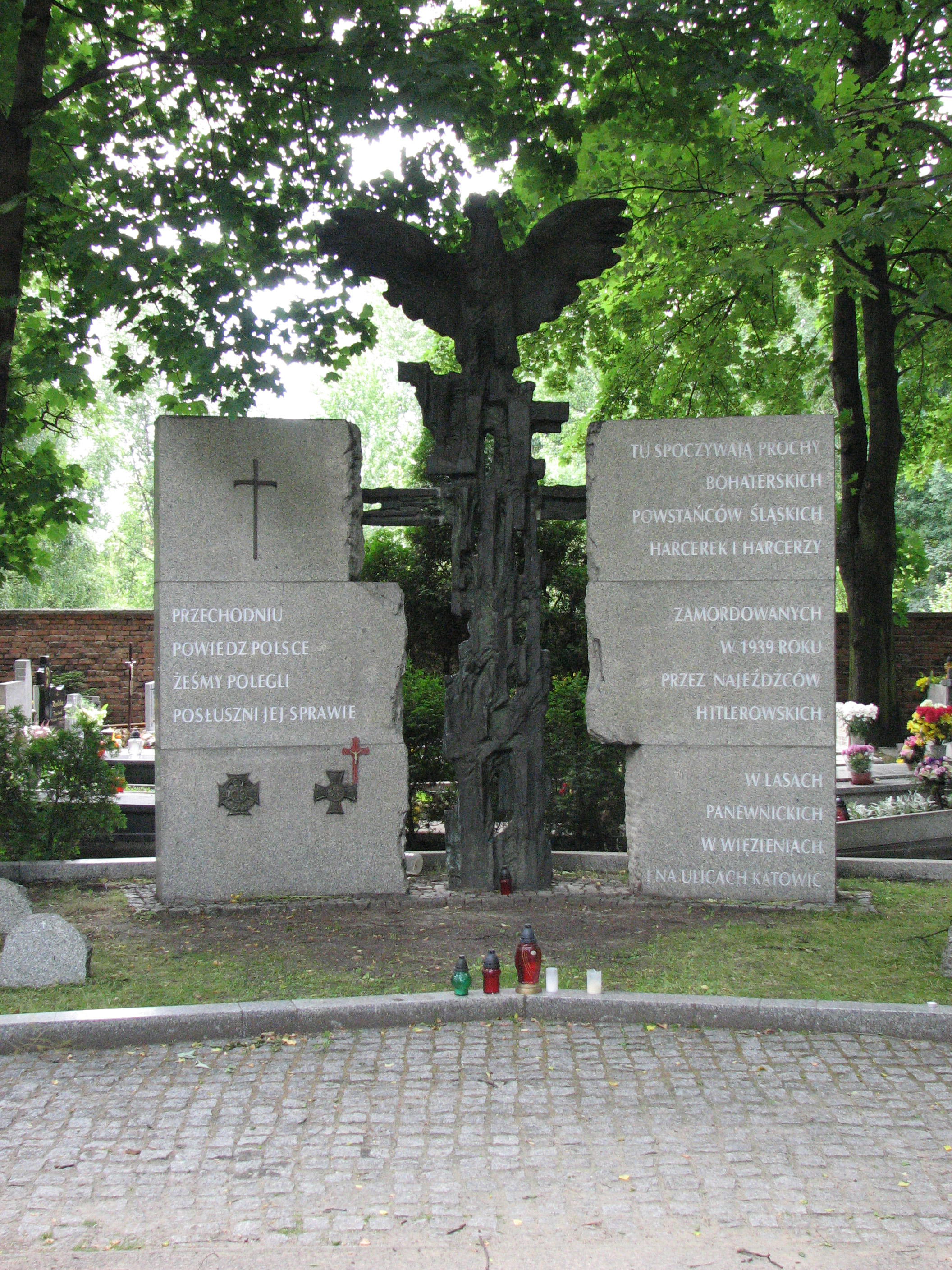
Pomnik upamiętniający obrońców Katowic zamordowanych przez Niemców w 1939 roku

Wobec groźby wybuchu konfliktu zbrojnego od końca sierpnia 1939 roku z Katowic ewakuowano pracowników administracji państwowej, urzędów i osoby, które mogły być zagrożone. Na początku II wojny światowej, w trakcie kampanii wrześniowej z Katowic w nocy z 2 na 3 września 1939 roku wycofały się większe jednostki Wojska Polskiego, a ci, którzy pozostali brali udział w obronie miasta w dniach 3–4 września. Byli to w szczególności powstańcy śląscy i młodzież harcerska, a do większych walk doszło m.in. na wieży spadochronowej w parku T. Kościuszki. 4 września do miasta wkroczyły oddziały Wehrmachtu, witane entuzjastycznie przez katowicką mniejszość niemiecką, po czym rozpoczęły się prześladowania obrońców Katowic, powstańców i osób znajdujących się na listach proskrypcyjnych Gestapo. Jeszcze tego samego dnia Niemcy rozstrzelali grupę około 80 obrońców Katowic. Zginęli wtedy m.in.: Franciszek Feige, Nikodem Renc wraz z synem, Konstanty Woźniczka i Józef Olejniczak.

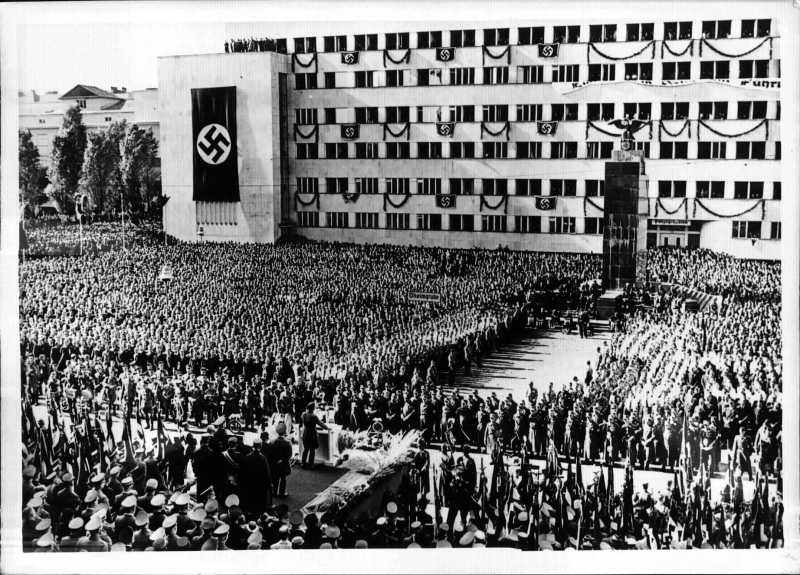
Współczesny plac Sejmu Śląskiego 15 października 1939 roku – niemiecka uroczystość zorganizowana w ramach tzw. „Dnia Wolności”

Włączone bezpośrednio do III Rzeszy Katowice stały się siedzibą władz rejencji (od 1 listopada 1939), a potem prowincji górnośląskiej. Nadprezydentem rejencji i gauleiterem został mianowany Fritz Bracht. W tym okresie Katowice stały się również siedzibą okręgowych władz NSDAP, a także centralą Gestapo. W okresie okupacji niemieckiej starano się zniszczyć wszystkie ślady polskości w mieście, m.in. poprzez wysiedlanie do Generalnego Gubernatorstwa, wpisywanie na Volkslistę czy nauczanie w języku niemieckim. Zniszczono pomniki powstańcze, 8 września 1939 roku spalono Synagogę Wielką, a także rozebrano siedzibę Muzeum Śląskiego w Katowicach.
W okresie okupacji niemieckiej polskie społeczeństwo przystąpiło do podziemnej walki z niemieckim okupantem. Już w październiku 1939 roku powstały pierwsze organizacje konspiracyjne, m.in. Polska Organizacja Powstańcza i Polskie Siły Zbrojne, które w następnych latach weszły w skład Armii Krajowej. W czasie II wojny światowej zginęło wielu znaczących członków ruchu oporu z rejonu Katowic, w tym m.in.: Józef Pukowiec, Bolesław Wiechuła, Karol Kornas, Wincenty Wajda, Paweł Chromik czy Józef Skrzek.
Z Katowic do przełomu maja i czerwca 1940 roku wysiedlono wszystkich Żydów, których przed wojną mieszkało tu według różnych szacunków od 5 tys. do ponad 8 tys. Większość z nich podzieliła losy Żydów w gettach zagłębiowskich, a po ich likwidacji zostali oni wywiezieni w latach 1942–1943 do obozu koncentracyjnego Auschwitz-Birkenau, gdzie zostali wymordowani.
27 stycznia 1945 roku Katowice zostały zdobyte przez żołnierzy z 59 Armii dowodzonej przez gen. płk. Iwana Korownikowa i 4 Gwardyjskiego Korpusu Pancernego dowodzonego przez gen. por. Pawła Połubojarowa 1 Frontu Ukraińskiego pod dowództwem marsz. Iwana Koniewa. Poległych żołnierzy Armii Czerwonej pochowano na cmentarzu, który został w 1963 roku przeniesiony do parku T. Kościuszki. 
Nie doszło do dużych strat materialnych podczas walk o Katowice, a zakłady przemysłowe w mieście mogły szybko wznowić produkcję. W wyniku podpaleń dokonanych przez wojska sowieckie spłonął za to fragment katowickiego Śródmieścia pomiędzy ulicą św. Jana a ulicą Pocztową oraz pomiędzy Rynkiem a ulicą Stawową.

### Okres Polski Ludowej

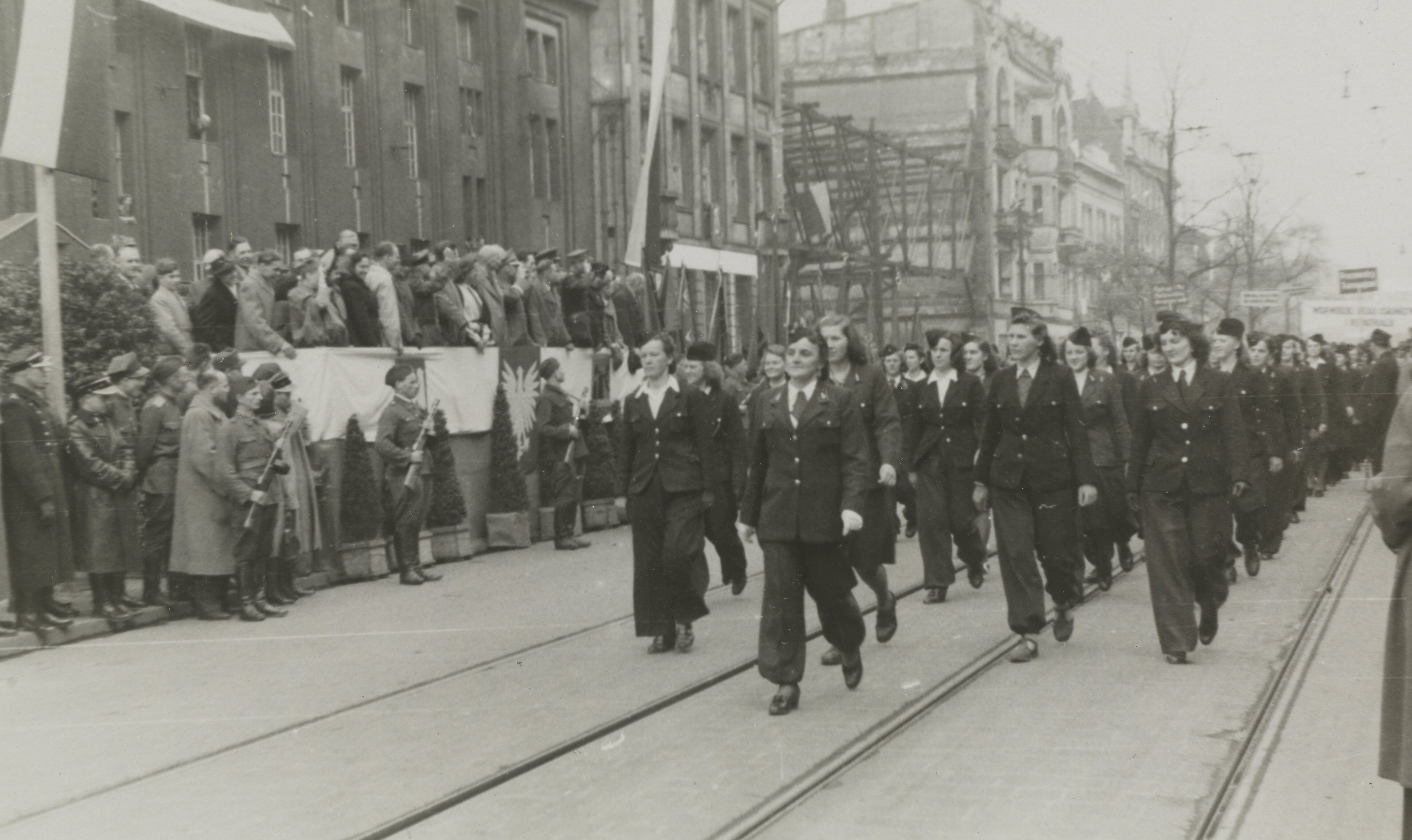
Pochód pierwszomajowy na ulicy Warszawskiej w Katowicach, zorganizowany 1 maja 1945 roku

Katowice w czasach Polski Ludowej powróciły do roli centrum administracyjnego regionu i dużego ośrodka przemysłowego. Jeszcze w 1945 roku miasto ponownie zostało stolicą województwa śląskiego, pierwszym wojewodą został Jerzy Ziętek, a po nim urząd objął Aleksander Zawadzki. Pierwszym prezydentem miasta został za to Józef Wesołowski. 1 kwietnia 1951 roku zniesiono powiat katowicki, a do Katowic włączono gminy Panewniki, Piotrowice i Wełnowiec. Katowice według spisu powszechnego z 1946 roku liczyły 128 229 osób. 31 grudnia 1959 roku do Katowic włączono miasto Szopienice wraz z Janowem, Giszowcem i Dąbrówką Małą, a 27 maja 1975 roku miasto i gminę Kostuchna wraz z Podlesiem i Zarzeczem oraz miasto Murcki.

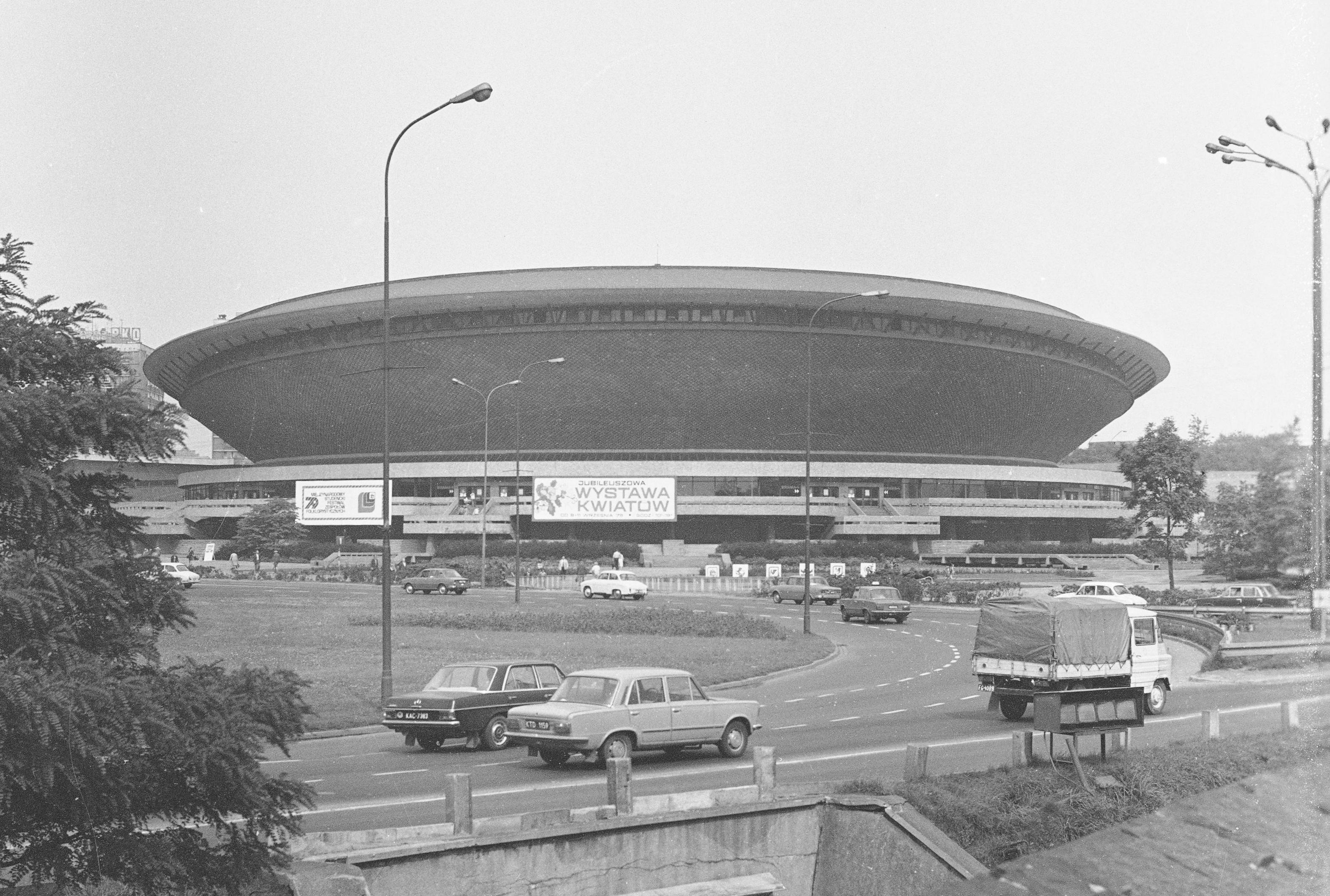
Hala Widowiskowo-Sportowa Spodek w 1979 roku

Po śmierci Józefa Stalina, na podstawie uchwały Rady Państwa i Rady Ministrów z 7 marca 1953 roku Katowice przemianowano na Stalinogród, a województwo katowickie na województwo stalinogrodzkie. Dekret wszedł w życie 9 marca tego samego roku. Nazwę Katowice i województwo katowickie przywrócono na mocy dekretu Rady Państwa 10 grudnia 1956 roku, a wszedł on w życie 20 grudnia tego samego roku.
W 1946 roku zorganizowano pierwszy konkurs na przebudowę śródmieścia Katowic. W 1959 roku podjęto decyzję o przebudowie centrum miasta, a ostateczny projekt został zatwierdzony przez Egzekutywę i Prezydium Wojewódzkiej Rady Narodowej w 1962 roku. W jego wyniku powstało kilka reprezentacyjnych budowli, w tym pomnik Powstańców Śląskich i Hala Widowiskowo-Sportowa Spodek, które stały się symbolami miasta. Zbudowano także Superjednostkę, pawilony handlowe i Biuro Wystaw Artystycznych, Pałac Ślubów, hotele Silesia i Katowice oraz nowy, brutalistyczny gmach dworca kolejowego. Powstały także nowe osiedla mieszkaniowe – w 1961 roku rozpoczęto budowę osiedla Tysiąclecia, a w latach 1970–1978 zostało wzniesione osiedle W. Roździeńskiego (zwane potocznie Gwiazdy).

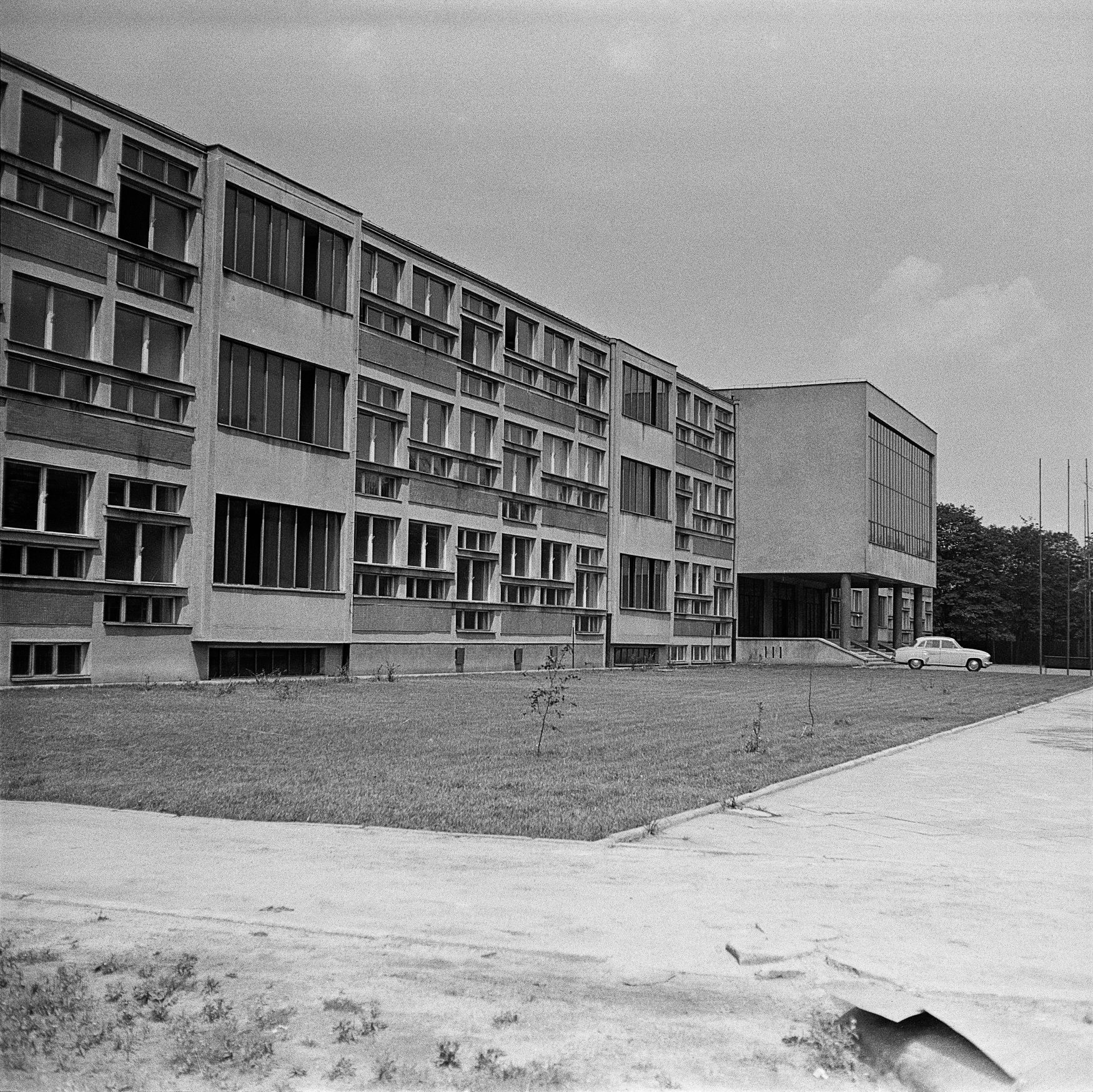
Gmach Filii UJ w 1964 roku

W czasach Polski Ludowej wzrosła ranga miasta jako ośrodka naukowego i kulturalnego, a Katowice stały się także centrum uniwersyteckim. Pierwszą dużą inwestycją w powojennej historii miasta był Pałac Młodzieży, który został oddany do użytku 4 grudnia 1951 roku. 6 lutego 1945 roku ukazał się pierwszy numer Dziennika Zachodniego, a 4 grudnia 1957 roku nadano pierwszy program Telewizji Katowice.
W 1968 roku zainaugurowano działalność Uniwersytetu Śląskiego w Katowicach, powstałego z połączenia Wyższej Szkoły Pedagogicznej w Katowicach i Filii Uniwersytetu Jagiellońskiego w Katowicach. Pierwszym rektorem uczelni został prof. Kazimierz Popiołek. W 1971 roku do Katowic przeniesiono Śląską Akademię Medyczną.
W styczniu 1981 roku powołano jako placówkę państwową Muzeum Historii Katowic, a 30 czerwca 1984 roku uchwalono zarządzenie w sprawie utworzenia Muzeum Śląskiego w Katowicach. Nastąpił także rozwój kultury muzycznej. Od marca 1945 roku w Katowicach zaczęła koncertować Wielka Orkiestra Symfoniczna Polskiego Radia w Katowicach, a w maju 1945 roku zainaugurowano działalność Filharmonii Śląskiej.
Po 13 grudnia 1981 roku i wprowadzeniu przez władze PRL-u stanu wojennego, w Katowicach doszło do strajku załóg m.in. w hucie „Baildon” oraz w kopalniach „Staszic”, „Wieczorek” i „Wujek”. 16 grudnia, w wyniku użycia broni w KWK „Wujek” przez ZOMO zginęło na miejscu siedmiu górników, a na skutek odniesionych ran dwóch następnych zmarło później w szpitalu. 20 czerwca 1983 roku przybył do Katowic z pielgrzymką papież Jan Paweł II, spotykając się z wiernymi na muchowieckim lotnisku. Na mszę świętą przybyło około 1,5 mln osób.

### Historia najnowsza

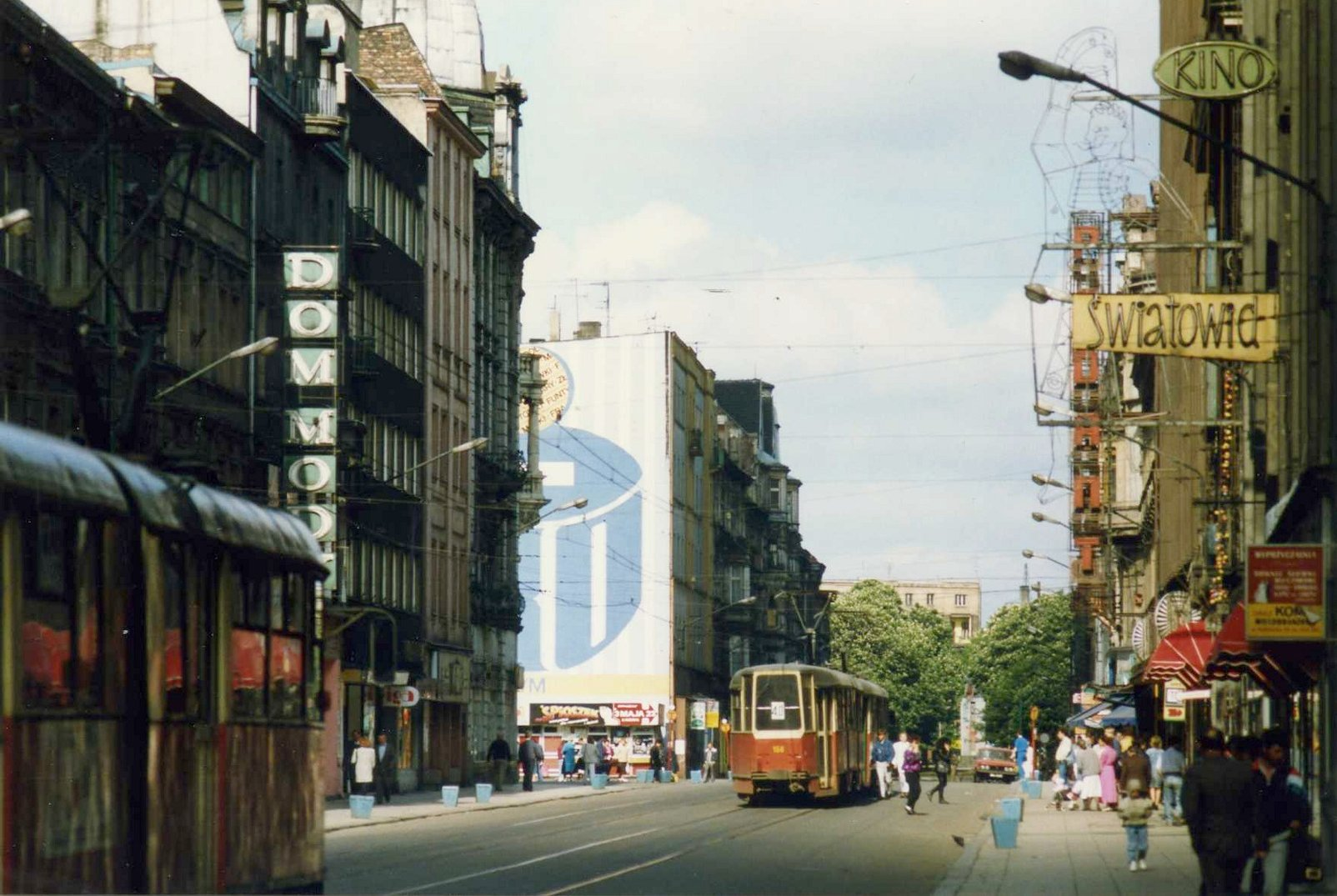
Ulica 3 Maja w maju 1991 roku

Katowice na przełomie lat 80. i 90. XX wieku były miastem z wieloma problemami zarówno w sferze infrastrukturalnej i środowiskowej, jak i kulturalnej i tożsamościowej. Po 1989 roku warunkami niezbędnymi do zmian w rozwoju i funkcjonowaniu miasta stały się m.in. restrukturyzacja gospodarki czy przewartościowanie w świadomości władz i mieszkańców miasta, a jednocześnie zadbanie o dziedzictwo Katowic, czego symbolem stało się m.in. odsłonięcie pomników Wojciecha Korfantego i Józefa Piłsudskiego czy 15 grudnia 1991 roku pomnika poległych górników KWK „Wujek”.
Po pierwszych po 1989 roku wyborach samorządowych zorganizowanych 27 maja 1990 roku wyłoniono 55-osobowej Radę Miejską, w której 49 osób wywodziło się z Komitetu Obywatelskiego „Solidarność”. Rada Miejska w Katowicach na prezydenta miasta wybrała Jerzego Śmiałka. W pierwszych wyborach samorządowych, w których bezpośrednio wybierano prezydenta Katowic, w wyniku głosowania z 27 października 2002 roku wybrano w I turze głosowania Piotra Uszoka, który ubiegał się o reelekcję po wyborze przez radnych 3 listopada 1998 roku na prezydenta miasta.
25 marca 1992 roku na mocy bulli papieża Jana Pawła II Totus Tuus Poloniae Populus Katowice zostały stolicą metropolii katowickiej.

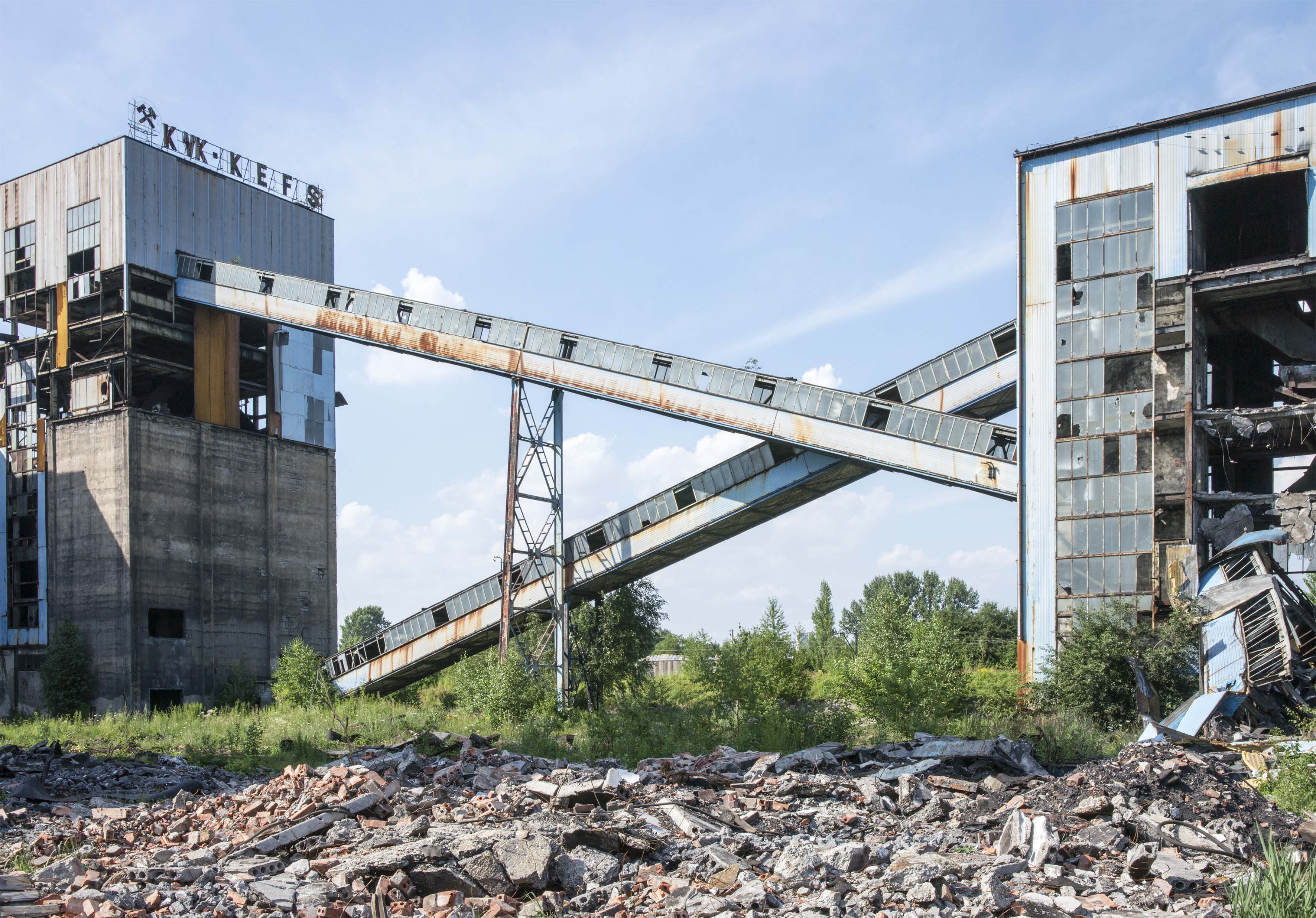
Fragment zabudowy zlikwidowanej w 2004 roku KWK „Katowice-Kleofas”; zdjęcie z 26 lipca 2013 roku

W Katowicach po 1989 roku w związku z nasyceniem przedsiębiorstw o znaczeniu strategicznym dla państwa (w tym kopalń i hut oraz przedsiębiorstw z nimi kooperujących) prywatyzacja w pierwszym rzędzie objęła przemysł przetwórczy i usługi, w tym PSS „Społem”. Przekształceniom towarzyszyło rozwój przedsiębiorczości, napływ kapitału zagranicznego, a także wzrost bezrobocia. Zlikwidowano lub ograniczono produkcję w najbardziej uciążliwych dla miasta zakładów, w tym kopalni „Katowice-Kleofas”, Huty Metali Nieżelaznych „Szopienice” czy hut „Baildon” i „Ferrum”. 18 czerwca 1996 roku powołano Katowicką Specjalną Strefę Ekonomiczną. Nastąpił także okres rozwoju usług, a wraz z tym budowy nowych obiektów biurowo-handlowych, w tym wysokościowców, jak oddany do użytku w 2003 roku Altus czy w 2022 roku kompleks .KTW. Nowe budownictwo mieszkaniowe zaczęło coraz intensywniej powstawać w dzielnicach południowych.

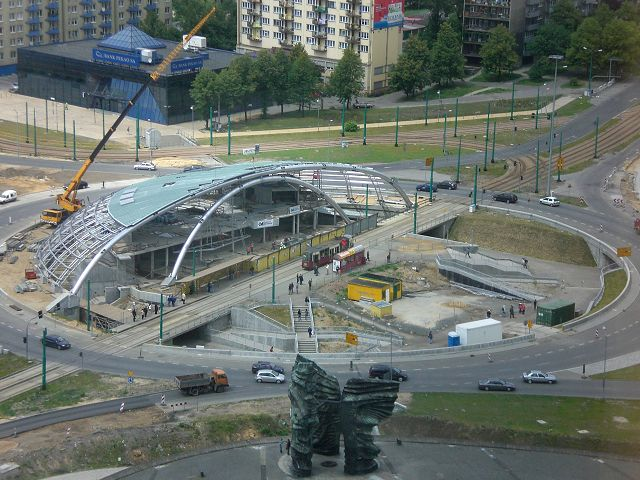
Budowa Ronda Sztuki na rondzie gen. J. Ziętka w czerwcu 2006 roku

Po 1989 roku przeprowadzono szereg znaczących dla miasta inwestycji przy współudziale władz samorządowych. Wśród nich było m.in. ukończenie w grudniu 2006 roku budowy śródmiejskiego odcinka Drogowej Trasy Średnicowej wraz z przebudową ronda im. gen. J. Ziętka, na którym w lipcu 2007 roku powstała szklano-metalowa kopuła będąca pod opieką Akademii Sztuk Pięknych w Katowicach. Było to jedno z najważniejszych i największych przedsięwzięć inwestycyjnych miasta Katowice. Dodatkowymi znaczącymi inwestycjami publicznymi były m.in.: budowa ulicy F.W. Grundmanna i późniejsze jej przedłużenie do ulicy J. Matejki (ul. M. Goeppert-Mayer), oddanie do użytku 29 października 2012 roku nowego dworca kolejowego na stacji Katowice, czy też zakończona w 2022 roku przebudowa węzła drogowego w Giszowcu.
W Katowicach zaczęło się intensywniej rozwijać szkolnictwo wyższe. W 1993 roku powołano pierwszą w mieście niepubliczną uczelnię wyższą – Śląską Wyższą Szkołę Zarządzania, a i miasto wspomagało rozwój katowickich uczelni. W 2003 roku oddano do użytku nowoczesny nowoczesny budynek Wydziału Prawa i Administracji UŚ, a w 2007 roku Centrum Edukacji Muzycznej „Symfonia” Akademii Muzycznej im. K. Szymanowskiego w Katowicach. W 2012 roku oddano do użytku Centrum Informacji Naukowej i Bibliotekę Akademicką.

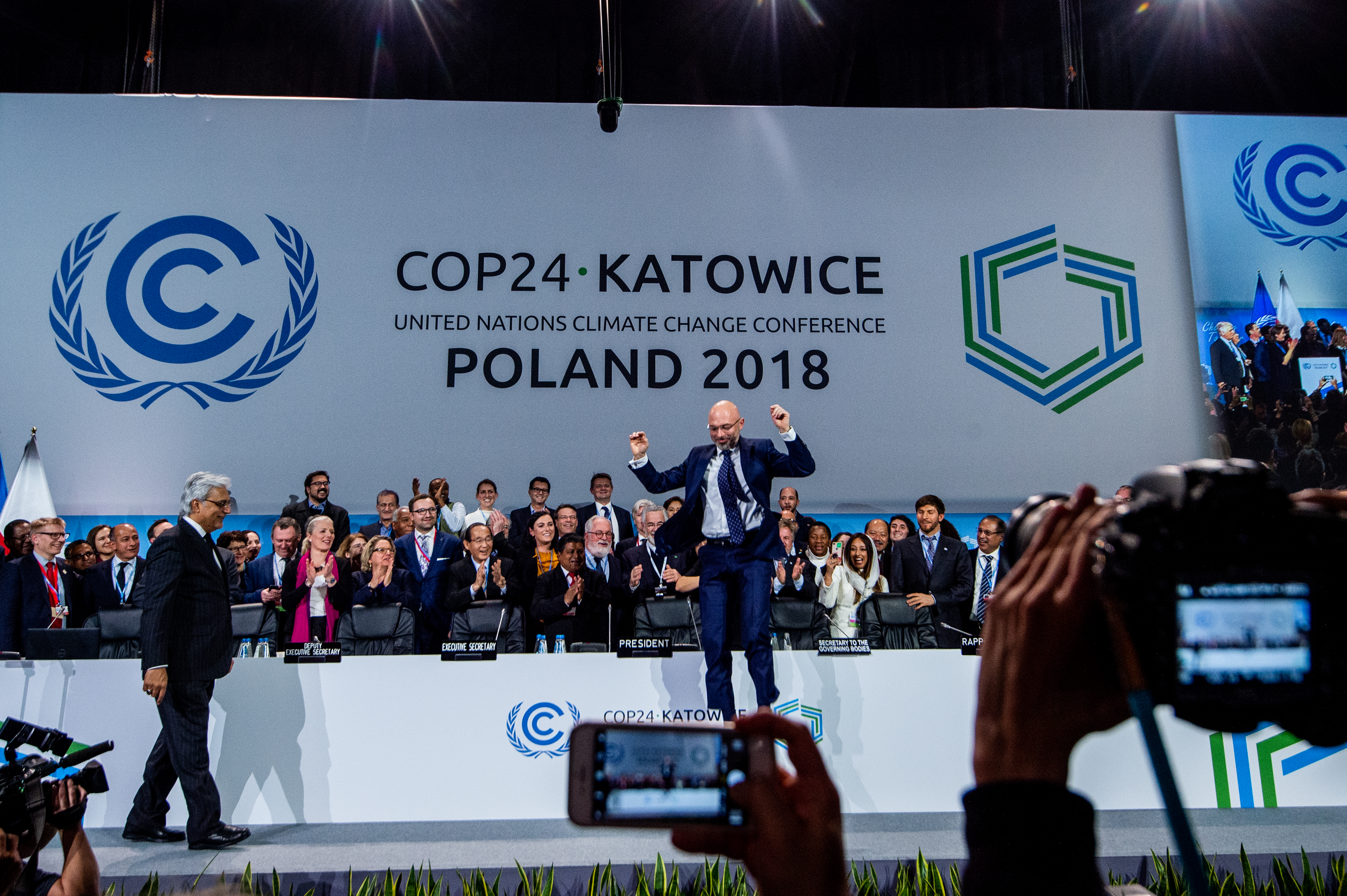
Prezydent COP24 Michał Kurtyka po przyjęciu 15 grudnia 2018 roku porozumienia Katowice Rulebook

Polepszyła się także baza instytucji kulturalnych miasta Katowice. Powstała Strefa Kultury, gdzie w 2014 roku oddano do użytku siedzibę Narodowej Orkiestry Symfonicznej Polskiego Radia w Katowicach, a w kolejnym roku nową siedzibę Muzeum Śląskiego w Katowicach. Strefę wyznaczono na terenach pokopalnianych po zamkniętej w 1999 roku kopalni „Katowice”. Wyremontowano siedziby Teatru Śląskiego im. S. Wyspiańskiego w Katowicach oraz Filharmonii Śląskiej, a także Pałacu Młodzieży w Katowicach i dzielnicowych domy kultury. W 2009 roku Katowice rozpoczęły starania w konkursie o nadaniu miastu tytułu Europejskiej Stolicy Kultury 2016, a dzięki tym staraniom w mieście zainicjowano działalność instytucji kultury Katowice Miasto Ogrodów, a także zaczęto organizować cykliczne wydarzenia kulturalne, jak Katowice Street Art Festival czy Ars Independent Katowice.
Katowice były także organizatorem oraz współorganizatorem wielu znaczących imprez sportowych, w tym rangi światowej jak m.in.: Mistrzostwa Świata w Hokeju na Lodzie 2016 (I Dywizja), Mistrzostwa Świata w Piłce Ręcznej Mężczyzn 2023 czy Mistrzostwa Świata w Piłce Siatkowej Mężczyzn 2014 i 2022. W mieście rozwinęła się ponadto branża e-sportu – w 2013 roku po raz pierwszy w Katowicach zorganizowano turniej e-sportowy Intel Extreme Masters.
W grudniu 2018 roku Katowice były gospodarzem Szczytu Klimatycznego ONZ – COP24, podczas którego zostało zawarte porozumienie Katowice Rulebook, w którym zostały określone procedury i mechanizmy konieczne do wdrożenia Porozumienia Paryskiego. Z okazji święta Wojska Polskiego i 100. rocznicy wybuchu I powstania śląskiego, 15 sierpnia 2019 roku w Katowicach odbyła się defilada pod hasłem „Wierni Polsce”.

## Demografia

### Struktura demograficzna

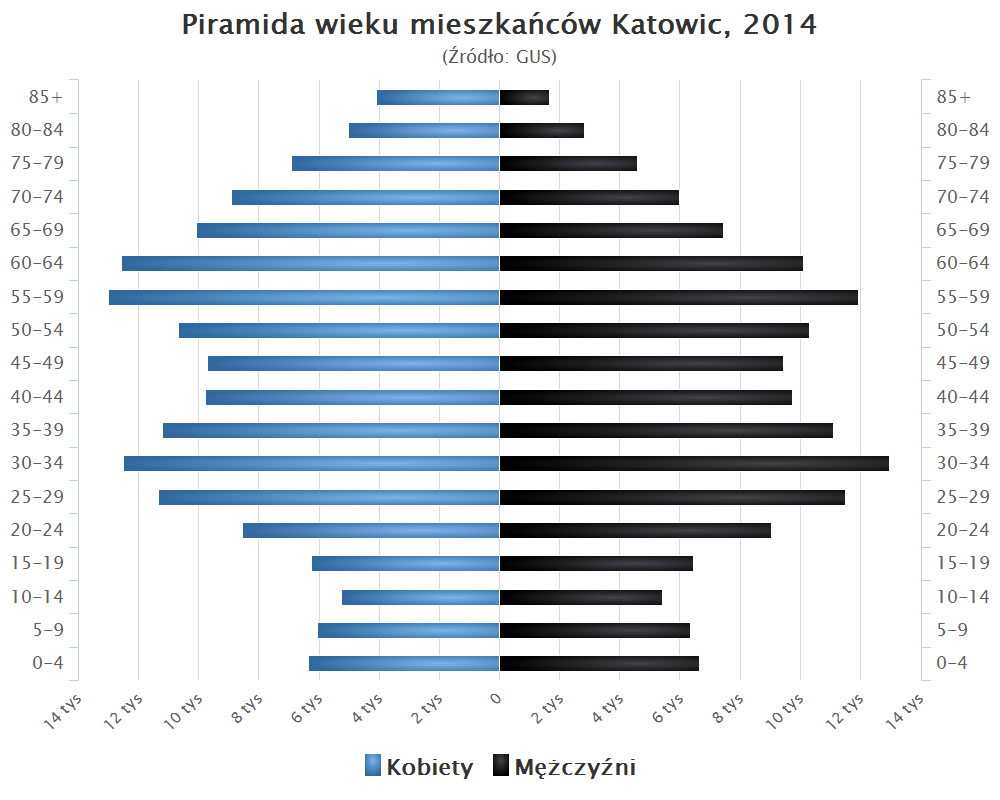
Piramida wieku ludności Katowic w 2014 roku

Według danych Głównego Urzędu Statystycznego na dzień 31 grudnia 2022 roku Katowice są 11. pod względem liczby ludności miastem w Polsce. W tym czasie w mieście mieszkało 280 190 osób (6,45% mieszkańców województwa śląskiego i 0,74% mieszkańców Polski), w tym 132 010 mężczyzn i 148 180 kobiet, a wskaźnik feminizacji wynosił wówczas 112 kobiet na 100 mężczyzn. Gęstość zaludnienia w tym okresie wynosiła 1700,9 osób/km². Według danych z Urzędu Miasta Katowice na dzień 21 grudnia 2021 roku najbardziej zaludnionymi katowickimi dzielnicami były: Ligota-Panewniki (28 003 osoby), Śródmieście (24 741 osób) i Piotrowice-Ochojec (22 233 osoby), a najmniej Zarzecze (2 972 osoby), Dąbrówka Mała (4 504 osoby) i Murcki (4 734 osoby).
Pod koniec 2018 roku w Katowicach mieszkało 294 510 osób, a gęstość zaludnienia wynosiła 1 789 osób/km² i była ona 5-krotnie wyższa od gęstości dla województwa śląskiego i 15-krotnie wyższa dla całego kraju. W 2018 roku urodziło się 2 768 osób, a zmarło 3 609 (w tym 15 niemowląt). Saldo migracji wewnętrznych wynosiło wówczas −840 osób, a zagranicznych +88 osób. W tym czasie doszło do 1 552 małżeństw i 527 rozwodów.
Według danych z końca 2018 roku 59,3% mieszkańców miasta było w wieku produkcyjnym, 25,8% w wieku poprodukcyjnym, a 14,9% w wieku przedprodukcyjnym. Największy udział osób w wieku poprodukcyjnym w 2007 roku miały dzielnice: Koszutka, Dąb, Brynów część wschodnia-Osiedle Zgrzebnioka i Osiedle Tysiąclecia.
Według danych z Narodowego Spisu Powszechnego Ludności i Mieszkań z 2011 roku na 310 764 mieszkańców Katowic, zarówno jako jedyną, jak i jedną z dwóch narodowości narodowość polską zadeklarowało 268 471 osób (86,4% mieszkańców miasta), a inną niż polską 81 500 osób (26,2%), w tym narodowość śląską 78 838 osób (25,4% osób) i niemiecką 1058 osób (0,3%). Według danych z Narodowego Spisu Powszechnego Ludności i Mieszkań z 2021 roku, pod względem krajów obywatelstwa na 285 711 mieszkańców Katowic obywatelstwo polskie miało 284 648 osób, a niepolskie 1 059 (w tym: ukraińskie 452, białoruskie 95, rosyjskie 37, niemieckie 35 i wietnamskie 32 osoby). Dwie osoby były bezpaństwowcami, a dwóm innym nie ustalono obywatelstwa.

### Rozwój demograficzny
Katowice jeszcze w latach 20. XIX wieku były niewielką miejscowością liczącą niespełna 700 mieszkańców, lecz w ciągu następnych 50 lat liczba mieszkańców wzrosła kilkunastokrotnie, osiągając w 1871 roku poziom 8132 osób. Tak duże zwiększenie liczby mieszkańców zostało wywołane znaczną imigracją ludności z zewnątrz za sprawą rozwoju przemysłu w regionie katowickim i rosnącą rangą młodego miasta jako tworzącego się wówczas ośrodka dyspozycyjno-przemysłowego. Do Katowic migrowały zaś głównie osoby z sąsiednich górnośląskich miejscowości. W 1871 roku 26,1% mieszkańców miasta urodziło się w Katowicach, 71,4% przybyło z innych miejscowości Królestwa Prus (głównie ze Śląska), a 2,5% z innych państw. Przemysłowcy ściągali do Katowic przede wszystkim specjalistów niemieckich, a także osiedlali się tutaj przedstawiciele klasy średniej – głównie Niemcy i Żydzi. W 1890 roku w Katowicach mieszkało ponad 16 tys. osób, a w ciągu następnych 10 lat liczba ta się podwoiła, by przed wybuchem I wojny światowej dojść do poziomu 46,5 tys. osób.
Wraz z rozwojem przemysłu w regionie katowickim, jak i wzrostem znaczenia samych Katowic następował stały przyrost liczby ludności również w ościennych miejscowościach. Miasto wraz z ościennymi gminami stanowiły już w latach 70. XIX wieku dość wyraźną aglomerację miejską i był to jeden z najludniejszych na Górnym Śląsku zespołów miejskich, liczący w 1871 roku 16 886 osób (łącznie gminy: Katowice, Bogucice, Dąb i Załęże), a w 1910 roku 94 281 mieszkańców.

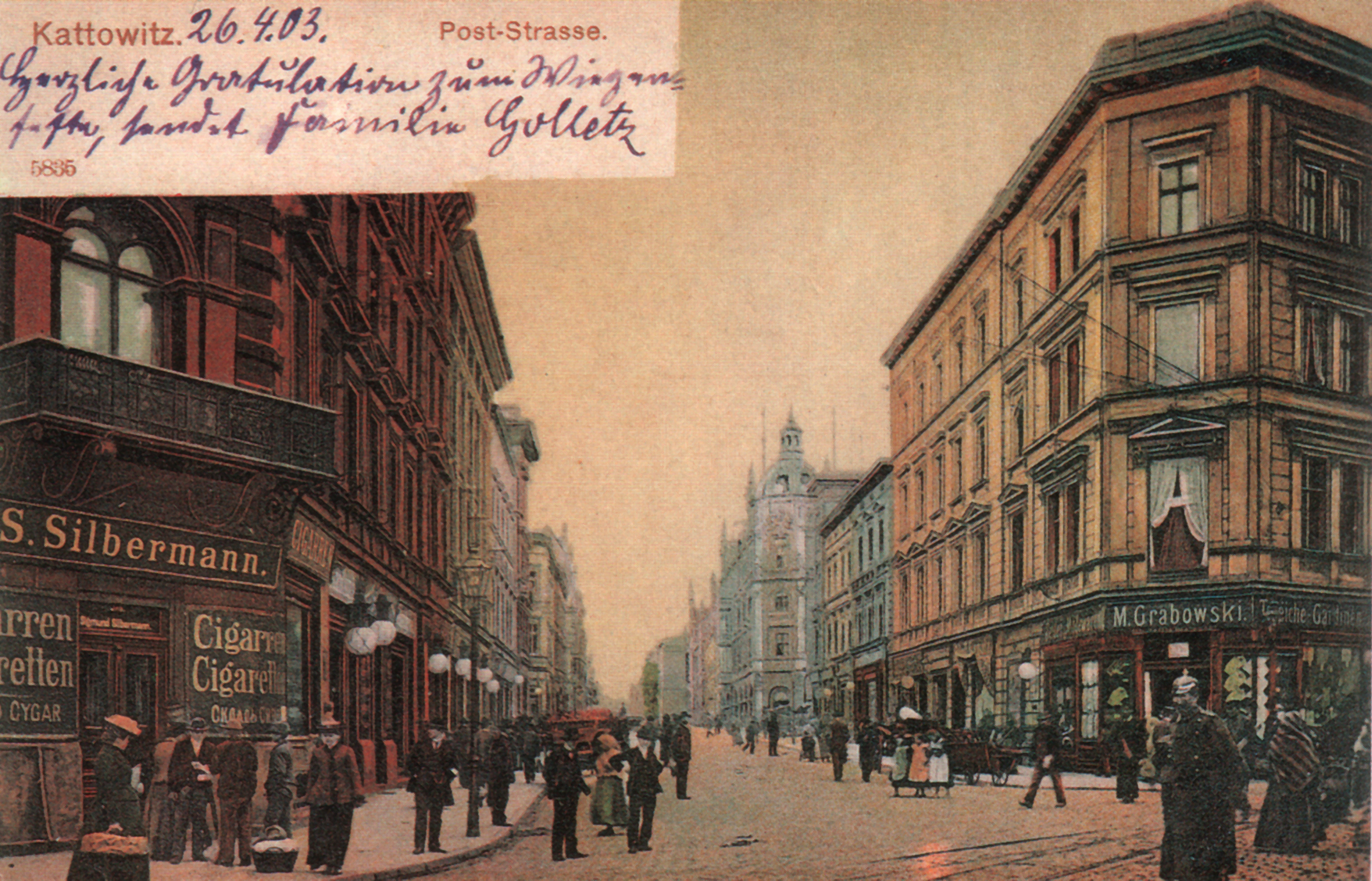
Ulica Pocztowa na przedwojennej pocztówce z widocznymi szyldami z nazwiskami właścicieli placówek

Pod względem narodowościowym, w spisie z 1910 roku według języka ojczystego Niemców w Katowicach było 36 891 osób (85,5%), Polaków 5766 osób (13,4%), a osób innych narodowości 101. W powiecie katowickim odsetek Niemców stanowił 30,3%, a Polaków 64,9%. Statystyka szkolna wskazywała zaś, że dzieci używających języka polskiego w 1911 roku w samych Katowicach było 16,89%, języka niemieckiego 61,38%, a dzieci dwujęzycznych było 21,73%. W 1900 roku odsetek Żydów wśród ogółu mieszkańców Katowic wynosił 7,1%, a w osadach podmiejskich 0,4%.
Przyłączenie Katowic do Polski w 1922 roku wywołało znaczne zmiany w liczbie i narodowości mieszkańców. Po plebiscycie miasto opuściło ponad 9 tysięcy Niemców, a w tym czasie napływali do Katowic imigranci z przyznanych Niemcom terenów Śląska Opolskiego. W pierwszych trzech latach w okresie przyłączenia Katowic do Polski (1921–1923) liczba ludności miasta wykazywała znaczne wahania – w 1921 roku w mieście mieszkało 50 020 osób, w 1922 roku liczba ta spadła do 48 513 osób, by w 1923 roku wzrosnąć znacznie do poziomu 56 739 osób.
W rezultacie inkorporacji do miasta 15 października 1924 roku gmin podmiejskich – Bogucic, Brynowa, Dębu, Ligoty i Załęża, liczba ludności Katowic wzrosła do 112 822 osób w 1924 roku. Odtąd miał już miejsce stopniowy wzrost liczby ludności i w 1938 roku liczba mieszkańców Wielkich Katowic wynosiła 134 329 osób, lecz w przeciwieństwie do okresu przed I wojną światową przyrost ludności związany był głównie z przyrostem naturalnym. Współczynnik feminizacji w 1910 roku wynosił 104, w 1931 roku 105,9, a w 1938 roku 102,1. Pod względem narodowościowym, według danych Powszechnego Spisu Ludności z 9 grudnia 1931 roku, w Katowicach dla 126 058 osób 107 040 (84,9% mieszkańców miasta) językiem ojczystym był język polski, dla 16 396 osób (13,4%) język niemiecki, a dla 1388 osób (1,1%) jidysz. Pozostałymi językami jako ojczystym posługiwało się 0,6% mieszkańców miasta.
W czasie II wojny światowej zmiany liczby ludności Katowic były w głównym stopniu podyktowane polityką migracyjną niemieckiego okupanta. Polacy pochodzenia pozaśląskiego przeważnie sami opuszczali miasto w trakcie kampanii wrześniowej i pierwszych tygodniach okupacji bądź też zostali wysiedlani przez Niemców. Luki powstałej na skutek przesiedleń nie zdołał wypełnić napływ osób średniego i wyższego szczebla z III Rzeszy. Po opuszczeniu Katowic przez Niemców z III Rzeszy w 1945 roku do miasta zaczęli napływać dawni mieszkańcy, repatrianci ze wschodu oraz Polacy wracający z Niemiec, dzięki czemu liczba ludności szybko przekroczyła stan przedwojenny.
Do lat połowy lat 50. XX wieku następował stały i systematyczny wzrost liczby mieszkańców miasta, który spowodowany był także zwiększeniem się obszaru Katowic, kiedy to m.in. w 1951 roku przyłączono do miasta Panewniki, Wełnowiec i Piotrowice. Liczba mieszkańców, wynosząca w maju 1945 roku 107 735 osób, wzrosła w 1955 roku do 197 411 osób. Cechą powojennych stosunków demograficznych Katowic była m.in. dysproporcja płci – w 1946 roku na 100 mężczyzn przypadało 126 kobiet i z biegiem czasu uległa wyrównaniu, sięgając w 1954 roku poziomu 111.
Katowice w latach 1956–1980 były miastem o relatywnie wysokim tempie przyrostu liczby ludności. Przed przyłączeniem Szopienic w granice Katowic miasto było ośrodkiem niemal 200-tysięcznym i w ciągu ćwierćwiecza liczba mieszkańców przekroczyła 350 tys. osób – w 1979 roku Katowice liczyły ponad 351 tys. mieszkańców. Wzrost był związany zarówno poprzez znaczny przyrost naturalny czy inkorporację okolicznych gmin, jak i dzięki atrakcyjności Katowic jako centrum administracyjnego i kulturalnego Górnego Śląska, co zwiększyło poziom imigracji do miasta. Wśród migrantów zewnętrznych największą grupę stanowiły osoby wyjeżdżające do Niemiec w ramach akcji łączenia rodzin.
Według danych Głównego Urzędu Statystycznego najwyższy poziom zaludnienia Katowic odnotowano w 1987 roku – pod koniec roku liczba mieszkańców wynosiła 368 621 osób, a wraz ze schyłkiem lat 80. XX w. nastąpiła zmiana tendencji rozwoju demograficznego miasta i rozpoczął się spadek liczby ludności Katowic spowodowany redukcją liczby mieszkańców czasowych oraz ubytkiem naturalnym, a od 1992 roku również ujemnym saldem migracji. Najmniejszy spadek liczby ludności w latach 1988–2007 nastąpił w Śródmieściu (ponad 25% stanu zaludnienia), spowodowany m.in. przez ubytek naturalny, czy też wypieranie funkcji mieszkaniowej na rzecz usług. Przyrost ludności w tym czasie nastąpił jedynie w trzech dzielnicach: Kostuchna, Podlesie i Zarzecze – łącznie o około 3 tys. osób.

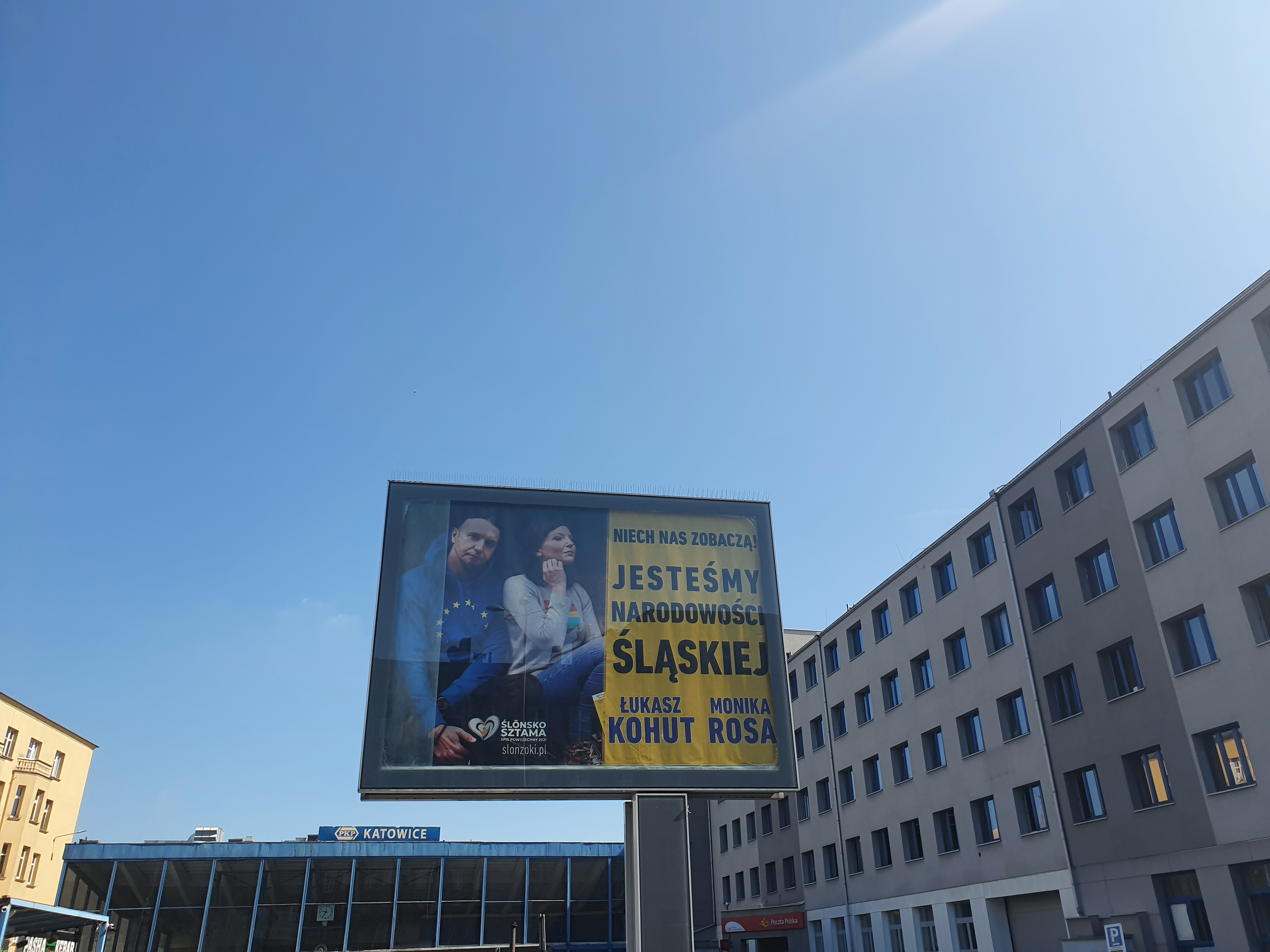
Bilbord z lipca 2021 roku na placu Oddziałów Młodzieży Powstańczej propagujący narodowość śląską

W 1983 roku odnotowano najwyższy poziom urodzeń – 5869 osób, po czym nastąpił jej spadek. Najniższy do 2007 roku poziom urodzeń odnotowano w 2001 roku i wynosił 2335 osób. Liczba zgonów w latach 80. i w I połowie lat 90. XX wieku wynosiła około 4 tys. osób rocznie, a w latach 1995–2000 utrzymywała poziom około 3,5 tys. osób rocznie. Spadek liczby zgonów wynikał m.in. ze wzrostu oczekiwanej długości życia oraz zmniejszenia się liczby mieszkańców Katowic. Od 1992 roku notowano także ujemne salda migracji, co wiązało się m.in. ze zwiększonym ubytkiem w wyniku migracji wewnątrzkrajowych, wyjazdem głównie całych rodzin, czy też pogłębieniem ujemnego salda migracji z gminami wiejskimi w związku z rosnącymi cenami nieruchomości.
Pod względem struktury narodowościowej w Narodowym Spisie Powszechnym Ludności i Mieszkań z 2002 roku, narodowość polską zadeklarowało 296 792 (90,1%) spośród 327 222 mieszkańców miasta, a narodowość śląską 17 777 katowiczan (5,4%). Ponadto w mieście żyło wówczas 674 Niemców i 165 Romów. 470 mieszkańców zadeklarowało inną narodowość, a 11 344 osób miało wówczas narodowość nieustaloną (brak deklaracji).
W wyniku kryzysu uchodźczego spowodowanego inwazją Rosji na Ukrainę wzrosła liczba osób pochodzenia ukraińskiego zamieszkujących Katowice. W raporcie Miejska gościnność: wielki wzrost, wyzwania i szanse przygotowanym przez Centrum Analiz i Badań Unii Metropolii Polskich im. Pawła Adamowicza wskazano, iż według stanu z 1 kwietnia 2022 roku liczba Ukraińców w Katowicach wynosiła wówczas 96 462 osoby (w tym 18 998 dzieci), co stanowiło 25% mieszkańców miasta.
Szczegółowe dane dotyczące liczby ludności Katowic od czasu uzyskania praw miejskich w 1865 roku w poszczególnych latach przedstawia poniższy wykres:
Źródła danych: 1865; 1870; 1880; 1890; 1900; 1910 (bądź 43 173 osób); 1920; 1930; 1938; 1945 (1 maja); 1950 (spis powszechny; bądź 172 043 osób); 1960 (31 grudnia; bądź 268 915 osób); 1970 (31 grudnia; bądź 322 123 osób); 1980 (31 grudnia); 1987 (31 grudnia); 1990 (31 grudnia); 2000 (31 grudnia); 2010 (31 grudnia); 2020 (31 grudnia).

## Polityka i administracja

### Charakterystyka

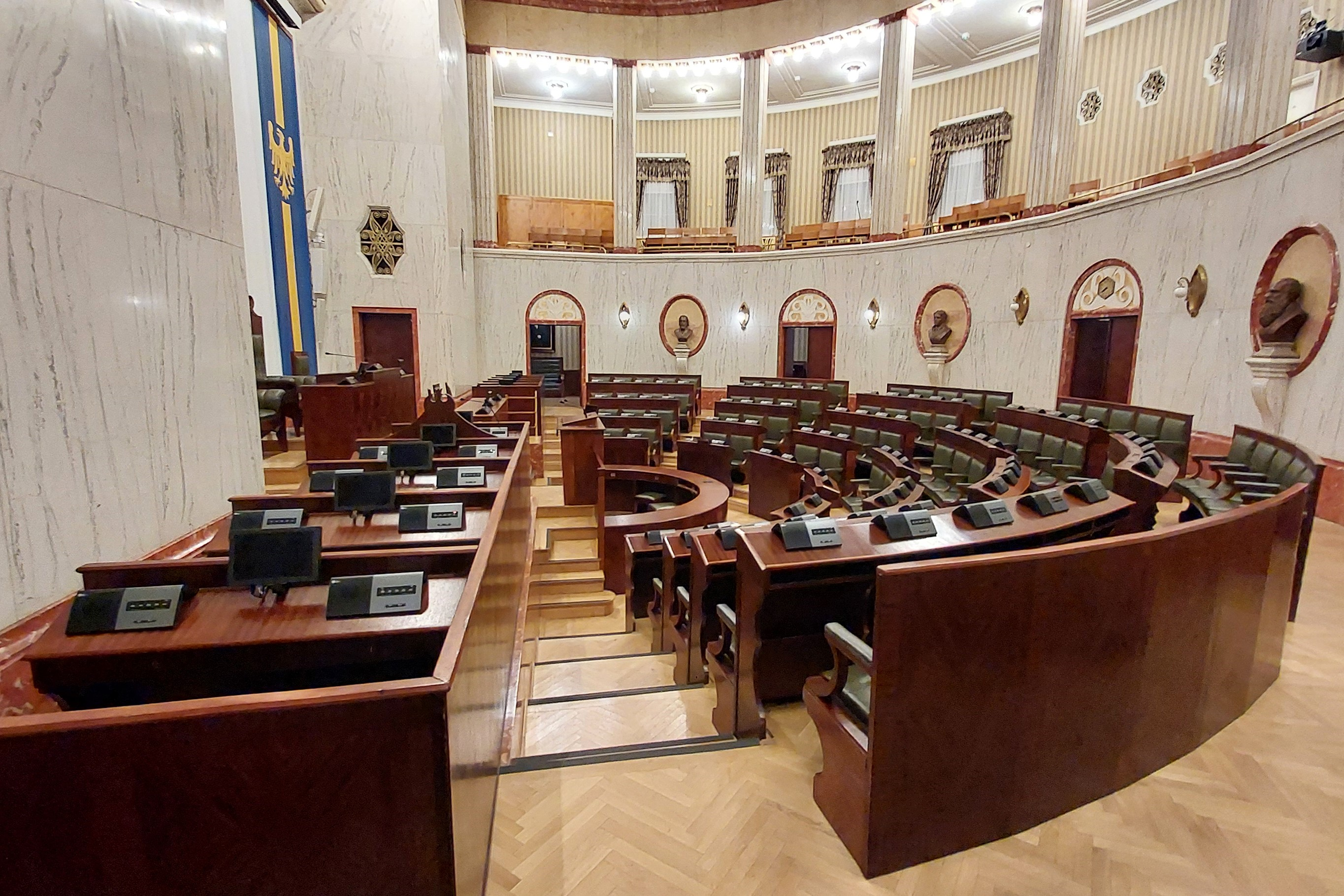
Wnętrze sali posiedzeń Sejmiku Województwa Śląskiego

Katowice są miastem na prawach powiatu, stolicą województwa śląskiego oraz siedzibą władz samorządu wojewódzkiego, organów administracji rządowej i wymiaru sprawiedliwości. Miasto jest głównym ośrodkiem decyzyjnym województwa w zakresie podejmowania decyzji administracyjnych. Skupiają się tutaj jednostki administracji rządowej, a także znaczna większość terenowych organów administracji niezespolonej i państwowej. Jest siedzibą związków międzygminnych, władz kościelnych, regionalnych władz licznych organizacji pozarządowych oraz urzędów konsularnych.
Przy ulicy Jagiellońskiej 25 mieści się siedziba wojewody śląskiego, a także Śląskiego Urzędu Wojewódzkiego w Katowicach. Ponadto siedzibę mają tutaj m.in. następujące urzędy oraz organy terenowe: Delegatura w Katowicach Najwyższej Izby Kontroli (ul. Powstańców 29), Pełnomocnik Terenowy Rzecznika Praw Obywatelskich w Katowicach (ul. Jagiellońska 25), Delegatura Katowice Centralnego Biura Antykorupcyjnego (ul. 1 Maja 123), Śląski Urząd Celno-Skarbowy w Katowicach (ul. Słoneczna 34), Izba Administracji Skarbowej w Katowicach (ul. K. Damrota 25), Delegatura w Katowicach Urzędu Ochrony Konkurencji i Konsumentów (ul. Z. Krasińskiego 29), Wyższy Urząd Górniczy (ul. J. Poniatowskiego 31) czy Oddział Urzędu Dozoru Technicznego w Katowicach (ul. Wrocławska 54). Ponadto Katowice są siedzibą Archiwum Państwowego w Katowicach (ul. Józefowska 104), Oddziału Instytutu Pamięci Narodowej w Katowicach (ul. Józefowska 102) i Urzędu Statystycznego w Katowicach (ul. Owocowa 3). Miasto jest także siedzibą Ministerstwa Przemysłu, które znajduje się przy ulicy Powstańców 30.
Katowice są członkiem Śląskiego Związku Gmin i Powiatów oraz Unii Metropolii Polskich, a także stanowią siedzibę Górnośląsko-Zagłębiowskiej Metropolii. Urząd Metropolitalny Górnośląsko-Zagłębiowskiej Metropolii znajduje się przy ulicy Barbary 21a.

Siedziby organów i urzędów na terenie Katowic
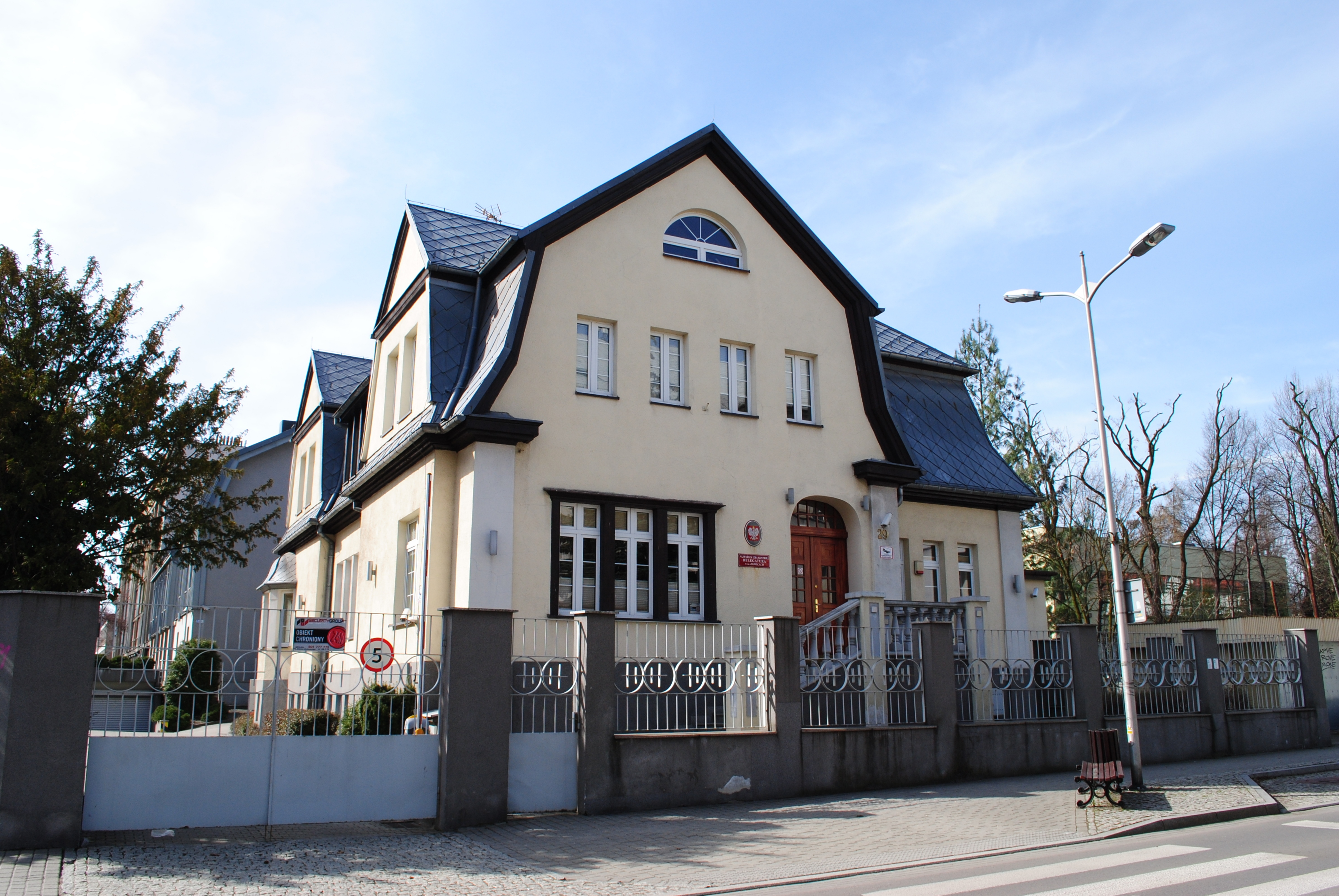
Delegatura w Katowicach Najwyższej Izby Kontroli (ul. Powstańców 29)
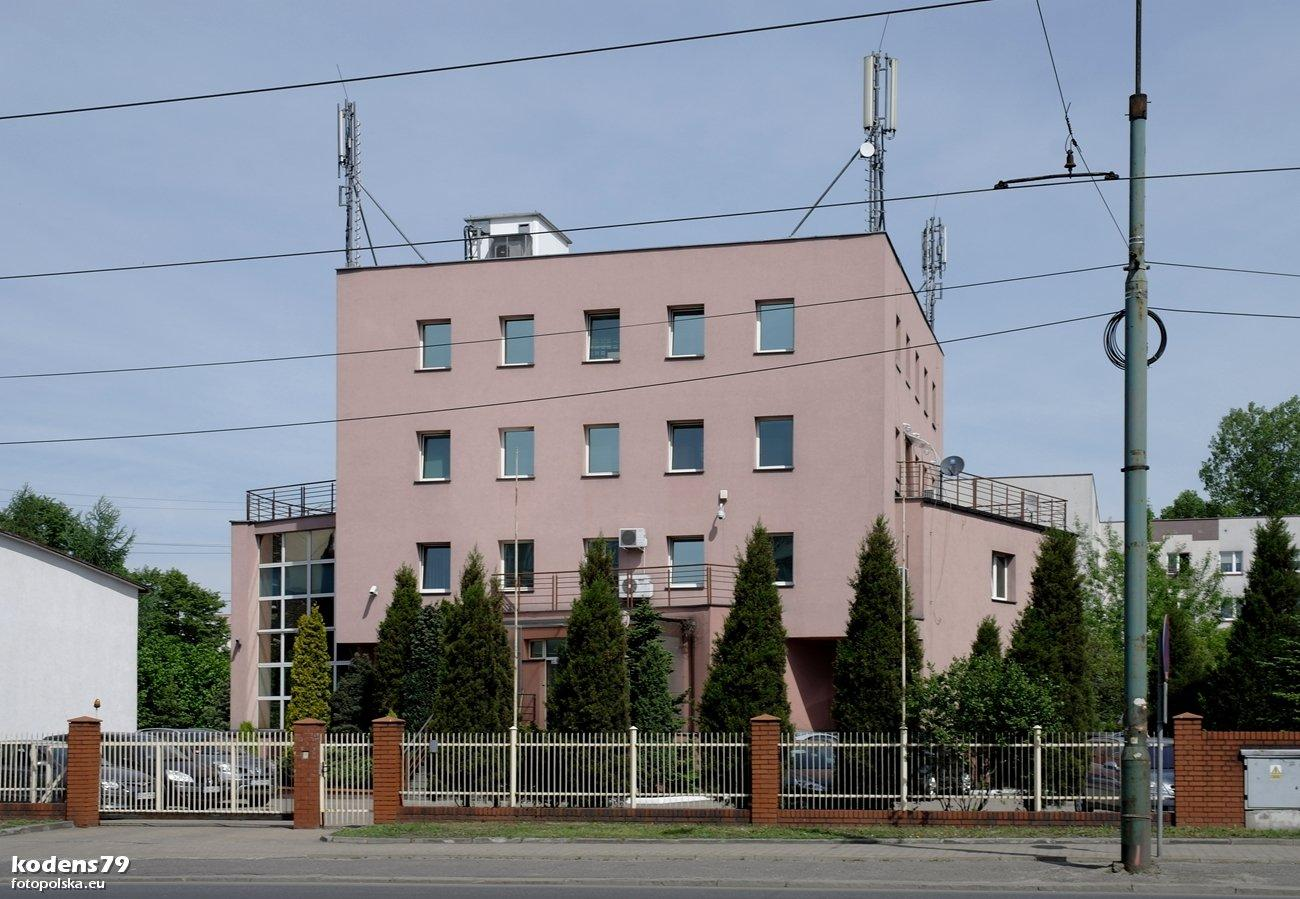
Delegatura Katowice Centralnego Biura Antykorupcyjnego (ul. 1 Maja 123)
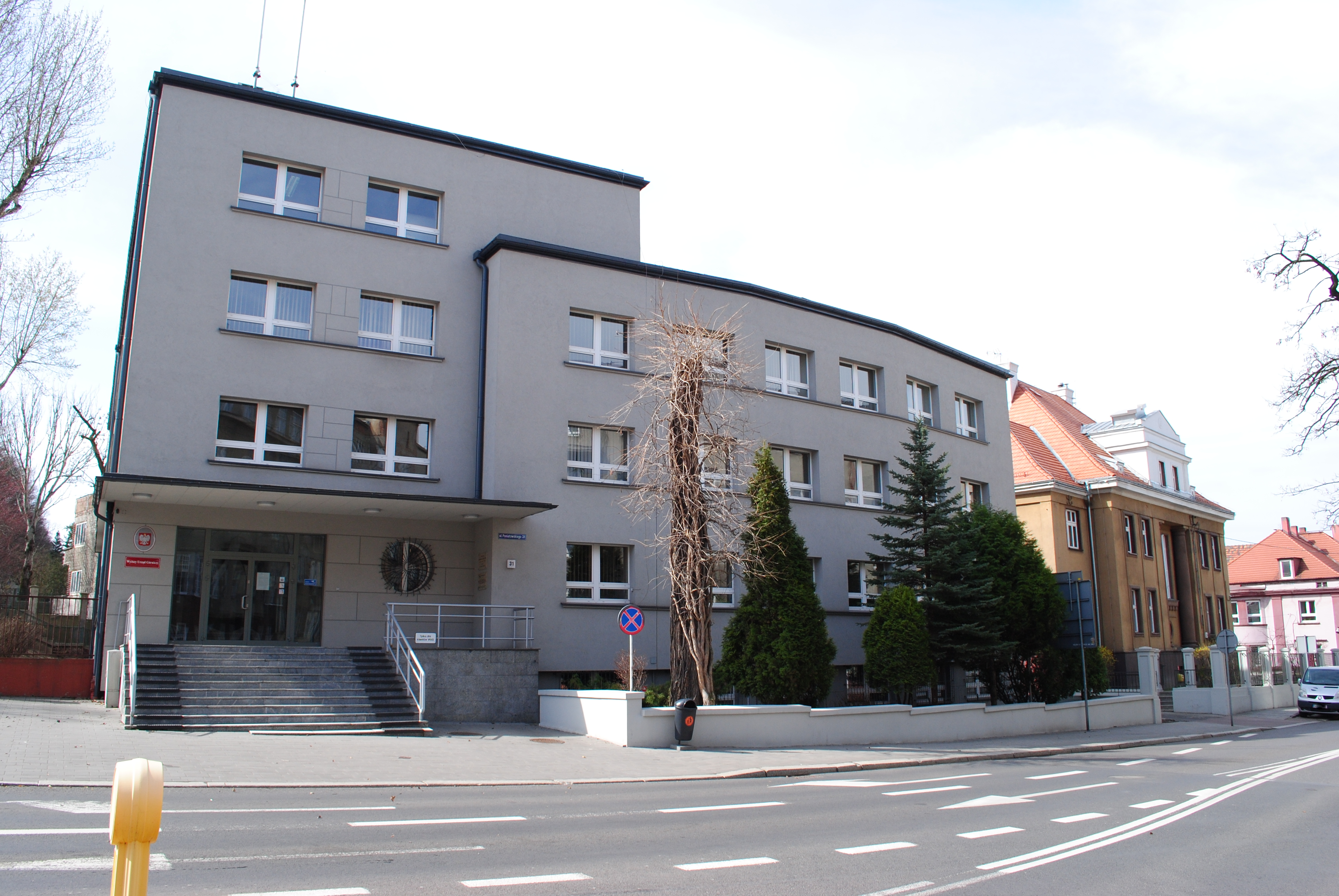
Wyższy Urząd Górniczy (ul. J. Poniatowskiego 31)

W latach 1950–1953, 1956–1975 oraz 1975–1998 Katowice administracyjnie było stolicą „dużego” i „małego” województwa katowickiego, a w latach 1922–1939, 1945–1950 oraz od 1999 roku stolicą województwa śląskiego.

### Symbole miasta

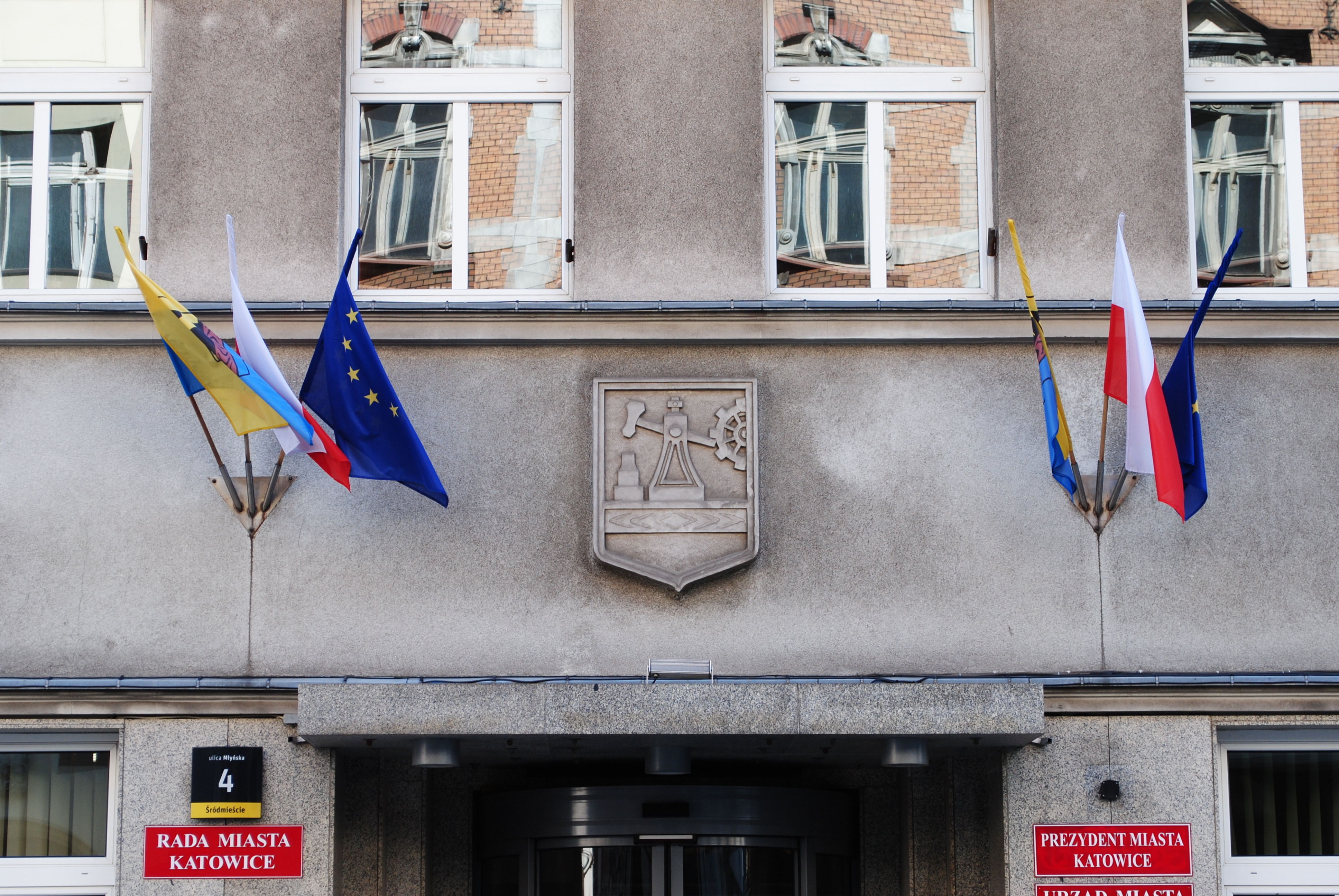
Herb Katowic (pośrodku) na elewacji frontowej gmachu Urzędu Miasta Katowice; pomiędzy nim flagi: Katowic, Polski i Unii Europejskiej

Symbole określa załącznik nr 2 do statutu miasta Katowice, a zasady ich używania ustala Rada Miasta Katowice. Symbolami miasta są:
- Herb miasta Katowice – herb ustanowiony na mocy uchwały Rady Miejskiej z dnia 17 grudnia 1936 roku. Przedstawia on urządzenie młotowni z kołem zębatym na złotym tle, umieszczone na belce symbolizującej historyczny młot wodny pochodzący z Kuźnicy Boguckiej oraz płynącą przez miasto Rawę[268][269],
- Flaga miasta Katowice – flaga w formie dwóch połączonych ze sobą płatów tkaniny, z których górny jest w kolorze żółtym, a dolny w kolorze błękitnym. Pośrodku umieszczony jest herb miasta[268][270],
- Hejnał miasta Katowice – hejnał skomponowany przez Adama Biernackiego, który wygrał w konkursie w marcu 2002 roku. Odgrywany jest z wieży kamienicy przy ulicy Młyńskiej 2[268][270].

Dodatkowo Katowice posiadają własne logo. Jest to jedyny symbol promocyjny Katowic, a powstał on w ramach starań miasta o tytuł Europejskiej Stolicy Kultury 2016. Logo przedstawia sygnet w kształcie serca i logotyp „Katowice dla odmiany”. Autorem logo jest Wojciech Janicki.

### Samorząd

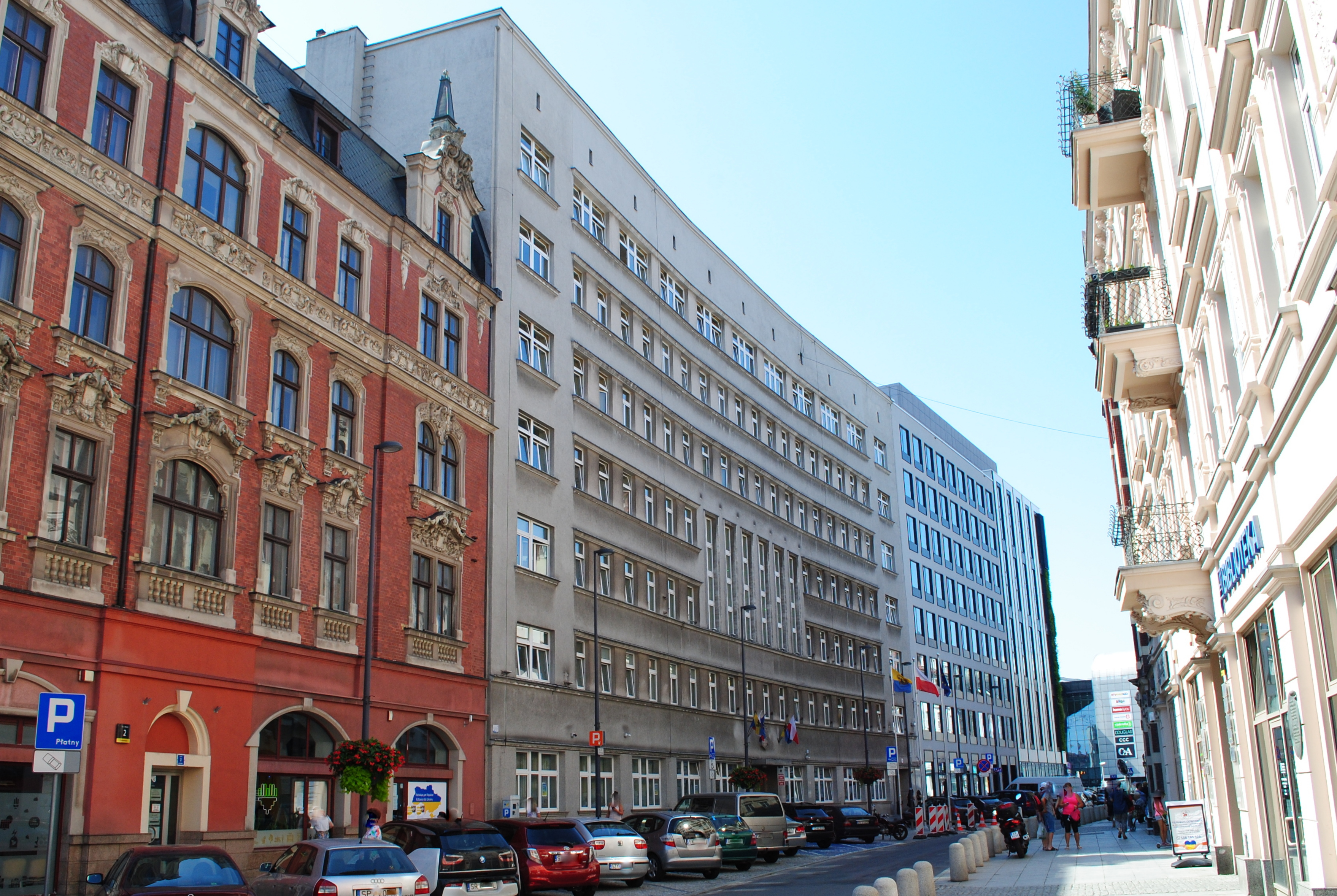
Siedziba Urzędu Miasta Katowice przy ulicy Młyńskiej 4

Obowiązujący statut miasta Katowice został uchwalony 9 lutego 2004 roku. Zgodnie z jego przepisami, mieszkańcy miasta Katowice tworzą lokalną wspólnotę samorządową. Rozstrzygnięcia są podejmowane w głosowaniu powszechnym lub za pośrednictwem organów miasta. Organami miasta są: Rada Miasta Katowice i Prezydent Miasta Katowice.
Rada Miasta Katowice jest reprezentantem zbiorowych interesów wspólnoty samorządowej, a także jest organem stanowiącym i kontrolnym miasta Katowice. W jej skład wchodzi 28 radnych, spośród których wybierany przez przewodniczący i trzech wiceprzewodniczących. Rada kontroluje działalność prezydenta miasta, miejskich jednostek organizacyjnych oraz jednostek pomocniczych (dzielnic), powołując w tym celu Komisję Rewizyjną. Radni są wybierani w wyborach samorządowych z pięciu okręgów wyborczych. Pracują oni na sesjach oraz w ramach komisji. Przewodniczącym Rady Miasta Katowice kadencji 2024–2029 jest Łukasz Borkowski z Klubu Radnych Koalicji Obywatelskiej, a wiceprzewodniczącymi: Tomasz Maśnica (Klub Radnych Koalicji Obywatelskiej), Krzysztof Pieczyński (Klub Radnych Forum Samorządowe i Marcin Krupa) i Piotr Trząski (Klub Radnych Prawa i Sprawiedliwości).
Prezydent miasta Katowice kieruje bieżącymi sprawami miasta oraz reprezentuje miasto na zewnątrz. Wykonuje on uchwały Rady Miasta Katowice oraz wydaje rozstrzygnięcia, m.in. w formie zarządzeń. Może on powołać swoich zastępców – wiceprezydentów miasta Katowice, lecz nie więcej niż czterech. Prezydent wykonuje swoje zadania przy pomocy Urzędu Miasta Katowice. Siedziba Urzędu Miasta Katowice znajduje się przy ulicy Młyńskiej 4. Prezydentem miasta Katowice w kadencji 2024–2029 jest Marcin Krupa, a wiceprezydentami: Bogumił Sobula, Waldemar Bojarun, Jarosław Makowski i Maciej Stachura.
Statut miasta Katowice określa, iż w mieście mogą działać jednostki pomocnicze jako m.in. dzielnice, a organizację i zakres działania jednostki pomocniczej określa Rada Miasta Katowice odrębnym statutem dla każdej z nich. Rady i Zarządy Dzielnicy w Katowicach funkcjonowały w połowie 2024 roku w 20 spośród 22 dzielnic miasta. Ponadto w mieście funkcjonuje Młodzieżowa Rada Miasta Katowice, a także Rada Seniorów Miasta Katowice.
Świętem miasta jest dzień 11 września, kiedy to przypada rocznica uzyskania przez Katowice praw miejskich. Dodatkowo miasto posiada dwa miejskie wyróżnienia honorowe: Honorowy Obywatel Miasta Katowice i Zasłużony dla Miasta Katowice.
Katowice są siedzibą także władz wojewódzkich województwa śląskiego. Sejmik Województwa Śląskiego znajduje się przy ulicy J. Ligonia 46. Pod tym samym adresem mieści się Urząd Marszałkowski Województwa Śląskiego, natomiast Zarząd Województwa Śląskiego ma swoją siedzibę przy ulicy H. Dąbrowskiego 23.

### Podział administracyjny

Mapa podziału administracyjnego Katowic (dzielnice i zespoły dzielnic)

Katowice są podzielone na 22 jednostki pomocnicze samorządu – dzielnice, zgrupowane w 5 zespołów: śródmiejski, północny, zachodni, wschodni i południowy. Podział ten został ustanowiony na mocy uchwały Rady Miejskiej Katowic z 29 września 1997 roku. Wszystkie z nich mają uchwalony statut. Poniższa tabela przedstawia wykaz wszystkich katowickich dzielnic.
| Nr | Nazwa                                | Pow. (km²) | Odsetek powierz. miasta (%) | Ludność (2024) | Odsetek ludności miasta (%) | Gęstość zaludn. (os./km²) | Zespół dzielnic |
| -- | ------------------------------------ | ---------- | --------------------------- | -------------- | --------------------------- | ------------------------- | --------------- |
| 1  | Śródmieście                          | 3,81       | 2,31                        | 24 416         | 9,35                        | 6 408                     | śródmiejski     |
| 2  | Załęska Hałda-Brynów cz. zachodnia   | 6,54       | 3,97                        | 12 669         | 4,85                        | 1 937                     | zachodni        |
| 3  | Zawodzie                             | 4,00       | 2,43                        | 10 136         | 3,88                        | 2 534                     | wschodni        |
| 4  | Os. Paderewskiego-Muchowiec          | 7,42       | 4,50                        | 11 498         | 4,40                        | 1 550                     | śródmiejski     |
| 5  | Brynów cz. wschodnia-Os. Zgrzebnioka | 4,08       | 2,48                        | 6 700          | 2,57                        | 1 642                     | zachodni        |
| 6  | Ligota-Panewniki                     | 12,59      | 7,64                        | 27 018         | 10,35                       | 2 146                     | zachodni        |
| 7  | Załęże                               | 3,39       | 2,06                        | 7 847          | 3,01                        | 2 315                     | północny        |
| 8  | Osiedle Witosa                       | 3,49       | 2,12                        | 11 531         | 4,42                        | 3 304                     | północny        |
| 9  | Osiedle Tysiąclecia                  | 1,88       | 1,14                        | 19 381         | 7,42                        | 10 309                    | północny        |
| 10 | Dąb                                  | 1,86       | 1,13                        | 6 288          | 2,41                        | 3 381                     | północny        |
| 11 | Wełnowiec-Józefowiec                 | 3,15       | 1,91                        | 13 147         | 5,03                        | 4 174                     | północny        |
| 12 | Koszutka                             | 1,38       | 0,84                        | 9 507          | 3,64                        | 6 889                     | śródmiejski     |
| 13 | Bogucice                             | 2,78       | 1,69                        | 12 590         | 4,82                        | 4 529                     | śródmiejski     |
| 14 | Dąbrówka Mała                        | 3,68       | 2,23                        | 4 540          | 1,74                        | 1 234                     | wschodni        |
| 15 | Szopienice-Burowiec                  | 8,47       | 5,14                        | 12 276         | 4,70                        | 1 449                     | wschodni        |
| 16 | Janów-Nikiszowiec                    | 8,65       | 5,25                        | 9 097          | 3,48                        | 1 052                     | wschodni        |
| 17 | Giszowiec                            | 12,03      | 7,30                        | 14 304         | 5,48                        | 1 189                     | wschodni        |
| 18 | Murcki                               | 41,53      | 25,21                       | 4 491          | 1,72                        | 108                       | południowy      |
| 19 | Piotrowice-Ochojec                   | 12,08      | 7,33                        | 21 634         | 8,28                        | 1 791                     | południowy      |
| 20 | Zarzecze                             | 5,08       | 3,08                        | 3 178          | 1,22                        | 626                       | południowy      |
| 21 | Kostuchna                            | 8,59       | 5,21                        | 11 710         | 4,48                        | 1 363                     | południowy      |
| 22 | Podlesie                             | 8,28       | 5,03                        | 7 167          | 2,74                        | 866                       | południowy      |

Źródła danych: nr i nazwa; powierzchnia; ludność (liczba osób zameldowanych na pobyt stały lub czasowy; stan na 31 grudnia 2024 roku); gęstość zaludnienia; zespół dzielnic.
Niezależnie od podziału administracyjnego Katowic na dzielnice, Główny Urząd Statystyczny w bazie SIMC będącego częścią rejestru TERYT wyszczególnia 41 miejscowości będącymi częściami miasta Katowice. Są to: Bederowiec, Bogucice, Borki, Brynów, Burowiec, Cegielnia-Murcki, Dąb, Dąbrówka Mała, Dolina Trzech Stawów, Giszowiec, Janów, Józefowiec, Karbowa, Kokociniec, Kolonia Agnieszki, Kolonia Amandy, Kolonia Boże Dary, Kolonia Wysockiego, Kolonia Zuzanny, Kostuchna, Koszutka, Ligota, Muchowiec, Murcki, Nikiszowiec, Ochojec, Panewniki, Piotrowice, Podlesie, Roździeń, Stawiska, Szadok, Szopienice, Wełnowiec, Wilhelmina, Wymysłów, Zadole, Załęska Hałda, Załęże, Zarzecze i Zawodzie.

### Współpraca międzynarodowa
| Lp. | Miasto        | Państwo           | Data nawiązania współpracy | Źr.             |
| --- | ------------- | ----------------- | -------------------------- | --------------- |
| 1   | Mobile        | Stany Zjednoczone | 1990-03-14                 | [ 290 ] [ 291 ] |
| 2   | Kolonia       | Niemcy            | 1991-03-15                 | [ 290 ] [ 291 ] |
| 3   | Groningen     | Holandia          | 1994-05-06                 | [ 290 ] [ 291 ] |
| 4   | Saint-Étienne | Francja           | 1994-06-09                 | [ 290 ] [ 291 ] |
| 5   | Opawa         | Czechy            | ?                          | [ 291 ]         |
| 6   | Ostrawa       | Czechy            | 1996-01-04                 | [ 290 ] [ 291 ] |
| 7   | Miszkolc      | Węgry             | 2005-08-28                 | [ 290 ] [ 291 ] |
| 8   | Shenyang      | Chiny             | 2007-06-06                 | [ 290 ] [ 291 ] |
| 9   | Koszyce       | Słowacja          | 2009-05-06                 | [ 290 ] [ 291 ] |
| 10  | Pula          | Chorwacja         | 2012-11-30                 | [ 290 ] [ 291 ] |
| 11  | Lwów          | Ukraina           | 2019-07-03                 | [ 291 ]         |

Współpraca międzynarodowa Katowic odbywa się z miastami partnerskimi z różnych krajów. Ma ona formę międzynarodowych kontaktów, wymiany informacji i doświadczeń, rotacji uczniów czy realizacji wspólnych przedsięwzięć kulturalno-sportowych. Katowice wraz z Ostrawą, Koszycami i Miszkolcem tworzą miasta partnerskie Grupy Wyszehradzkiej, a w 2003 roku zorganizowano pierwsze spotkania miast partnerskich Grupy Wyszehradzkiej. Przy ulicy L. Różyckiego 14c funkcjonuje Dom Miasta Saint-Étienne w Katowicach. W dzielnicy Ligota-Panewniki znajduje się plac Miast Partnerskich, a na nim granitowy globus wskazujący kierunki i odległości do miast partnerskich, a także postumenty oraz drzewa im dedykowane. Co więcej, w mieście część ulic noszą nazwę miast partnerskich, m.in.: Kolońska, Opawska, Ostrawska czy Saint-Etienne, a także plac Przyjaciół z Miszkolca.
Katowice są także członkiem międzynarodowych stowarzyszeń i organizacji, w tym: Eurocities, Międzynarodowego Stowarzyszenia Miast Edukacyjnych – IAEC i Międzynarodowej Rady na Rzecz Lokalnych Inicjatyw Środowiskowych – ICLEI.
Miasto jest także siedzibą licznych konsulatów, a w lipcu 2023 roku swoją siedzibę w Katowicach miały placówki następujących państw: Białoruś (ul. Rolna 43), Benin (ul. gen. W. Andersa 24), Bułgaria (ul. Hutnicza 10), Chile (ul. W. Pola 32a), Francja (ul. Szpaków 56), Łotwa (ul. Kolejowa 54), Litwa (ul. J. III Sobieskiego 2), Luksemburg (ul. Porcelanowa 60), Peru (ul. P. Stalmacha 17), Słowenia (ul. Opolska 15) i Ukraina (ul. M. Kopernika 4).

### Polityka krajowa i europejska
Katowice, zgodnie z ustawą z dnia 5 stycznia 2011 roku – Kodeks wyborczy, w wyborach do Sejmu RP wraz z powiatem bieruńsko-lędzińskim oraz miastami na prawach powiatu: Chorzów, Mysłowice, Piekary Śląskie, Ruda Śląska, Siemianowice Śląskie, Świętochłowice i Tychy przynależą do okręgu wyborczego nr 31. Z tego okręgu wybieranych jest 12 posłów na Sejm RP, a siedzibą Okręgowej Komisji Wyborczej są Katowice. W wyborach do Senatu RP Katowice przynależą do okręgu nr 80, obejmującego wyłącznie miasto na prawach powiatu Katowice. W wyborach do Parlamentu Europejskiego Katowice są w okręgu nr 11 obejmującym obszar całego województwa śląskiego, a miasto jest jednocześnie siedzibą Okręgowej Komisji Wyborczej. Przy ulicy Jagiellońskiej 25 siedzibę ma Delegatura Krajowego Biura Wyborczego w Katowicach.
Spośród posłów na Sejm RP X kadencji okręgu 31 swoje biura poselskie w Katowicach mieli następujący z nich (stan na wrzesień 2024 roku): Ewa Kołodziej (KO; ul. P. Stalmacha 17 i Regionalne Biuro Poselsko-Senatorskie – ul. Chłodna 2a), Maciej Konieczny (Nowa Lewica; ul. Andrzeja 13), Wojciech Król (KO; Regionalne Biuro Poselsko-Senatorskie – ul. Chłodna 2a), Mateusz Morawiecki (PiS; ul. Warszawska 23), Monika Rosa (KO; al. W. Korfantego 62 i Regionalne Biuro Poselsko-Senatorskie – ul. Chłodna 2a), Łukasz Ściebiorowski (KO; Regionalne Biuro Poselsko-Senatorskie – ul. Chłodna 2a) i Michał Wójcik (PiS; ul. T. Kościuszki 43). Senatorem XI kadencji z okręgu nr 80 jest Maciej Kopiec z Nowej Lewicy, a jego biuro senatorskie znajduje się przy ulicy Jana III Sobieskiego 11.
W Katowicach według stanu z września 2023 roku swoje siedziby mają regionalne struktury znaczących ogólnopolskich partii politycznych i koalicji, w tym m.in.: Prawo i Sprawiedliwość (Biuro Zarządu Okręgowego w Katowicach; ul. Warszawska 6), Platforma Obywatelska (Biuro Regionu Śląskiego; ul. 3 Maja 17), Nowa Lewica (Rada Wojewódzka; ul. A. Mickiewicza 24), Polskie Stronnictwo Ludowe (ul. H. Dąbrowskiego 4) czy Konfederacja (Centrum Wolności; ul. J. Słowackiego 51). Główną siedzibę ma w Katowicach m.in. Stowarzyszenie Ruch Autonomii Śląska (ul. ks. N. Bończyka 9).

### Wymiar sprawiedliwości

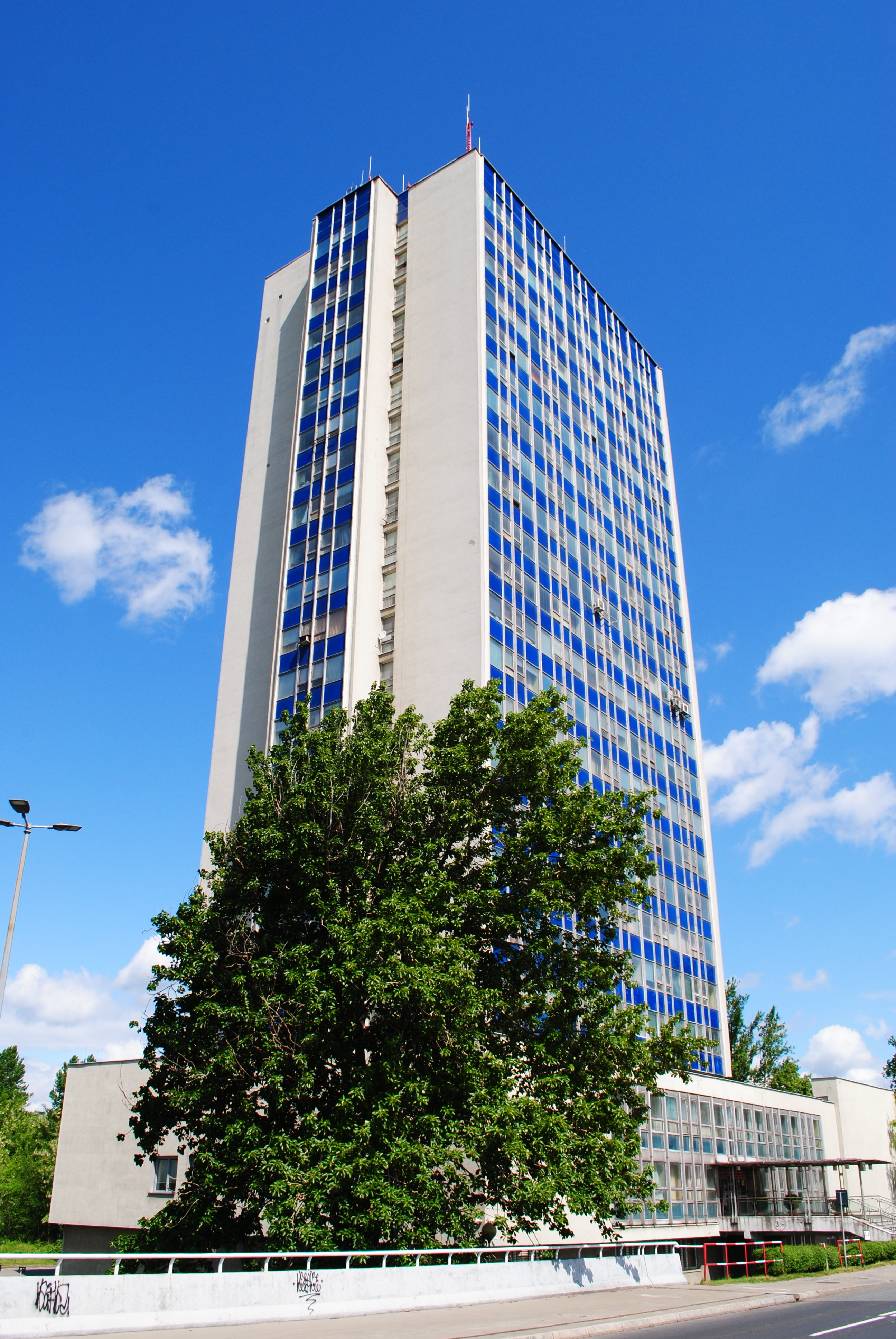
Wysokościowiec przy ulicy W. Stwosza 31 – siedziba kilku katowickich prokuratur

Katowice są siedzibą sądów powszechnych. Są to następujące placówki:
- Sąd Apelacyjny w Katowicach (al. W. Korfantego 117/119)[311] – obejmuje działalnością obszar całego województwa śląskiego[312],
- Sąd Okręgowy w Katowicach (ul. Francuska 38 i ul. Andrzeja 16/18)[313] – obejmuje swoją działalnością obszar całego miasta Katowice, a także środkową część województwa śląskiego[312]; przy Sądzie Okręgowym funkcjonuje Areszt Śledczy w Katowicach (ul. Mikołowska 10a)[314],
- Sąd Rejonowy Katowice-Zachód w Katowicach – Pion Karny (pl. Wolności 10) i Pion Cywilny (ul. Warszawska 45)[315] – obejmuje zasięgiem obszar miasta Katowice na zachód od ulicy T. Kościuszki i alei W. Korfantego[312],
- Sąd Rejonowy Katowice-Wschód w Katowicach (ul. J. Lompy 14; ul. Francuska 70a)[316] – obejmuje obszar miasta na wschód od ulicy T. Kościuszki i alei W. Korfantego[312].

Sądem administracyjnym właściwym dla Katowic jest Wojewódzki Sąd Administracyjny w Gliwicach (ul. Prymasa S. Wyszyńskiego 2), a sąd wojskowy dla obszaru miasta funkcjonuje we Wrocławiu – Wojskowy Sąd Garnizonowy we Wrocławiu (ul. Saperów 22–24).
W Katowicach swoją działalność swoją siedzibę mają także placówki prokuratorskie. Są to:
- Prokuratura Regionalna w Katowicach (ul. W. Stwosza 31)[320] – podlegają jej wszystkie prokuratury okręgowe w województwie śląskim[321],
- Prokuratura Okręgowa w Katowicach (ul. W. Stwosza 31) – podlegają jej wszystkie prokuratury rejonowe w mieście, a także w środkowej części województwa śląskiego[322],
- Prokuratura Rejonowa Katowice Północ w Katowicach (ul. Pocztowa 8)[323],
- Prokuratura Rejonowa Katowice Południe w Katowicach (ul. W. Stwosza 31)[324],
- Prokuratura Rejonowa Katowice Zachód w Katowicach (ul. W. Stwosza 31)[325],
- Prokuratura Rejonowa Katowice Wschód w Katowicach (ul. S. Kossutha 11)[326].

Wymiar sprawiedliwości w Katowicach
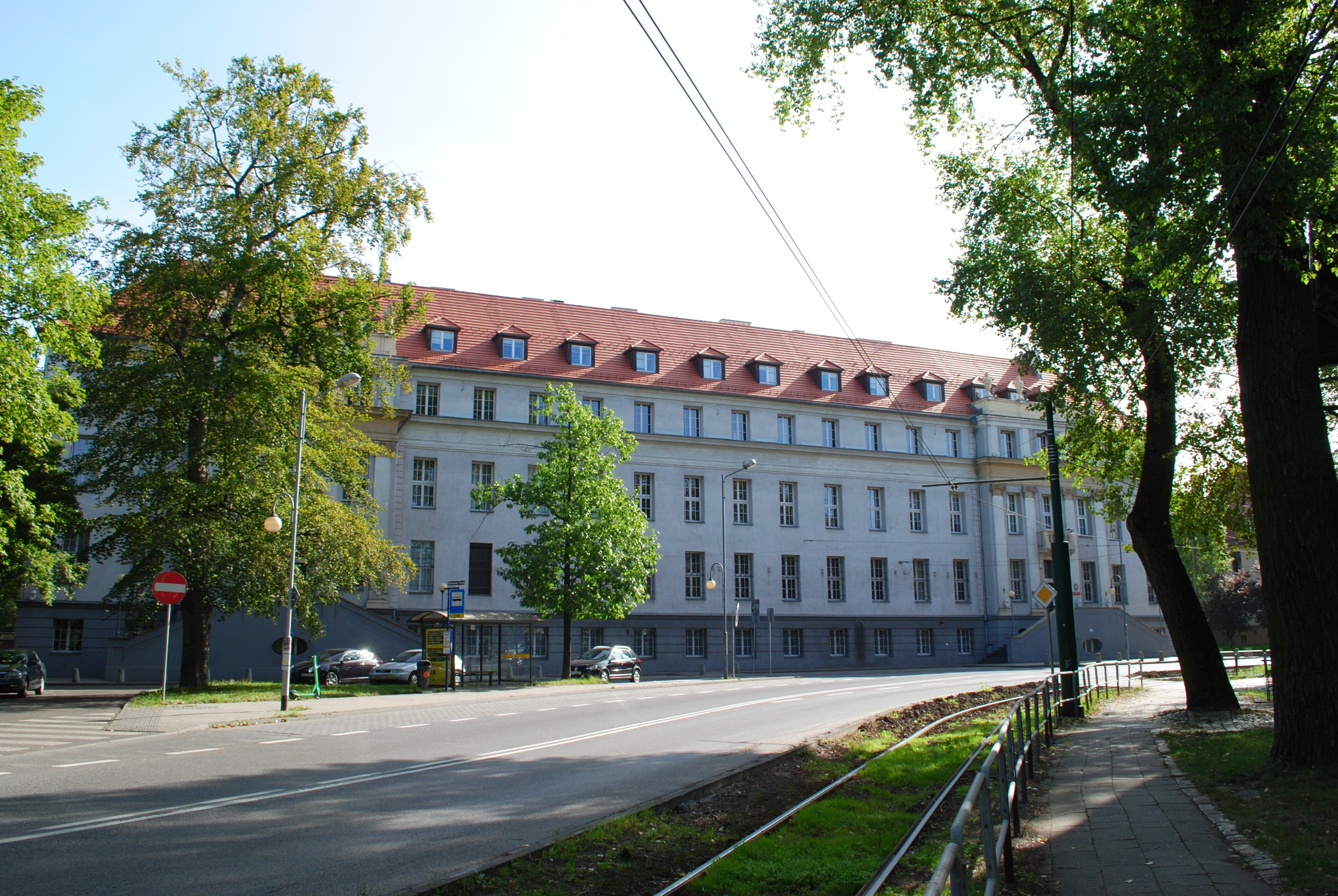
Gmach Sądu Apelacyjnego w Katowicach (al. W. Korfantego 117/119)
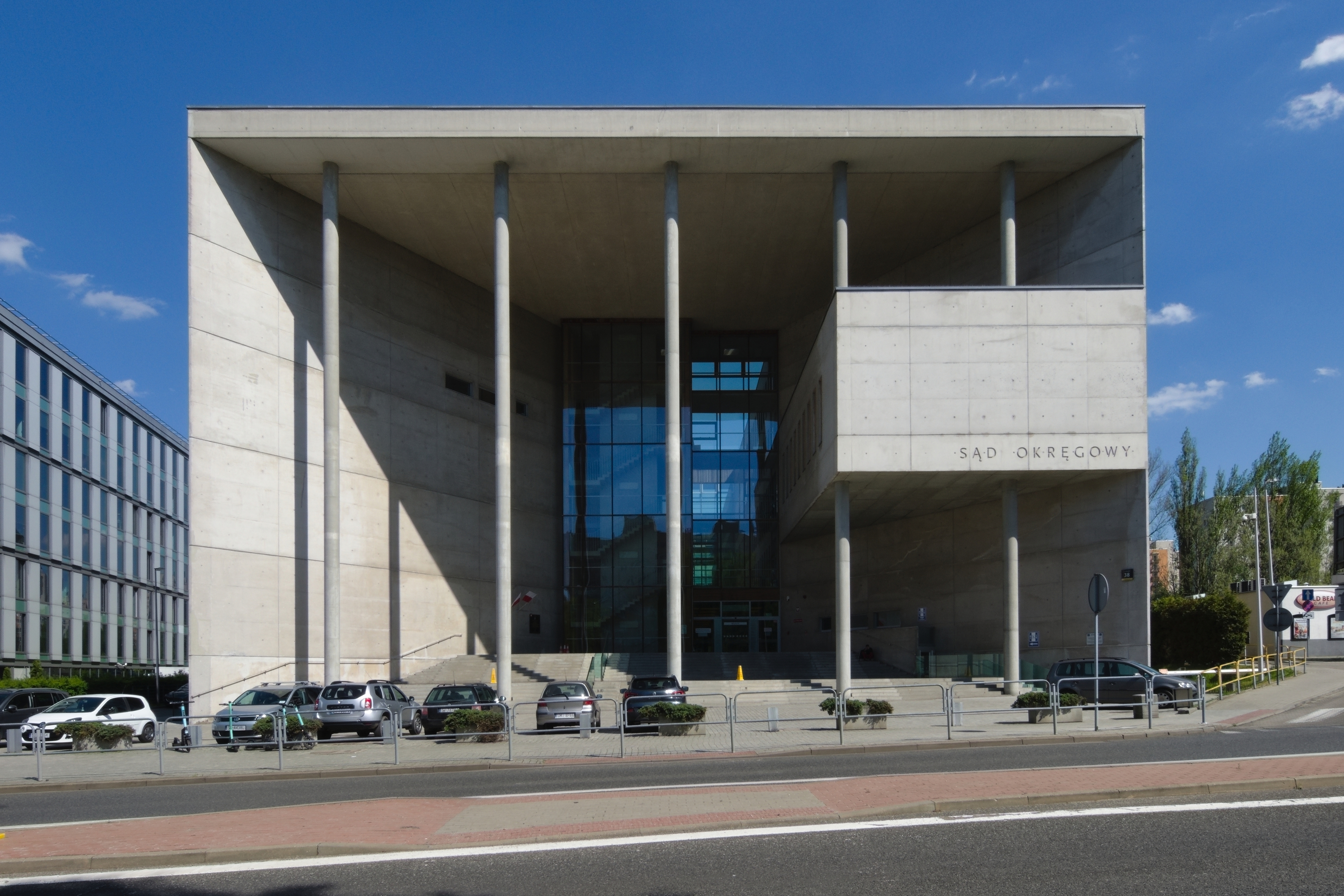
Jedna z dwóch siedzib Sądu Okręgowego w Katowicach (ul. Francuska 38)
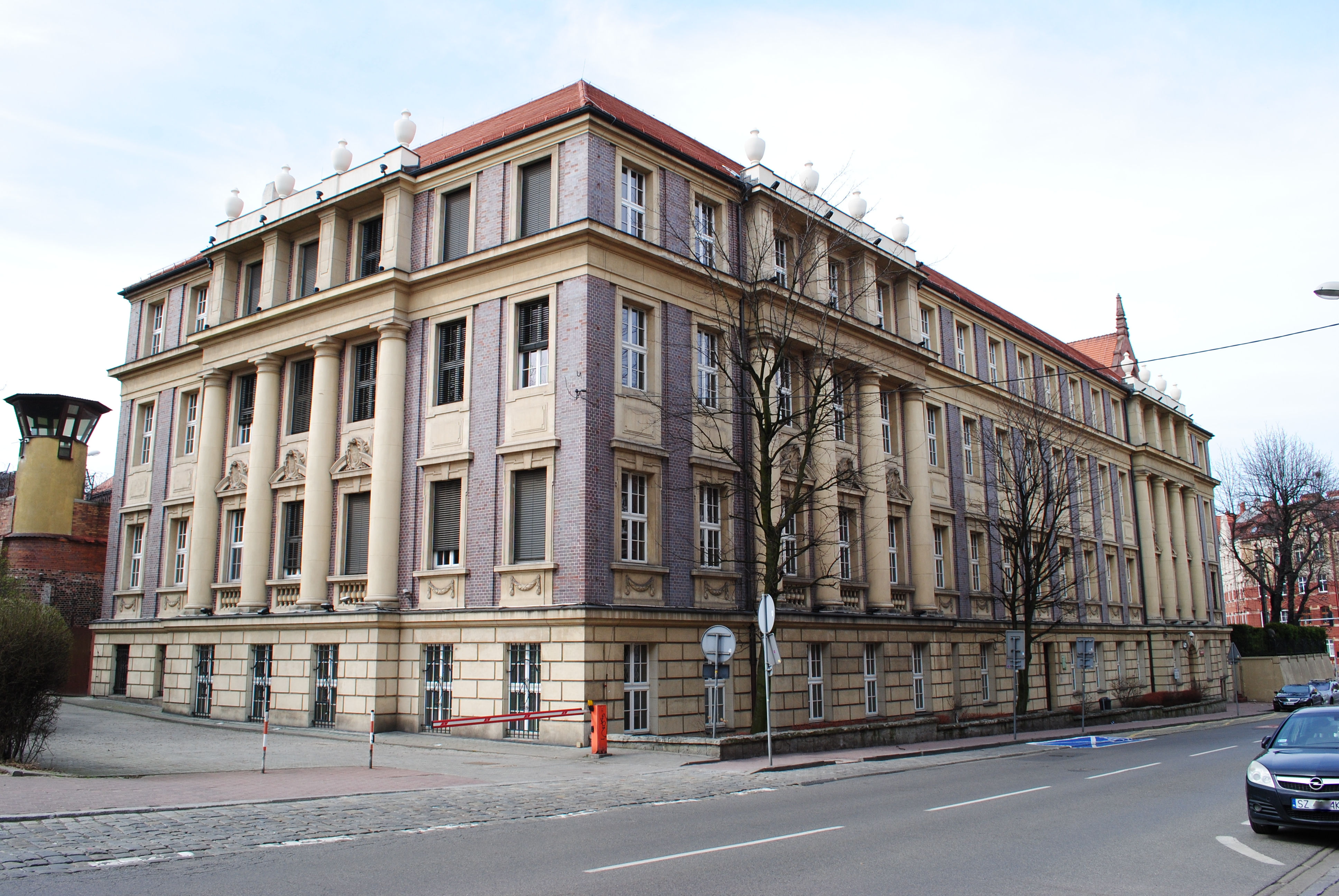
Jedna z dwóch siedzib Sądu Okręgowego w Katowicach (ul. Andrzeja 16/18)

Przy ulicy Gliwickiej 17 swoje biuro ma Okręgowa Rada Adwokacka w Katowicach. W marcu 2020 roku liczyła ona 1540 adwokatów wykonujących zawód, 205 adwokatów emerytów i nie wykonujących zawodu oraz 255 aplikantów adwokackich.

## Gospodarka

### Charakterystyka

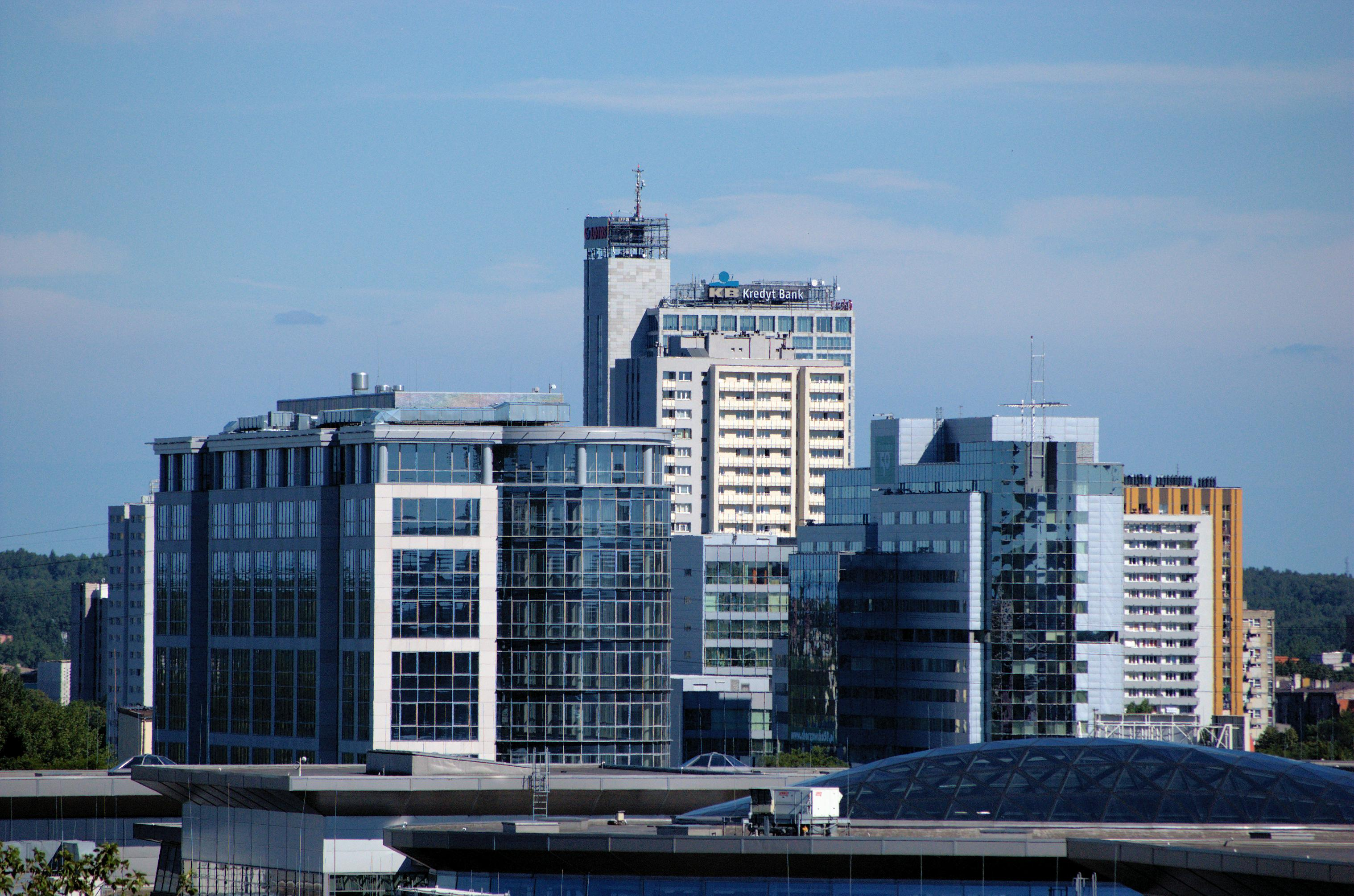
Widok centrum Katowic w 2010 roku; widoczne na zdjęciu są m.in. biurowce: Katowice Business Point, Altus i Chorzowska 50

Katowice są wielofunkcyjnym ośrodkiem miejsko-usługowym o randze krajowej i regionalnej, z istotnym udziałem sektora przemysłowego. Należą one do grona największych w Polsce ośrodków tego typu, a ze względu na wielkość rynku konsumpcyjnego i przemysłowego stanowią ważne w skali kraju centrom handlowo-usługowe, konferencyjne i targowo-wystawiennicze. Miasto odgrywa także ważną rolę w krajowym rynku finansowym i na rynku nieruchomości oraz jest ośrodkiem podejmowania decyzji gospodarczych i finansowych. Jest siedzibą licznych organizacji gospodarczych, a także instytucji otoczenia biznesu.
W 2018 roku w mieście koncentrowało się 19,1% wszystkich podmiotów gospodarki narodowej w Górnośląsko-Zagłębiowskiej Metropolii i 10,0% podmiotów w całym województwie śląskim. Spółek z udziałem kapitału zagranicznego w tym czasie koncentrowało się w Katowicach odpowiednio 39,1% i 23,6%. Pod koniec 2012 roku liczba wszystkich podmiotów gospodarczych w mieście wynosiła 44,1 tys., z czego samych tylko podmiotów prywatnych zarejestrowanych było 42,6 tys. Spośród nich, 29,3% stanowią podmioty z branży handlowej, 22% było związanych z obsługą nieruchomości oraz usługami wspierającymi biznes, 9,1% z działalnością usługową, komunalną, społeczną i pozostałą (w tym kultura i rozrywka), 8,9% podmiotów było z branży budownictwa, 6,9% z ochrony zdrowia, 6,8% z przetwórstwa przemysłowego, 5,9% z transportu, a podmioty zajmujące się pośrednictwem finansowym stanowiły 4,3% wszystkich katowickich przedsiębiorstw. W 2012 roku 68% przedsiębiorstw sektora prywatnego zarejestrowanych w Katowicach według danych GUS to były podmioty osób fizycznych (łącznie 27 689), a najwięcej z nich związanych było z handlem hurtowym i detalicznym oraz naprawami – 28,8%, a także z działalnością profesjonalną, naukową i techniczną – 13,3%.

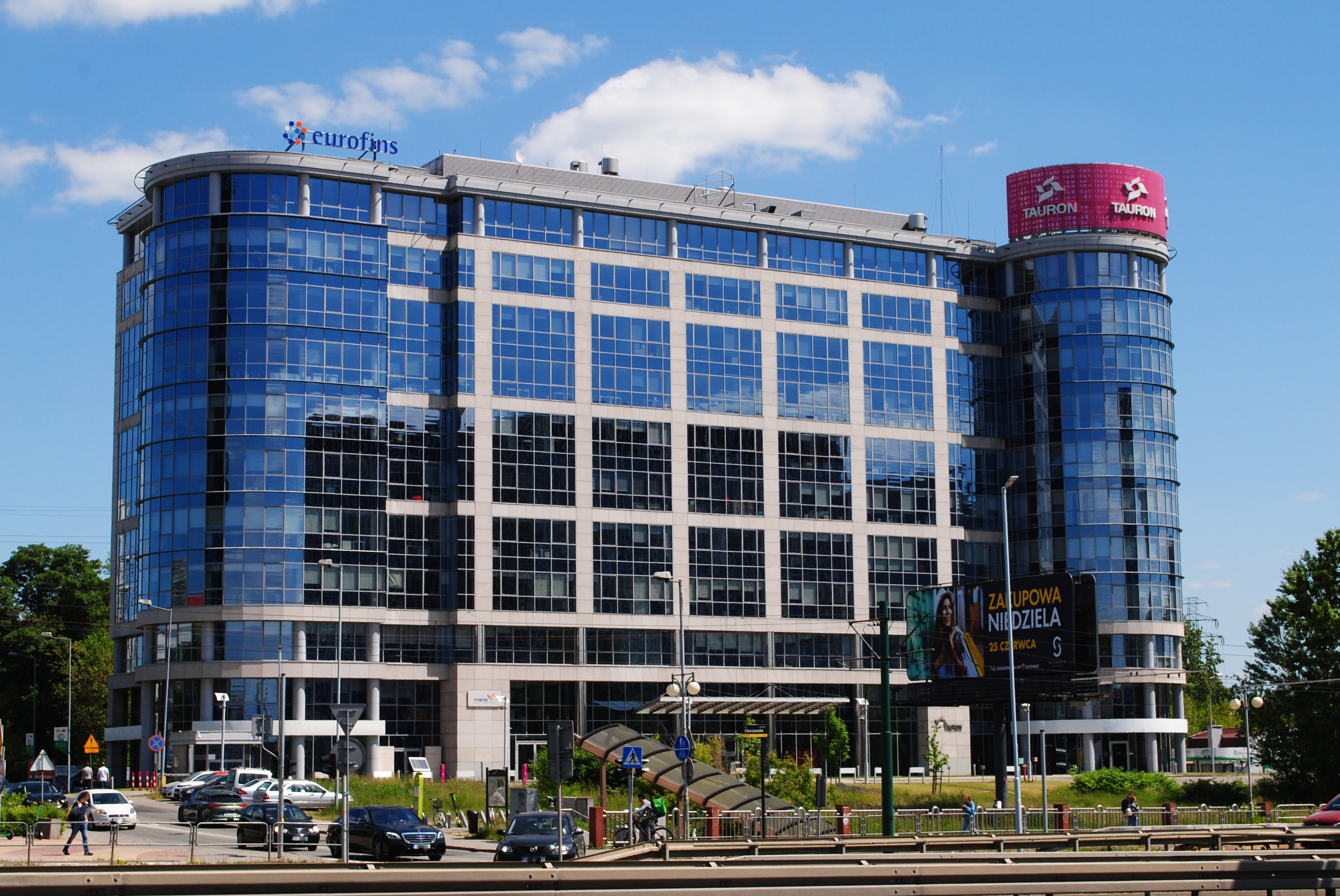
Siedziba spółki Tauron Polska Energia (ul. ks. P. Ściegiennego 3)

Katowice w porównaniu do pozostałych ośrodków Górnośląsko-Zagłębiowskiej Metropolii generują znaczącą liczbę miejsc pracy. W 2011 roku liczba osób pracujących w Katowicach wynosiła 160,6 tys., z samych mieszkańców Katowic 109,4 tys. Najwięcej osób dojeżdżających do pracy do Katowic w tym czasie mieszkało w Sosnowcu, Bytomiu, Chorzowie, Rybniku, Tychach i Zabrzu. 31 grudnia 2006 roku 73% mieszkańców Katowic było zatrudnionych w sektorze usług. Według danych z Narodowego Spisu Powszechnego z 2011 roku głównym źródłem utrzymania mieszkańców Katowic były dochody z pracy – 109,4 tys. osób, co stanowiło 35% ogółu mieszkańców miasta, a z pracy na własny rachunek utrzymywało się 4,3% katowiczan. Poziom bezrobocia w Katowicach jest jednym z najniższych w Polsce. Stopa bezrobocia rejestrowanego w 2013 roku wynosiła 5,4% i była wówczas dwukrotnie niższa od przeciętnej wartości w województwie śląskim i 2,5-krotnie mniejsza niż przeciętna wartość w Polsce. W grudniu 2022 roku stopa ta wynosiła 1,4%.

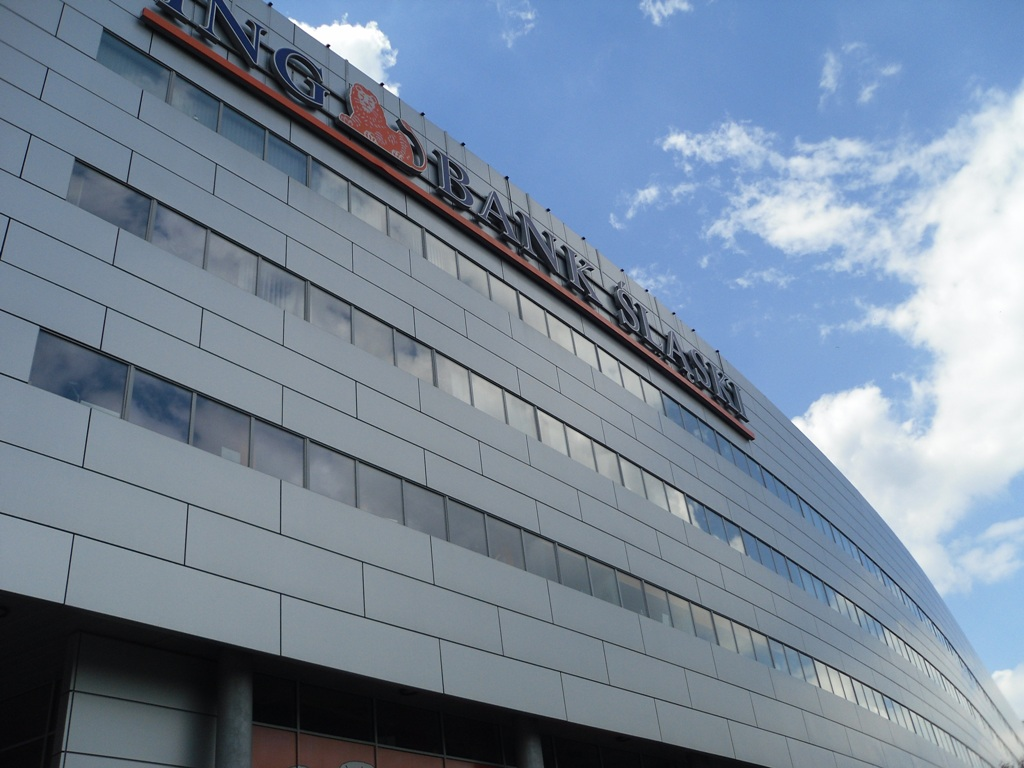
Siedziba ING Banku Śląskiego (ul. Sokolska 34)

W grupie 100 największych polskich przedsiębiorstw pod względem przychodów ogółem, w 2012 roku znalazły się następujące katowickie firmy: Tauron Polska Energia, Kompania Węglowa, Polskie Sieci Energetyczne-Południe, ING Bank Śląski, Farmacol oraz Katowicki Holding Węglowy, a pod względem kryterium wielkości zatrudnienia w tym czasie w Katowicach funkcjonowały następujące duże przedsiębiorstwa: Kompania Węglowa i Katowicki Holding Węglowy – przedsiębiorstwa prowadzące wydobycie węgla kamiennego; Tauron Polska Energia – przedsiębiorstwo wytwarzające energię elektryczną; Grupa Famur – producent maszyn i urządzeń dla przemysłu wydobywczego i cementowego oraz kolei; Polskie Sieci Energetyczne-Południe – wykonawca instalacji elektroenergetycznej; Zakłady Mięsne Silesia – producent wyrobów z mięsa i ING Bank Śląski.

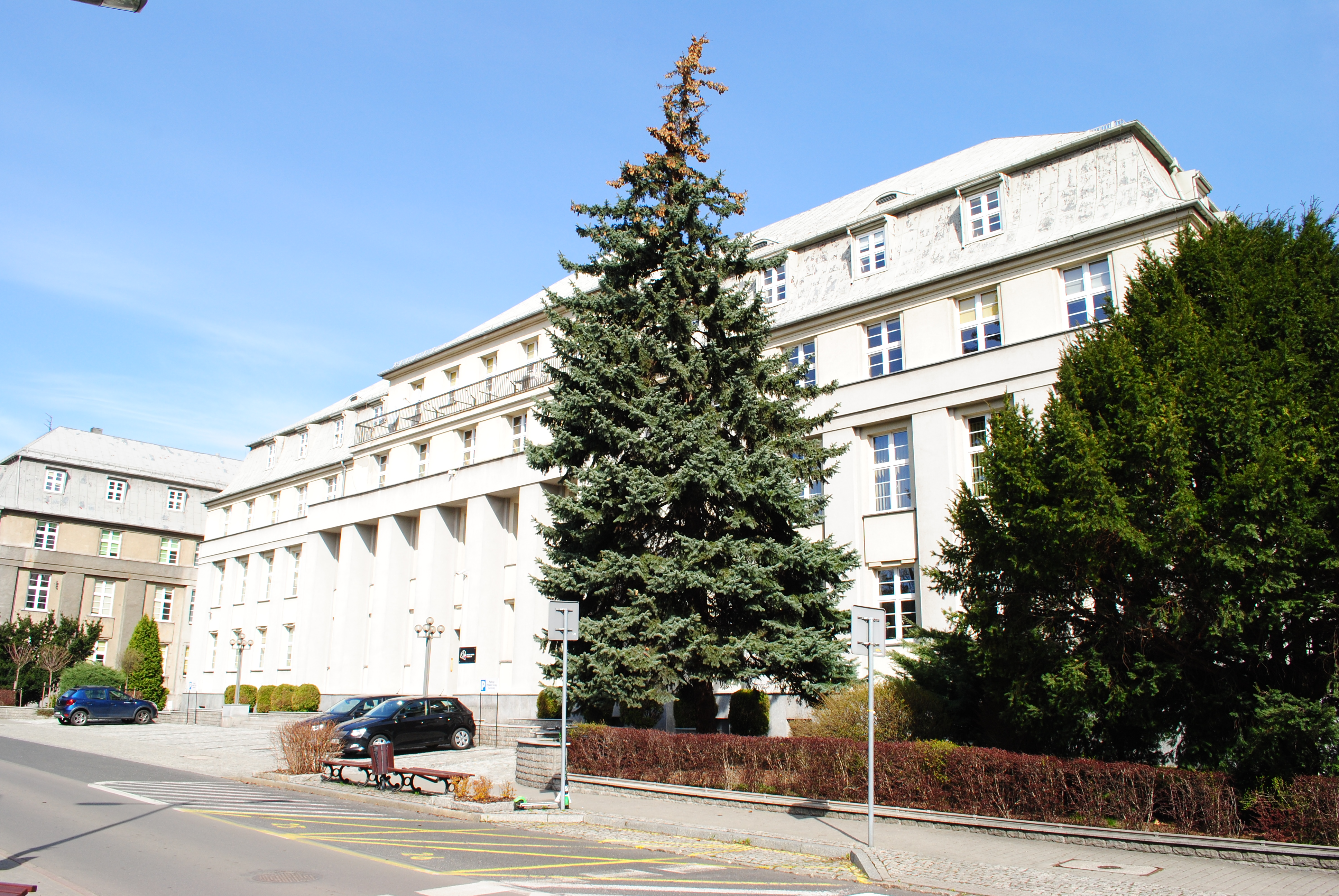
Siedziba Polskiej Grupy Górniczej (ul. Powstańców 30)

Mimo procesów schyłkowych i likwidacyjnych w górnictwie oraz procesów restrukturyzacji w przetwórstwie przemysłowym Katowice nadal są silnym ośrodkiem przemysłowym w skali kraju, odgrywając dużą rolę na rynku pracy. W 2011 roku udział górnictwa i przetwórstwa przemysłowego sięgał 25% potencjału przemysłowego miejsc pracy w Katowicach. W Katowicach przy ulicy Powstańców 30 siedzibę ma Polska Grupa Górnicza – największy producent węgla kamiennego w Polsce. W granicach miasta znajdują się dwie czynne kopalnie: KWK „Staszic-Wujek” (ul. Karolinki 1) i KWK „Mysłowice-Wesoła” (Mysłowice, ul. Kopalniana 5). Pod koniec 2023 roku została zlikwidowana znajdująca się dotąd w Spółce Restrukturyzacji Kopalń Kopalnia Węgla Kamiennego „Wieczorek II” (ul. Szopienicka 58). Na terenach zlikwidowanej huty „Baildon” w Dębie i Załężu koncentruje się działalność usługowo-produkcyjna, a nowe działalności mają tam głównie charakter usługowy. Funkcjonuje także spółka Ferrum z siedzibą przy ulicy Porcelanowej 11 w Zawodziu, która jest producentem rur stalowych. Do innych większych zakładów produkcyjnych na terenie Katowic należą m.in.: Alstom Polska – Katowice D&IS (d. ZWUS; ul. Modelarska 12), Eldom (ul. P. Chromika 5a), Fabryka Żarówek „Helios” (ul. 1 Maja 11-13), Fabryki Sprzętu i Narzędzi Górniczych Grupa Kapitałowa Fasing (ul. Modelarska 11), Grenevia SA Famur (ul. Armii Krajowej 51), MOJ (ul. Tokarska 6) czy Śląska Fabryka Urządzeń Górniczych „Montana” (d. „Katomasz”; ul. Porcelanowa 25).

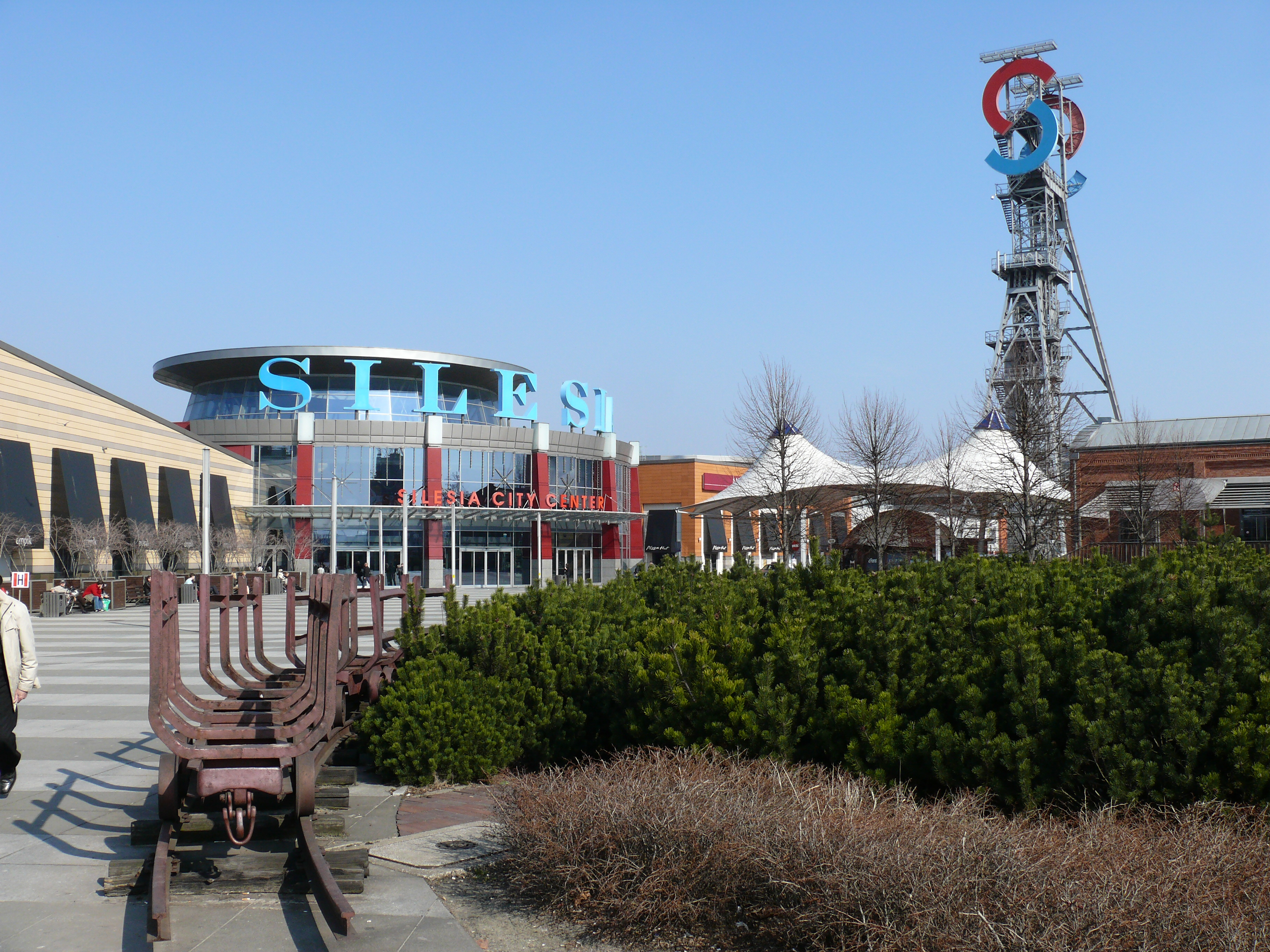
Centrum handlowe Silesia City Center (ul. Chorzowska 107)

Katowice stanowią kluczowe w regionie centrum handlowo-usługowe. Łącznie w 2007 roku w Katowicach było zarejestrowanych 4,6 tys. podmiotów gospodarczych prowadzących działalność handlową, a sieć handlowa miasta odznacza się stosunkowo wysokim stopniem koncentracji. W 2022 roku w Katowicach działało 8 hipermarketów, 73 supermarkety, 2 domy towarowe i 3 domy handlowe. Do największych z nich należą m.in.: Silesia City Center (największy tego typu obiekt w mieście; ul. Chorzowska 107), Galeria Katowicka (ul. 3 Maja 30) i Libero (ul. T. Kościuszki 229). Miasto ponadto zajmuje czołową pozycję na rynku wystawienniczym i targowym, a także jest największym w regionie centrum finansowo-bankowym i ubezpieczeniowym. W mieście działa około 30 banków i ponad 100 placówek bankowych. Siedzibę ma tutaj regionalny oddział Narodowego Banku Polskiego (ul. Bankowa 1). Działalność ubezpieczeniową prowadzi w mieście ponad 30 towarzystw ubezpieczeniowych.

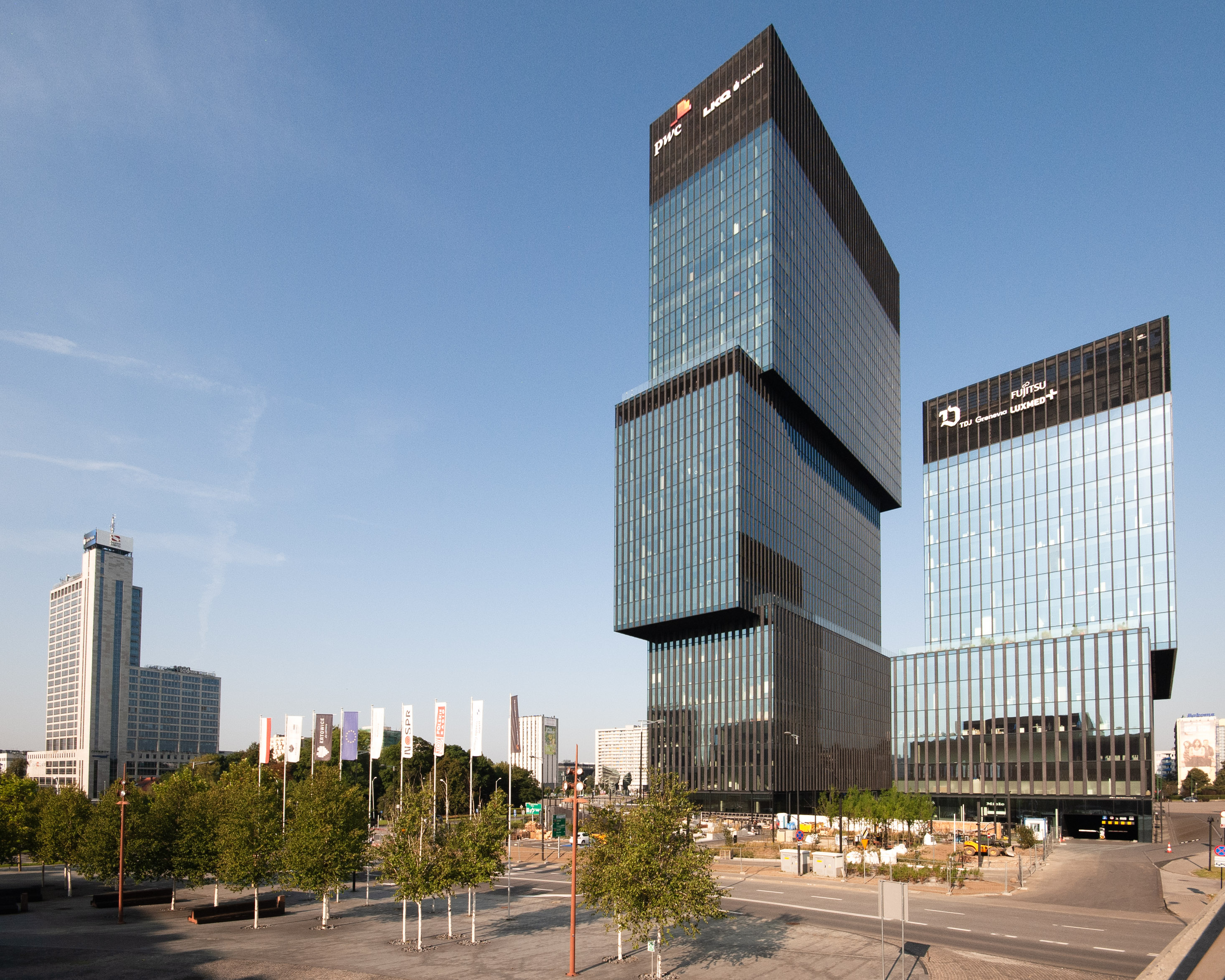
Wieżowce biurowe Altus (po lewej) i .KTW (po prawej)

Miasto koncentruje nowoczesne powierzchnie biurowe, a znaczący w nich udział posiadają podmioty sektora finansowego, w tym głównie banki. Nowoczesna powierzchnia biurowa koncentruje się w centrum Katowic (w tym m.in.: Altus, Chorzowska 50 i .KTW), w rejonie autostrady A4 (A4 Business Park, biurowiec PKO Banku Polskiego czy Centrum Biurowe Francuska) i na północ od ronda gen. J. Ziętka (Reinhold Center, GPP Business Park). Szacunkowo w 2012 roku Katowice posiadały 263 tys. m² powierzchni biurowej.
W Katowicach prowadzona jest także działalność gospodarcza z zakresu nowoczesnych usług biznesowych, związanymi z outsourcingiem procesów biznesowych (BPO/ITO), usługami wspólnymi (SSC) czy pracami badawczo-rozwojowymi (R&D). W październiku 2013 roku w całej konurbacji katowickiej na 12 tys. osób zatrudnionych w sektorach nowoczesnych usług biznesowych porównywalny poziom zatrudnienia był w grupie usług BPO/ITO i SSC, a mniejszy w R&D. Katowice wraz z całą konurbacją plasowały w latach 2009–2013 na trzecim miejscu wśród najszybciej rozwijających się ośrodków tych usług w Polsce. W 2013 roku największymi inwestorami nowoczesnych usług biznesowych w Katowicach były firmy: Capgemini, Orange, Contact Center, ISTA i ING Services.
Działalność rolna w Katowicach ze względu na dużą urbanizację ma ograniczony zasięg i odbywa się ona głównie w południowych dzielnicach miasta, zwłaszcza w Zarzeczu i Podlesiu, gdzie obszary rolne zajmują ponad 100 ha. W 2006 roku udział pracujących sektorze rolniczym w stosunku do wszystkich pracujących w Katowicach wyniósł 0,3%.

### Instytucje wsparcia gospodarki

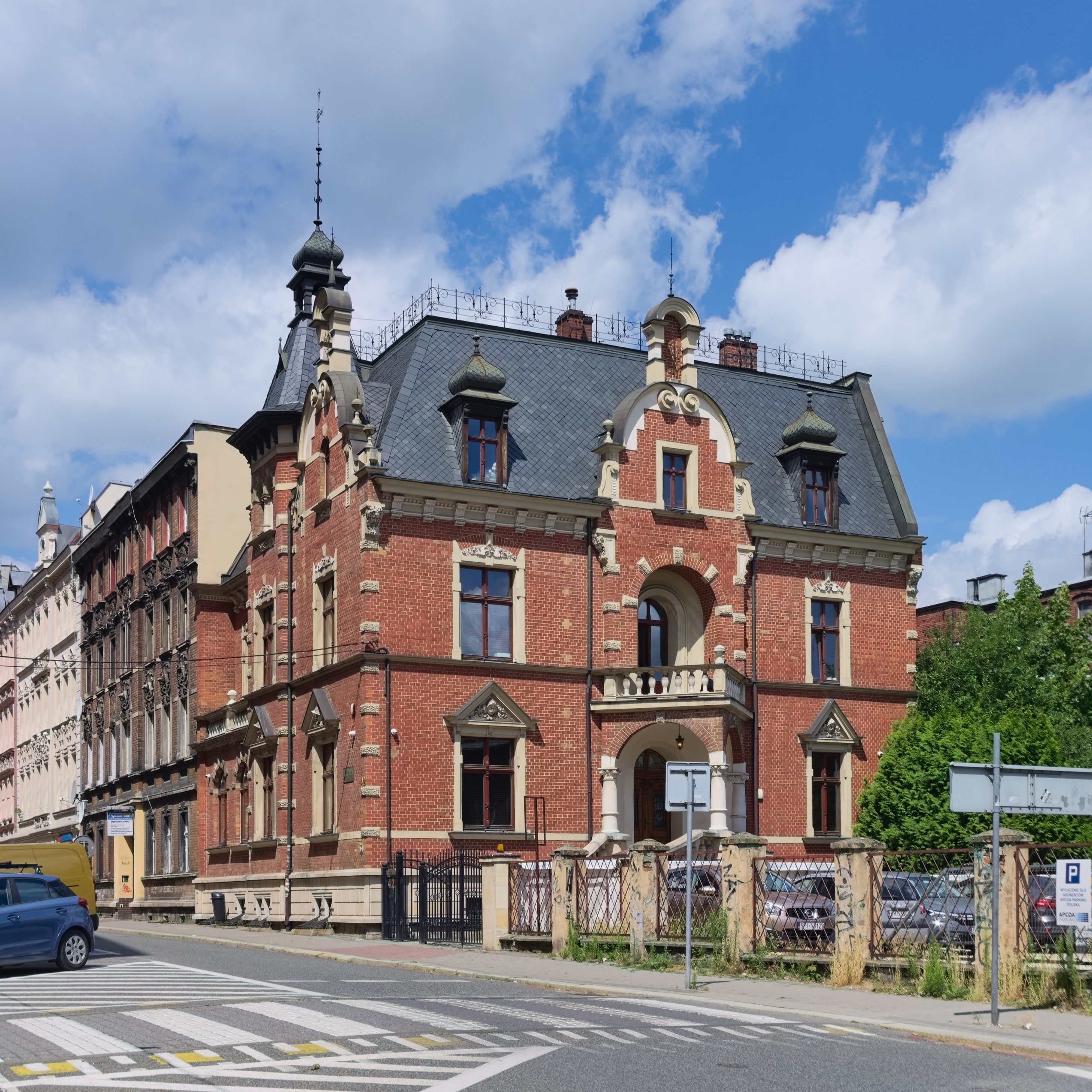
Siedziba spółki Katowicka Specjalna Strefa Ekonomiczna

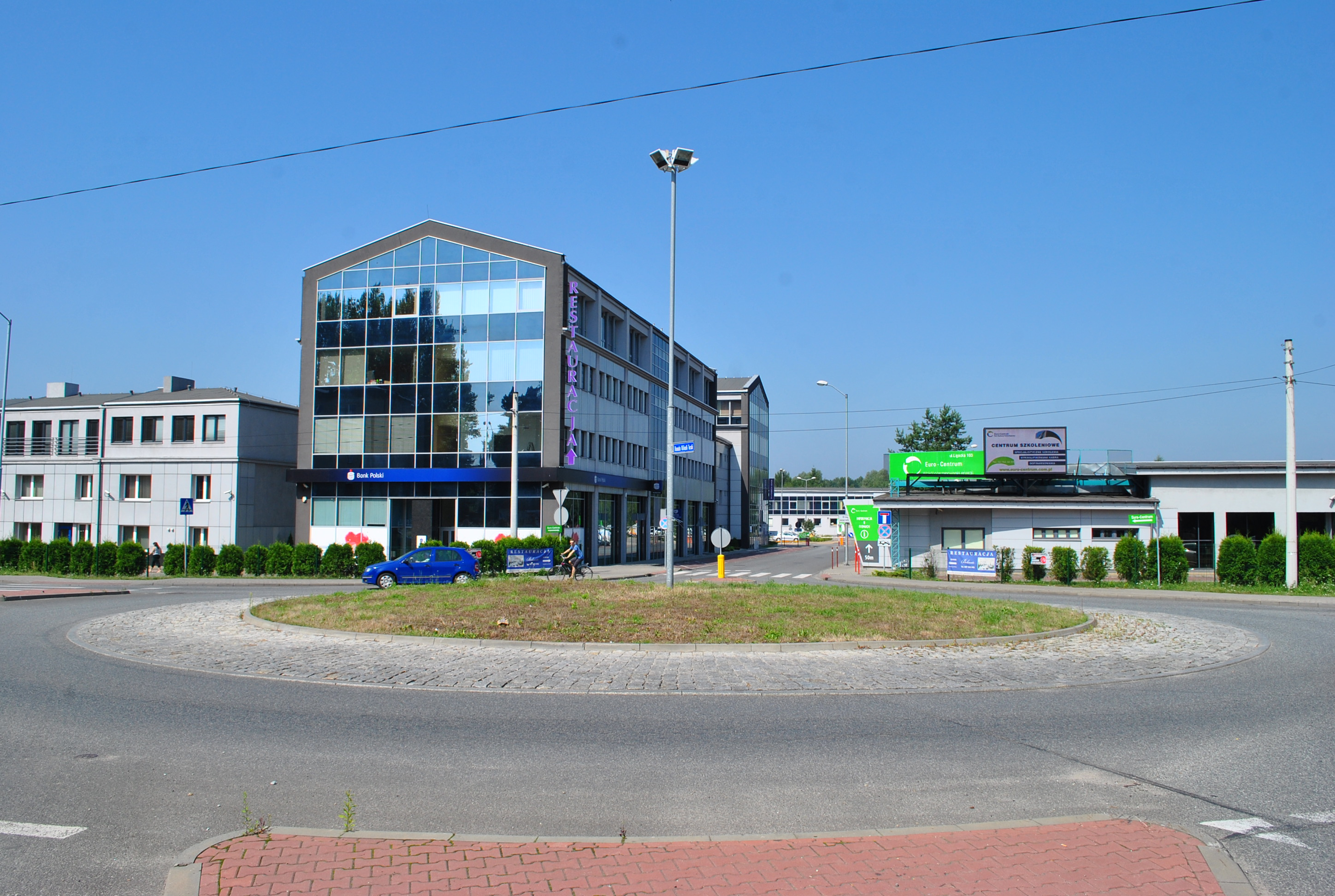
Budynki Euro-Centrum Parku Przemysłowego (ul. Ligocka 103)

Podstawowymi instytucjami wspierania gospodarki w Katowicach są:
1. Katowicka Specjalna Strefa Ekonomiczna – jest częścią polskiego systemu specjalnych stref ekonomicznych powołanych przez Radę Ministrów. Powstała ona w 1996 roku celem wsparcia i przyspieszenia procesów restrukturyzacji przemysłu w GOP-ie oraz stworzenia nowych miejsc pracy w regionie. W 2008 roku była ona największą z 14 wówczas funkcjonujących polskich stref ekonomicznych pod względem liczby firm, zainwestowanego kapitału i nowo utworzonych miejsc pracy. Strefa ma charakter rozproszony, a Katowice objęte są w podstrefie tyskiej, w której w 2006 roku znajdowały się następujące kompleksy: „Altus” (ok. 0,78 ha), „Chorzowska 50” (ok. 2,22 ha) i „ul. Roździeńska – ul. Obrońców Westerplatte” (ok. 4,97 ha). W 2007 roku włączono do KSSE dodatkowo 14 kompleksów w różnych częściach miasta[362].
2. Parki przemysłowe i technologiczne, w tym m.in.:
  - Górnośląski Park Przemysłowy (ul. Konduktorska) – działalność parku obejmuje m.in.: obrót nieruchomościami, doradztwo w zakresie prowadzenia działalności gospodarczej i zarządzania, pozaszkolne formy kształcenia czy promocję i reklamę; prowadzi ona działania na rzecz tworzenia parku przemysłowego na terenach po zlikwidowanych terenach huty „Silesia”[362],
  - Euro-Centrum Park Przemysłowy (ul. Ligocka 103) – działalność parku obejmuje m.in.: obrót i zarządzanie nieruchomościami, prace badawczo-rozwojowe w dziedzinie norm technicznych, a także promocję i reklamę; park obejmuje kompleks budynków biurowo-usługowych w standardzie klasy B+; na jego terenie powstał Euro-Centrum Park Naukowo-Technologiczny[363],
  - Green Park (ul. Murckowska 14)[363].

Prócz powyższych instytucji, w Katowicach działa także Izba Rzemieślnicza oraz Małej i Średniej Przedsiębiorczości w Katowicach (pl. Wolności 12) i Regionalna Izba gospodarcza w Katowicach (ul. Opolska 15). Powiatowy Urząd Pracy w Katowicach położony jest przy ulicy P. Pośpiecha 14, a Wojewódzki Urząd Pracy w Katowicach przy ulicy T. Kościuszki 30.
W Katowicach odbywa się szereg wydarzeń kongresowych oraz wystawienniczych. Łącznie w 2011 roku w Katowicach odbyło się 900 spotkań i wydarzeń konferencyjnych, w których uczestniczyło 173,6 tys. osób. Do największych wydarzeń cyklicznych o charakterze międzynarodowych odbywających się w mieście zaliczany jest Europejski Kongres Gospodarczy oraz Europejski Kongres Małych i Średnich Przedsiębiorstw.

### Rys historyczny

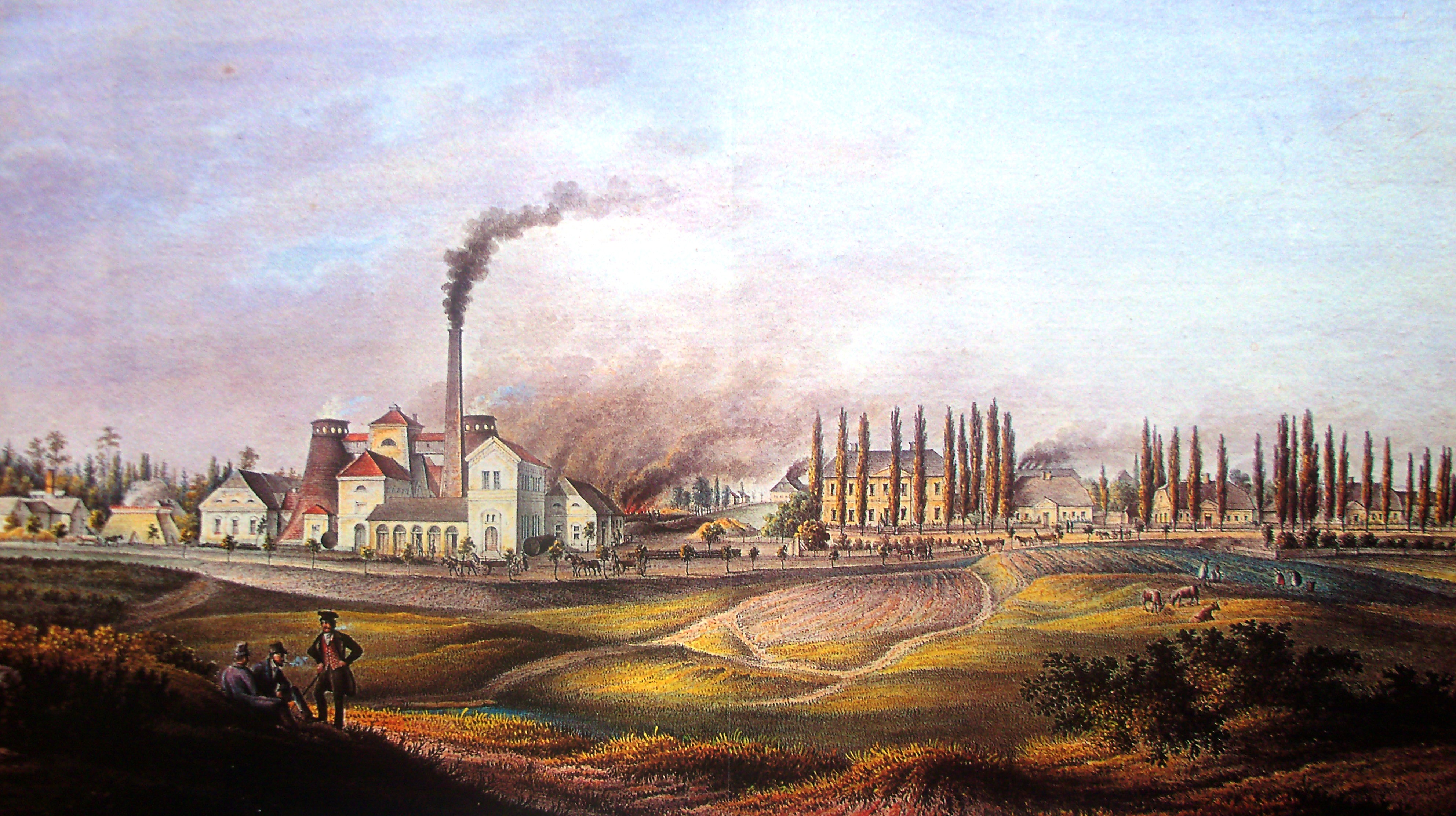
Huta „Hohenlohe” na litografii Ernesta Knippla z połowy XIX wieku

Do początku XIX wieku Katowice, jak i pozostałe wsie w okolicy zachowały przeważnie charakter rolniczy. Cały zaś Górny Śląsk w okresie panowania Habsburgów był zacofany pod względem rozwoju w porównaniu z zamożniejszym Dolnym Śląskiem. Wzrost zainteresowania bogatym w surowce obszarem Górnego Śląska zanotowano dopiero po włączeniu regionu do Królestwa Prus po wojnach śląskich. Nowoczesny przemysł na obszar współczesnych Katowic wprowadził przedsiębiorca hutniczy Johann Ferdinand Koulhaas, który postanowił zrealizować plany wytopu żelaza za pomocą węgla kamiennego. W 1801 roku założył w Brynowie kopalnię węgla kamiennego „Beate”. W tym samym czasie książę Hohenlohe w Wełnowcu otworzył kopalnię węgla, a w 1805 roku dwa wielkie piece, dając początek kompleksowi zakładów „Hohenlohe”.

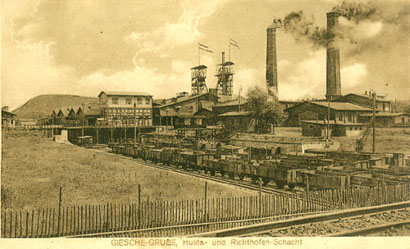
Szyby „Richthofen” („Wilson I”) i „Hulda” („Wilson II”) kopalni „Giesche” („Wieczorek”) około 1915 roku

Rozwój przemysłu wydobywczego oraz ciężkiego w XIX wieku stał się jednym z czynników miastotwórczych Katowic, zwłaszcza jego zewnętrznych części. Początki eksploatacji węgla kamiennego sięgają lat 40. XVIII wieku, kiedy to wydobywano węgiel w Murckach. W 1769 rozpoczęto budowę kopalni „Emanuelssegen” („Błogosławiona Emanuela”; późniejsza kopalnia „Murcki”) i była ona jednocześnie jedną z najstarszych kopalni na terenie Górnego Śląska. Wraz ze wzrostem zapotrzebowania na węgiel w pierwszej połowie XIX wieku na terenie obecnych Katowic powstały kolejne kopalnie, w tym m.in. w 1823 roku „Ferdinand” (późniejsza kopalnia „Katowice”) w Bogucicach, a w 1840 roku Karol Godula założył kopalnię „Cleophas” (późniejszy „Kleofas”) w Załężu. W 1883 roku powstała skonsolidowana kopalnia „Giesche” (późniejszy „Wieczorek”) w Janowie, a w 1899 roku w Brynowie największy i najnowocześniejszy wówczas zakład tego typu – kopalnia „Oheim” (późniejszy „Wujek”).

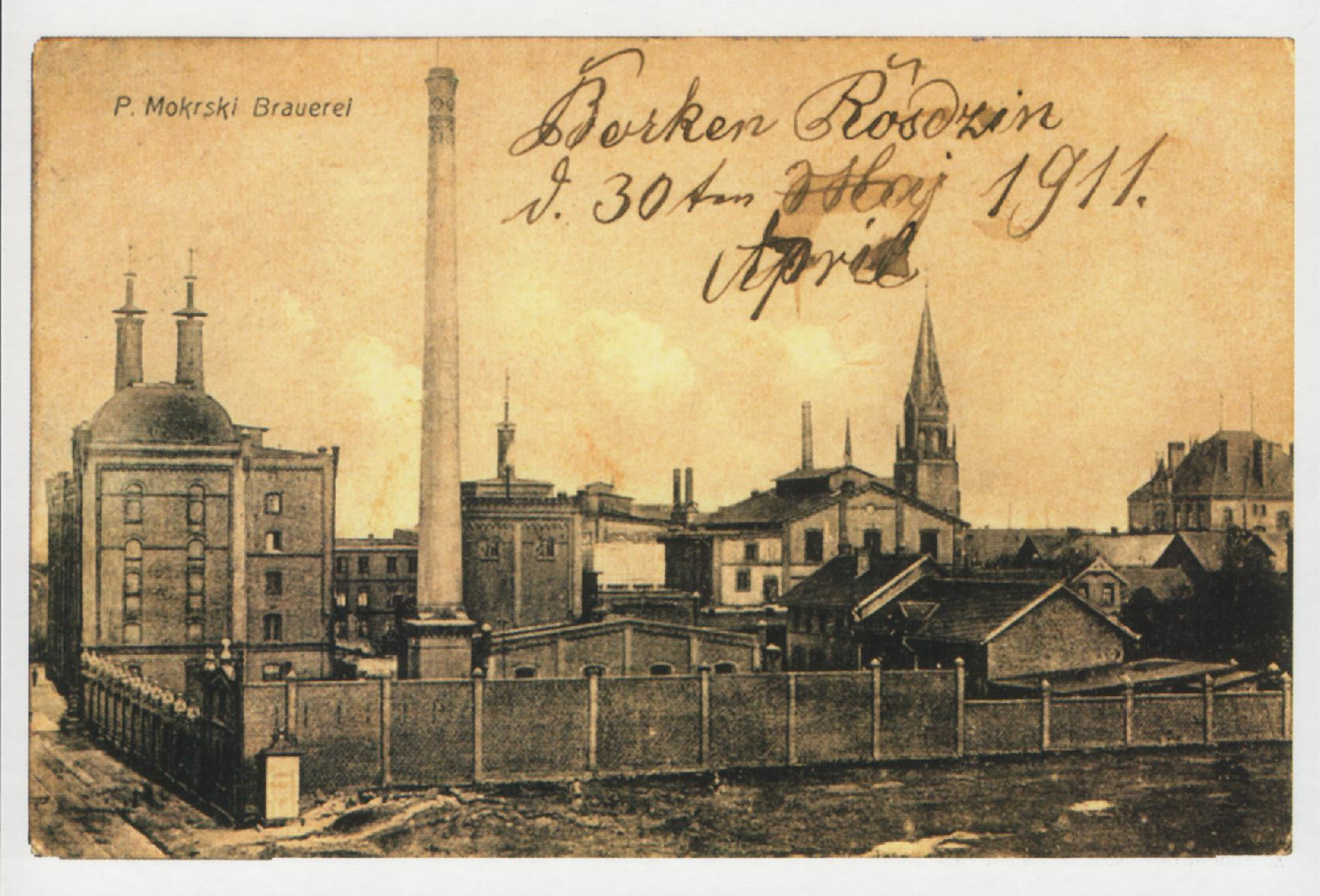
Kompleks browaru braci Mokrskich w Roździeniu w 1911 roku

W XIX wieku intensywnie rozwijało się hutnictwo cynku, które było jednym z podstawowych gałęzi przemysłu ciężkiego w granicach obecnych Katowic. W 1863 roku na obszarze współczesnych Katowic działało 12 hut cynku, z czego największa z nich była huta „Wilhelmina” w Szopienicach, założona w 1834 roku. W tym czasie rozwijało się też hutnictwo żelaza. Jedna z pierwszych hut tego typu powstała na granicy Dębu i Załęża w 1823 roku z inicjatywy Johna Baildona – była to huta „Baildon”. Uruchamiano też zakłady dalszej przeróbki produktów hutniczych, a najważniejszym z nich była huta „Ferrum” w Zawodziu, otwarta w 1874 roku. Zakład ten wyspecjalizował się w produkcji rur i wyrobów stalowych.
Po uzyskaniu przez Katowice praw miejskich stały się one prężnie rozwijającym się ośrodkiem gospodarczym. Obok zakładów przemysłowych, które powstały jeszcze przed nadaniem praw miejskich, do końca XIX wieku ulokowały się tutaj 3 browary, młyn zbożowy, fabryka chemiczna, cegielnia, fabryka mydła D. Czwiklitzera, 2 fabryki pieców i kotłów, kilkanaście hurtowni i inne przedsiębiorstwa. Czynnych było około 100 sklepów.

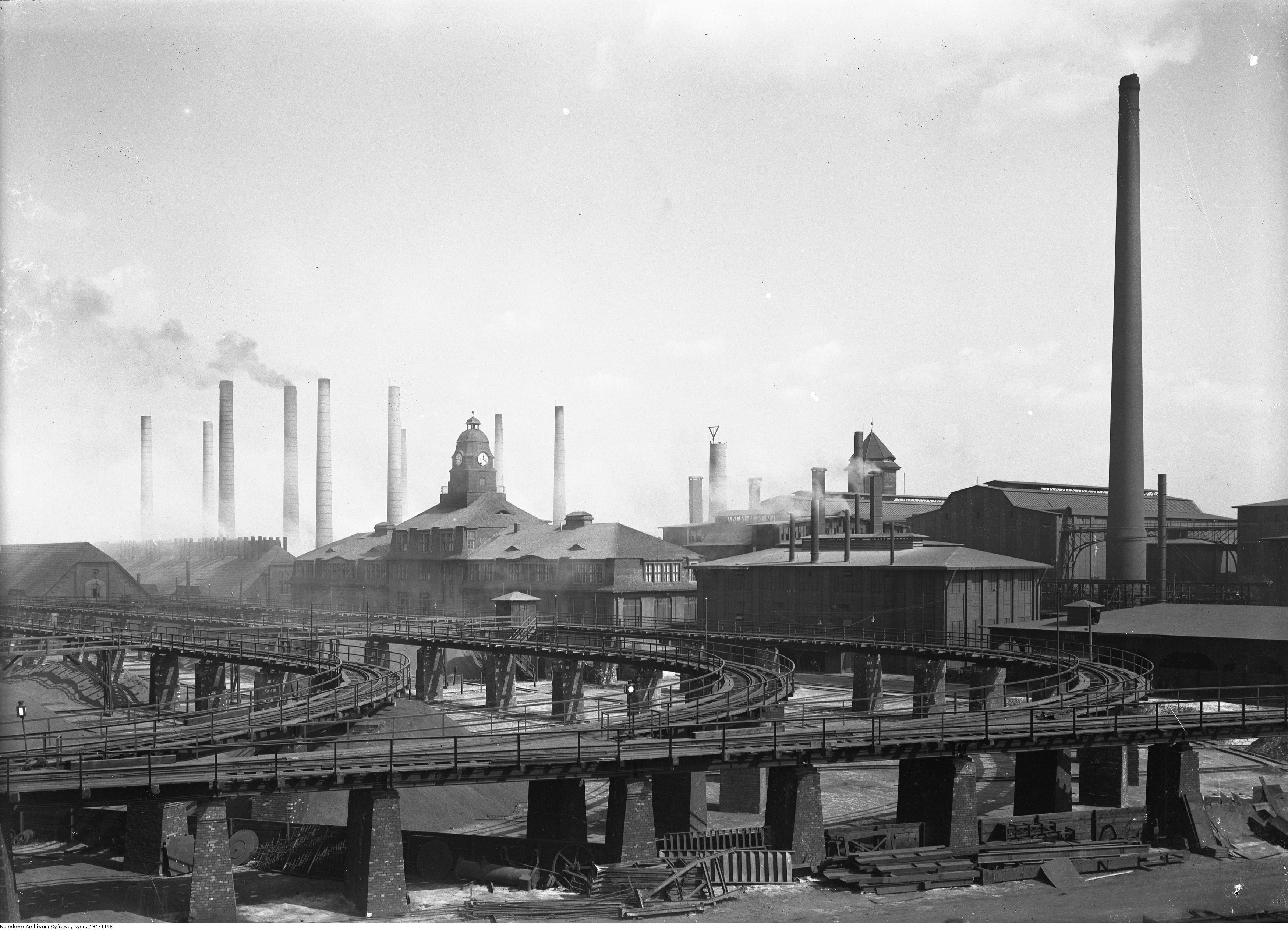
Huta cynku „Uthemann” w Szopienicach w 1927 roku

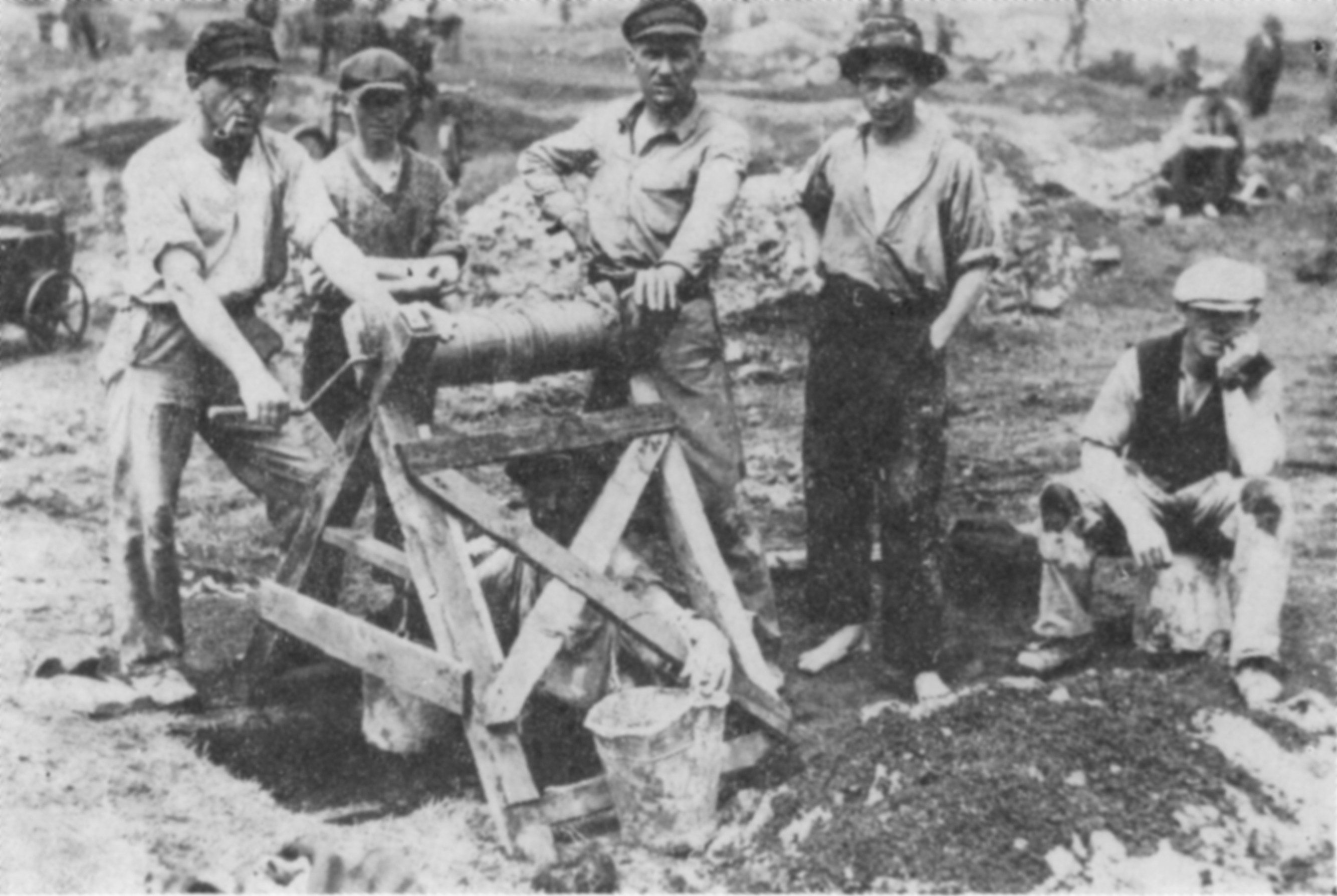
Drążenie biedaszybów na terenie Wełnowca w latach 30. XX wieku

Samo miasto Katowice do momentu inkorporacji w 1924 roku dzielnic o funkcji przemysłowo-mieszkaniowej miało charakter głównie administracyjno-usługowy. W 1931 roku 49,5% mieszkańców miasta pracowało w przemyśle, z czego 12,5% w górnictwie węgla kamiennego. W 1938 roku funkcjonowało łącznie 258 zakładów przemysłowych, w tym 55 zakładów metalurgicznych, 41 chemiczno-technologicznych oraz 19 ceramicznych i kamieniarskich. W tym czasie prócz przemysłu ciężkiego funkcjonowały przedsiębiorstwa z branży przetwórczej, silnie powiązane z przemysłem ciężkim i wydobywczym, produkujące głównie środki produkcji, natomiast przemysł nastawiony na dobra konsumenckie funkcjonował w formie drobnych zakładów. Przemysł cynkowy w latach międzywojennych odgrywał znacznie mniejszą rolę – w granicach ówczesnych Katowic funkcjonowała tylko jedna huta – „Kunegunda” w Zawodziu. W latach międzywojennych na terenie miasta powstawały także nowe zakłady. W 1923 roku w Zawodziu rozpoczęła produkcja Wytwórnia Maszyn i Urządzeń Górniczych „Elewator”, a na początku lat 30. XX wieku Fabryka Żarówek „Helios”. W 1922 roku powstała firma Elektro-Porcelana Czudaywerke, z której wykształciła się w Zawodziu Fabryka Porcelany „Gieshe”. W Załężu w latach 30. XX wieku działała natomiast Fabryka Maszyn i Narzędzi Górniczych „Moj”.
W latach międzywojennych wzrosła też rola Katowic jako ekonomicznego ośrodka dyspozycyjnego. Ulokowano tutaj siedzibę Izby Przemysłowo-Handlowej, a ponadto siedzibę miało tutaj 9 dyrekcji wielkich koncernów górniczo-hutniczych i 4 spółki akcyjne przemysłu chemicznego i drzewnego. Na przełomie lat 20. i 30. XX wieku utworzono Wspólnotę Interesów Górniczo-Hutniczych. W tym okresie w Katowicach swoją placówkę miało wiele banków, zarówno polskich, jak i zagranicznych. 8 sierpnia 1922 roku został otwarty, oparty na kapitale francuskim Bank Śląski. Wielki kryzys lat 30. XX wieku odczuwany był także w Katowicach, zwłaszcza w hutnictwie – w samej hucie „Baildon” zatrudnienie zmniejszono o 30–40%, a w hucie „Ferrum” aż o 80%. W górnictwie w najgorszej sytuacji były kopalnie „Kleofas” i „Ferdynand”. Powstawały także biedaszyby.
W latach 1945–1989 przemysł nadal odgrywał znaczącą rolę w gospodarce miasta. W 1968 roku z Katowic pochodziło 8% krajowej produkcji węgla kamiennego (10,4 mln ton), 1,9% stali (214,6 tys. ton) oraz 73,3% cynku (148,8 tys. ton). W skali ówczesnego województwa katowickiego w 1975 roku udział produkcji przemysłowej stanowił 12,8%, a zatrudnienia w przemyśle 11,4%. W 1985 roku udziały te były mniejsze – 10,7% produkcji przemysłowej i 9,7% pracujących w przemyśle. W 1989 w przemyśle zatrudnionych było 112,2 tys. mieszkańców Katowic (36% zatrudnionych w mieście).

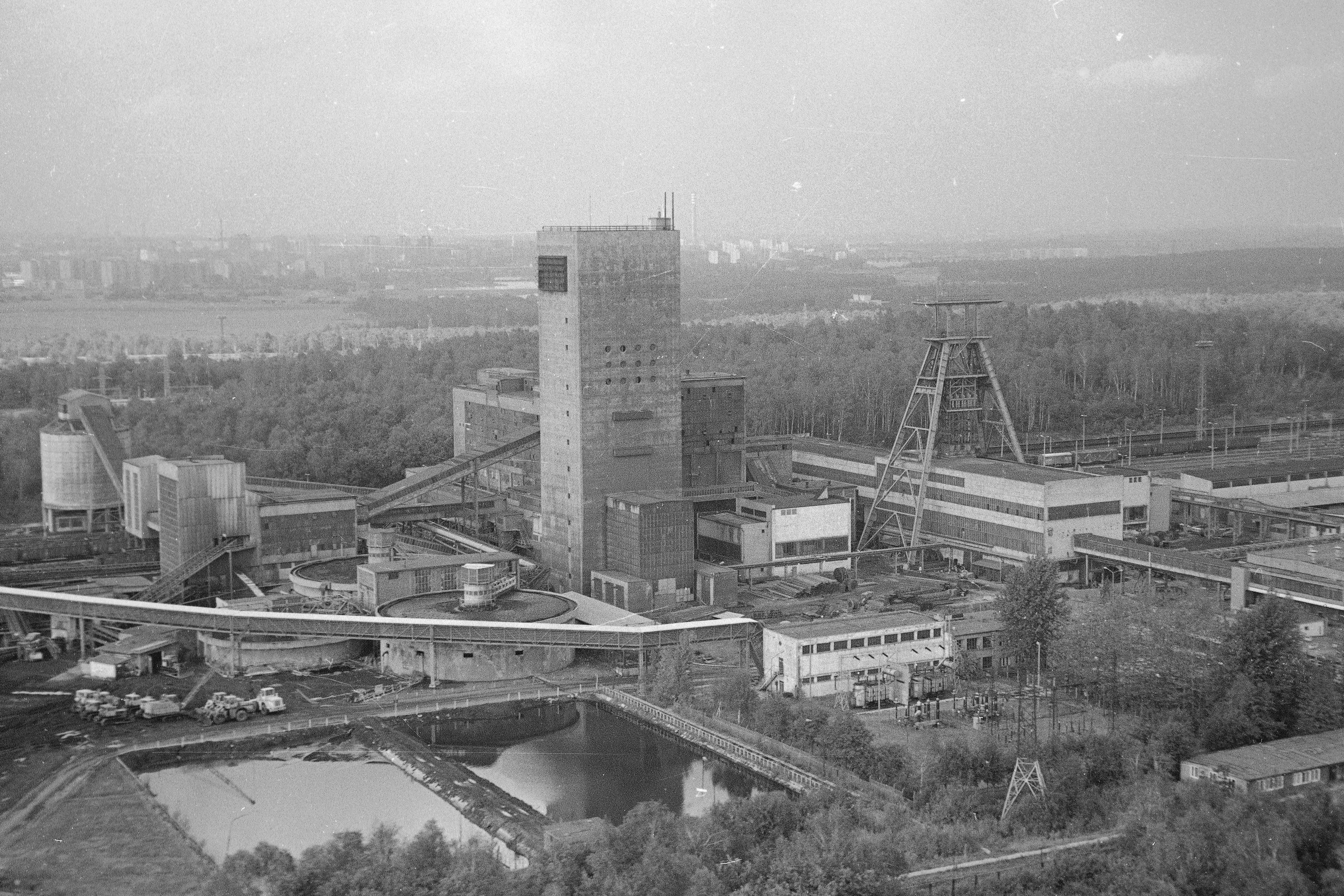
Kopalnia Węgla Kamiennego „Staszic” w Giszowcu w 1974 roku

Po II wojnie światowej w Katowicach funkcjonowało łącznie 7 kopalń węgla kamiennego: „Katowice”, „Kleofas”, „Wujek”, „Eminencja” (od 1953 roku „Gottwald”), „Wieczorek” (w tym włączona do niej 1 stycznia 1976 roku Zautomatyzowana Doświadczalna Kopalnia „Jan”), „Boże Dary” i „Murcki”. W 1964 roku na terenach rezerwowych kopalni „Wieczorek” w Giszowcu uruchomiono kopalnię „Staszic”, w 1974 roku połączono kopalnie „Kleofas” i „Gottwald”, a w 1976 roku „Boże Dary” i „Murcki”. Na przełomie lat 80. i 90. XX wieku na obszarze Katowic funkcjonowały dwie huty stali: „Baildon” i „Ferrum”, a także Huta Metali Nieżelaznych „Szopienice” i Zakłady Metalurgiczne „Silesia”, które ze względu na uciążliwy wpływ na środowisko zostały zlikwidowane. W 1985 roku w hutnictwie pracowało 10,2 tys. osób. Spośród pozostałych gałęzi przemysłu, wysokim udziałem w okresie PRL-u cechował się przemysł maszynowy, wyspecjalizowany głównie w produkcji maszyn i urządzeń górniczych. Do ważniejszych zakładów należały: Piotrowicka Fabryka Urządzeń Maszyn Górniczych, Fabryka Sprzętu i Narzędzi Górniczych oraz Śląska Fabryka Urządzeń Górniczych.
Po 1989 roku w wyniku przemian gospodarczych udział zatrudnionych w przemyśle w Katowicach zmalał w latach 1995–2006 o blisko połowę, do 27,9% ogółu zatrudnionych w 2006 roku. W tym czasie w Katowicach zlikwidowano kilka uciążliwych zakładów przemysłowych, a także wiele kopalń i hut. Pozostałe po ich likwidacji tereny poprzemysłowe często przeznaczone są pod inne funkcje, głównie handlowo-usługowe. Do najważniejszych tego typu przekształceń należy powstanie centrum handlowego Silesia City Center na terenie byłej kopalni „Gottwald”, które oddano do użytku 17 listopada 2005 roku. Po 1989 rozwinęły się natomiast nowoczesne gałęzie przemysłu, zlokalizowane zwłaszcza w parkach przemysłowych i technologicznych.

## Infrastruktura

### Infrastruktura techniczna

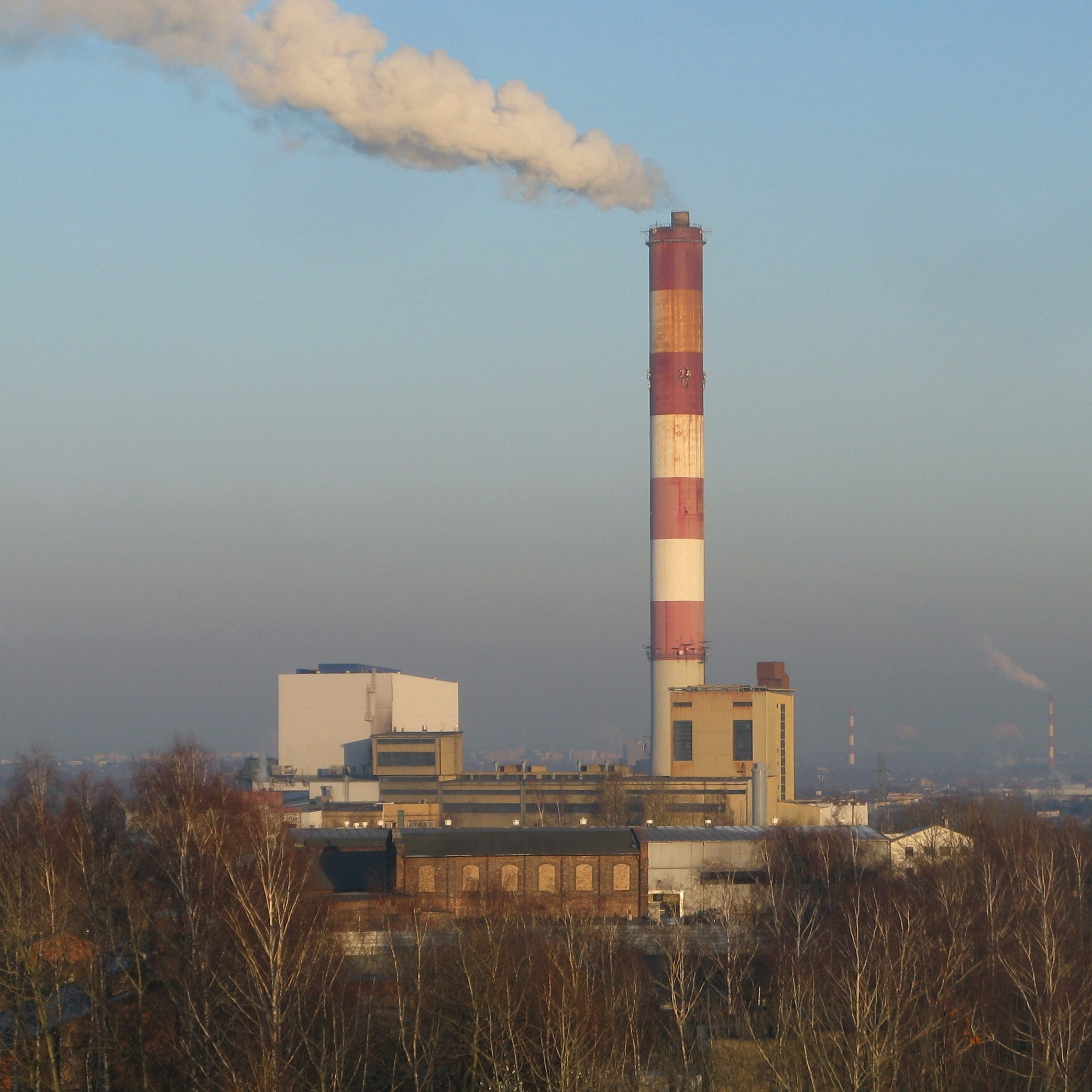
Zakład Wytwarzania Katowice spółki Tauron Ciepło (dawniej Elektrociepłownia Katowice) na granicy Katowic i Siemianowic Śląskich

Zaopatrzenie miasta w energię elektryczną odbywa się za pomocą sieci wysokich napięć 110 kV, a przekazywanie energii odbywa się poprzez stacje elektroenergetyczne, w tym przez stację nadrzędną 220/110 kV „Katowice-Północ”. Poza tym na terenie Katowic działa kilkanaście stacji energetycznych GPZ o przekładni 110 kV na średnie napięcie, a także stacje na terenach większych zakładów przemysłowych. Większość źródeł energii elektrycznej znajduje się poza granicami miasta, a z punktu widzenia bezpieczeństwa energetycznego Katowic kluczowe znaczenie posiadają elektrownie: Halemba, Jaworzno, Łagisza i Łaziska. Zużycie energii elektrycznej na niskim napięciu w Katowicach w 2006 roku wynosiło ok. 272 tys. MWh.
Siecią ciepłowniczą objęta jest większość obszaru Katowic, a poza nią pozostają głównie południowe części miasta: Zarzecze, większa część Kostuchny, Podlesie, zachodnia część Ligoty-Panewnik oraz północno-wschodnia część Dąbrówki Małej. Największym źródłem ciepła jest Zakład Wytwarzania Katowice (d. Elektrociepłownia Katowice) z siedzibą przy ulicy Siemianowickiej 60. W 2009 roku moc cieplna zakładu wynosiła 692 MW, a moc elektryczna 205 MW. Innymi znaczącymi zakładami są należące do spółki Dalkia Polska Energia zakłady produkcyjne: „Szopienice” (ul. 11 Listopada 19; 76,5 MW mocy ciepła), „Wieczorek” (ul. Szopienicka 58; 131,1 MW mocy ciepła) i „Wujek” (ul. W. Pola 65; 121,2 MW mocy ciepła). Zużycie energii cieplnej w 2003 roku w Katowicach wynosiło 11,04 mln GJ.
Katowice nie posiadają własnych źródeł zasilania w gaz i jest on dostarczany do miasta z układów ogólnopolskich. Źródłem gazu są gazociągi wysokoprężne oraz podwyższonego średniego ciśnienia, w tym m.in. wysokiego ciśnienia Szopienice – Dąbrowa Górnicza. W mieście znajduje się kilkanaście stacji redukcyjno-pomiarowych I stopnia. Długość sieci gazowej w Katowicach (łącznie z przyłączami do budynków niemieszkalnych) wynosiła w 2018 roku 661,3 km, a zużycie gazu na 1 mieszkańca 1543,3 kWh. Gazociągi wysokoprężne eksploatowane są przez Operatora Gazociągów Przesyłowych Gaz-System oddział w Świerklanach, a sieć gazowa oraz urządzenia z nią związane na terenie miasta przez będącą częścią Polskiej Spółki Gazownictwa Gazowni w Katowicach (ul. J. Pukowca 3). Spółka ta też zajmuje się regionalną dystrybucją gazu sieciowego.

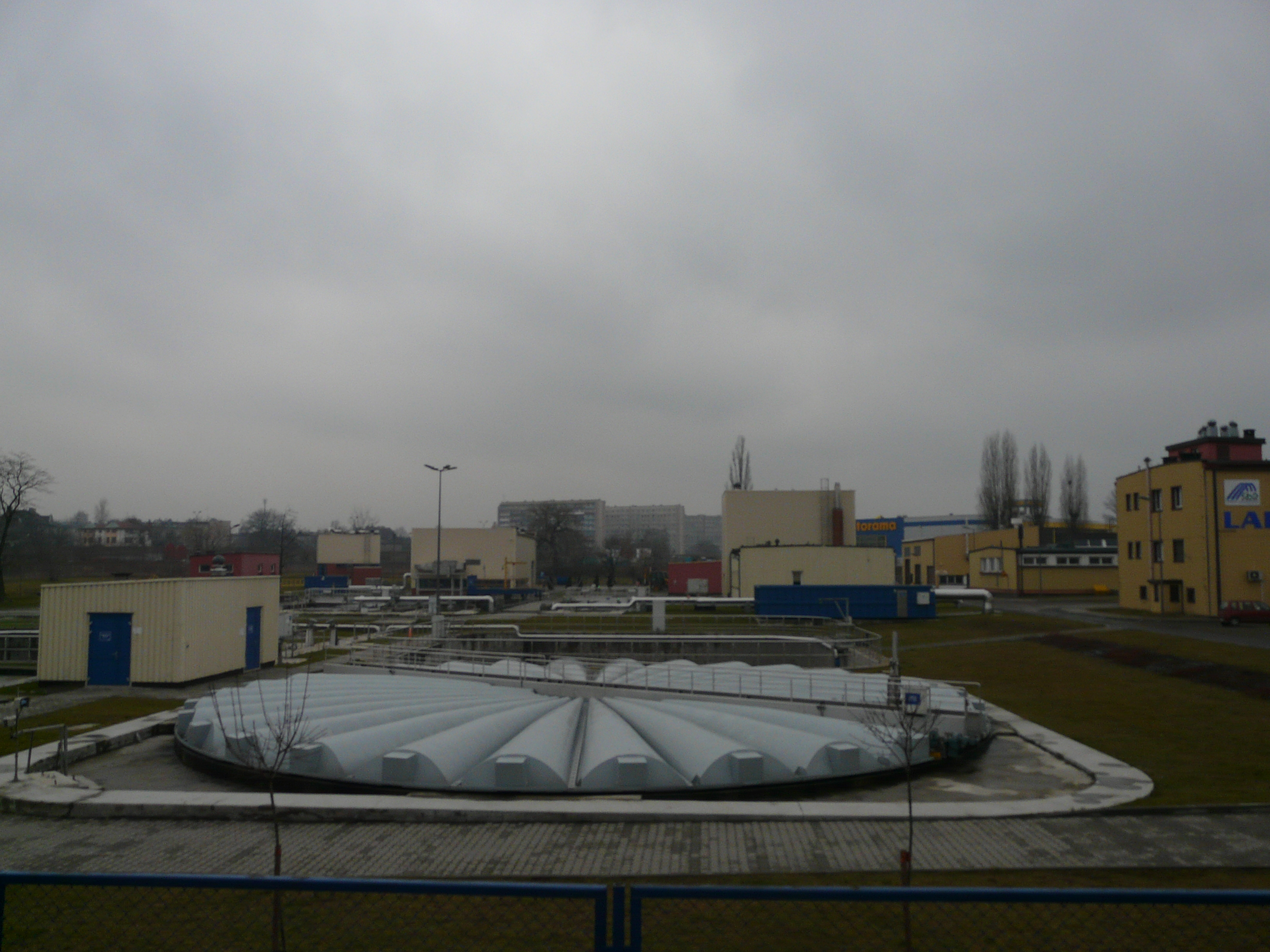
Oczyszczalnia Ścieków Klimzowiec, znajdująca się na granicy Katowic i Chorzowa (ul. ks. J. Gałeczki)

Źródła wody dla Katowic także znajdują się poza granicami miasta. Zaopatrzenie miasta w wodę stanowi integralny element regionalnego systemu wodociągowego Górnośląskiego Przedsiębiorstwa Wodociągów w Katowicach, korzystającego ze źródeł wody m.in. w Goczałkowicach-Zdroju, Dziećkowicach i Czańcu, obejmującego zakłady i stacje uzdatniania wody, wodociągi magistralne oraz zbiorniki wyrównawcze wody. Długość sieci wodociągowej w Katowicach (sieć rozdzielcza) wynosiła w 2018 roku 711,6 km, a zużycie wody na 1 mieszkańca wynosiło 36,4 m³. Zaopatrzenie Katowic w wodę realizują dwie spółki: Górnośląskie Przedsiębiorstwo Wodociągów w Katowicach (ul. Wojewódzka 19) – prowadzi działalność polegającą na ujmowaniu, uzdatnianiu, magazynowaniu, rozprowadzaniu i sprzedaży wody głównie odbiorcom hurtowym oraz Katowickie Wodociągi (ul. Obrońców Westerplatte 89) – dokonuje zakupów wody od GPW, po czym sprzedaje ją bezpośrednio odbiorcom.
Długość sieci kanalizacyjnej w Katowicach (sieć rozdzielcza + kolektory) wynosiła w 2018 roku 630,9 km, a jej eksploatacją na terenie miasta zajmują się dwie instytucje: Katowickie Wodociągi – w zakresie kanalizacji sanitarnej i ogólnospławnej (część także przez Chorzowsko-Świętochłowickie Przedsiębiorstwo Wodociągów i Kanalizacji – osiedle Tysiąclecia Górne, które jest podłączone do OŚ Klimzowiec) oraz Miejski Zarząd Ulic i Mostów w Katowicach – w zakresie kanalizacji deszczowej. W 2012 roku ze zbiorowego systemu kanalizacji korzystało 275,5 tys. mieszkańców Katowic (90% mieszkańców miasta). Spółka Katowickie Wodociągi zarządza następującymi oczyszczalniami ścieków: Gigablok – obejmuje północną część Katowic, położoną w dorzeczu Wisły, której ścieki po oczyszczeniu są odprowadzane do Rawy; Panewniki – obejmuje południowo-zachodnią część miasta, położoną w zlewniach Kłodnicy i Ślepiotki (Ligota-Panewniki i część Piotrowic-Ochojca); Podlesie – obejmuje południową i południowo-wschodnią część miasta (Piotrowice-Ochojec, Kostuchna, Murcki i Podlesie), z której oczyszczone ścieki wpływają do Mlecznej i Dąbrówka Mała-Centrum – obejmuje Dąbrówkę Małą, a także Czeladź i część Sosnowca.

### Gospodarka komunalna
Odbiorem i transportem odpadów na terenie miasta, a także oczyszczaniem dróg zajmuje się Miejskie Przedsiębiorstwo Gospodarki Komunalnej w Katowicach z siedzibą przy ulicy Obroki 140. Odpady komunalne wytwarzane na terenie Katowic są poddawane odzyskowi w kompostowni oraz sortowaniu w sortowni surowców wtórnych z selektywnej zbiórki przy ulicy Milowickiej 7, składowaniu jako odpad podsitowy na składowisku odpadów komunalnych przy ulicy Żwirowej bądź też unieszkodliwieniu w obiektach poza terenem miasta. Łączna ilość wytworzonych odpadów komunalnych w 2003 roku wynosiła ok. 134 tys. Mg.
Na terenie Katowic, przy ulicy Leopolda (na granicy z Siemianowicami Śląskimi) zlokalizowane jest nieczynne, zrekultywowane składowisko odpadów komunalnych. Dodatkowo na terenie miasta znajdują się zwały, hałdy pogórnicze i pohutnicze w tym hałda w Kostuchnie i hałda Murckowska.

### Zasoby mieszkaniowe

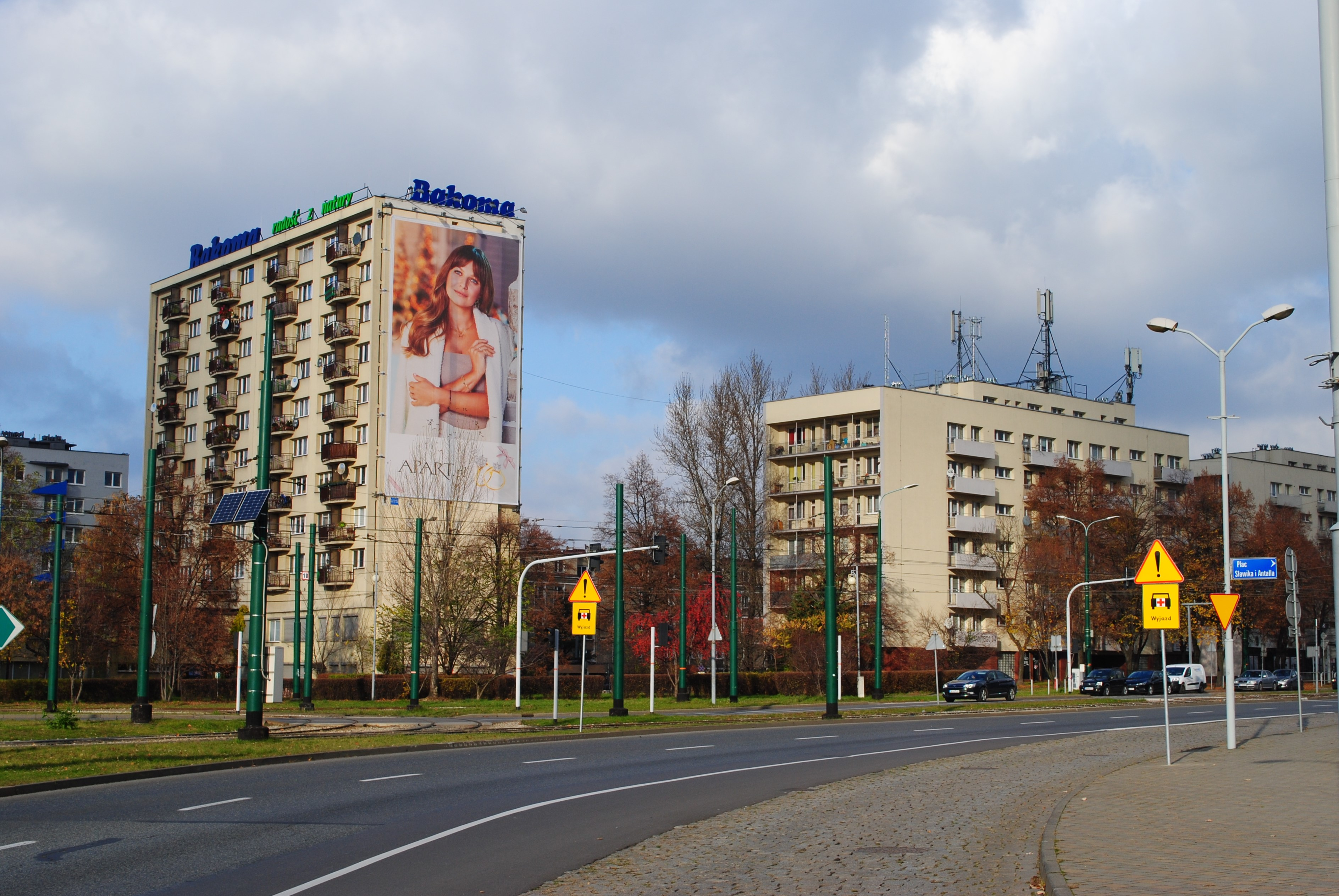
Siedziba KZGM-u w Katowicach (ul. M. Grażyńskiego 5; lewy budynek)

W 2007 roku Katowice dysponowały 133,6 tys. mieszkaniami (439,7 tys. izb) o łącznej powierzchni użytkowej 7,8 mln m², z czego najwięcej stanowiły zasoby spółdzielni mieszkaniowych (blisko 60 tys. mieszkań; 44% wszystkich zasobów mieszkaniowych miasta) oraz mieszkania osób fizycznych (43 tys. mieszkań; 32%). Według danych z NSP 2002, w Katowicach przeważały mieszkania powstałe w latach 1971–1988, stanowiące wówczas 39,8% ogółu zasobów mieszkaniowych miasta oraz z lat 1945–1970, stanowiących 28,1% zasobów. Około 27% lokali mieszkalnych znajdowało się w budynkach powstałych przed 1944 rokiem, w tym 16% przed 1918 rokiem. Przeciętna powierzchnia użytkowa mieszkania w Katowicach wynosiło wówczas 58 m². Dominowały mieszkania o powierzchni 40–80 m² (65% ogółu), najmniejsze (poniżej 30 m²) stanowiły 4,2% zasobów, a największe (powyżej 80 m²) 12,3%. Na jedno mieszkanie przypadało średnio 3,3 izby, a na jedną osobę przypadało 24,6 m² powierzchni użytkowej mieszkania.
W 2012 roku liczba mieszkań w Katowicach wynosiła 129,2 tys. W tym czasie niemal 47% zasobu mieszkaniowego miasta były własnością osób fizycznych, a 12% stanowił zasób komunalny (łącznie około 16 tys. mieszkań). W 2012 roku w jednym mieszkaniu przeciętnie zamieszkują 2,4 osoby, a średnia powierzchnia użytkowa mieszkania wynosiła wówczas 59 m² (25 m² na 1 osobę).
Obsługą komunalną zasobów mieszkaniowych miasta Katowice zajmuje się Komunalny Zakład Gospodarki Mieszkaniowej w Katowicach (ul. M. Grażyńskiego 5).

## Transport

### Transport drogowy

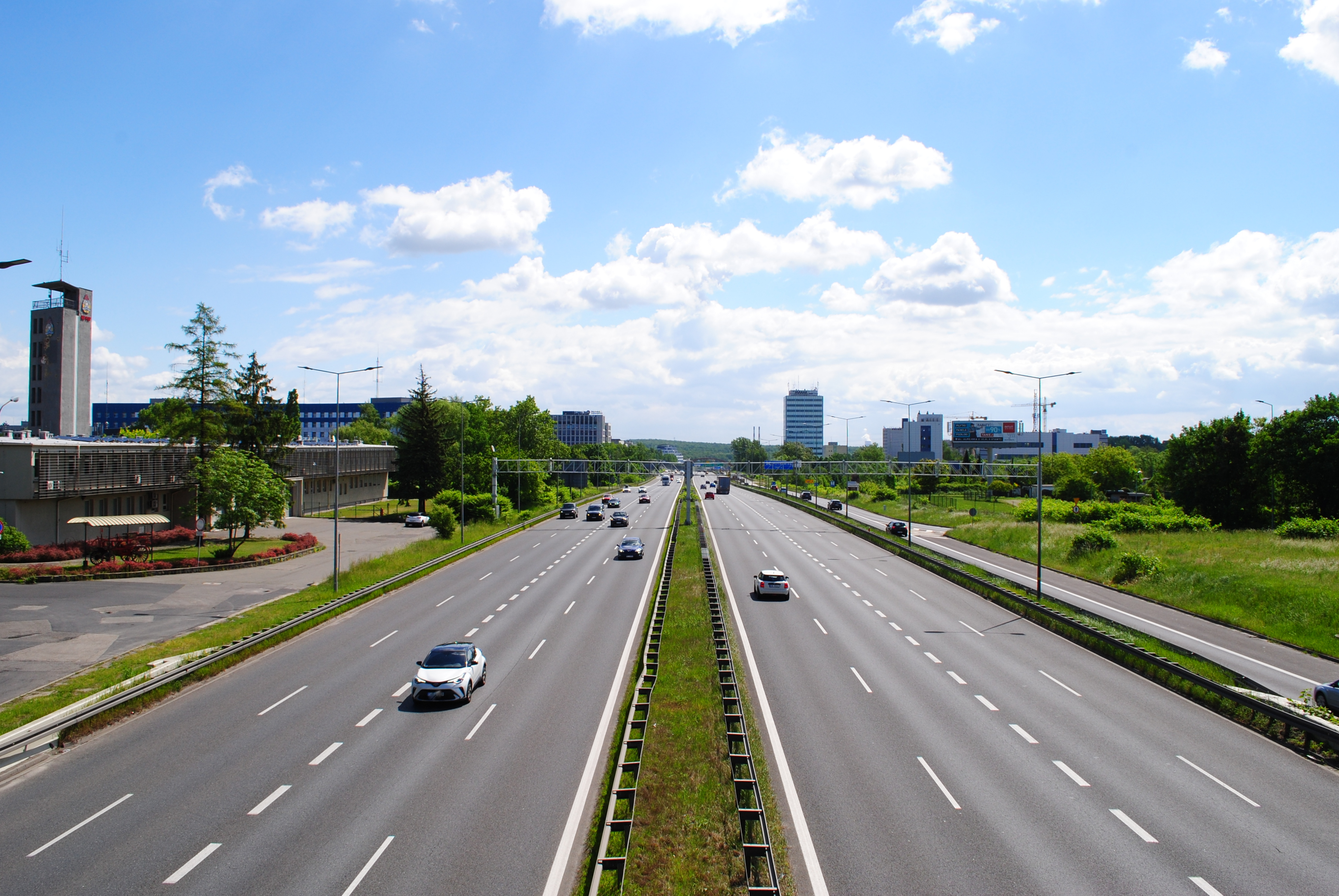
Autostrada A4 (aleja Górnośląska) na wysokości ulicy W. Stwosza (widok w kier. Krakowa)

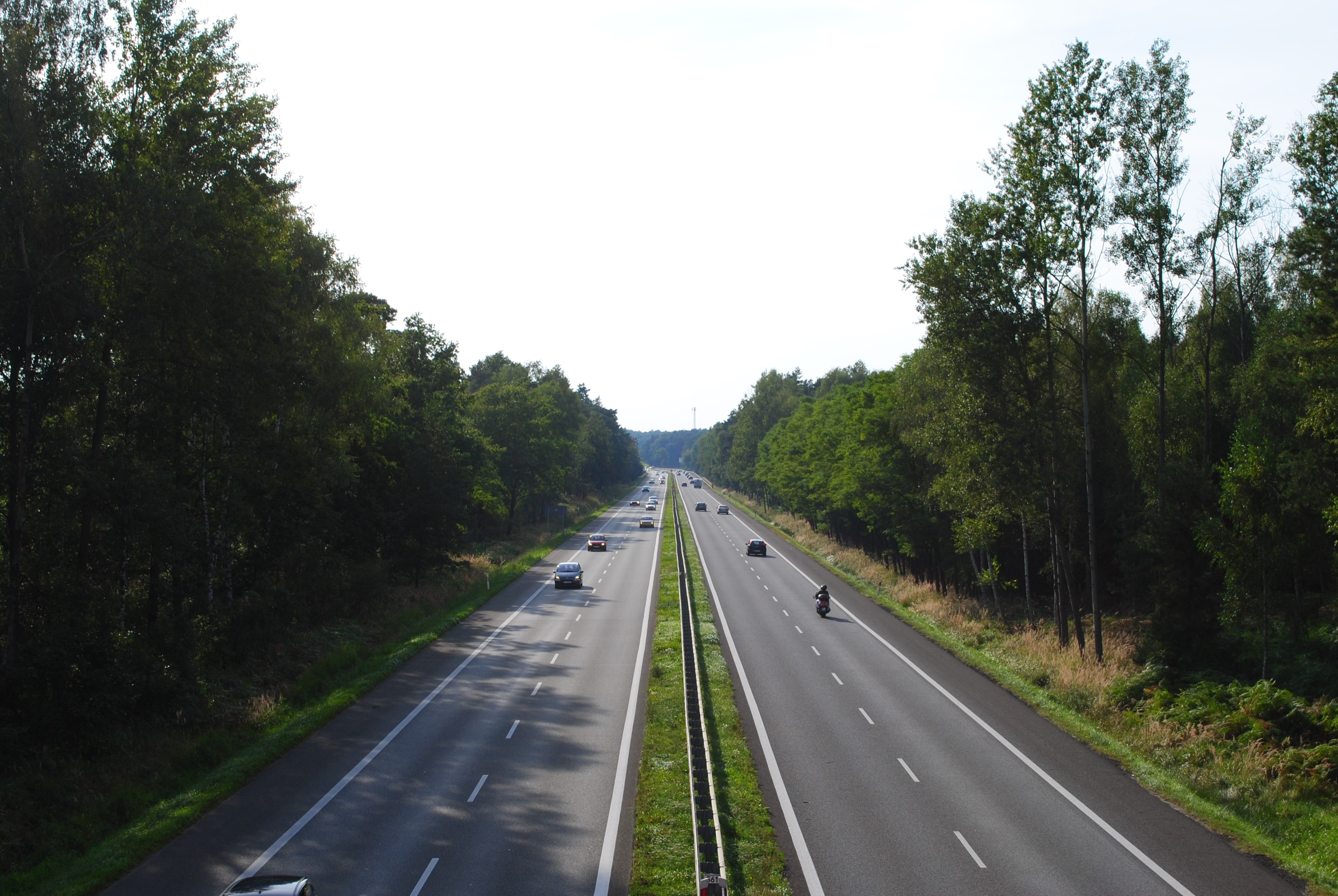
Katowicki fragment drogi ekspresowej S1

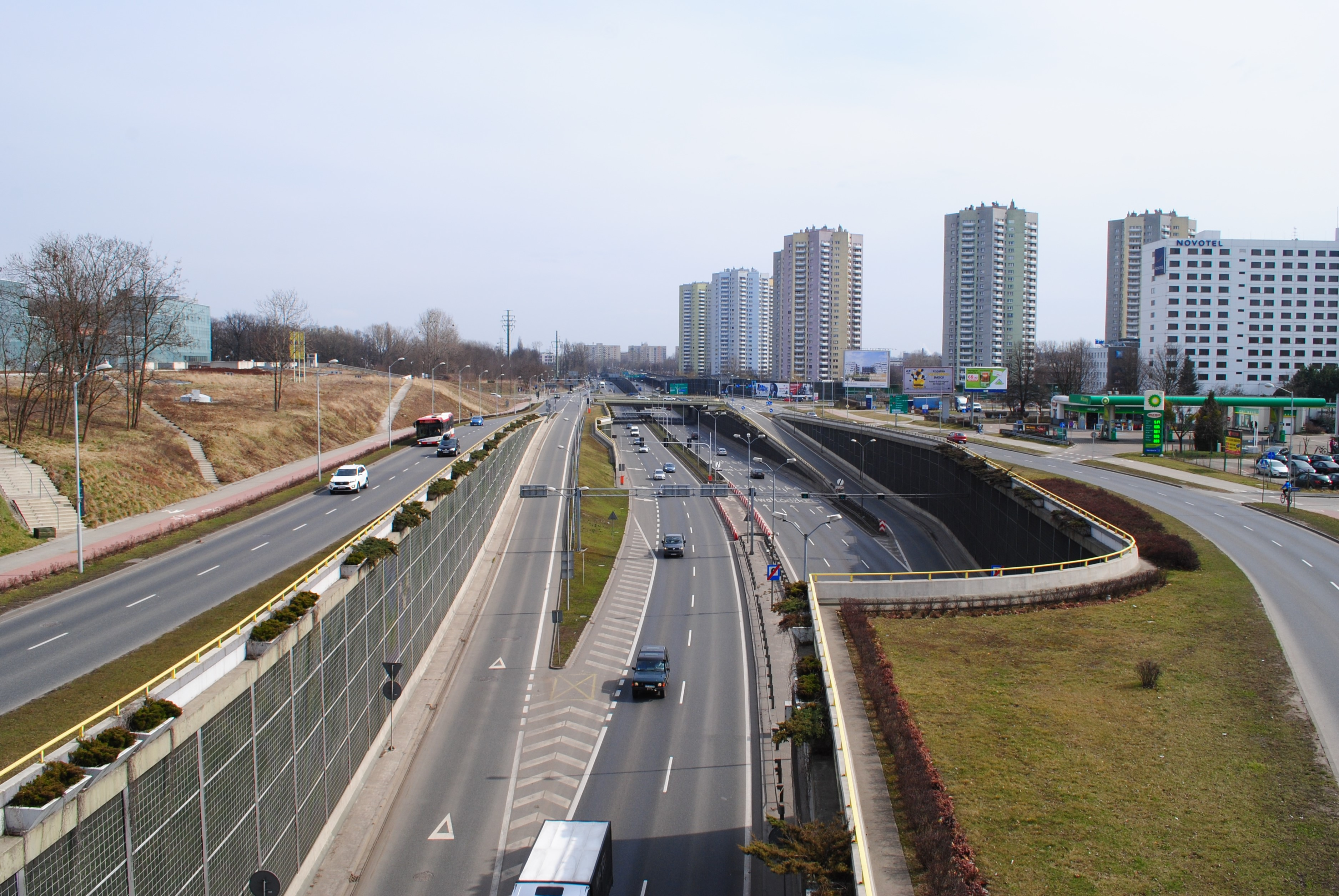
Droga krajowa nr 79 (aleja W. Roździeńskiego) na wysokości Strefy Kultury; widok w kier. Mysłowic

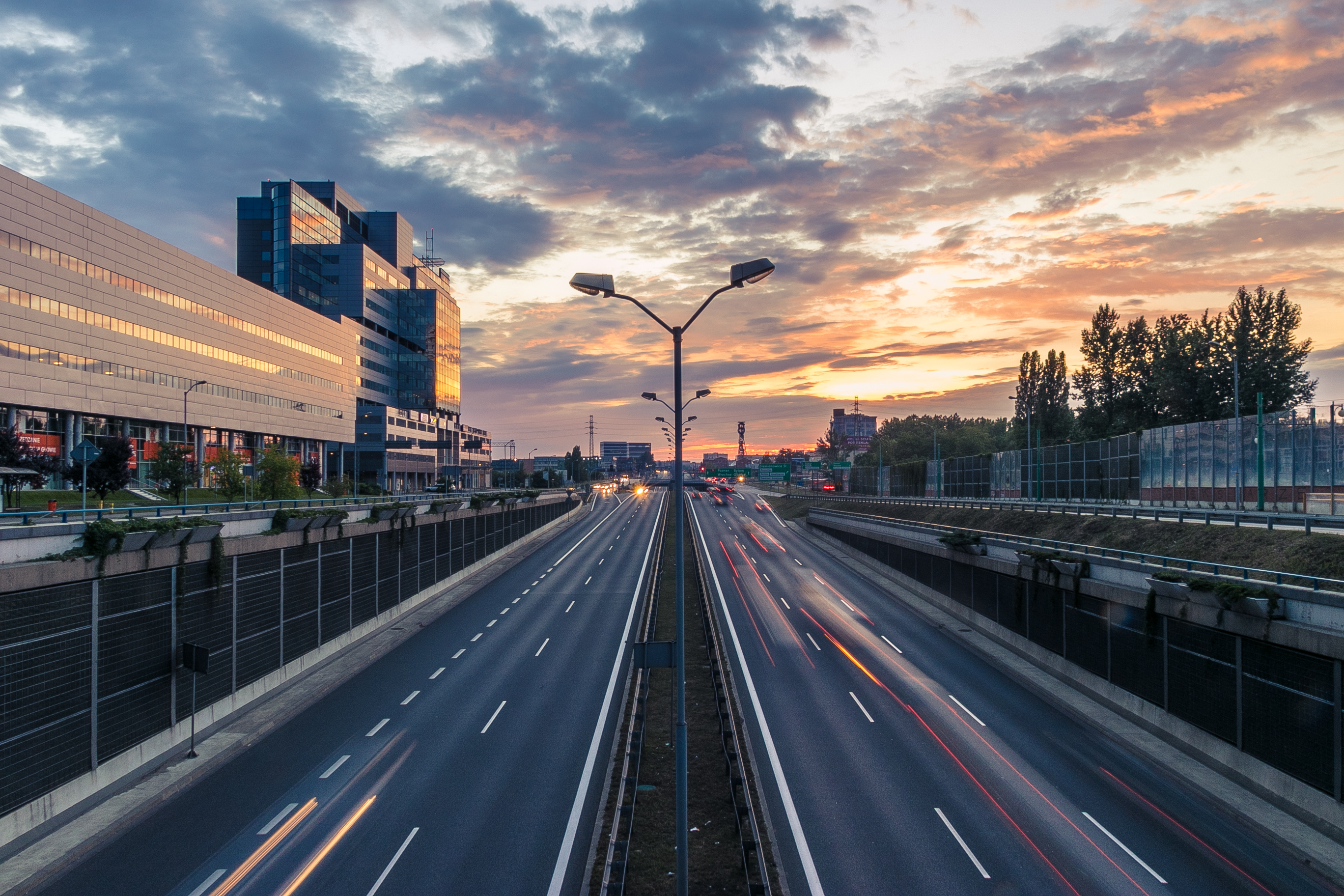
Droga krajowa nr 79 (ulica Chorzowska) na wysokości ulicy Sokolskiej; widok w kier. Chorzowa

Według stanu z połowy 2022 roku sieć dróg publicznych w Katowicach liczy 558 km, z czego 32,6 km to drogi krajowe, 2,5 km to drogi wojewódzkie, 198,6 km to drogi powiatowe, a 318,1 km to drogi gminne (288,7 km z dróg gminnych ma nawierzchnię twardą ulepszoną). Ponadto w mieście znajduje się 130 obiektów mostowych i 28 tuneli (w tym tunel Katowicki pod rondem gen. J. Ziętka o długościach naw 665 m i 659 m). Drogi powiatowe, wojewódzkie i krajowe (w tym autostrada A4) stanowią podstawowy układ komunikacyjny Katowic.
Katowice znajdują się na skrzyżowaniu dwóch drogowych szlaków komunikacyjnych. Są to:
- Trasa europejska E40 – w granicach Katowic przebiega w ciągu drogi autostrady A4[405],
- Trasa europejska E75 – w granicach Katowic przebiega w ciągu drogi ekspresowej S1[405].

Przez Katowice przebiegają następujące drogi ponadpowiatowe:
- Autostrada A4 (11 km na terenie Katowic[405]; część jako aleja Górnośląska; jezdnie zbiorczo-rozprowadzające w zachodniej części jako ulica Kochłowicka[406]) – droga będąca głównym elementem układu komunikacyjnego miasta, której podstawową funkcją jest przenoszenie ruchu dalekiego zasięgu; droga ta stanowi część paneuropejskiego korytarza transportowego nr III zapewniającego połączenia na wschód w kierunku Ukrainy przez Kraków i Rzeszów, a na zachód w kierunku Niemiec przez Opole i Wrocław[407],
- Droga ekspresowa S1 (krótki odcinek w granicach Murcek) – droga będąca częścią paneuropejskiego korytarza transportowego nr VI, kierująca się w kierunku północnym do Finlandii przez Toruń i Gdańsk, a w kierunku południowym do Grecji m.in. przez Czechy, Węgry i Serbię; droga ta dla Katowic zapewnia poprowadzenie potoków w ruchu tranzytowym relacji północ-południe[407],
- Droga krajowa nr 86 i droga ekspresowa S86 (aleja W. Roździeńskiego od węzła z ulicą Murckowską do granicy miasta z Sosnowcem jako droga ekspresowa; fragment alei W. Roździeńskiego oraz ulice: Murckowska, Pszczyńska i Bielska jako droga krajowa) – droga zapewniająca połączenie Katowic w kierunku południowym z Tychami, a na północ z Sosnowcem, Będzinem i dalej wzdłuż drogi ekspresowej S1 do portu lotniczego Katowice im. W. Korfantego[407],
- Droga krajowa nr 79 (kolejno: ulica Krakowska, ulica Bagienna, aleja W. Roździeńskiego i ulica Chorzowska[405]) – droga przecinająca Katowice w osi wschód-zachód, stanowiąca alternatywę dla autostrady A4; zapewnia połączenie Katowic w kierunku zachodnim z Chorzowem i Bytomiem, a na wschód z Mysłowicami, Jaworznem i Krakowem[407],
- Droga krajowa nr 81 (ulice: 73 Pułku Piechoty, Kolejowa i T. Kościuszki[408]) – droga stanowiąca wylot z Katowic w kierunku Mikołowa, Żor i Skoczowa[407],
- Droga wojewódzka nr 902 – Drogowa Trasa Średnicowa (estakada Orląt Lwowskich, trasa N. i J. Renców[409]) – droga ruchu przyspieszonego o dwóch jezdniach po trzy pasy ruchu w każdym kierunku; przebiega ona w odcinku wschód-zachód i łączy Katowice z Chorzowem, Świętochłowicami, Rudą Śląską, Zabrzem i Gliwicami[405].

Podstawą wewnętrznego układu komunikacyjnego miasta Katowice są ulice główne, które w dużej mierze realizują powiązania w skali miasta, a także łączą z głównymi ciągami drogowymi. Łączą się również z nimi drogi o charakterze zbiorczym i lokalnym, które pełnią powiązania między jednostkami w poszczególnych dzielnicach, a także stanowią obsługę osiedli mieszkaniowych i obiektów funkcjonalnych. Najważniejsze ciągi ulic w mieście to m.in.:
- Bytkowska – Agnieszki – Bukowa – Złota – Bracka – F. Bocheńskiego; ciąg ten przebiega południkowo i łączy ze sobą Wełnowiec-Józefowiec, Dąb, Załęże, Osiedle Witosa oraz Załęską Hałdę-Brynów cz. zachodnią[407],
- Telewizyjna – al. Korfantego; łączy Śródmieście z północnymi dzielnicami Katowic, tj. z Koszutką i Wełnowcem-Józefowcem[407],
- Gen. j. Hallera – Obrońców Westerplatte – ks. bp. H. Bednorza – Lwowska; droga łącząca S86 z DK79 przez Dąbrówkę Małą i Szopienice-Burowiec[407],
- Mysłowicka – Kolista – 73 Pułku Piechoty – Kolejowa; droga biegnąca od granicy Katowic z Mysłowicami przez Giszowiec i Piotrowice-Ochojec[407],
- Ligocka – Piotrowicka – Armii Krajowej; droga biegnąca wzdłuż Załęskiej Hałdy-Brynowa cz. zachodniej, Ligoty-Panewnik, Piotrowic-Ochojca, Kostuchny oraz Podlesia[407].

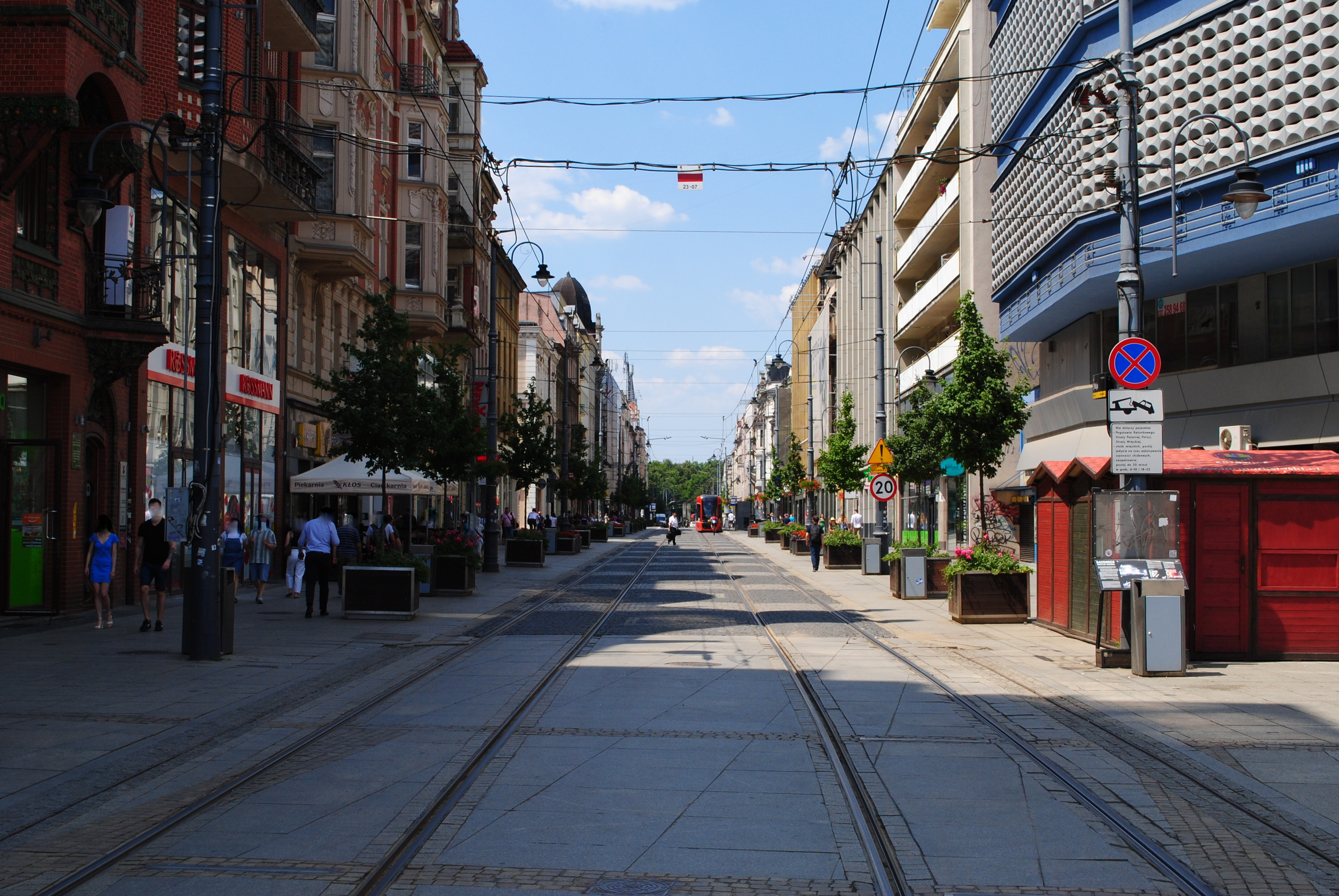
Ulica 3 Maja w Śródmieściu

Na podstawie danych z badania natężenia ruchu drogowego przeprowadzonych wrześniu 2007 roku, w Katowicach do dróg o największym natężeniu w godzinach szczytu popołudniowego należą: ulica Chorzowska, trasa N. i J. Renców, aleja W. Roździeńskiego, autostrada A4 i ulica Bielska. Największe natężenie ruchu według danych z 2012 roku na katowickiej sieci drogowej, przekraczające 30 tys. pojazdów na dobę, występuje na odcinkach dróg A4, DK86/S86 i DK81. Katowice w tym czasie były zaliczane do „szybkich” miast, gdzie średnia prędkość pojazdów wynosiła 46 km/h, a liczba pojazdów samochodowych zarejestrowanych w Katowicach wynosiła wówczas niecałe 196, co stanowiło 64 pojazdy na 100 mieszkańców. Liczba ta wzrosła w porównaniu z 2005 rokiem o 38%.
W Katowicach największe problemy parkingowe obserwowane są w strefie centralnej miasta. W samym Śródmieściu notowano w okolicach 2007 roku średnio 65 tys. parkowań w ciągu doby, a średni wskaźnik rotacji miejsc parkingowych wynosił 4,9. Najbardziej intensywne wykorzystywane obszary miejsc postojowych w Katowicach to m.in.: kwartał ulic: G. Morcinka, Sokolska, Misjonarzy Oblatów MN i aleja W. Korfantego oraz kwartały w rejonie ulic 3 Maja i Dworcowej.
Wszystkie publiczne drogi w granicach Katowic, prócz autostrad i dróg ekspresowych, są w administracji Miejskiego Zarządu Ulic i Mostów w Katowicach. Jego siedziba znajduje się przy ulicy J. Kantorówny 2a, a przy ulicy Milowickiej 1 placówkę ma Kierownictwo Robót Drogowych. Ponadto w Katowicach mają swoją siedzibę instytucje wojewódzkie związane z drogami publicznymi, w tym m.in.: Zarząd Dróg Wojewódzkich w Katowicach (ul. Lechicka 24), Wojewódzki Inspektorat Transportu Drogowego w Katowicach wraz z Delegaturą Śląską Głównego Inspektoratu Transportu Drogowego (ul. Żeliwna 38) i Wojewódzki Ośrodek Ruchu Drogowego w Katowicach wraz z jego jednym z oddziałów terenowych (ul. Francuska 78). Przy ulicy Myśliwskiej 5 siedzibę ma Generalna Dyrekcja Dróg Krajowych i Autostrad Oddział w Katowicach.
W 2024 roku Katowice zajęły 7. miejsce w opracowanym przez serwisy Oponeo i Yanosik rankingu miast przyjaznych kierowcom w grupie miast poniżej 300 tys. mieszkańców, wyprzedzając Kielce, Białystok oraz Rzeszów. Miasto wyróżniło się pod względem średnich prędkości osiąganych zarówno w centrum (29 km/h), jak i poza nim (47 km/h). W tym czasie liczba stacji ładowania pojazdów elektrycznych w Katowicach wynosiła 73, co plasowało miasto w czołówce pod tym względem, ustępując jedynie Sosnowcowi. Negatywnie na pozycję w rankingu wpłynęła natomiast wysoka liczba kolizji drogowych (3 849 zgłoszonych w skali roku).

### Transport kolejowy

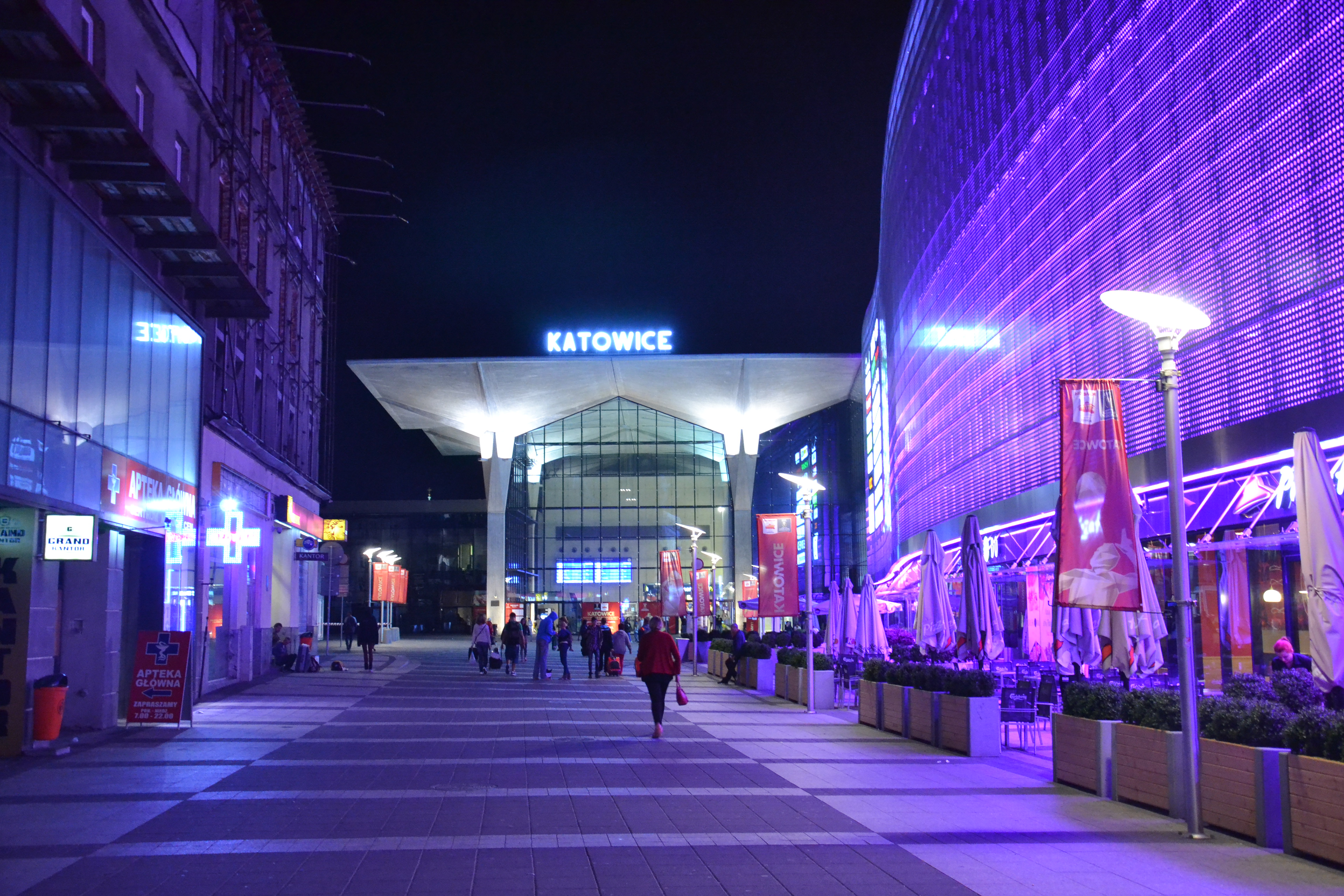
Widok nocą na budynek dworca im. K. Wolnego na stacji Katowice

Katowice stanowią znaczący w skali Polski węzeł kolejowy. Miasto leży na skrzyżowaniu dwóch transeuropejskich korytarzy transportowych: linii E30 Drezno – Wrocław – Katowice – Przemyśl – Kijów – Moskwa i linii E65 Gdynia – Warszawa – Katowice – Ostrawa – Wiedeń – Rijeka. Przez Katowice przebiega łącznie około 20 linii kolejowych będących w zarządzie PKP Polskich Linii Kolejowych, w tym cztery linie magistralne. Wszystkie z nich są dwutorowe, zelektryfikowane i odbywa się na nich zarówno ruch pasażerski, jak i towarowy Są to:
- Linia kolejowa nr 1 Warszawa Centralna – Częstochowa – Sosnowiec Główny – Katowice[421],
- Linia kolejowa nr 137 Katowice – Gliwice – Legnica[421],
- Linia kolejowa nr 138 Oświęcim – Mysłowice – Katowice[421],
- Linia kolejowa nr 139 Katowice – Tychy – Bielsko-Biała – Zwardoń[421].

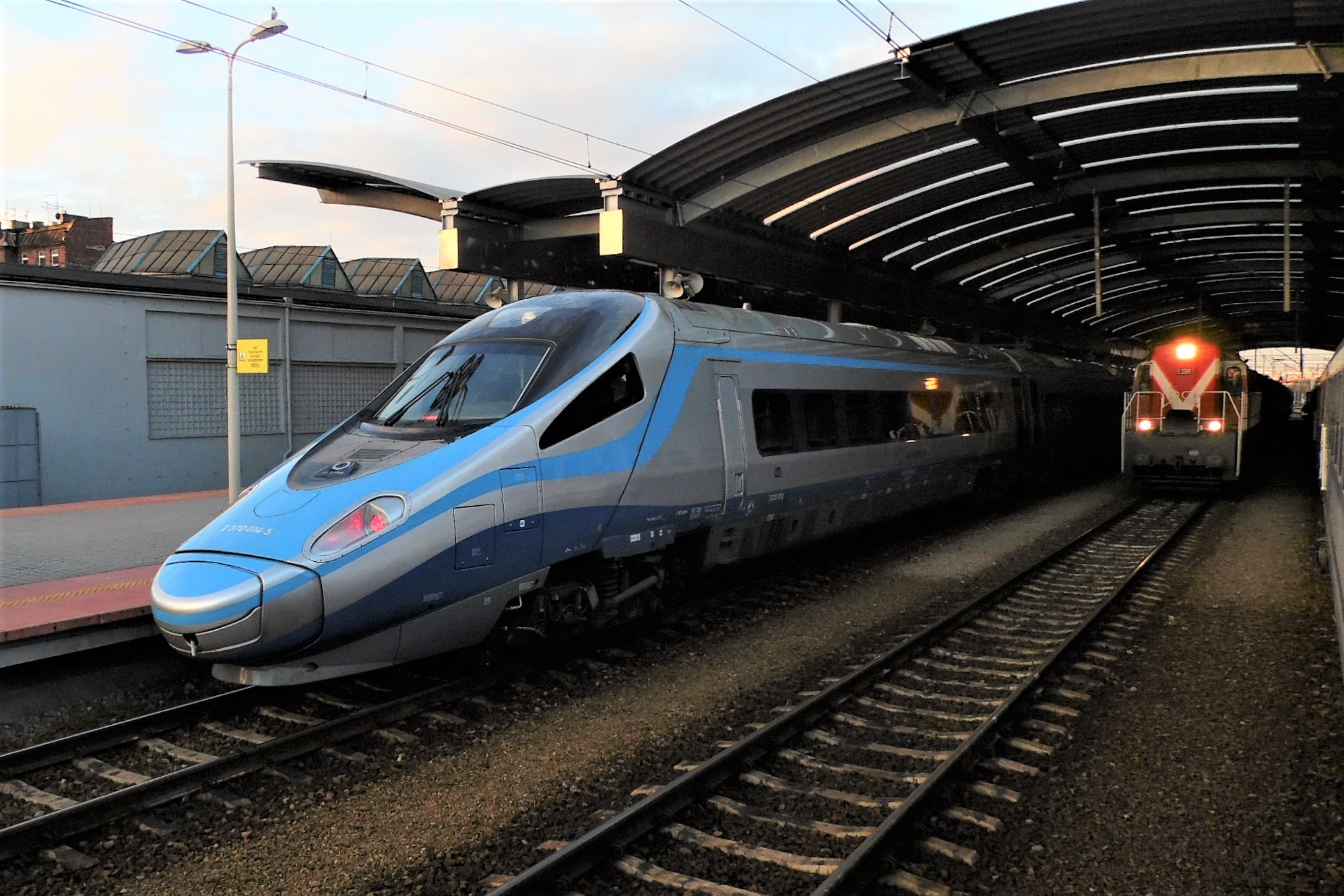
Pociąg ED250 spółki PKP Intercity na peronie stacji Katowice

Pasażerski ruch kolejowy w Katowicach obsługuje głównie stacja kolejowa Katowice, będąca jednocześnie największą stacją w węźle katowickim i jedną z większych w Polsce. Obsługuje ona wszystkie kategorie pociągów, w tym m.in.: Express InterCity Premium, Express InterCity i InterCity, które zapewniają połączenia ze wszystkimi największymi miastami w Polsce oraz m.in. z Austrią, Czechami, Słowacją i Węgrami. W połowie 2023 roku na stacji zatrzymywały się pociągi PKP Intercity, Polregio i Kolei Śląskich, a także spółek RegioJet i Leo Express. W 2022 roku stacja Katowice była na 4. miejscu w Polsce w pod względem wymiany pasażerskiej. Roczna wymiana wynosiła wówczas 16,35 mln osób, a dobowa 44,80 tys. osób.
Poza stacją Katowice ruch pasażerski obsługują następujące posterunki ruchu: Katowice Brynów, Katowice Ligota, Katowice Piotrowice, Katowice Podlesie, Katowice Szopienice Południowe, Katowice Załęże i Katowice Zawodzie. Najsilniejsze powiązania za pomocą pasażerskiego transportu kolejowego Katowice posiadają z Tychami, Gliwicami, Zabrzem, Sosnowcem i Zawierciem.
W Katowicach swoją siedzibę mają przewoźnicy kolejowi oraz urzędy związane z transportem kolejowym, w tym: Oddział Terenowy w Katowicach Urzędu Transportu Kolejowego (ul. Dworcowa 4), PKP Cargo Service (ul. B. Czerwińskiego 6), Koleje Śląskie (ul. Raciborska 58) czy Południowy Zakład Spółki PKP Cargo (ul. św. Huberta 11). Funkcjonuje tutaj również Komenda Regionalna Straży Ochrony Kolei w Katowicach (ul. M. Goeppert-Mayer 14).

### Transport lotniczy

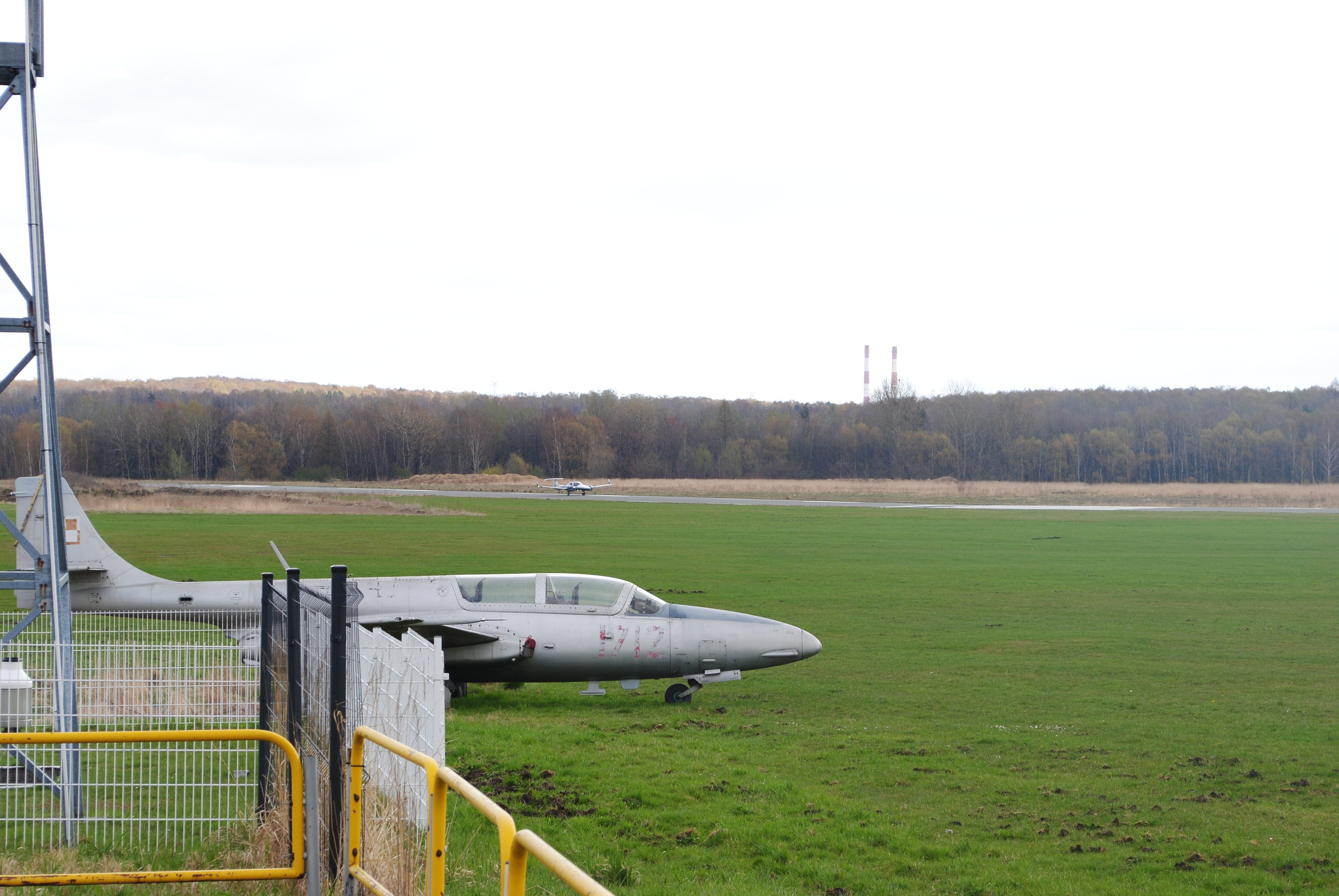
Lotnisko Katowice-Muchowiec

W katowickiej dzielnicy Osiedle Paderewskiego-Muchowiec położone jest cywilne lotnisko sportowe Katowice-Muchowiec (kod ICAO: EPKM). Jest ono wyposażone w dwa otwarte drogi betonowe o długości 650 m i dwa drogi trawiaste dla szybowców o długości 600 m. Głównym użytkownikiem lotniska jest Aeroklub Śląski, a także jest ono bazą Lotniczego Pogotowia Ratunkowego.
W odległości około 35 km od centrum Katowic, w Pyrzowicach znajduje się Międzynarodowy Port Lotniczy Katowice im. W. Korfantego. Lotnisko o kodzie IATA – KTW i kodzie ICAO – EPKT zarządzane jest przez Górnośląskie Towarzystwo Lotnicze. W 2024 roku z portu lotniczego Katowice realizowano regularne połączenia pasażerskie z 43 miastami, w tym m.in. z: Barceloną, Dortmundem, Dublinem, Frankfurtem nad Menem, Liverpoolem, Londynem, Manchesterem, Mediolanem, Monachium, Oslo i Tel Awiwem. Głównymi przewoźnikami korzystającymi z lotniska Katowice są: PLL LOT, Lufthansa, Wizz Air i Ryanair. W 2023 roku z lotniska odprawiono 5,609 mln pasażerów, a prócz obsługi pasażerskiej port lotniczy posiada także terminal cargo obsługiwany przez firmy kurierskie i spedycyjne.
W odległości do 100 km od Katowic znajdują się jeszcze dwa międzynarodowe porty lotnicze: port lotniczy Ostrawa i port lotniczy Kraków-Balice.
Przy ulicy Medyków położone jest sanitarne lądowisko Katowice-GCZD, a przy ulicy Armii Krajowej śmigłowcowe lądowisko Famur.

### Transport rowerowy

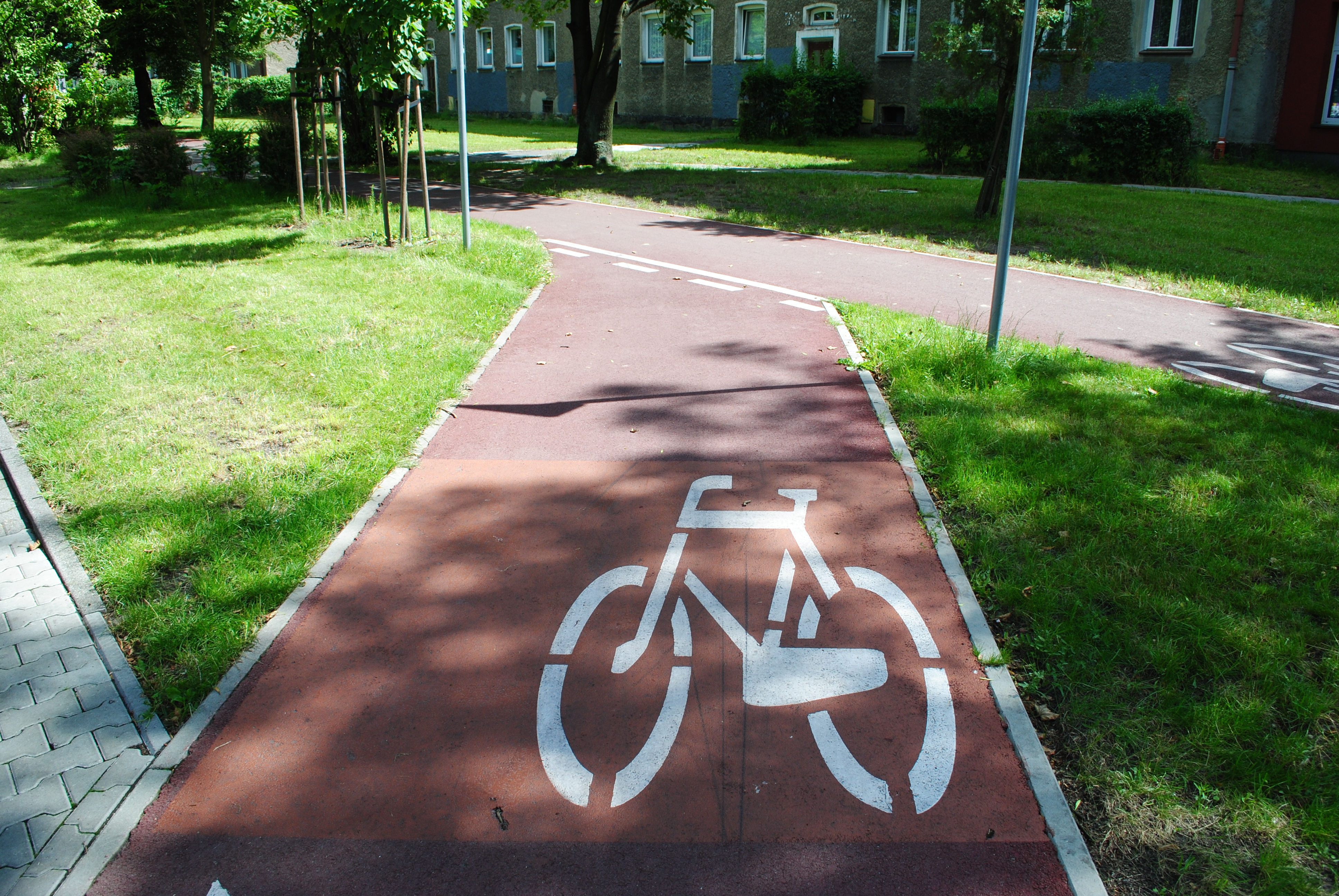
Droga dla rowerów wzdłuż ulicy Piotrowickiej w Ligocie-Panewnikach

Według danych Głównego Urzędu Statystycznego, w 2022 roku sieć dróg dla rowerów w Katowicach liczyła 105,0 km, a gęstość sieci na 100 km² wynosiła wówczas 63,74 km. Według stanu z połowy 2023 roku sieć tras rowerowych koncentrowała się głównie w północnej części miasta. Bardziej kompletne i zwarte odcinki tras ciągną się m.in. wzdłuż alei W. Korfantego (odcinek w Wełnowcu-Józefowcu) i W. Roździeńskiego (na wysokości Strefy Kultury) oraz ulic: Chorzowskiej, J.N. Stęślickiego, Brackiej, F.W. Grundmanna, M. Goeppert-Mayer, J. Kochanowskiego, T. Kościuszki, Granicznej, Lotnisko, 1 Maja, Bagiennej (do ul. Szopienickiej), Trzech Stawów, Gospodarczej, Szopienickiej, Kolejowej, gen. Z. Waltera-Jankego, M. Radockiego i Armii Krajowej (odcinek w Podlesiu). Mają one różną formę: są to zarówno wydzielone drogi dla rowerów i ciągi pieszo-rowerowe, jak i kontrapasy (te ostatnie głównie wzdłuż ulic ks. bp. S. Adamskiego i Trzech Stawów).

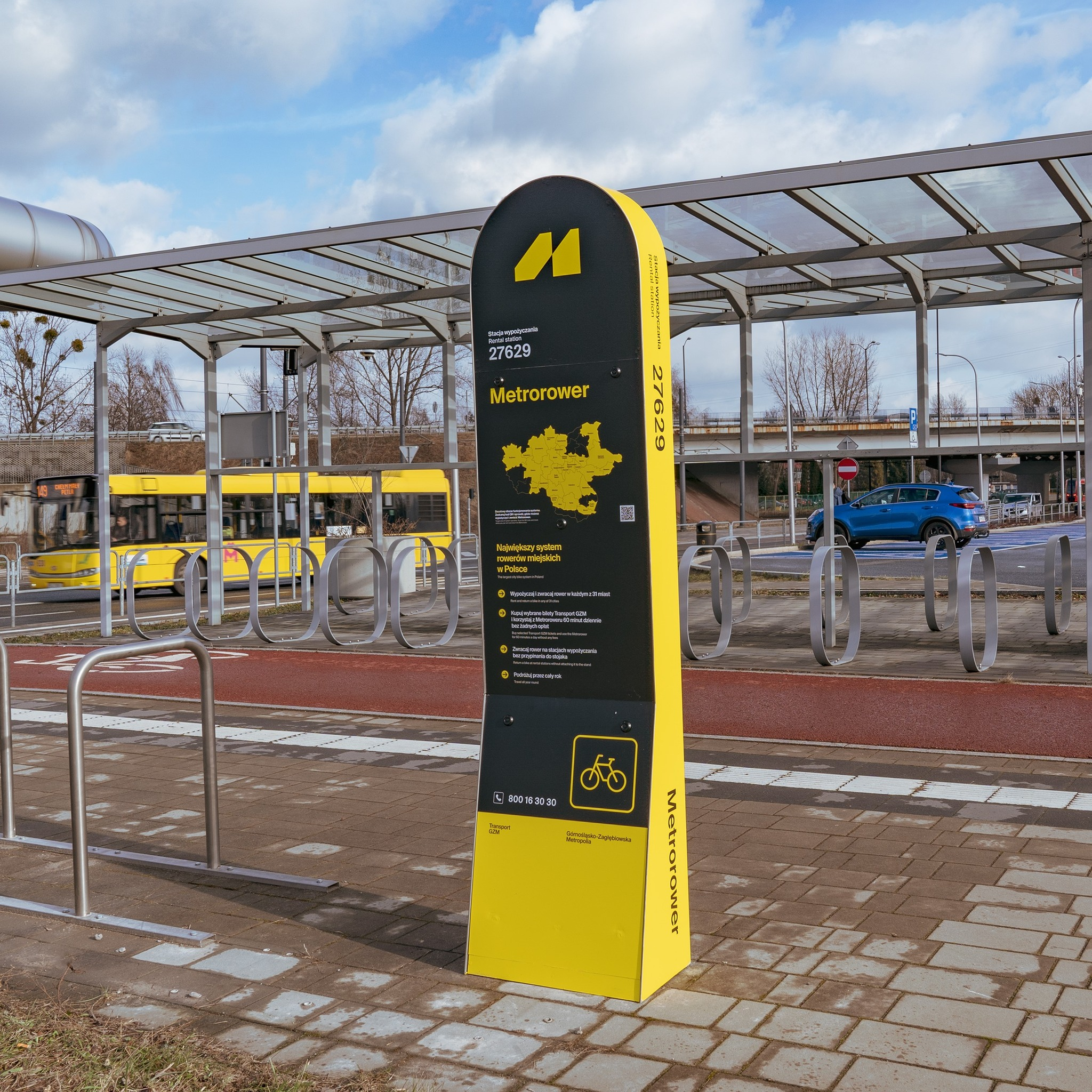
Totem stacji systemu Metrorower

20 maja 2022 roku Katowice wraz z sąsiednimi miastami podpisały i Metropolią GZM podpisały porozumienie na rzecz budowy velostrad a 26 lutego 2024 rozpoczęły się prace budowlane pierwszego odcinka velostrad: Katowice Brynów (ul. Huberta) – Katowice Giszowiec (ul. Kolista), który stanowi fragment pierwszej z pięciu autostrad rowerowych, które mają przechodzić przez Katowice.
26 lutego 2014 roku Rada Miasta Katowice przyjęła Politykę Rowerową Miasta Katowice, która ma na celu szeroko rozumiane wspieranie transportu rowerowego jako jednej z form transportu w mieście. Jednocześnie zwrócono w niej uwagę, iż Katowice mają dogodne warunki dla rozwoju tego rodzaju transportu: w większości płaskie ukształtowanie terenu, w dużej mierze rozplanowany układ urbanistyczny czy stosunkowo dobrze rozwinięta sieć transportu zbiorowego.
W Katowicach od 25 lutego 2024 roku działa publiczny system wypożyczania rowerów – Metrorower, który obejmuje zasięgiem 31 z 41 gmin Górnośląsko-Zagłębiowskiej Metropolii, a jego operatorem jest Nextbike. Zastąpił on system City by bike, który w 2022 roku dysponował 125 stacjami z 1010 rowerami, w tym 990 zwykłymi i 20 cargo. W tym okresie wypożyczono rower łącznie 202 378 razy, co przeliczeniu na 1000 mieszkańców wynosi 719,14 wypożyczeń. W tym też czasie najczęściej użytkowanymi stacjami były Katowice – Rynek i Dworzec PKP – Młyńska.

### Miejski transport zbiorowy

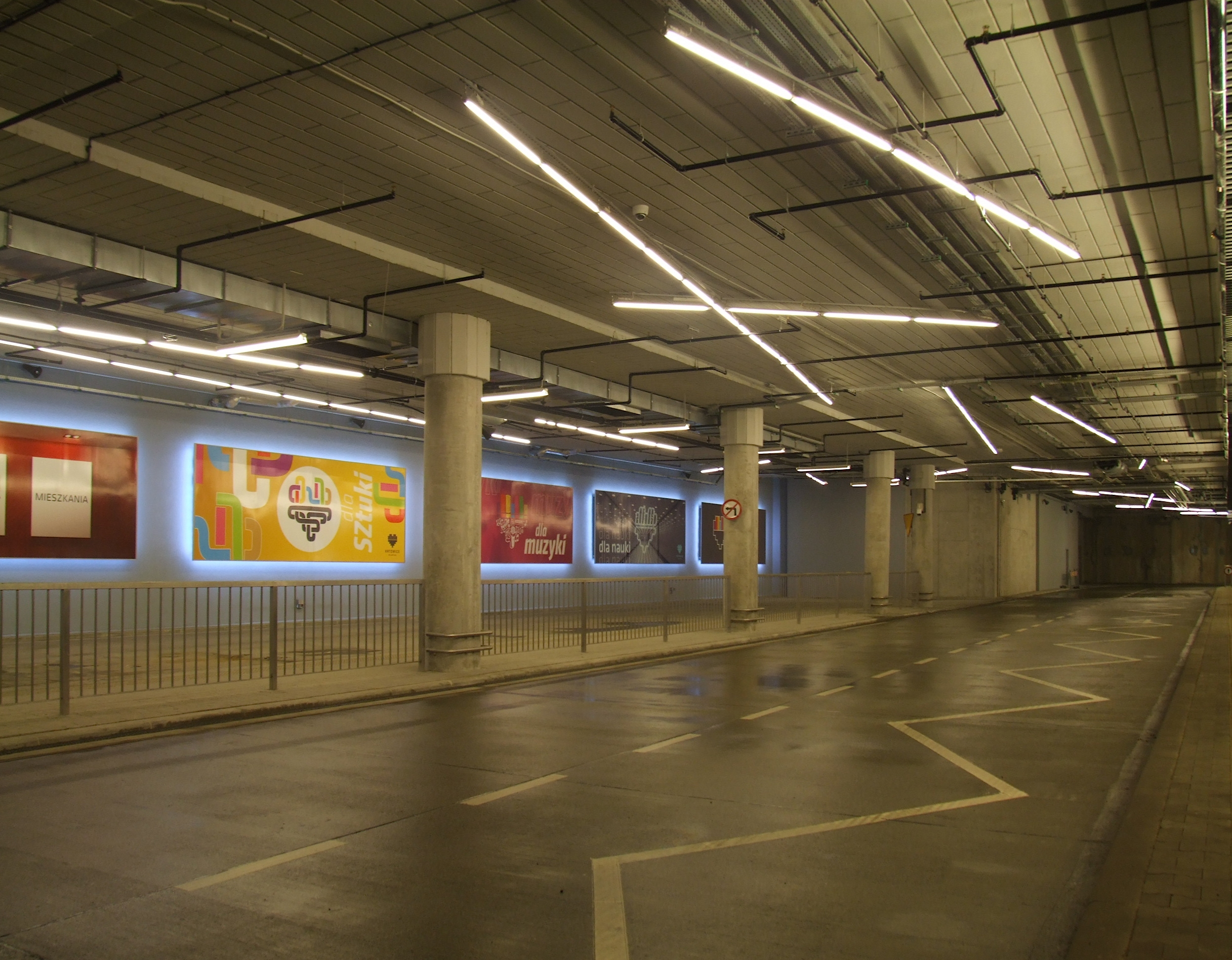
Podziemny terminal autobusowy ZTM Katowice Dworzec

System transportu miejskiego w Katowicach oparty jest na transporcie tramwajowym i transporcie autobusowym, a głównym organizatorem publicznego transportu zbiorowego w mieście jest Zarząd Transportu Metropolitalnego (ZTM) z siedzibą w Katowicach przy ulicy Barbary 21a. W 2012 roku długość tras transportu zbiorowego w Katowicach wynosiła 248,86 km, w tym tras autobusowych 220,75 km i tras tramwajowych 28,11 km. Łączna zaś długość linii w granicach Katowic w tym czasie sięgała poziomu 922,25 km, w tym autobusowych 824,48 km i tramwajowych 97,78 km. W 2022 roku w Katowicach funkcjonowało 725 przystanków – stanowisk postojowych (w tym 2 zarządzane przez podmioty niebędące jednostką samorządową). Spośród nich 609 to były przystanki autobusowe, a 116 z nich to przystanki tramwajowe.
W mieście znajdują się trzy centra przesiadkowe, które mają na celu ułatwić podróżującym dotarcie do centrum Katowic. Funkcjonują one na zasadzie Park&Ride, skąd jest możliwość dostania się do centrum miasta tramwajem bądź autobusem. Są to:
- Centrum przesiadkowe Zawodzie (Zawodzie; ul. 1 Maja) – składa się z parkingu dla samochodów, zadaszonego parkingu dla rowerów, stacji rowerów miejskich, miejsc postojowych dla taksówek oraz budynku dworca[444],
- Centrum przesiadkowe Brynów (Piotrowice-Ochojec; ul. T. Kościuszki) – z wyposażeniem analogicznym jak w centrum przesiadkowym Zawodzie[444],
- Centrum przesiadkowe Ligota (Ligota-Panewniki; u zbiegu ul. Panewnickiej i ul. Franciszkańskiej) – składa się z peronów autobusowych, parkingu dla rowerów, parkingu dla 110 samochodów, miejsc postojowych dla taksówek i stacji rowerów miejskich[444].

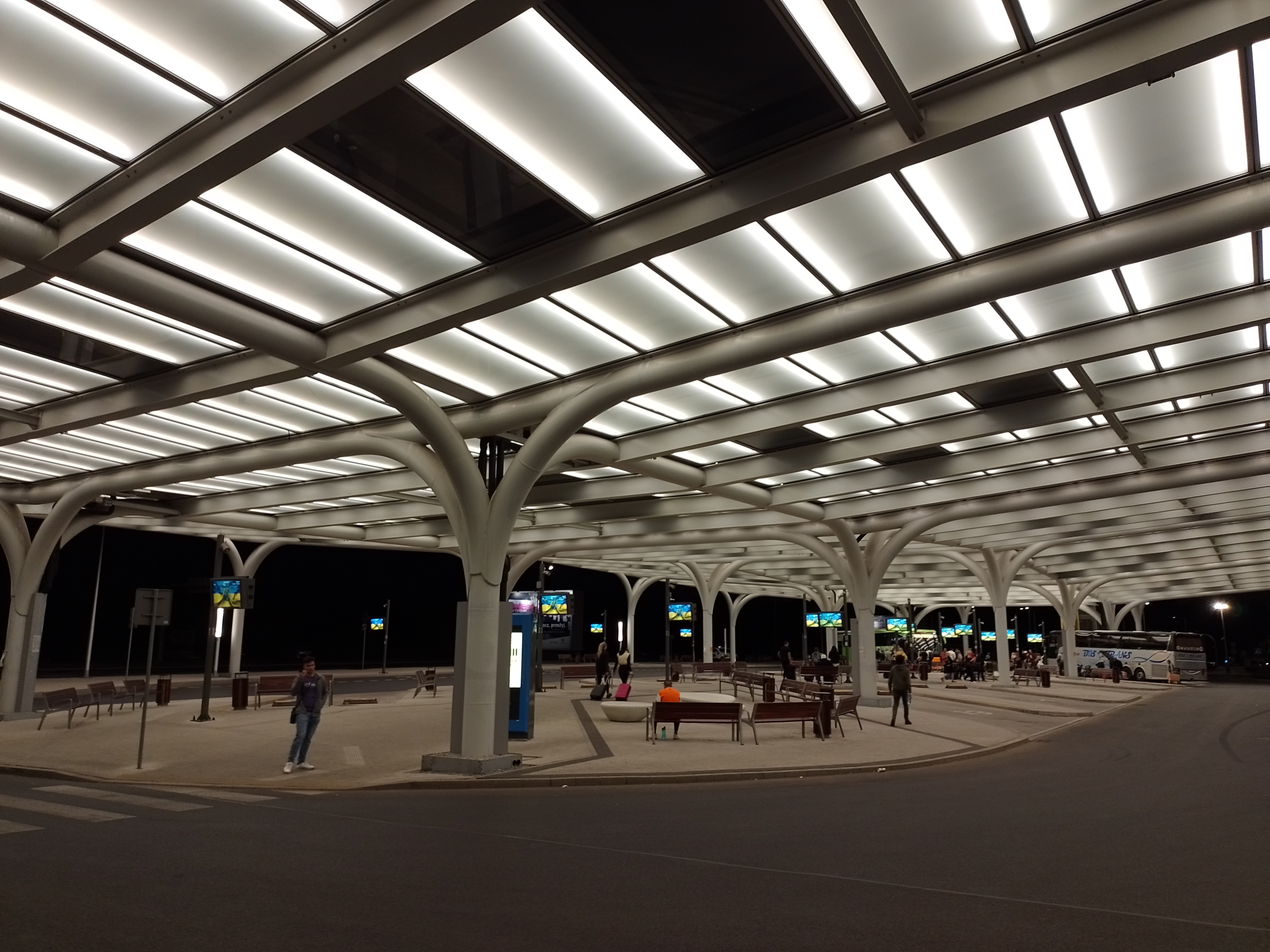
Centrum przesiadkowe Sądowa – Międzynarodowy Dworzec Autobusowy

Działa też centrum przesiadkowe Sądowa – Międzynarodowy Dworzec Autobusowy (Śródmieście; ul. Sądowa), obsługujące zarówno połączenia lokalne, jak i regionalne w rejonie Górnośląsko-Zagłębiowskiej Metropolii, a także pełni funkcję międzynarodowego dworca autobusowego. W skład centrum wchodzą: budynek dworca, zadaszone perony autobusowe i przystanki autobusowe, parking rowerowy i stacja rowerów miejskich oraz parking samochodowy. Poza nimi, do największych węzłów przesiadkowych w Katowicach należy katowicki Rynek (przystanek Katowice Rynek / Teatr Śląski), gdzie w ciągu godziny według danych z 2007 roku wsiada i wysiada blisko 4 tys. pasażerów. Poza Śródmieściem, do bardziej obciążonych ruchem należą przystanki Koszutka Słoneczna Pętla i Zawodzie Paderewskiego.
Sieć transportu autobusowego w Katowicach jest bardzo rozbudowana. W 2007 roku przez Katowice przejeżdżały autobusy 110 linii, w tym 103 miejskich i podmiejskich (26 z nich tylko w obrębie miasta) oraz 7 bezpłatnych linii. Roczna praca przewozowa realizowana przez autobusy miejskie i podmiejskie na terenie miasta wynosiła wówczas 14 885 tys. wozokilometrów. Największy udział w przewozach autobusowych na terenie miasta ma Przedsiębiorstwo Komunikacji Miejskiej Katowice (68,6% pracy przewozowej w 2007 roku). Ponadto połączenia do Katowic w kierunku Jaworzna i Chrzanowa realizuje PKM Jaworzno. Najbardziej intensywne połączenia autobusowe są pomiędzy Katowicami a Sosnowcem, Mysłowicami i Siemianowicami Śląskimi. Z dalszych kierunków, poza Górnośląsko-Zagłębiowską Metropolią, dość intensywny ruch autobusowy odbywa się pomiędzy Katowicami a Jastrzębiem-Zdrój, Żorami, Olkuszem i Chrzanowem.

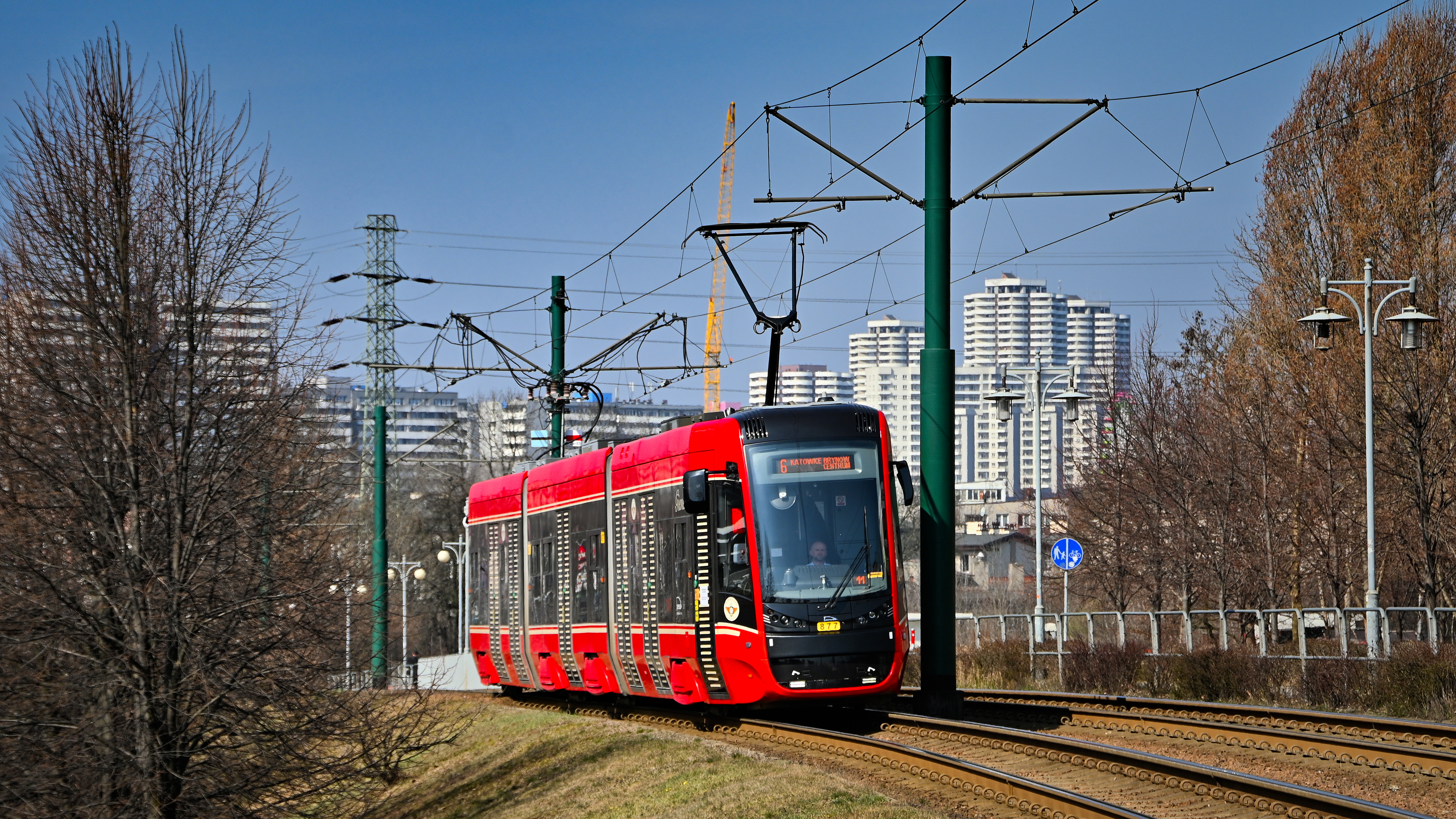
Tramwaj PESA 2012N kursujący wzdłuż ulicy Chorzowskiej w pobliżu Silesia City Center

Transport tramwajowy w Katowicach odgrywa dużą rolę w obsłudze ruchu pasażerskiego w mieście. Obsługiwany jest na zlecenie ZTM-u przez spółkę Tramwaje Śląskie obejmującą swoim zasięgiem centralną część Górnośląsko-Zagłębiowskiej Metropolii. Struktura sieci tramwajowej na terenie Katowic ma układ promienisty z koncentracją na Rynku i łączy Śródmieście z Brynowem, Dębem, Koszutką, osiedlem Tysiąclecia, Szopienicami-Burowcem, Wełnowcem-Józefowcem, Załężem i Zawodziem. W Katowicach przy ulicy 1 Maja 152 znajduje się zajezdnia tramwajowa Zawodzie, w której działa także Ośrodek Szkolenia Motorniczych. W transporcie tramwajowym największe natężenie ruchu występuje pomiędzy Katowicami a Chorzowem, a w nieco mniejszym stopniu z Bytomiem, Świętochłowicami i Rudą Śląską.
Katowicki system publicznego transportu zbiorowego stanowi zasadniczą część systemu transportowego Górnośląsko-Zagłębiowskiej Metropolii. Według danych z 2007 roku udział ruchu niepieszego odbywającego się transportem publicznym wynosi w Katowicach 57%, natomiast przy dojeździe do centrum miasta 50%. Najsilniejsze powiązania komunikacyjne pomiędzy Katowicami i resztą Górnośląsko-Zagłębiowskiej Metropolii występują pomiędzy ośrodkami środkowej i wschodniej części metropolii, tj. z Chorzowem, Mysłowicami, wschodnią częścią Rudy Śląskiej, Siemianowicami Śląskimi, Świętochłowicami i miastami Zagłębia Dąbrowskiego, a także z Bytomiem oraz Tychami. Powiązania z dalej położonymi częściami aglomeracji, zwłaszcza z zachodnią częścią (głównie Zabrze i Gliwice), są słabsze.

## Architektura i urbanistyka

### Charakterystyka

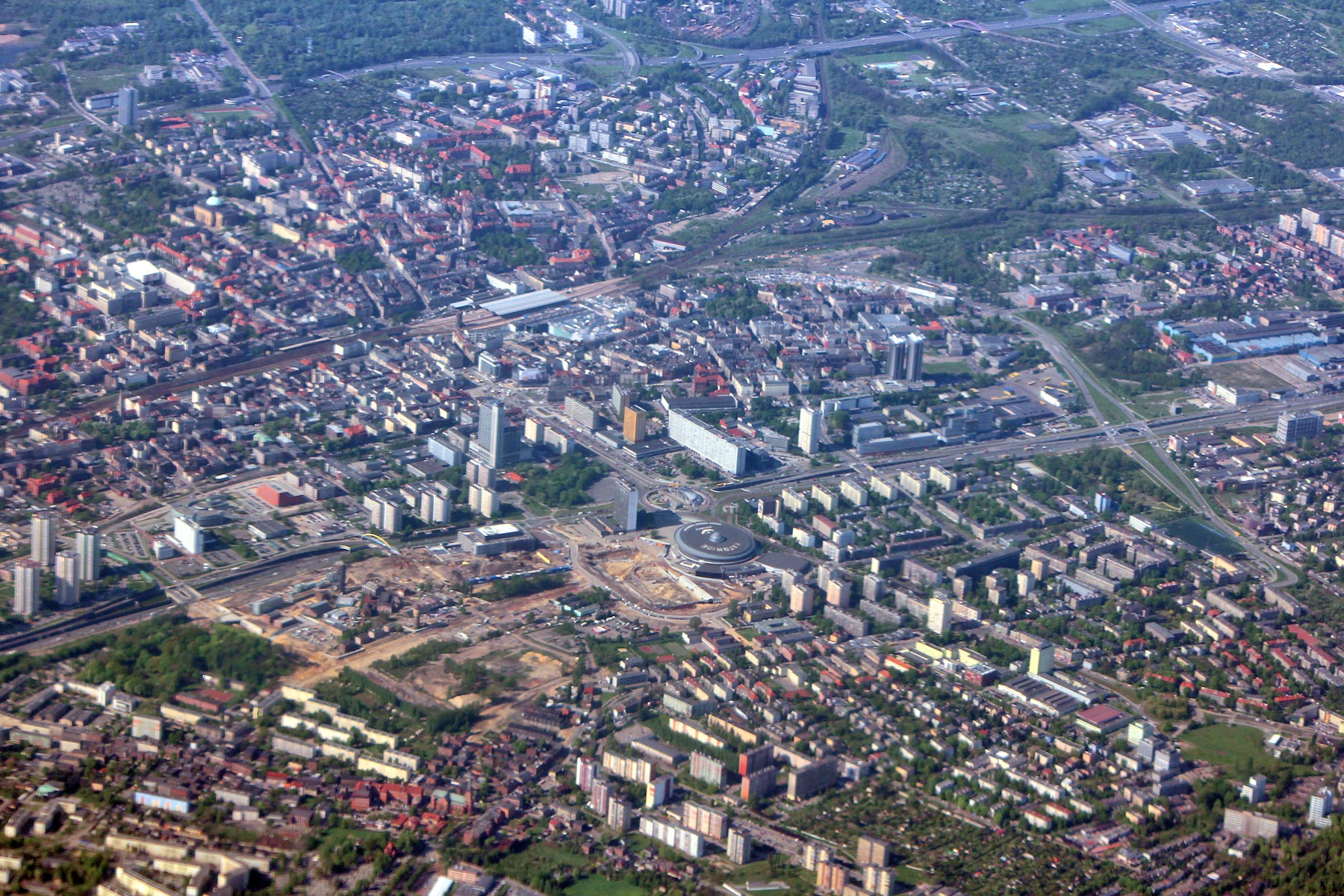
Katowice w 2013 roku

Katowice są stosunkowo młodym miastem, którego współczesny układ architektoniczno-urbanistyczny kształtował się od czasu przeprowadzenia w latach 40. XIX wieku pierwszej linii kolejowej. W skali całego miasta układ ten obejmuje kilkanaście jednostek, które stanowiły osobne miejscowości przyłączone do Katowic w kolejnych etapach rozwoju. Noszą one także wyraźne ślady genezy miasta i pierwotnych czynników miastotwórczych, jakim był surowcowy profil gospodarki. W związku z tym Katowice składają się z wyraźnie wyodrębnionej części śródmiejskiej o czytelnym, planowanym układzie kompozycyjnym oraz szeregu dzielnic i części o zróżnicowanej genezie i strukturze, cechującym się niejednorodnym stopniem integracji ze Śródmieściem. Najsilniej powiązane ze Śródmieściem są części przyłączone do miasta w 1924 roku, które utworzyły tzw. Wielkie Katowice (głównie Załęże, Dąb, Bogucice i Zawodzie), a najsłabiej z nim powiązana jest południowa część miasta (Murcki, Kostuchna, Podlesie i Zarzecze), która najpóźniej została włączona do Katowic.

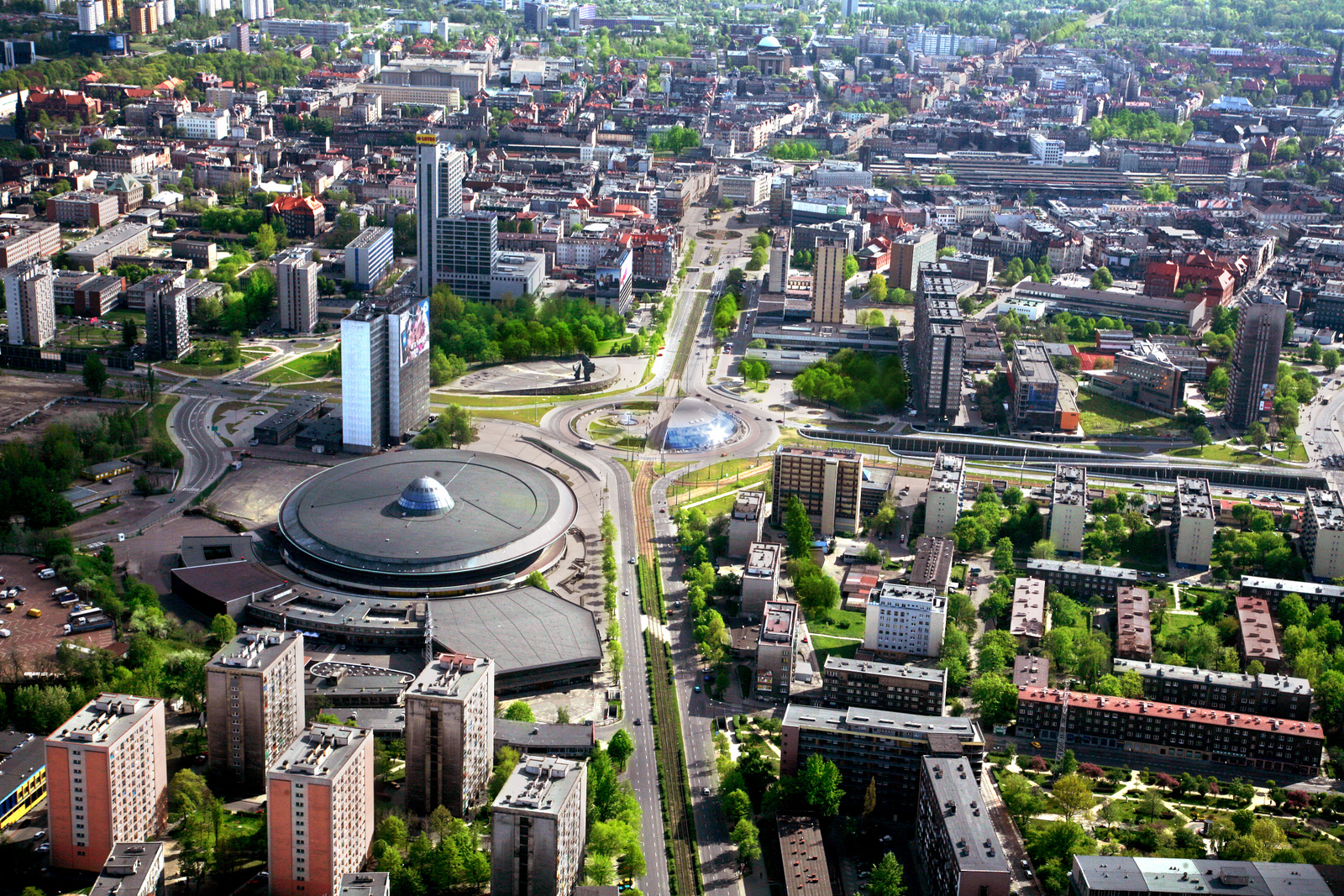
Centrum Katowic w 2007 roku

W Katowicach dominuje zabudowa średniowysoka, a w dzielnicach peryferyjnych, zwłaszcza południowo-zachodnich, niska. Budynki wysokie skupiają się głównie w Śródmieściu oraz w kilkunastu osiedlach mieszkaniowych. W samym zaś Śródmieściu i w jego bezpośrednim sąsiedztwie istnieje kilkadziesiąt budynków wysokościowych, zarówno biurowych, jak i mieszkalnych. Koncentrują się one w rejonie ulic: Uniwersyteckiej, A. Mickiewicza, Chorzowskiej, Sokolskiej oraz alei W. Korfantego i W. Roździeńskiego. Tereny zabudowy mieszkaniowej jednorodzinnej koncentrują się w dzielnicach zachodnich i południowych, a ponad 100 ha powierzchni tego typu zabudowy mają dzielnice: Piotrowice-Ochojec, Ligota-Panewniki, Kostuchna i Podlesie. Zabudowa wielorodzinna dominuje w dzielnicach śródmiejskich i północnych. Największy udział tej zabudowy mają dzielnice: Śródmieście, Osiedle Tysiąclecia, Osiedle Witosa i Osiedle Paderewskiego-Muchowiec.

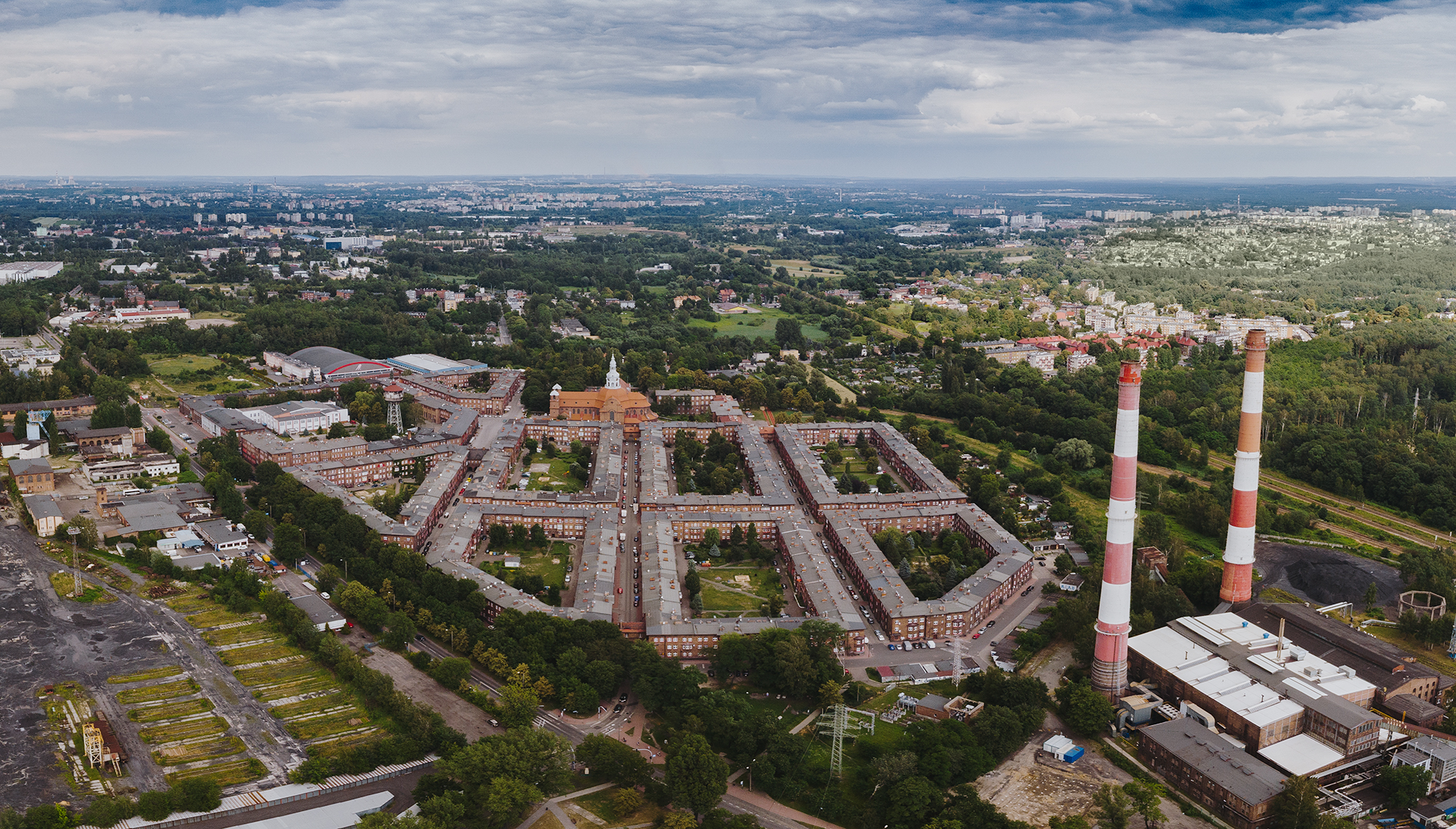
Osiedle Nikiszowiec w 2018 roku

W 2007 roku udział powierzchni zabudowanej do powierzchni terenu w Katowicach wynosił 23%, z czego największy był w Śródmieściu (50%), a najmniejszy w Podlesiu (14%). Wskaźnik intensywności zabudowy netto wynosił wówczas 0,49, a średnia ważona liczy kondygnacji 2,13. Najgęściej zabudowanymi rejonami Katowic (ponad 75% udziału powierzchni zabudowanej) są tereny północnego Śródmieścia pomiędzy obszarami kolejowymi a Rawą, a także tereny pomiędzy ulicami Wojewódzką, H. Dąbrowskiego, W. Reymonta i Francuską w południowej części Śródmieścia oraz ulice 11 Listopada, Wypoczynkowa i Lwowska w Szopienicach-Burowcu.
W mieście znajduje się kilkadziesiąt budowli mieszkalnych z XIX i początku XX wieku, w tym unikatowe osiedla Nikiszowiec i Giszowiec. Znajduje się tu także kilka pałaców, w tym pałac Goldsteinów i pałac w Załężu oraz kilka zabytkowych kościołów, jak kościół Mariacki, kościół garnizonowy, archikatedra Chrystusa Króla, bazylika z klasztorem franciszkanów oraz ewangelicki kościół Zmartwychwstania Pańskiego Najstarsza, istniejąca do dziś budowla w Katowicach to pochodzący z Syryni drewniany kościół św. Michała Archanioła z XVI wieku, znajdujący się w parku T. Kościuszki w Brynowie cz. wschodniej-Osiedlu Zgrzebnioka.

### Rozwój architektoniczno-urbanistyczny

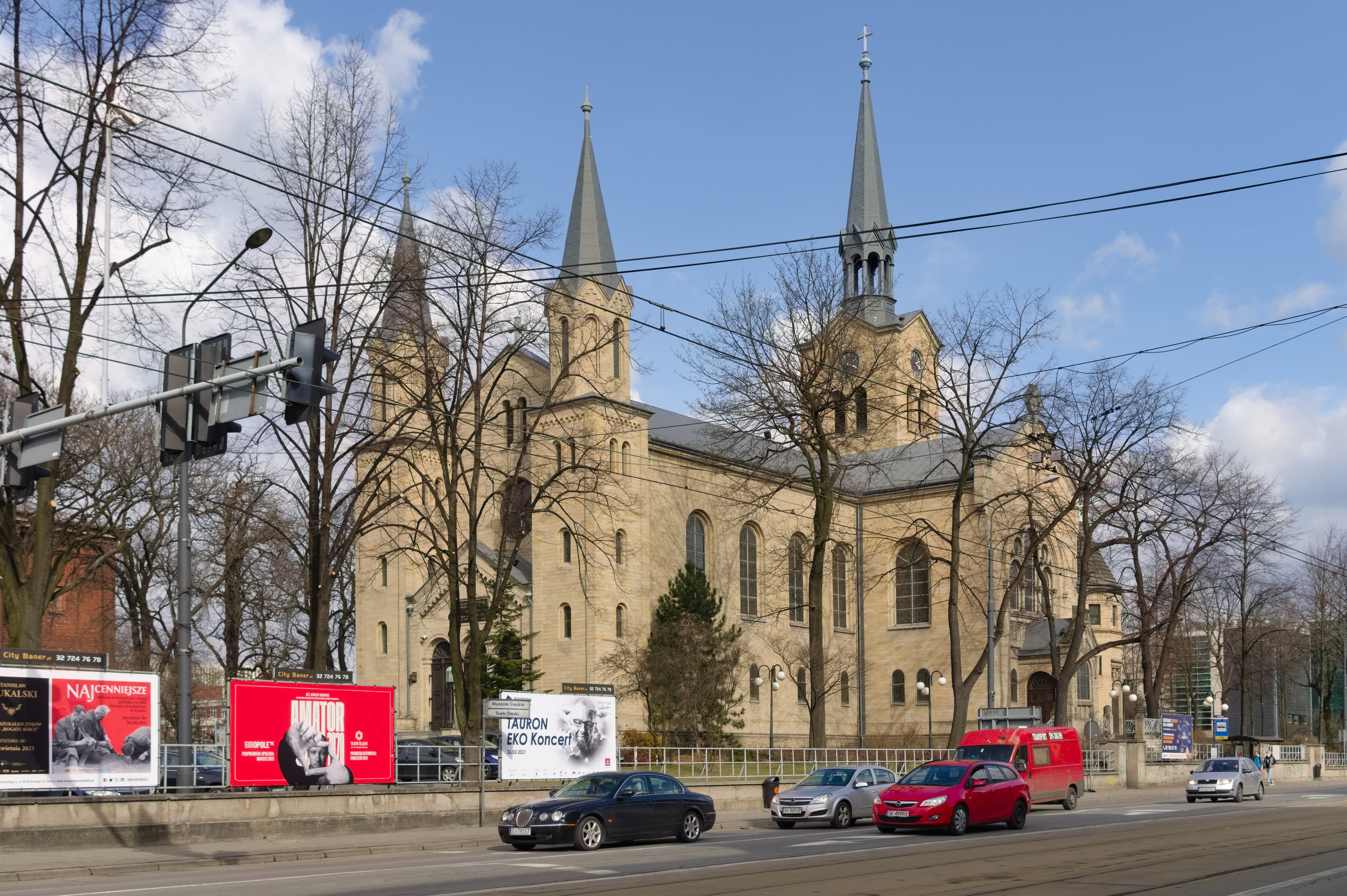
Neoromański ewangelicki kościół Zmartwychwstania Pańskiego

Obecna struktura architektoniczno-urbanistyczna miasta Katowice wykształciła się w pięciu fazach rozwojowych. Pierwsza nich to faza wczesnourbanistyczna, która trwała od lat 40. do lat 80. XIX wieku. Związana jest z uprzemysłowieniem obecnych dzielnic miasta, budową linii kolejowej do Katowic oraz przeniesieniu zarządu dóbr Tiele-Wincklera. W tym też czasie wytyczono układ urbanistyczny obecnego Śródmieścia. Druga z nich to faza zaawansowanego rozwoju, trwająca do 1922 roku. W tym czasie urbanizacja miasta zaczęła wkraczać na południe od torów kolejowych. Poszerzano i wypełniano miejskie kwartały zabudowy, założono późniejszy park T. Kościuszki, a także powstały liczne obiekty użyteczności publicznej. Powstały także nowe osiedla patronackie przy zakładach przemysłowych, w tym Giszowiec i Nikiszowiec.

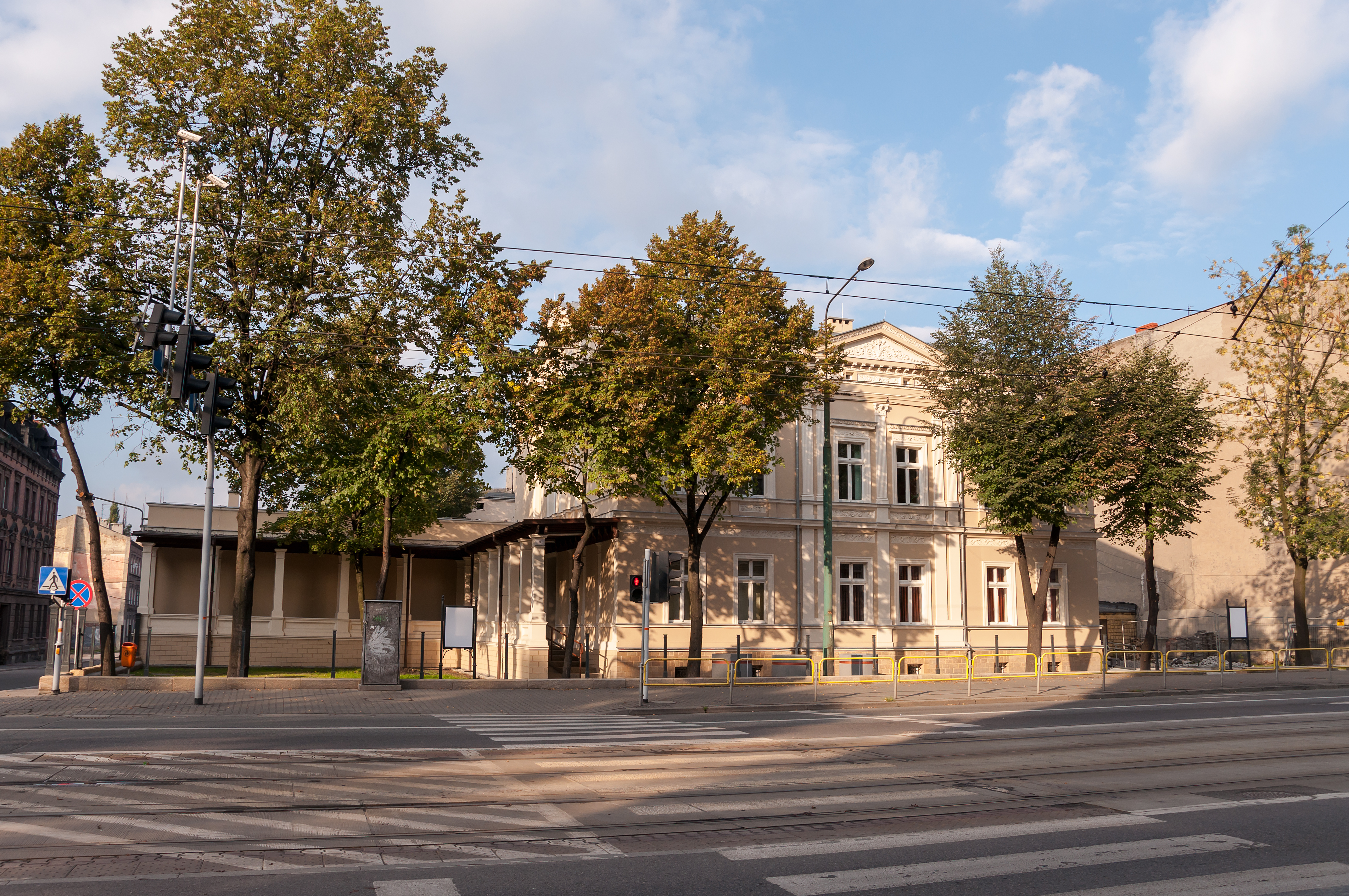
Willa J. Hasse (ul. Warszawska 42)

Architektonicznie Katowice w XIX wieku zmieniały się od miejscowości z parterowymi lub jednopiętrowymi willami i kamienicami w miasto z kilkukondygnacyjnymi budynkami, szczególnie na przełomie XIX i XX wieku. Pierwsze budynki budowano w stylu historyzmu nawiązującego do architektury gotyku, renesansu, baroku, rokoka i klasycyzmu.
Pierwsze ważniejsze budynki w Katowicach powstały w latach 50. i 60. XIX wieku wzdłuż i w rejonie ulicy Warszawskiej jak m.in. neoromański kościół ewangelicki Zmartwychwstania Pańskiego czy neogotyki kościół katolicki Niepokalanego Poczęcia NMP, a także wille z ogrodami, w tym willa Grundmanna. Wiele z nich przebudowano na kamienice czynszowe bądź zburzono jak willę Holtzego zastąpioną w 1902 roku przez secesyjną kamienicę.

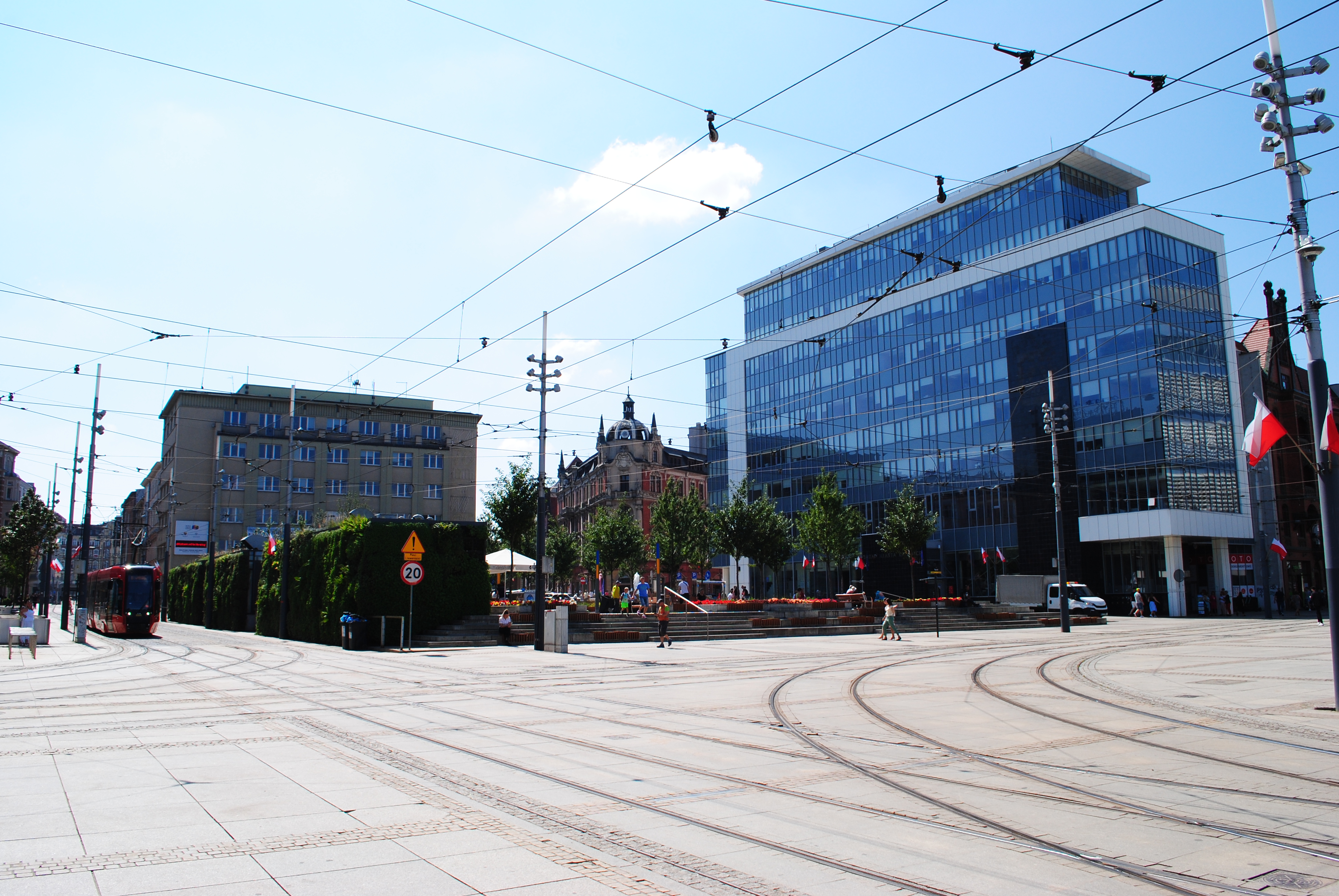
Fragment Rynku w Katowicach

Pierwszy plan zabudowy Katowic opracował w 1856 roku architekt Heinrich Moritz August Nottebohm. Na jego podstawie dokonano parcelacji gruntów i wytyczono dwa place: Wilhelmsplatz (późniejszy plac Wolności) i Friedrichsplatz (późniejszy Rynek), które połączono centralną ulicą (późniejsza ulica 3 Maja), zwaną od połowy lat 60. XIX wieku Grundmannstrasse. W kierunku wschodnim jej przedłużeniem była ulica Warszawska, a od Rynku rozchodziły się szlaki w kierunku Wełnowca, Dębu, Królewskiej Huty i Brynowa.

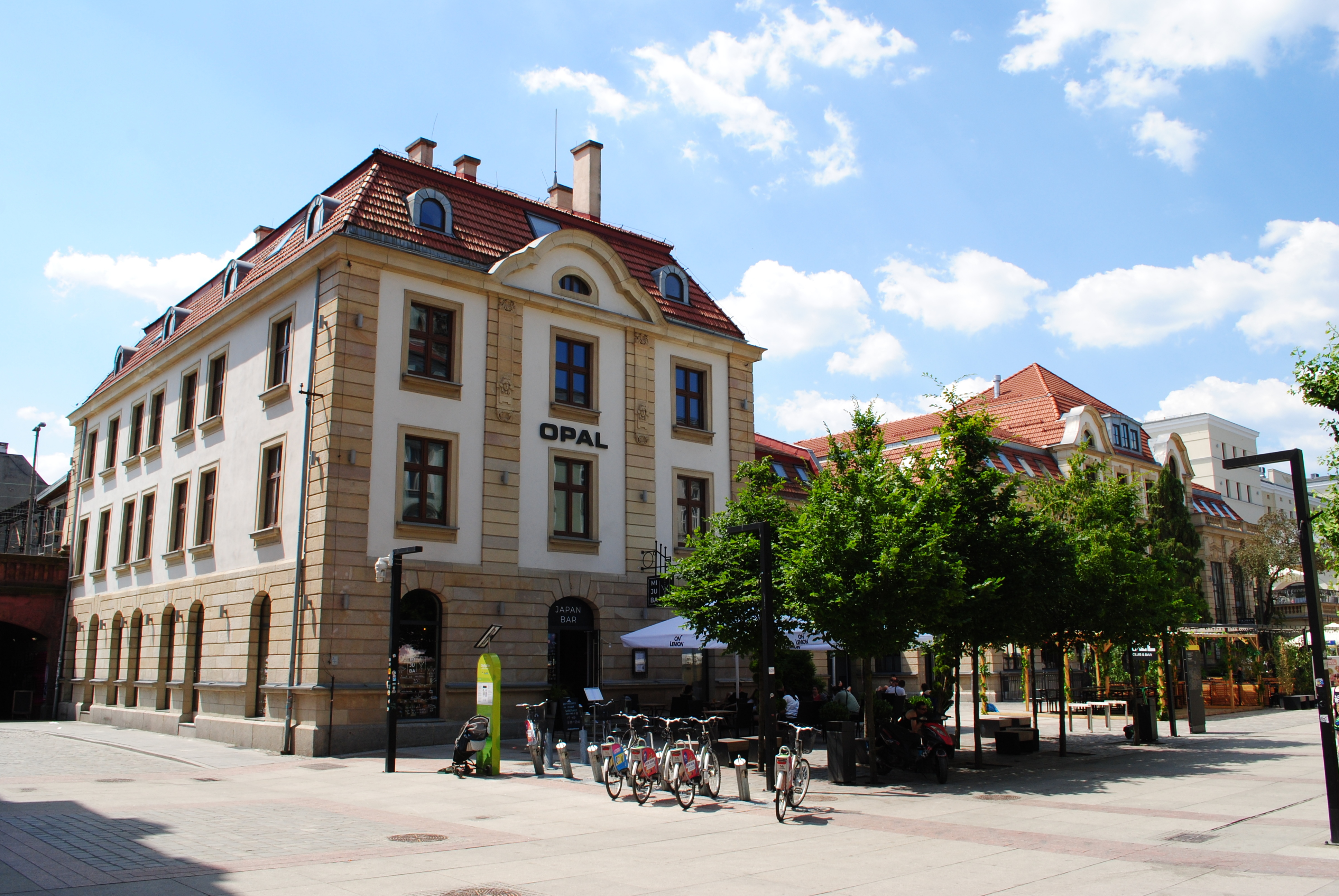
Fragment kompleksu zabudowy starego dworca kolejowego w Katowicach (ul. Dworcowa)

W 1859 roku przy obecnej ulicy Dworcowej oddano do użytku nowy gmach dworca kolejowego, zaprojektowanego w stylu klasycystycznym. Na początku XX wieku został on rozbudowany o dwa secesyjne skrzydła. W ostatnim ćwierćwieczu XIX wieku najwięcej nowych obiektów budowano przy placu Wolności, ulicy Mariackiej i na południu wzdłuż dróg prowadzących do Mikołowa i Brynowa, tj. ulic Mikołowskiej i T. Kościuszki, a także w rejonie ulicy Dworcowej. Powstało wówczas kilkadziesiąt eklektycznych kamienic z mieszanką innych stylów. Powstało też kilka znaczących obiektów, w tym gmach Dyrekcji Poczt (ul. Pocztowa 9; bud. 1892–1893; przebudowa w 1913 i 1937 roku), Sądu Obwodowego (ul. Andrzeja 16–18; pierwszy neorenesansowy budynek w 1888 roku i drugi neobarokowy w 1913 roku) czy Dyrekcji Kopalń Księcia Pszczyńskiego (ul. Powstańców 30; bud. 1913–1914).
Również poza ówczesnymi Katowicami powstało kilka reprezentacyjnych obiektów. W Panewnikach wzniesiono kompleks klasztorny franciszkanów w stylu neoromańskim projektu Mansuetusa Fromma OFM, w Załężu neogotycki kościół św. Józefa projektu Ludwiga Schneidera, a w Zawodziu ratusz gminy Bogucice zaprojektowany w stylu neoklasycystycznym (bądź z elementami stylu secesyjnego i modernistycznego; gmach wzniesiony w latach 1911–1912). Przy kopalniach i hutach zaczęto budować osiedla robotnicze. W Bogucicach koncentrowała się ona wokół kopalń „Ferdinand” („Katowice”) i „Agnes-Amanda” oraz cynkowni, a domy tego typu powstały także m.in. w Dębie, Załężu oraz w Katowickiej i Załęskiej Hałdzie (w tym kolonia robotnicza kopalni „Oheim” projektu Brunona Tauta). W Giszowcu i Nikiszowcu powstały dwa osiedla patronackie zaprojektowane przez Georga i Emila Zillmannów. Ukończony w 1910 roku Giszowiec został zaprojektowany w idei miasta-ogrodu, w którym powstały domy jedno-, dwu- i trzyrodzinne, natomiast pośrodku wzniesiono obiekty użyteczności publicznej, w tym szkołę katolicką i szkołę ewangelicką, konsum i gospodę. Nikiszowiec w całości ukończono do 1927 roku. Składa się on z 9 kwartałów zwartej zabudowy domów mieszkalnych z czerwonej cegły, które uzupełniają podstawowe obiekty usługowo-handlowe, w tym szkoła, magiel i kościół. Osiedla te łączyła kolejka wąskotorowa zwana potocznie „Balkanem”.

Katowickie przedwojenne osiedla robotnicze
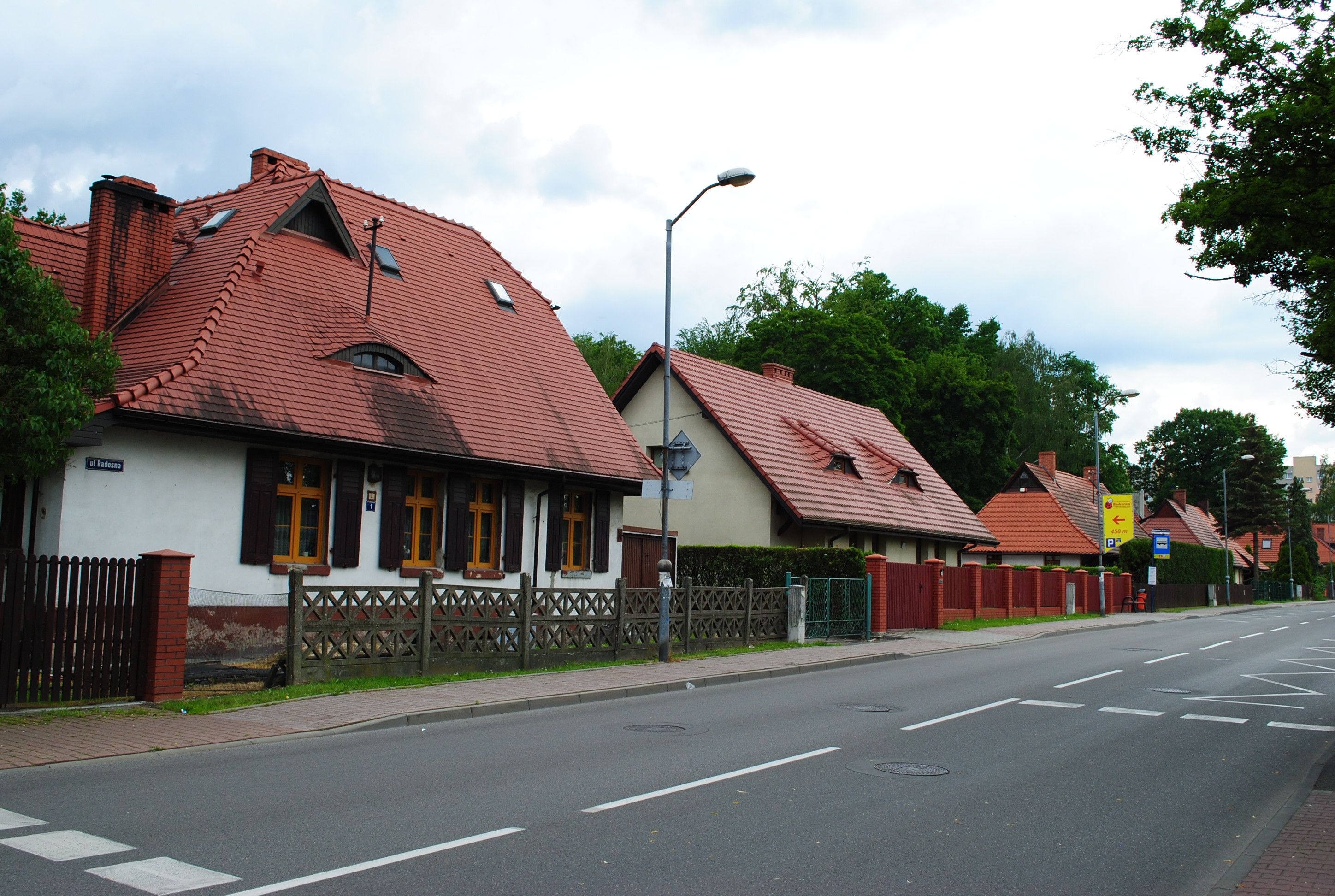
Osiedle patronackie Giszowiec w rejonie ulicy Radosnej
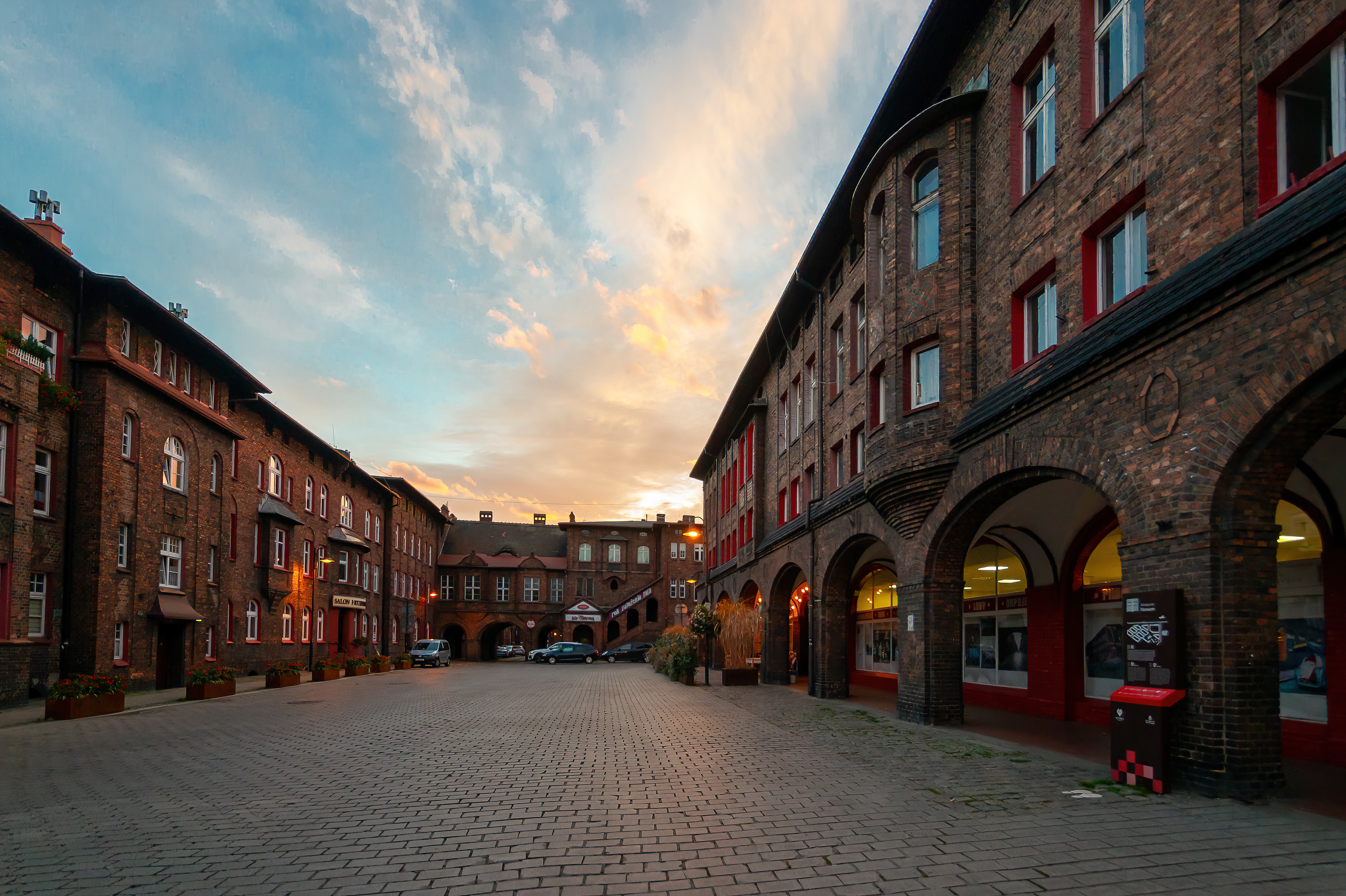
Osiedle patronackie Nikiszowiec w Janowie-Nikiszowcu (pl. Wyzwolenia)
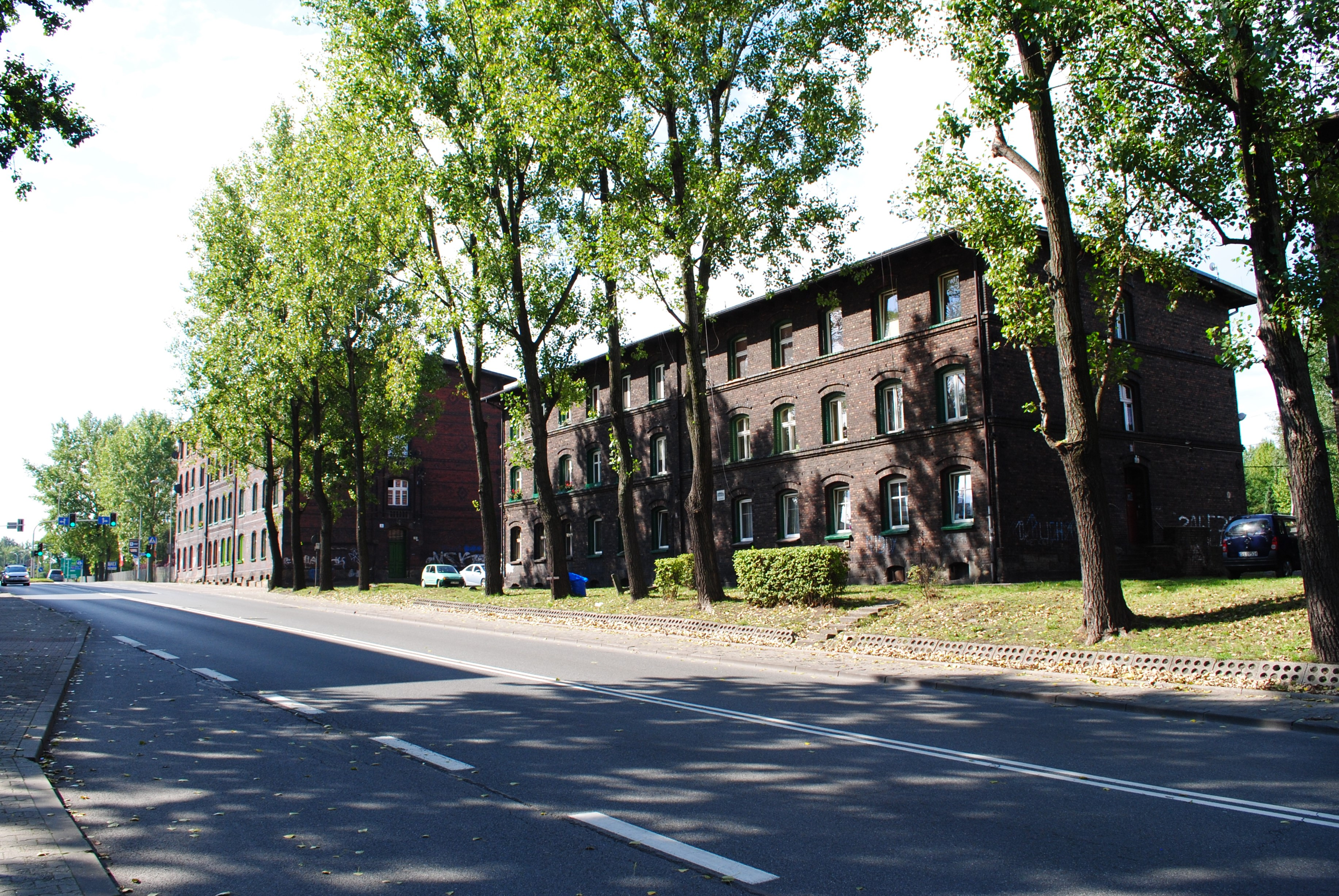
Osiedle Helgoland w Szopienicach-Burowcu (ul. Lwowska)

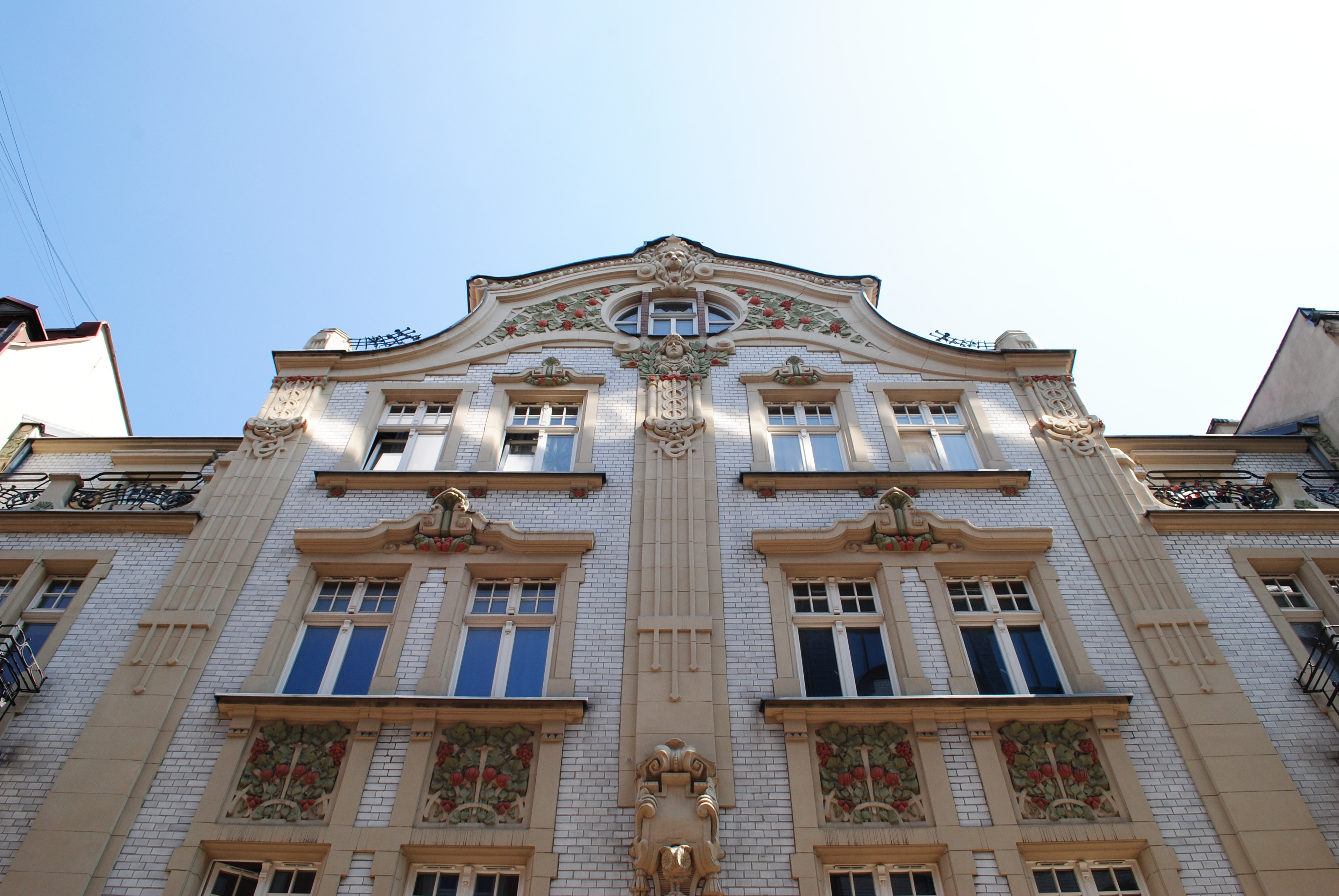
Fragment fasady secesyjnej kamienicy przy ulicy Dyrekcyjnej 3

Na przełomie XIX i XX wieku w katowickiej architekturze pojawił się nurt secesyjny, a jego klasycznymi przedstawicielami są kamienice przy ulicach: Chopina 11, 3 Maja 17 i Dyrekcyjnej 3. W tym też okresie katowickie budownictwo zaczęło kształtować się także pod wpływem idei modernistycznych.
Następnym znaczącym etapem rozwoju architektoniczno-urbanistycznego Katowic była faza rozwoju i ekspansji terytorialnej, trwająca w latach międzywojennych i związana z przyznaniem Katowicom statusu stolicy autonomicznego województwa śląskiego. W tym okresie do Katowic włączono sąsiednie dzielnice, a w południowym Śródmieściu wybudowano m.in. gmachy Sejmu Śląskiego, Muzeum Śląskiego (rozebrany przez Niemców), katedry Chrystusa Króla (ukończona po II wojnie światowej) oraz liczne nowoczesne budynki mieszkaniowe.

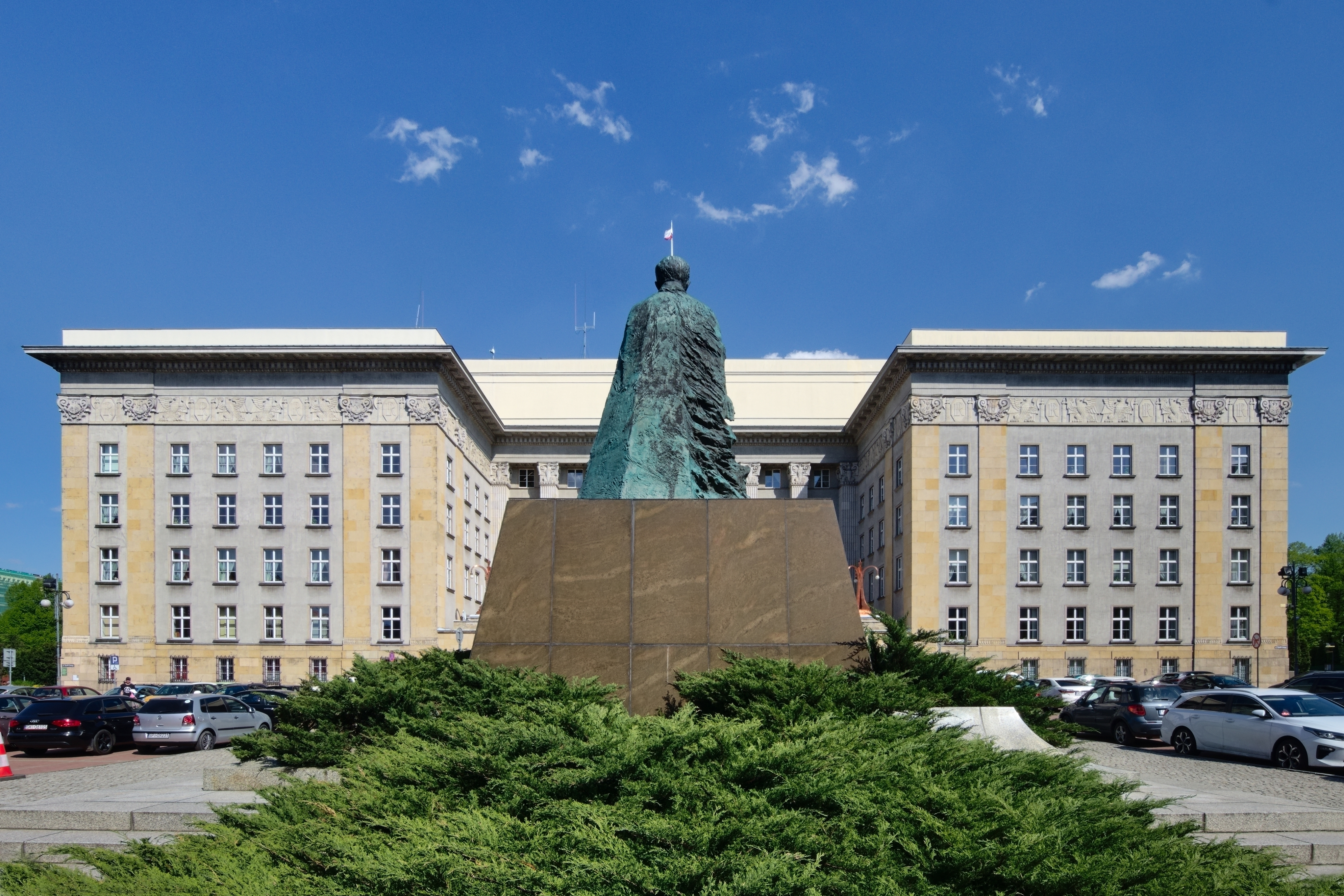
Gmach Sejmu Śląskiego; na pierwszym planie tył pomnika Wojciecha Korfantego

Architektura Katowic lat międzywojennych mimo pierwotnych założeń zakładających unifikację i standaryzację charakteryzowała się dużą różnorodnością i indywidualizmem. W tym czasie duży udział w inwestycjach miały władze wojewódzkie, które przyciągały także inwestorów prywatnych i kościelnych. Do najbardziej okazałych obiektów powstałych w tym okresie należy wznoszony w latach 1924–1929 budynek Sejmu Śląskiego oraz archikatedra Chrystusa Króla, której budowę rozpoczęto w 1927 roku, a ukończono po wojnie (w 1956 roku). Do innych należą m.in.: wieżowiec Urzędu Skarbowego przy ulicy Żwirki i Wigury (oddany do użytku w 1934 roku), gmach Banku Gospodarstwa Krajowego przy ulicy A. Mickiewicza 3 (1930 rok; proj. Józef Rybicki i Stanisław Tabeński), gmach Śląskich Technicznych Zakładów Naukowych (lata budowy: 1928–1932), Dom Oświatowy (1934 rok), gmach Syndykatu Polskich Hut Żelaza czy funkcjonalistyczny gmach Muzeum Śląskiego w Katowicach (wyburzony w czasie II wojny światowej przez Niemców).

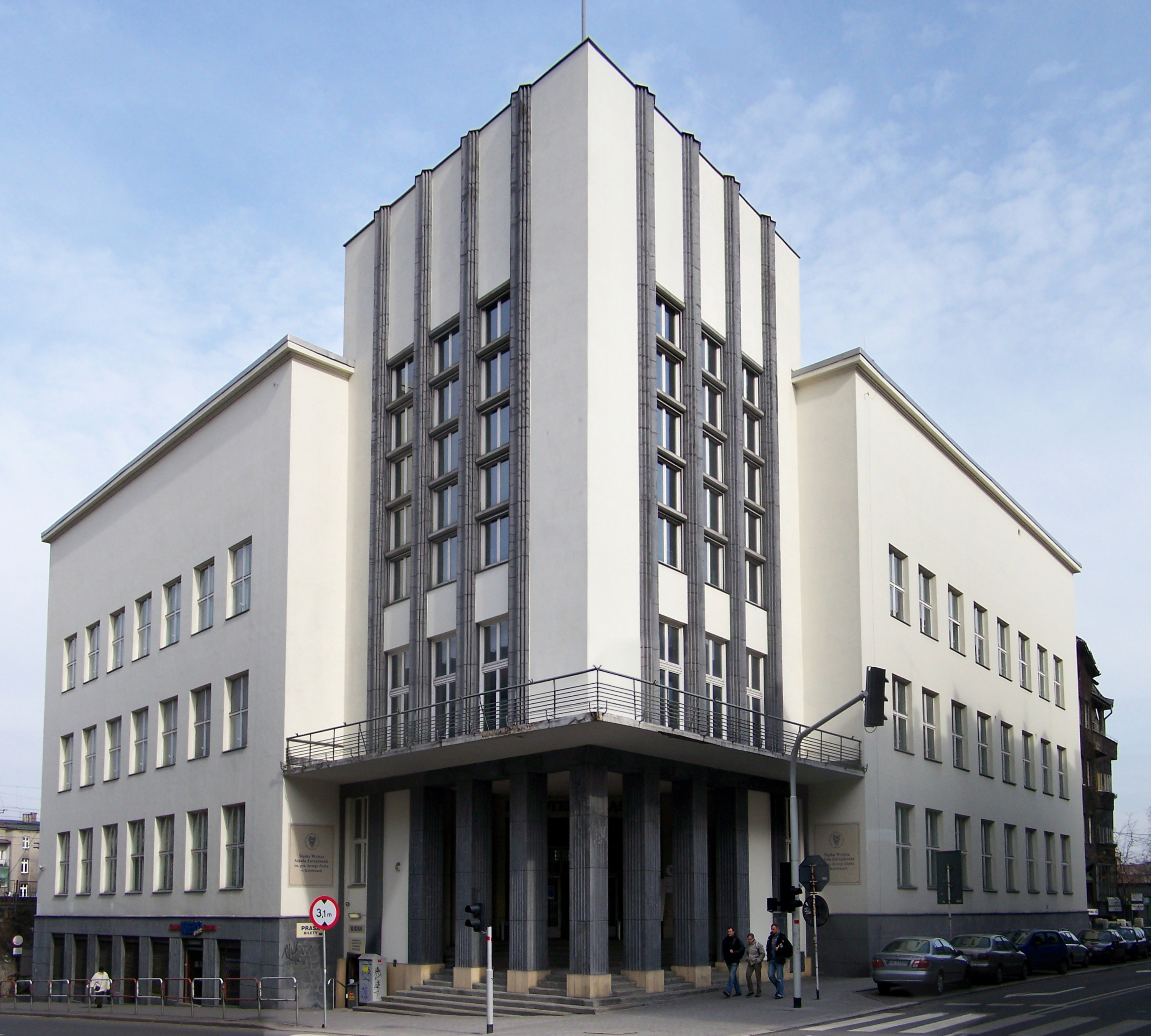
Dom Oświatowy (ul. Francuska 12)

Rozbudowano również tereny poza Śródmieściem Katowic. W 1924 roku do Katowic przyłączono obszary różniące się wielkością i gęstością zaludnienia oraz specyfiką zabudowy. Jeszcze w tym samym roku powstał plac zagospodarowania Wielkich Katowic, zakładający rozwój miasta w kierunku południowym. Większe rozmiary przybrała rozbudowa Ligoty, w której na zlecenie Urzędu Wojewódzkiego powstało osiedle domów urzędniczych, którego budowę rozpoczęto w 1933 roku. W Załężu przy granicy z Hajdukami (Chorzowem-Batorym) powstała kolonia 44 dwurodzinnych domów bliźniaczych, której nadano imię prezydenta RP Ignacego Mościckiego. Uroczyste oddanie do użytku kolonii z udziałem patrona osiedla odbyło się 2 października 1929 roku, a jej budowa trwała w latach 1927–1928.

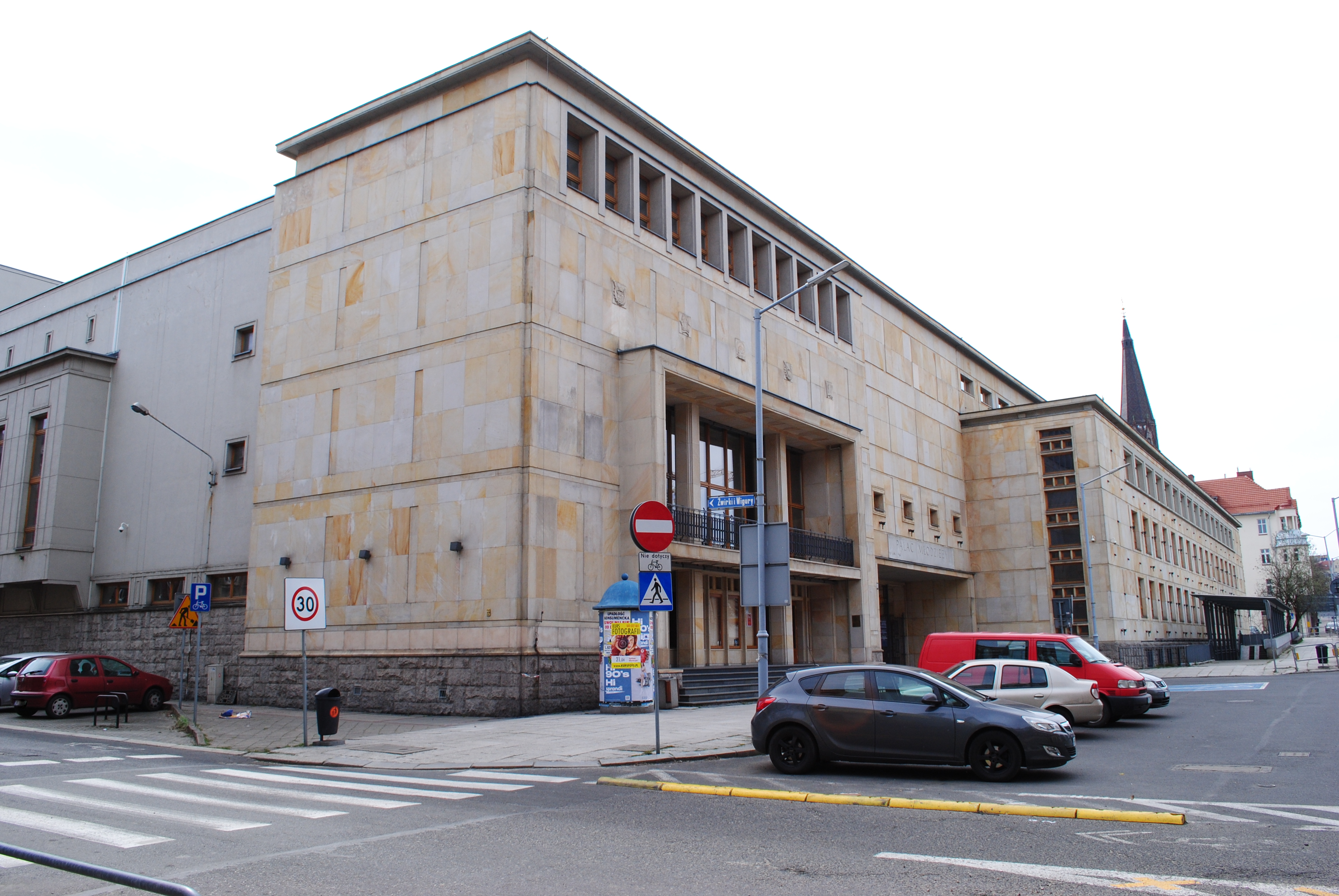
Pałac Młodzieży w Katowicach (ul. Mikołowska 26)

Po II wojnie światowej nastąpiła faza powojenna, trwająca przez cały okres Polskiej Rzeczypospolitej Ludowej (do 1989 roku). Charakteryzował się on przebudową i dalszym rozwojem przestrzennym miasta. W tym okresie przebudowano strefę Rondo – Rynek (w tym budowa Hali Widowiskowo-Sportowej Spodek oraz nowych wysokościowców), wybudowano nowe osiedla mieszkaniowe, obiekty użyteczności publicznej (Pałac Młodzieży, nowy budynek dworca kolejowego czy Pałac Ślubów) oraz duże obiekty handlowe („Zenit”, „Skarbek”).
Po II wojnie światowej, pod koniec lat 40. XX w. w architekturze miasta narzucono doktrynę socrealizmu, kładące nacisk na wartości polskie. Przykładem jest Pałac Młodzieży (budowa w latach 1949–1951; proj. Julian Duchowicz i Zygmunt Majerski) oraz dawny Dom Związków Zawodowych (oddany do użytku w 1955 roku). W latach 50. XX wieku terenie Koszutki wzniesiono pierwsze budynki osiedla mieszkaniowego im. J. Marchlewskiego. W późniejszym okresie starano się stworzyć nową koncepcję centrum miasta, w kierunku północnym, a prace te realizowano w latach 50., 60. i 70. XX w. Powstały wówczas m.in.: Dom Prasy Śląskiej, Dom Handlowy „Skarbek”, Superjednostka, Separator, Ślizgowiec oraz oddany do użytku 9 maja 1971 roku Spodek (proj. Maciej Gintowt i Maciej Krasiński). W 1972 roku otwarto nowy, brutalistyczny dworzec kolejowy na stacji Katowice.

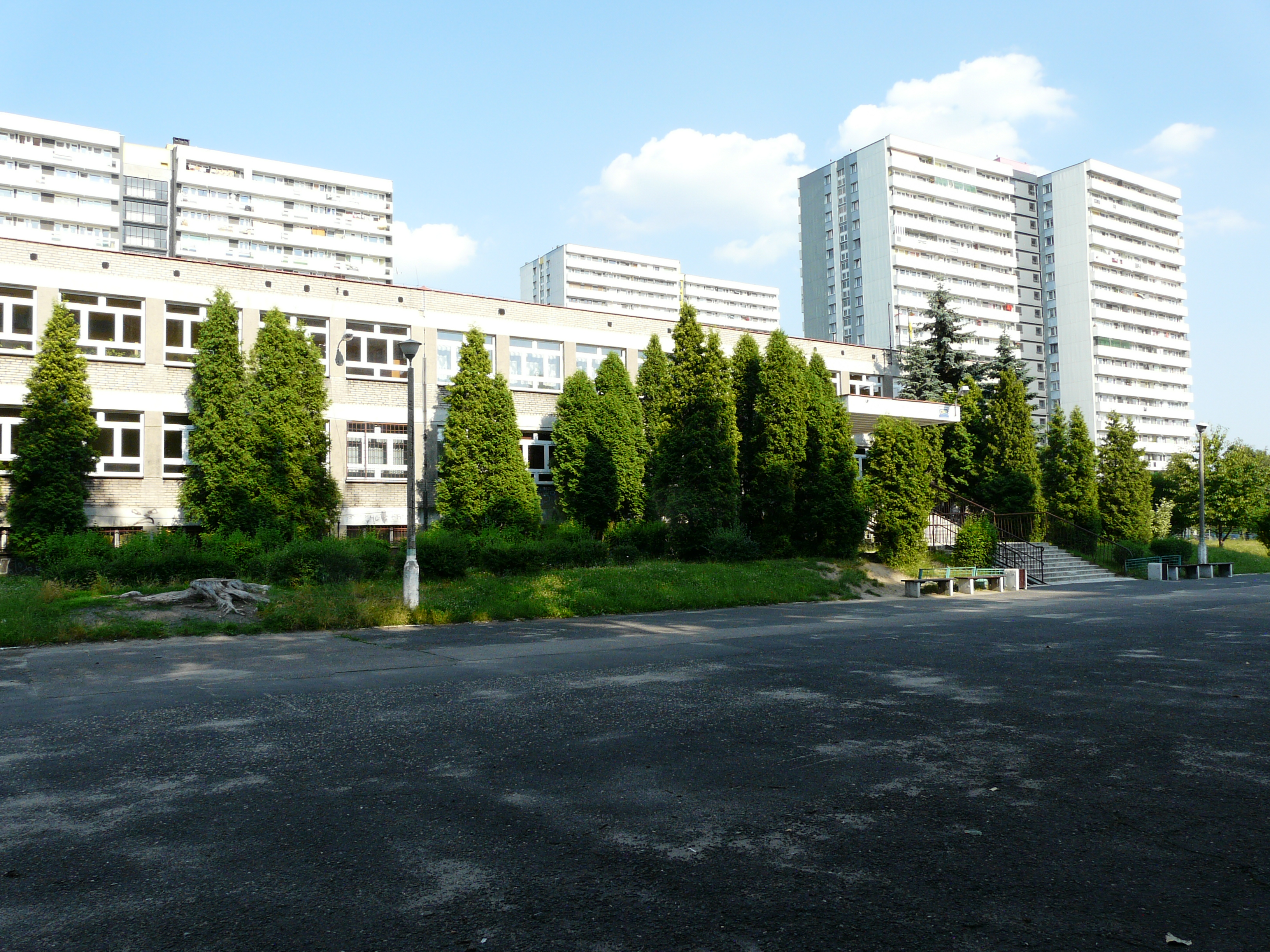
Fragment os. Tysiąclecia (2013)

Spośród inwestycji mieszkaniowych do największych z należą: osiedle im. Tysiąclecia Państwa Polskiego (proj. Henryk Buszko, Aleksander Franta, Marian Dziewoński i Tadeusz Szewczyk; pierwsze budynki wzniesiono w 1961 roku) oraz osiedle Walentego Roździeńskiego. Na początku lat 70. XX wieku przystąpiono do budowy osiedla im. Ignacego Jana Paderewskiego, a 6 października 1978 roku na osiedlu odsłonięto pomnik Żołnierza Polskiego. Pod koniec lat 70. XX wieku rozpoczęto budowę osiedla mieszkaniowego w Bogucicach, nazwane później osiedlem J. Kukuczki. Powstały także inne osiedla, m.in.: W. Witosa, Odrodzenia, Ptasie czy A. Zgrzebnioka.

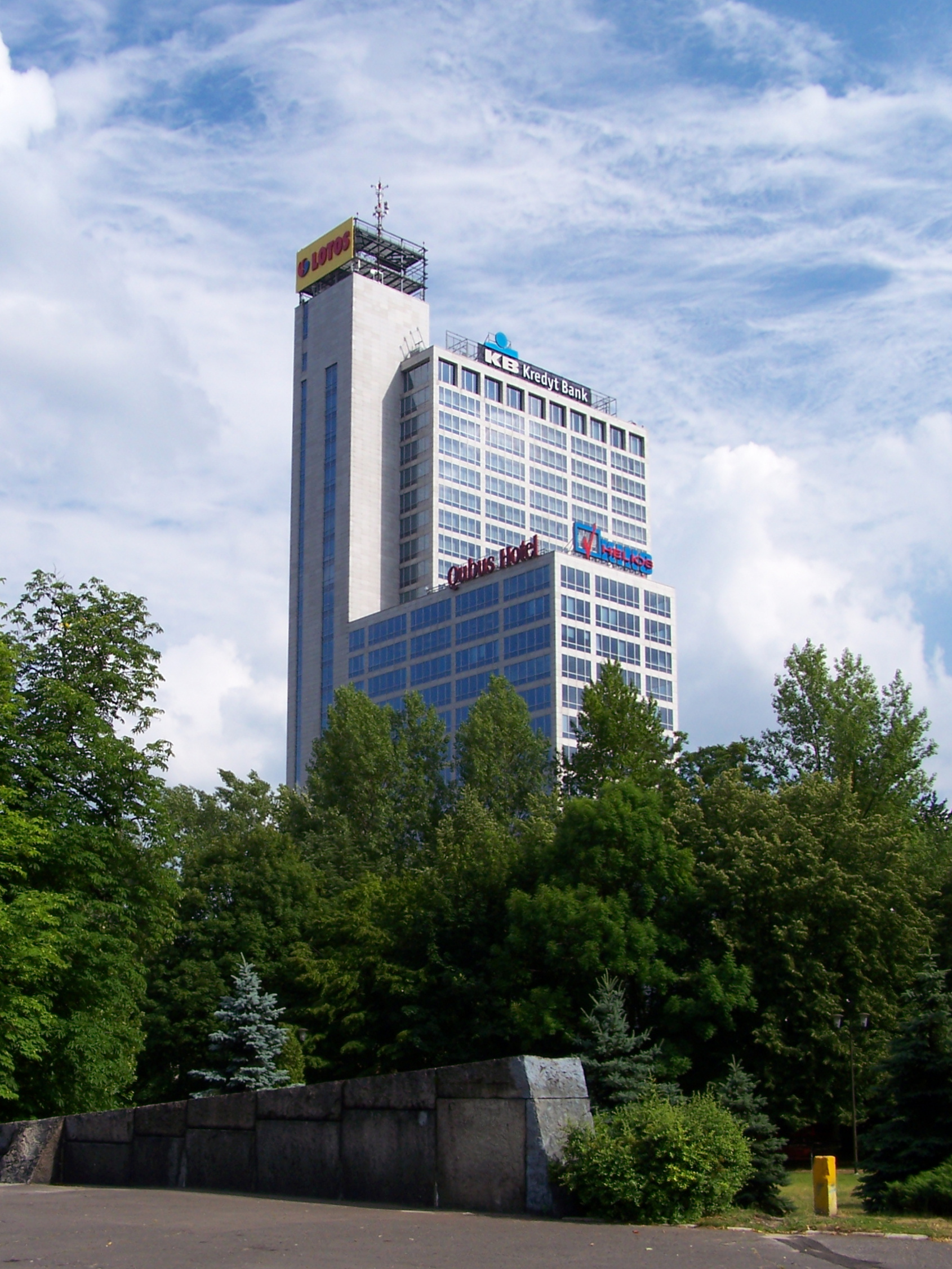
Altus (ul. Uniwersytecka 13)

Po 1989 roku w architekturze i urbanistyce Katowic nastąpiła faza współczesna. Przemiany gospodarcze doprowadziły do zmiany systemu gospodarczego miasta (poprzez likwidację kopalń, hut i innych uciążliwych zakładów). Przebudowano układ drogowy miasta (powstała Drogowa Trasa Średnicowa i autostrada A4), a także wykonano szereg procesów rewitalizacyjnych (np. powstanie Strefy Kultury na terenach dawnej KWK „Katowice”). Wzniesiono nowe obiekty handlowo-usługowe oraz biurowe (np. Altus, Chorzowska 50, .KTW oraz parki przemysłowe). Rozwój urbanistyczny miasta przebiega w dużej mierze w kierunkach południowych za sprawą licznych inwestycji deweloperskich.
Po 1989 w architekturze Katowic postawiono na estetykę postmodernizmu zaczerpniętą z Europy Zachodniej, lecz w późniejszym czasie skierowano się na funkcjonalizm, uwzględniający awangardowe materiały, nowatorskie rozwiązania konstrukcyjne oraz nawiązanie do tradycji.

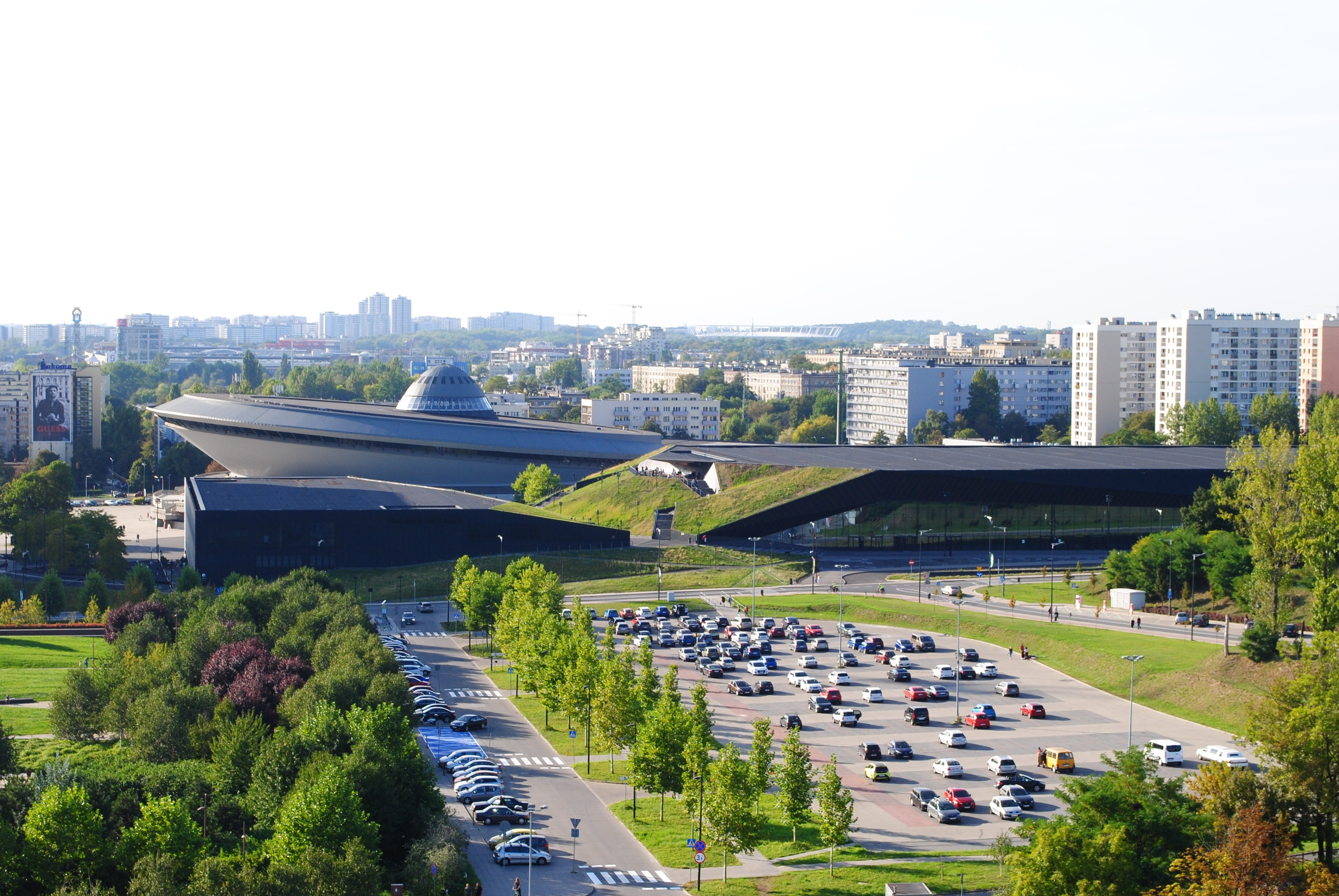
Międzynarodowe Centrum Kongresowe; w tle hala Spodek (2020)

W związku z rozwojem instytucji kultury w Katowicach, w latach 1990–1997 powstała nowa siedziba Biblioteki Śląskiej, która stała się częścią nowego wnętrza urbanistycznego Katowice – placu Rady Europy. W pierwszej połowie XXI wieku wykształciła się Strefa Kultury, na terenie której powstały: siedziba Narodowej Orkiestry Symfonicznej Polskiego Radia (bud. 2010–2014), Muzeum Śląskie (bud. 2011–2015) oraz Międzynarodowe Centrum Kongresowe (bud. 2011–2015). Powstało również wiele nowych obiektów biurowo-usługowych oraz gmachów użyteczności publicznej, zwłaszcza akademickich, w tym otwarty w 2004 roku gmach Wydziału Teologicznego Uniwersytetu Śląskiego w Katowicach, w 2007 roku Centrum Nauki i Edukacji Muzycznej „Symfonia” czy w 2012 roku Centrum Informacji Naukowej i Biblioteka Akademicka.
18 listopada 2005 roku, a na terenach po kopalni „Gottwald” oddano do użytku centrum handlowo-rozrywkowe Silesia City Center, mieszczące kino wielosalowe, obiekty handlowo-usługowe, restauracje i kawiarnie oraz supermarket. W budynku po dawnej maszynowni szybu „Jerzy” urządzono kaplicę św. Barbary. Jest to jeden z przykładów adaptacji dawnych obiektów przemysłowych o wyjątkowych walorach zabytkowych do nowych funkcji. Innym przykładem jest adaptacja hali dawnego szybu „Wilson” kopalni „Wieczorek” na potrzeby galerii sztuki – Galeria Szyb Wilson czy zespół zabudowań Porcelany Śląskiej. W architekturze Katowic nawiązanie do przemysłowego dziedzictwa nie tylko odbywa się poprzez adaptację dawnych obiektów przemysłowych na inne cele, ale i stanowi inspirację dla nowych form. Stało się tak, chociażby w przypadku oddanego do użytku w 2006 roku gmachu Narodowego Banku Polskiego (proj. Dieter Paleta, Wojciech Wojciechowski i Teodor Badura) – pokrycie części zewnętrznych ścian czarnym łupkiem.

### Zabytki

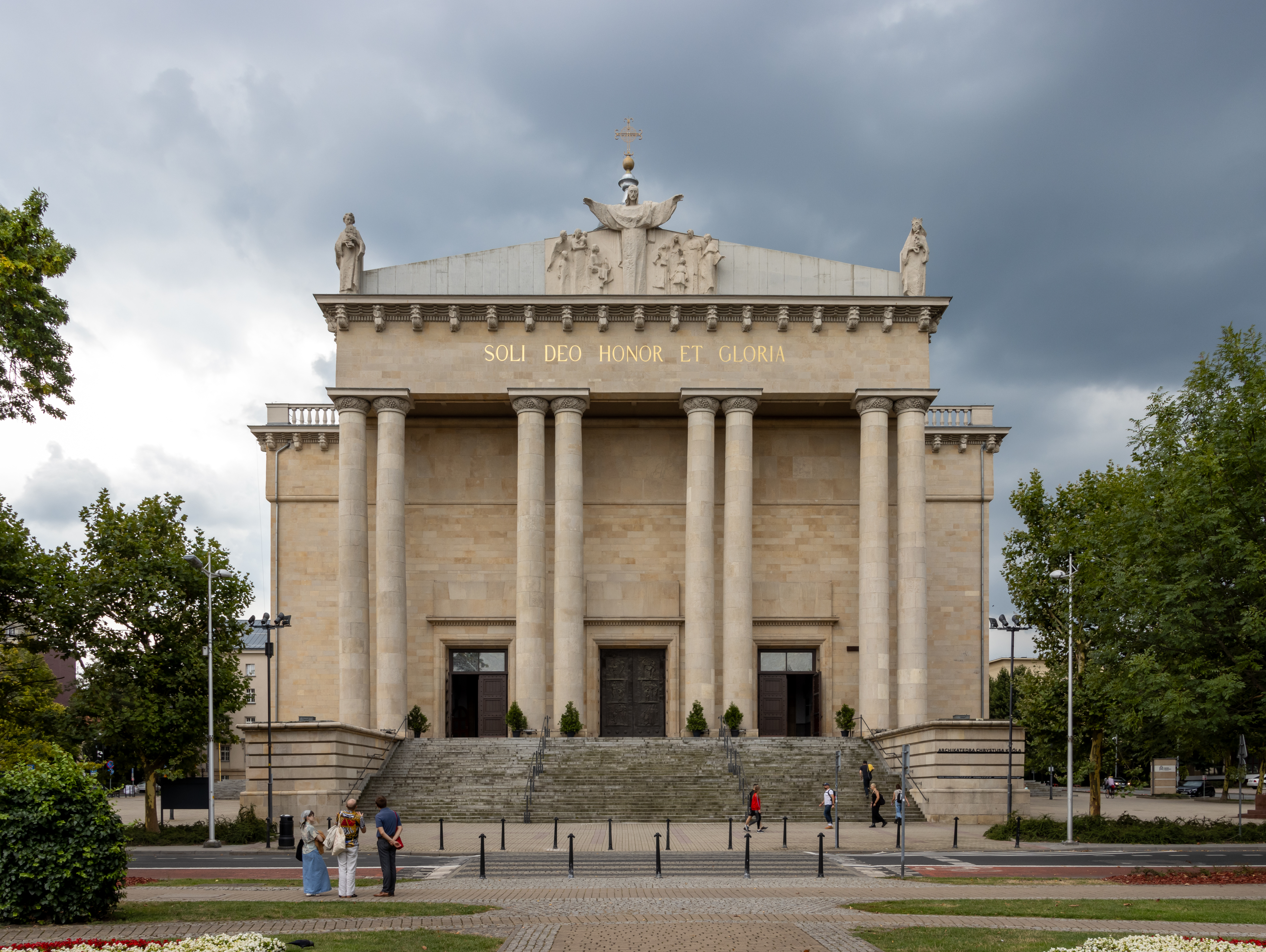
Archikatedra Chrystusa Króla

W Katowicach istnieje wiele obiektów i zespołów architektoniczno-urbanistycznych posiadającą wartość historyczną i kulturową, objętych ochroną konserwatorską na różnym poziomie, w tym jako pomnik historii czy zabytek wpisany do rejestru zabytków nieruchomych bądź do gminnej ewidencji zabytków. W Katowicach znajdują się dwa zespoły obiektów wpisane na listę pomników historii:
- Gmach Województwa i Sejmu Śląskiego oraz zespół katedralny – uznany za pomnik historii 13 stycznia 2012 roku; rozszerzony o katedrę 5 grudnia 2017 roku[498],
- Osiedle robotnicze Nikiszowiec – uznane za pomnik historii 14 stycznia 2011 roku[499].

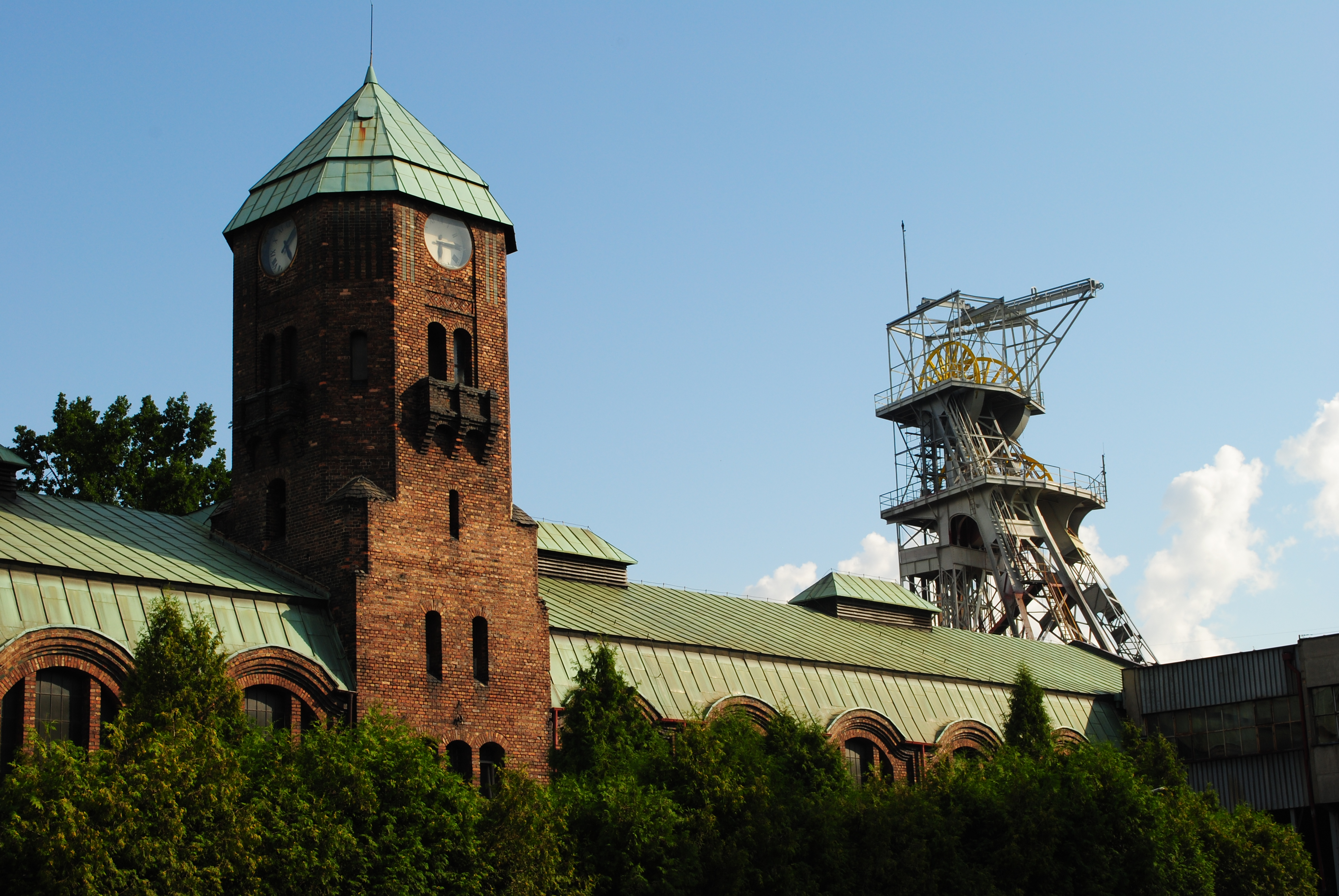
Fragment zabudowy szybu „Pułaski” dawnej KWK „Wieczorek”; widok od ulicy Szopienickiej

Pod koniec września 2009 roku na terenie Katowic znajdowało się 13 obiektów wpisanych do rejestru zabytków ruchomych oraz 174 obiekty wpisane do rejestru zabytków nieruchomych, w tym m.in.: układy urbanistyczne osiedli Giszowiec i Nikiszowiec, 24 zabytkowe zespoły budowlane, 3 cmentarze, park im. T. Kościuszki, most nad Mleczną, 16 kościołów i 2 zespoły architektury przemysłowej (zabudowa szybu „Pułaski” KWK „Wieczorek” w Janowie-Nikiszowcu i browaru Mokrskich w Szopienicach-Burowcu). Większość katowickich zabytków skupia się w dwóch dzielnicach – w Śródmieściu i Giszowcu. Do końca września 2009 roku w Katowicach ustanowiono 46 stref ochrony konserwatorskiej o powierzchni łącznej ponad 166 ha. Tą formą ochrony objęto: 4 cmentarze, 5 zespołów zabudowy przemysłowej, 4 układy urbanistyczne i pozostałości dawnych założeń wiejskich oraz 33 inne zespoły zabudowy.

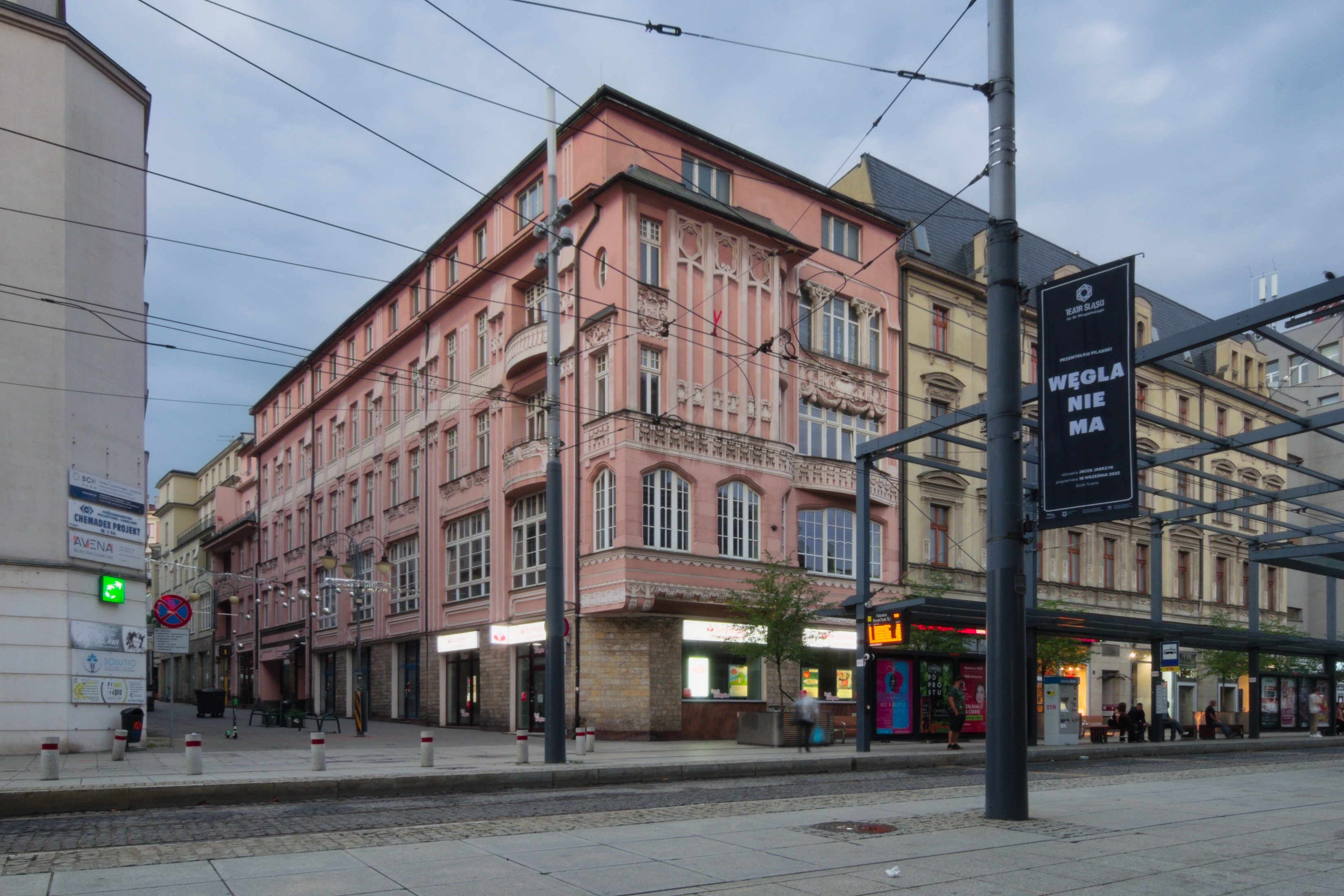
Kamienica przy ul. Dyrekcyjnej 10

Do rejestru zabytków województwa śląskiego wpisane są m.in. następujące obiekty w rejonie centrum miasta: budynek Sądu Okręgowego przy placu Andrzeja, kamienice przy ulicach Dyrekcyjnej 10, św. Jana 6, 3 Maja 6-8, A. Mickiewicza 8, Warszawskiej 2, 31 i 35 oraz placu Wolności 2 i 11, budynek banku przy ulicy Bankowej 5, kompleks dawnego dworca kolejowego stacji Katowice oraz hotel „Monopol” przy ulicy Dworcowej, gmach Kurii Metropolitalnej, budynek dawnego hotelu „Grand”, cmentarz żydowski przy ulicy Kozielskiej, gmach rektoratu Uniwersytetu Ekonomicznego przy ulicy 1 Maja 50 w Zawodziu, bazylika pw. św. Szczepana przy ulicy ks. L. Markiefki w Bogucicach, budynek Łaźni Miejskiej, gmach III Liceum Ogólnokształcącego im. A. Mickiewicza w Katowicach przy ulicy A. Mickiewicza 5, willa ogrodowa przy placu Wolności 10, budynek Teatru Śląskiego im. S. Wyspiańskiego w Katowicach przy Rynku 2 bądź gmach Urzędu Skarbowego przy ulicy Żwirki i Wigury (tzw. „Drapacz Chmur”). W pozostałych częściach miasta są to m.in.: zespół dawnego browaru Mokrskich przy ulicy ks. bp. H. Bednorza 2a-6 i kościół św. Jadwigi Śląskiej przy placu Powstańców Śląskich w Szopienicach-Burowcu, pałac przy ulicy Gliwickiej 159 i kościół św. Józefa w Załężu, gmach ratusza, kompleks folwarczny oraz kościół św. Antoniego z Padwy w Dąbrówce Małej czy zabudowa kolonii Alfred w Wełnowcu-Józefowcu.

Wybrane zabytki Katowic
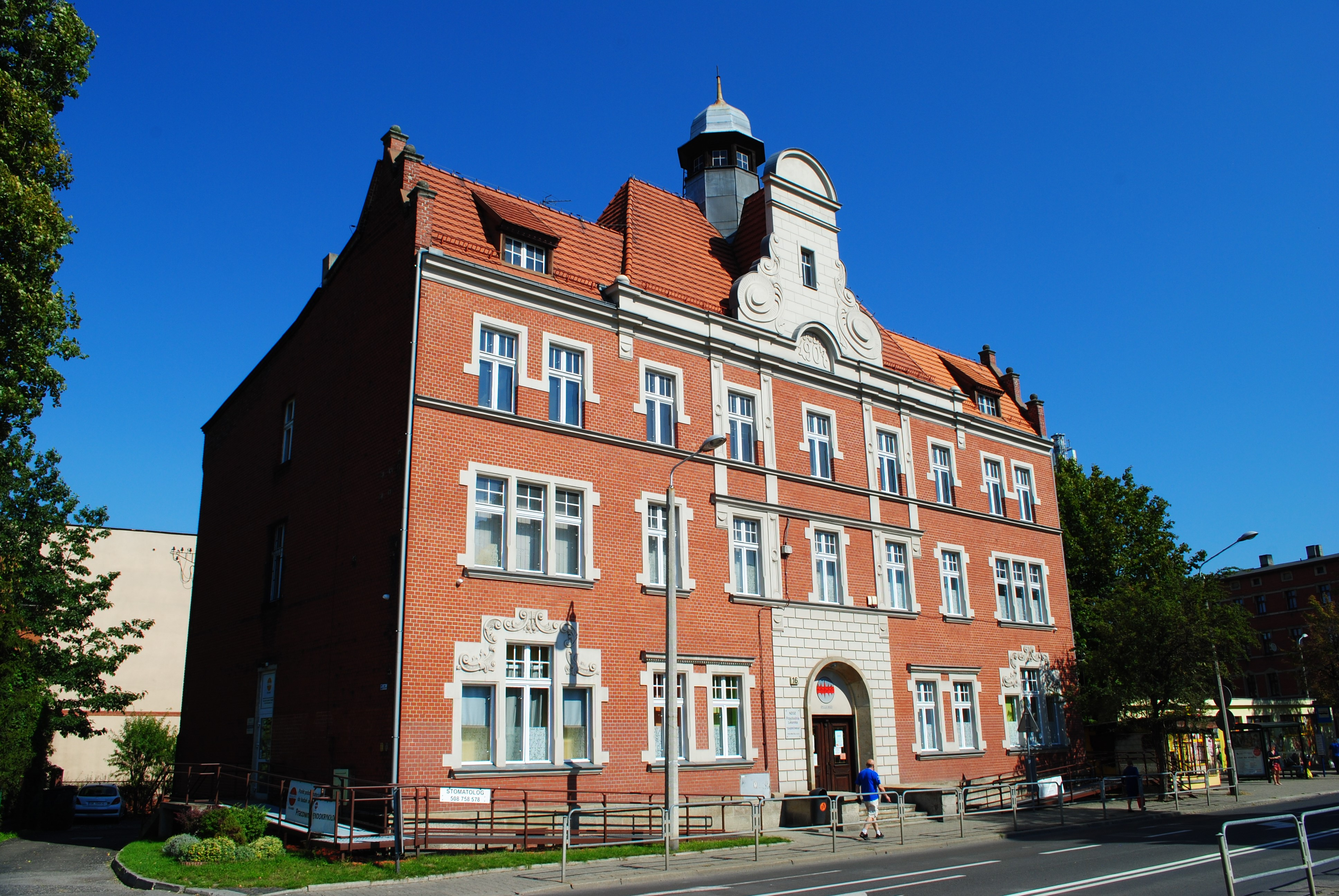
Dawny ratusz gminy Dąbrówka Mała (ul. gen. H. Le Ronda 16)
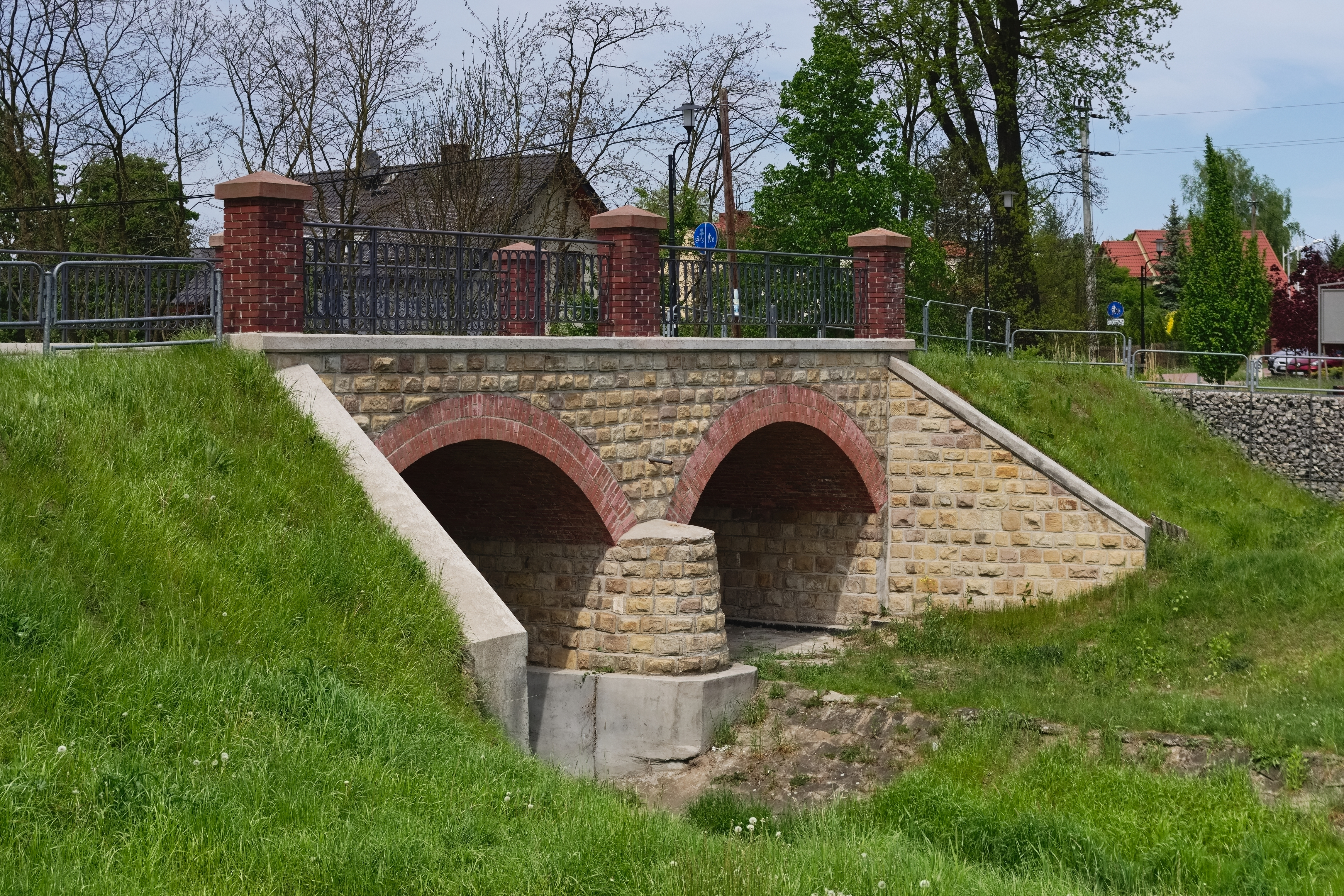
Most nad Mleczną w Podlesiu (ul. Zaopusta)
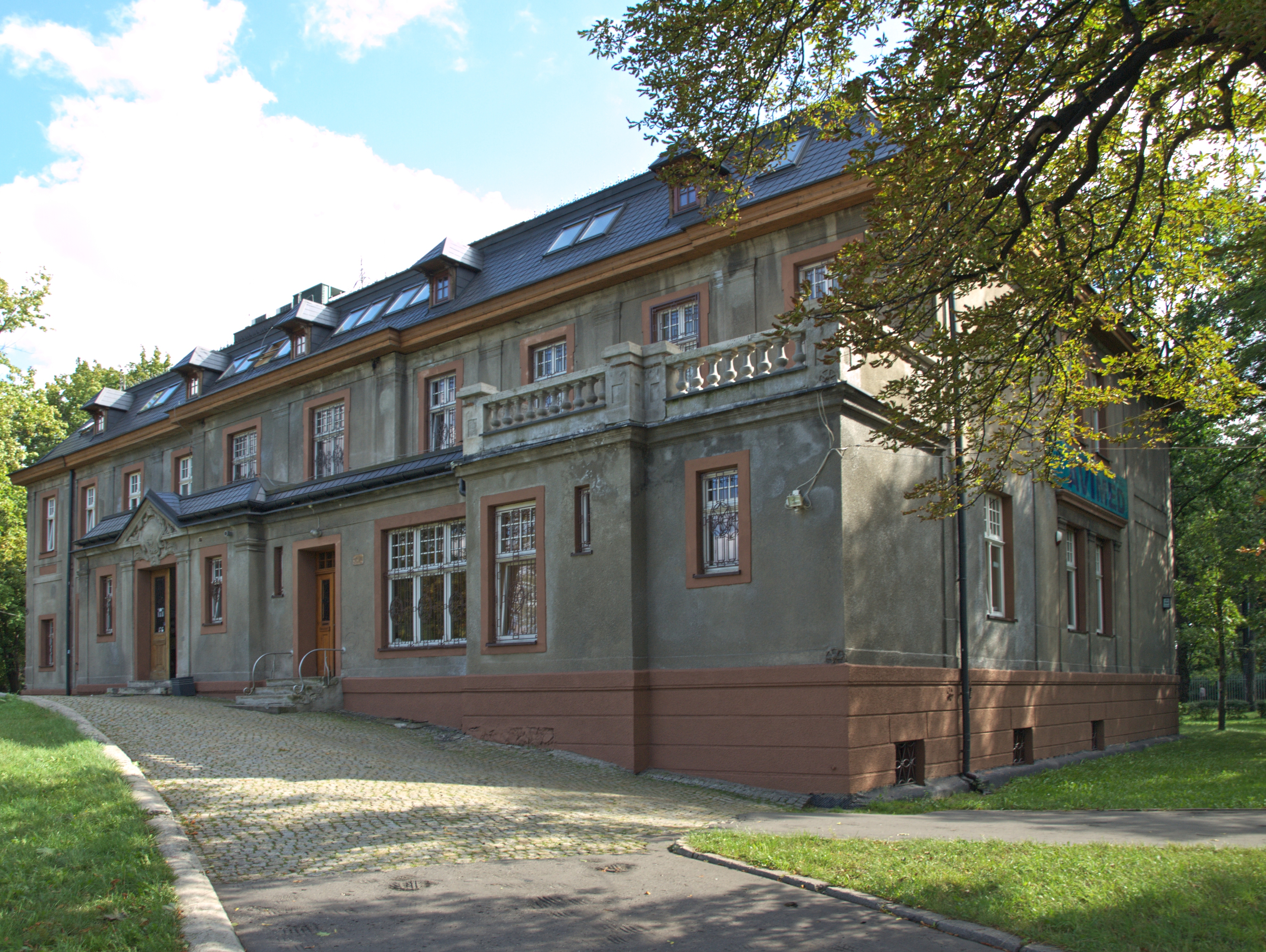
Pałac w Załężu (ul. Gliwicka 159)

W Katowicach przy ulicy Francuskiej 12 siedzibę ma Wojewódzki Urząd Ochrony Zabytków w Katowicach, a przy Rynku 1 w ramach Urzędu Miasta Katowice działa Biuro Konserwatora Zabytków.

### Pomniki i miejsca pamięci

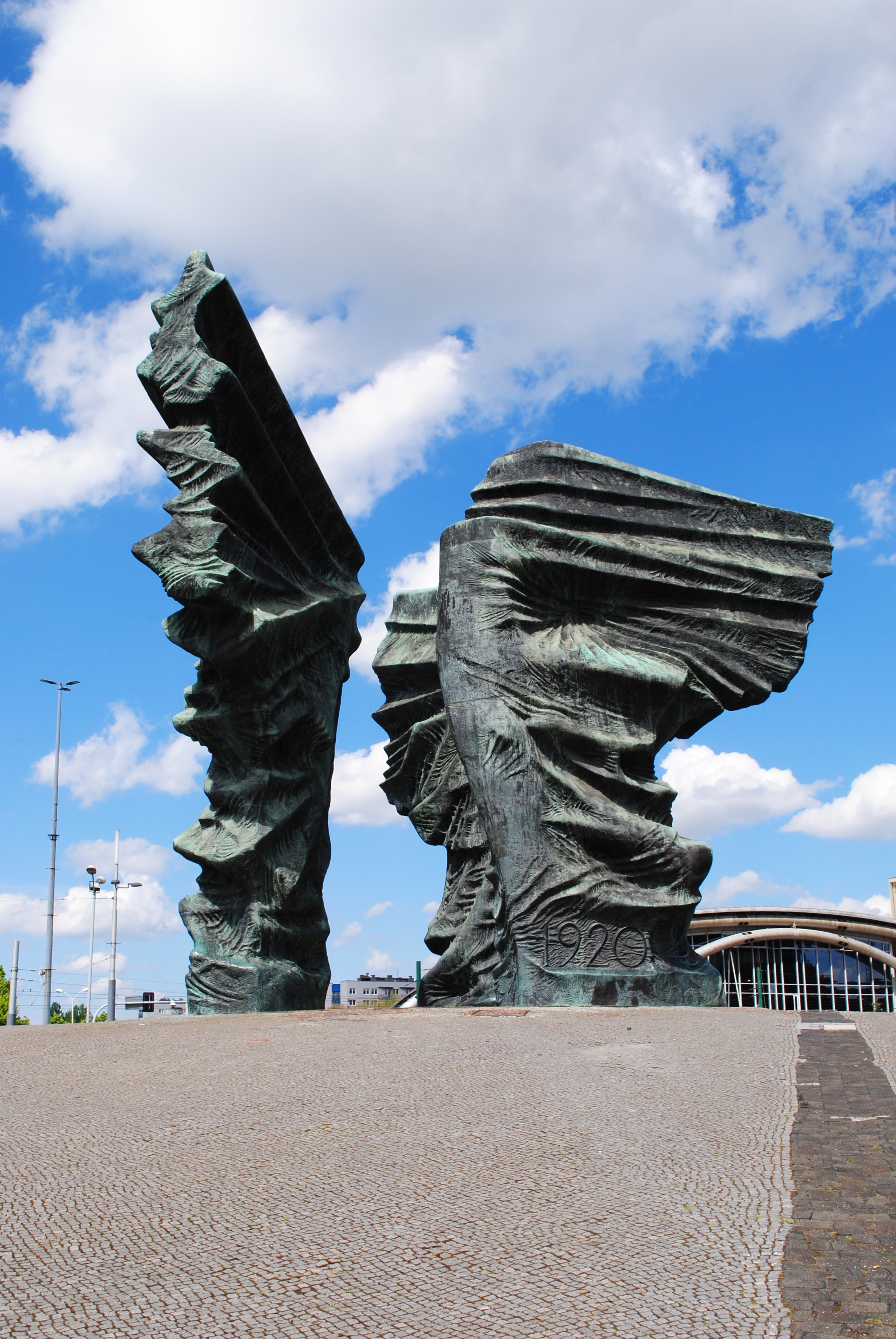
Pomnik Powstańców Śląskich

Na terenie Katowic znajduje się szereg miejsc związanych z ochroną pamięci walk i męczeństwa. Są to m.in. cmentarze wojenne, mogiły na cmentarzach cywilnych oraz pomniki i tablice pamiątkowe. Do najważniejszych miejsc pamięci w Katowicach należą:
- Pomnik Powstańców Śląskich (Śródmieście; rondo gen. J. Ziętka)[79] – pomnik odsłonięty 1 września 1967 roku autorstwa architekta Wojciecha Zabłockiego i rzeźbiarza Gustawa Zemły; składa się z trzech skrzydeł usytuowanych na sztucznej skarpie ze ścianą, na której umieszczono nazwy miejscowości, w których toczyły się bitwy w czasie powstań śląskich[505],
- Pomnik Harcerzy Września (Śródmieście; pl. Obrońców Katowic)[79] – pomnik odsłonięty 4 września 1981 roku projektu Zygmunta Brachmańskiego[506],
- Pomnik Ofiar Katynia (Śródmieście; pl. Andrzeja)[79] – pomnik odsłonięty 21 maja 2001 roku projektu Mariana Skałkowskiego, wykonany przez rzeźbiarza Stanisława Hochuła; przedstawia trzy figury mundurowych, stojących nad tzw. dołem śmierci[507],
- Pomnik Poległych Górników KWK „Wujek” (Załęska Hałda-Brynów cz. zachodnia; pl. NSZZ Solidarność)[79] – pomnik odsłonięty w 1991 roku upamiętniający 9 poległych górników KWK „Wujek” 16 grudnia 1981 roku[508],
- Pomnik Żołnierza Polskiego (Osiedle Paderewskiego-Muchowiec; pl. Żołnierza Polskiego)[79] – pomnik odsłonięty w 1978 roku autorstwa Bronisława Chromego; sylwetka rzeźby przedstawia orła osłaniającego swoimi skrzydłami grupę żołnierzy[509],
- Wieża Spadochronowa (Brynów cz. wschodnia-Osiedle Zgrzebnioka; park T. Kościuszki)[79] – wieża z 1937 roku, na której toczyły się walki we wrześniu 1939 roku; w 1957 roku obok wieży ustawiono obelisk harcerzy – obrońców Katowic autorstwa Stefana Chorembalskiego[510][508],
- Pomniki-tablice Obrońców Katowic (Lasy Panewnickie i Piotrowice)[79] – miejsca kaźni z okresu II wojny światowej[508],
- Grób zbiorowy 109 obrońców Katowic z 1939 roku – harcerzy i powstańców (Ligota-Panewniki; cmentarz przy ul. Panewnickiej)[79] – pomnik upamiętniający poległych i zamordowanych w 1939 roku obrońców Katowic[511],
- Pomnik Powstańców Śląskich w Bogucicach (Bogucice; pl. W. Wajdy)[79] – pomnik wzniesiony w miejsce przedwojennego[508], z tablicą o treści: „Cześć poległym bohaterom 1919, 1920, 1921,1939, 1945”[512],
- Cmentarz garnizonowy (Brynów cz. wschodnia-Osiedle Zgrzebnioka; ul. Meteorologów)[79] – założony w latach 20. XX wieku w miejscu dawnego cmentarza jeńców wojennych; znajdują się tu m.in. groby przywódców powstań śląskich, zbiorowy wojenny grób żołnierzy alianckich i cztery kwatery mogił wojennych żołnierzy poległych w czasie I wojny światowej[513],
- Cmentarz żydowski (Śródmieście; ul. Kozielska)[79] – jedna z największych i najlepiej zachowanych tego typu nekropolii, licząca około 1,4 tys. pochówków z macewami, także rodów zasłużonych dla rozwoju miasta – m.in. Goldsteinów, Grünfeldów i Schalschów[514].

## Kultura

### Instytucje kultury

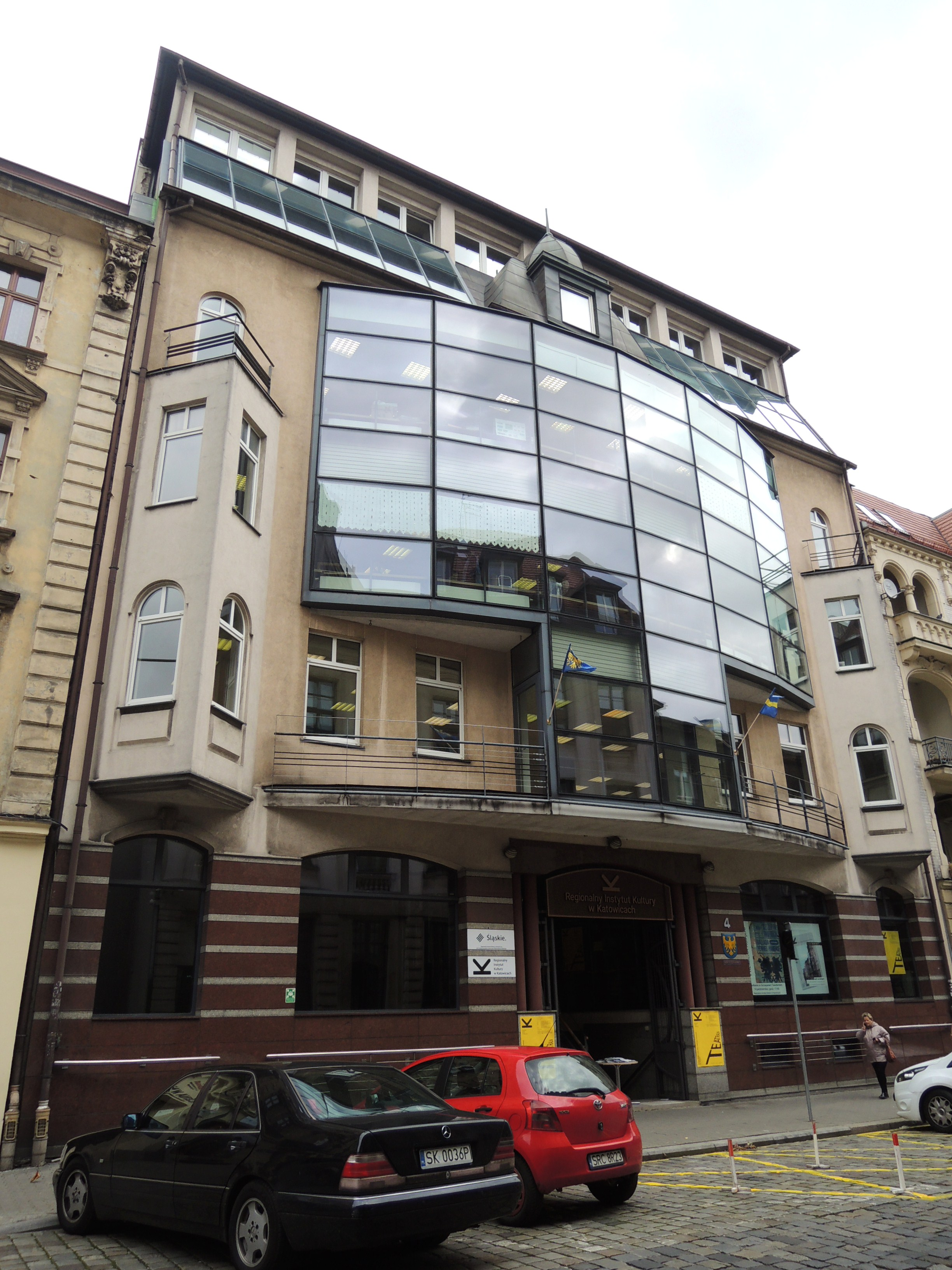
Siedziba Regionalnego Instytutu Kultury im. Wojciecha Korfantego (ul. Teatralna 4)

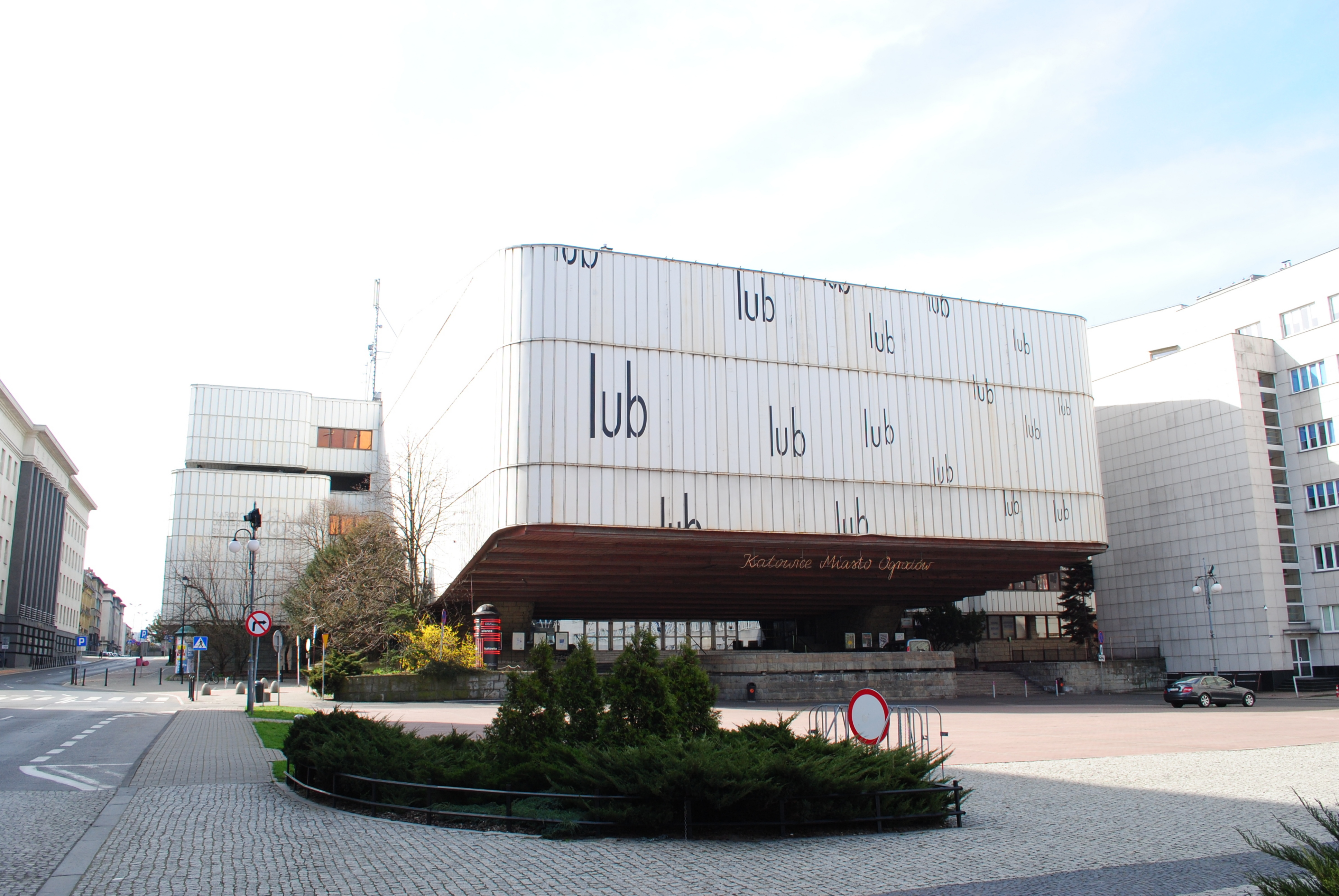
Gmach instytucji Katowice Miasto Ogrodów – Instytucja Kultury im. Krystyny Bochenek (pl. Sejmu Śląskiego 2)

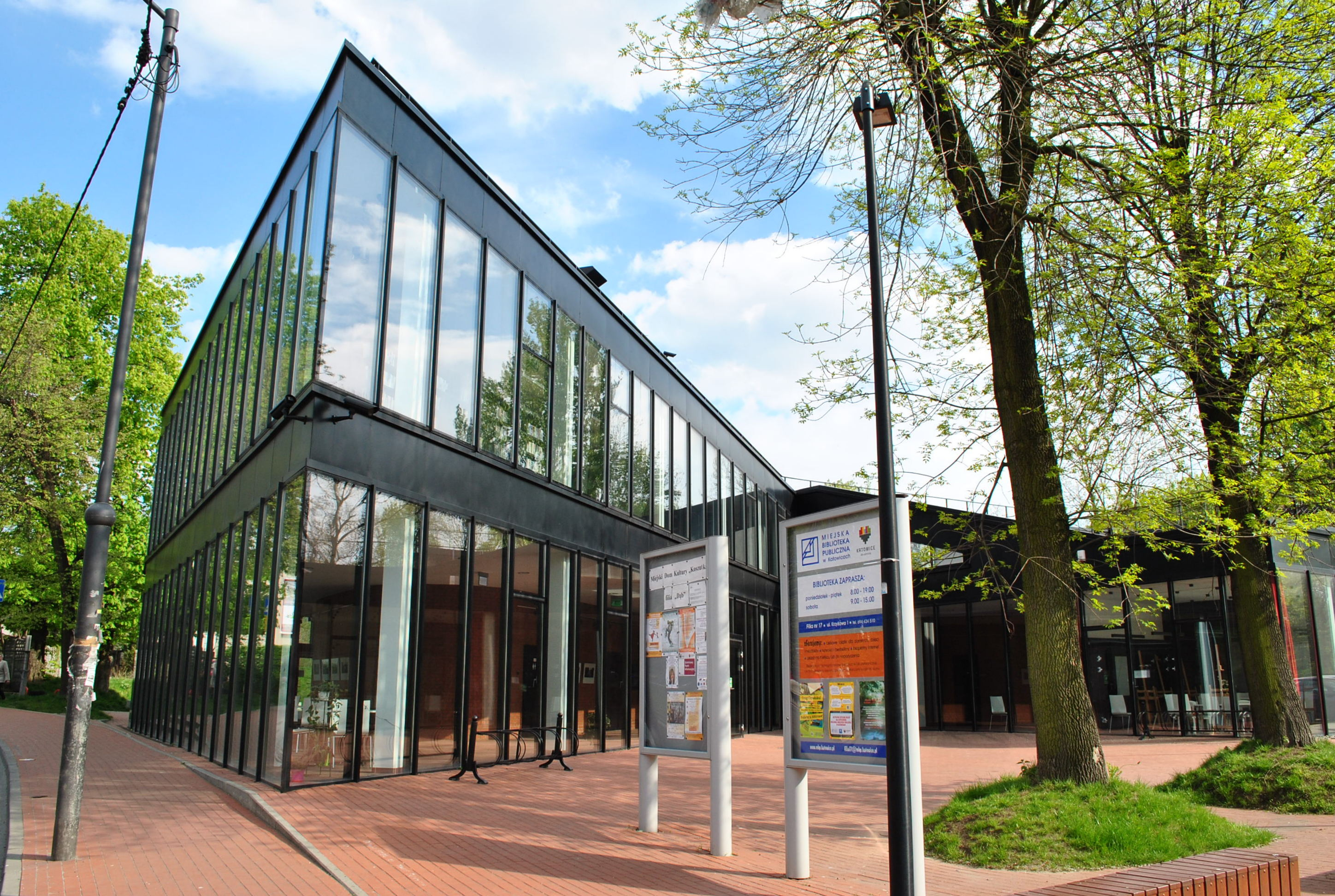
Siedziba Filii „Dąb” Miejskiego Domu Kultury „Koszutka” oraz Filii nr 17 Miejskiej Biblioteki Publicznej w Katowicach (ul. Krzyżowa 1)

Katowice są miejscem, w którym skupia się większość ważnych w skali regionu instytucji kultury prowadzonych przez instytucje samorządowe. Są także głównym ośrodkiem kultury wyższej w Górnośląsko-Zagłębiowskiej Metropolii. Działają tutaj instytucje kultury, zarówno te wpisane do rejestru właściwego ministerstwa ds. kultury, jak i do samorządu województwa śląskiego czy do miasta Katowice. Obejmują one jednostki artystyczne, instytucje naukowo-badawcze, a także instytucje organizujące, wspierające i promujące życie kulturalne. Do tych ostatnich z siedzibą w Katowicach należą m.in.:
1. Instytucje wojewódzkie:
  - Instytucja Filmowa Silesia Film (ul. Górnicza 5) – instytucja działająca w zakresie kinematografii, ochrony zasobów sztuki filmowej oraz zarządzania i administrowania kinami studyjnymi w Katowicach: Centrum Sztuki Filmowej, Kino Światowid oraz Kinoteatr Rialto[517],
  - Instytucja Kultury Ars Cameralis Silesiae Superioris (ul. J. Ligonia 7) – instytucja organizuje coroczny Górnośląski Festiwal Sztuki Kameralnej, a także promuje, popularyzuje i prezentuje wartościowe zjawiska i formy w kulturze i sztuce[517],
  - Regionalny Instytut Kultury im. Wojciecha Korfantego (d. Instytut Myśli Polskiej im. Wojciecha Korfantego; ul. Teatralna 4) – instytucja kultury o charakterze badawczo-naukowym i upowszechnieniowym w zakresie wartości dziedzictwa kulturowego województwa śląskiego[518].
2. Instytucje miejskie:
  - Katowice Miasto Ogrodów – Instytucja Kultury im. Krystyny Bochenek (pl. Sejmu Śląskiego 2) – instytucja kultury miasta Katowice, organizująca imprezy, w tym m.in. Urodziny Miasta „Kocham Katowice”, a także wspierająca najważniejsze imprezy kulturalne w mieście; dysponuje ona gmachem zwanym potocznie Pałacem Grudniowym, w którym znajdują się m.in.: 2 sale koncertowe i 5 galerii sztuki; działa tutaj Teatr Korez oraz Muzeum Historii Komputerów i Informatyki[519],
  - Biuro Wystaw Artystycznych (al. W. Korfantego 6) – instytucja zajmująca się prezentacją współczesnej twórczości plastycznej poprzez działalność wystawienniczą, edukacyjną, wydawniczą i dokumentacyjną[517][520].

Poza tym w Katowicach działa szereg stowarzyszeń, fundacji i związków działających na rzecz kultury i jej rozwoju. Miasto stanowi siedzibę oddziałów regionalnych związków twórców oraz stowarzyszeń naukowych i branżowych. Są to m.in.: Śląski Związek Chórów i Orkiestr (ul. Francuska 12), Śląskie Towarzystwo Muzyczne (ul. Dąbrówki 15), Oddział Katowicki Związku Kompozytorów Polskich (ul. Zacisze 3), Okręg w Katowicach Związku Polskich Artystów Plastyków (ul. Dworcowa 13), Oddział Katowice Towarzystwa Kultury Teatralnej (ul. św. Jana 10), Oddział w Katowicach Związku Artystów Scen Polskich (Rynek 10), Górnośląskie Towarzystwo Literackie w Katowicach (ul. J. Ligonia 7), Oddział Katowice Stowarzyszenia Pisarzy Polskich (ul. J. Ligonia 5/7) i inne.
W Katowicach w dziedzinie wychowania, edukacji i upowszechniania kultury działa 5 miejskich domów kultury oraz 2 młodzieżowe domy kultury. Działają one w różnych częściach miasta i spośród pierwszych są to następujące placówki:
- Miejski Dom Kultury „Bogucice-Zawodzie” w Katowicach: Dział „Zawodzie” (ul. K. Marcinkowskiego 13) i Dział „Bogucice” (ul. ks. L. Markiefki 44a)[529],
- Miejski Dom Kultury „Koszutka” w Katowicach (ul. M. Grażyńskiego 47)[529] wraz z filią „Dąb” (ul. Krzyżowa 1)[530],
- Miejski Dom Kultury „Ligota” w Katowicach (ul. Franciszkańska 33)[529],
- Miejski Dom Kultury „Południe” w Katowicach (ul. T. Boya-Żeleńskiego 83) wraz z filiami: nr 1 „Piotrowice” (ul. gen. Z. Waltera-Jankego 136), nr 2 „Murcki” (ul. P. Kołodzieja 42), nr 3 „Zarzecze” (ul. P. Stellera 4) i nr 4 „Podlesie” (ul. Sołtysia 25)[529],
- Miejski Dom Kultury „Szopienice-Giszowiec” w Katowicach (ul. gen. J. Hallera 28) wraz z filiami: nr 1 „Szopienice” (ul. Obrońców Westerplatte 10) i nr 2 „Giszowiec” (pl. Pod Lipami 1 i 3/3a)[529].

Dla młodzieży, realizując zadania i cele związane z rozwijaniem zainteresowań i uzdolnień wychowanków oraz organizacji czasu wolnego w Katowicach, działają: Młodzieżowy Dom Kultury w Katowicach w Zespole Szkół i Placówek nr 2 (ul. J. Zarębskiego 2; ul. Tysiąclecia 5) oraz Pałac Młodzieży im. prof. Aleksandra Kamińskiego w Katowicach (ul. Mikołowska 26) będący wieloprofilową placówką wychowania pozaszkolnego o znaczeniu ponadmiejskim. Oprócz placówek organizowanych przez samorząd miasta, w Katowicach działa szereg innych podobnego typu jednostek, prowadzonych głównie przez spółdzielnie mieszkaniowe, uczelnie wyższe (kluby studenckie), kościoły i związki wyznaniowe (kluby i świetlice przy parafiach) oraz inne.
W centrum miasta, na pograniczu Śródmieścia, Koszutki i Bogucic znajduje się Strefa Kultury – przekształcona przestrzeń miejska po zlikwidowanej kopalni „Katowice” w sąsiedztwie Spodka, na terenie której znajdują się: siedziba Narodowej Orkiestry Symfonicznej Polskiego Radia w Katowicach, Muzeum Śląskie w Katowicach oraz Międzynarodowe Centrum Kongresowe.

### Muzyka

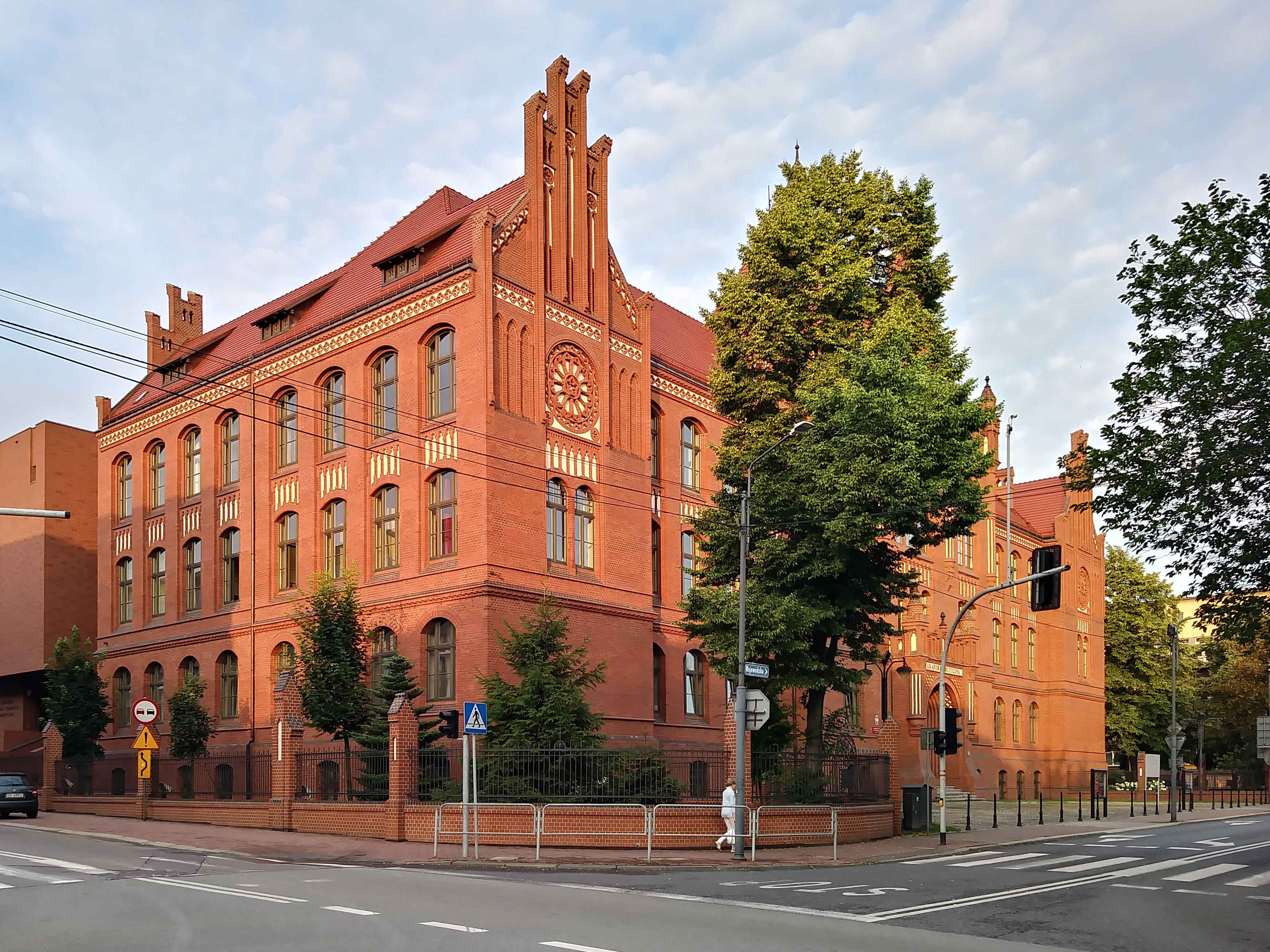
Budynek Akademii Muzycznej im. K. Szymanowskiego w Katowicach

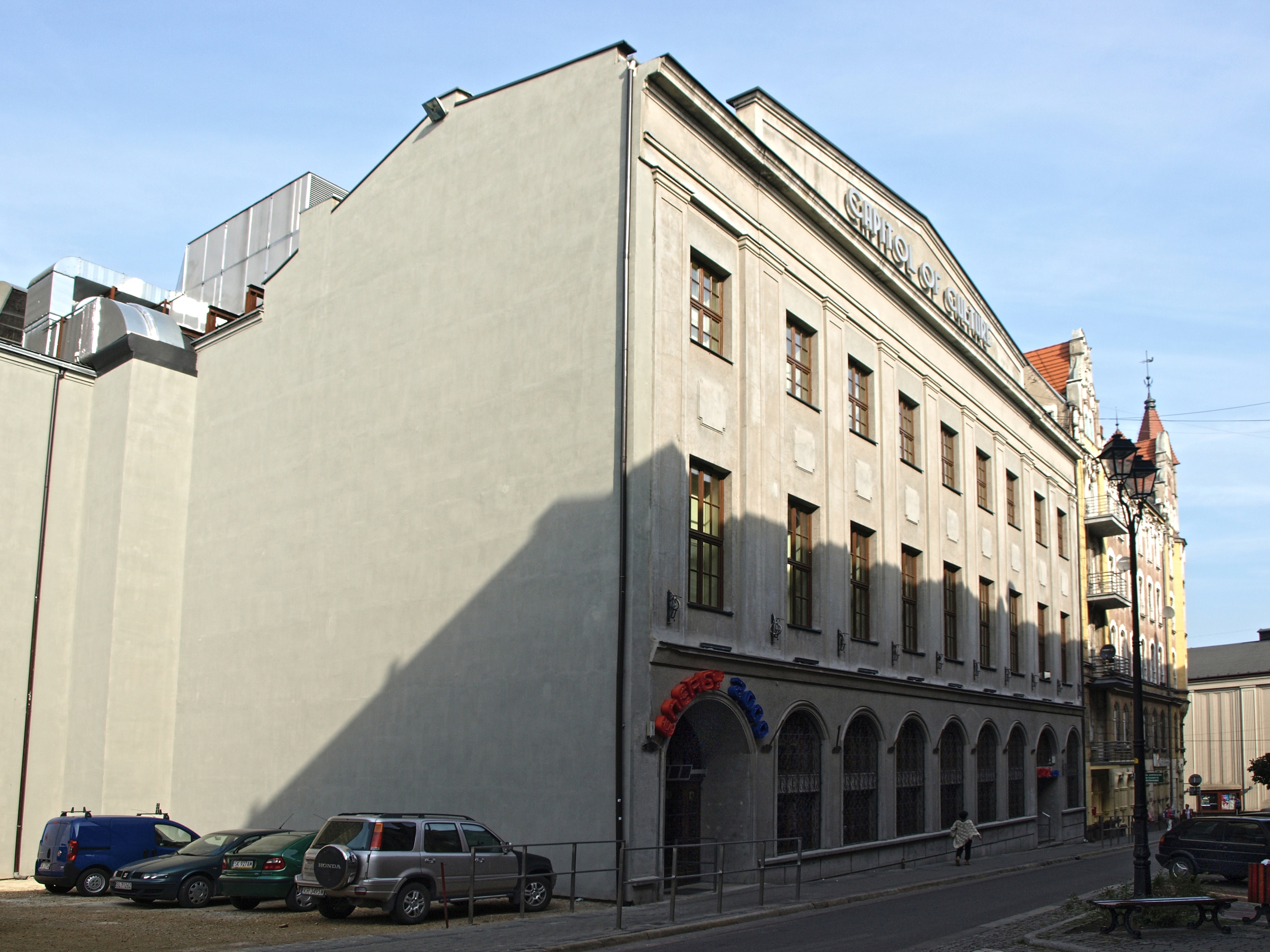
Klub Energy 2000 w budynku d. kina „Capitol” (ul. Plebiscytowa 3)

Muzyka jest najbardziej rozwiniętą dziedziną kultury w Katowicach, a działalność kultury muzycznej w mieście, zarówno pod względem infrastrukturalnym, jak i pod kątem edukacji i oferty kulturalnej, wyróżnia się na skalę krajową i międzynarodową. Od 2015 roku Katowice są częścią Sieci Miast Kreatywnych UNESCO jako Miasto Muzyki UNESCO. Działa tutaj ponad 20 sal koncertowych, 30 klubów muzycznych i ponad 15 wytwórni płytowych i studiów nagraniowych. Znaczące imprezy muzyczne odbywają m.in. w katowickim Spodku, na którym wystąpiły do tej pory tacy znaczący artyści bądź zespoły jak m.in.: Sting, Jean-Michel Jarre, Tina Turner, Elton John, Deep Purple, Metallica, The Cure, Genesis, Black Sabbath, Rammstein, Iron Maiden, Robbie Wiliams czy Depeche Mode, a rolę rozrywkowo-muzycznego magnesu miasta Katowice pełni ulica Mariacka.
Działalność muzyczna w Katowicach obejmuje szereg instytucji, w tym szkoły i uczelnie muzyczne, orkiestry i zespoły czy instytucje zrzeszające muzyków. Z Katowicami związanych jest wielu znanych i wybitnych muzyków, w tym m.in.: Wojciech Kilar, Henryk Mikołaj Górecki, Krystian Zimerman, Ireneusz Dudek, Artur Rojek, Miłosz Paweł Borycki „Miuosh”, Wojciech Alszer „Fokus” czy Daria ze Śląska. Miasto jest także drugim po Poznaniu ośrodkiem o bogatych tradycjach amatorskiego ruchu muzycznego. Działają tutaj chóry i orkiestry dęte, a także grupy muzyczne. Do najważniejszych katowickich instytucji muzycznych należą:
- Akademia Muzyczna im. Karola Szymanowskiego w Katowicach (ul. Zacisze 3) – uczelnia kształcąca uznanych instrumentalistów, kompozytorów, teoretyków i wokalistów; w siedzibie akademii organizowane są koncerty, warsztaty, konkursy i sesje naukowe[532][536],
- Zespół Państwowych Szkół Muzycznych im. Wojciecha Kilara w Katowicach (ul. Ułańska 7b)[537],
- Narodowa Orkiestra Symfoniczna Polskiego Radia (pl. W. Kilara 1) – stanowi ona narodową instytucję kultury[532][538], która od 2014 roku posiada nową siedzibę znajdującą się w Strefie Kultury[539]; jest to jedna z najważniejszych polskich orkiestr symfonicznych, a także instytucja kultury o szerokim zasięgu działalności[540],
- Filharmonia Śląska im. Henryka Mikołaja Góreckiego (ul. Sokolska 4) – instytucja kultury województwa śląskiego, działająca w zakresie współtworzenia i upowszechnienia kultury muzycznej poprzez prowadzenie zawodowych zespołów muzycznych: Orkiestry Symfonicznej, Śląskiej Orkiestry Kameralnej i Chóru; ponadto przygotowuje i prezentuje koncerty, organizuje konkursy i festiwale, w tym m.in. Międzynarodowy Konkurs Dyrygentów im. Grzegorza Fitelberga[538][541],
- Zespół Śpiewaków Miasta Katowice „Camerata Silesia” (pl. Wolności 12a) – instytucja kultury samorządu miasta Katowice[538], będąca czołową w Polsce kameralną grupą śpiewaczy[542].

Istotne znaczenie w dziedzinie muzyki pełnią także katowickie kluby muzyczne i klubokawiarnie, w tym m.in.: Jazzclub Hipnoza (pl. Sejmu Śląskiego 2), Panorama Klub (ul. Śląska 75), Teatr & Klub muzyczny Old Timers Garage (ul. gen. Z. Waltera-Jankego 132), Klub Pomarańcza (ul. A. Mickiewicza 4), Katofonia (ul. A. Mielęckiego 6) czy Energy 2000 Katowice (ul. Plebiscytowa 3).
Katowice są miejscem organizacji licznych wydarzeń muzycznych o charakterze ogólnopolskim i międzynarodowym. Wśród nich są to m.in.: Międzynarodowy Konkurs Dyrygentów im. Grzegorza Fitelberga, Dni Muzyki Wokalnej, Międzynarodowy Festiwal Młodych Laureatów Konkursów Muzycznych, Festiwal Nowa Muzyka, Rawa Blues Festival, Festiwal „Ars Cameralis”, Off Festival, Katowice JazzArt Festival, Silesian Jazz Festival, Międzynarodowe Święto Pieśni Chóralnej „Trojok Śląski”, Festiwal Muzyki Świata Ogrody Dźwięków, Śląskie Dni Muzyki Współczesnej, Koncerty Promenadowe „Od Bacha do Beatlesów” i Mayday, a także koncerty NOSPR-u, Filharmonii Śląskiej, Kwartetu Śląskiego i Zespołu Śpiewaków Miasta Katowice „Camerata Silesia”.

Wydarzenia muzyczne w Katowicach
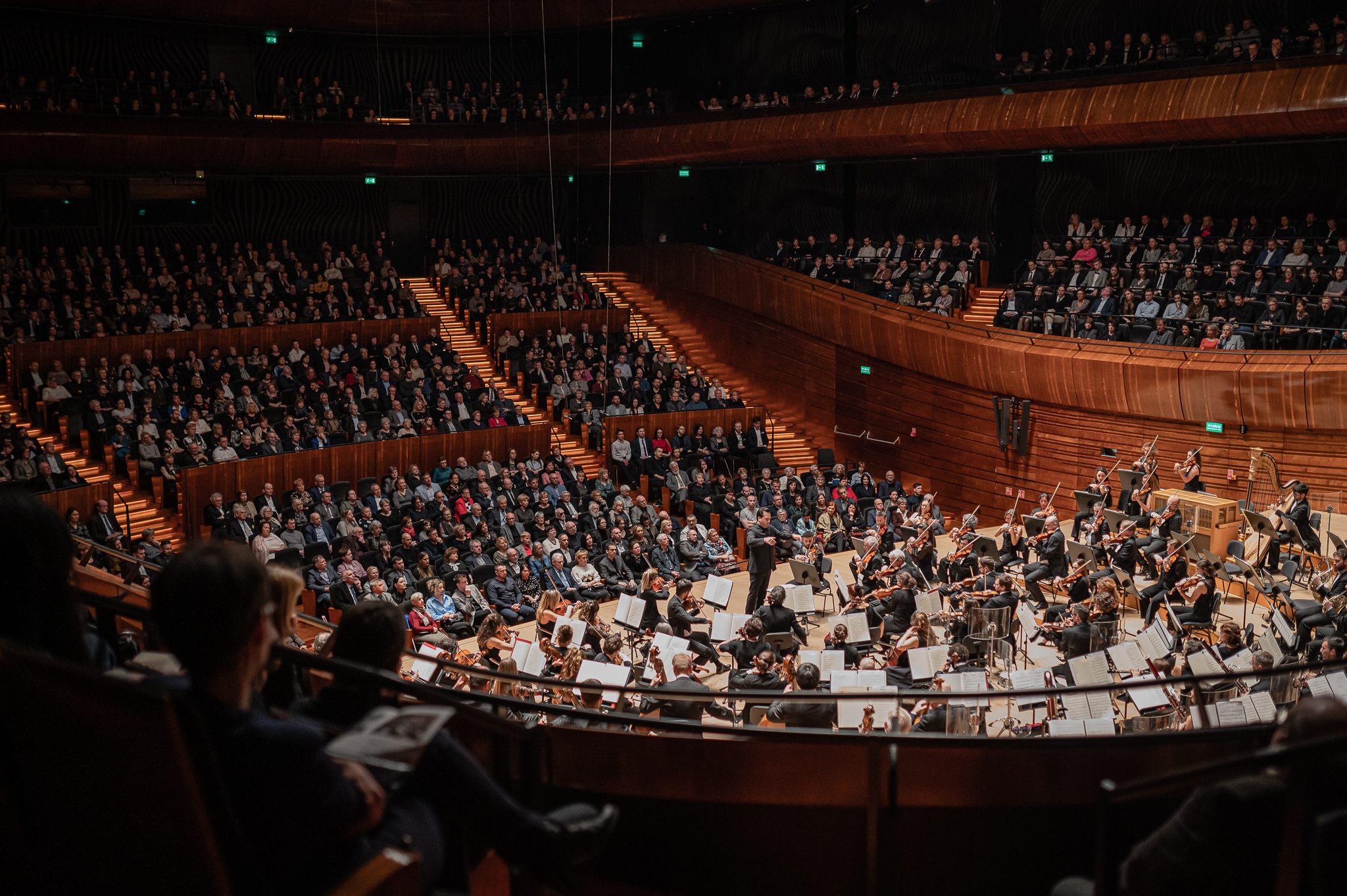
Koncert w gmachu NOSPR-u
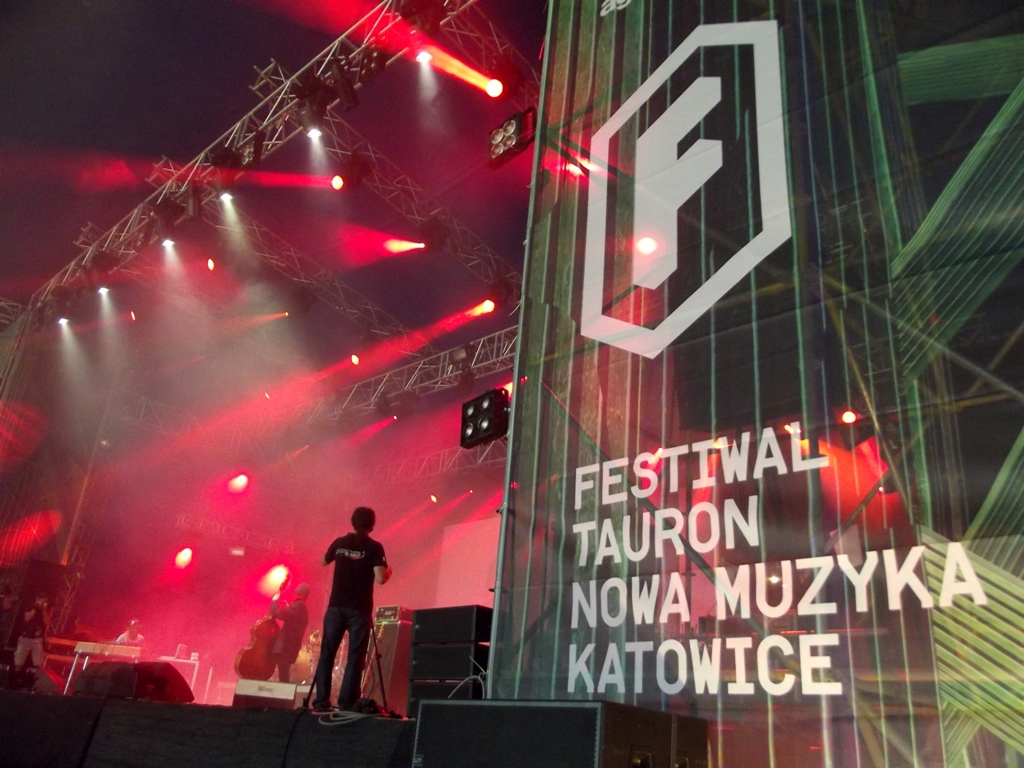
Scena festiwalu Nowa Muzyka 2013
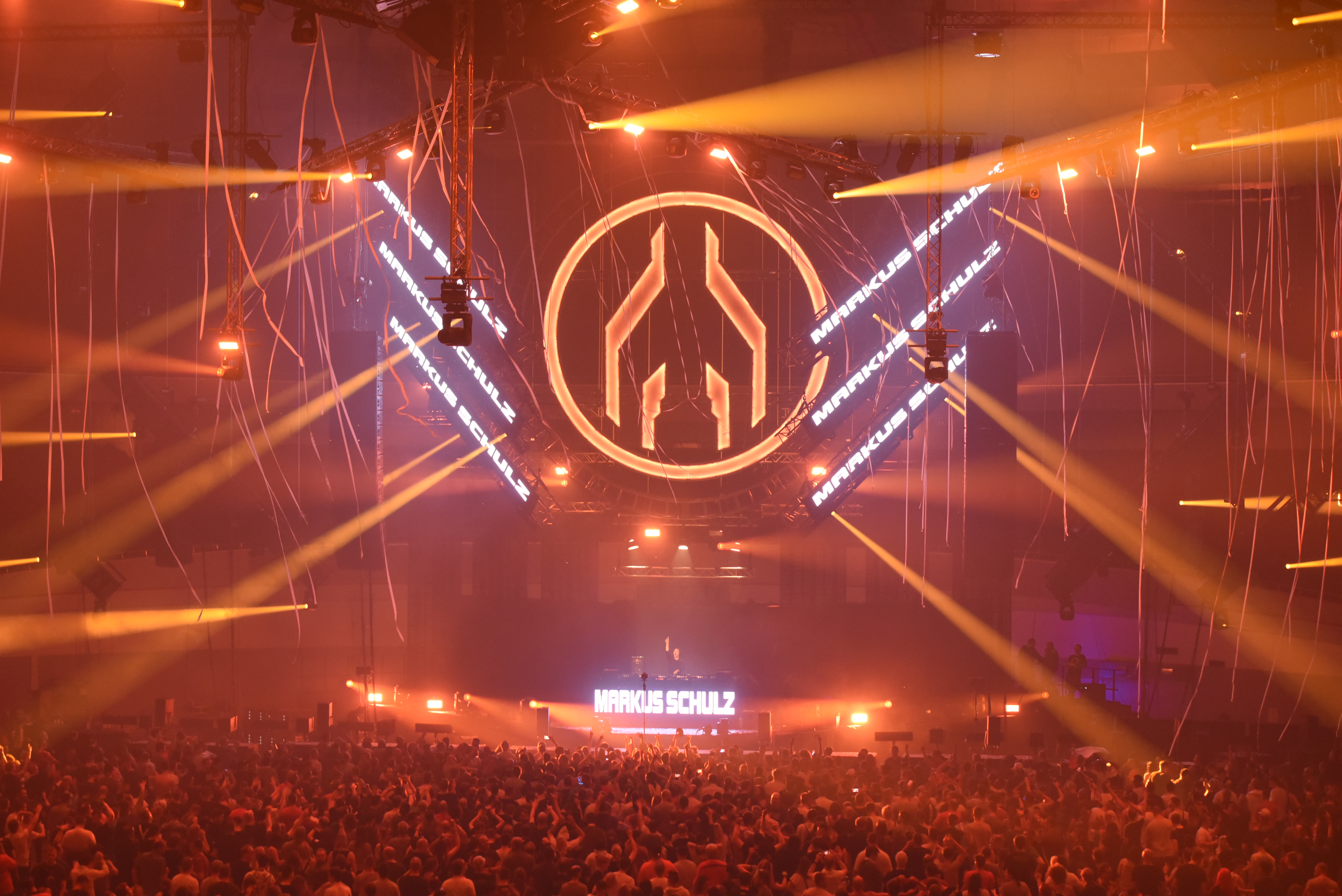
Festiwal Mayday 2019

### Sztuka wizualna

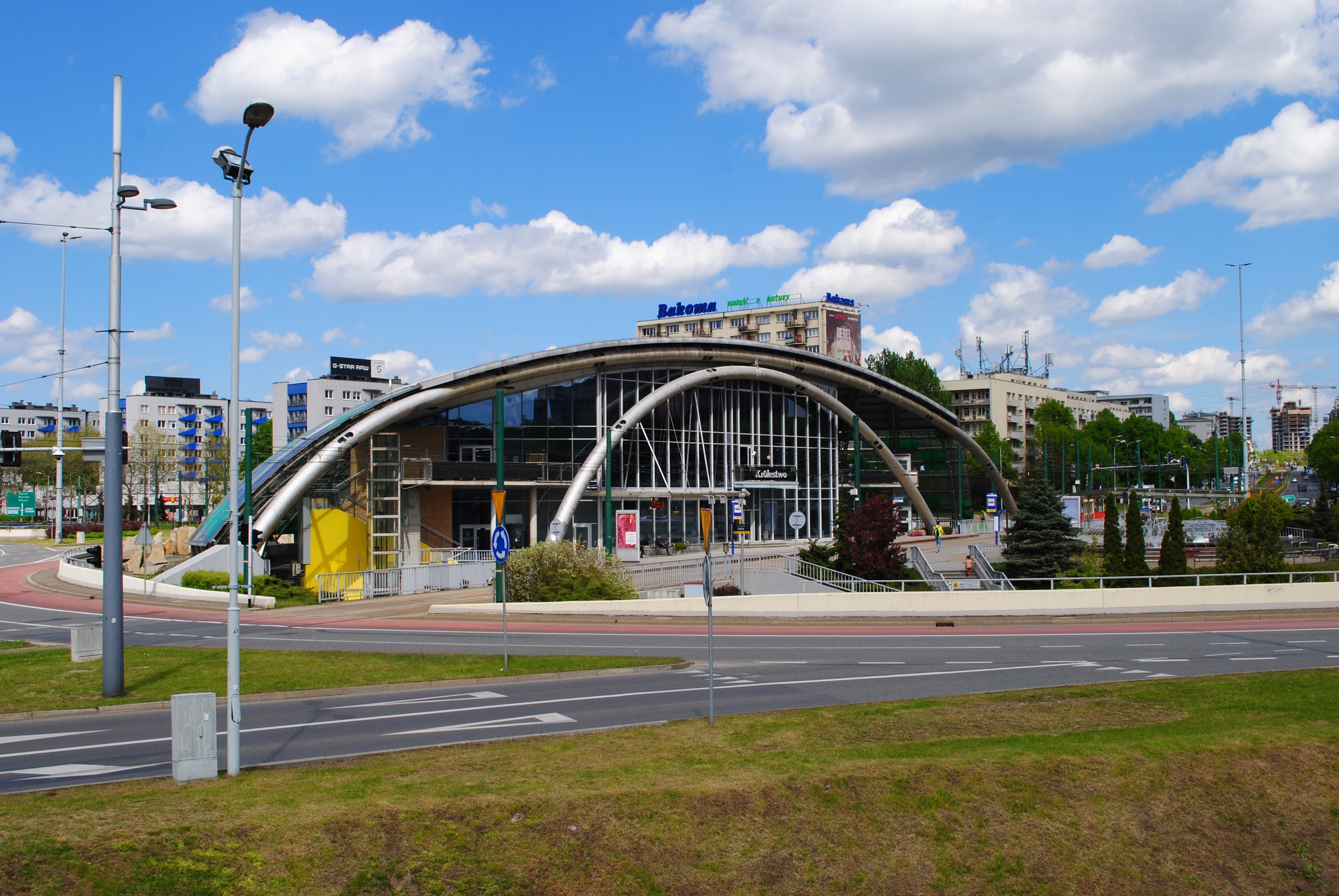
Galeria Rondo Sztuki na rondzie gen. J. Ziętka 1 (2024)

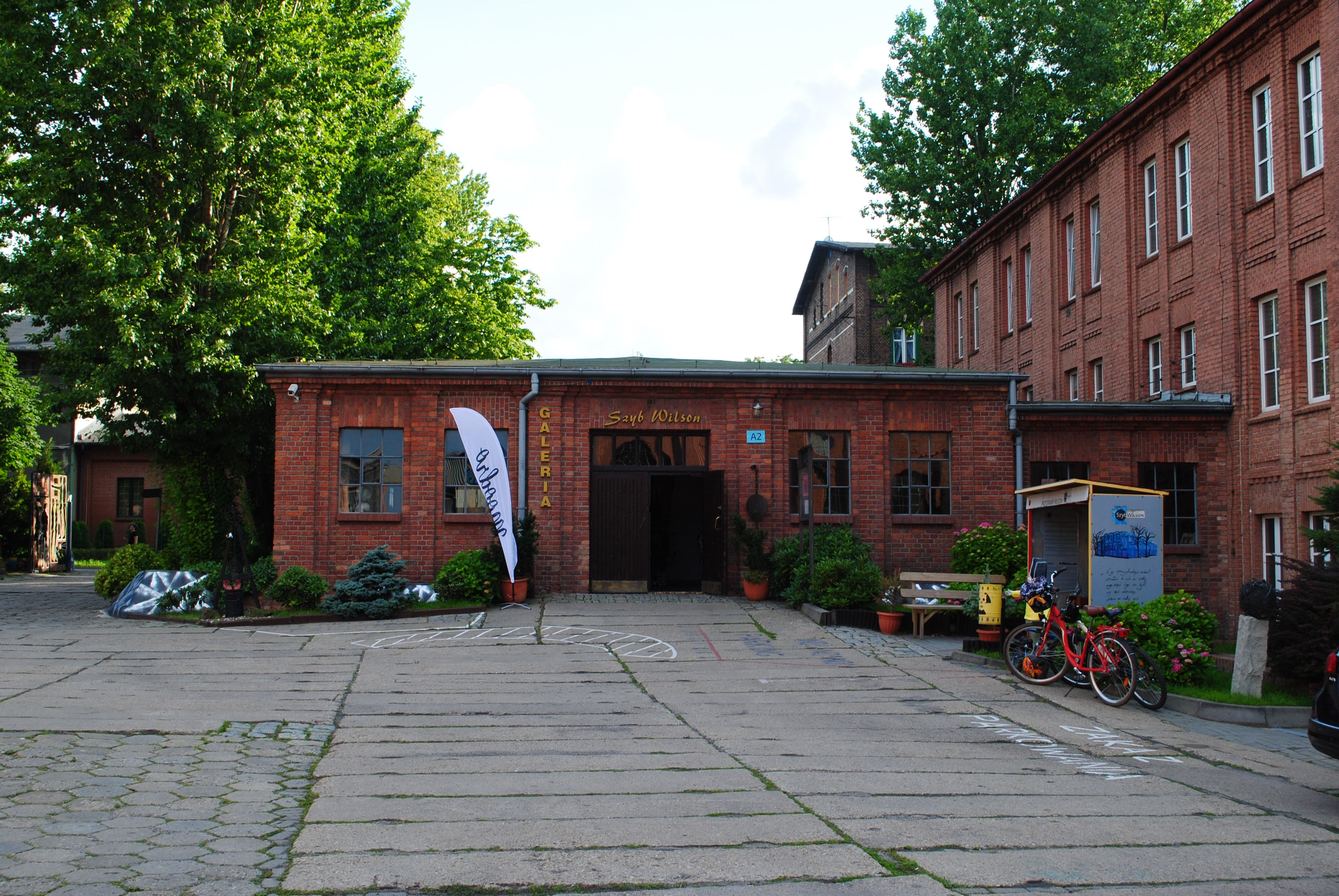
Galeria Szyb Wilson przy ulicy Oswobodzenia 1 (2020)

Katowice uchodzą za jeden z głównych w kraju i liczących się za granicą ośrodków plastycznych. Kluczową w tym rolę odgrywa Akademia Sztuk Pięknych w Katowicach, prowadząca wydziały Projektowy i Artystyczny. Katowicki ośrodek sztuk wizualnych kojarzony jest między innymi z tzw. Śląską Szkołą Plakatu oraz twórczością prymitywistów w ramach Grupy Janowskiej, którą tworzyli m.in.: Teofil Ociepka, Ewald Gawlik czy Erwin Sówka. Z Katowicami związany był także ceniony malarz i grafik Jerzy Duda-Gracz. Do głównych placówek wyspecjalizowanych w prezentacji twórczości należą:
- Galeria Sztuki Współczesnej BWA (al. W. Korfantego 6) – posiada 800 m² przestrzeni wystawienniczej, w której realizowane są najważniejsze ekspozycje sztuki współczesnej w mieście; galeria ponadto prowadzi działalność edukacyjną i wystawienniczą[558],
- Galeria Rondo Sztuki (rondo gen. J. Ziętka 1) – galeria sztuki współczesnej organizowana przez Akademię Sztuk Pięknych w Katowicach[538]; organizuje nie tylko wystawy, ale również koncerty, spotkania autorskie i debaty[558],
- Galeria Szyb Wilson (ul. Oswobodzenia 1)[538] – galeria zorganizowana na terenie dawnego szybu kopalni „Wieczorek” o powierzchni blisko 2,5 tys. m²; organizowane są w niej wystawy, warsztaty oraz festiwale[559],
- Galeria działające w instytucji Katowice Miasto Ogrodów (pl. Sejmu Śląskiego 2) – Galeria Engram, Galeria Pusta[538], Galeria Wspólna, Galeria Miasta Ogrodów i Galeria 5[560],
- Galeria Związku Polskich Artystów Plastyków (ul. Dworcowa 13) – Art Nova 2[538],
- Galeria Związku Polskich Artystów Fotografików (ul. H. Dąbrowskiego 2) – Galeria Katowice[561],
- Centrum Scenografii Polskiej (ul. T. Dobrowolskiego 1) – oddział Muzeum Śląskiego w Katowicach, którego działanie skupiają się wokół teatru; prezentowane są w nim eksponaty związane z twórczością sceniczną[562].

Ponadto galerie prowadzone są w szeregu instytucjach kultury, bibliotekach, domach kultury itp., a przy ulicy Ułańskiej 7a siedzibę ma Państwowe Liceum Sztuk Plastycznych im. J. Pankiewicza w Katowicach.
Do czołowych wydarzeń związanych ze sztukami wizualnymi odbywającymi się w Katowicach należą: Katowice Street Art Festival, Biennale Plakatu Polskiego, Międzynarodowy Festiwal Sztuki Naiwnej „Art Naif Festiwal”, Triennale Grafiki Polskiej czy wystawy plastyczne, fotograficzne i grafiki organizowane m.in. w Muzeum Historii Katowic (np. Śląska Szkoła Plakatu), Rondzie Sztuki, Bibliotece Śląskiej (w tym m.in. Śląska Fotografia Prasowa).

### Teatry

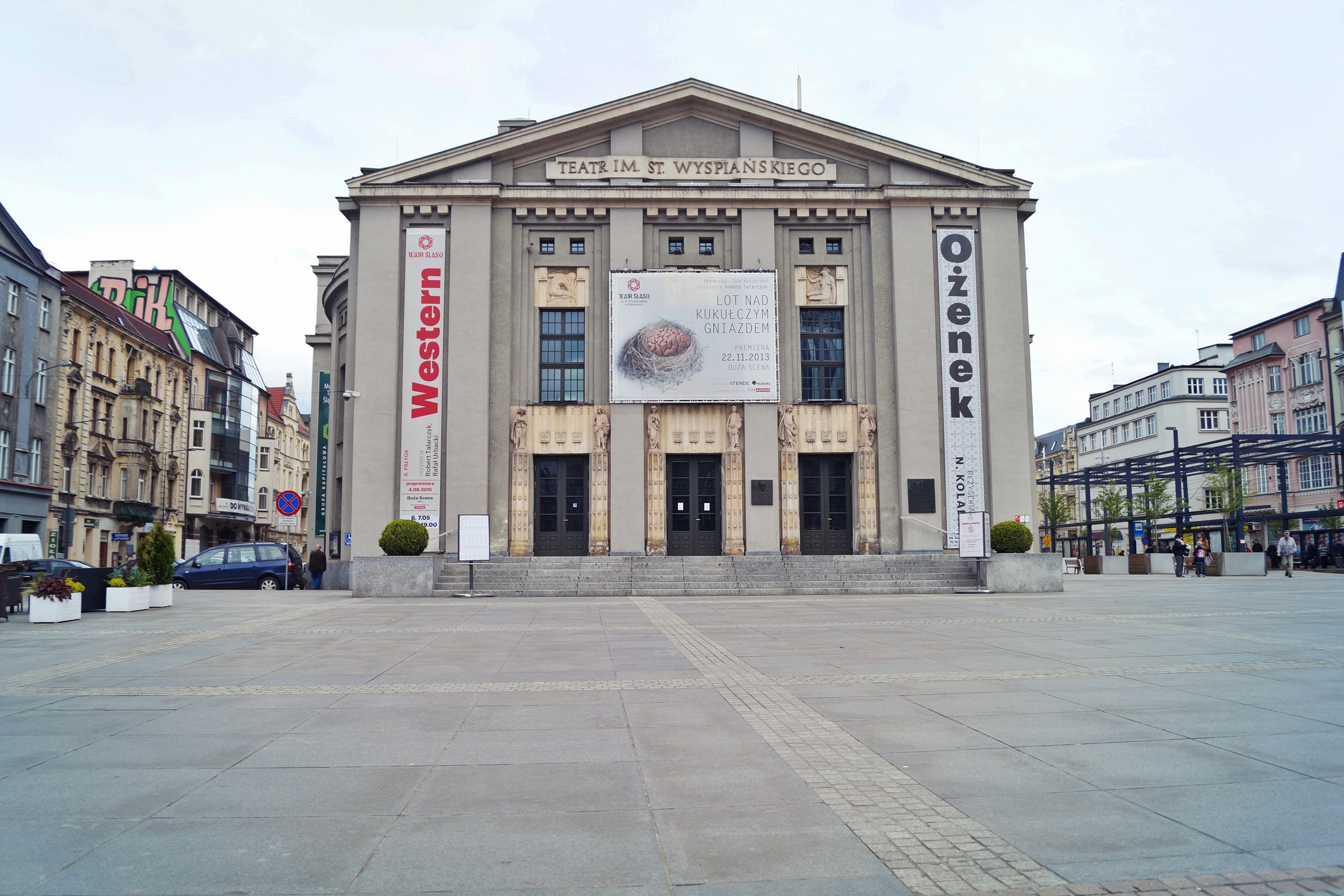
Gmach Teatru Śląskiego im. Stanisława Wyspiańskiego w Katowicach (Rynek 2)

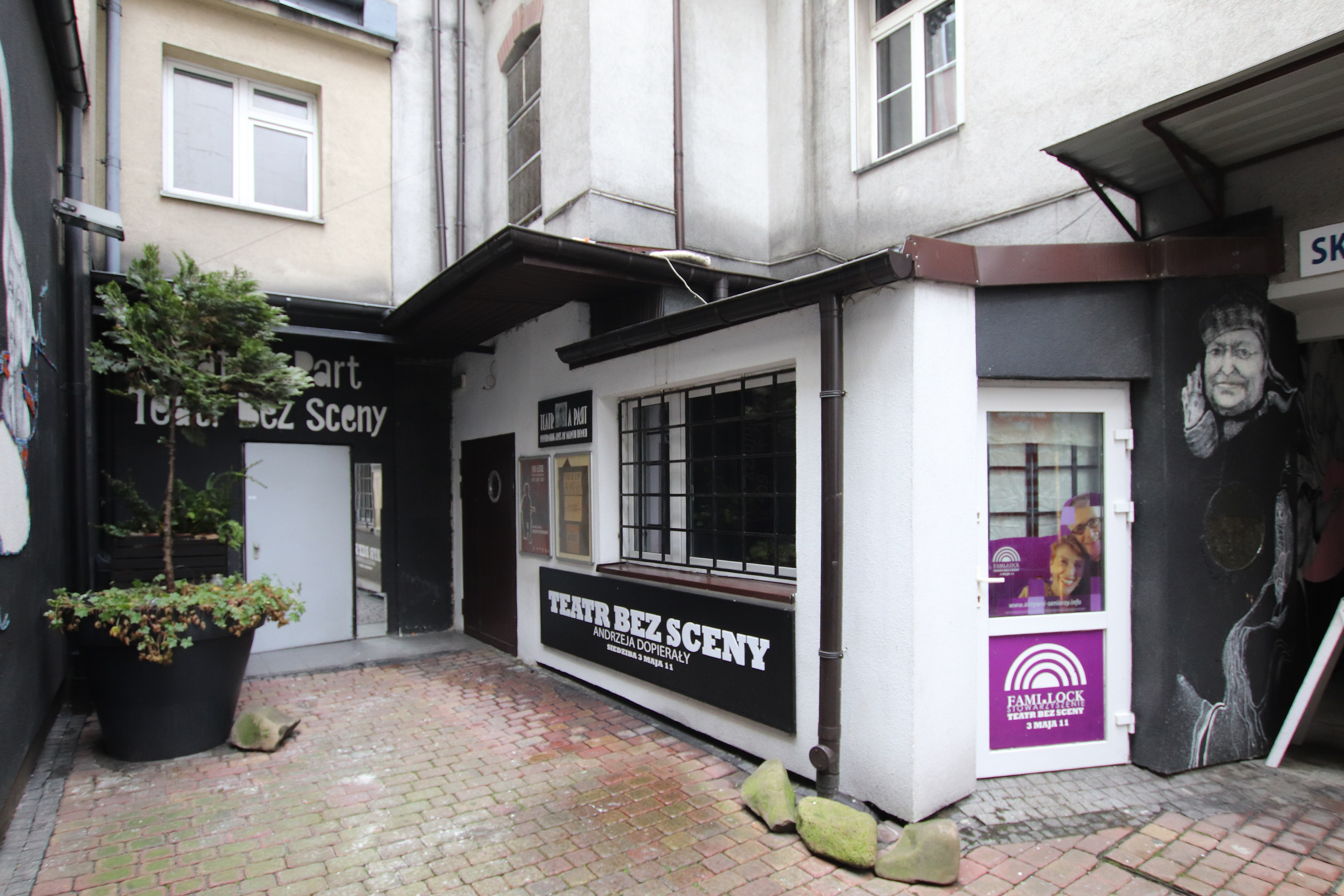
Teatr Bez Sceny (ul. 3 Maja 11)

Katowice stanowią znaczący ośrodek teatralny, a w mieście działa szereg instytucji kultury z tej dziedziny. Siedzibę mają tutaj dwie placówki teatralne:
- Teatr Śląski im. Stanisława Wyspiańskiego (Rynek 2) – instytucja kultury samorządu województwa śląskiego; jest to teatr dramatyczny, stanowiący jednocześnie największą scenę dramatyczną w regionie[565]; poza klasyką teatr ma w repertuarze dramaty współczesnych polskich i zagranicznych autorów, a swoją ofertę urozmaicają wydarzenia muzyczne[565],
- Śląski Teatr Lalki i Aktorstwa „Ateneum” (ul. św. Jana 10) – instytucja kultury samorządu miasta Katowice[538]; jest to jeden z najstarszych zespołów lalkowych w Polsce, z repertuarem skierowanym głównie od osób najmłodszych[565]; założony w 1945 roku przez Juliusza Glatty'ego[566].

Ponadto w Katowicach działa szereg innych grup i stowarzyszeń teatralnych, w tym:
- Teatr Korez (pl. Sejmu Śląskiego 2)[538] – prywatny teatr założony przez Mirosława Neinerta; a scenie teatru odbywają się przedstawienia własne oraz występy gościnne[565],
- Teatr Gry i Ludzie (ul. Gliwicka 120) – teatr realizujący tradycyjne przedstawienia na scenicznych deskach oraz w plenerze, skierowane do dzieci i osób dorosłych[567]; ma swoją scenę w sali dawnego kina Apollo w Załężu[568],
- Teatr A Part (ul. N. Barlickiego 15b/4) – teatr założony przez Marcina Hericha, realizujący autorskie projekty sceniczne, działania site-specific i widowiska plenerowe[569][570],
- Teatr Rawa (ul. Piastów 5/9) – niezależny teatr zawodowy, założony przez Ewę Kubiak i Huberta Bronickiego[571],
- Teatr Bez Sceny[556] (ul. 3 Maja 11) – teatr dramatyczny założony przez Andrzeja Dopierałę[572],
- Teatr Żelazny (ul. Gliwicka 148a) – teatr założony inicjatywy Piotra Wiśniewskiego[573],
- Mumio – grupa teatralna wyłoniona z Teatru Gugalander, którą tworzą: Jadwiga Basińska, Dariusz Basiński i Jacek Borusiński[574].

W Katowicach przy ulicy św. Jana 10 ma swoją siedzibę Oddział Katowice Towarzystwa Kultury Teatralnej.
Spośród cyklicznych imprez teatralnych o charakterze regionalnym, krajowym i międzynarodowym, odbywają się: Ogólnopolski Festiwal Sztuki Reżyserskiej „Interpretacje”, Międzynarodowy Festiwal Teatrów „A Part”, Międzynarodowy Festiwal Teatrów Lalek „Katowice Dzieciom”, Letni Ogród Teatralny, Noc Teatrów GZM, Katowicki Karnawał Komedii czy Katowicka Noc Kabaretowa.

### Kino

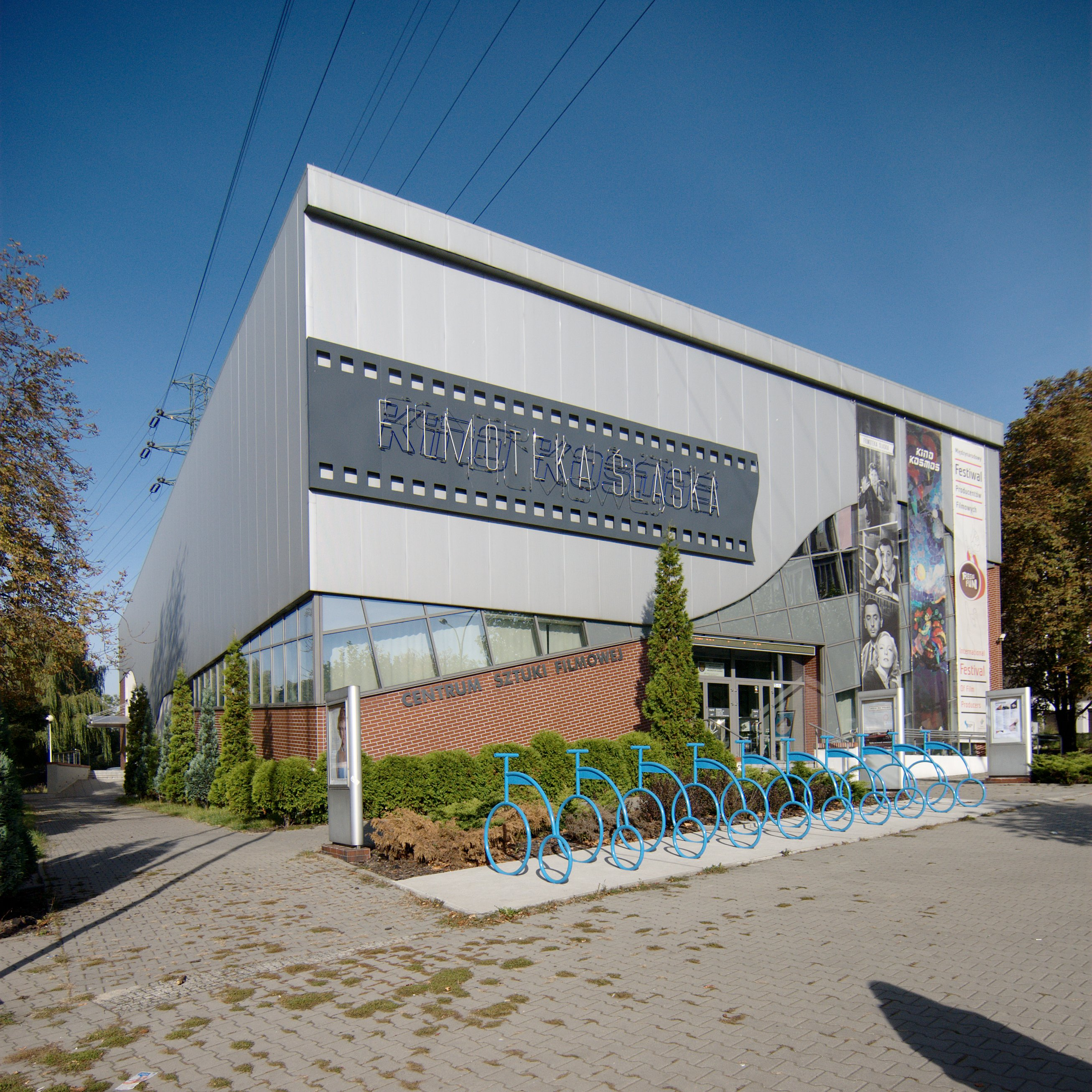
Centrum Sztuki Filmowej przy ulicy Sokolskiej 66

Według danych Głównego Urzędu Statystycznego, w 2022 roku w Katowicach działało 7 kin, które łącznie dysponowały 50 salami z 9266 miejscami na widowni. Zorganizowano w tamtym okresie 82 629 seansów, które zgromadziło łącznie blisko 1,2 mln widzów. Katowickie kina należą do dwóch grup obiektów – do wielosalowych kin operatorów kinowych (tzw. multipleksy) oraz do kin lokalnych działających w ramach Instytucji Filmowej Silesia Film. W mieście działają następujące kina wielosalowe: Cinema City Punkt 44 wraz z kinem IMAX (Punkt 44; ul. Gliwicka 44), Cinema City Silesia (Silesia City Center; ul. Chorzowska 107), Multikino (Galeria Katowicka; ul. 3 Maja 30) i Helios (Libero; ul. T. Kościuszki 229).
Katowickie kina lokalne należą do sieci kin studyjnych Europa Cinemas i są to następujące placówki:
- Centrum Sztuki Filmowej (ul. Sokolska 66) – wielofunkcyjna, regionalna placówka filmowa o funkcjach naukowo-badawczych i edukacyjnych z zapleczem postprodukcyjnym, archiwum filmowym, dwoma salami audiowizualnymi i Filmoteką Śląską[538]; poza tradycyjnymi seansami centrum organizuje także spotkania, warsztaty i seanse plenerowe[578],
- Kino Światowid (ul. 3 Maja 7) – kino dysponujące salą z 212 miejscami[538],
- Kinoteatr Rialto (ul. św. Jana 24) – kino z salą z 400 miejscami, organizujące projekcje filmowe i inne imprezy artystyczne[538], w tym koncerty i spektakle[579].

Znaczącą rolę w rozwoju kultury filmowej w Katowicach ma także Szkoła Filmowa im. Krzysztofa Kieślowskiego Uniwersytetu Śląskiego (ul. św. Pawła 3), które jest miejscem powstania i rozwoju katowickiej szkoły filmowej. W Katowicach odbywają się wydarzenia związane ze sztuką filmową, w tym Ars Independent Festival.

### Muzea

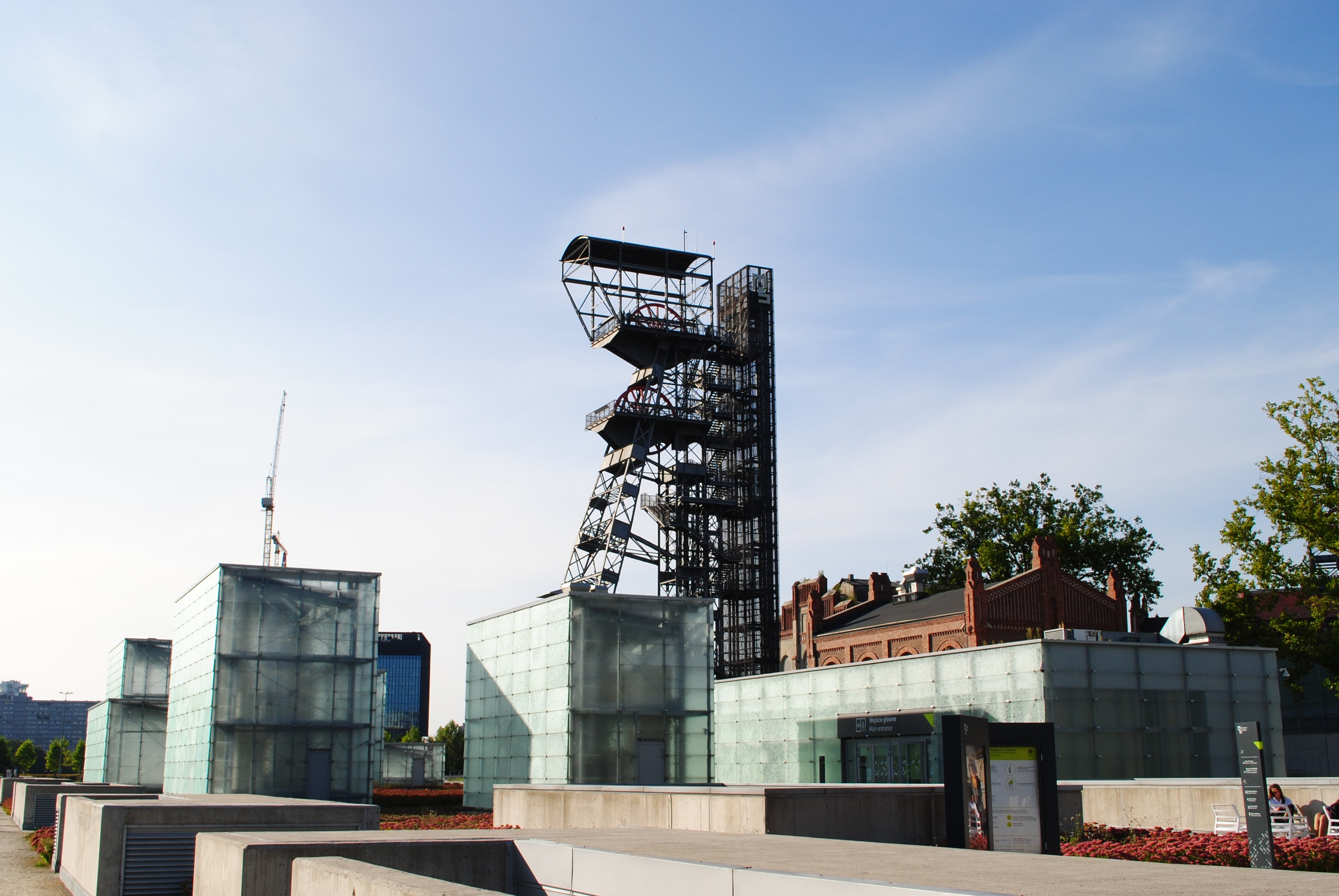
Siedziba Muzeum Śląskiego w Katowicach (ul. T. Dobrowolskiego 1)

W 2022 roku katowickie muzea odwiedziło łącznie 282 564 osoby, co daje 1004,1 odwiedzin na 1000 mieszkańców miasta, a do najważniejszych placówek muzealnych funkcjonujących na terenie Katowic należą:
- Muzeum Śląskie w Katowicach (ul. T. Dobrowolskiego 1) – instytucja kultury prowadzona wspólnie przez województwo śląskie i ministerstwo właściwe ds. kultury[538]; jest to największe muzeum w regionie, posiadające kolekcje malarstwa polskiego sprzed i po 1945 roku, sztuki nieprofesjonalnej, fotografii artystycznej i dokumentalnej, plakatu polskiego i inne[581]; jest to placówka o charakterze naukowo-badawczym, a jej oddziałem jest Centrum Scenografii Polskiej[538][562],
- Muzeum Historii Katowic (ul. ks. J. Szafranka 9) – instytucja kultury samorządu miasta Katowice, której zadaniem jest dokumentowanie oraz eksponowanie historii i współczesności Katowic[538]; składa się ono z następujących działów i obiektów: budynek główny – kamienica mieszczańska, kościół pw. św. Michała Archanioła wraz z lapidarium (park im. T. Kościuszki), Dział Etnologii Miasta (ul. Rymarska 4), Dział Teatralno-Filmowy (ul. M. Kopernika 11) i Dział Grafiki im. Pawła Stellera (ul. T. Kościuszki 47)[564],
- Muzeum Archidiecezjalne w Katowicach (ul. W. Stwosza 11) – muzeum prezentujące głównie sztukę sakralną[538][582].

Placówkami i charakterze muzealnym są ponadto m.in.: Muzeum Organów Śląskich (przy Akademii Muzycznej; ul. Zacisze 3), Muzeum Misyjne przy bazylice OO. Franciszkanów w Panewnikach (ul. Związkowa 20), Harcerskie Muzeum Etnograficzne (ul. Nasypowa 16), Muzeum Historii Komputerów i Informatyki (pl. Sejmu Śląskiego 2), Śląskie Centrum Wolności i Solidarności (ul. W. Pola 38) czy Muzeum Hutnictwa Cynku Walcownia (ul. 11 Listopada 50).

Muzea w Katowicach
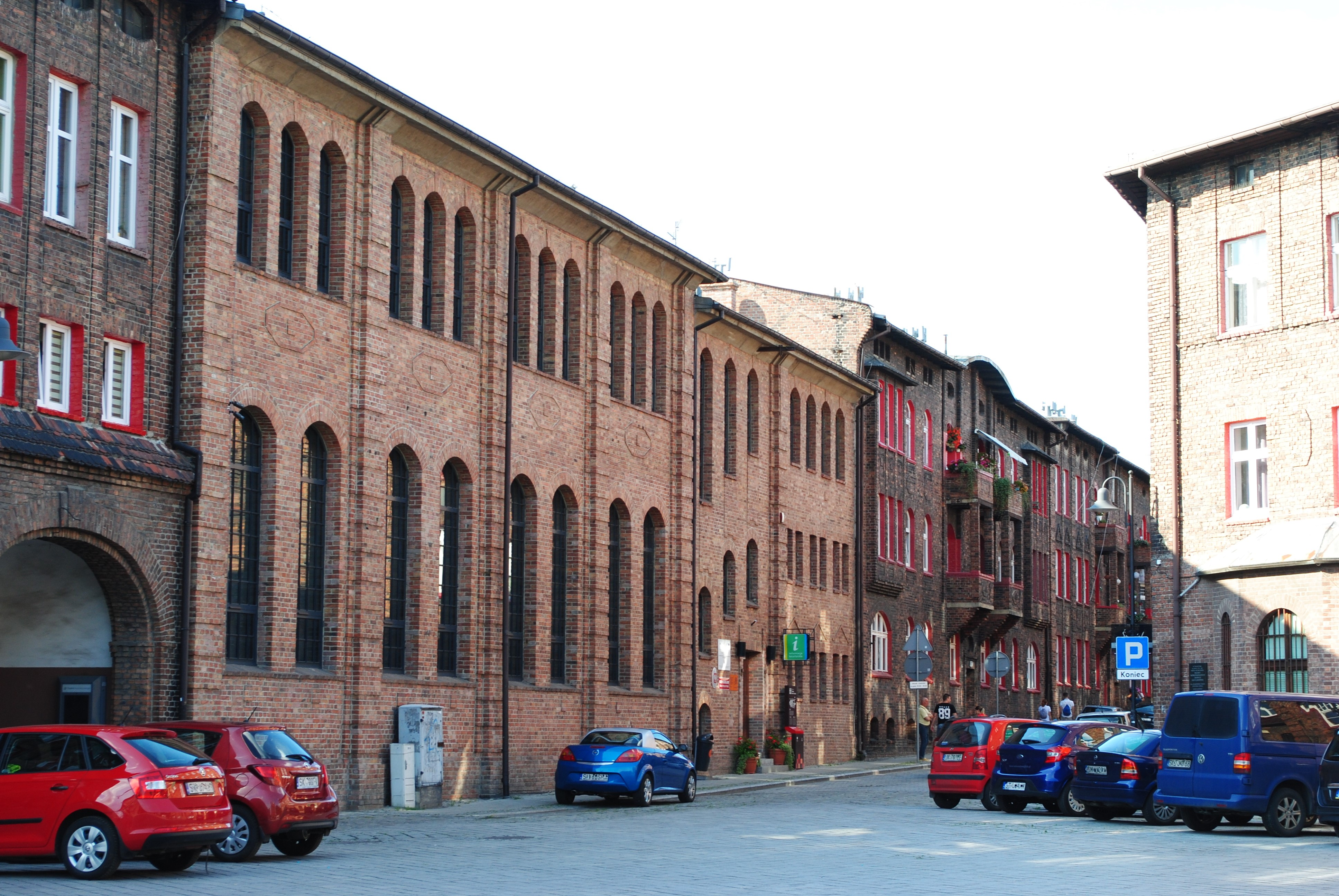
Siedziba Działu Etnologii Miasta Muzeum Historii Katowic (ul. Rymarska 4)
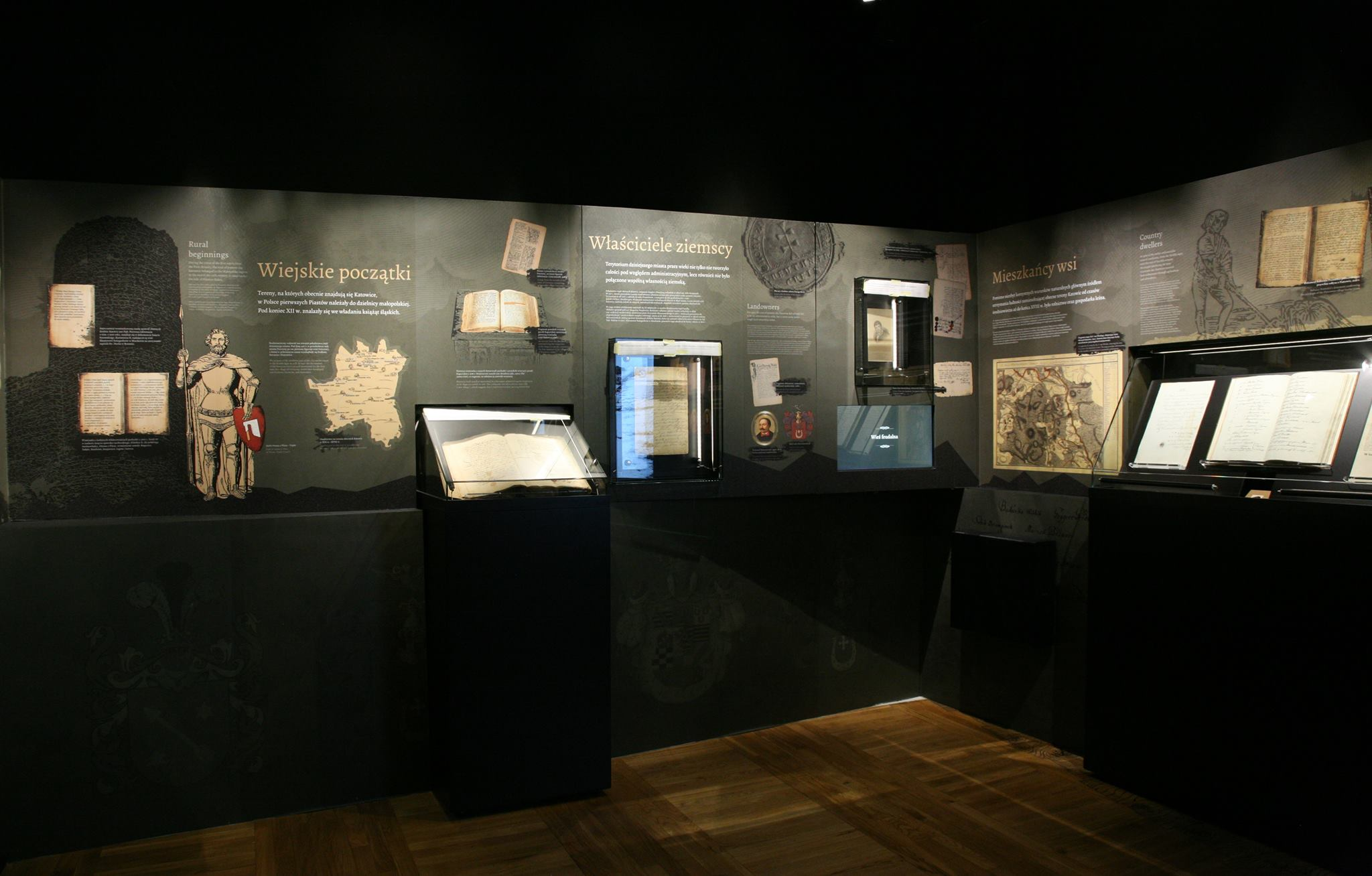
Wystawa stała „Z dziejów Katowic” w Muzeum Historii Katowic
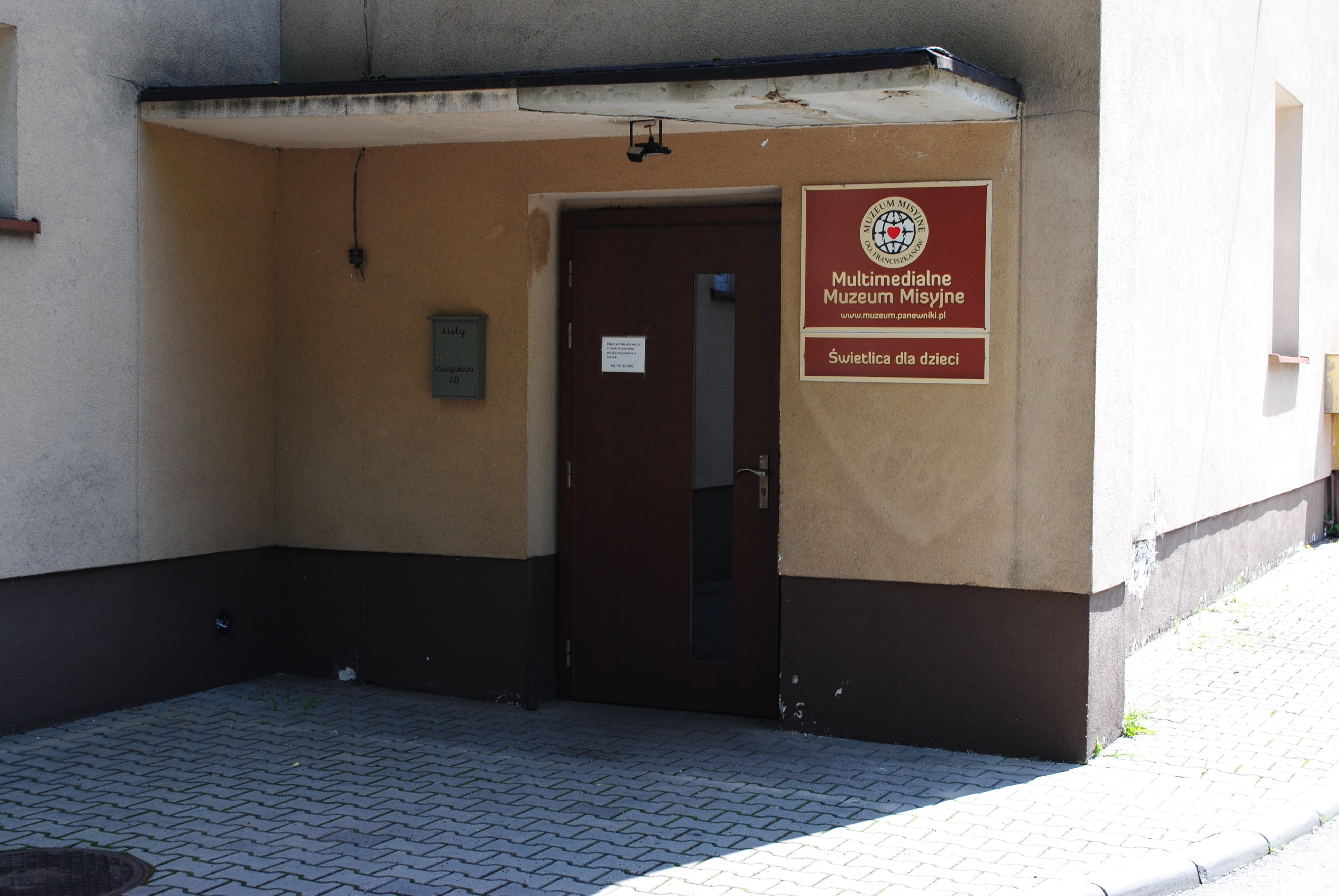
Wejście do Muzeum Misyjnego oo. franciszkanów (ul. Związkowa 20)

### Biblioteki

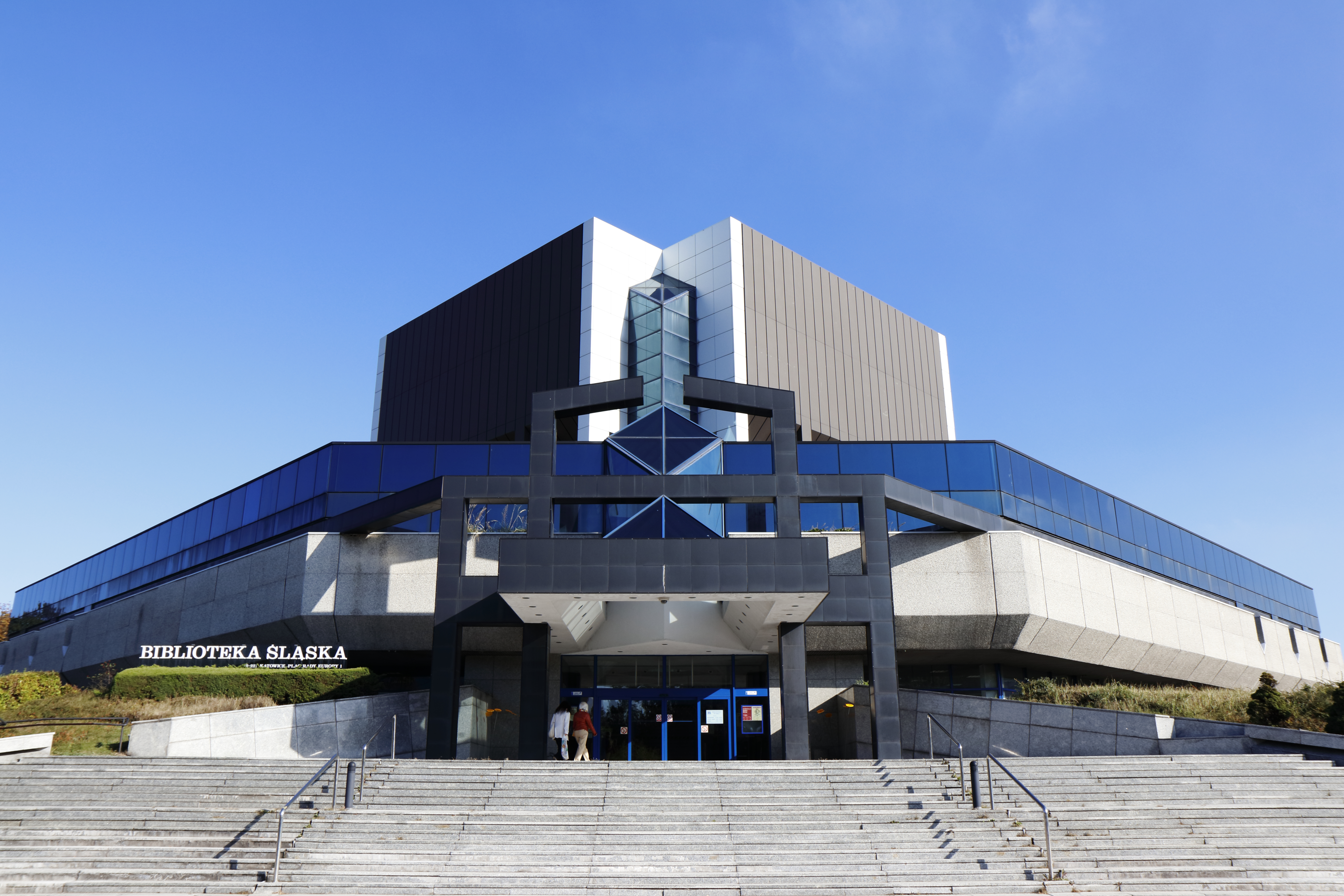
Biblioteka Śląska w Katowicach

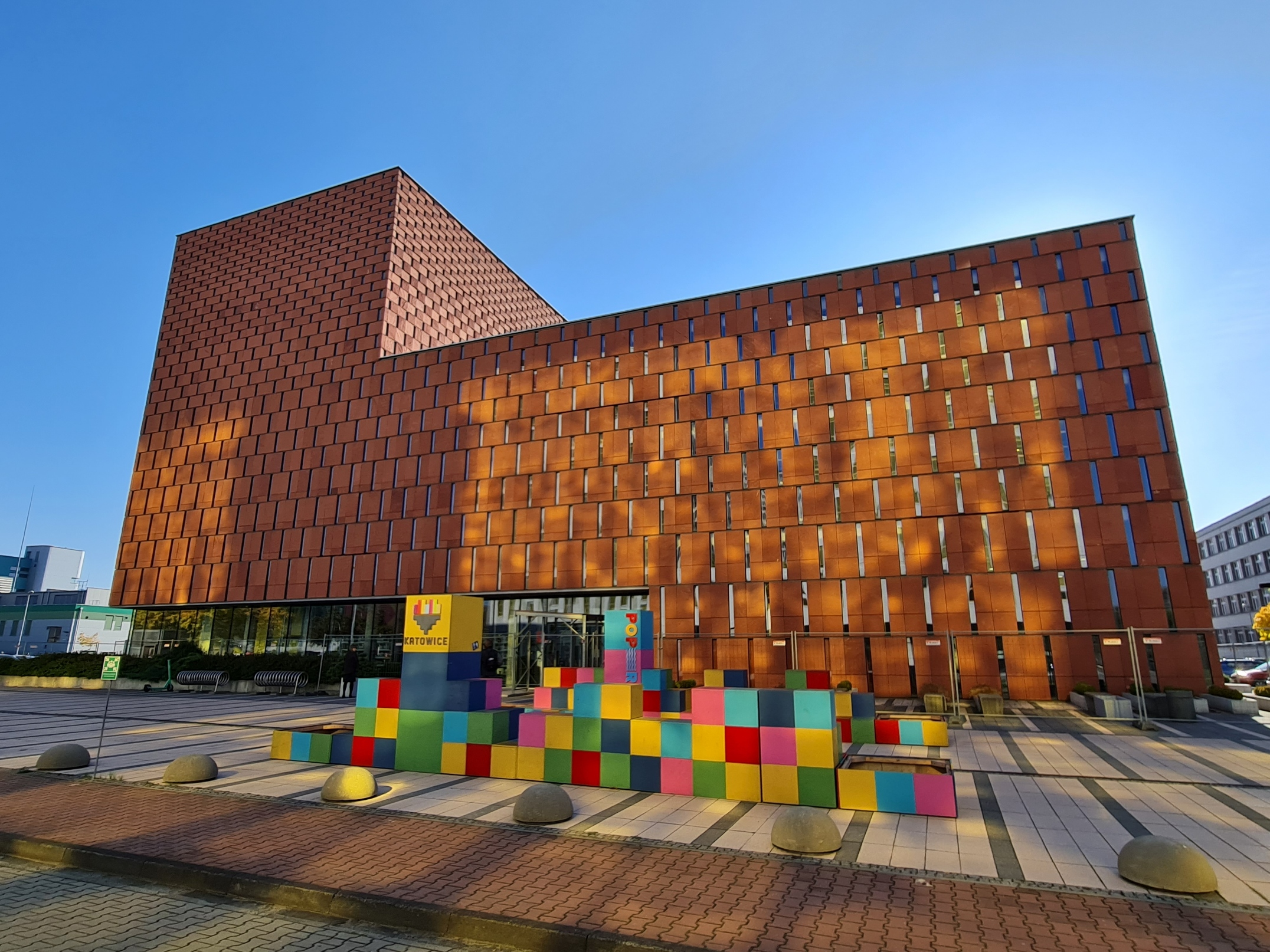
Centrum Informacji Naukowej i Biblioteka Akademicka

W Katowicach działają ogólnodostępne biblioteki publiczne oraz placówki o charakterze naukowym i specjalistycznym o ograniczonej dostępności. W 2018 roku funkcjonowało łącznie 37 bibliotek publicznych (bez punktów bibliotecznych) i filii, a na 1000 mieszkańców przypadało wówczas 244 czytelników. Średnio rocznie na czytelnika przypadało wówczas 16,5 wypożyczeń woluminów.
Do głównych instytucji bibliotecznych w Katowicach należą:
- Biblioteka Śląska (pl. Rady Europy 1; ul. Francuska 14; ul. J. Ligonia 7) – wojewódzka biblioteka publiczna o statusie naukowym, będąca także centralną placówką metodyczną dla bibliotek publicznych w województwie śląskim; zbiory biblioteki tworzą ponad 1,9 mln woluminów i jednostek[538],
- Miejsca Biblioteka Publiczna w Katowicach (ul. S. Kossutha 11) – samorządowa instytucja kultury, obsługująca ok. 35 filii bibliotecznych w całym mieście, będąc jedną z większych sieci bibliotek publicznych w Polsce; prócz działalności bibliotecznej prowadzi szeroko pojętą działalność kulturalną[589].

Poza Biblioteką Śląską, do głównych bibliotek naukowych i specjalistycznych z siedzibą w Katowicach należą:
- Biblioteka Uniwersytetu Śląskiego i Biblioteka Główna Uniwersytetu Ekonomicznego w Katowicach – zrzeszone wspólnie jako Centrum Informacji Naukowej i Biblioteka Akademicka (ul. Bankowa 11a) – gromadzi księgozbiór zakresu wszystkich dziedzin nauki reprezentowanych przez obie uczelnie, liczący 1,2 mln egzemplarzy książek i czasopism[590],
- Biblioteka Naukowa Głównego Instytutu Górnictwa (pl. Gwarków 1) – posiada 421 tys. woluminów i jednostek[538],
- Biblioteka Główna Śląskiego Uniwersytetu Medycznego w Katowicach (ul. Warszawska 14) – księgozbiór składa się z 179 tys. woluminów i jednostek[538][591].

Do innych ważniejszych bibliotek należą także m.in.:
- Pedagogiczna Biblioteka Wojewódzka im. Józefa Lompy w Katowicach (ul. ks. kard. S. Wyszyńskiego 7)[592],
- Oddział w Katowicach Głównej Biblioteki Lekarskiej im. Stanisława Konopki w Warszawie (ul. Sokolska 55)[593].

## Media

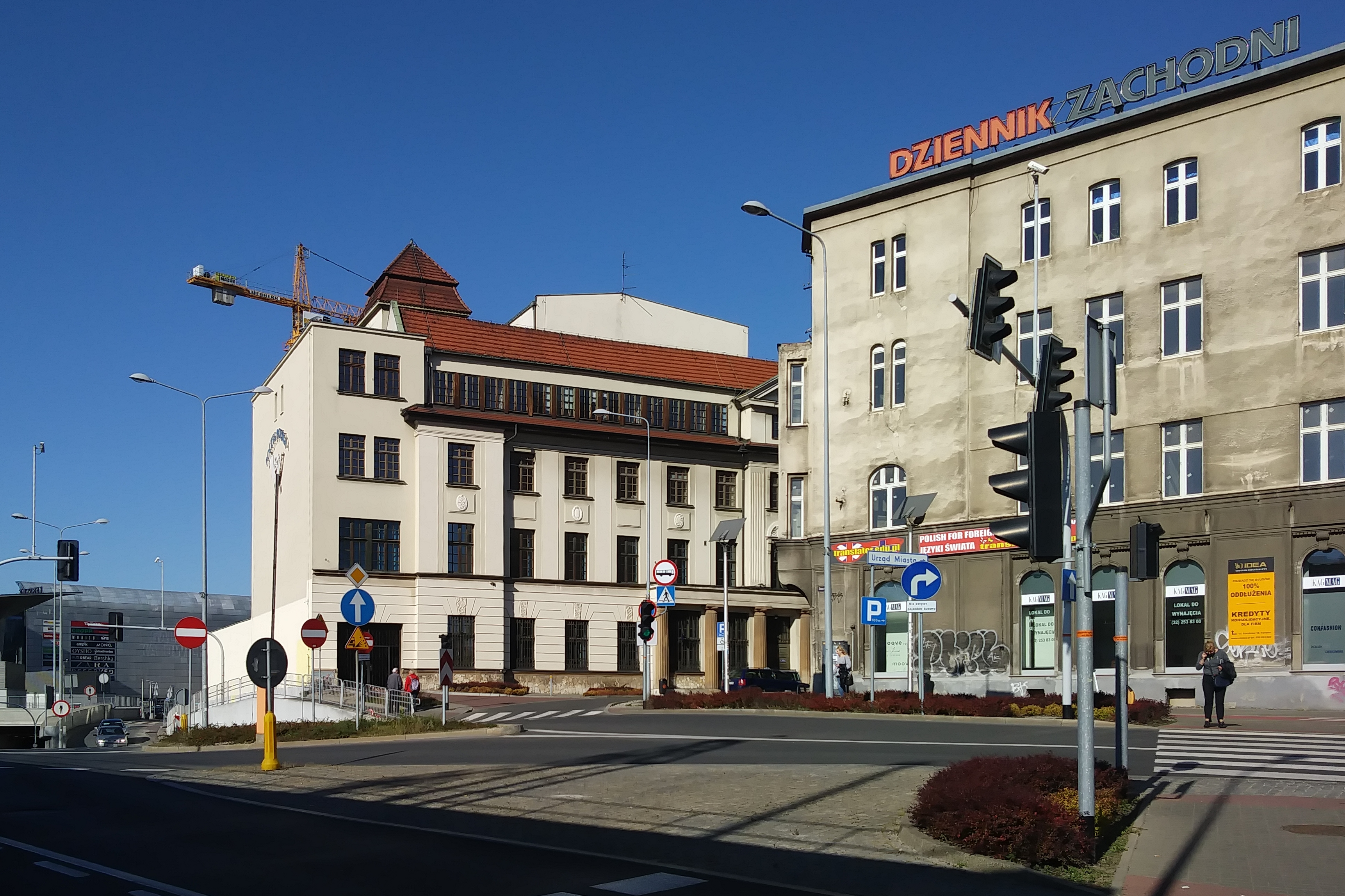
Kamienica przy ulicy Pocztowej 16 (po prawej) z reklamą Dziennika Zachodniego na dachu

Katowice w skali ogólnopolskiej nie stanowią znaczącego ośrodka mediów, a mające w mieście swoje siedziby rozgłośnie radiowe i stacje telewizyjne oraz redakcje gazet i czasopism cechują się głównie regionalnym zasięgiem oddziaływania.
W Katowicach znajdowała się redakcja Dziennika Zachodniego, m.in. przy ulicy Młyńskiej 3, a potem przy ulicy Pocztowej 16. Współcześnie Dziennik Zachodni ma swoją siedzibę przy ulicy K.K. Baczyńskiego 25a w Sosnowcu i jest największym dziennikiem regionalnym w Polsce. Jest ona jednocześnie jedyną prócz katowickiego dodatku Gazety Wyborczej regionalną codzienna gazeta ukazująca się w Katowicach. Siedziba redakcji Gazety Wyborczej w Katowicach mieści się przy ulicy J. Słowackiego 13. W Katowicach przy ulicy Dyrekcyjnej 10 redakcję ma dziennik „Sport” wydawany przez Ringier Axel Springer Polska. Ukazują się w mieście także czasopisma katolickie, w tym tygodniki Kurii Archidiecezjalnej w Katowicach: Gość Niedzielny i Mały Gość Niedzielny, a i katowickie parafie wydają swoje gazety parafialne.

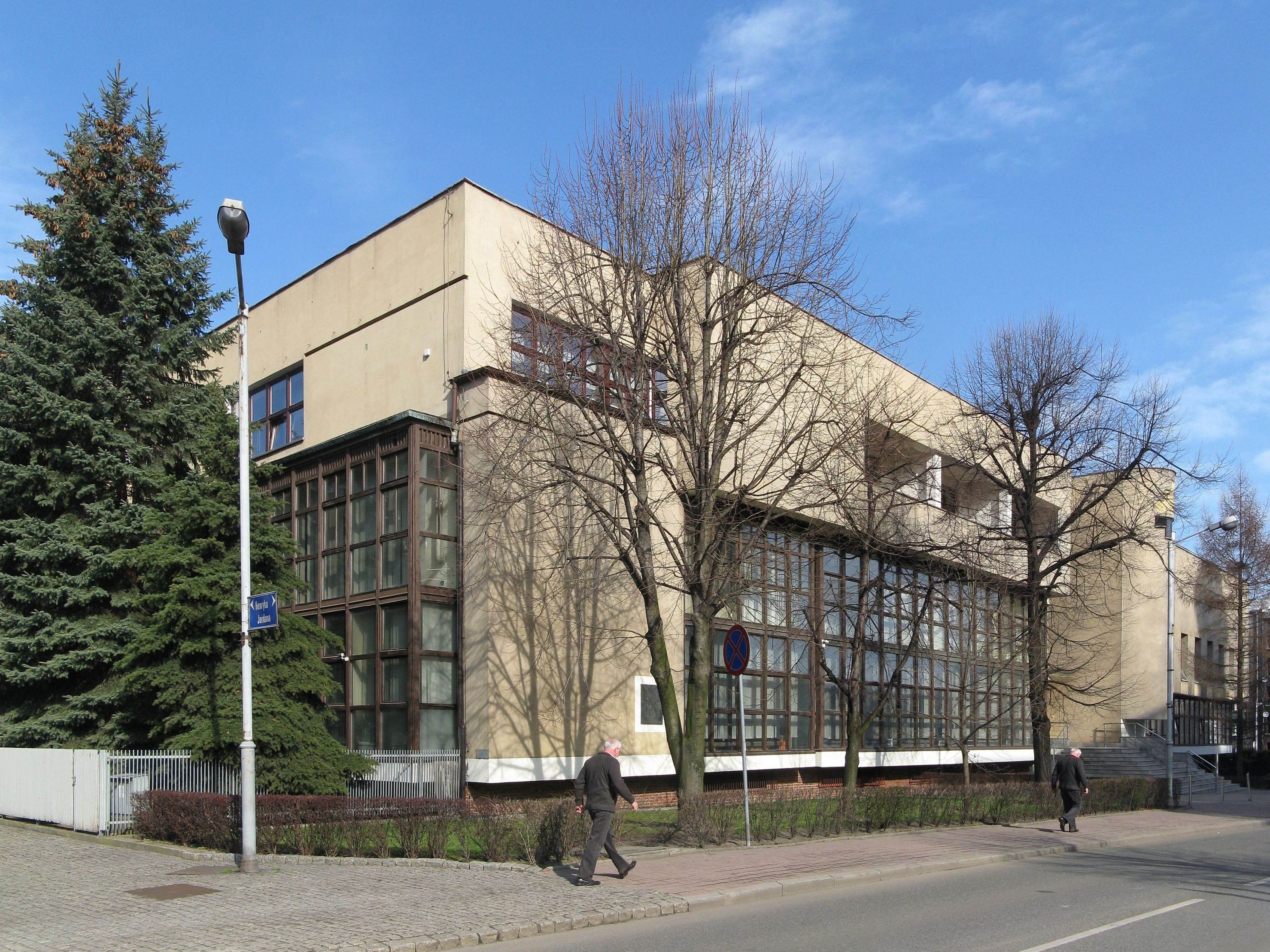
Siedziba Instytutu Gość Media (ul. W. Stwosza 11), wydającego m.in. tygodnik Gość Niedzielny i emitującego Radio eM

Przy ulicy J. Ligonia 29 siedzibę ma Polskie Radio Regionalna Rozgłośnia w Katowicach Radio Katowice. Jest ono jedną z najstarszych i największych rozgłośni radiowych w Polsce, z której nadawane są muzyka, informacje i publicystyka, audycje kulturalne i inne. Swoim zasięgiem Polskie Radio Katowice obejmuje słuchaczy w całym województwie śląskim i w części województw ościennych, a także przez Internet. Ponadto swoje studia bądź siedziby mają w Katowicach m.in. następujące stacje radiowe: redakcje stacji RMF FM, RMF MAXX (ul. Francuska 70) i grupy Eurozet, w tym Antyradia (ul. A. Mickiewicza 29), radio eM (ul. W. Stwosza 11) i Radio Egida (ul. Studencka 15).

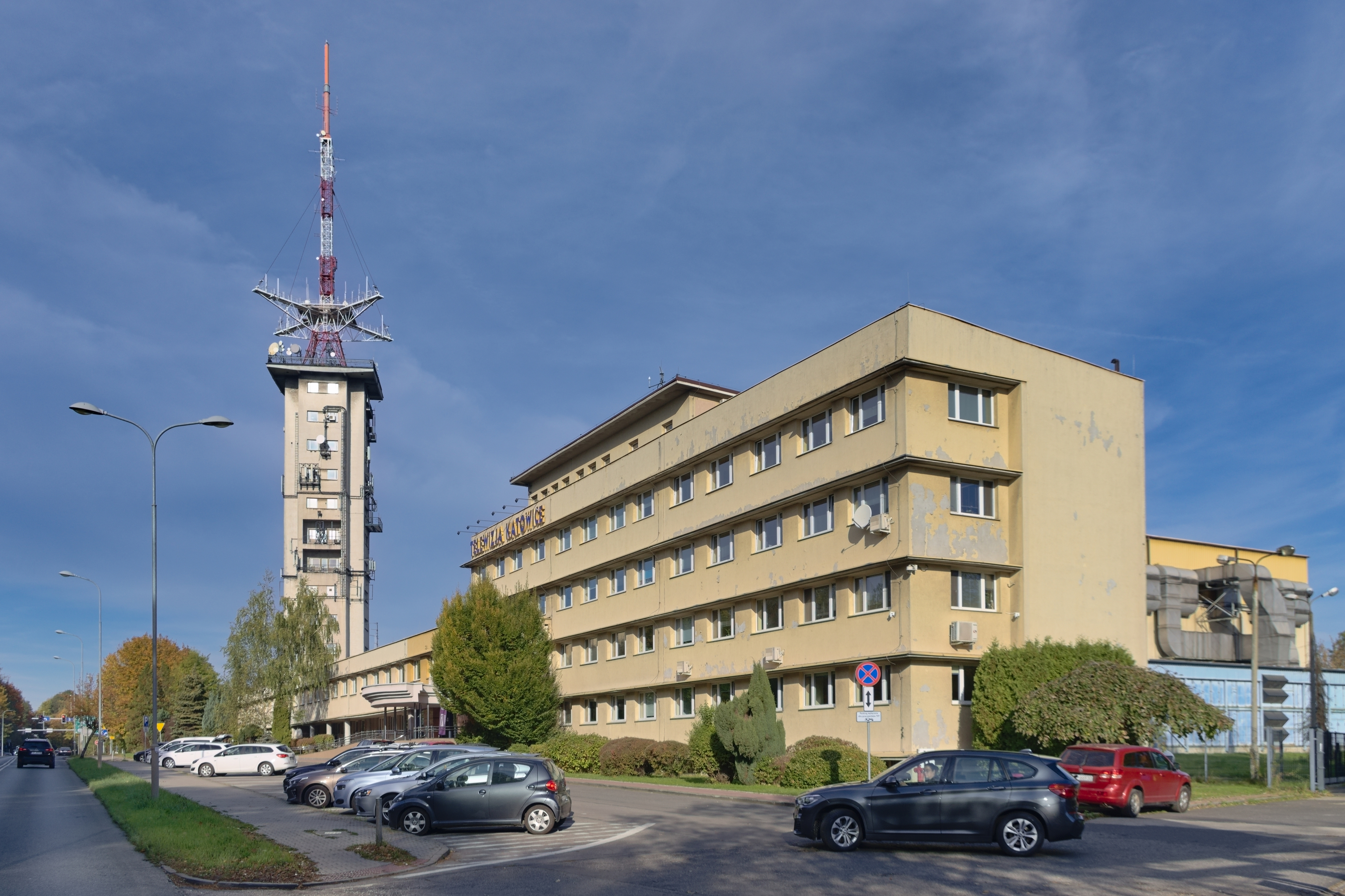
Regionalny ośrodek TVP

TVP3 Katowice z siedzibą przy ulicy Telewizyjnej 1 jest regionalną stacją telewizyjną o zasięgu wojewódzkim. Najczęściej oglądanymi w niej programami są Aktualności i Pogoda, a ponadto emitowane są także programy o różnorodnej tematyce, w tym audycje dla dzieci i młodzieży, programy publicystyczne, o tematyce zdrowotnej, religijnej czy kulturalnej. Działająca od 2008 roku TVS (pl. Grunwaldzki 12) jest stacją telewizyjną o profilu informacyjno-rozrywkowym. Dodatkowo w mieście działa redakcja stacji TVN24, która produkuje materiały własne i dla TVN-u oraz korespondenci telewizji Polsat.
Prowadzone są również internetowe portale informacyjne poświęcone sprawom Katowic, w tym powiązany z magazynem Ślązag serwis 24kato.pl, założony przez Grzegorza Żądło portal katowice24.info, prowadzony przez Stowarzyszenie Aktywności Obywatelskiej Bona Fides serwis Infokatowice.pl czy portal.katowice.pl.
Także Urząd Miasta Katowice prowadzi działalność medialną. Wydawana jest gazeta miejska Nasze Katowice, prowadzony jest serwis telewizyjny KatoTV.eu, portal informacyjny wkatowicach.eu, a także konta w serwisach społecznościowych: Facebook, YouTube, TikTok, Instagram, LinkedIn i na portalu X.

## Oświata i nauka

### Oświata

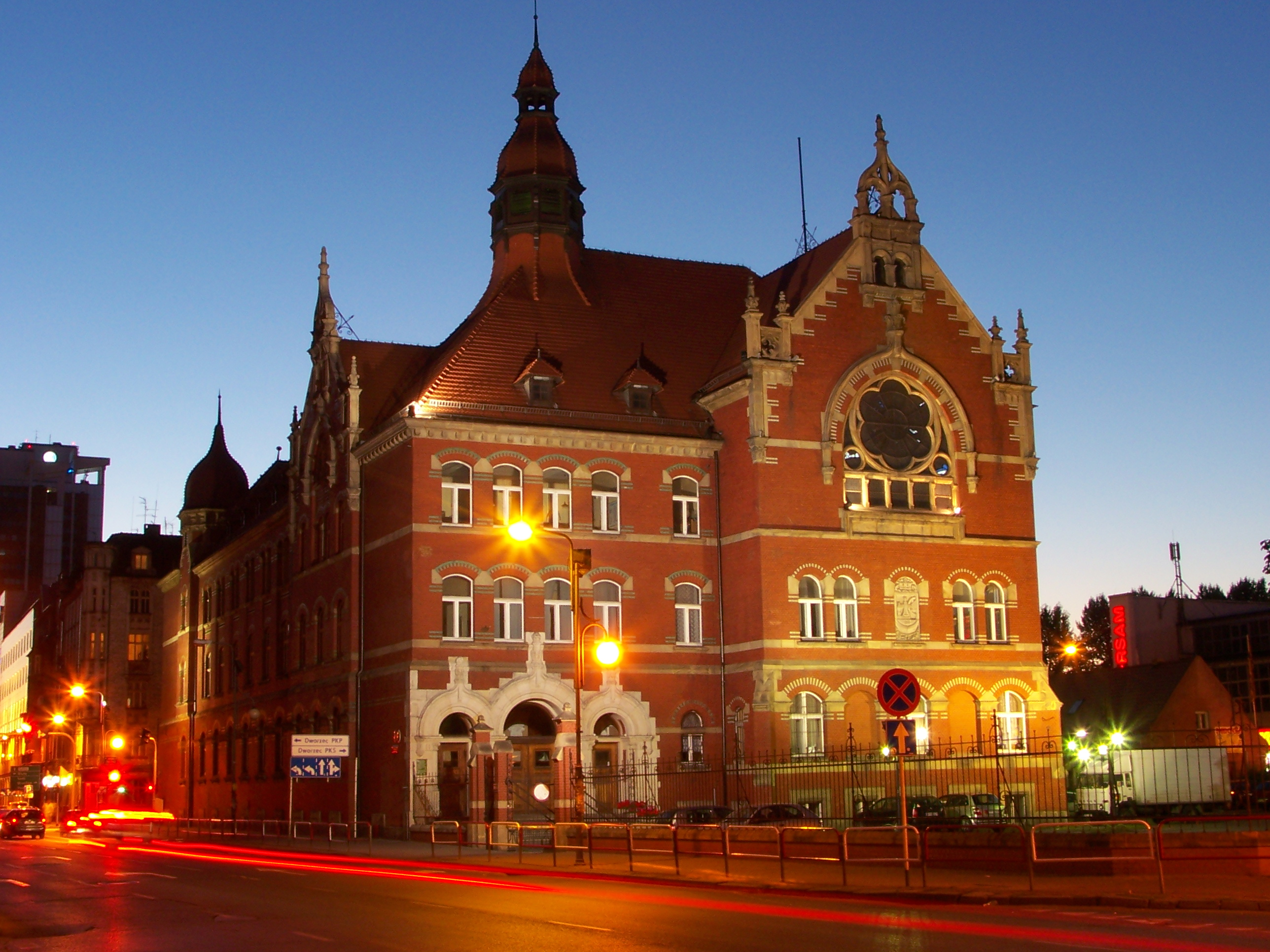
Siedziba III LO im. Adama Mickiewicza w Katowicach (ul. A. Mickiewicza 11)

System oświaty w Katowicach obejmuje edukację dzieci i młodzieży na każdym szczeblu nauczania. W mieście funkcjonują placówki oświatowe, podporządkowane zarówno samorządowi miejskiemu i wojewódzkiemu, jak i ministrowi właściwemu do spraw kultury oraz placówki prowadzone przez inne jednostki. Oprócz placówek ogólnodostępnych, działają także obiekty specjalne i integracyjne, placówki artystyczne oraz działające w ramach szkolnictwa dla dorosłych.
W 2011 roku 1794 mieszkańców Katowic (1% osób ludności miasta) zadeklarowała wykształcenie podstawowe niepełne, 35 589 osób (13%) podstawowe 11 929 osób (4%) gimnazjalne, 53 973 (19%) zawodowe, 98 635 (35%) średnie i policealne, a 66 285 (24%) wyższe.

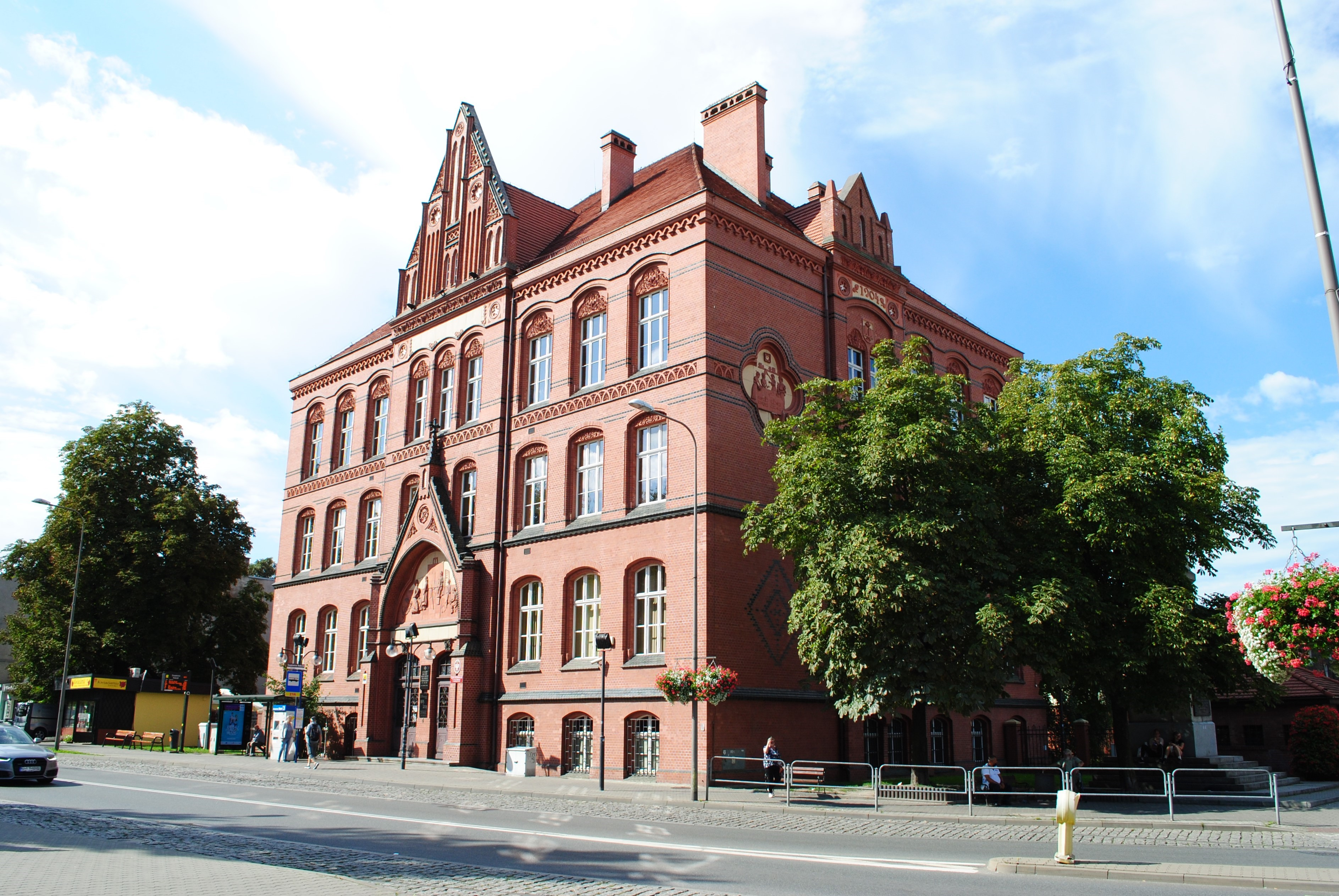
Gmach VI LO im. Jana Długosza w Katowicach (ul. Lwowska 2)

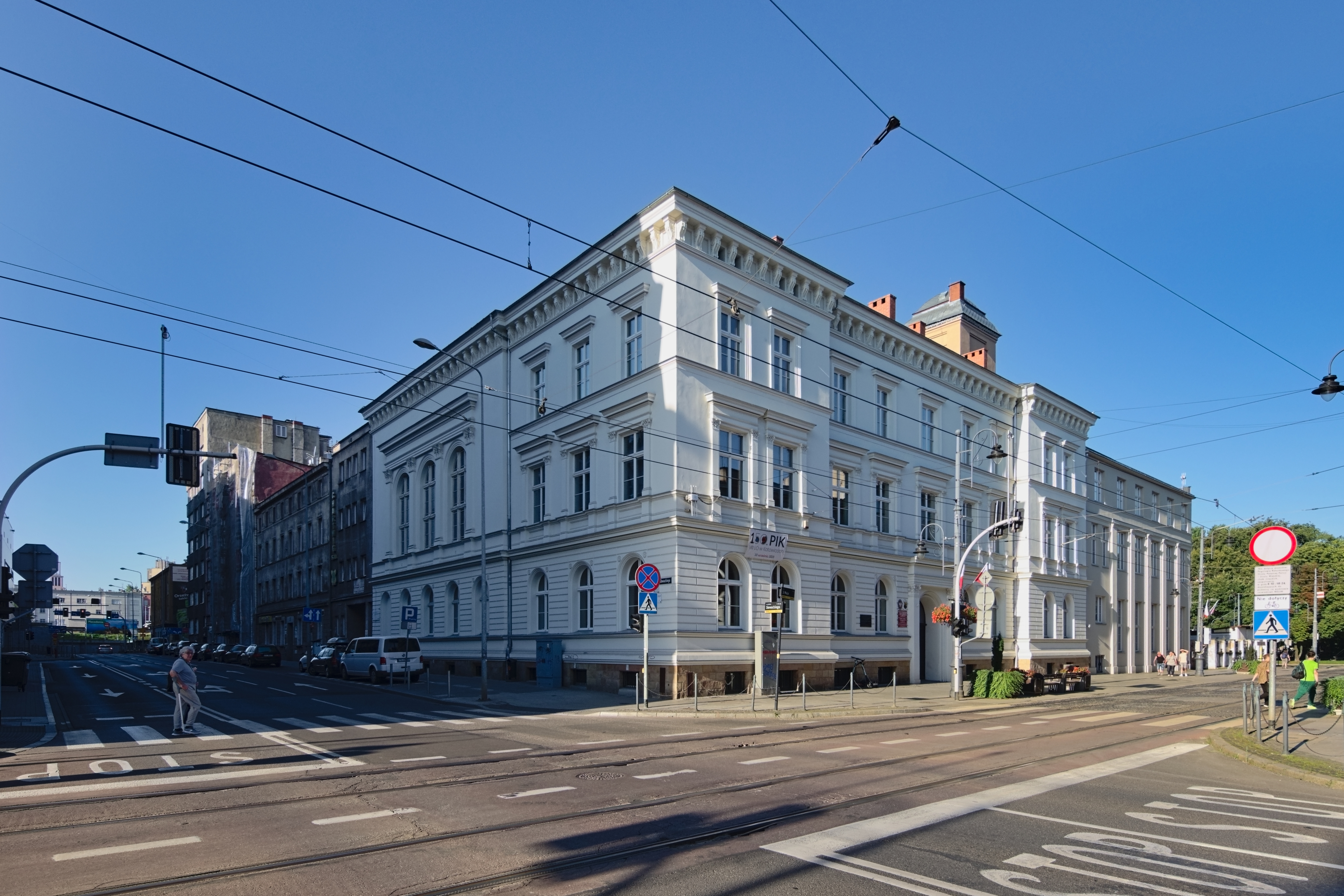
Siedziba VIII LO z Oddziałami Dwujęzycznymi im. Marii Skłodowskiej-Curie w Katowicach (ul. 3 Maja 42)

W 2012 roku Katowice w zakresie szkolnictwa średniego i zawodowego dysponowały 150 szkołami, zatrudniającymi łącznie 1181 nauczycieli, w których naukę pobierało 21 354 uczniów. Były to następujące typy szkół: zawodowe (13 szkół; 1 025 uczniów; 70 nauczycieli), średnie zawodowe i artystyczne (35 szkół; 5 343 uczniów; 518 nauczycieli), ogólnokształcące (46 szkół; 7 357 uczniów; 410 nauczycieli) i policealne (56 szkół; 7 629 uczniów; 183 nauczycieli). W tym czasie najwięcej uczniów uczęszczało do szkół policealnych dla dorosłych (32,6% uczniów), a następnie do liceów ogólnokształcących dla młodzieży (24,5% uczniów) i do techników dla młodzieży (18,7%). W roku szkolnym 2018/19 w Katowicach działało 139 placówek wychowania przedszkolnego (uczęszczało do nich 10 063 dzieci), 78 szkół podstawowych (20 034 uczniów), 4 gimnazja (2 066 uczniów), 10 branżowych szkół I stopnia (521 uczniów), 22 licea ogólnokształcące (4 728 uczniów) i 19 techników (3 768 uczniów).
| Lp. | Nazwa skrócona                                                               | Adres               | Dzielnica         |
| --- | ---------------------------------------------------------------------------- | ------------------- | ----------------- |
| 1   | I Liceum Ogólnokształcące z Oddziałami Dwujęzycznymi im. Mikołaja Kopernika  | ul. Sienkiewicza 74 | Śródmieście       |
| 2   | II Liceum Ogólnokształcące z Oddziałami Dwujęzycznymi im. Marii Konopnickiej | ul. Głowackiego 6   | Śródmieście       |
| 3   | III Liceum Ogólnokształcące im. Adama Mickiewicza                            | ul. Mickiewicza 11  | Śródmieście       |
| 4   | IV Liceum Ogólnokształcące im. gen. Stanisława Maczka                        | ul. Katowicka 54    | Koszutka          |
| 5   | V Liceum Ogólnokształcące im. Władysława Broniewskiego                       | ul. Jankego 65      | Piotrowice-Och.   |
| 6   | VI Liceum Ogólnokształcące im. Jana Długosza                                 | ul. Lwowska 2       | Szopienice-Bur.   |
| 7   | VII Liceum Ogólnokształcące im. Harcerzy Obrońców Katowic                    | ul. Panewnicka 13   | Ligota-Panewniki  |
| 8   | VIII Liceum Ogólnokształcące z Oddziałami Dwujęzycznymi im. M. Skł.-Curie    | ul. 3 Maja 42       | Śródmieście       |
| 9   | IX Liceum Ogólnokształcące z Oddziałami Integracyjnymi im. H. Sienkiewicza   | ul. Chrobrego 4     | Os. Tysiąclecia   |
| 10  | X Liceum Ogólnokształcące im. Ignacego Jana Paderewskiego Akademickie        | ul. Miarki 6        | Zawodzie          |
| 11  | XIV Liceum Ogólnokształcące im. mjr. Henryka Sucharskiego                    | ul. Józefowska 32   | Wełn.-Józef.      |
| 12  | XV Liceum Ogólnokształcące im. rtm. Witolda Pileckiego                       | ul. Obroki 87       | Os. Witosa        |
| 13  | XVI Liceum Ogólnokształcące im. Dziewięciu Górników z Wujka w Katowicach     | ul. Mikołowska 131  | Załęska Hałda-Br. |

Szkoły średnie w Katowicach mają zasięg regionalny, a dotyczy to w szczególności renomowanych liceów ogólnokształcących, szkół technicznych oraz szkół artystycznych. W ogólnopolskim rankingu liceów ogólnokształcących z 2013 roku prowadzonym przez Perspektywy najwyższe miejsca miały następujące katowickie szkoły: I LO z oddziałami Dwujęzycznymi im. M. Kopernika (37. miejsce), III LO im. A. Mickiewicza (57. miejsce), Katolickie LO im. ks. E. Szramka (83. miejsce), VIII LO im. M. Skłodowskiej-Curie (188. pozycja), II LO z Oddziałami Dwujęzycznymi im. M. Konopnickiej (223. miejsce) i LO im. J.F. Kennedy’ego (482. miejsce). W rankingu szkół średnich o profilu technicznym, 23. pozycję uzyskało Technikum nr 17 w Śląskich Technicznych Zakładach Naukowych.
Przy ulicy Powstańców 41a siedzibę ma Kuratorium Oświaty w Katowicach.

### Nauka i szkolnictwo wyższe

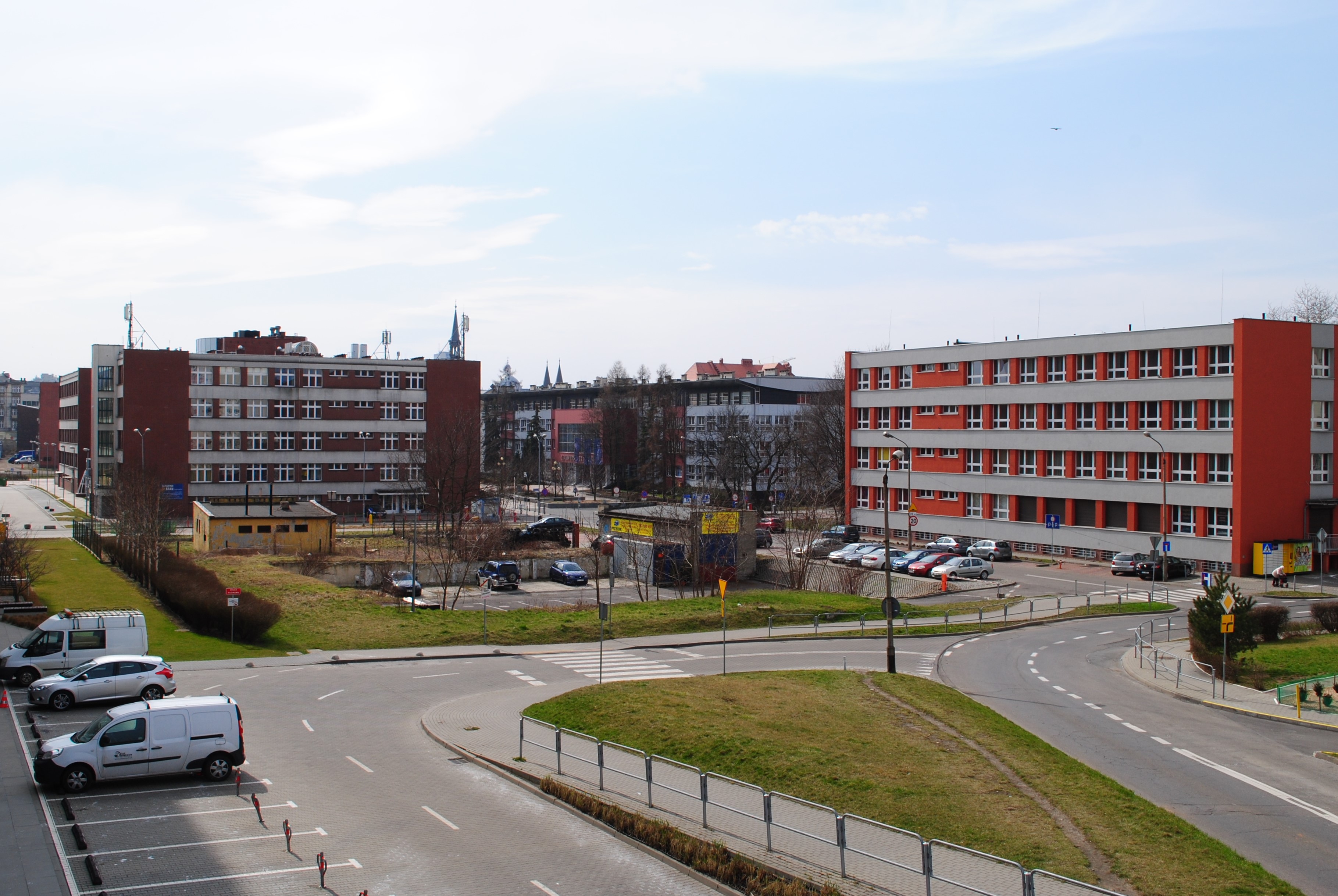
Kampus Uniwersytetu Śląskiego w Katowicach (ul. Bankowa)

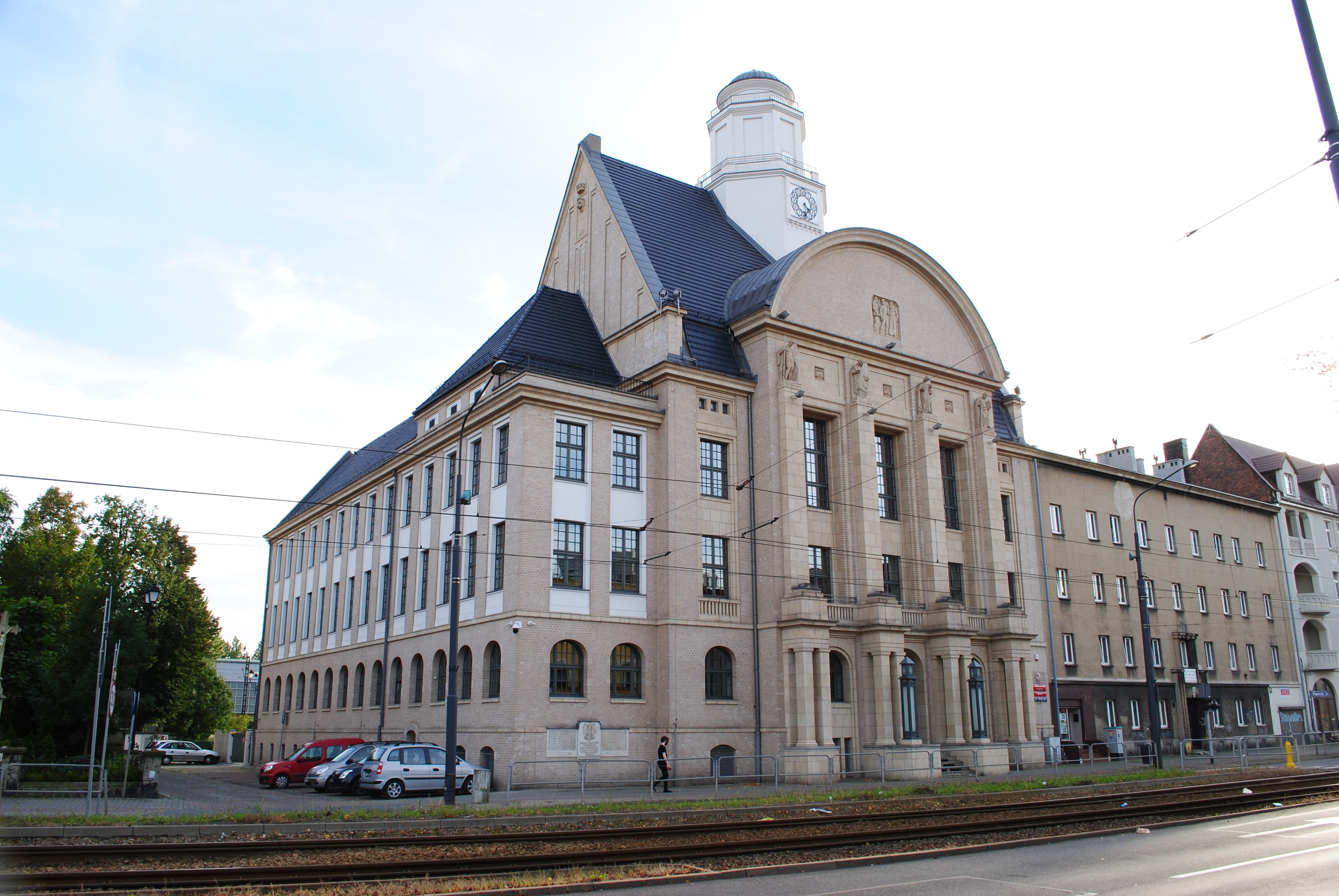
Uniwersytet Ekonomiczny w Katowicach (budynek rektoratu; ul. 1 Maja 50)

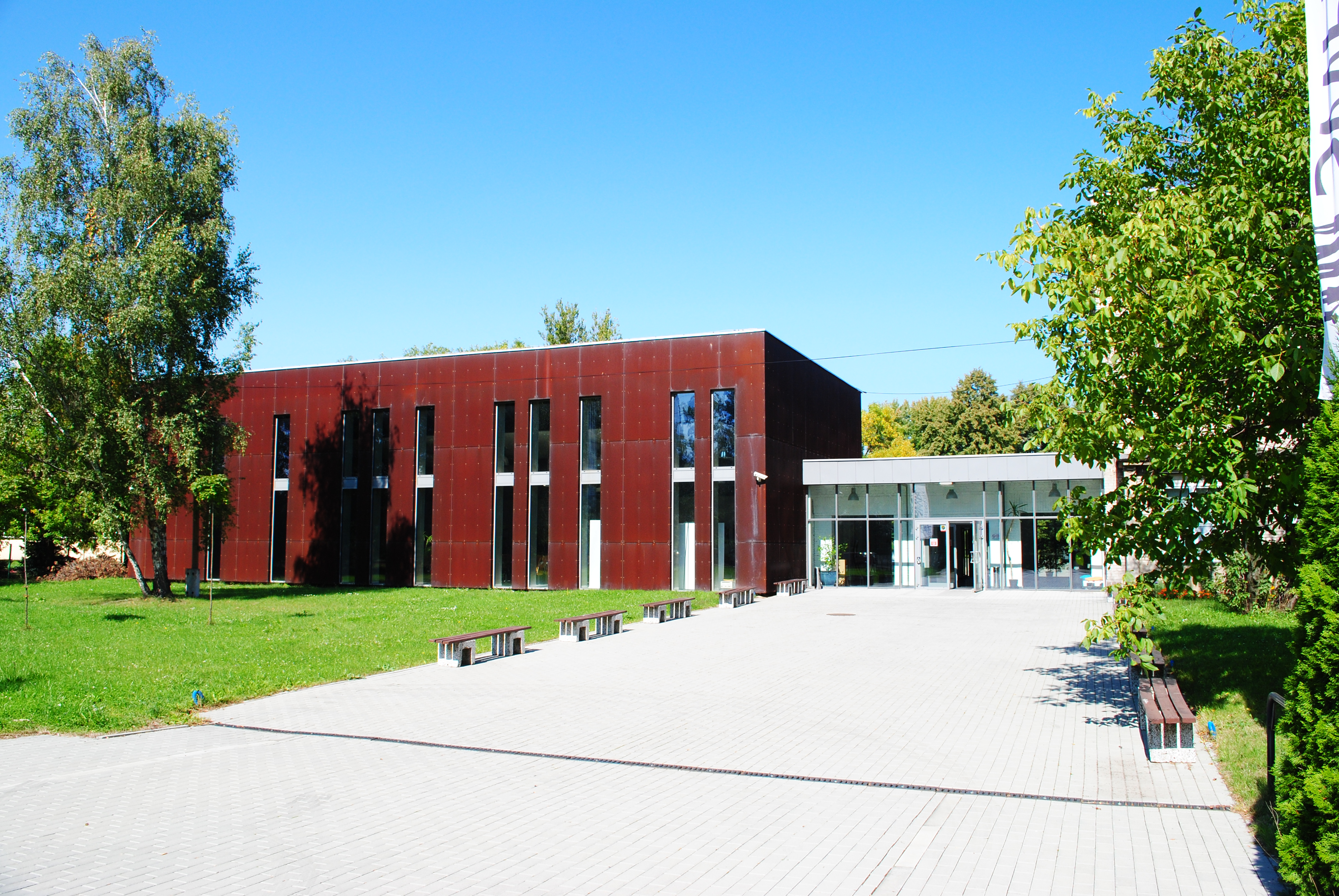
Wydział Psychologii w Katowicach Uniwersytetu SWPS (ul. Techników 9)

Katowice są największym ośrodkiem szkolnictwa wyższego w Górnośląsko-Zagłębiowskiej Metropolii, a łącznie z Gliwicami, Sosnowcem, Bytomiem i Zabrzem stanowią jeden z głównych ośrodków akademickich i naukowych w Polsce. Szkolnictwo wyższe w mieście tworzą zarówno placówki publiczne, jak i niepubliczne, których w 2006 roku było 20, a kształciło się w nich łącznie 90 tys. studentów, w tym 54,5 tys. na uczelniach publicznych. Mieszczą się tu rektoraty wszystkich uczelni publicznych Górnośląsko-Zagłębiowskiej Metropolii (oprócz Politechniki Śląskiej), większość wydziałów tych uczelni, a w 2006 roku także 11 uczelni niepublicznych. W 2021 roku w Katowicach siedzibę miało 11 uczelni wyższych (nie licząc seminariów duchownych) i 3 filie, a w tym czasie na katowickich uczelniach kształciło się 52 116 studentów, w tym 34 274 kobiety i 17 842 mężczyzn.
| Lp.                   | Nazwa uczelni                                                  | Adres                 | Dzielnica            | Rektor / dziekan      | Źródła          |
| --------------------- | -------------------------------------------------------------- | --------------------- | -------------------- | --------------------- | --------------- |
| Uczelnie publiczne    |                                                                |                       |                      |                       |                 |
| 1                     | Akademia Muzyczna im. K. Szymanowskiego w Katowicach           | ul. Zacisze 3         | Śródmieście          | Jarosław Mamczarski   | [ 633 ] [ 634 ] |
| 2                     | Akademia Sztuk Pięknych w Katowicach                           | ul. Raciborska 37     | Śródmieście          | Grzegorz Hańderek     | [ 633 ]         |
| 3                     | Akademia Wychowania Fizycznego im. J. Kukuczki w Katowicach    | ul. Mikołowska 72a    | Śródmieście          | Andrzej Małecki       | [ 635 ] [ 636 ] |
| 4                     | Politechnika Śląska. Wydział Inżynierii Materiałowej           | ul. Krasińskiego 8    | Śródmieście          | Krzysztof Nowacki     | [ 637 ]         |
| 5                     | Politechnika Śląska. Wydział Transportu i Inżynierii Lotniczej | ul. Krasińskiego 8    | Śródmieście          | Grzegorz Sierpiński   | [ 638 ]         |
| 6                     | Śląski Uniwersytet Medyczny w Katowicach                       | ul. Poniatowskiego 15 | Śródmieście          | Tomasz Szczepański    | [ 639 ]         |
| 7                     | Uniwersytet Ekonomiczny w Katowicach                           | ul. 1 Maja 50         | Zawodzie             | Celina M. Olszak      | [ 640 ]         |
| 8                     | Uniwersytet Śląski w Katowicach                                | ul. Bankowa 12        | Śródmieście          | Ryszard Koziołek      | [ 641 ]         |
| Uczelnie niepubliczne |                                                                |                       |                      |                       |                 |
| 1                     | Akademia Górnośląska im. Wojciecha Korfantego w Katowicach     | ul. Harc. Września 3  | Piotrowice-Ochojec   | Marta Adamczyk        | [ 642 ] [ 643 ] |
| 2                     | Akademia Śląska                                                | ul. Rolna 43          | Załęska Hałda-Brynów | Aleksander Ostenda    | [ 642 ]         |
| 3                     | Śląska Wyższa Szkoła Medyczna w Katowicach                     | ul. Mickiewicza 29    | Śródmieście          | Jacek Starzewski      | [ 642 ]         |
| 4                     | Uczelnia Korczaka. Wyd. Nauk Społeczno-Pedagogicznych          | ul. Katowicka 27      | Bogucice             | Grzegorz Frączek      | [ 644 ]         |
| 5                     | Uczelnia Metropolitalna                                        | ul. Krasińskiego 2    | Śródmieście          | Julita Mlaskawa       | [ 642 ]         |
| 6                     | Uniwersytet SWPS. Wydział Psychologii w Katowicach             | ul. Techników 9       | Dąbrówka Mała        | Jolanta Życińska      | [ 645 ]         |
| 7                     | Wyższa Szkoła Technologii Informatycznych w Katowicach         | ul. Mickiewicza 29    | Śródmieście          | Marian Pawełczyk      | [ 642 ]         |
| 8                     | Wyższa Szkoła Zarządzania Ochroną Pracy w Katowicach           | ul. Bankowa 8         | Śródmieście          | Bohdan Mochnacki      | [ 642 ]         |
| 9                     | Wyższe Seminarium Duchowne św. Bonawentury                     | ul. Panewnicka 76     | Ligota-Panewniki     | ?                     | [ 646 ]         |
| 10                    | Wyższe Śląskie Seminarium Duchowne w Katowicach                | ul. Stwosza 17/17a    | Śródmieście          | Krzysztof Matuszewski | [ 647 ]         |

Największą katowicką uczelnią pod względem liczby studentów i nauczycieli akademickich jest Uniwersytet Śląski w Katowicach, na którym w roku akademickim 2012/2013 kształciło się 29 258 studentów i pracowało w nim 2074 nauczycieli akademickich. W tym też czasie Uniwersytet Śląski pod względem liczby studentów był na 10. miejscu w Polsce (1,7% wszystkich studentów w Polsce). Renoma katowickich uczeni wyższych w skali ogólnopolskiej jest na średnim poziomie – Uniwersytet Śląski spośród uczelni publicznych plasował się w drugiej dziesiątce szkół wyższych w Polsce w rankingach czasopisma Perspektywy. Śląski Uniwersytet Medyczny w 2012 roku zajmował miejsce 27., a Uniwersytet Ekonomiczny 42. miejsce.
Katowice stanowią siedzibę instytucji naukowo-badawczych, a są to m.in.: Główny Instytut Górnictwa – Państwowy Instytut Badawczy (pl. Gwarków 1), Sieć Badawcza Łukasiewicz – Instytut Technik Innowacyjnych EMAG (ul. Leopolda 31), Oddział Śląski Instytutu Techniki Budowlanej w Warszawie (al. W. Korfantego 191) czy Instytut Ekologii Terenów Uprzemysłowionych (ul. S. Kossutha 6). Miasto jest ponadto siedzibą Oddziału w Katowicach Polskiej Akademii Nauk (ul. Z. Krasińskiego 8).
W 2024 roku Katowice posiadały tytuł Europejskiego Miasta Nauki 2024.

## Bezpieczeństwo publiczne

### Opieka zdrowotna

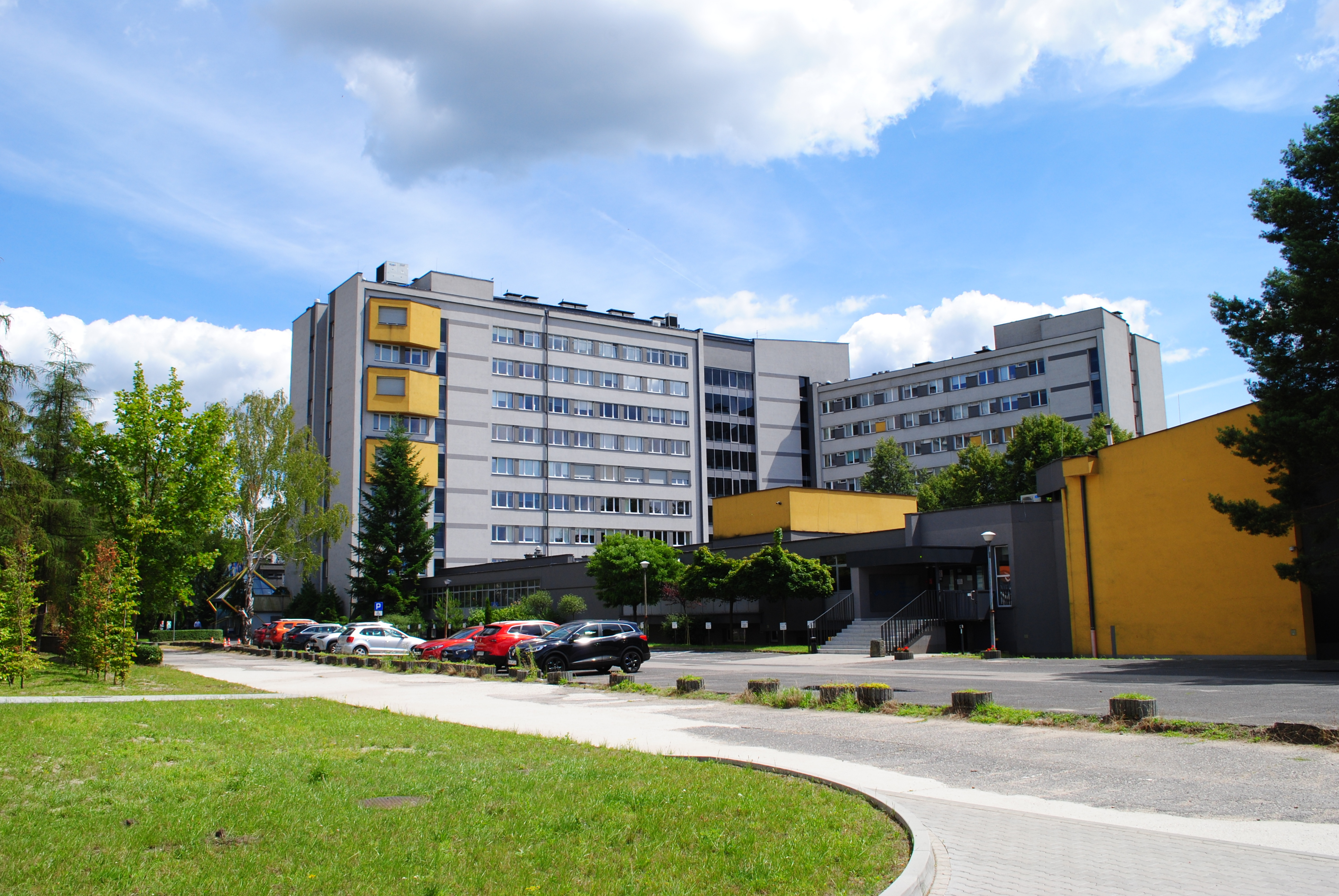
Uniwersyteckie Centrum Kliniczne im. prof. Kornela Gibińskiego Śląskiego Uniwersytetu Medycznego w Katowicach (ul. Medyków 14)

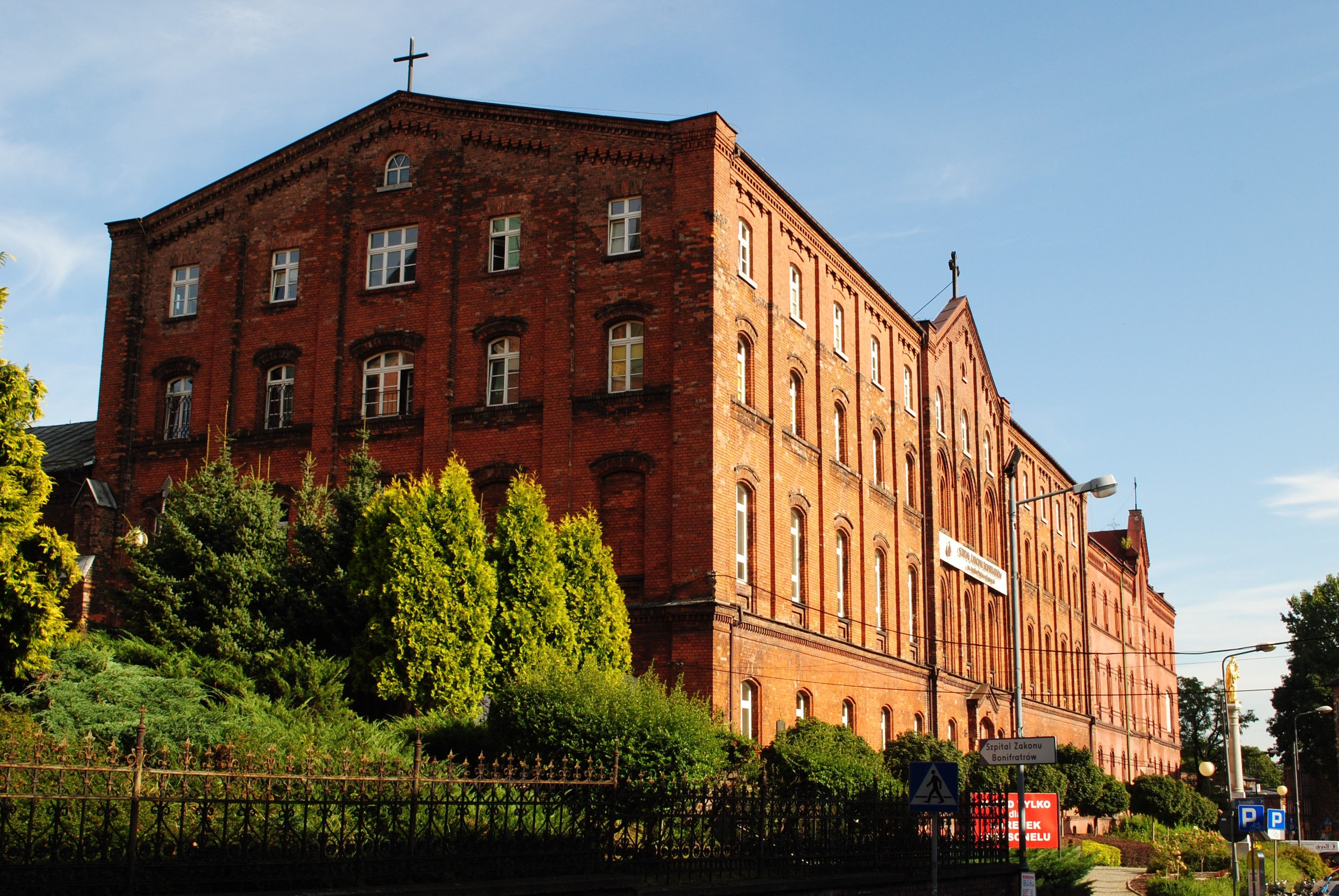
Budynek Szpitala Zakonu Bonifratrów pw. Aniołów Stróżów w Katowicach (ul. ks. L. Markiefki 87)

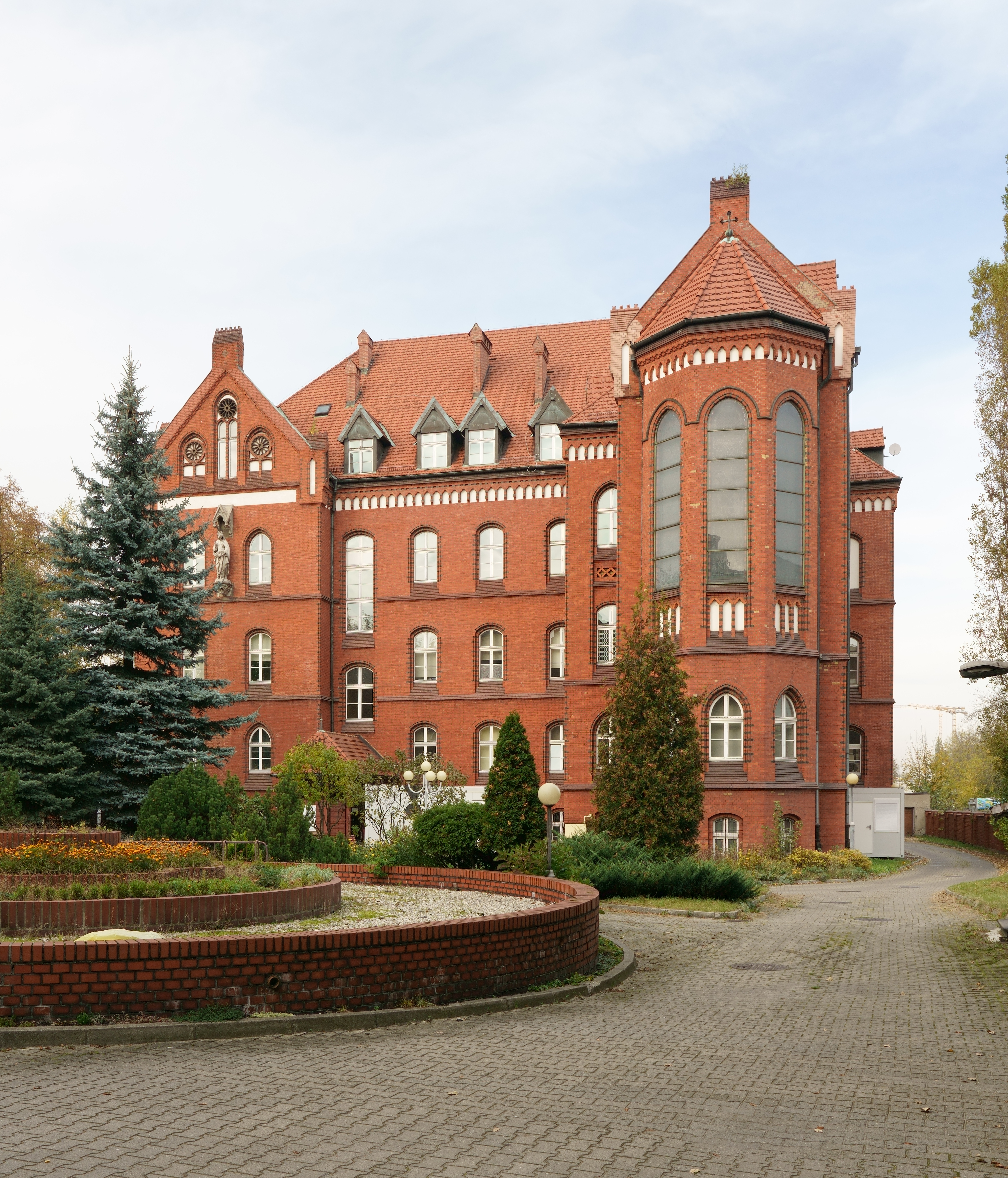
Gmach Szpitala św. Elżbiety w Katowicach przy ul. Warszawskiej 52

Katowice są głównym ośrodkiem medycznym Górnośląsko-Zagłębiowskiej Metropolii, w którym działają szpitale zarówno Śląskiego Uniwersytetu Medycznego w Katowicach, jak i placówki prowadzone przez inne ośrodki oraz specjalistyczne przychodnie prowadzone przez władze samorządowe bądź jako podmioty niepubliczne. W 2012 roku w Katowicach na system lecznictwa zamkniętego składało się 12 szpitali publicznych oraz 6 niepublicznych, w których znajdowało się 3641 łóżek szpitalnych, co w przeliczeniu na 10 tys. mieszkańców Katowic wynosiło 118,6 osób na 1 łóżko, a liczba hospitalizowanych w tym czasie pacjentów wynosiła w przedziale 2012–2225 osób na 10 tys. mieszkańców miasta. W 2021 roku w Katowicach znajdowało się 3361 łóżek szpitalnych w szpitalach ogólnych i 238 łóżek w szpitalach psychiatrycznych.
| Lp.                                                               | Nazwa placówki                                                                                            | Adres               | Dzielnica              | Źródła          |
| ----------------------------------------------------------------- | --- | ------------------- | ---------------------- | --------------- |
| Szpitale kliniczne Śląskiego Uniwersytetu Medycznego w Katowicach | |                     |                        |                 |
| 1                                                                 | Górnośląskie Centrum Medyczne im. prof. Leszka Gieca                                                      | ul. Ziołowa 45-47   | Piotrowice-Ochojec     | [ 660 ]         |
| 2                                                                 | Górnośląskie Centrum Zdrowia Dziecka. im. św. Jana Pawła II. Samodzielny Publiczny Szpital Kliniczny nr 6 | ul. Medyków 16      | Ligota-Panewniki       | [ 661 ]         |
| 3                                                                 | Samodzielny Publiczny Szpital Kliniczny im. Andrzeja Mielęckiego                                          | ul. Francuska 20-24 | Śródmieście            | [ 662 ]         |
| 4                                                                 | Uniwersyteckie Centrum Kliniczne im. prof. K. Gibińskiego. Lokalizacja Ceglana                            | ul. Ceglana 35      | Brynów-Os. Zgrzebnioka | [ 663 ]         |
| 4                                                                 | Uniwersyteckie Centrum Kliniczne im. prof. K. Gibińskiego. Lokalizacja Medyków                            | ul. Medyków 14      | Ligota-Panewniki       | [ 663 ]         |
| Szpitale resortowe                                                | |                     |                        |                 |
| 1                                                                 | SP ZOZ MSWiA im. sierż. Grzegorza Załogi w Katowicach                                                     | ul. Głowackiego 10  | Śródmieście            | [ 659 ] [ 664 ] |
| Szpitale Urzędu Marszałkowskiego Województwa Śląskiego            | |                     |                        |                 |
| 1                                                                 | Centrum Psychiatrii w Katowicach im. dr. Krzysztofa Czumy                                                 | ul. Korczaka 2 i 27 | Szopienice-Burowiec    | [ 665 ]         |
| 2                                                                 | Katowickie Centrum Onkologii. Zespół nr 1                                                                 | ul. Raciborska 27   | Śródmieście            | [ 666 ]         |
| 2                                                                 | Katowickie Centrum Onkologii. Zespół nr 2                                                                 | ul. Józefowska 119  | Wełnowiec-Józef.       | [ 666 ]         |
| 3                                                                 | Okręgowy Szpital Kolejowy w Katowicach                                                                    | ul. Panewnicka 65   | Ligota-Panewniki       | [ 667 ]         |
| Szpitale miejskie                                                 | |                     |                        |                 |
| 1                                                                 | Szpital Murcki                                                                                            | ul. Sokołowskiego 2 | Murcki                 | [ 668 ] [ 669 ] |

Ponadto na terenie Katowic działają niepubliczne placówki szpitalne, w tym m.in. (stan na wrzesień 2023 roku): Śląski Szpital Urologiczny (ul. Strzelecka 9), Szpital Zakonu Bonifratrów pw. Aniołów Stróżów w Katowicach (ul. ks. L. Markiefki 87), Szpital św. Elżbiety w Katowicach (ul. Warszawska 52), Szpital Geriatryczny im. Jana Pawła II (ul. Morawa 31), Szpital Specjalistyczny Centrum Medycznego MAVIT w Katowicach (ul. Szopienicka 65), Angelius Szpital (ul. Fabryczna 13d), Klinica 2000 (ul. Żelazna 1) czy Euromedic (ul. T. Kościuszki 92).
W mieście funkcjonuje Wojewódzkie Pogotowie Ratunkowe w Katowicach, dysponujące główną Stacją Pogotowia Ratunkowego przy ulicy Powstańców 52. WPR posiada także 5 Miejsc Stacjonowania Ratownictwa Medycznego przy ulicach: Tysiąclecia, ks. bp. Bednorza, Ziołowej, T. Kotlarza i Studenckiej.
W 2007 roku w Katowicach funkcjonowało łącznie 187 zakładów opieki zdrowotnej (w tym 32 publiczne) i 14 placówek służby medycyny pracy, a także innych zakładów opieki zdrowotnej. W tym czasie w Katowicach działały 102 apteki, co dawało średnio 3083 mieszkańców Katowic na jedną aptekę. W 2011 roku w Katowicach liczba lekarzy wynosiła 4349, pielęgniarek 5111, a stomatologów 238. W 2012 roku działało w mieście 283 przychodni (9,2 placówek na 10 tys. osób), z czego 94% miały charakter niepubliczny. Liczba porad w ramach opieki ambulatoryjnej w tym czasie wynosiła 1,394 mln. W 2022 roku w Katowicach udzielono łącznie blisko 4,324 mln porad lekarskich. W tym czasie funkcjonowało łącznie 319 przychodni, czyli w przeliczeniu na 10 tys. osób przypadało 11 obiektów. Działało w tym czasie 114 aptek.
W Katowicach przy ulicy S. Kossutha 13 swoją siedzibę ma Śląski Oddział Wojewódzki Narodowego Funduszu Zdrowia, a przy ulicy M. Grażyńskiego 49a Śląska Izba Lekarska.

### Pomoc społeczna

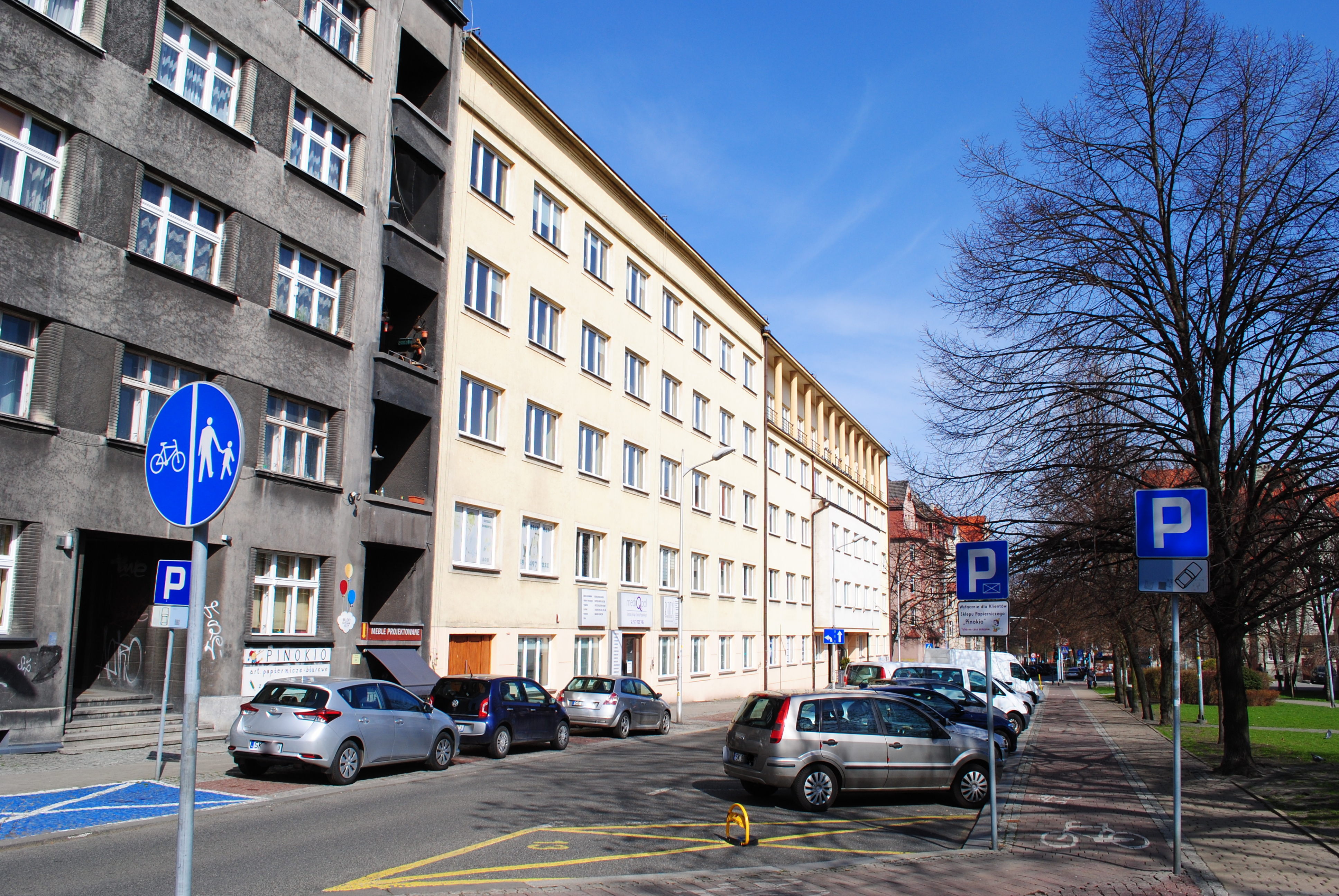
Siedziba Miejskiego Ośrodka Pomocy Społecznej w Katowicach (ul. W. Stwosza 7; budynek po prawej)

Zadania w zakresie pomocy społecznej na terenie miasta realizuje Miejski Ośrodek Pomocy Społecznej w Katowicach z siedzibą przy ulicy W. Stwosza 7 i realizowana jest na podstawie szeregu przyjętych programów, w tym strategii rozwiązywania problemów społecznych, programów działań na rzecz osób z niepełnosprawnościami czy programów na rzecz rozwiązywania problemów alkoholowych oraz przeciwdziałania narkomanii. W ramach katowickiego MOPS-u działa 10 Terenowych Punktów Pomocy Społecznej, obejmując swoim zasięgiem poszczególne dzielnice i części miasta. Ponadto praca socjalna prowadzona jest także w ramach Działu ds. Osób Bezdomnych oraz przy współudziale Centrum Poradnictwa Specjalistycznego, Metodyki i Strategii, a opieka nad dzieckiem odbywa się w Świetlicach Specjalistycznych, Specjalistycznych Klubach Młodzieżowych czy w ramach dofinansowań. W 2012 roku pomocą MOPS-u objęto 10 765 środowisk – łącznie 26 912 osób (8,76% mieszkańców miasta), a najwięcej rodzin objęto pomocą z uwagi na ubóstwo, bezrobocie, niepełnosprawność, bezradność w sprawach opiekuńczo-wychowawczych i długotrwałą lub ciężką chorobę.
W Katowicach przy ulicy Modelarskiej 10 siedzibę ma też Regionalny Ośrodek Polityki Społecznej Województwa Śląskiego.

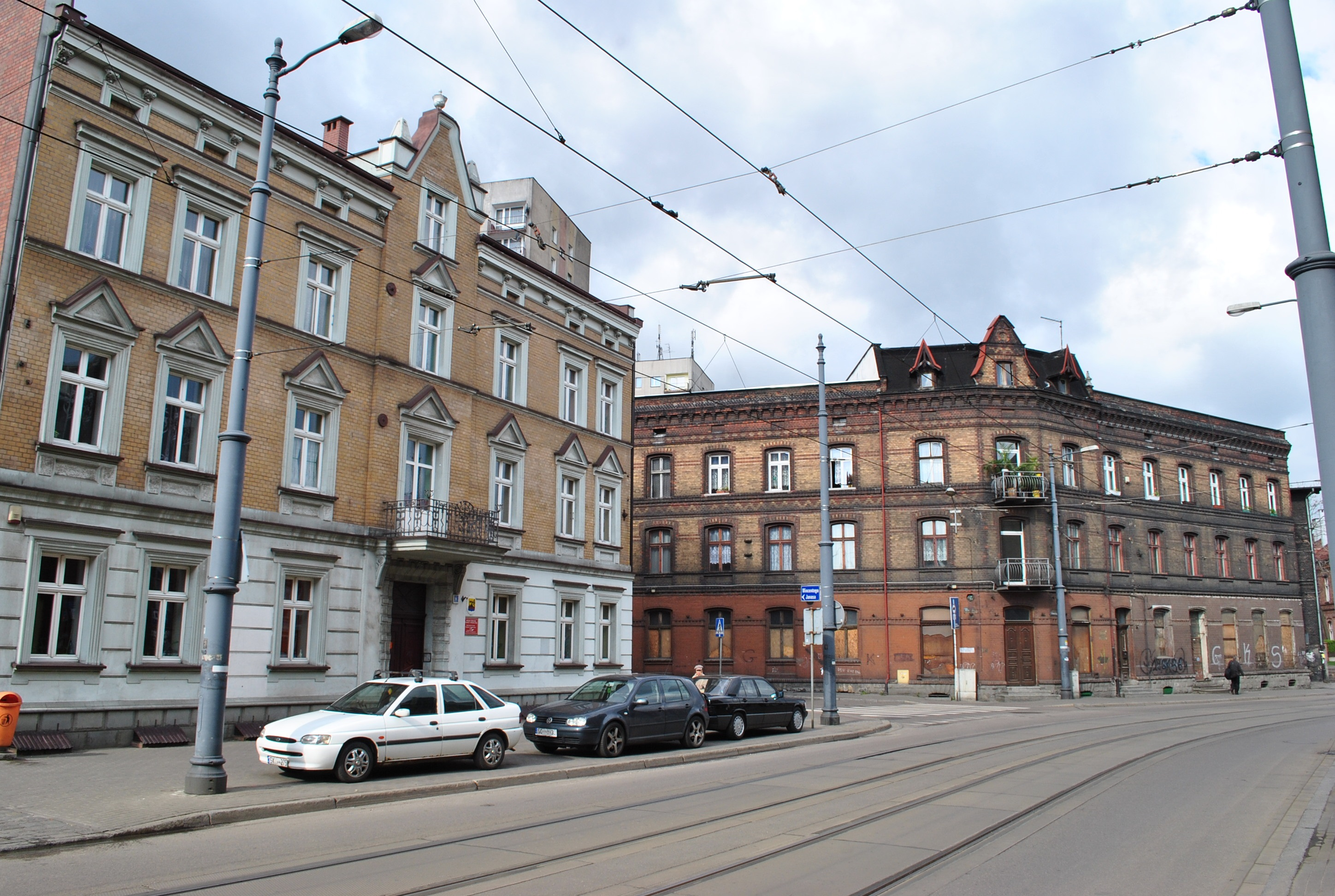
Terenowy Punkt Pomocy Społecznej nr 4 (ul. Gliwicka 96; budynek po lewej stronie)

Na rzecz osób starszych i niepełnoprawnych w Katowicach działa szereg lokalnych dziennych domów społecznych czy klubów seniora. Dodatkowo działa tutaj kilka zakładów opiekuńczo-leczniczych i pielęgnacyjno-opiekuńczych, m.in.: Zakład Opiekuńczo-Leczniczy w Katowicach-Załężu (ul. Gliwicka 78), Zakład Opieki Długoterminowej Epione (ul. Szopienicka 10), Zakład Pielęgnacyjno-Opiekuńczy (ul. A. Sokołowskiego 2), Niepubliczny Zakład Pielęgnacyjno-Opiekuńczy „Karolinka” (ul. N. Barlickiego 5) bądź Zakład Opiekuńczo-Leczniczy Caritasu archidiecezji katowickiej (ul. ks. J. Czempiela 1). Działają w mieście także domy pomocy społecznej, w tym „Przystań” (ul. ks. bp. S. Adamskiego 22) i „Zacisze” (ul. Traktorzystów 42). W 2006 roku pomocą objęto 2094 osobom starszym i z niepełnosprawnościami, a z dziennych domów pomocy społecznej skorzystało w tym czasie 825 osób.
W ramach pomocy dla dzieci chorych w Katowicach działa szereg specjalnych placówek oświatowych dla dzieci, specjalistycznych ośrodków dla dzieci do 7 lat, a także poradnie psychologiczno-pedagogiczne i specjalistyczne poradnie rodzinne. W 2006 roku pomocą objęto blisko 11 tys. dzieci, głównie w zakresie pomocy żywnościowej.
Do innych form pomocy działających w Katowicach należą m.in.: ogrzewalnie dla bezdomnych (ul. Sądowa 1 i ul. H. Sienkiewicza 23), domy noclegowe (ul. Krakowska 138 i ul. Dębowa 23), kluby integracji społecznej, placówki wydające gorące posiłki i używaną odzież czy placówki na rzecz pomocy osobom z problemem alkoholowym (w tym. m.in. Miejska Izba Wytrzeźwień z Ośrodkiem Pomocy dla Osób Uzależnionych od Alkoholu; ul. Macieja 10).
Na rzecz pomocy dzieciom i młodzieży działa w Katowicach także szereg stowarzyszeń i fundacji, w tym m.in. Stowarzyszenie Pomocy Dzieciom i Młodzieży „Dom Aniołów Stróżów” z siedzibą przy ulicy Andrzeja 12a i placówkami w kilku miastach metropolii, w tym Świetlicami Terapeutycznymi, Klubem Młodzieżowym, miejscem Pracy Ulicznej i Centrum Wspierania Rodzin przy ulicy Gliwickiej 182 w katowickim Załężu.

### Policja i straż miejska

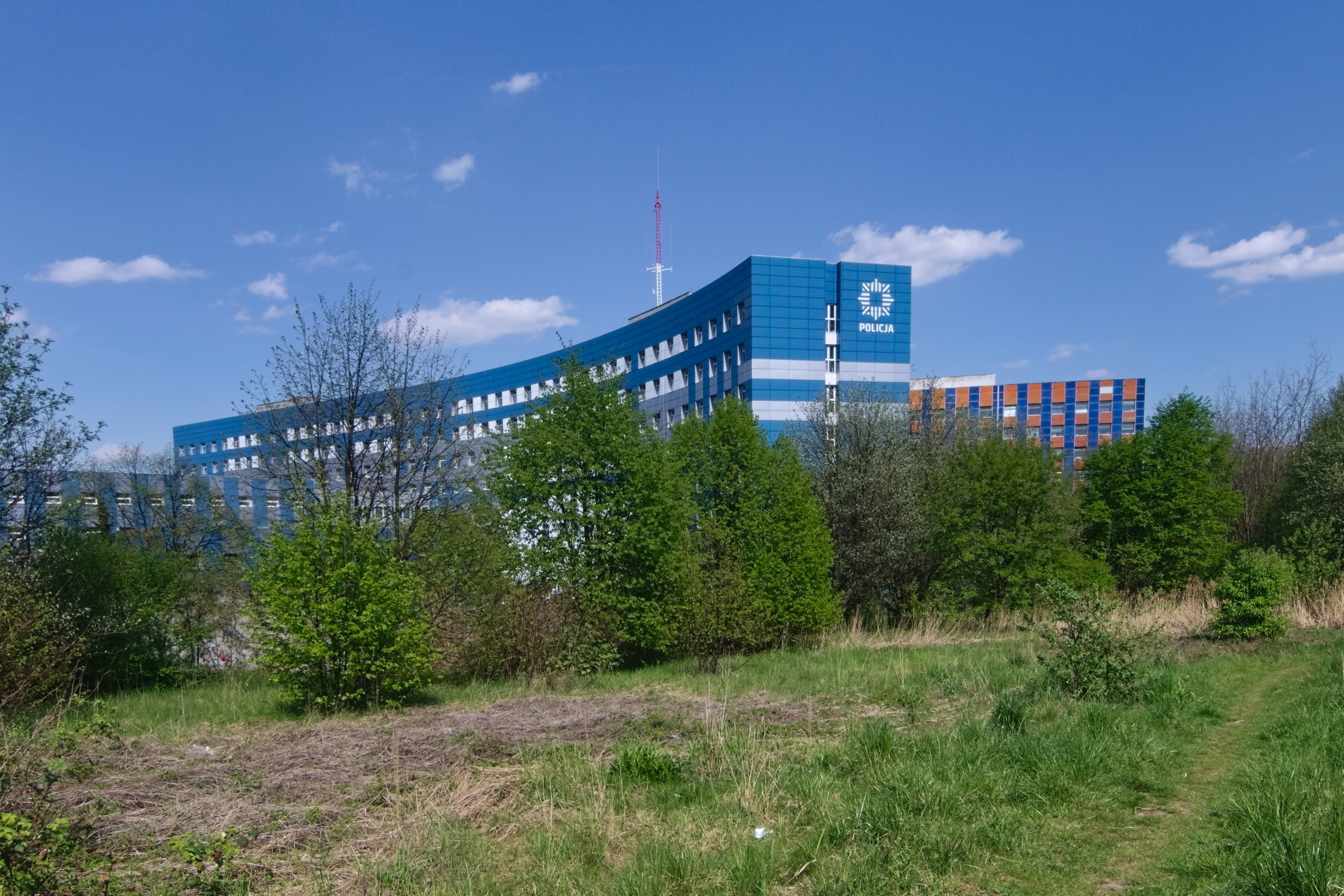
Siedziba Komendy Miejskiej i Komendy Wojewódzkiej Policji w Katowicach (ul. J. Lompy 19)

Przy ulicy J. Lompy 19 siedzibę ma Komenda Miejska Policji w Katowicach, a w jego skład wchodzą następujące komisariaty: Komisariat I (Śródmieście; ul. Żwirki i Wigury 28), Komisariat II (Koszutka; ul. K. Iłłakowiczówny 2), Komisariat III (Ligota-Panewniki; ul. Książęca 20), Komisariat IV (Piotrowice-Ochojec; ul. Policyjna 7), Komisariat V (Szopienice-Burowiec; ul. Lwowska 7); Komisariat VI (Śródmieście; ul. Stawowa 8); Komisariat VII (Osiedle Tysiąclecia; ul. Tysiąclecia 5).
W Katowicach działa także kilka jednostek o zasięgu regionalnym z zakresu bezpieczeństwa publicznego. Miasto jest siedzibą Komendy Wojewódzkiej Policji w Katowicach (ul. J. Lompy 19) oraz Delegatury Agencji Bezpieczeństwa Wewnętrznego (ul. J. Lompy 19). Działa tutaj także Szkoła Policji w Katowicach (ul. gen. Z. Waltera-Jankego 276) oraz Oddział Prewencji Policji w Katowicach (ul. Koszarowa 17).

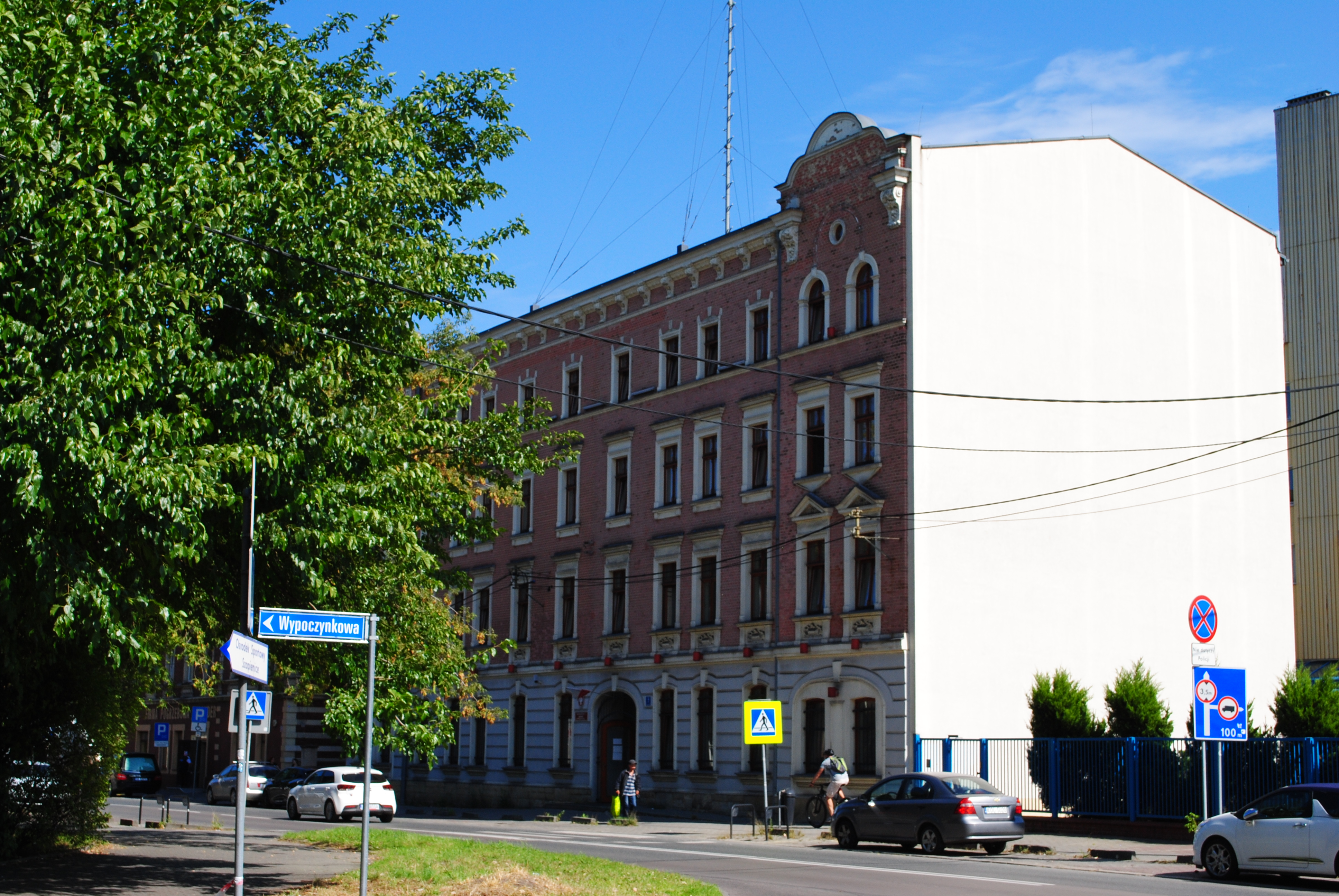
Komisariat V KMP w Katowicach przy ulicy Lwowskiej 7

Katowice według danych z 2007 roku cechowały się znacznym poziomem przestępczości, jednym z najwyższych w Polsce. W tym czasie zanotowano około 17,5 tys. przestępstw kryminalnych. W 2006 roku wskaźnik wykrywalności przestępstw wynosił 42,4%, z czego w przypadku przestępstw kryminalnych był na poziomie 33%. W podziale na dzielnice w 2007 roku najwięcej przestępstw w przeliczeniu na liczbę mieszkańców zanotowano w: Śródmieściu, Zawodziu, Szopienicach-Burowcu, Dąbrówce Małej i Koszutce, a najmniej w Podlesiu, Giszowcu, Kostuchnie, Zarzeczu i Murckach. Poziom bezpieczeństwa w następnych latach wzrósł – w 2012 roku zanotowano 326 przestępstw na 10 tys. mieszkańców (w 2005 roku poziom ten sięgał 496,7).
W 2007 roku w Katowicach doszło do 450 wypadków komunikacyjnych, z czego najwięcej w Śródmieściu, Szopienicach-Burowcu i Piotrowicach-Ochojcu. Niezależnie od podziału administracyjnego, najwięcej wypadków i kolizji drogowych notuje się średnio na ulicach: Chorzowskiej, T. Kościuszki i Mikołowskiej oraz na alei W. Roździeńskiego. W 2011 roku w Katowicach odnotowano 5085 zdarzeń drogowych, w tym 305 wypadków i 4780 kolizji.
Przy ulicy Żelaznej 18 w dzielnicy Załęże siedzibę ma Straż Miejska, która w 2012 roku zatrudniała 135 pracowników. W tym czasie przeprowadziła ona 28 187 interwencji, w tym ok. 20,5 tys. przeciwko porządkowi i bezpieczeństwu w komunikacji.
W Katowicach funkcjonuje system monitoringu wizyjnego, zarządzany przez Wydział Zarządzania Kryzysowego Urzędu Miasta Katowice. Obejmuje on miejsca publiczne w centrum miasta, tunel drogowy pod rondem gen. J. Ziętka, newralgiczne miejsca na Drogowej Trasie Średnicowej i inne punkty, w tym w Janowie-Nikiszowcu, Koszutce, Ligocie-Panewnikach czy na osiedlu I.J. Paderewskiego.

### Straż pożarna

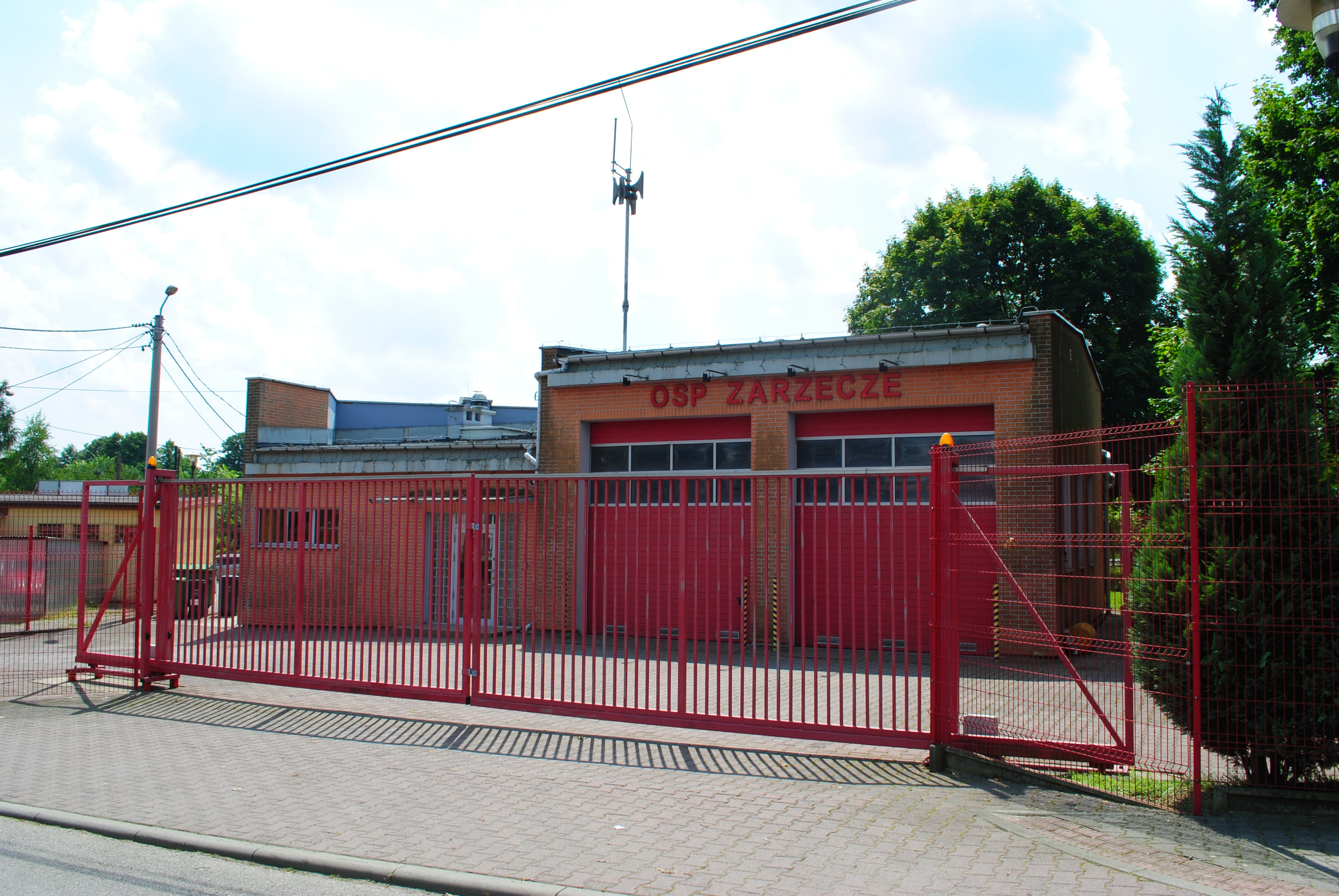
OSP Katowice-Zarzecze (ul. gen. S. Grota-Roweckiego 20)

Katowice są siedzibą Komendy Wojewódzkiej Państwowej Straży Pożarnej (ul. W. Stwosza 36), a obszar miasta obejmuje swoim zasięgiem Komenda Miejska Państwowej Straży Pożarnej w Katowicach z siedzibą przy ulicy Wojewódzkiej 11, w skład której wchodzą trzy jednostki ratowniczo-gaśnicze: Jednostka Ratowniczo-Gaśnicza nr 1 Szopienice (Szopienice-Burowiec; ul. Krakowska 130), Jednostka Ratowniczo-Gaśnicza nr 2 Piotrowice (Piotrowice-Ochojec; ul. T. Kościuszki 189) i Jednostka Ratowniczo-Gaśnicza nr 3 Centrum (Śródmieście; ul. Wojewódzka 11).
W Katowicach przy ulicy H. Dąbrowskiego 8 mieści się siedziba Śląskiego Wojewódzkiego Związku Ochotniczych Straży Pożarnych, a także Miejskiego Zarządu Zawiązku Ochotniczych Straży Pożarnych. W mieście działa łącznie pięć jednostek ochotniczych straży pożarnej: OSP Dąbrówka Mała (ul. Strzelców Bytomskich 33), OSP Katowice-Szopienice (ul. Morawa 119a), OSP Kostuchna (ul. Szarych Szeregów 62), OSP Katowice-Zarzecze (ul. gen. S. Grota-Roweckiego 20) i OSP Katowice-Podlesie (ul. Uniczowska 64).
W 2007 roku w Katowicach odnotowano około 1,4 tys. pożarów i ponad 2 tys. miejscowych zagrożeń. W 2018 roku w przeliczeniu na 1000 mieszkańców doszło do 16 zdarzeń wymagających udziału jednostek straży pożarnej, 4 pożarów i 10 miejscowych zagrożeń.

## Turystyka

### Charakterystyka
Katowice w działaniach promocyjnych są prezentowane jako miasto, które w ostatnim okresie przeszło dużą przemianę z miasta stereotypowo kojarzonego z Górnym Śląskiem, czyli z miejsca działalności ciężkiego przemysłu i górnictwa węgla kamiennego w nowoczesne centrum dwumilionowej konurbacji, w którym dokonała się metamorfoza na niemal wszystkich kierunkach, a stereotypowy wizerunek regionu – wieża szybowa kopalni, pozostaje często nadal charakterystycznym jego elementem, ale ma zupełnie inne znaczenie. Przykładowo, wieża szybu „Warszawa II” została przekształcona jako wieża widokowa kompleksu Muzeum Śląskiego w Katowicach. Podkreślane też są atuty komunikacyjne miasta, jakim jest rozbudowana sieć drogowa i kolejowa, a położenie miasta w centrum układu komunikacyjnego Górnośląsko-Zagłębiowskiej Metropolii sprawia, że Katowice należą do najlepiej skomunikowanych miast w Polsce. Połączenia kolejowe i lotnicze łączą region katowicki z innymi częściami Polski i zagranicy. Jednocześnie Katowice są pokazywane jako miasto, które przyciąga przyjezdnych do odbywających się tutaj cyklicznych wydarzeń i festiwali, jak Off Festiwal czy Festiwal Nowa Muzyka. Katowice są także miejscem spotkań dzięki rozwojowi turystyki biznesowej i odbywających się w mieście różnego typu kongresów.

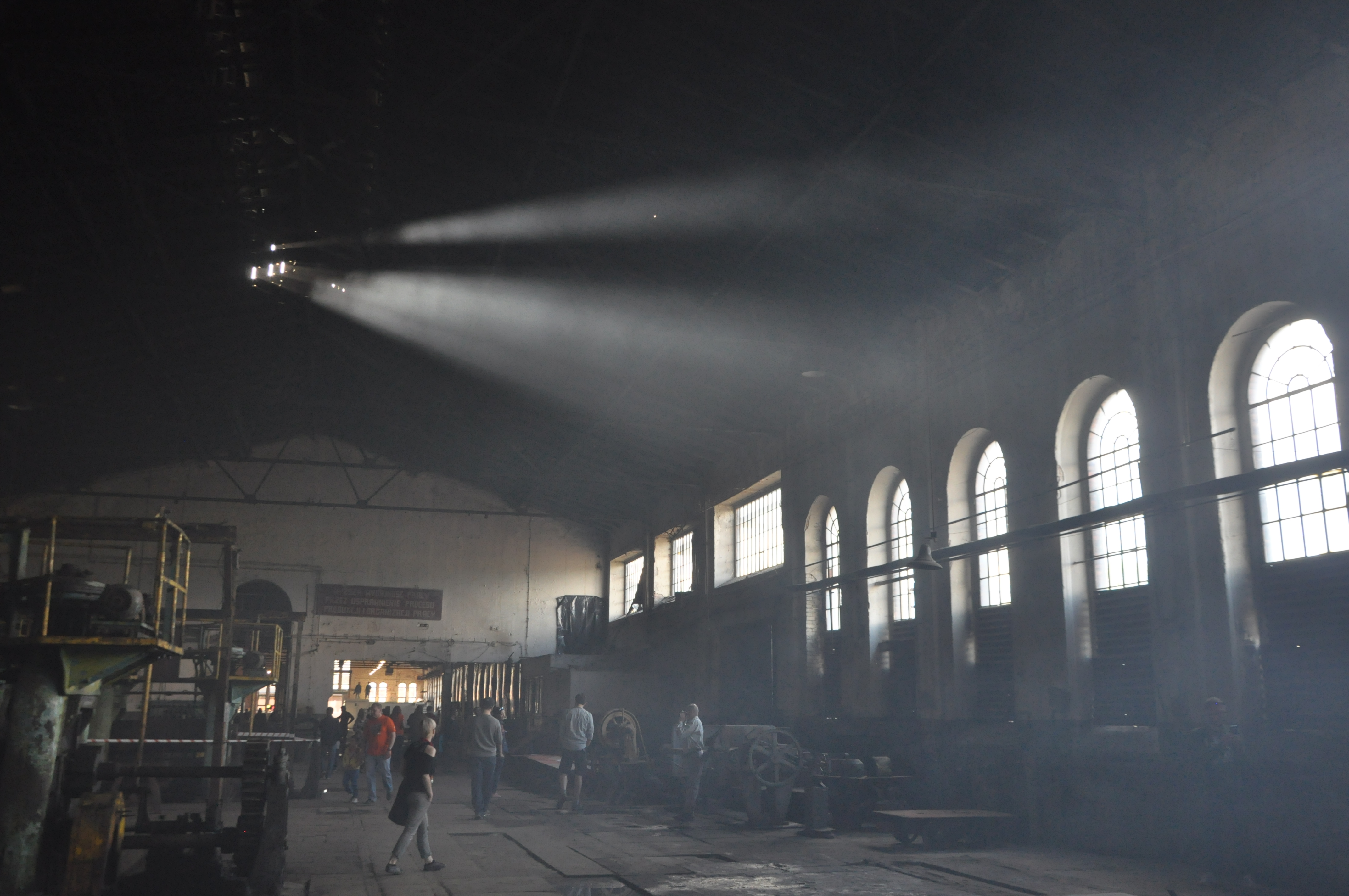
Muzeum Hutnictwa Cynku Walcownia w trakcie Industriady 2014

W krajobrazie Katowic występuje szereg obiektów i przestrzeni stanowiących wizytówki miasta i będących z miastem kojarzone z uwagi na swoje walory architektoniczne, duchowe, historyczne czy symboliczne. Są to m.in.: Hala Widowiskowo-Sportowa Spodek wraz z rondem gen. J. Ziętka, pomnikiem Powstańców Śląskich i przestrzenią publiczną alei W. Korfantego od ronda do Rynku, centrum handlowe Silesia City Center, gmach Sejmu Śląskiego, archikatedra Chrystusa Króla, kościół Mariacki, kompleks panewnickiej bazyliki wraz z klasztorem oo. franciszkanów i kalwarią, sanktuarium Matki Bożej Boguckiej, zabytkowa zabudowa osiedli patronackich Giszowiec i Nikiszowiec, park im. T. Kościuszki, Dolina Trzech Stawów, Teatr Śląski im. S. Wyspiańskiego, Biblioteka Śląska, modernistyczna zabudowa południowego Śródmieścia (katowicka moderna) czy katowickie wieżowce: Stalexport, Altus, Chorzowska 50. Do nowych wizytówek Katowic należą zaś m.in.: Strefa Kultury z siedzibą NOSPR-u, Międzynarodowym Centrum Kongresowym i Muzeum Śląskim, nowy dworzec kolejowy stacji Katowice wraz z Galerią Katowicką czy kompleks wieżowców.KTW.

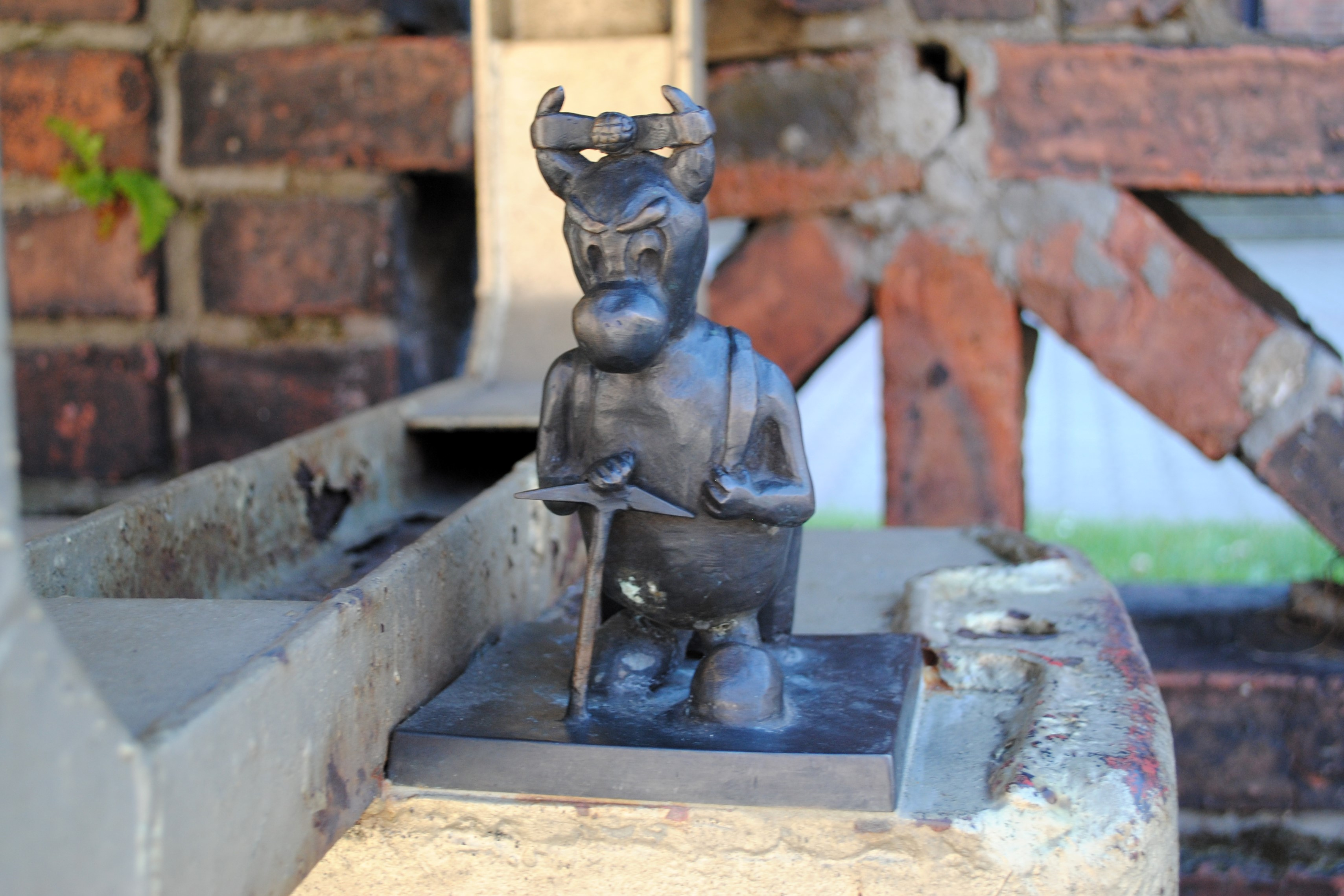
Bebok Wincynt przy placu Wyzwolenia na osiedlu patronackim Nikiszowiec – jedna z figurek Katowickiego Szlaku Beboków (2024)

Istotną rolę w zakresie popularyzacji turystyki w Katowicach, a zwłaszcza turystyki industrialnej stanowi Szlak Zabytków Techniki Województwa Śląskiego wraz z coroczną Industriadą. Do szlaku wpisane są następujące obiekty położone w mieście: osiedle Giszowiec (dz. Giszowiec), osiedle Nikiszowiec (dz. Janów-Nikiszowiec), Galeria Szyb Wilson (ul. Oswobodzenia 1), Muzeum Hutnictwa Cynku Walcownia (ul. 11 Listopada 50), Muzeum Śląskie w Katowicach (ul. T. Dobrowolskiego 1) i Fabryka Porcelany (ul. Porcelanowa 23). Poza nimi, potencjał dla rozwoju turystyki industrialnej w Katowicach ma m.in.: zabudowa po kopalni „Kleofas” bądź zabudowa kolonii robotniczej Alfred.
Jedną z nowszych atrakcji miasta jest Katowicki Szlak Beboków, obejmujących grupę figurek rozsianych w różnych częściach miasta. Przedstawiają one postacie związane z legendami i folklorem Górnego Śląska zwanych bebokami, a pomysłodawcą powstania figurek był Grzegorz Chudy.
W Katowicach nastąpił rozwój także sektora turystyki biznesowej. Dzięki skumulowaniu w stolicy województwa śląskiego największej w regionie liczby podmiotów gospodarczych, a wraz z tym poszerzaniu się zakresu oddziaływania katowickich firm, nastąpił wzrost zarówno krajowych, jak i międzynarodowych kontaktów biznesowych, czego przejawem jest wzrost znaczenia tej gałęzi turystyki, a wraz z tym liczby obiektów noclegowych, co w latach 2002–2012 doprowadziło m.in. do wzrostu liczby osób korzystający z noclegów w Katowicach z 271,9 tys. do 766,0 tys. Rozwój turystyki biznesowej w Katowicach wynika także z dostępności infrastruktury kongresowo-wystawienniczej, tym Międzynarodowego Centrum Kongresowego i innych obiektów przystosowanych do tego typu celów.

### Informacja turystyczna
Regionalne Centrum Informacji Turystycznej w Katowicach działa przy Rynku 13. Jest to placówka prowadzona przez Wydział Promocji Urzędu Miasta Katowice i Śląską Organizację Turystyczną, a sprzedażą wydawnictw i gadżetów zajmuje się Górnośląski Oddział PTTK Katowice. Dodatkowy punkt informacji turystycznej działa także na terenie zabytkowego osiedla Nikiszowiec, przy ulicy Rymarskiej 4.

### Szlaki turystyczne

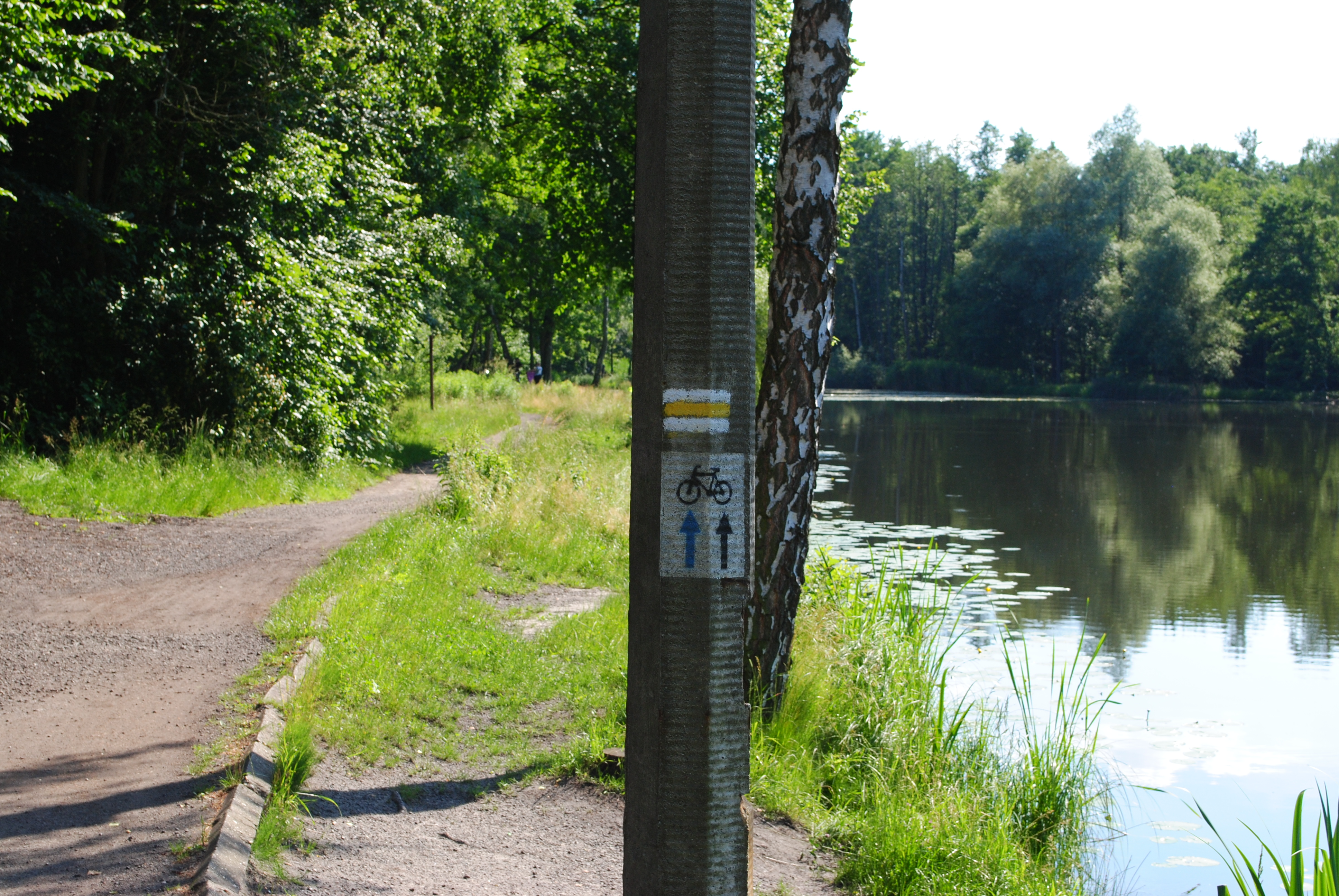
Fragment Szlaku Historii Górnictwa Górnośląskiego w Giszowcu

- Szlak 25-lecia PTTK: Chorzów – Siemianowice Śląskie – Będzin – Dąbrowa Górnicza – Sosnowiec – Jaworzno – Katowice – Chorzów[722],
- Szlak Historii Górnictwa Górnośląskiego: Łubianki – Siemianowice Śląskie – Katowice – Mikołów – Orzesze – Rybnik[722],
- Katowicki Szlak Spacerowy: Chorzów – Katowice (Wełnowiec-Józefowiec – Śródmieście – Murcki)[722],
- Szlak Bohaterów Wieży Spadochronowej: Katowice (pomnik Powstańców Śląskich – park T. Kościuszki – Lasy Panewnickie) – Mikołów[722],
- Szlak Ochojski: Katowice (Piotrowice-Ochojec – Kostuchna)[722],
- Szlak im. Mariana Kantora-Mirskiego: Katowice (Giszowiec – Murcki) – Mysłowice[722],
- Szlak Hołdunowski: Katowice (Giszowiec) – Tychy – Jaworzno[722],
- Szlak Wesołej Fali: Katowice (Murcki) – Mysłowice[722][723],
- Szlak Dolinki Murckowskiej: Katowice (Janów-Nikiszowiec – Giszowiec – Murcki)[722][724],
- Szlak Parkowy: Katowice (park T. Kościuszki – Katowicki Park Leśny)[722].

W mieście wyznaczono także szlaki ukazujące charakterystyczne elementy architektury bądź sztuki ulicznej Katowic, w tym: Szlak Murali, Szlak Moderny czy Szlak Neonów.
W ramach projektu „Rowerem po Śląsku” została wytyczona w Katowicach sieć turystycznych szlaków rowerowych biegnących przez różne obszary miasta. Składają się na nie następujące trasy: nr 1 (20 km) pomnik Powstańców Śląskich – Dolina Trzech Stawów – Podlesie; nr 2 (12 km) park T. Kościuszki – Ligota-Panewniki; nr 122 (5 km) Ligota-Panewniki; nr 3 (16 km) Giszowiec – Piotrowice-Ochojec – Ligota-Panewniki; nr 5 (6 km) Dolina Trzech Stawów – Szopienice-Burowiec; nr 101 (18 km) Piotrowice-Ochojec – Murcki; nr 103 (7 km) park Śląski – Załęska Hałda-Brynów cz. zachodnia; nr 121 (7 km) Janów-Nikiszowiec – Murcki; nr 153 (6 km) Murcki; nr 110 (2 km) Murcki.

### Baza noclegowa

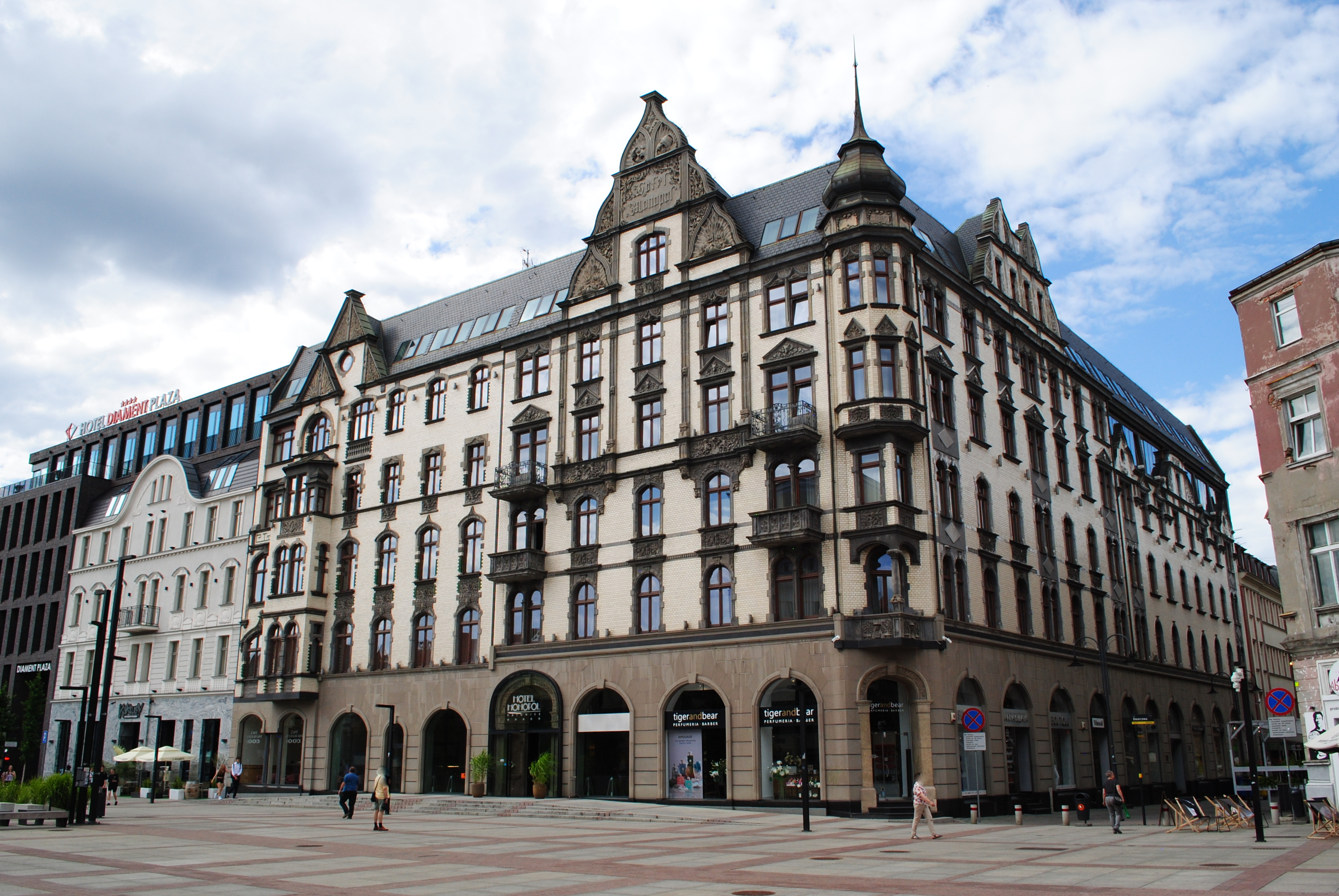
Hotele Monopol (ul. Dworcowa 5; po prawej) i Diament Plaza (ul. Dworcowa 11; po lewej stronie)

Oferta noclegowa Katowic jest zróżnicowana – tworzą ją zarówno pięciogwiazdkowe hotele i apartamenty, jak i hostele, a najwięcej tego typu obiektów koncentruje się w Śródmieściu, Załężu i Dąbrówce Małej. Działa w mieście według stanu z września 2023 roku 1 hotel pięciogwiazdkowy – Monopol (ul. Dworcowa 5) i 7 hoteli czterogwiazdkowych: Diament Plaza (ul. Dworcowa 11), Mercure Katowice Centrum (ul. Młyńska 6), Novotel (al. W. Roździeńskiego 16), Park Hotel Diament (ul. W. Stwosza 37), Park Inn by Radisson Katowice (ul. Bytkowska 1a), Q Hotel Plus Katowice (ul. Wojewódzka 12) i Vienna House (ul. Sokolska 24).
Jeszcze w 2006 roku w mieściły się tutaj 22 skategoryzowane hotele trzy- i więcej gwiazdkowe, w tym 5 cztero- i pięciogwiazdkowych, co stanowiło łącznie blisko 1,2 tys. miejsc noclegowych. W 2012 roku w Katowicach działało 17 hoteli, wśród nich jeden hotel pięciogwiazdkowy – Hotel Monopol i cztery hotele czterogwiazdkowe: Hotel Qubus Prestige, Hotel Diament Plaza, Hotel Angelo i Novotel Katowice. W tym czasie w przeliczeniu na 1000 mieszkańców miasta korzystających z noclegów w Katowicach było 766 osób, z czego turystów zagranicznych 217 osób. W Katowicach w 2018 roku koncentrowało się 33,1% wszystkich miejsc noclegowych w obiektach turystycznych Górnośląsko-Zagłębiowskiej Metropolii i 10,3% w całym województwie śląskim. Katowice dysponowały wówczas 32 turystycznymi obiektami noclegowymi, w tym 20 hotelami. Obiekty te miały łącznie 4720 miejsc, w tym 3869 w hotelach. Stopień wykorzystania miejsc w ciągu roku wynosił wówczas 48,3%.

## Religia

### Kościół katolicki

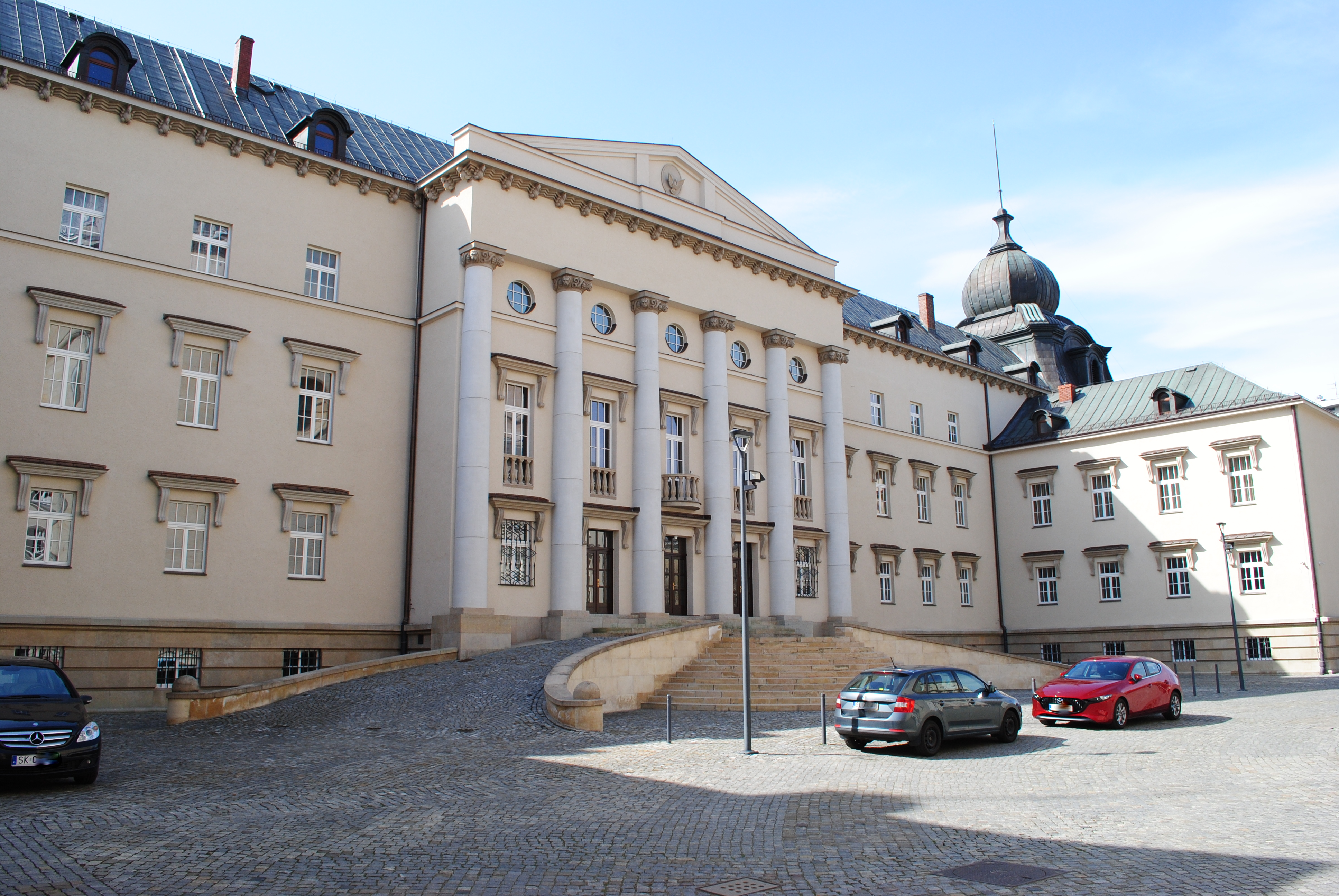
Siedziba kurii metropolitalnej archidiecezji katowickiej – Pałac Biskupi (ul. H. Jordana 39)

Najbardziej rozbudowaną strukturę wyznaniową w Katowicach posiada Kościół katolicki. Miasto jest siedzibą archidiecezji katowickiej oraz metropolii katowickiej. Działają tutaj: Kuria Metropolitalna Archidiecezji Katowickiej (ul. H. Jordana 39), Sąd Metropolitalny (ul. H. Jordana 39), Archiwum Archidiecezji (ul. H. Jordana 39) i Muzeum Archidiecezjalne (ul. W. Stwosza 11), a w pobliżu Kurii metropolitalnej funkcjonuje także Centrala Caritasu Archidiecezji Katowickiej (ul. W. Stwosza 20). W Katowicach mają swoją siedzibę także dwa wyższe seminaria duchowne: archidiecezjalne (ul. W. Stwosza 17) i zakonne – franciszkanów (ul. Panewnicka 76).

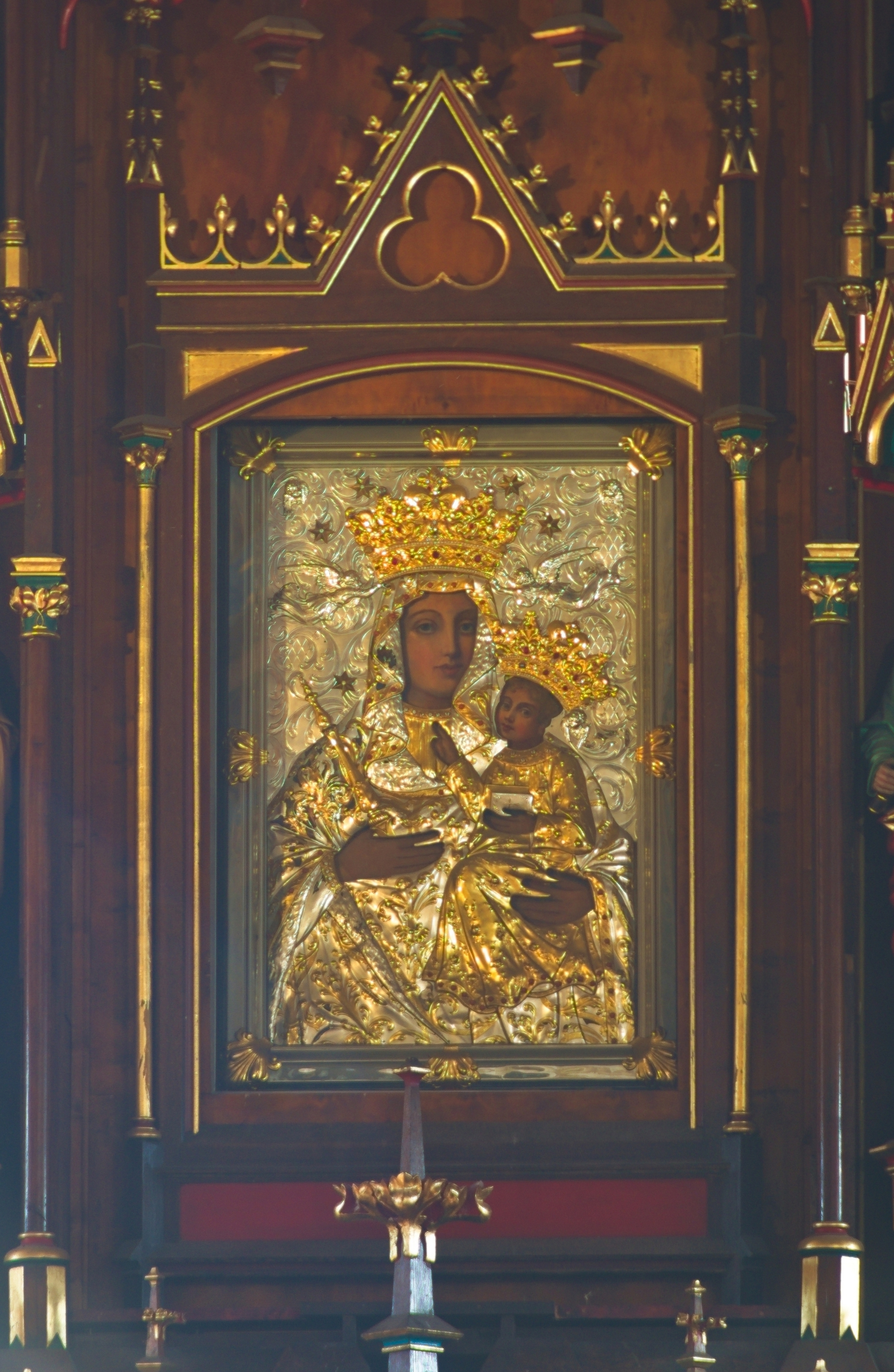
Obraz Matki Bożej Boguckiej we wnętrzu bazyliki św. Szczepana

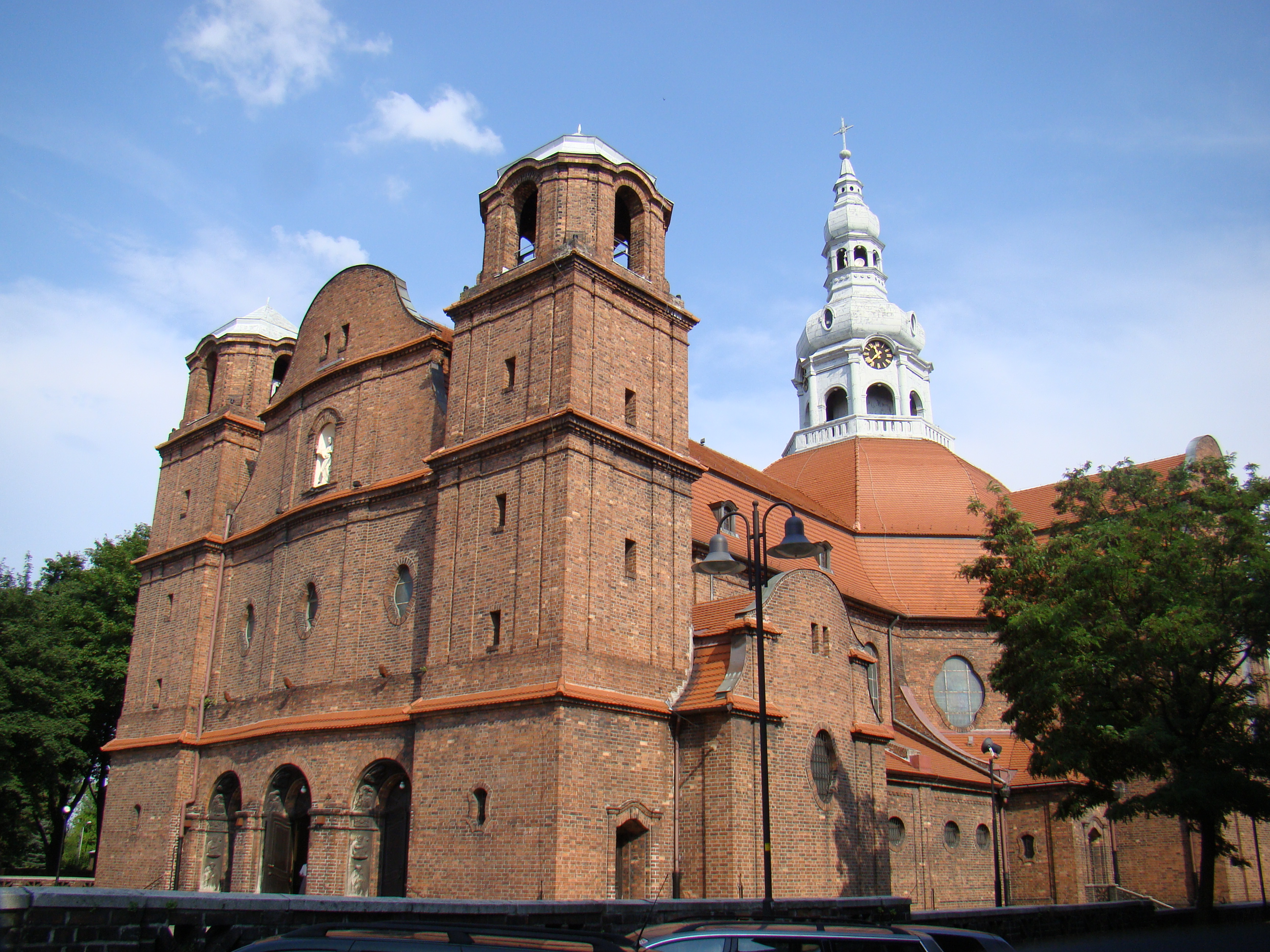
Kościół parafii św. Anny

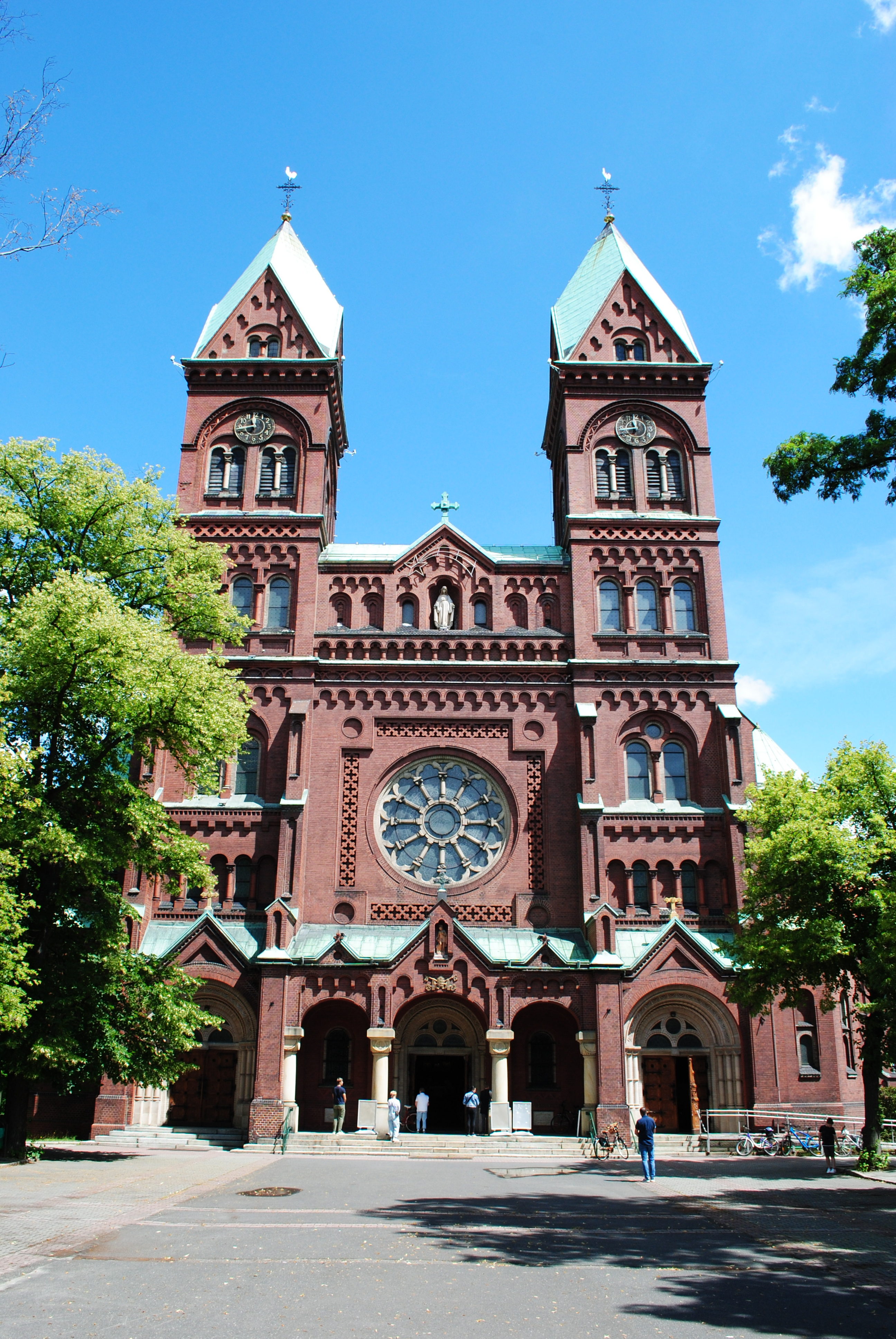
Bazylika św. Ludwika Króla i Wniebowzięcia NMP

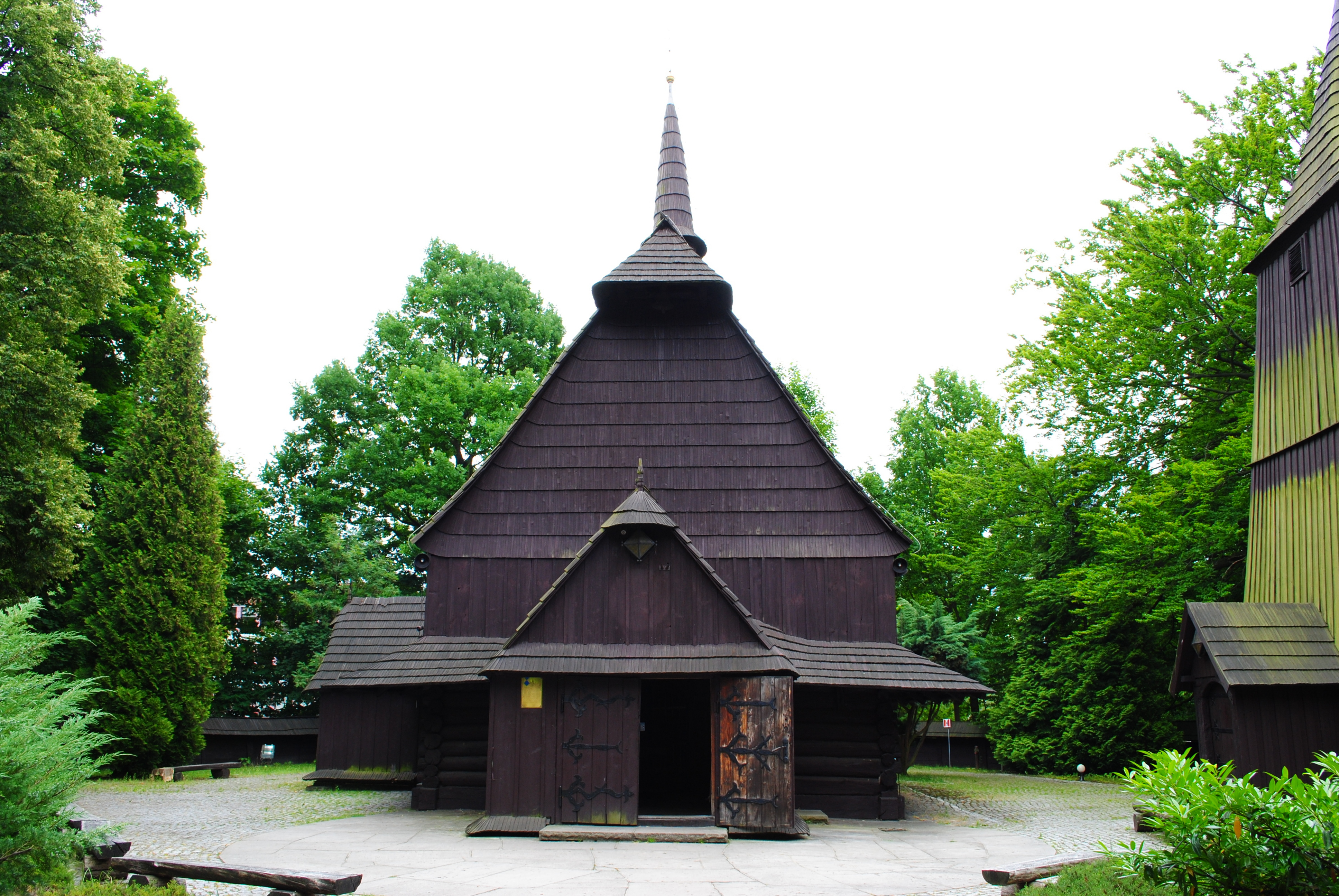
Kościół św. Michała Archanioła

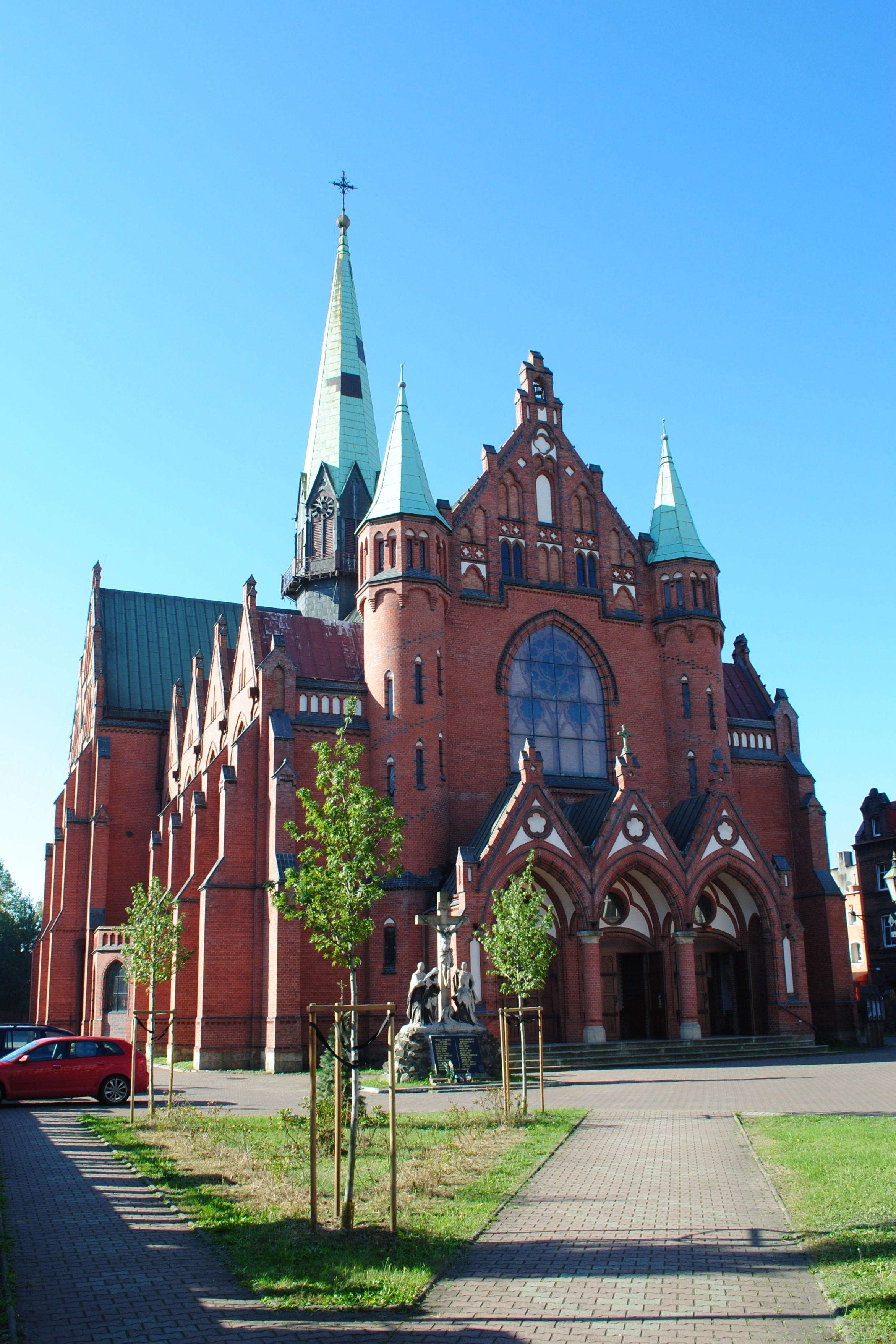
Kościół parafialny parafii św. Józefa

W mieście działają domy prowincjalne: franciszkanów (Prowincja Wniebowzięcia Najświętszej Maryi Panny Zakonu Braci Mniejszych w Katowicach; ul. Panewnicka 76), jadwiżanek (Zgromadzenie Sióstr św. Jadwigi. Prowincja Katowicka; ul. Leopolda 1-3), elżbietanek (Zgromadzenie Sióstr Św. Elżbiety. Prowincja Katowicka; ul. Warszawska 52) czy służebniczek śląskich (Zgromadzenie Sióstr Służebniczek NMP Niepokalanie Poczętej. Prowincja Katowicka; ul. Panewnicka 63).
W Katowicach swoje redakcje mają media katolickie: wydawnictwo Księgarnia św. Jacka (ul. W. Stwosza 11), drukarnia, redakcje archidiecezjalnej rozgłośni Radia eM, ogólnopolskiego tygodnika katolickiego Gość Niedzielny (ul. W. Stwosza 11), miesięcznika dla dzieci i młodzieży Mały Gość Niedzielny (ul. W. Stwosza 11) oraz miesięcznika Apostolstwo Chorych (ul. M. Skłodowskiej-Curie 30/1). W Katowicach działa także kilka ośrodków duszpasterstwa akademickiego, a przy ulicy H. Jordana siedzibę ma Centralny Ośrodek Duszpasterstwa Akademickiego.
Znanym na Górnym Śląsku sanktuarium maryjnym jest znajdujący się na terenie katowickiej dzielnicy Bogucice sanktuarium Matki Bożej Boguckiej z wizerunkiem Matki Bożej Boguckiej.
Sieć parafialna w Katowicach obejmuje łącznie 38 wspólnot w pięciu dekanatach: Katowice-Bogucice, Katowice-Panewniki, Katowice-Piotrowice, Katowice-Śródmieście i Katowice-Załęże.
| Lp.                          | Wezwanie                                  | Adres                     | Dzielnica               | Liczba wiernych tys. [2005] | Świątynia                            | Źródła          |
| ---------------------------- | ----------------------------------------- | ------------------------- | ----------------------- | --------------------------- | ------------------------------------ | --------------- |
| Dekanat Katowice-Bogucice    |                                           |                           |                         |                             |                                      |                 |
| 1                            | św. Szczepana                             | ul. Markiefki 89          | Bogucice                | 17,3                        | kościół parafialny                   | [ 744 ]         |
| 2                            | św. Antoniego z Padwy                     | al. Niepodległości 4      | Dąbrówka Mała           | 8,3                         | kościół parafialny                   | [ 745 ]         |
| 3                            | św. Barbary                               | ul. Młodzieżowa 10        | Giszowiec               | 11,4                        | kościół parafialny                   | [ 746 ]         |
| 4                            | św. Stanisława Kostki                     | ul. Górniczego Stanu 22   | Giszowiec               | 6,0                         | kościół parafialny                   | [ 747 ]         |
| 5                            | św. Anny                                  | pl. Wyzwolenia 21         | Janów-Nikiszowiec       | 11,1                        | kościół parafialny                   | [ 748 ]         |
| 6                            | Najświętszego Serca Pana Jezusa           | ul. Solskiego 2           | Murcki                  | 5,0                         | kościół parafialny                   | [ 749 ]         |
| 7                            | św. Jadwigi Śląskiej                      | pl. Powstańców Śl. 3      | Szopienice-Burowiec     | 13,2                        | kościół parafialny                   | [ 750 ]         |
| 8                            | Matki Bożej Nieustającej Pomocy           | ul. Siewna 25             | Szopienice-Burowiec     | 2,8                         | kościół parafialny                   | [ 751 ]         |
| Dekanat Katowice-Panewniki   |                                           |                           |                         |                             |                                      |                 |
| 1                            | Najświętszych Imion Jezusa i Maryi        | ul. Przyklinga 12         | Załęska Hałda-Brynów    | 7,2                         | kościół parafialny                   | [ 752 ]         |
| 2                            | Świętej Rodziny i św. M. Kolbego          | ul. Kossak-Szczuckiej 24  | Załęska Hałda-Brynów    | 7,5                         | kościół parafialny                   | [ 753 ]         |
| 3                            | św. Jacka                                 | ul. Leśna 14              | Piotrowice-Ochojec      | 5,0                         | kościół parafialny                   | [ 754 ]         |
| 4                            | św. Ludwika Króla i Wniebowzięcia NMP     | ul. Panewnicka 76         | Ligota-Panewniki        | 18,8                        | kościół parafialny                   | [ 755 ] [ 756 ] |
| 5                            | św. Antoniego z Padwy                     | ul. Panewnicka 451        | Ligota-Panewniki        | 2,9                         | kościół parafialny d. kościół paraf. | [ 757 ] [ 758 ] |
| 6                            | Matki Bożej Różańcowej                    | ul. Zadole 36             | Ligota-Panewniki        | 9,5                         | kościół parafialny                   | [ 759 ]         |
| Dekanat Katowice-Piotrowice  |                                           |                           |                         |                             |                                      |                 |
| 1                            | Trójcy Przenajświętszej                   | ul. Boya-Żeleńskiego 34   | Kostuchna               | 7,2                         | kościół parafialny                   | [ 760 ]         |
| 2                            | Matki Bożej Fatimskiej                    | ul. Bukszpanowa 26        | Kostuchna               | nd.                         | kościół parafialny                   | [ 761 ]         |
| 3                            | Najświętszego Ciała i Krwi Chrystusa      | ul. Radockiego 251        | Piotrowice-Ochojec      | 8,2                         | kościół parafialny                   | [ 762 ]         |
| 4                            | NS Pana Jezusa i św. Jana Bosko           | ul. Fredry 26             | Piotrowice-Ochojec      | 9,0                         | kościół parafialny                   | [ 763 ]         |
| 5                            | Matki Bożej Częstochowskiej               | ul. Michałowskiego 9      | Podlesie                | 4,7                         | kościół parafialny                   | [ 764 ]         |
| 6                            | Matki Bożej Wspomożenia Wiernych          | ul. Grota-Roweckiego 22   | Zarzecze                | 1,1                         | kościół parafialny                   | [ 765 ]         |
| Dekanat Katowice-Śródmieście |                                           |                           |                         |                             |                                      |                 |
| 1                            | Podwyższenia Krzyża Świętego              | ul. Piękna 8              | Brynów-Os. Zgrzebnioka  | 6,2                         | kościół parafialny                   | [ 766 ]         |
| 2                            | katedralna Chrystusa Króla                | ul. Plebiscytowa 49a      | Śródmieście             | 9,2                         | kościół parafialny                   | [ 767 ]         |
| 3                            | wojskowa św. Kazimierza Królewicza        | ul. Skłodowskiej-Curie    | Śródmieście             | nd.                         | kościół parafialny                   | [ 768 ]         |
| 4                            | Niepokalanego Poczęcia NMP                | pl. Szramka 1             | Śródmieście             | 8,0                         | kościół parafialny                   | [ 769 ]         |
| 5                            | Wniebowzięcia Najświętszej Maryi Panny    | ul. Graniczna 26          | Os. Paderewskiego-Much. | 12,0                        | kościół parafialny                   | [ 770 ]         |
| 6                            | św. Michała Archanioła                    | ul. Gawronów 20           | Brynów-Os. Zgrzebnioka  | 1,7                         | kościół parafialny kościół filialny  | [ 771 ]         |
| 7                            | śś. Apostołów Piotra i Pawła              | ul. Mikołowska 32         | Śródmieście             | 10,0                        | kościół parafialny                   | [ 772 ]         |
| 8                            | Przemienienia Pańskiego                   | ul. Sokolska 12           | Śródmieście             | 8,5                         | kościół parafialny                   | [ 773 ] [ 774 ] |
| 9                            | Najświętszego Serca Pana Jezusa           | ul. Misjonarzy Oblatów 12 | Koszutka                | 9,0                         | kościół parafialny                   | [ 775 ] [ 776 ] |
| 10                           | Opatrzności Bożej                         | ul. 1 Maja 52             | Zawodzie                | 8,5                         | kościół parafialny                   | [ 777 ]         |
| Dekanat Katowice-Załęże      |                                           |                           |                         |                             |                                      |                 |
| 1                            | śś. Jana i Pawła Męczenników              | ul. Chorzowska 160        | Dąb                     | 7,1                         | kościół parafialny                   | [ 778 ]         |
| 2                            | św. Józefa Robotnika                      | ul. Mikusińskiego 8       | Wełnowiec-Józefowiec    | 12,0                        | kościół parafialny                   | [ 779 ]         |
| 3                            | Podwyższenia Krzyża Św. i św. Herberta    | ul. Barlickiego 2         | Osiedle Witosa          | 14,0                        | kościół parafialny                   | [ 780 ]         |
| 4                            | Podw. Krzyża Św. i MB Uzdrowienia Chorych | ul. Mieszka I 6           | Osiedle Tysiąclecia     | 16,5                        | kościół parafialny                   | [ 781 ]         |
| 5                            | Matki Bożej Piekarskiej                   | ul. Ułańska 13            | Osiedle Tysiąclecia     | 7,0                         | kościół parafialny                   | [ 782 ]         |
| 6                            | NMP Wspomożenia Wiernych                  | al. Korfantego 121        | Wełnowiec-Józefowiec    | 4,2                         | kościół parafialny                   | [ 783 ]         |
| 7                            | śś. Cyryla i Metodego                     | ul. Bocheńskiego 147      | Załęska Hałda-Brynów    | 0,7                         | kościół parafialny                   | [ 784 ]         |
| 8                            | św. Józefa                                | ul. Gliwicka 76           | Załęże                  | 11,1                        | kościół parafialny                   | [ 785 ]         |

Prócz powyższych wspólnot, na terenie miasta działa parafia Zaśnięcia Przenajświętszej Bogurodzicy należąca do kościoła katolickiego obrządku bizantyjsko-ukraińskiego (greckokatolickiego). Nabożeństwa są prowadzone w kaplicy św. Józefa przy rzymskokatolickim kościele garnizonowym św. Kazimierza Królewicza. Parafia ta znajduje się w dekanacie katowickim.

### Pozostałe wspólnoty chrześcijańskie
Katowice do lutego 2025 roku były siedzibą diecezji katowickiej Kościoła Ewangelicko-Augsburskiego w RP (ul. Warszawska 18). Są natomiast siedzibą Zarządu Głównego Polskiego Towarzystwa Ewangelickiego (ul. Warszawska 18). W mieście działają dwie parafie luterańskie:
- Parafia Ewangelicko-Augsburska w Katowicach (ul. Warszawska 18)[791][529] – liczy około 900 wiernych, a głównym budynkiem wspólnoty jest kościół Zmartwychwstania Pańskiego[792]; pod ich opieką duszpasterską są także katowiccy ewangelicy reformowani[793],
- Parafia Ewangelicko-Augsburska w Katowicach-Szopienicach (ul. ks. bp. H. Bednorza 20) – świątynią wspólnoty jest kościół Zbawiciela[794][529].

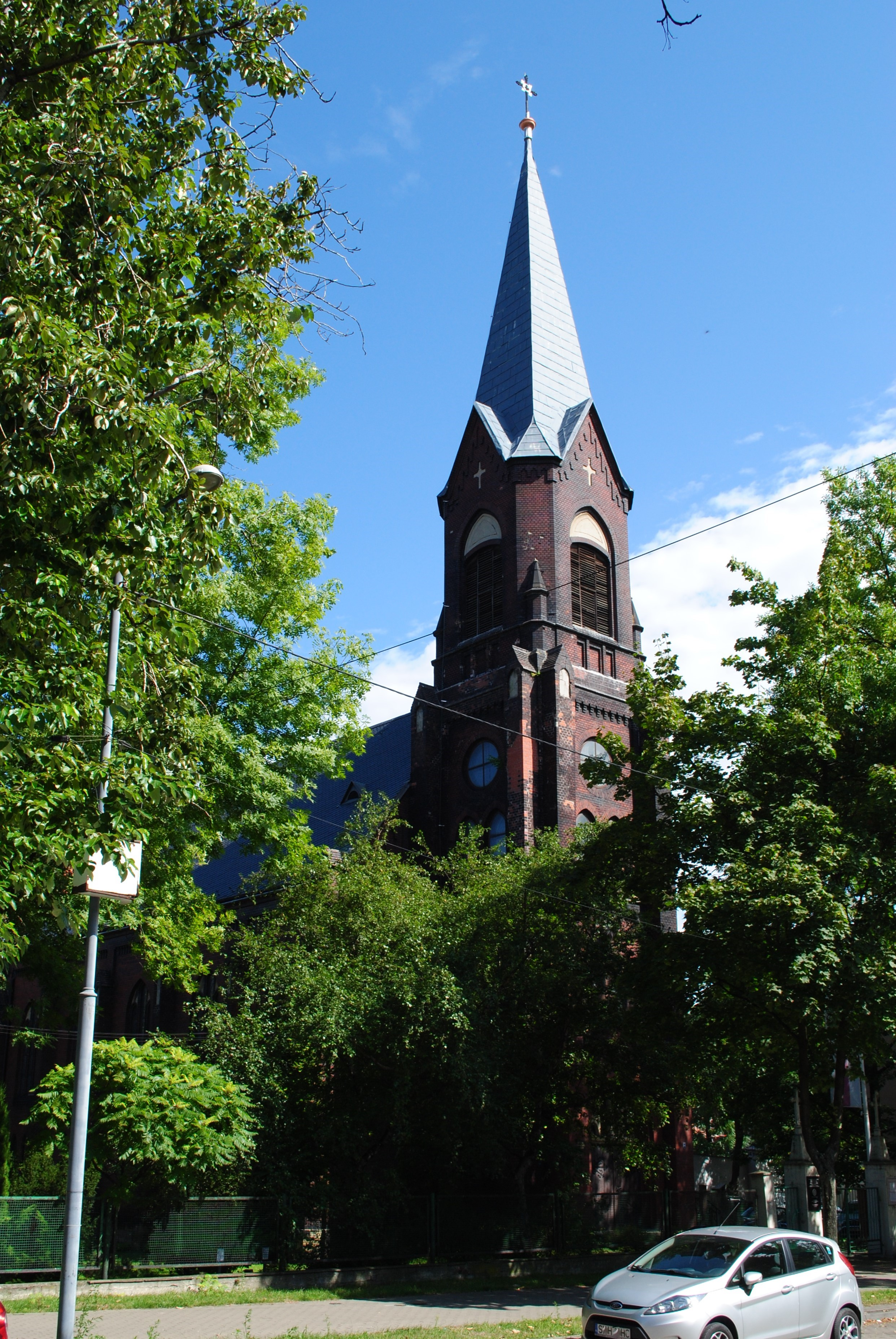
Ewangelicki kościół Zbawiciela w Katowicach-Szopienicach

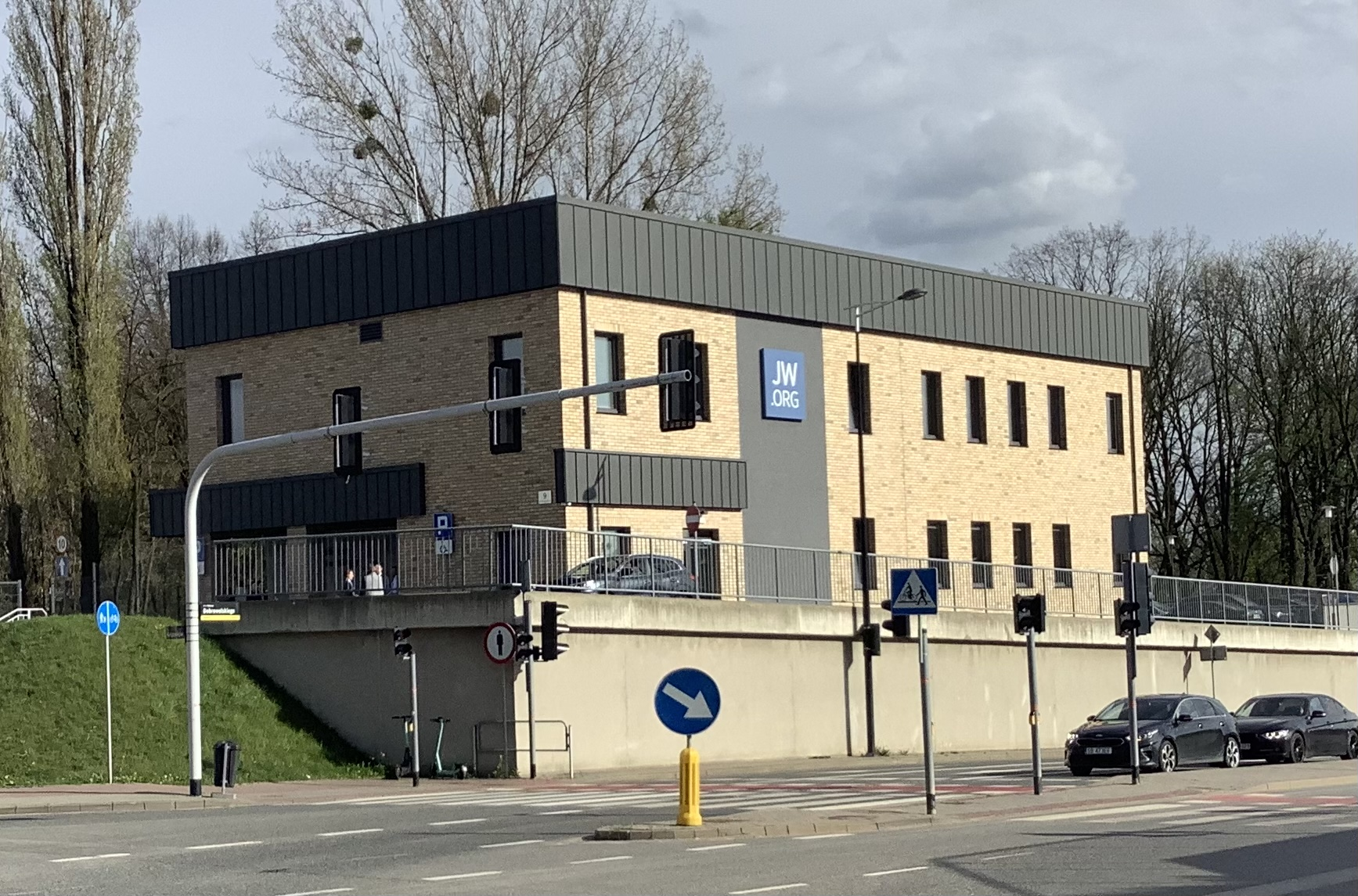
Sala Królestwa Świadków Jehowy przy ul. Nadgórników 9

Na terenie Katowic działalność prowadzą również inne kościoły chrześcijańskie:
| Lp.            | Kościół                                 | Wspólnota                               | Adres                   | Dzielnica           | Źródła          |
| -------------- | --------------------------------------- | --------------------------------------- | ----------------------- | ------------------- | --------------- |
| Protestantyzm  |                                         |                                         |                         |                     |                 |
| 1              | Chrześcijańska Wspólnota Ewangeliczna   | placówka misyjna Katowice-Chorzów       | –                       | –                   | [ 795 ]         |
| 1              | Chrześcijańska Wspólnota Ewangeliczna   | placówka misyjna Katowice II            | –                       | –                   | [ 795 ]         |
| 2              | Ewangeliczny Kościół Chrześcijański     | parafia w Katowicach                    | –                       | –                   | [ 796 ]         |
| 3              | Kościół Adwentystów Dnia Siódmego       | zbór w Katowicach                       | ul. Chopina 1           | Śródmieście         | [ 797 ]         |
| 4              | Kościół Boży w Polsce                   | Kościół Chrześcijański „Nowe Pokolenie” | ul. Bogucicka 2         | Zawodzie            | [ 798 ]         |
| 5              | Kościół Boży w Chrystusie               | Wspólnota Odkupionych Chrześcijan       | –                       | –                   | [ 799 ]         |
| 6              | Kościół Chrystusowy w RP                | Społeczność Chrześcijańska w Katowicach | ul. Dąbrowskiego 22/5   | Śródmieście         | [ 800 ]         |
| 7              | Kościół Chrześcijan Baptystów w RP      | I Zbór                                  | ul. Morawska 10         | Bogucice            | [ 801 ]         |
| 7              | Kościół Chrześcijan Baptystów w RP      | II Zbór „Opoka”                         | ul. Wojewódzka 29/8     | Śródmieście         | [ 801 ]         |
| 8              | Kościół Chwały                          | Kościół Chwały w Katowicach             | ul. Obroki 109          | Osiedle Witosa      | [ 802 ]         |
| 9              | Kościół Ewangelicko-Metodystyczny w RP  | parafia Nowego Przymierza               | ul. Reymonta 4          | Śródmieście         | [ 803 ]         |
| 10             | Kościół Ewangelicznych Chrześcijan w RP | zbór w Katowicach                       | ul. Franciszkańska 19/1 | Ligota-Panewniki    | [ 804 ]         |
| 11             | Kościół Wolnych Chrześcijan w RP        | zbór w Katowicach                       | ul. Zajączka 21         | Śródmieście         | [ 805 ]         |
| 12             | Kościół Zielonoświątkowy w RP           | zbór „Betania”                          | ul. Gliwicka 267        | Załęże              | [ 806 ]         |
| 12             | Kościół Zielonoświątkowy w RP           | zbór „Serce Metropolii”                 | ul. Bednorza 2a-6       | Szopienice-Burowiec | [ 807 ]         |
| 13             | Mesjańskie Zbory Boże                   | punkt misyjny w Katowicach              | –                       | –                   | [ 808 ]         |
| 14             | Ruch Williama Branhama                  | zbór Ewangelii Łaski                    | ul. Sołtysia 94         | Podlesie            | [ 809 ]         |
| 15             | Stowarzyszenie Zborów Chrześcijan w RP  | zbór w Katowicach                       | ul. Cicha 22            | Dąb                 | [ 810 ] [ 811 ] |
| Restoracjonizm |                                         |                                         |                         |                     |                 |
| 1              | Kościół Jezusa Chrystusa Św. w Dn. Ost. | gmina w Katowicach                      | ul. Warszawska 1        | Śródmieście         | [ 812 ] [ 813 ] |
| 2              | Świadkowie Jehowy                       | zbór Katowice-Angielski                 | ul. Nadgórników 9       | Bogucice            | [ 814 ]         |
| 2              | Świadkowie Jehowy                       | zbór Katowice-Bogucice                  | ul. Nadgórników 9       | Bogucice            | [ 814 ]         |
| 2              | Świadkowie Jehowy                       | zbór Katowice-Centrum                   | ul. Nadgórników 9       | Bogucice            | [ 814 ]         |
| 2              | Świadkowie Jehowy                       | zbór Katowice-Migowy                    | ul. Nadgórników 9       | Bogucice            | [ 814 ]         |
| 2              | Świadkowie Jehowy                       | zbór Katowice-Rosyjski                  | ul. Nadgórników 9       | Bogucice            | [ 814 ]         |
| 2              | Świadkowie Jehowy                       | zbór Katowice-Ukraiński                 | ul. Nadgórników 9       | Bogucice            | [ 814 ]         |
| 2              | Świadkowie Jehowy                       | zbór Katowice-Wełnowiec                 | ul. Nadgórników 9       | Bogucice            | [ 814 ]         |
| 2              | Świadkowie Jehowy                       | zbór Katowice-Zachód                    | ul. Nadgórników 9       | Bogucice            | [ 814 ]         |
| 2              | Świadkowie Jehowy                       | zbór Katowice-Zawodzie                  | ul. Nadgórników 9       | Bogucice            | [ 814 ]         |
| 2              | Świadkowie Jehowy                       | zbór Katowice-Giszowiec                 | ul. Oswobodzenia 4a     | Janów-Nikiszowiec   | [ 814 ]         |
| 2              | Świadkowie Jehowy                       | zbór Katowice-Wschód                    | ul. Oswobodzenia 4a     | Janów-Nikiszowiec   | [ 814 ]         |
| 2              | Świadkowie Jehowy                       | zbór Katowice-Brynów                    | ul. Sępia 28            | Piotrowice-Ochojec  | [ 814 ]         |
| 2              | Świadkowie Jehowy                       | zbór Katowice-Ligota                    | ul. Sępia 28            | Piotrowice-Ochojec  | [ 814 ]         |
| 2              | Świadkowie Jehowy                       | zbór Katowice-Piotrowice                | ul. Sępia 28            | Piotrowice-Ochojec  | [ 814 ]         |

Niektóre katowickie wspólnoty chrześcijańskie mają swoje siedziby poza miastem, a są to m.in.:
- Kościół Adwentystów Dnia Siódmego Ruch Reformacyjny: zbór w Katowicach (Ruda Śląska, ul. J. Piłsudskiego 149)[815].

### Wyznania niechrześcijańskie

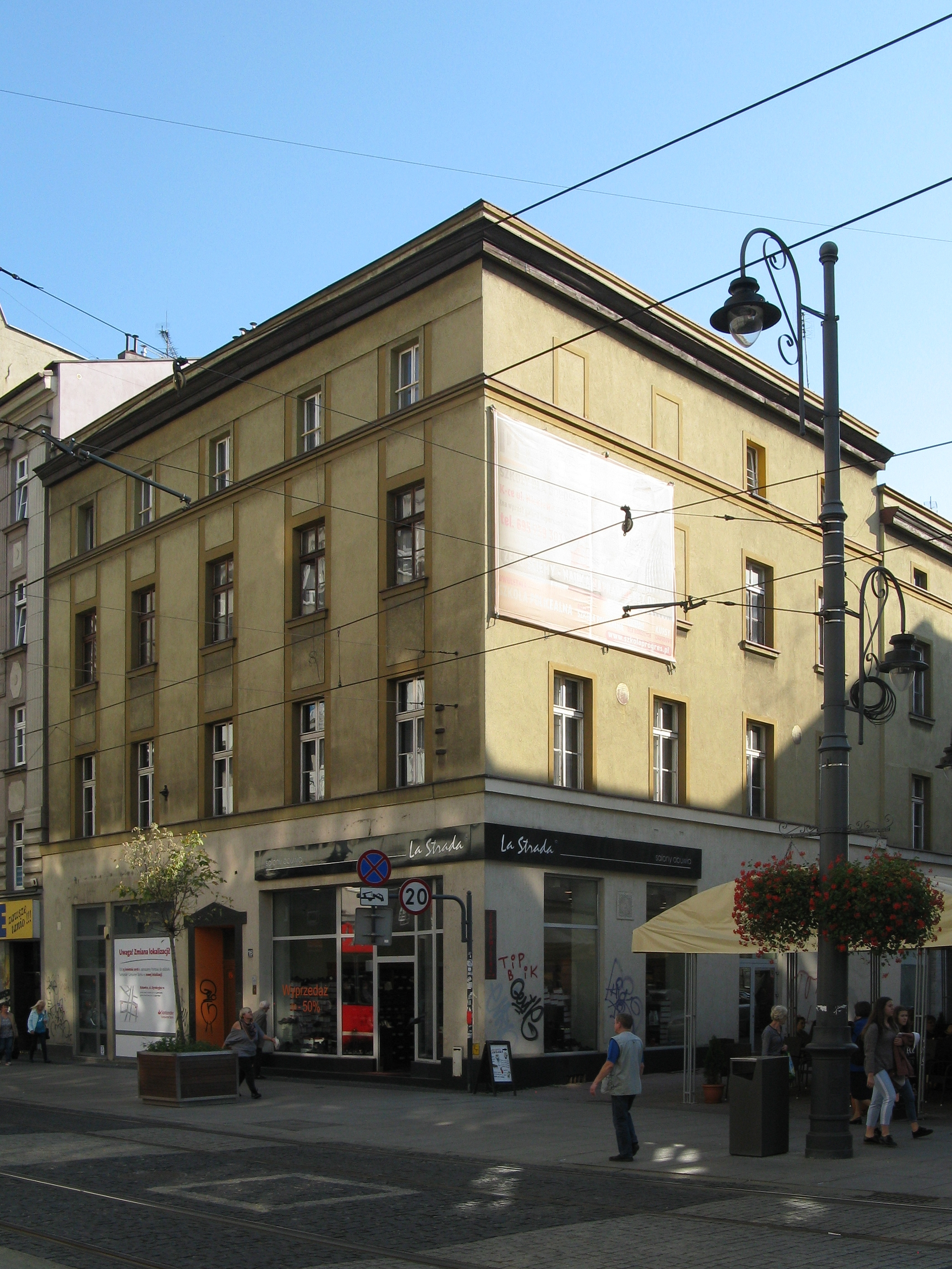
Siedziba Gminy Wyznaniowej Żydowskiej w Katowicach przy ulicy 3 Maja 16

| Lp. | Religia   | Nazwa wspólnoty                                                                                   | Adres                | Dzielnica            | Źródła  |
| --- | --------- | ------------------------------------------------------------------------------------------------- | -------------------- | -------------------- | ------- |
| 1   | Buddyzm   | Buddyjski Związek Diamentowej Drogi Linii Karma Kagyu. Buddyjski Ośrodek Medytacyjny w Katowicach | ul. Kredytowa 8/10   | Załęska Hałda-Brynów | [ 816 ] |
| 1   | Buddyzm   | Szkoła Zen Kwan Um w Polsce. Katowicki Ośrodek Zen                                                | ul. Zagrody 22       | Ligota-Panewniki     | [ 817 ] |
| 1   | Buddyzm   | Sangha Dogen Zenji. Ośrodek Sho Gyo Ji w Katowicach                                               | ul. Wojewódzka 31/15 | Śródmieście          | [ 818 ] |
| 1   | Buddyzm   | Związek Buddyjski Bencien Karma Kamtsang. Bencien Karma Kamtsang Katowice                         | ul. Kościuszki 18/12 | Śródmieście          | [ 819 ] |
| 2   | Islam     | Oddział Śląski Ligi Muzułmańskiej w RP. Centrum Kultury Islamu w Katowicach                       | ul. Warszawska 50a   | Śródmieście          | [ 820 ] |
| 3   | Hinduizm  | Międzynarodowe Towarzystwo Świadomości Kryszny. Ośrodek lokalny w Katowicach                      | –                    | –                    | [ 821 ] |
| 4   | Judaizm   | Gmina Wyznaniowa Żydowska w Katowicach                                                            | ul. 3 Maja 16        | Śródmieście          | [ 822 ] |
| 5   | Różokrzyż | Lectorium Rosicrucianum. Centrum Katowickie                                                       | ul. 3 Maja 24/7      | Śródmieście          | [ 823 ] |

### Cmentarze

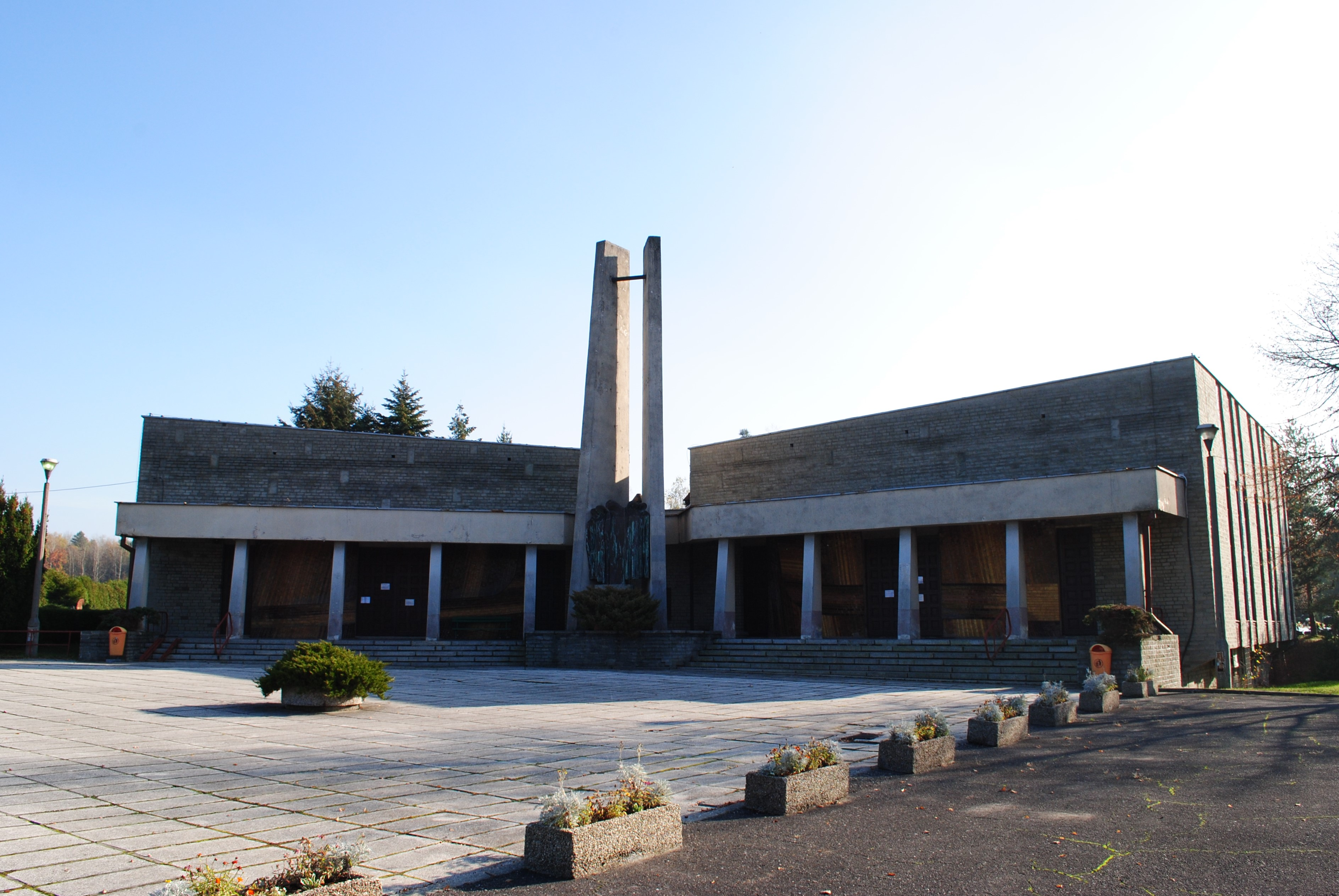
Dom Pogrzebowy na Centralnym Cmentarzu Komunalnym

W Katowicach w 2007 roku istniały 24 cmentarze, w tym 5 komunalnych i 19 wyznaniowych (głównie rzymskokatolickich) o łącznej powierzchni ok. 75 ha. Cmentarze komunalne w Katowicach zarządzane są przez spółkę Katowickie Cmentarze Komunalne i obejmują pięć kompleksów:
- Centralny Cmentarz Komunalny (ul. Murckowska 9; powierzchnia nekropolii: 25,24 ha)[401],
- Cmentarz Komunalny w Ligocie-Panewnikach (ul. Panewnicka 45; 4,88 ha)[401],
- Cmentarz Komunalny w Murckach (ul. W. Goetla; 1,86 ha)[401],
- Cmentarz Komunalny w Murckach (ul. P. Kołodzieja; 1,23 ha)[401],
- Cmentarz Wojskowy (ul. Meteorologów; 1,46 ha)[401].

Cmentarze wyznaniowe obejmują kilkanaście obiektów rzymskokatolickich, 2 ewangelicko-augsburskie (w tym przy ulicy Francuskiej) oraz 1 żydowski (cmentarz przy ulicy Raciborskiej). Są one z reguły niewielkie o powierzchni nieprzekraczającej zwykle 2,5 ha – z wyjątkiem cmentarza parafii św. Jadwigi Śląskiej w Szopienicach-Burowcu (3,96 ha) czy cmentarza parafii św. Szczepana w Bogucicach (7,57 ha).

## Sport i rekreacja

### Działalność sportowo-rekreacyjna

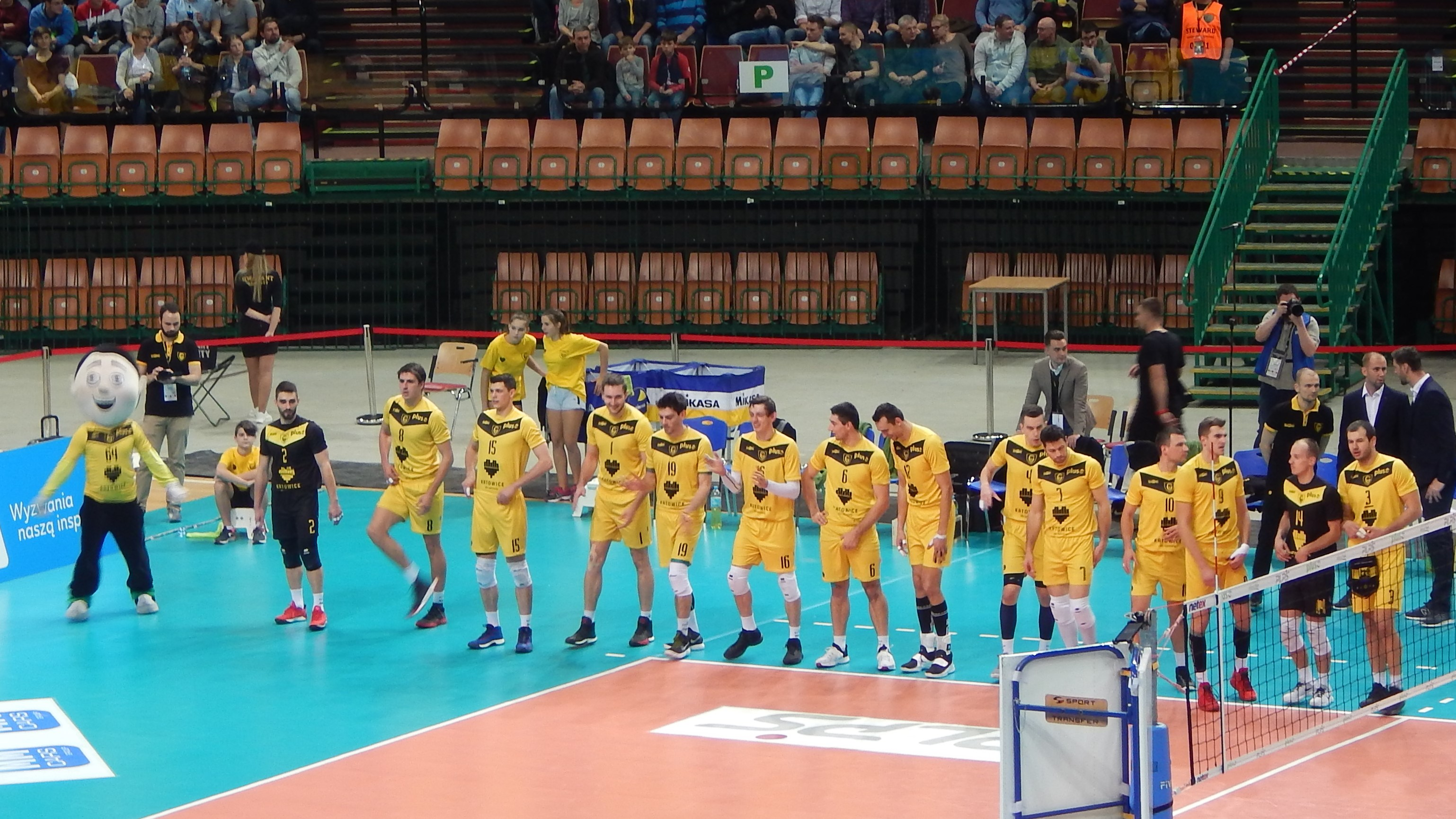
Drużyna siatkarska GKS-u Katowice w 2017 roku

W 2012 roku w Katowicach działało według danych z Głównego Urzędu Statystycznego 87 klubów sportowych, a liczba ćwiczących w katowickich klubach na 1000 mieszkańców miasta wynosiła 26 osób. Najpopularniejszymi dyscyplinami w tym czasie były: piłka nożna (33 kluby), piłka siatkowa i siatkówka plażowa (15), sporty walki (14), koszykówka (13), narciarstwo i snowboarding oraz pływanie (po 10 klubów). Znaczącym podmiotem kreujących aktywność i zaplecze sportowe w Katowicach jest Akademia Wychowania Fizycznego im. J. Kukuczki w Katowicach. W 2018 roku w Katowicach działały 104 kluby sportowe (łącznie z wyznaniowymi i uczniowskimi), których członkami było 9605 osób. W klubach ćwiczyło wówczas 11 542 osoby, z czego osób do 18 lat 8896.
W Katowicach siedzibę mają: Polski Związek Biathlonu (ul. T. Kościuszki 84), Polski Związek Ju-Jitsu (ul. Warszawska 6/112), Śląska Federacja Sportu (ul. T. Kościuszki 191), Śląski Szkolny Związek Sportowy (ul. Francuska 32) oraz regionalne związki sportowe (między innymi: Śląski Związek Piłki Siatkowej, Śląski Związek Lekkiej Atletyki czy Śląski Związek Piłki Nożnej).

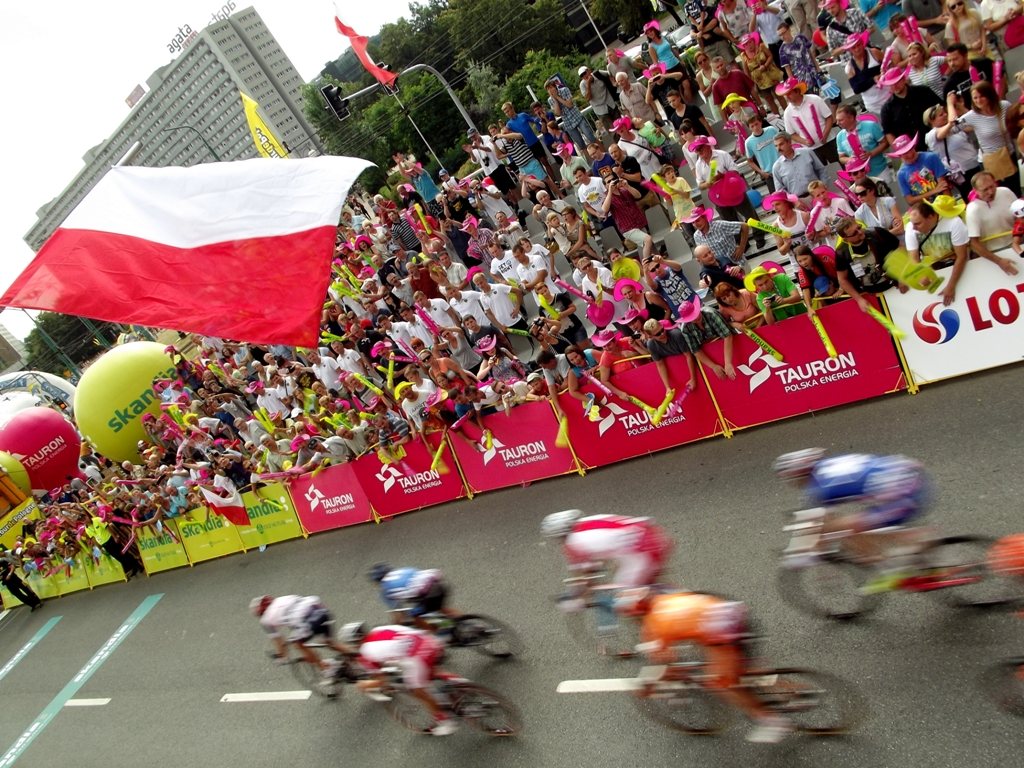
Tour de Pologne 2013 – 4. etap w Katowicach

Sportową marką Katowic jest wielosekcyjny GKS Katowice. Siedziba spółki znajduje się przy ulicy Bukowej 1 w dzielnicy Dąb, a większościowym jej udziałowcem jest miasto Katowice. Klub prowadzi drużyny: piłki nożnej mężczyzn (GKS Katowice; użytkuje Stadion Miejski w Katowicach położony przy ulicy Bukowej 1), piłki nożnej kobiet (GKS Katowice), hokeja (GKS Katowice; użytkuje lodowisko Satelita przy hali Spodek), piłki siatkowej (GKS Katowice; użytkuje halę sportową Ośrodka Sportowego Szopienice), zapasów (Zapaśniczy Uczniowski Klub Sportowy GKS Katowice; użytkuje halę sportową przy ulicy Józefowskiej) i szachów (Hetman GKS Katowice; ul. gen. J. Hallera 28). Prowadzona jest też wielosekcyjna Akademia „Młoda Gieksa”.

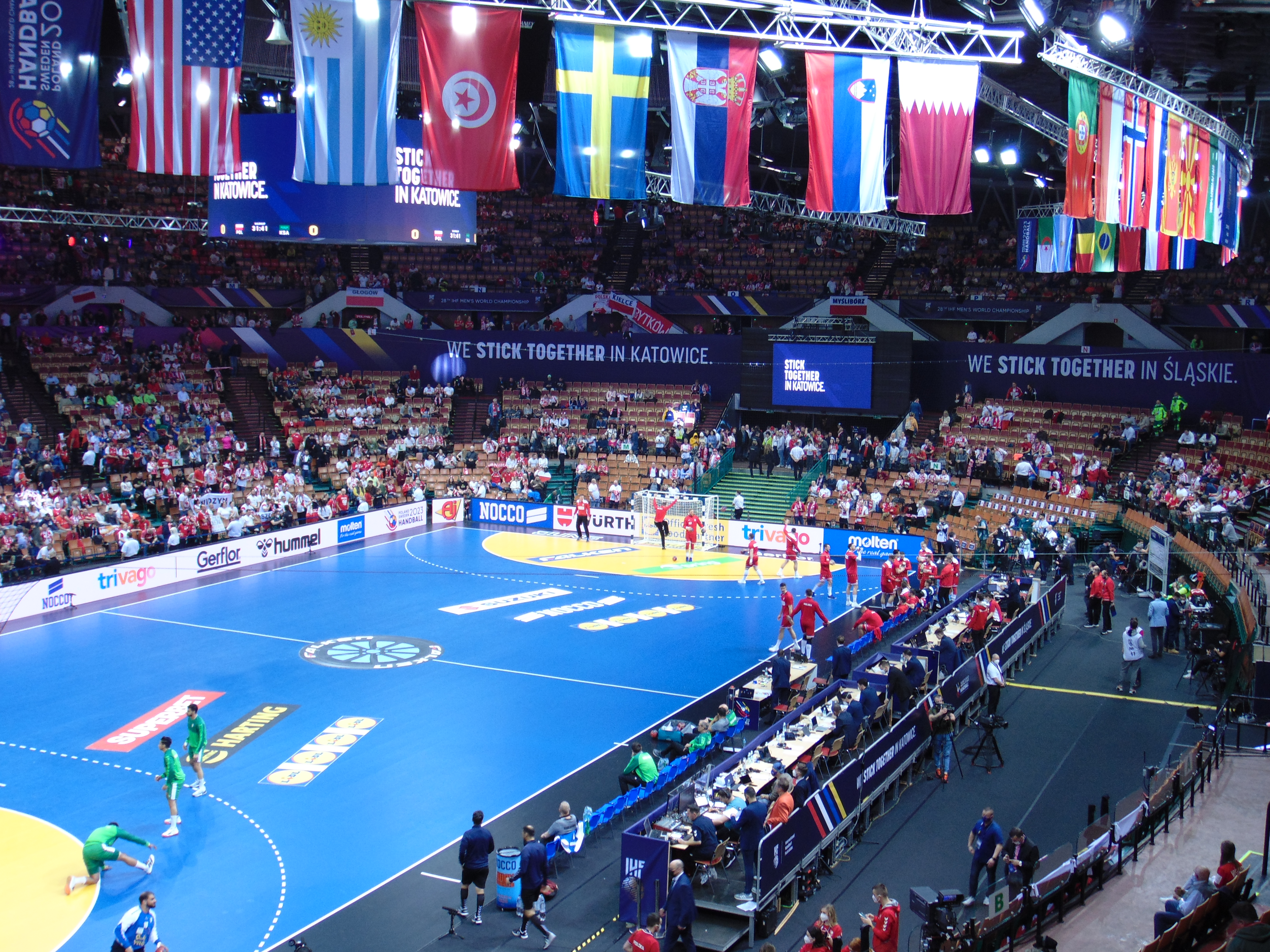
Spodek podczas Mistrzostw Świata w Piłce Ręcznej Mężczyzn 2023

Do innych znaczących katowickich klubów sportowych należą m.in.: 06 Kleofas AZS AWF Katowice (ul. Bukowa 1; ul. Mikołowska 72 i 131), UKS MK Górnik Katowice (ul. T. Boya-Żeleńskiego 96c), LGKS 38 Podlesianka Katowice (ul. Sołtysia 25), Naprzód Janów (ul. Z. Nałkowskiej 11), KS Rozwój Katowice (ul. A. Asnyka 27) czy BKS Sparta Katowice (ul. S. Żeromskiego 4).
Katowice było w swojej historii gospodarzem bądź współgospodarzem wielu znaczących wydarzeń sportowych rangi regionalnej, krajowej i międzynarodowej. Były to m.in. takie imprezy jak: Tour de Pologne, Silesia Marathon, Mistrzostwa Europy w Koszykówce Mężczyzn 2009, Mistrzostwa Europy w Siatkówce Kobiet 2009, Mistrzostwa Europy w Koszykówce Kobiet 2011, Turniej Ligi Światowej w Piłce Siatkowej Mężczyzn 2007, Mistrzostwa Świata w Piłce Siatkowej Mężczyzn 2014 i 2022 czy Mistrzostwa Świata w Piłce Ręcznej Mężczyzn 2023.
Katowice są także znaczącym punktem na mapie e-sportu. Przy ulicy Staromiejskiej 4 siedzibę ma Stowarzyszenie Sportów Elektronicznych (Esports Association). W mieście organizowane są mistrzostwa świata w grach video w połączeniu z targami branży IT – Intel Extreme Masters, będąc największą tego typu imprezą w Polsce.
W 2023 roku Katowice zajęły 5. miejsce w rankingu najbardziej sportowych miast Polski. W 2022 roku znalazły się tuż za główną dziesiątką i nie znalazły się one w rankingu.

### Obiekty sportowo-rekreacyjne

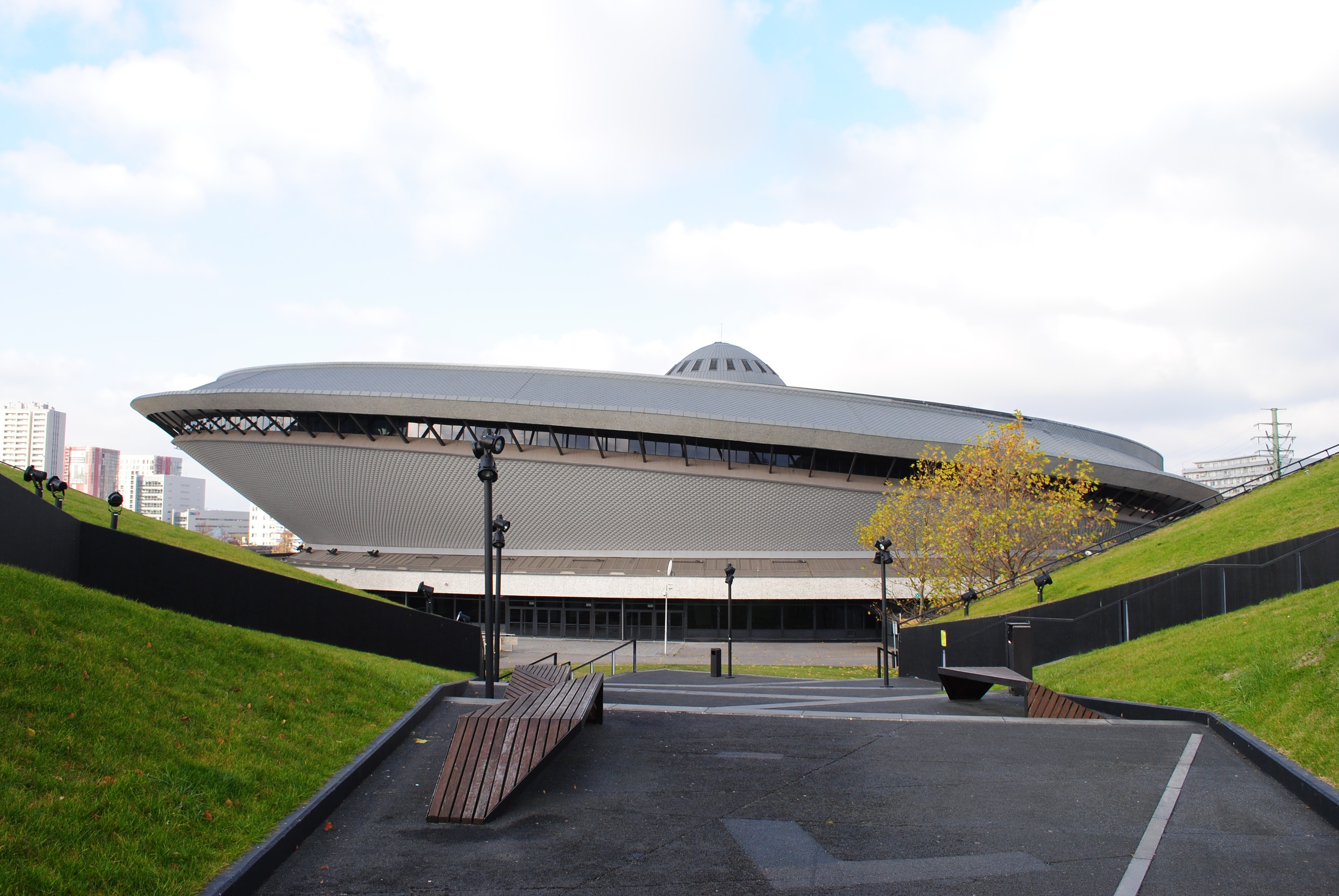
Hala Widowiskowo-Sportowa Spodek (al. W. Korfantego 35)

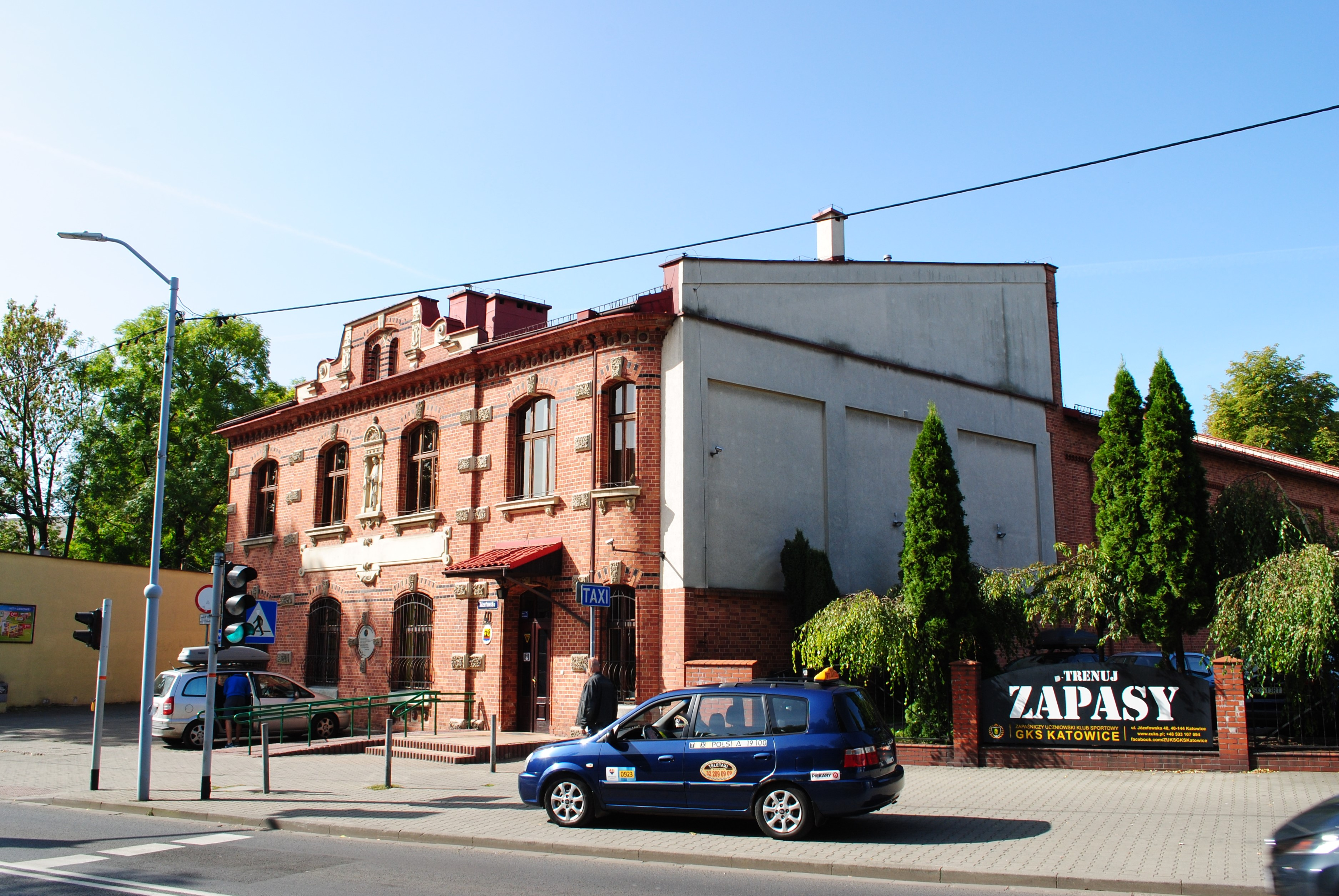
Hala Sportowa Józefowska (ul. Józefowska 40)

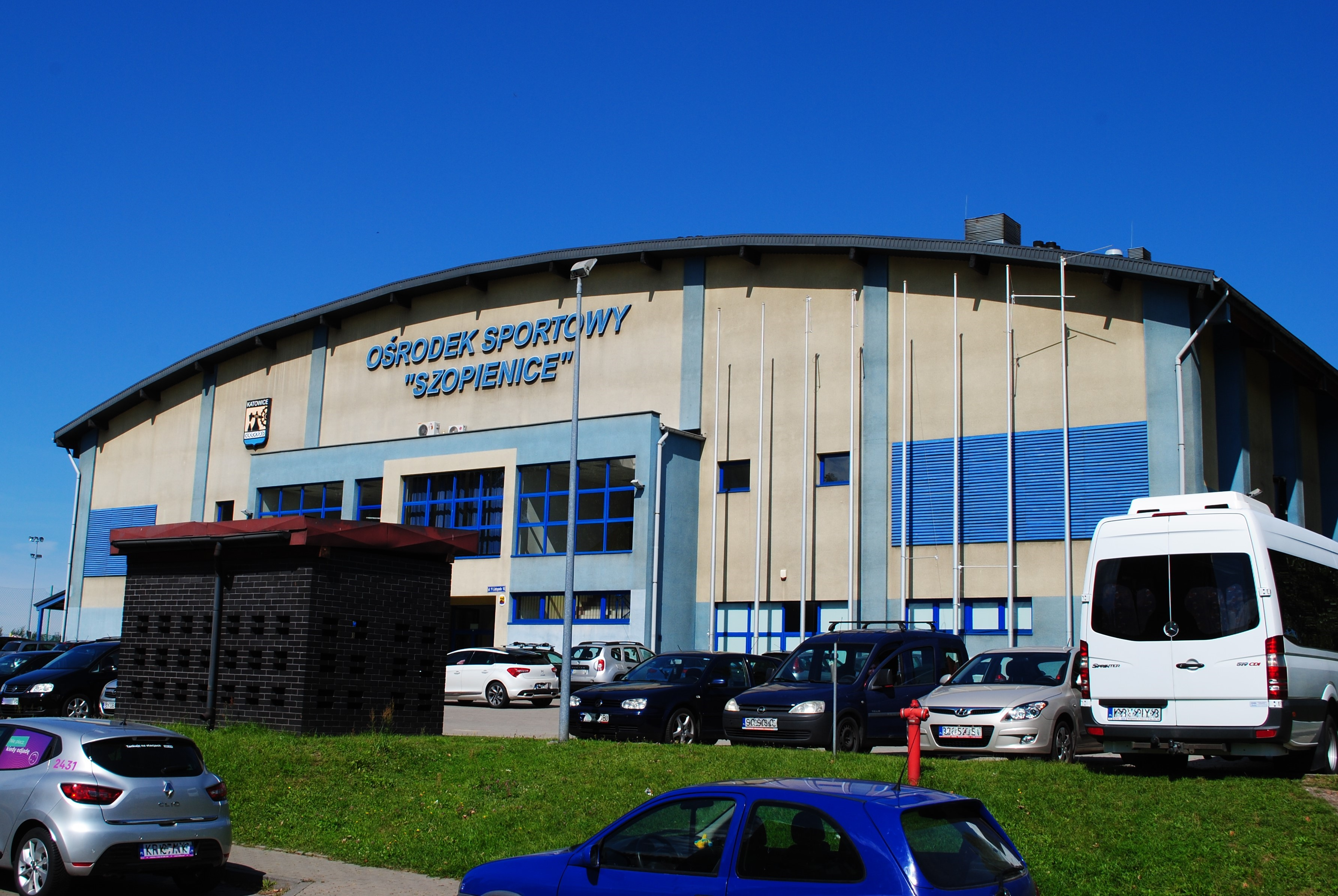
Hala Ośrodka Sportowego Szopienice (ul. 11 Listopada 16)

Infrastrukturę sportowo-rekreacyjną tworzą obiekty różnego typu: hale i sale sportowe, lodowiska kryte, stadiony i boiska do różnych gier, korty tenisowe, pływalnie, baseny i kąpieliska, obiekty do jazdy konnej, place zabaw i inne, w tym lotnisko sportowe Katowice-Muchowiec. Sztandarowym obiektem tego typu jest położona przy alei W. Korfantego 35 Hala Widowiskowo-Sportowa Spodek. Kompleks obejmuje: halę wielofunkcyjną, lodowisko „Satelita” i salę gimnastyczną. Jest on prestiżowym miejscem na mapie Katowic, przystosowanym do rozgrywania igrzysk sportowych o randze światowej, a poza tym odbywają się w niej duże przedsięwzięcia kulturalne i gospodarcze.
Według danych GUS-u za 2022 rok w Katowicach znajdowało się 5 stadionów, 21 boisk do piłki nożnej, 14 boisk do koszykówki, 13 boisk do piłki ręcznej, 4 boiska do piłki siatkowej i 13 uniwersalnych boisk, 7 hal sportowych, 20 sal gimnastycznych, 20 kortów tenisowych, 8 krytych pływalni, 1 strzelnica, 4 sztuczne lodowiska i 2 skateparki. Infrastruktura sportowo-rekreacyjna Katowic w głównej mierze jest zarządzana przez Miejski Ośrodek Sportu i Rekreacji w Katowicach i są to różnego typu obiekty, w tym m.in.:
- Boisko Piłkarskie Rapid (ul. M. Grażyńskiego 51) – składa się z dwóch oświetlonych boisk piłkarskich, w tym pełnowymiarowego z trybunami[855],
- Hala Sportowa Józefowska (ul. Józefowska 40) – obejmuje dwie sale gimnastyczne, z czego mniejsza przystosowana jest do sportów walki; dodatkowo posiada dwa zewnętrzne boiska[856],
- Ośrodek Sportowy Podlesianka (ul. Sołtysia 25) – obiekt składający się z boiska piłkarskiego, zaplecza sanitarno-socjalnego, boisk treningowych, dwóch kortów tenisowych, trybuny i budynku[857],
- Lodowisko Jantor (ul. Z. Nałkowskiej 40) – prócz całorocznego lodowiska z widownią na 1400 miejsc obiekt posiada siłownię i gabinet odnowy biologicznej[858],
- Ośrodek Sportowy Słowian (ul. 1 Maja 99) – kompleks boisk: do piłki nożnej, wielofunkcyjne i do koszykówki; znajdują się tu też dwa korty tenisowe i siłownia z zapleczem sanitarnym[859],
- Ośrodek Sportowy Szopienice (ul. 11 Listopada 16) – tworzą go stadion i hala; stadion składa się z dwóch piłkarskich boisk ze sztuczną nawierzchnią, dwóch kortów tenisowych i zaplecza socjalnego[855]; hala sportowa składa się z wielofunkcyjnej hali z 133 miejscami dla publiczności, gdzie odbywają się zawody sportowe w siatkówce, koszykówce, piłce ręcznej i halowej piłce nożnej; w hali mogą odbywać się imprezy sportowe rangi mistrzowskiej[860],
- Ośrodek Sportowy Hetman (ul. ks. W. Siwka 2) – składa się z oświetlonego boiska piłkarskiego, boiska treningowego, boiska wielofunkcyjnego do gry w koszykówkę i siatkówkę, kortów tenisowych, siłowni oraz zaplecza socjalnego[855],
- Stadion Miejski (ul. Bukowa 1) – obiekt wykorzystywany do rozgrywek w piłce nożnej przez GKS Katowice; składa się z boiska głównego o wymiarach 105x68 m i dwóch boisk bocznych[861],
- Stadion MK Górnik Katowice (ul. T. Boya-Żeleńskiego 96) – stadion piłkarski z naturalną nawierzchnią trawiastą, boiskiem treningowym i zapleczem sanitarno-socjalnym; ze stadionu korzysta MK Górnik Katowice[857],
- Ośrodek Rekreacyjno-Wypoczynkowy Bugla (ul. Żeliwna 26d) – otwarte kąpielisko, składające się z pięciu basenów, z atrakcjami wodnymi i zjeżdżalniami; na terenie obiektu znajduje się też boisko „Orlik” oraz boisko do gry w siatkówkę plażową i piłkę nożną plażową[862].

Do innych znaczących obiektów sportowo-rekreacyjnych na terenie Katowic należą: baseny kryte (m.in. Akademii Wychowania Fizycznego i w Pałacu Młodzieży), korty tenisowe (m.in. przy ulicach: Szopienickiej, Pijarskiej, Pszczyńskiej czy Ceglanej), korty do squasha (m.in. na osiedlu Bażantowo, przy ulicy Ceglanej i na AWF-ie), kluby jeździeckie (przy ulicach Francuskiej, Strumiennej i Panewnickiej), kluby fitness i siłownie, akweny do uprawiania sportów wodnych oraz przystań przy stawie Kajakowym w Dolinie Trzech Stawów, lotnisko Katowice-Muchowiec Aeroklubu Śląskiego, skateparki (m.in. przy pomniku Trudu Górniczego) czy szlaki rowerowe (między innymi w Katowickim Parku Leśnym, Lasach Murckowskich i Lasach Panewnickich). Poza tym bazę sportowo-rekreacyjną Katowic uzupełniają boiska i sale gimnastyczne znajdujące się przy szkołach podstawowych i ponadpodstawowych.

## Wojsko

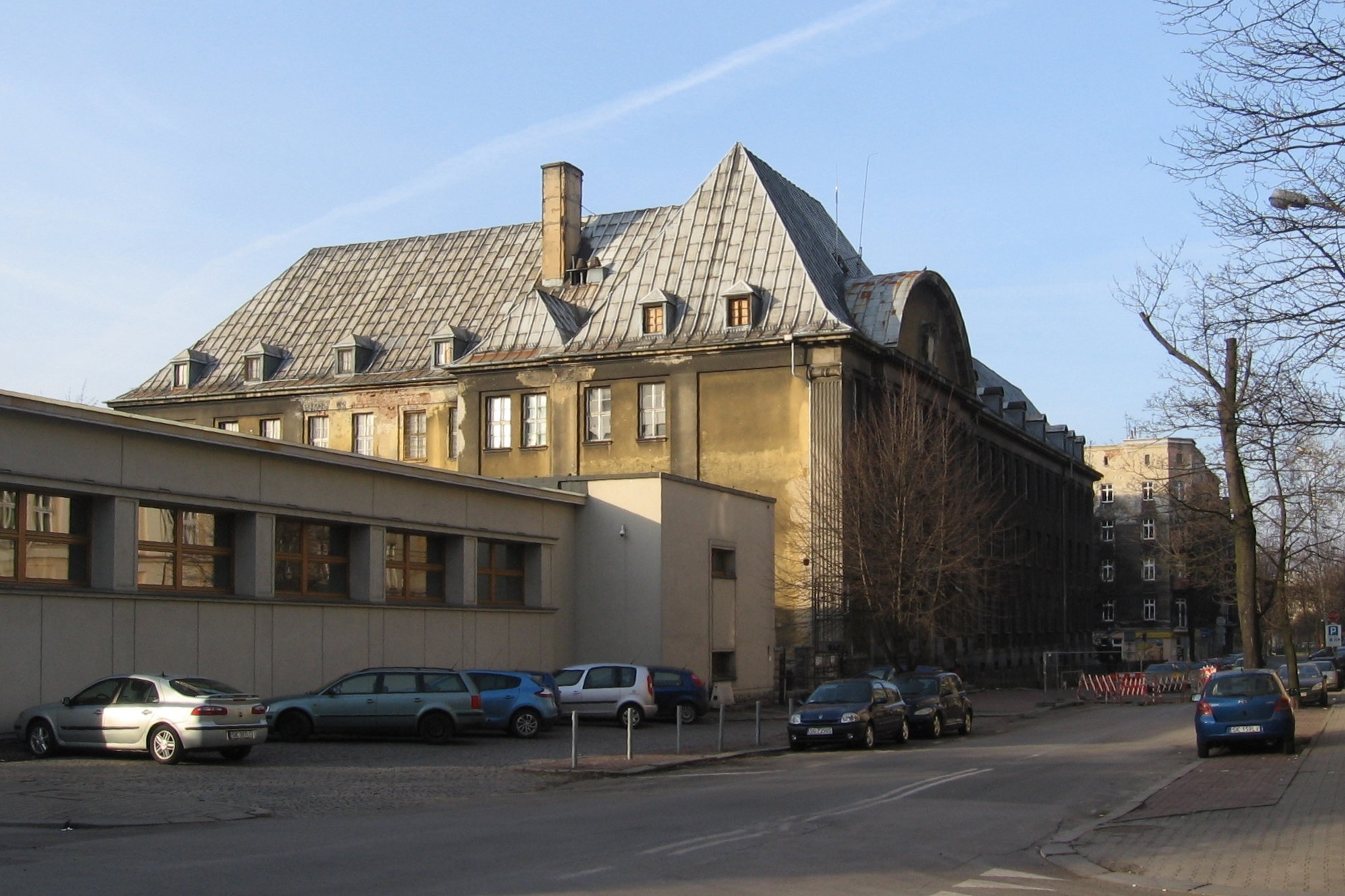
Siedziba 13 Śląskiej Brygady Obrony Terytorialnej (ul. Kilińskiego 9)

W Katowicach przy ulicy Francuskiej 30 siedzibę ma Wojewódzki Sztab Wojskowy w Katowicach. Jest on terenowym organem wykonawczym Ministra Obrony Narodowej w sprawach operacyjno-obronnych i rządowej administracji niezespolonej, a obejmuje on swoim działaniem obszar całego województwa śląskiego. W tym samym miejscu działa także Wojskowe Centrum Rekrutacji w Katowicach.
Jedyną jednostką wojskową z siedzibą w Katowicach jest 13 Śląska Brygada Obrony Terytorialnej im. ppłk. Tadeusza Puszczyńskiego ps. „Konrad Wawelberg”. Siedziba jednostki znajduje się przy ulicy J. Kilińskiego 9. Na początku 2019 roku składała się z 428 żołnierzy Terytorialnej Służby Wojskowej i 122 żołnierzy zawodowych. Została powołana w 2018 roku, a jej obszarem działań są województwa śląskie i opolskie.
Na terenie Katowic przy ulicy M. Skłodowskiej-Curie 20 siedzibę ma rzymskokatolicka parafia wojskowa św. Kazimierza Królewicza. Przynależy ona do dekanatu Sił Powietrznych Ordynariatu Polowego Wojska Polskiego.
Pomiędzy ulicami Meteorologów a Ceglaną znajduje się cmentarz garnizonowy o powierzchni 1,463 ha. Innymi cmentarzami i mogiłami wojskowymi w mieście są m.in.: położony w parku im. T. Kościuszki cmentarz żołnierzy Armii Czerwonej oraz znajdująca się w Murckach zbiorowa mogiła żołnierzy węgierskich.